# Architecture gothique
Pour les articles homonymes, voir gothique.

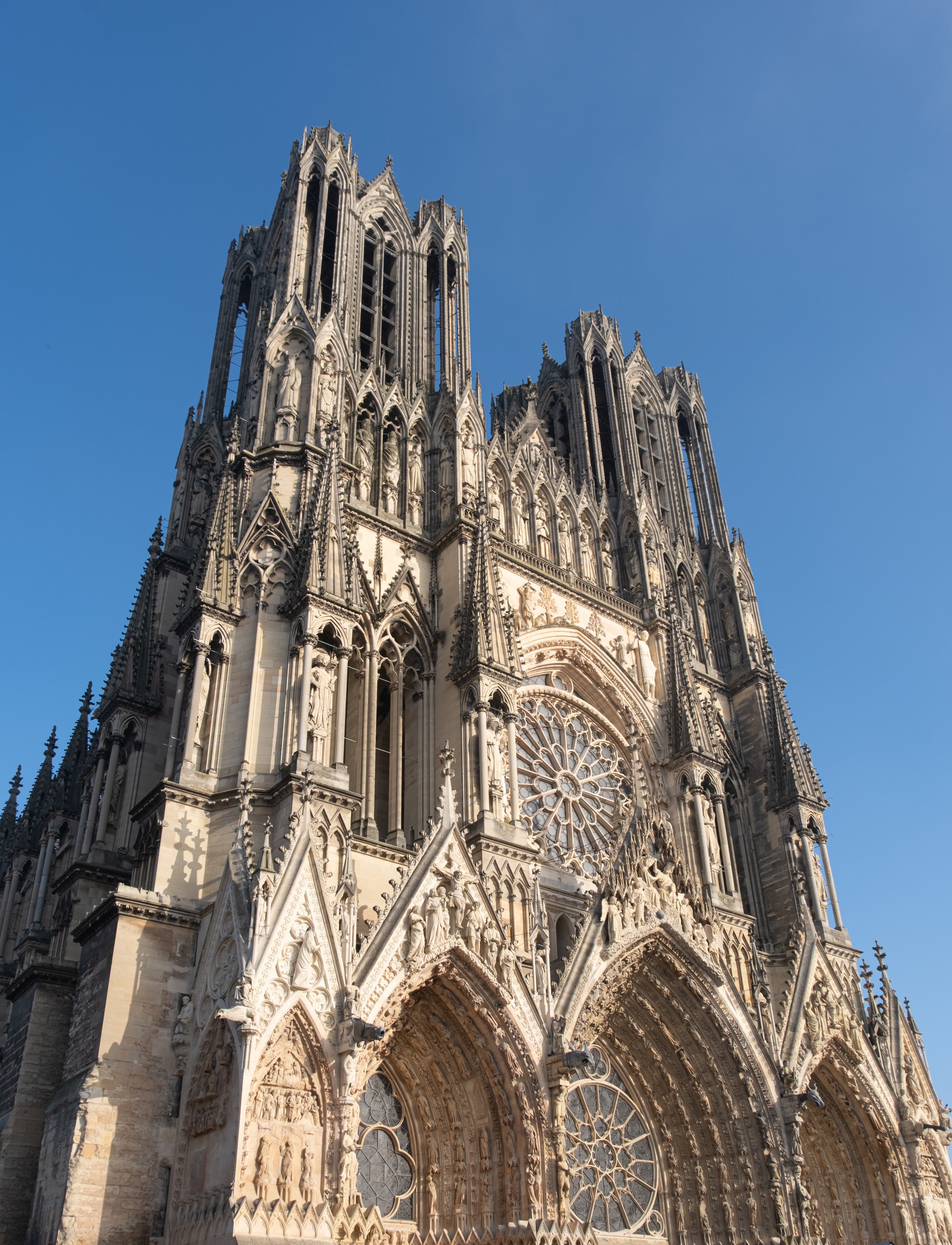
Cathédrale Notre-Dame de Reims (XIIIe siècle – XIVe siècle).

L'architecture gothique est un style architectural d'origine française qui s'est développé à partir de la seconde partie du Moyen Âge en Europe occidentale. Elle apparaît en Île-de-France et en Haute-Picardie au XIIe siècle. Elle se diffuse rapidement au nord puis au sud de la Loire et en Europe jusqu'au milieu du XVIe siècle et même jusqu'au XVIIe siècle dans certains pays. L'esthétique gothique et ses techniques se perpétuent dans l'architecture française au-delà du XVIe siècle, en pleine période classique, dans certains détails et modes de construction. Enfin, un véritable renouveau apparaît avec la vague de l'historicisme du XIXe siècle jusqu'au début du XXe siècle. Le style a alors été qualifié de néogothique.

## Nom et étymologie
L'architecture dite « gothique » apparaît au début du XIIe siècle dans le domaine royal français et les seigneuries ecclésiastiques qui lui sont associées (Laon, Noyon, Beauvais) ainsi que dans les chapelles de l'ordre du Temple, probablement sans porter d'appellation particulière jusqu'au XVe siècle, car ce nouveau style n'est d'abord que le développement rationnel de techniques de construction utilisées dans des constructions romanes.
Comme l'écrit Suger après l'inauguration de l'abside de l'abbatiale Saint-Denis, il voulait faire entrer plus de lumière dans l'église car « Dieu est lumière ». C'est le développement vertical des constructions avec l'augmentation des surfaces vitrées qui va en faire une architecture originale. Toutefois, Burkhard von Hall, moine de l'abbaye Saint-Pierre de Wimpfen im Tal, rapporte dans une chronique de Wimpfen, écrite vers 1280/90, la nouvelle construction de l'église de cette abbaye, commencée en 1269, et qualifie la technique utilisée d'opus francigenum, c'est-à-dire, littéralement, une « mise en œuvre française ».

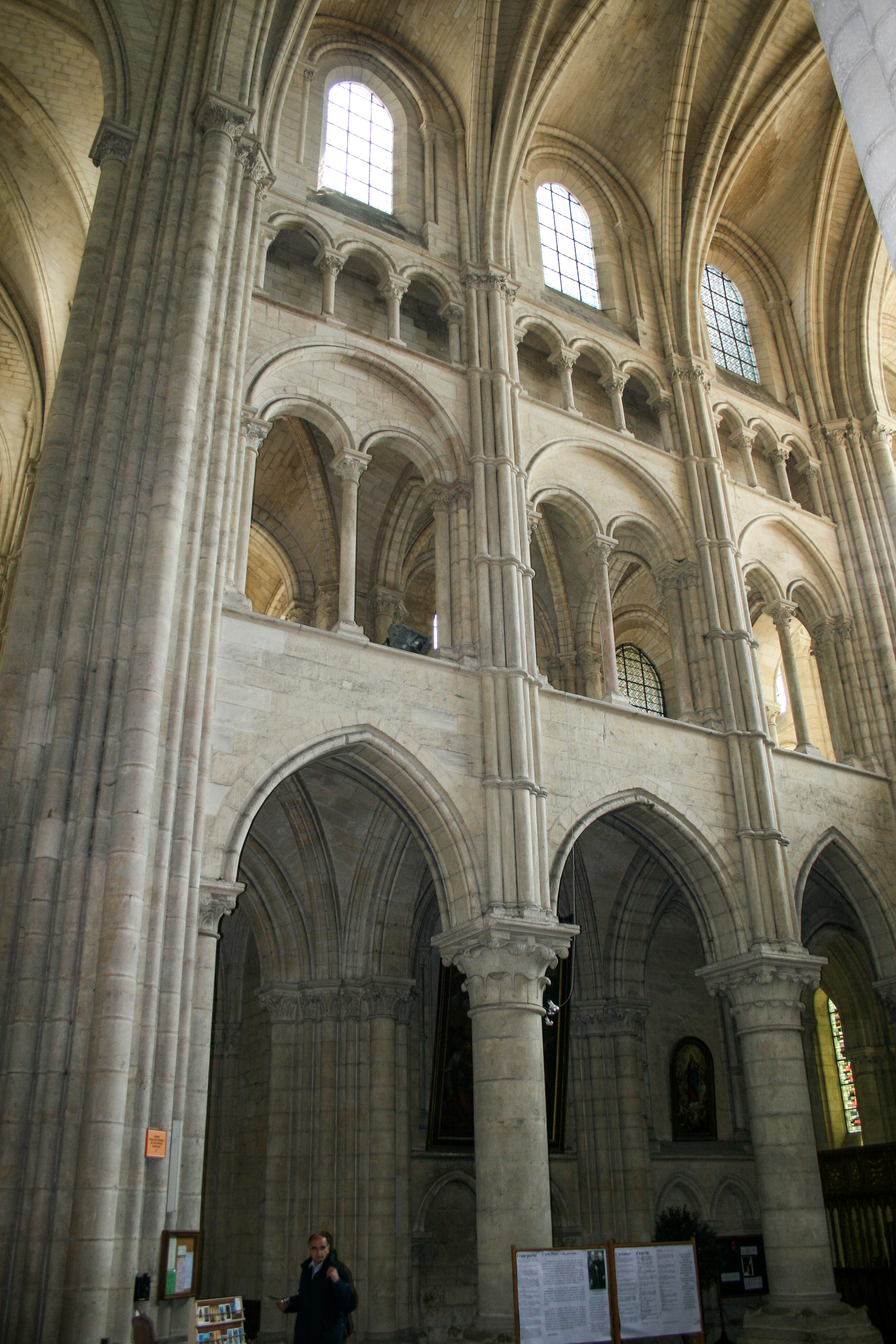
Cathédrale de Laon – transition du gothique primitif (avec tribunes) au gothique classique (avec triforium sans fenêtres).
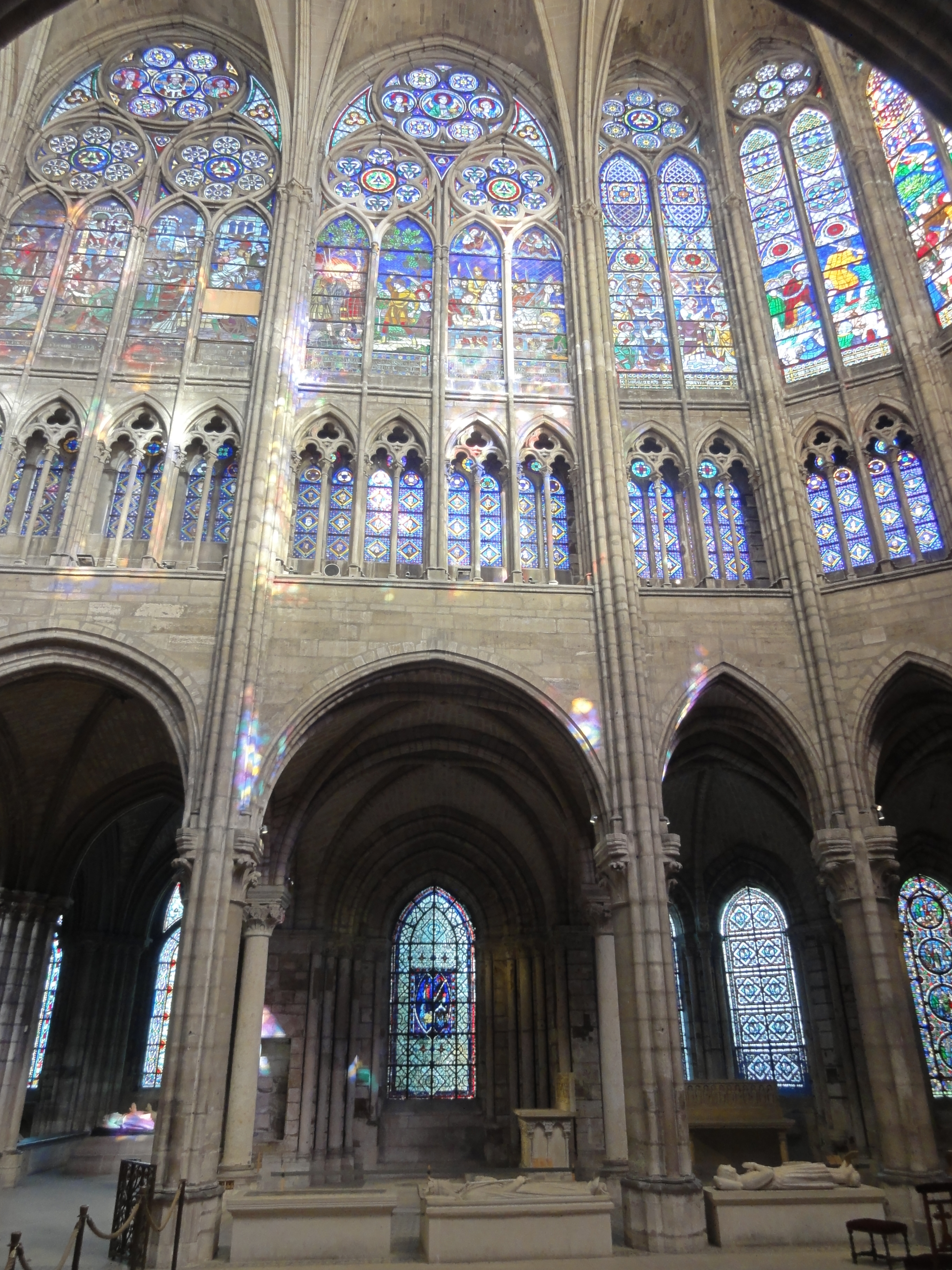
Basilique Saint-Denis - Claire-voie et triforium du gothique rayonnant sur le déambulatoire du gothique primitif.
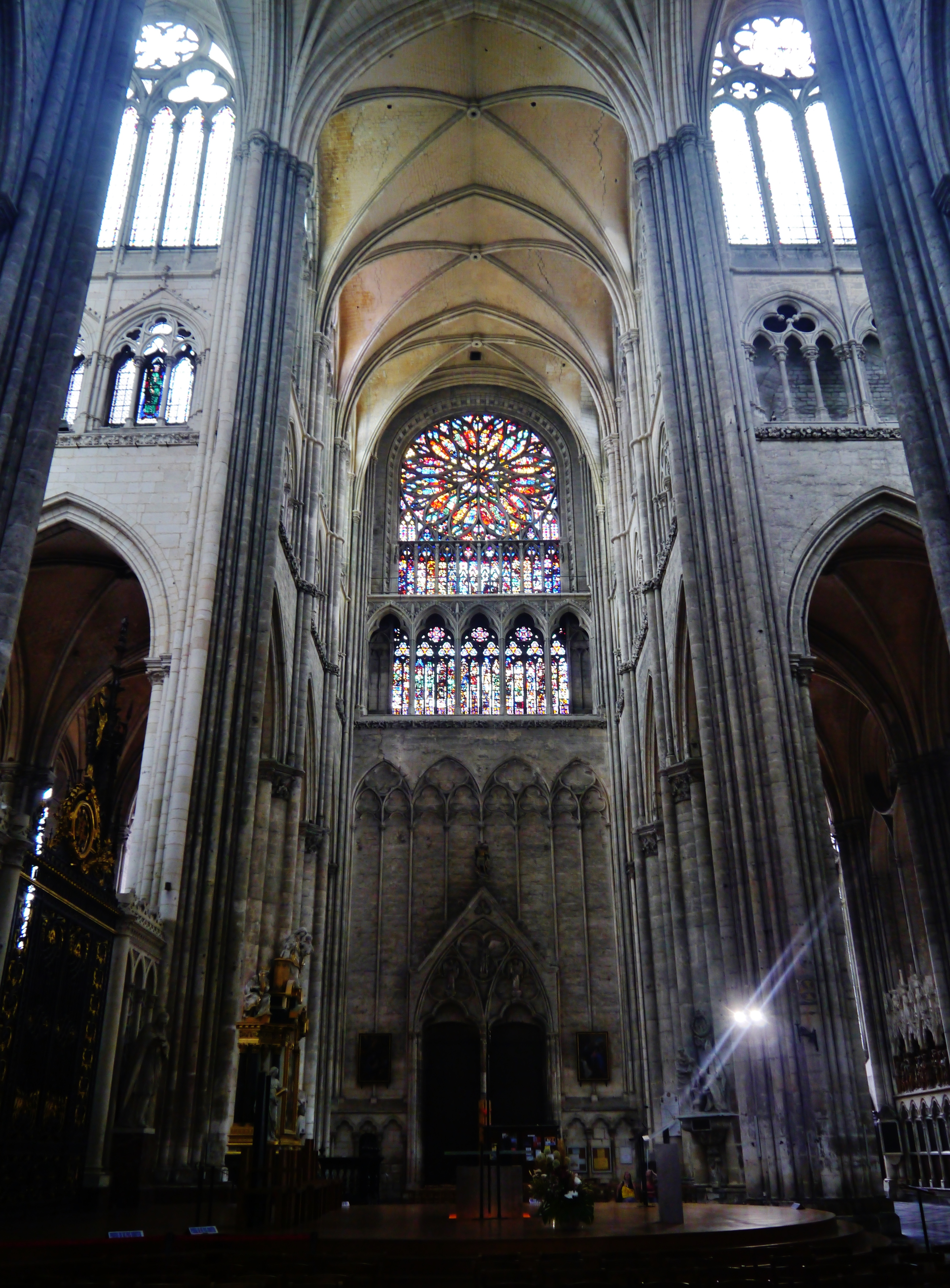
Cathédrale d'Amiens – transept avec nef (à droite, 1220–1236, gothique classique) et chœur (à gauche, 1236–1269, gothique rayonnant).
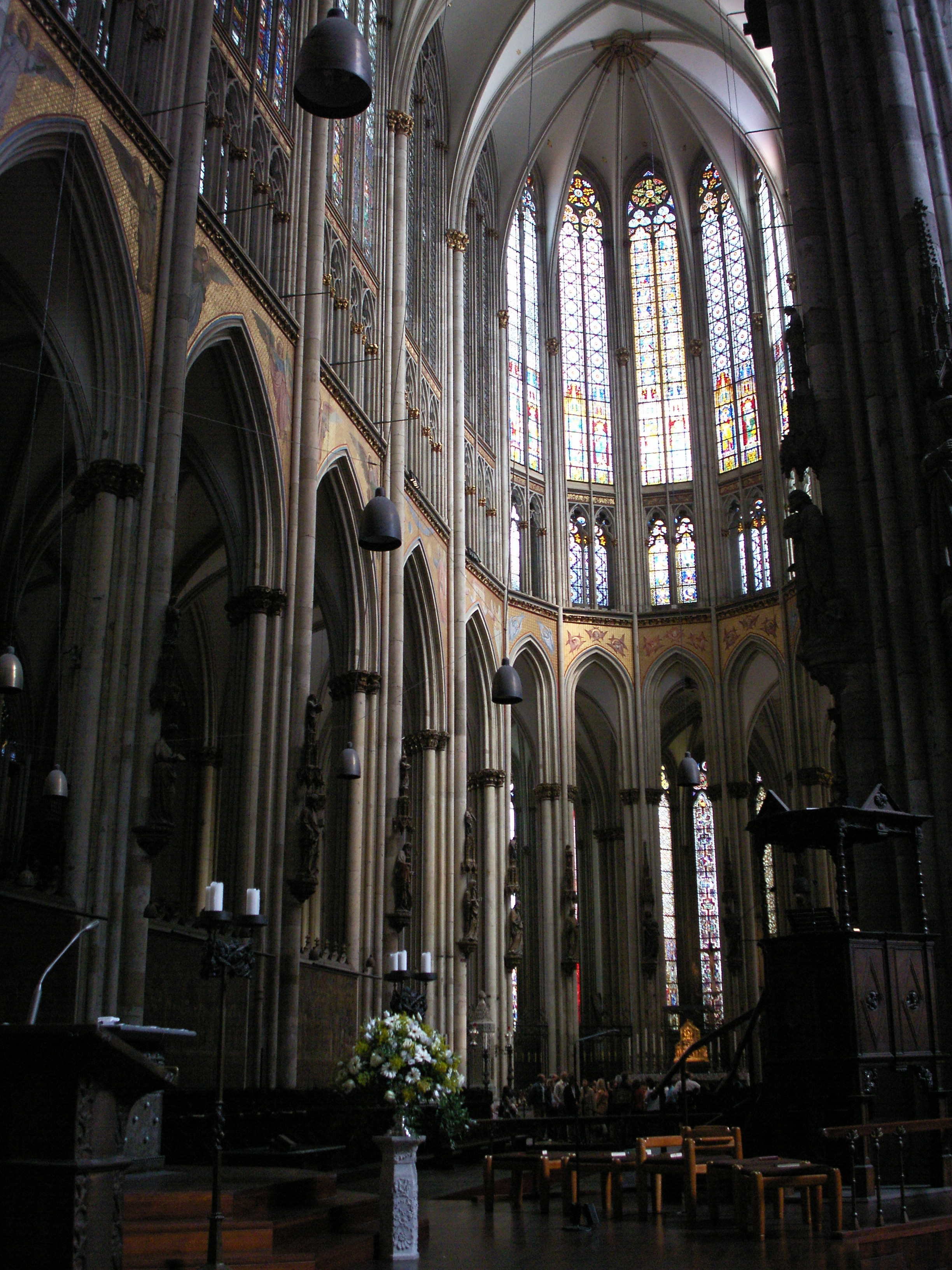
Chœur (1248–1304) de la cathédrale de Cologne, gothique rayonnant (triforium avec fenêtres).

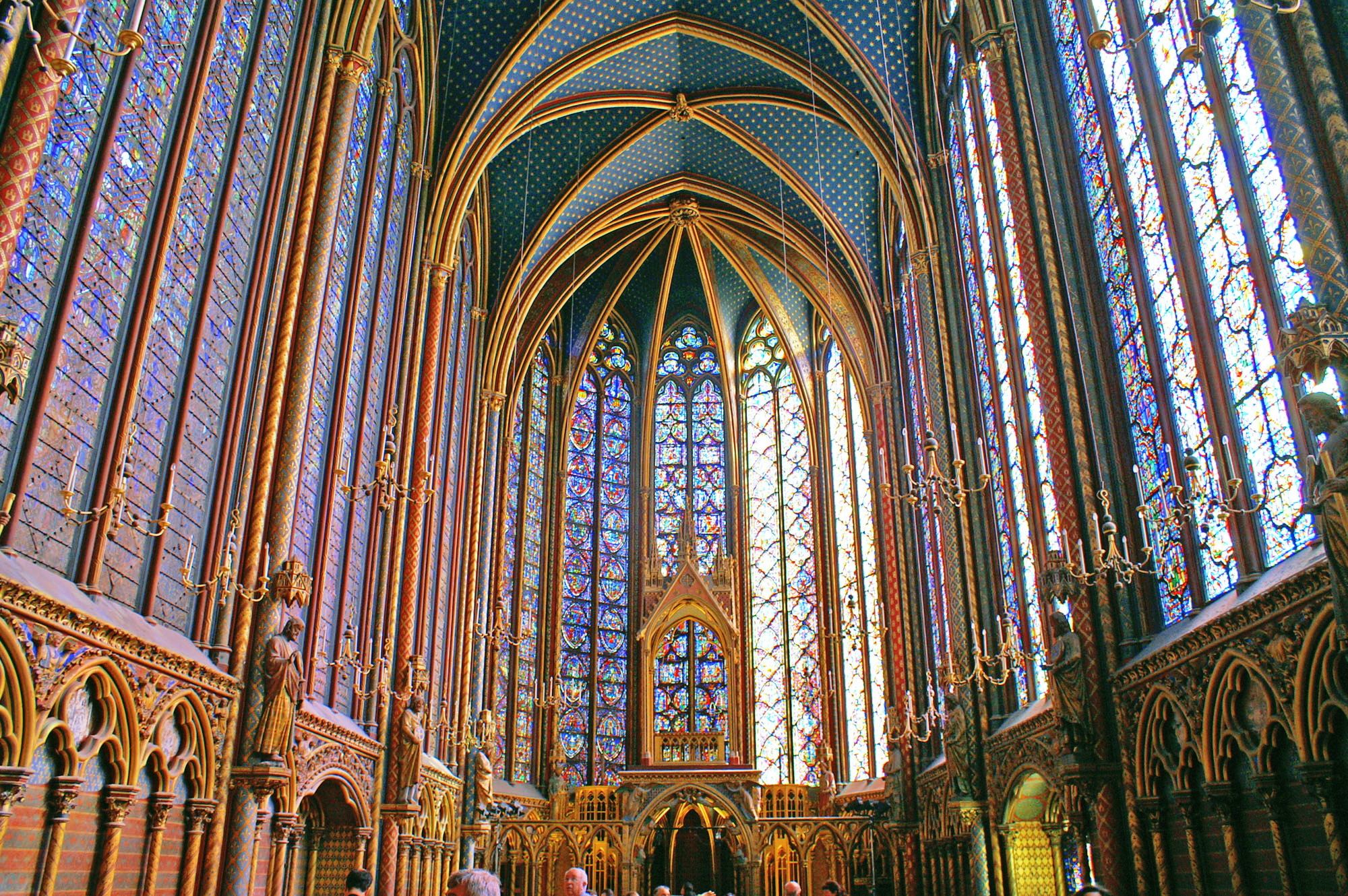
La Sainte-Chapelle, Paris (1241–1248), gothique rayonnant.
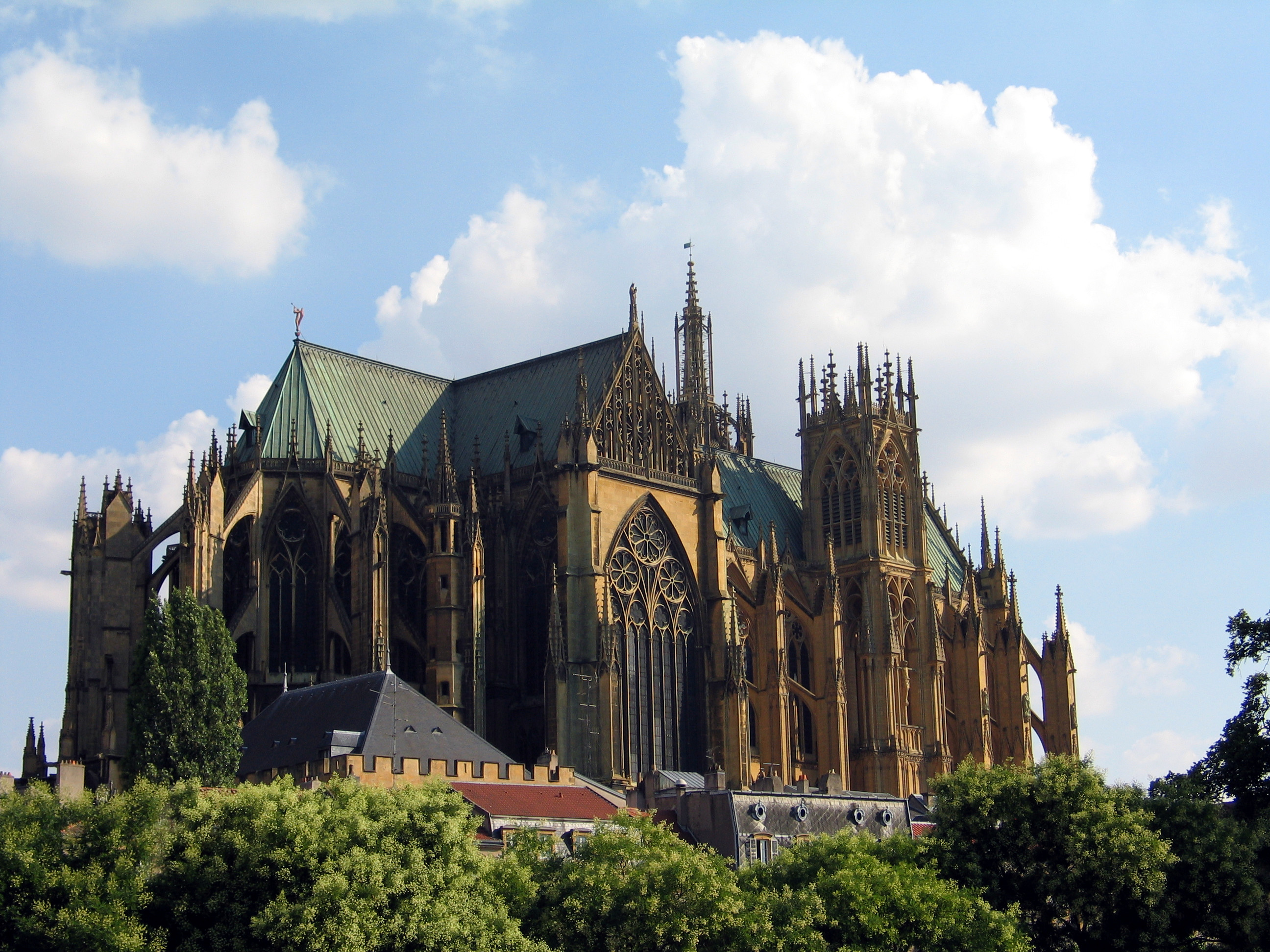
Cathédrale Saint-Étienne, Metz, gothique rayonnant (depuis 1240) avec plusieurs altérations du XIXe siècle.
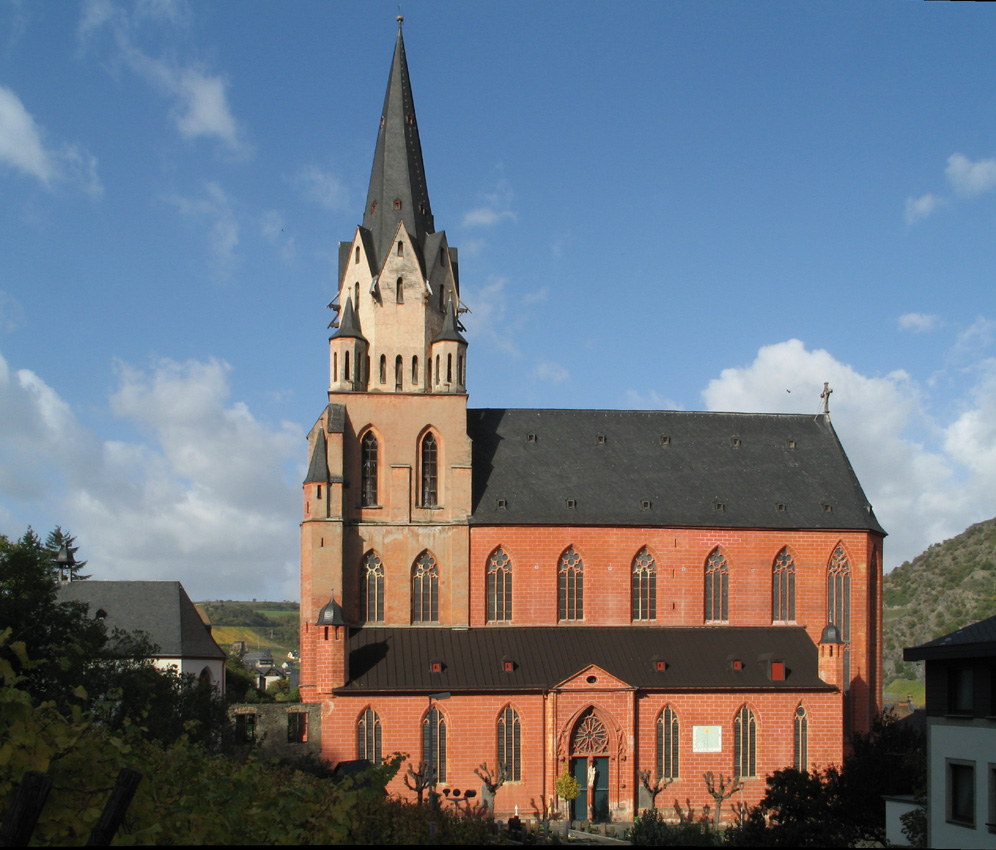
Église Notre-Dame (de) d'Oberwesel sur le Rhin (1308–1351), basilique à voûtes de croisée d'ogives, sans arcs boutants, sans tribunes ou triforium.
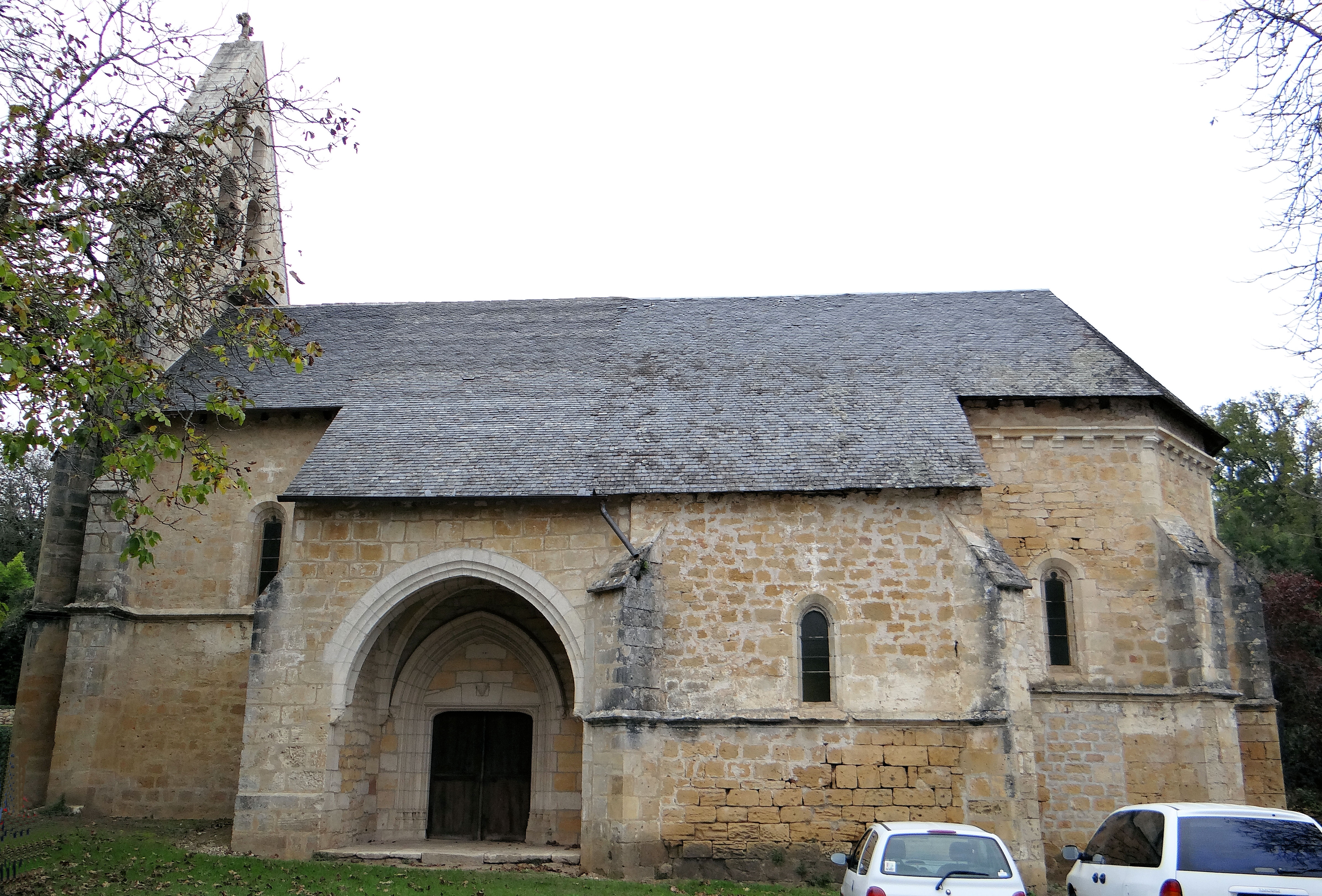
Église Notre-Dame-de-l'Assomption d'Aillac, 2e moitié du XVe siècle, gothique campagnard du Périgord.

Plus tard, vers 1500, on a opposé volontiers en Europe le gothique tardif ou flamboyant, qualifié de « moderne », au style italianisant, qualifié de « à l'antique ». Le terme « gotico » est, semble-t-il, utilisé pour la première fois par le peintre Raphaël (ou par Bramante ou encore Baldassarre Peruzzi) en 1518 dans un rapport adressé à un pape (Léon X ou Jules II) sur « la conservation des monuments antiques » : l'auteur de ce texte considère que les arcs en ogive de l'architecture gothique rappellent la courbure des arbres formant les cabanes primitives des habitants des forêts germaniques — un mythe qui réapparaîtra chez les romantiques — et fait référence, de manière neutre, à l'art gothique du XVe siècle, désignant par contre l'« art français » médiéval sous le terme art tudesque. « Gotico » est ensuite repris avec une connotation péjorative par le critique d'art Giorgio Vasari en 1530, qui fait, lui, référence au sac de Rome par les « barbares » Goths. L'art gothique était donc l'œuvre de barbares pour les Italiens de la Renaissance, car il aurait résulté de l'oubli des techniques et des canons esthétiques gréco-romains.
L'art gothique a également été critiqué par quelques auteurs français tels que Nicolas Boileau, Jean de La Bruyère, Molière ou Jean-Jacques Rousseau, avant d'être réhabilité par des architectes comme Francesco Borromini ou Jan Blažej Santini-Aichel, inventeur du style baroque gothique.

« [Le] fade goût des ornements gothiques,
Ces monstres odieux des siècles ignorants,
Que de la barbarie ont produit les torrents… »

— Molière
La définition du style gothique et la détermination de ses origines ont amené les historiens de l'art à poser la question du passage de l'art roman à l'art gothique. En France, à la fin du XIXe siècle, l'existence d'un style de transition a été débattue. En Allemagne, à la même époque, la discussion porte sur la dénomination d'un style de transition roman-gothique ou d'un style mixte.
Dans les années 1950, les historiens de l'art Hans Swarzenski et Louis Grodecki créent le terme « style 1200 » pour désigner un art médiéval romanisant et protogothique situé entre le roman et le gothique, notamment dans la sculpture.
Dans les années 1960, Erwin Panofsky énonce l'idée d'un compromis a posteriori, où les monuments dits de transition représenteraient en fait un compromis entre style roman ancien persistant et le style gothique nouvellement introduit.
L'identité très forte du gothique est autant philosophique qu'architecturale. Elle représente probablement, de ces divers points de vue, l'un des plus grands accomplissements artistiques du Moyen Âge.

## Esthétique de l'architecture gothique

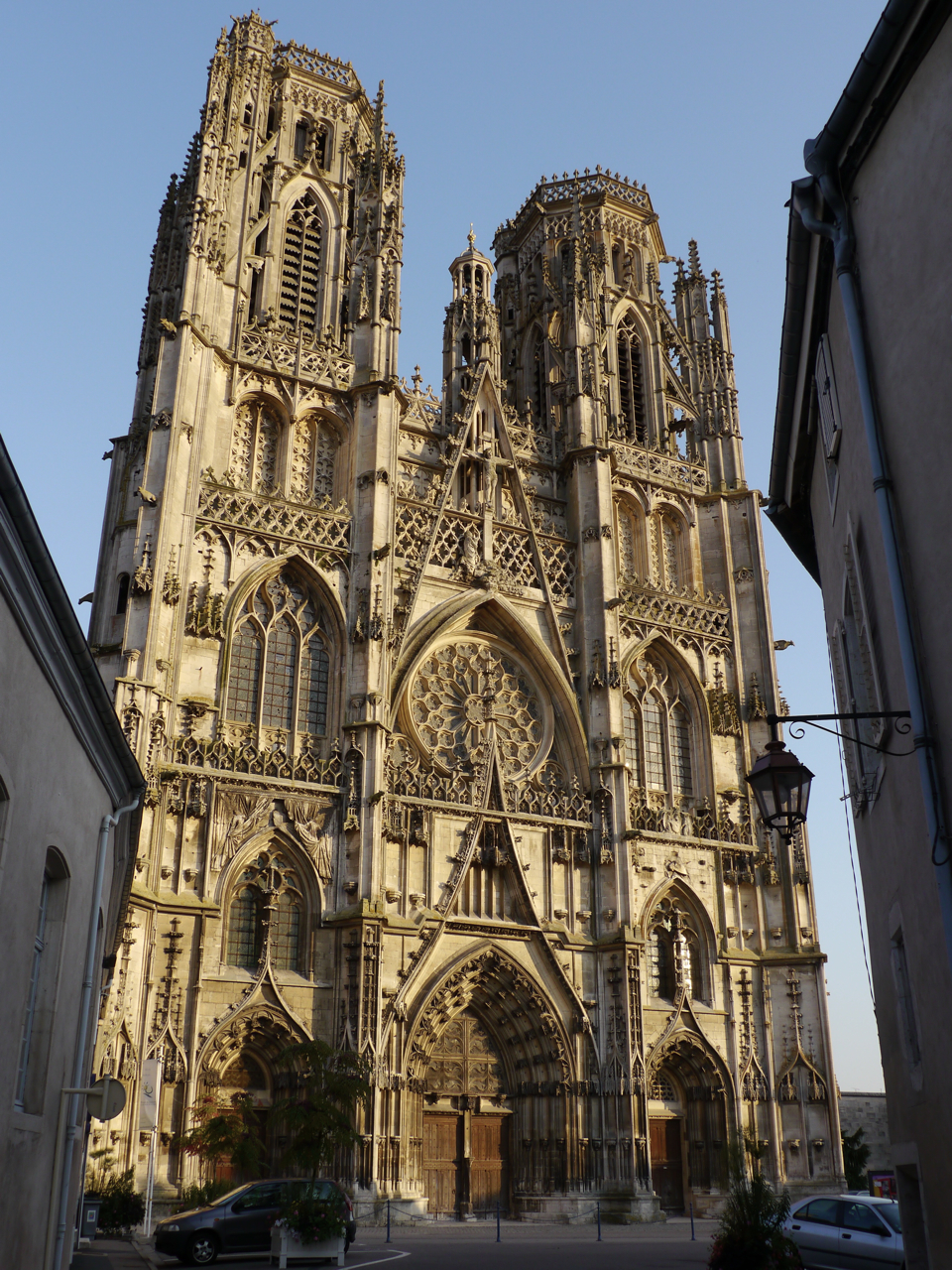
Cathédrale Saint-Étienne de Toul, façade du XVe siècle (gothique flamboyant).

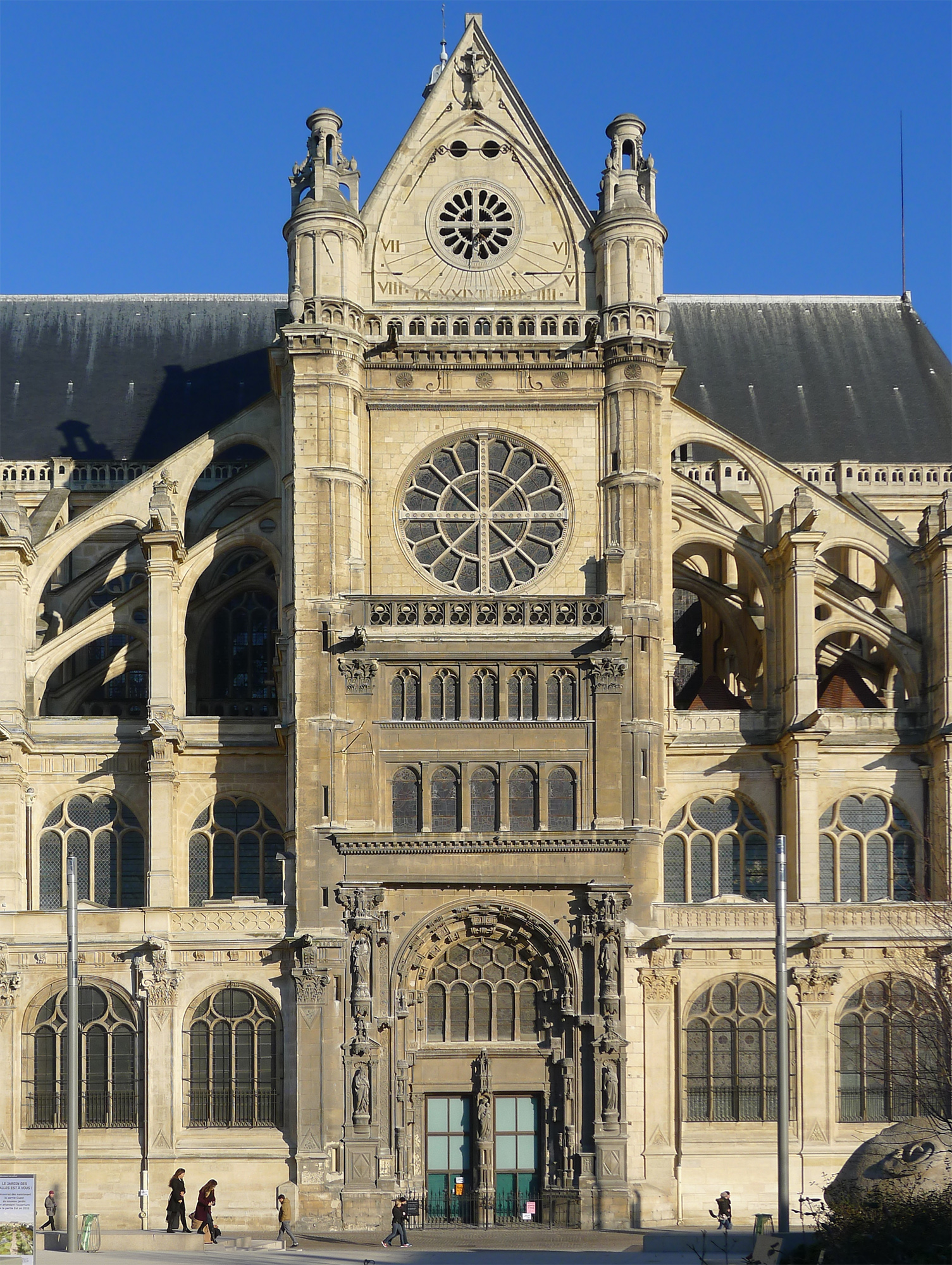
Église Saint-Eustache de Paris (transition gothique/Renaissance).

Même s'il est courant de définir l'architecture gothique par l'usage de l'arc brisé (l'« ogive » des anciens antiquaires qui remplace l'arc en plein cintre) permettant aux murs de gagner en hauteur, la voûte sur croisée d'ogives qui permet à l'édifice de prendre en largeur et l'arc-boutant pour étayer la maîtresse voûte, on ne saurait réduire un style architectural précis, ou tout autre art, à des caractéristiques techniques. L'époque gothique est marquée par leur utilisation de plus en plus systématique qui permet, entre autres, d'évider plus largement les murs, ce qui conduit les maîtres d'œuvre, dans leur quête effrénée de la lumière, à la quasi-disparition de la paroi et à son remplacement par d'immenses verrières dans l'architecture rayonnante.
À l'encontre d'une idée reçue, l'arc brisé, la voûte sur croisée d'ogives et l'arc-boutant ne sont pas des inventions gothiques. Ils sont utilisés bien avant l'apparition des premiers bâtiments gothiques, en particulier dans les constructions réalisées par les Templiers en France. Caractéristiques de l'époque gothique, l'arc brisé et l'arc-boutant sont employés dans l'architecture romane de Bourgogne et généralisés très tôt par les cisterciens, la voûte sur croisée d'ogives apparaît dans l'architecture romane normande.
De nombreux autres procédés architecturaux ou décoratifs ont été employés. L'alternance de piles fortes et piles faibles rythme la nef et renforce ainsi l'impression de longueur, d'horizontalité. Le rapport hauteur/largeur de la nef accentue ou diminue la sensation de hauteur de la voûte. La forme des piles, la décoration des chapiteaux, la proportion des niveaux (grandes arcades, triforium, fenêtres hautes) participent tous à l'expression de l'esthétique de l'architecture gothique :
- volonté de hauteur (cathédrale Saint-Pierre de Beauvais) ;
- recherche de verticalité (cathédrale Notre-Dame d'Amiens) ;
- alternance des vides et des pleins (cathédrale Notre-Dame de Laon) ;
- fusion de l'espace (cathédrale Saint-Étienne de Bourges) ;
- multiplication des jeux de lumières et de couleurs (cathédrale Notre-Dame de Chartres)
- volonté d'accueillir le plus grand nombre de fidèles (les deux tiers de l'église gothique sont désormais réservés aux laïcs)[8].

Ainsi, les éléments architecturaux ont été mis au service de choix et de recherches esthétiques. Ils n'ont été que des outils pour obtenir les effets recherchés. Pour élever les nefs toujours plus haut, il a fallu améliorer la technique de l'arc-boutant. Pour augmenter la lumière et évider les murs, l'usage de l'arc brisé était mieux adapté. Les piles fasciculées ont homogénéisé l'espace et donné une sensation de logique aux volumes.
Enfin, l'esthétique de l'architecture gothique est généralement associée à une polychromie, à l'intérieur et à l'extérieur, notamment pour les sculptures, les arcs et les moulures, mais aussi fréquemment sur les parois. Ces décors ont fait l'objet des recherches de l'archéologie du bâti, discipline qui a pris son essor dans les années 1990. Contrairement à la vision que le public en a aujourd'hui, les églises à l'époque gothique sont parfois revêtues d'une épaisse couche d'enduit ou de mortier ornés d'un faux appareil ou de couleurs produites par des pigments, de la feuille d'or ou des inclusions de matériaux polychromes (voire pour les toitures par des tuiles vernissées ou des tables de plomb polychromes). Cette ornementation chromatique, tout en contribuant à la protection de l'église, notamment du gel, participe à l'effet de transparence, favorisant la confusion visuelle entre la paroi et l'enveloppe et niant la réalité lithique de l’édifice sous le voile d'une luminance incarnée.

## Historique

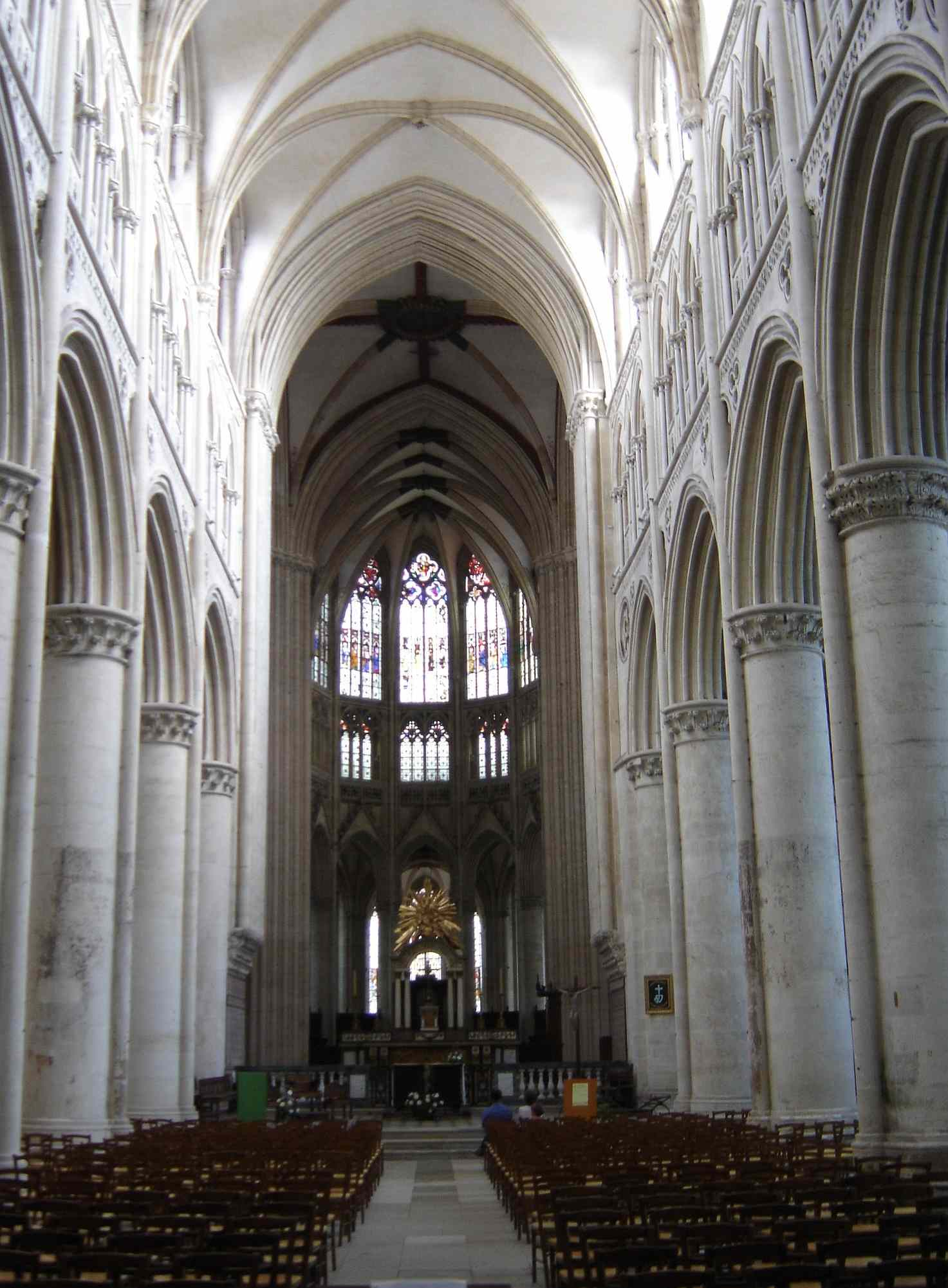
Cathédrale de Sées : vue de la nef vers le chœur.

Le style gothique apparaît essentiellement en Île-de-France et en Haute-Picardie, les tout premiers édifices « protogothiques » naissant dans la région francilienne. La principale hypothèse pour expliquer ces lieux de naissance francilien et picard est qu'ils sont essentiellement peuplés à cette époque de monuments paléochrétiens, notamment de cathédrales à murs fins, charpentées et percées de nombreuses baies. Ces régions sont donc déjà préparées aux choix techniques et esthétiques du gothique. De plus, elles voient l'avènement des Capétiens et la consolidation de l'État qui, à mesure de l'annexion des fiefs féodaux, impose comme symbole du pouvoir royal le renouvellement de ces édifices. Enfin, elles sont à la frontière de régions dynamiques au niveau des inventions architecturales : la Bourgogne (arc brisé inventé à l'abbaye de Cluny, arcs-boutants inventés à Cluny), la voûte sur croisée d'ogives du monde anglo-normand (cathédrale de Durham, abbaye de Lessay). Lieu de passage, de brassage, l'Île-de-France et la future Picardie voient les premiers maîtres gothiques synthétiser toutes ces influences.
Le style évolue dans le temps : au gothique dit « primitif » (XIIe siècle) succèdent en France le gothique « classique » (1190-1230 environ), puis le gothique « rayonnant » (v.1230 - v.1350) et enfin le gothique « flamboyant » (XVe siècle / XVIe siècle). En France, l'arrivée en 1495 d'une colonie d'artistes italiens à Amboise va donner naissance à un style hybride de structure gothique et de décor Renaissance, c'est le style Louis XII,.
Son expansion géographique se fait essentiellement en Europe occidentale et l'architecture gothique se décline en de nombreuses variantes locales : gothique angevin, normand, perpendiculaire, etc.
| Ville         | Dates (début de construction) | Hauteur sous nef (en mètres) | Hauteur tour ou plus haute flèche (en mètres)                                               | Longueur totale (en mètres)            |
| ------------- | ----------------------------- | ---------------------------- | ------------------------------------------------------------------------------------------- | -------------------------------------- |
| Sens          | environ 1135                  | 24,4                         | 78 (tour nord)                                                                              | 113                                    |
| Saint-Denis   | 1135                          | 28,92 (voûte 13°)            | 90 (future flèche nord façade reconstruite)                                                 | 108,16                                 |
| Noyon         | environ de 1140               | 22                           | 66 (tour nord)                                                                              | 103                                    |
| Rouen         | vers 1145 à 1506              | 28                           | 151                                                                                         | 144                                    |
| Cambrai       | 1148 (détruite en 1794)       | 27 (nef)                     | 114 (tour)                                                                                  | 131                                    |
| Laon          | 1155                          | 25                           | 60,5 (tour façade sud du transept)                                                          | 110,5                                  |
| Arras         | 1160 (détruite en 1799)       | 30                           | 75 (tour du nord)                                                                           | 120                                    |
| Paris         | 1163                          | 35                           | 69 (2 tours de la façade) 96 (flèche détruite le 15 avril 2019, reconstruite à l'identique) | 128                                    |
| Saint-Quentin | 1170                          | 34                           | 83 (flèche)                                                                                 | 123                                    |
| Lyon          | 1175                          | 32,5 (nef)                   | 44 (tour)                                                                                   | 80                                     |
| Soissons      | 1176 à 1479                   | 31 (chœur)                   | 66 (tour Sud)                                                                               | 116                                    |
| Strasbourg    | 1190 à 1439                   | 31                           | 142,11                                                                                      | 111                                    |
| Bourges       | 1192                          | 38                           | 65 (tour Nord)                                                                              | 118                                    |
| Chartres      | 1194                          | 37,5                         | 115 (clocher gothique)                                                                      | 130                                    |
| Angers        | XIIe siècle                   | 24,7                         | 75 (2 tours façade)                                                                         | 90                                     |
| Troyes        | 1208 - XVIIe siècle           | 29,50                        | 62,34 (tour)                                                                                | 114                                    |
| Reims         | 1211                          | 38                           | 87                                                                                          | 149                                    |
| Toul          | 1210-1220                     | 30                           | 62                                                                                          | 100                                    |
| Auxerre       | 1215                          | 30                           | 68 (tour nord)                                                                              | 98                                     |
| Le Mans       | environ 1220                  | 24 (nef), 34 (chœur)         | 64 (tour)                                                                                   | 120                                    |
| Amiens        | 1220-1269                     | 42,50                        | 68,19 (tour nord) 112,70 (flèche)                                                           | 133,50 (intérieur) 145 (hors œuvre)    |
| Beauvais      | 1225-1569                     | 48,50                        | 67,2 (bâtiment) - Ancienne tour (démolie) 151,6                                             | 70                                     |
| Metz          | 1235 à 1520                   | 41,77                        | 93                                                                                          | 123                                    |
| Orléans       | 1287 à 1829                   | 31,75                        | 114                                                                                         | 136,10 (intérieur) 143,85 (hors œuvre) |

## Avant le gothique: l'art roman

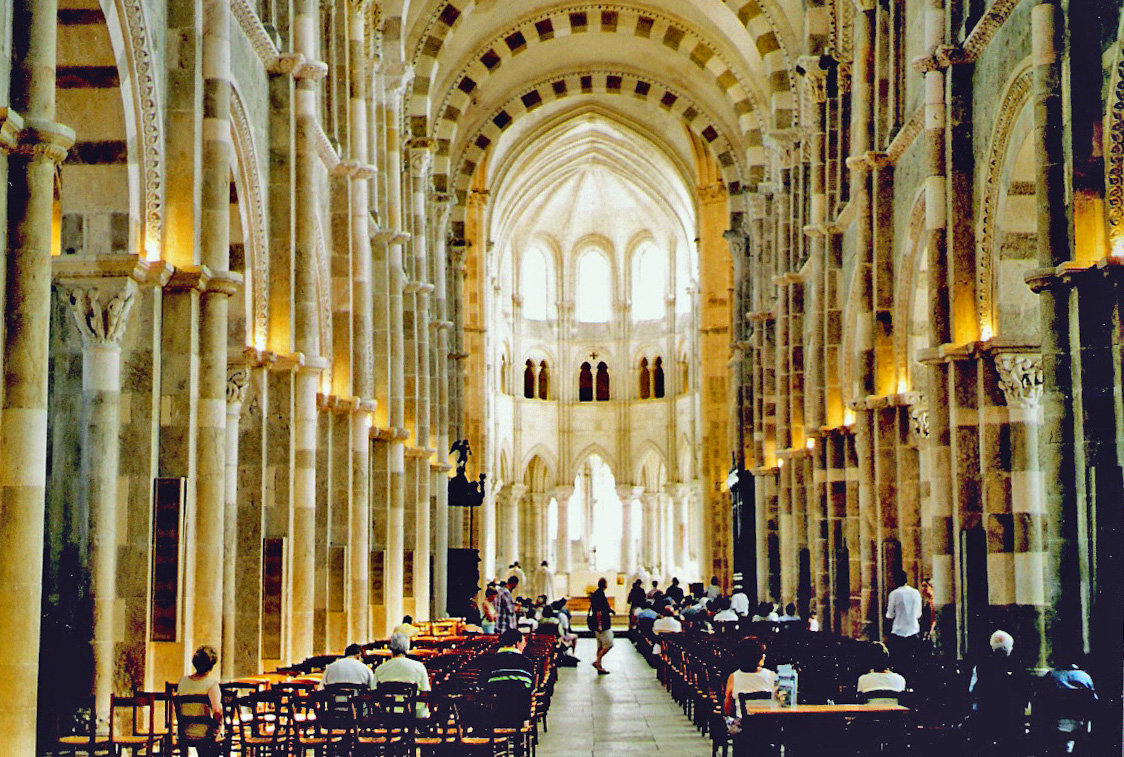
Basilique Sainte-Marie-Madeleine de Vézelay (nef romane, chœur au transition du gothique primitif au gothique classique).

Depuis la fin du Xe siècle, les églises sont construites dans le style roman commun à une grande partie de l'Europe occidentale : les nefs sont souvent couvertes d'une voûte en berceau ; les murs sont épais et soutenus par des contreforts massifs situés à l'extérieur. Le nombre et l'ampleur des fenêtres sont limités et l'intérieur des édifices est décoré par des fresques aux couleurs vives.
Les historiens d'art actuels, se basant sur les découvertes de l'archéologie de la construction, tendent à diminuer la rupture entre les styles roman et gothique, en démontrant que l'héritage antique n'a pas été complètement oublié du style gothique. Les sculpteurs et les architectes s'inspirent souvent des méthodes romaines. La maîtrise précoce de l'art du vitrail se retrouve dans les églises du haut Moyen Âge dont les verrières prennent place à des endroits précis de l'édifice, en lien probablement avec la liturgie. La quête de lumière s'intensifie dans l'architecture carolingienne qui fait un usage accru du vitrail, lequel investit toutes les baies des édifices religieux. Les murs épais des églises romanes peuvent être percés dans leur niveau supérieur de larges baies qui apportent davantage de lumière, caractéristique notamment des grandes églises normandes de la seconde moitié du XIe siècle.

## Le gothique primitif ou protogothique: 1130-1180
Bien que des éléments techniques utilisés par les maîtres d'œuvre de l'époque existent depuis de nombreux siècles (ogive), l'édification du chœur et de la façade de la basilique Saint-Denis et de la cathédrale Saint-Étienne de Sens sont généralement considérés comme les premiers jalons majeurs dans la genèse de l'esthétique gothique en architecture,.
Les premiers édifices gothiques apparaissent vers les années 1130-1150 en Île-de-France et surtout en Picardie.
À cette époque, la croissance démographique (en lien avec la croissance agricole et commerciale) commande une augmentation de la taille des édifices religieux (les cathédrales de Trèves et de Genève au IVe siècle sont cependant immenses, au regard de leur population, ce qui traduit une autre motivation : l'orgueil des évêques ou abbés à l'origine de la construction de ces premiers édifices gothiques puis le « patriotisme urbain »). La religion, le culte des reliques sont une composante essentielle de la vie des fidèles.
La diffusion des innovations techniques rend le travail plus productif. Enfin, les villes et le commerce se développent, ce qui entraîne l'émergence d'une riche bourgeoisie qui souhaite s'émanciper du pouvoir de la seigneurie féodale dès le XIe siècle par l'obtention de franchises (droit d'impôts, de justice, etc.) et l'exemption de droits seigneuriaux précisées dans les chartes de communes. Cette bourgeoisie souhaite s'émanciper aussi du pouvoir ecclésiastique en tenant ses conseils municipaux non plus dans les églises, mais dans les hôtels de ville dont les beffrois concurrencent les clochers. Au gré des circonstances, ces trois pouvoirs s'affrontent ou s'allient (il peut même y avoir concurrence entre le clergé cathédral et celui des autres églises paroissiales dont la responsabilité de la collecte et l'administration des fonds pour sa construction est assurée par le conseil de fabrique) pour le financement de nouvelles églises et cathédrales.
Ces sources de financement sont essentiellement les revenus de l’évêque (c'est lui qui est toujours à l'initiative de ces premiers édifices gothiques, le chapitre de chanoines prendra le relais au milieu du XIIIe siècle à mesure que les chanoines jouent un rôle plus important), les dons de nobles (donations en « pure, perpétuelle et irrévocable aumône » ou demande de messes), de bourgeois (notamment pour leur salut), de corporations (se faisant par exemple représenter dans les vitraux en retour) et les contributions de tous les fidèles (quêtes, indulgences, transport des reliques…).

Cathédrale Saint-Étienne de Sens.
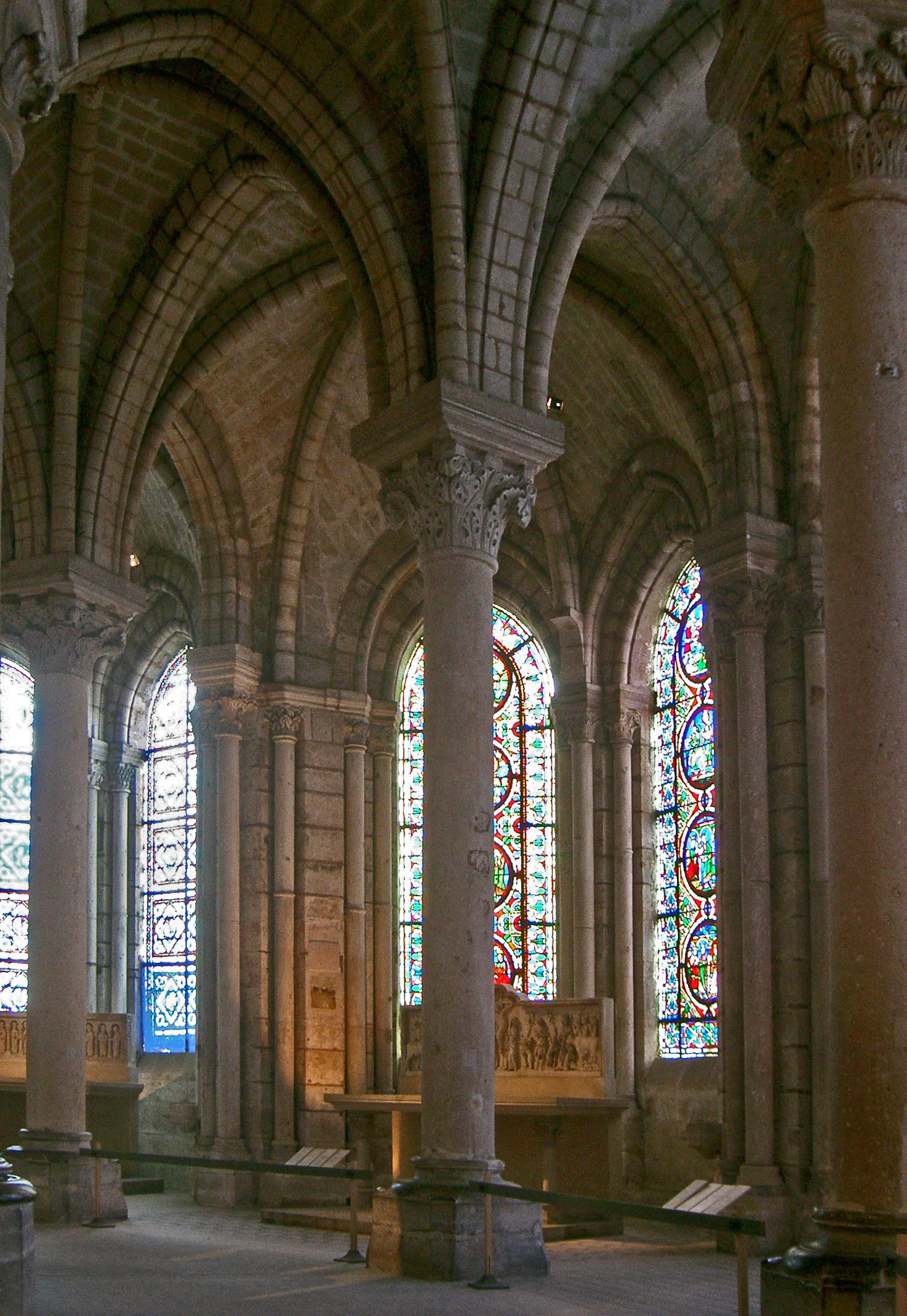
Déambulatoire de la basilique Saint-Denis.
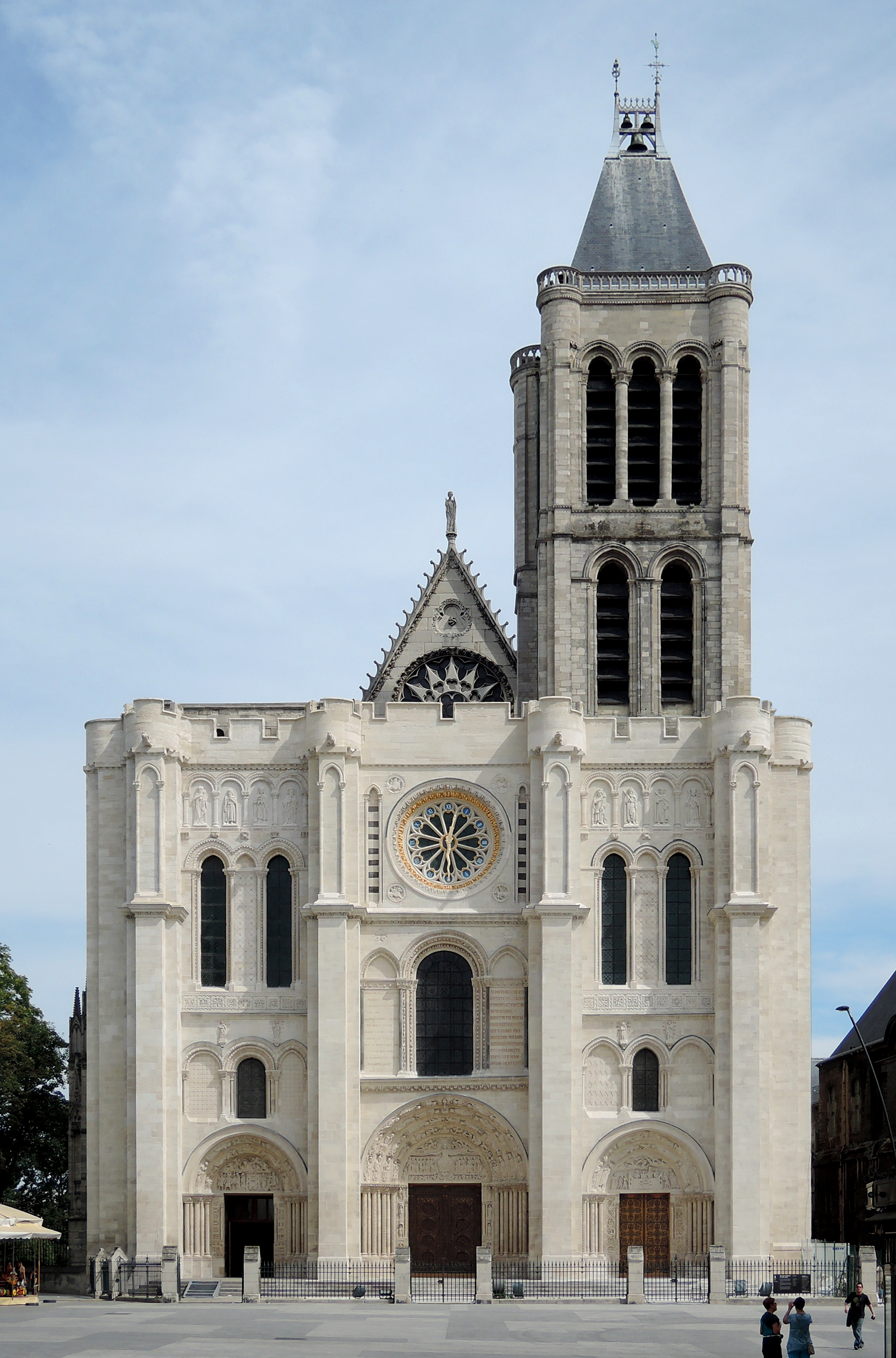
Basilique Saint-Denis.

### Premières réalisations

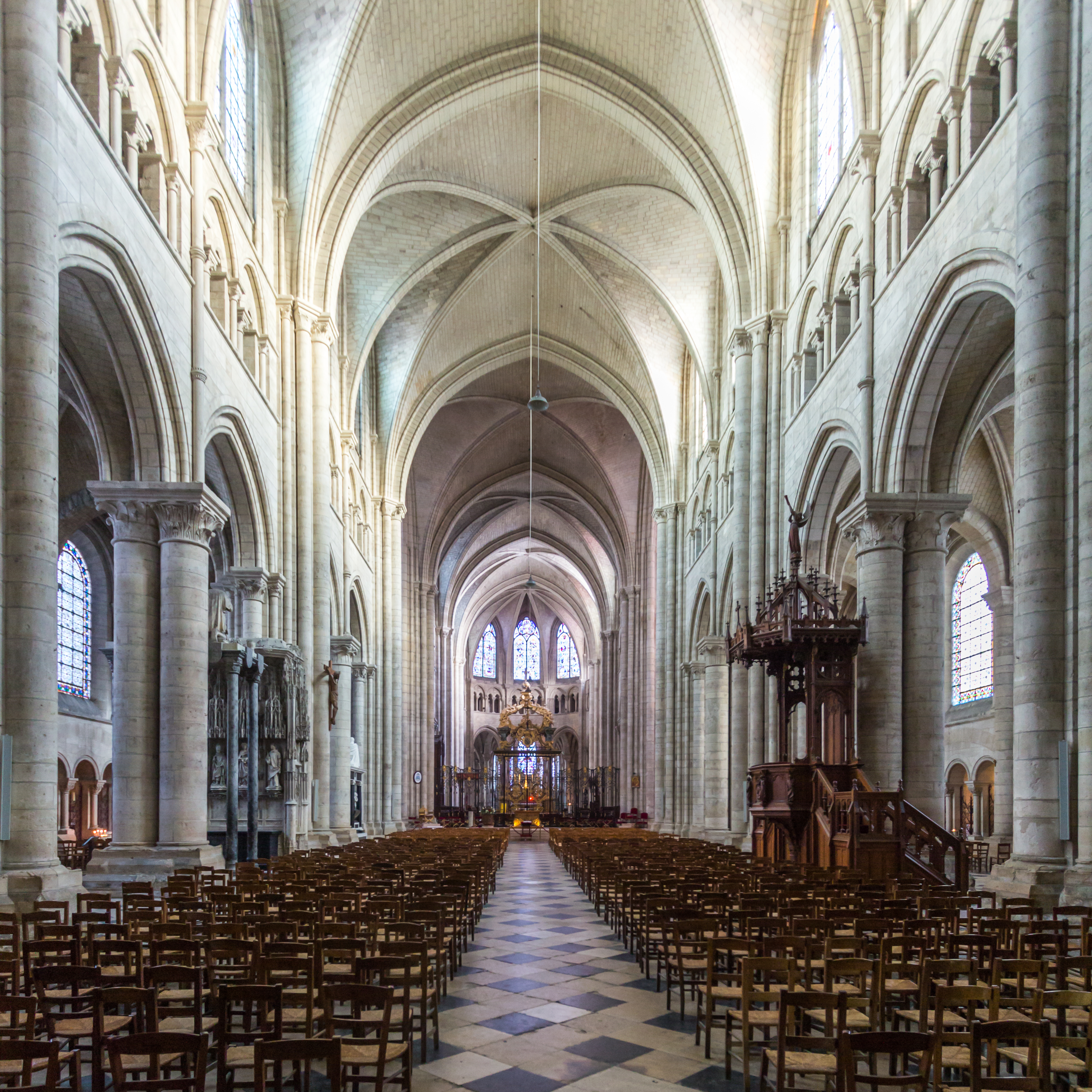
Nef de la cathédrale de Sens.
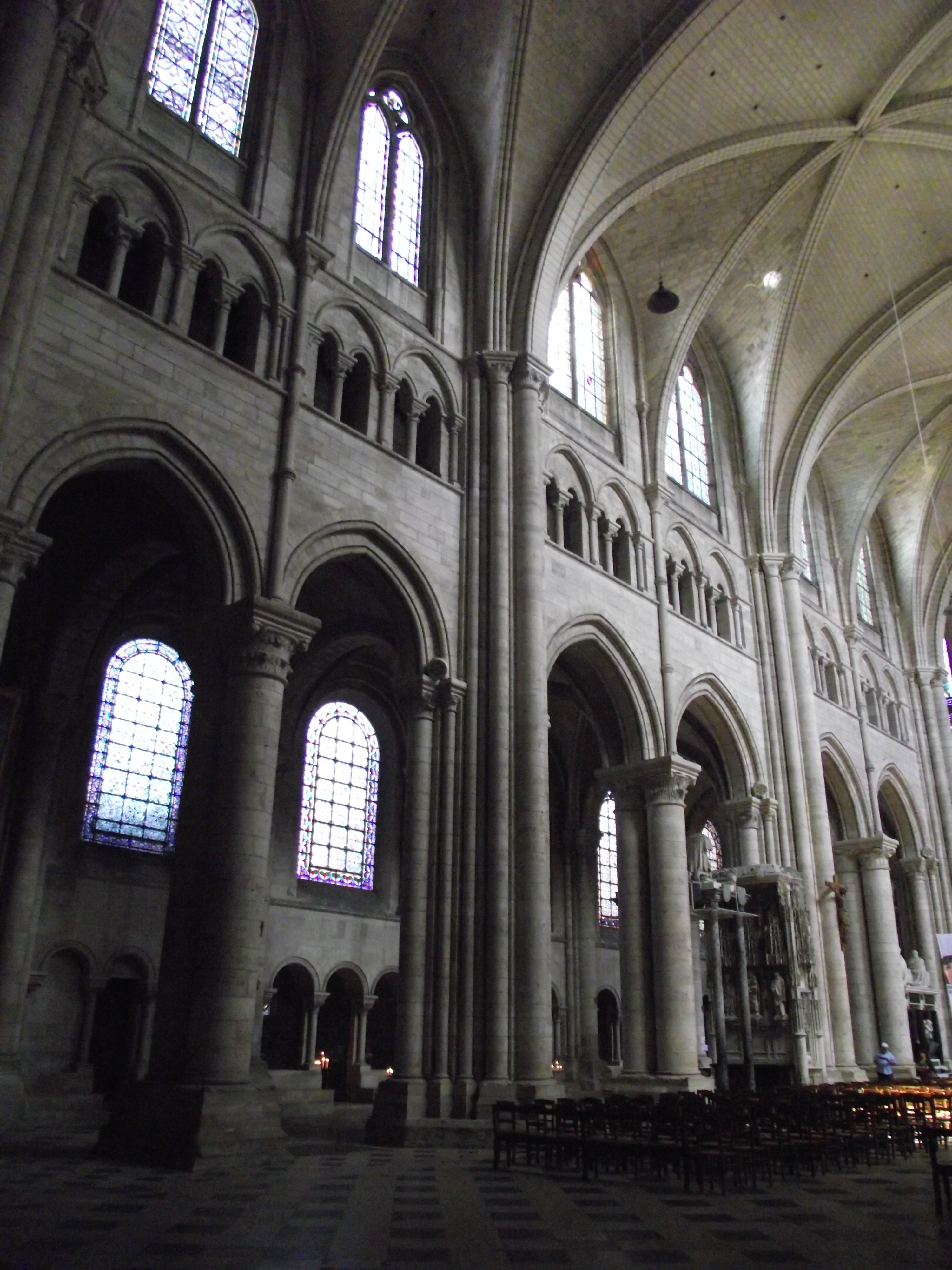
Élévation de la cathédrale de Sens.
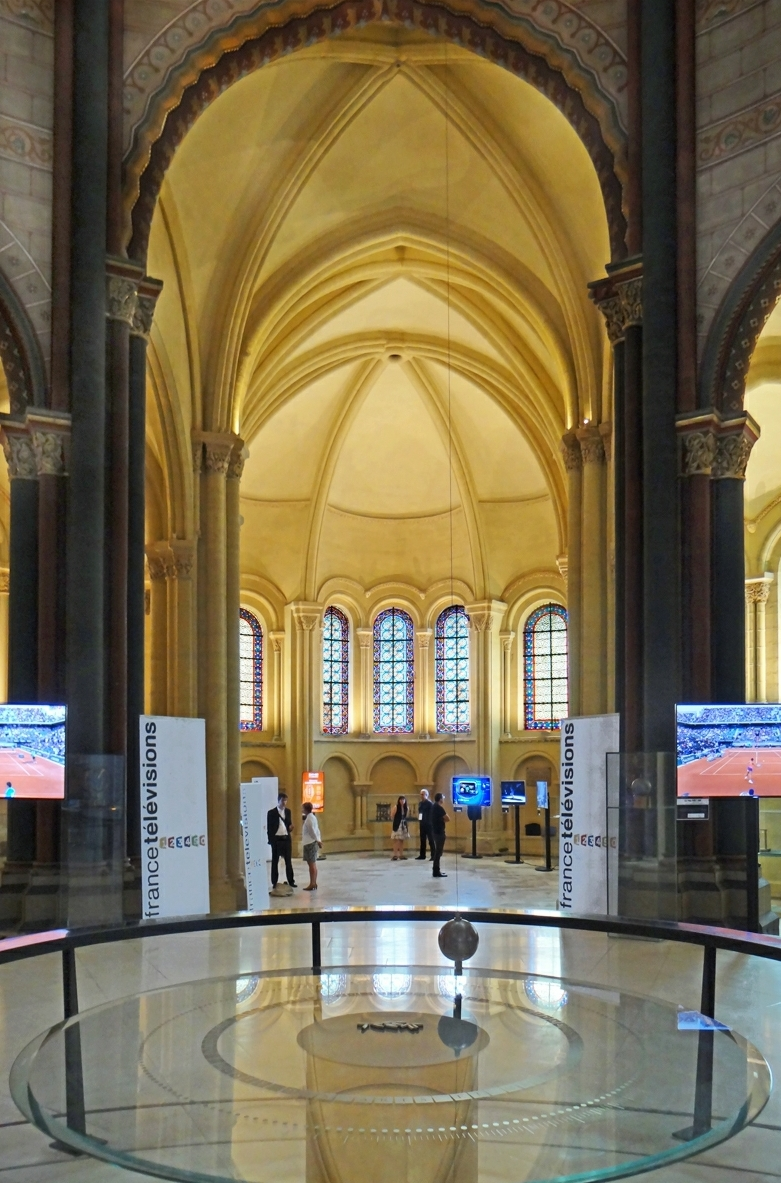
Saint-Martin de Paris.
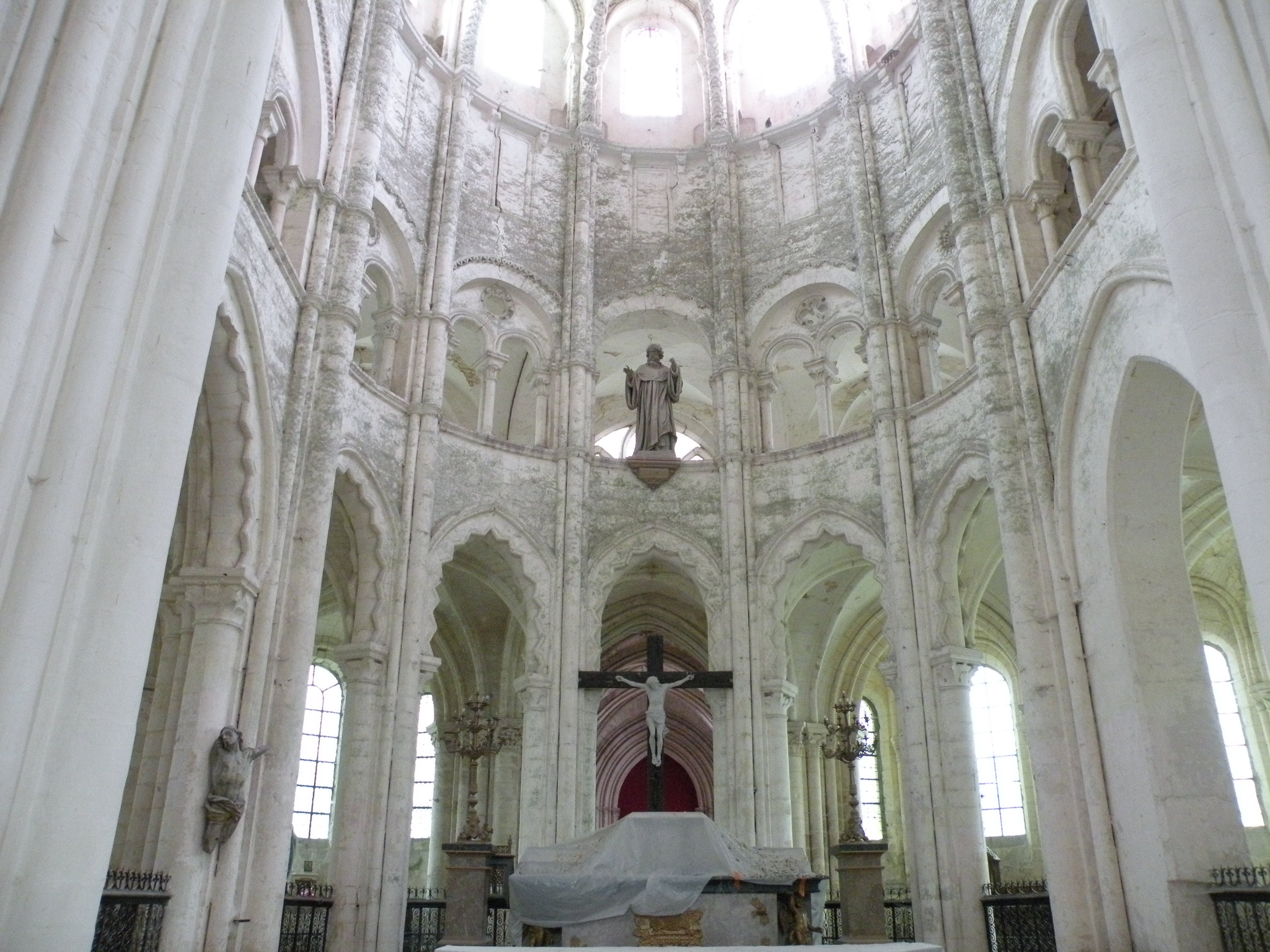
Abbaye Saint-Germer-de-Fly.
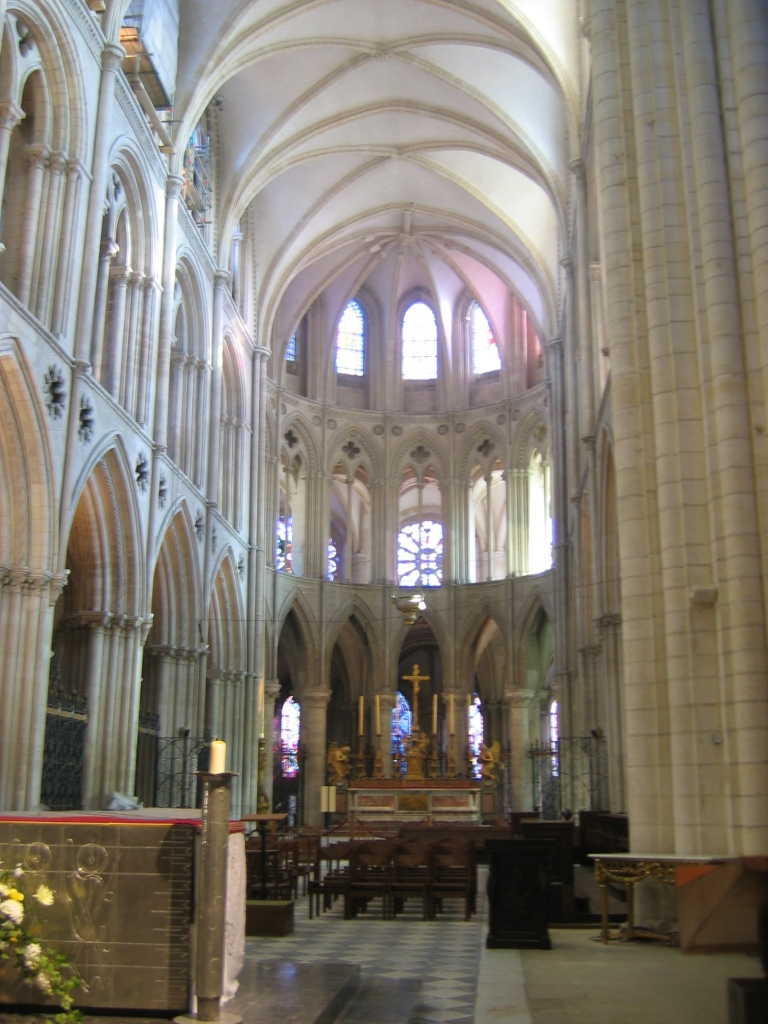
Chœur de Saint-Étienne de Caen.

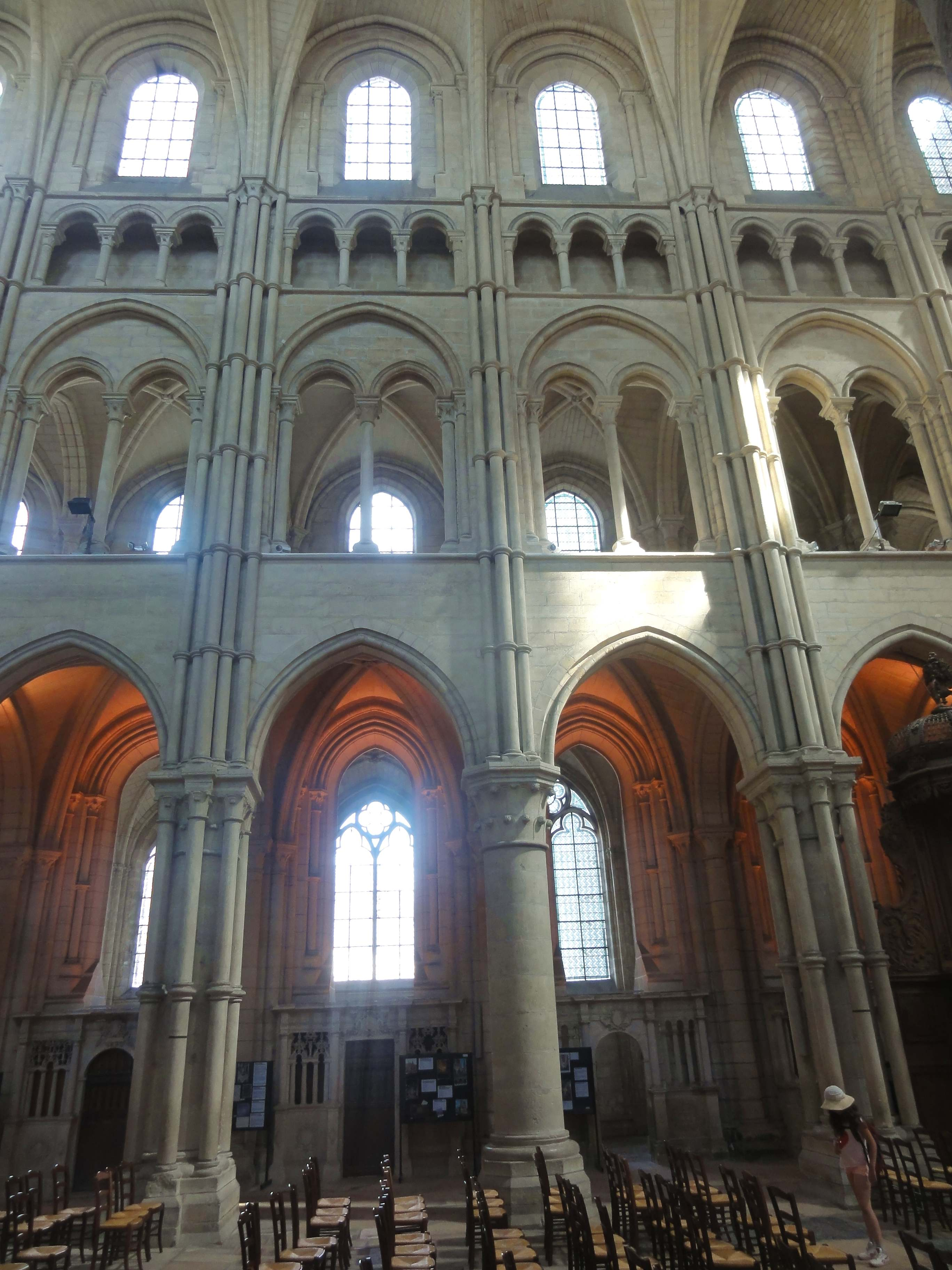
Élévation de la nef de la cathédrale de Laon.
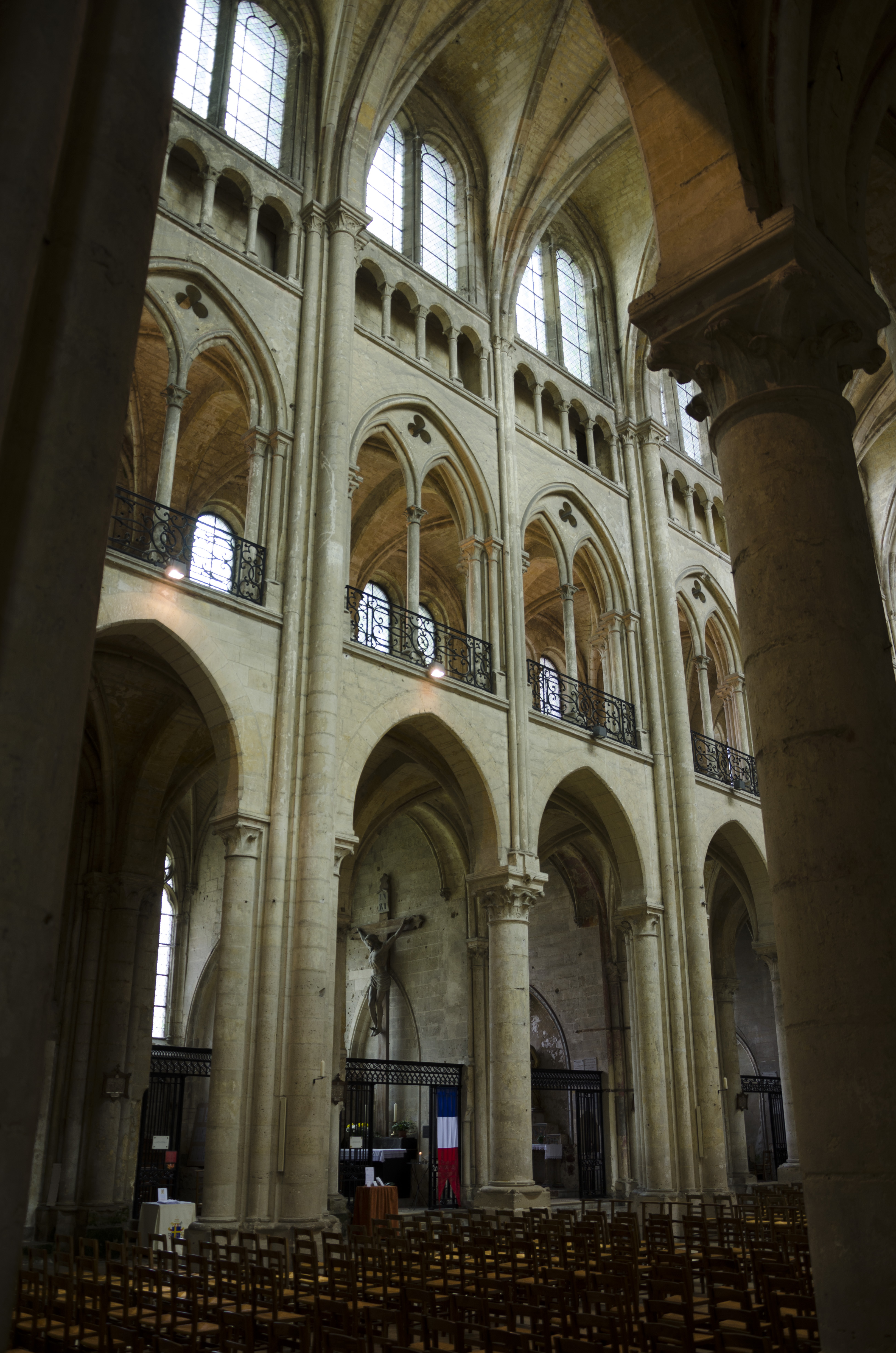
Élévation de la nef de la cathédrale de Noyon.
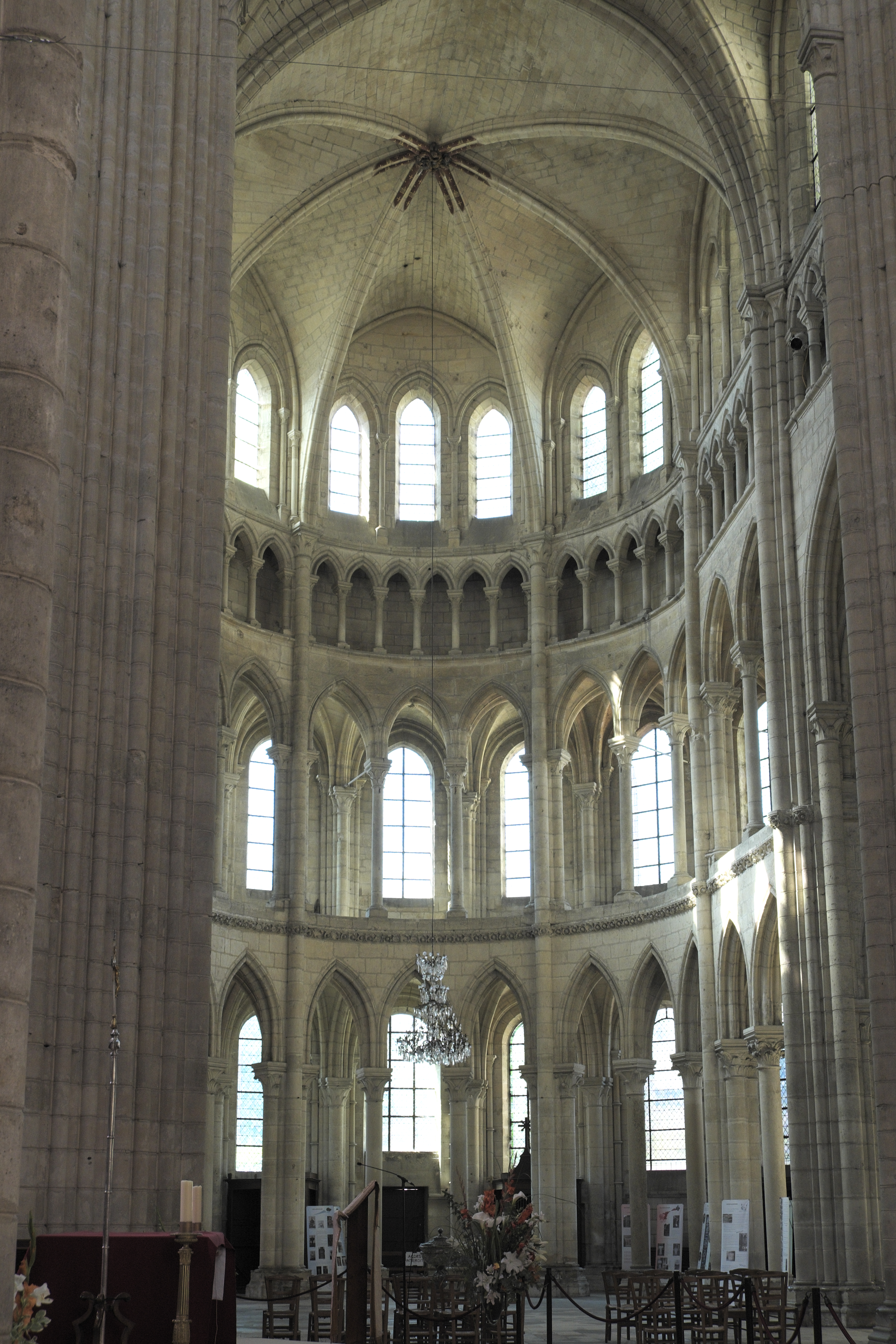
Transept sud de la cathédrale de Soissons

Même si elle ne fut consacrée qu'en 1163, les travaux de la cathédrale Saint-Étienne de Sens ont commencé en 1135 et de fait elle est considérée comme la première des cathédrales gothiques. Néanmoins, les premiers essais ne concernent pas les cathédrales.
Les églises et abbatiales de Saint-Martin de Paris (chœur de 1130) et de Saint-Germer-de-Fly (1135) présentent déjà quelques traits du gothique. Elles sont antérieures à l'abbatiale de Saint-Denis, mais celle-ci est une des premières constructions religieuses encore debout à se démarquer nettement du style roman.
L'abbaye bénédictine de Saint-Denis est un établissement prestigieux et riche grâce à l'action de Suger, abbé de 1122 à 1151. Ce dernier souhaite rénover la vieille église carolingienne afin de mettre en valeur les reliques de saint Denis dans un nouveau chœur : pour cela, il souhaite une élévation importante et des baies qui laissent pénétrer la lumière.
Suger décide d'achever la construction de sa nouvelle abbatiale en s'inspirant du nouveau style entraperçu dans la cathédrale Saint-Étienne de Sens. En 1140, il fait édifier une nouvelle façade occidentale du type « harmonique », en s'inspirant des modèles normands de l'âge roman, comme l'abbatiale Saint-Étienne de Caen qui offre un bel exemple de façade harmonique normande, rompant avec la tradition carolingienne du massif occidental. En 1144, la consécration du chœur de la basilique marque l'avènement d'une nouvelle architecture. Reprenant le principe du déambulatoire à chapelles rayonnantes en le doublant, il innove en prenant le parti de juxtaposer les chapelles, autrefois isolées, en les séparant par un simple contrefort. Chacune des chapelles comporte de vastes baies jumelles munies de vitraux filtrant la lumière. Le voûtement adopte la technique de la croisée d'ogives qui permet de mieux répartir les forces vers les piliers.
Le premier art gothique s’étend durant la seconde partie du XIIe siècle dans le Nord de la France. Le clergé séculier est alors tenté par un certain faste architectural. Saint-Denis passe pour le prototype : mais ce parti, très audacieux, ne sera pas immédiatement compris et suivi (façade harmonique, double déambulatoire, voûtes d'ogives). La cathédrale Saint-Étienne de Sens est un autre exemple initiateur de ce mouvement, moins audacieux que Saint-Denis : alternance des supports (piles fortes et piles faibles), voûtes sexpartites, murs qui restent relativement épais - l'utilisation des arcs-boutants ne se généralisera qu'à la période gothique classique (même s'ils font leur première apparition attestée à Saint-Germain-des-Prés, dès les années 1150, jusqu'à la découverte de cet élément architectural en 1130 à Cluny). Toutefois, des innovations telles que l'absence de transept qui unifie l'espace et un éclairage plus abondant, peuvent être constatées.
L'élévation du gothique primitif se fait alors sur quatre niveaux : grandes arcades, tribunes, triforium et fenêtres hautes, les tribunes devenant ainsi l'une des caractéristiques principales des années 1140-1180 comme aux cathédrales de Laon, Noyon, Saint-Germer-de-Fly et bien que remanié à Senlis... Les apports de Sens sont compris plus vite que ceux de Saint-Denis. La cathédrale de Sens va avoir davantage de répercussions et rapidement de nombreux édifices vont suivre son exemple, au nord de la Loire dans un premier temps.
La cathédrale de Laon présente encore une forme « archaïque » en conservant une élévation à quatre niveaux, dont des tribunes. Le contrebutement de la nef, malgré des voûtes sexpartites et une alternance piles fortes / piles faibles, n'est pas encore pleinement résolu.
| Ville    | Édifice                                               | Début des travaux | Fin des travaux (gros-œuvre) | Date de la consécration |
| -------- | ----------------------------------------------------- | ----------------- | ---------------------------- | ----------------------- |
| Sens     | Saint-Étienne                                         | 1135              | Entre 1490 et 1517           | 1164                    |
| Noyon    | Notre-Dame de Noyon                                   | 1145              | 1235                         |                         |
| Senlis   | Notre-Dame de Senlis                                  | 1151              | inconnue                     | 16 juin 1191            |
| Laon     | Notre-Dame de Laon                                    | 1155              | 1235                         |                         |
| Soissons | Saint-Gervais-et-Saint-Protais (bras sud du transept) | 1176              | Fin du XIIe siècle           | 25 avril 1479           |

## Le gothique classique: Chartres contre Bourges 1180-1230

Cathédrale Notre-Dame de Chartres (1194-1230)
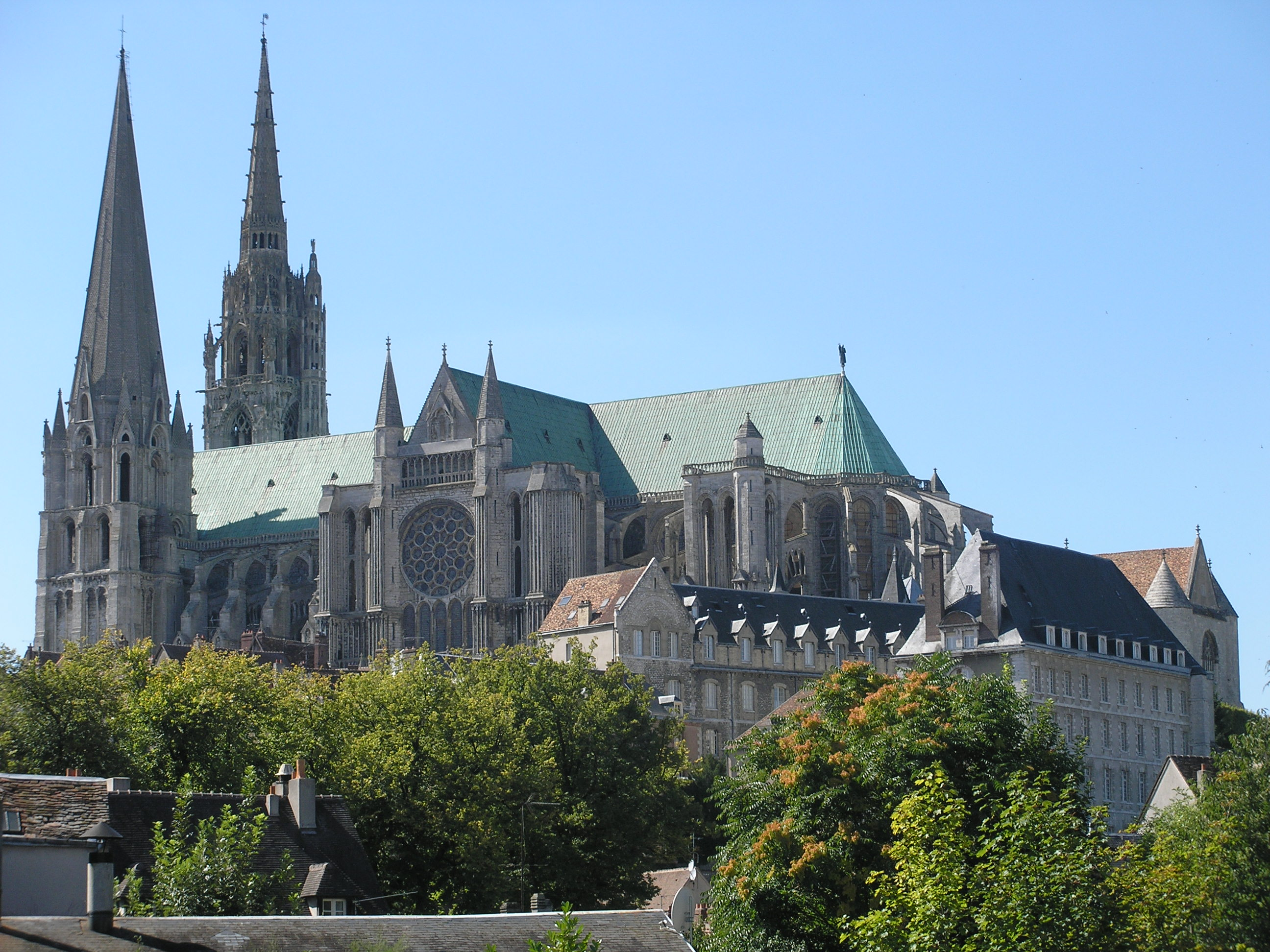
Cathédrale Notre-Dame de Chartres.
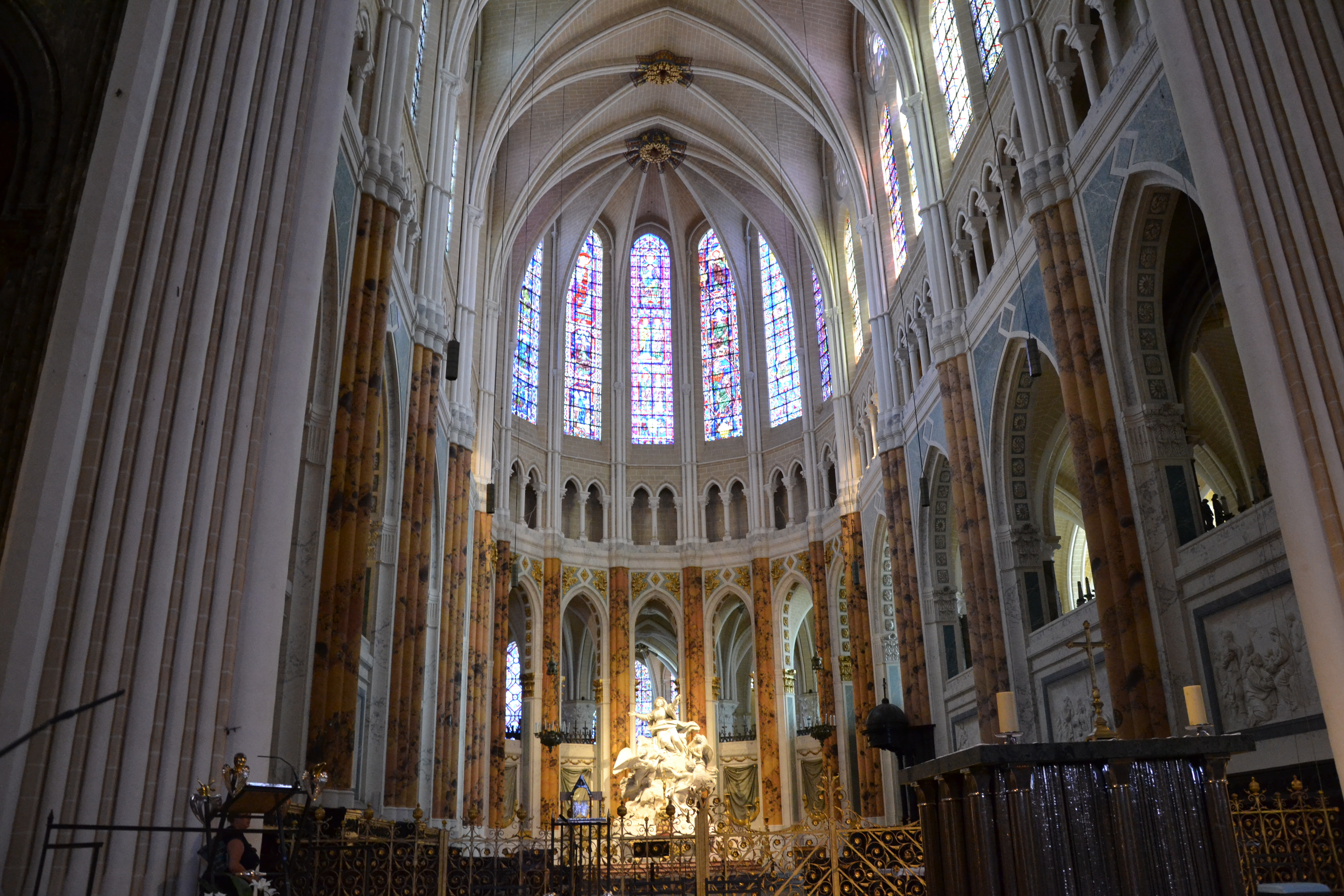
Cathédrale de Chartres, chœur restauré.
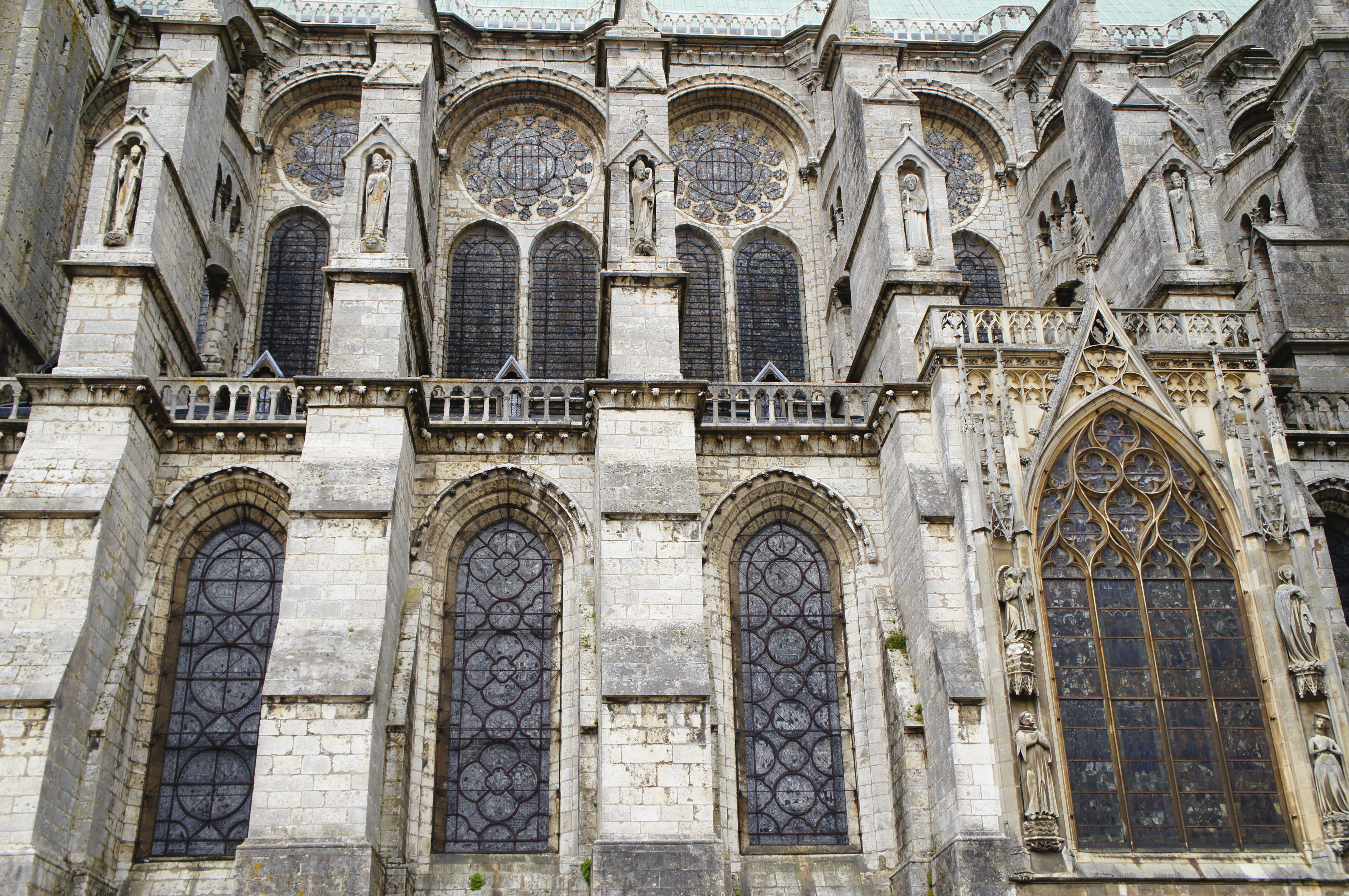
Contreforts de la cathédrale de Chartres.

Cathédrale Saint-Étienne de Bourges (1195-1230)
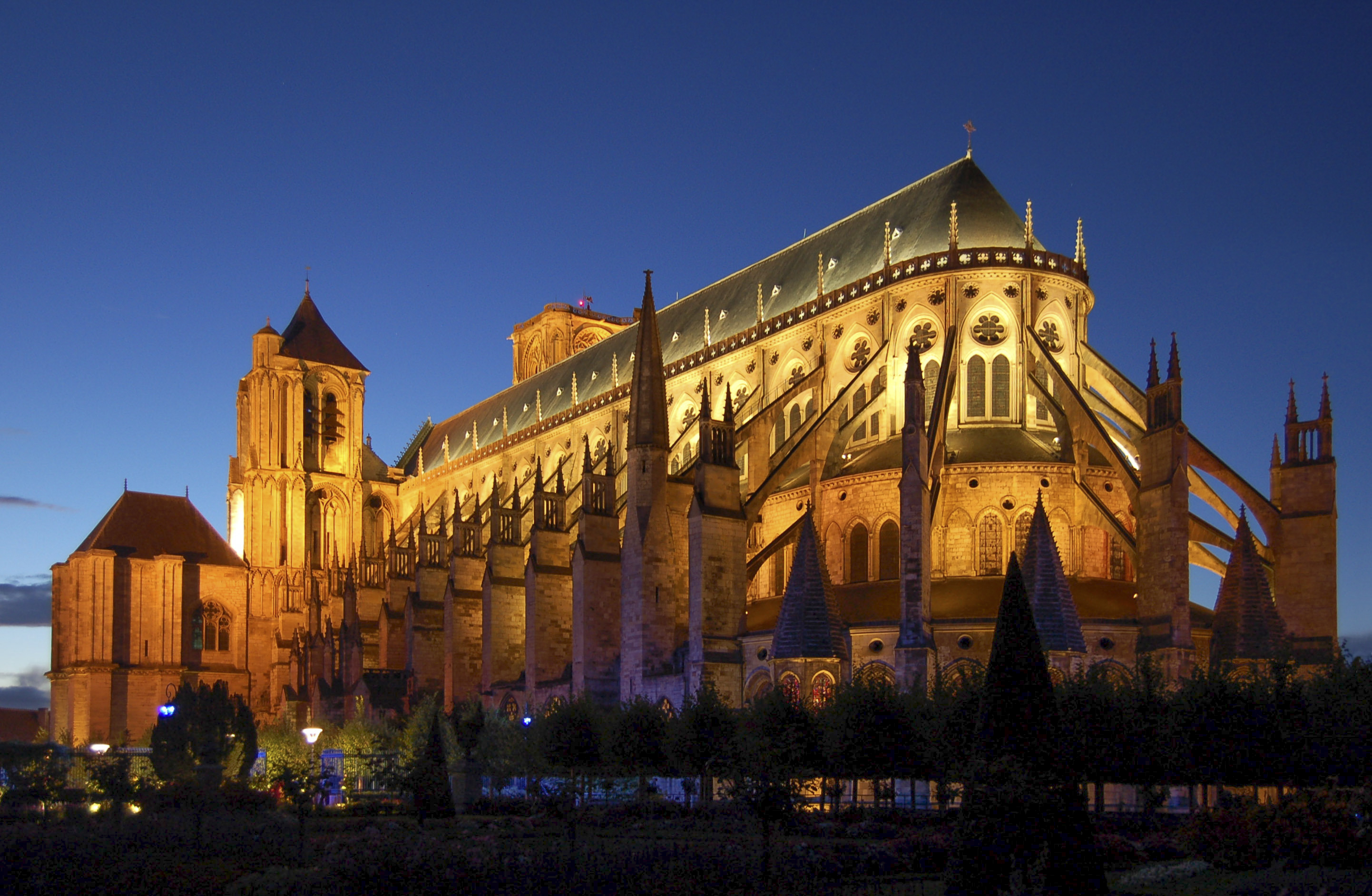
Bourges
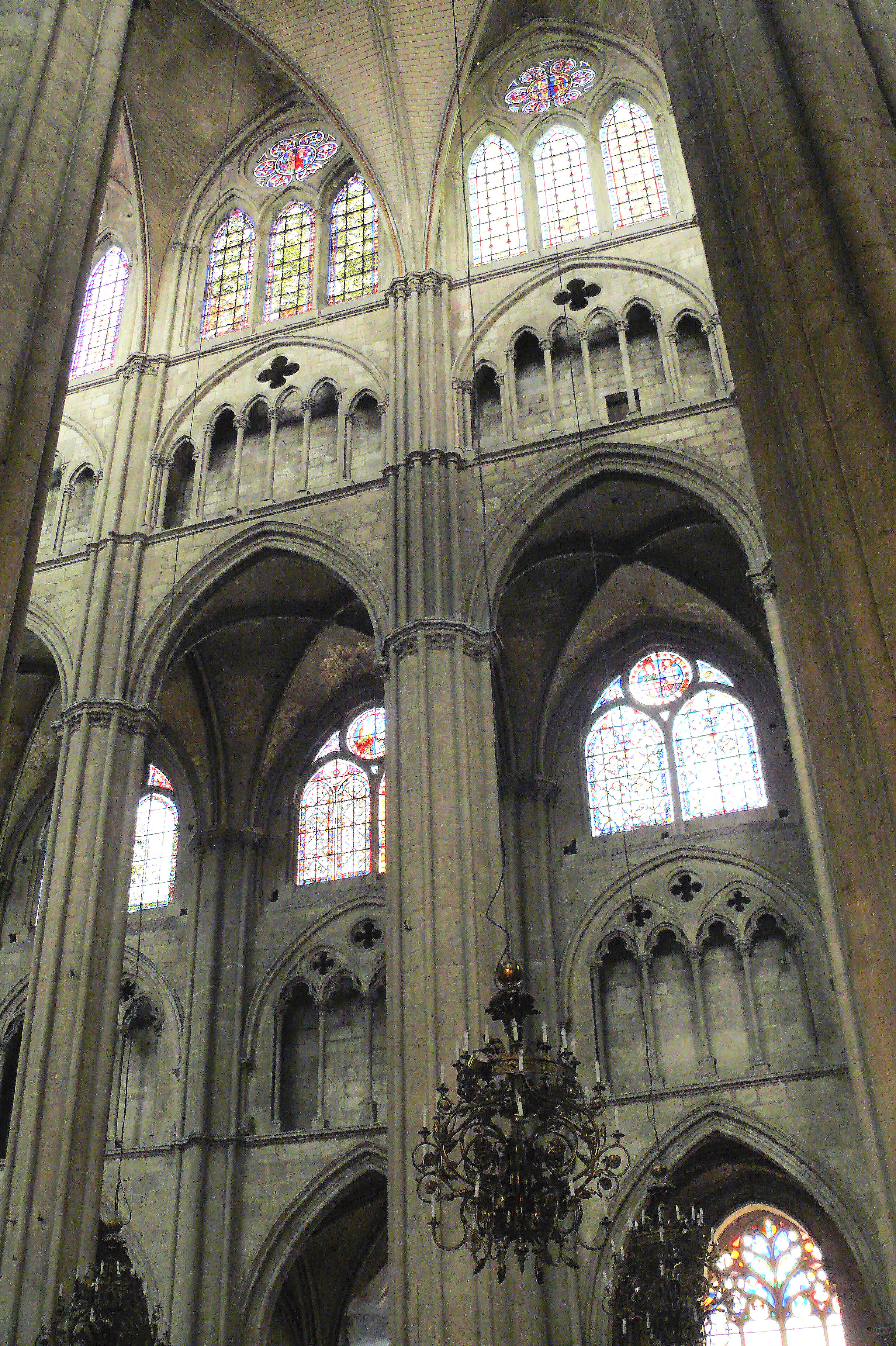
Bourges, élévation.
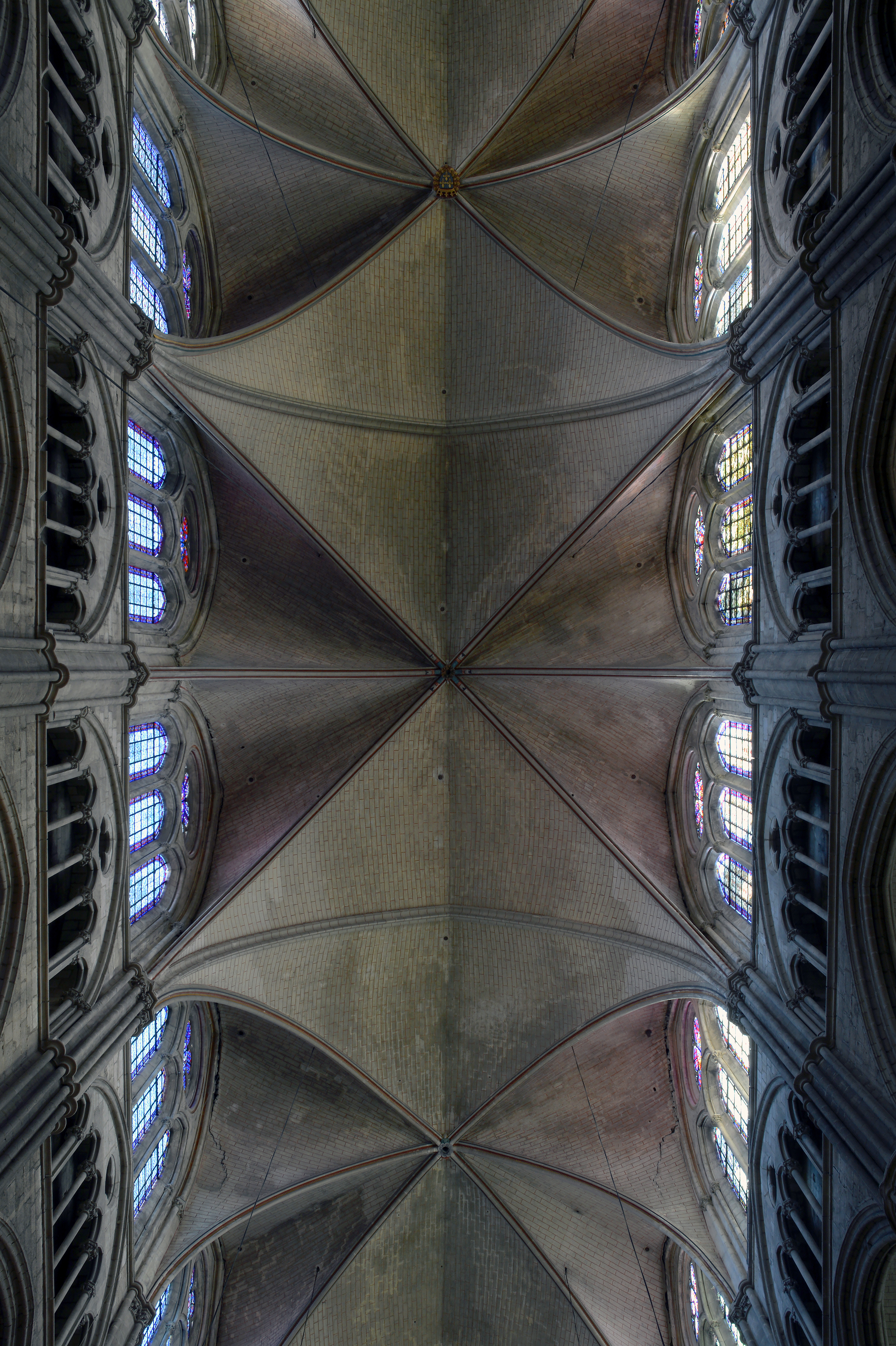
Bourges, voûtes sexpartites.
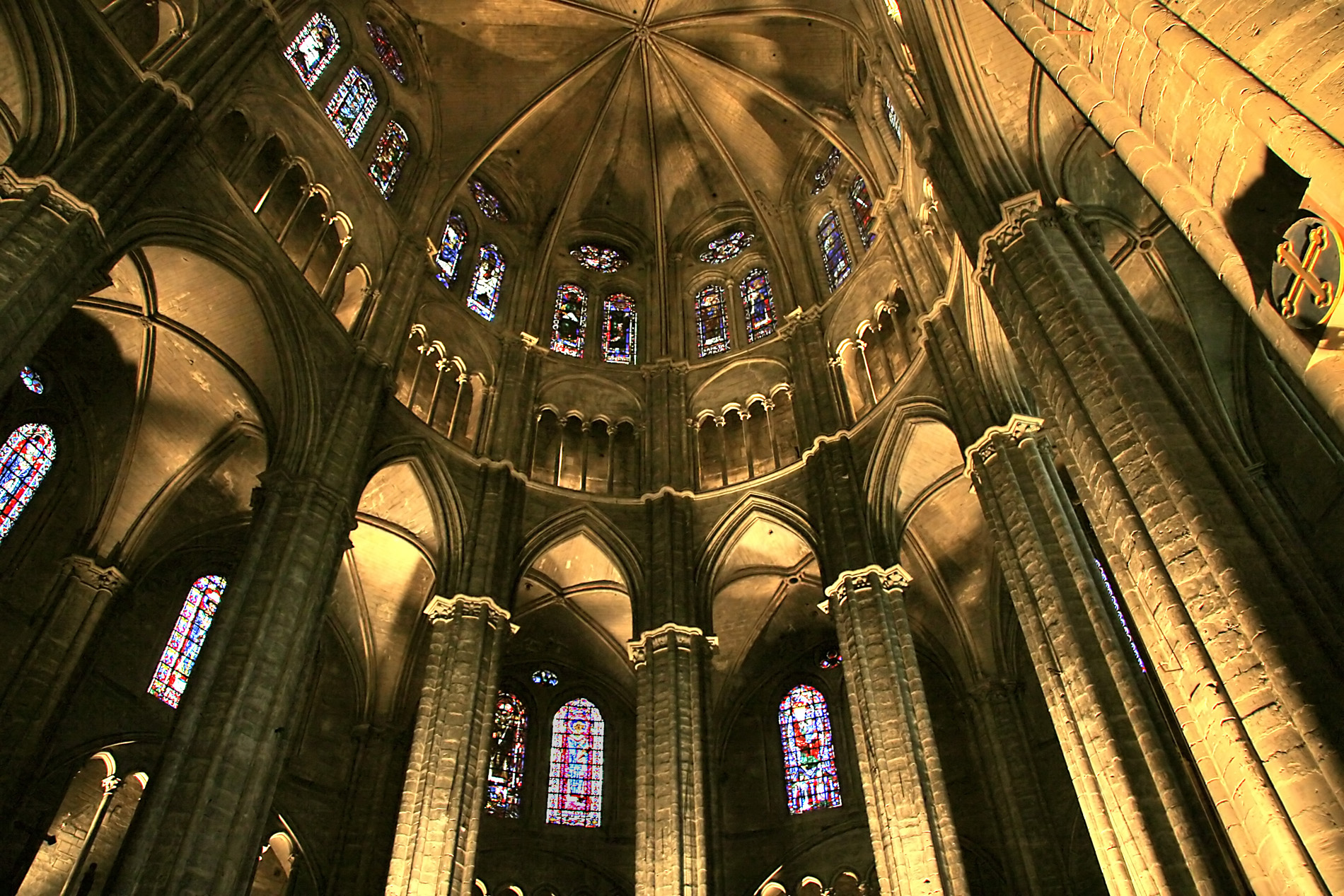
Bourges, chœur.

### Historique
Dès l'époque de Philippe-Auguste, à la fin du XIIe siècle, la monarchie française s'affirme avec une expansion de son pouvoir et de son territoire : faisant suite à sa rivalité avec les Plantagenêt, l'Aquitaine et la Normandie sont rattachés à la France dès le début du XIIIe siècle, l'achèvement de la croisade des albigeois, en 1229, se termine par l'annexion du comté de Toulouse en 1271. Le Saint-Empire romain germanique perd également son prestige au profit du roi de France à la suite de la bataille de Bouvines. La France s'impose ainsi comme la première puissance de l'occident chrétien qui se manifeste par les deux croisades du règne de Louis IX et la fondation de la première université d'Europe à Paris.

### Les caractéristiques
Le gothique classique ouvre ce qu'on appellera au XIIIe siècle, le « Siècle des cathédrales ». Il correspond à la phase de maturation et d'équilibre des formes (fin XIIe siècle-1230 environ). Des centaines d'églises sont construites ou modifiées dans les villes et villages ou pour les monastères en tenant compte des nouveaux principes dès la fin du XIIe siècle. Dans les cathédrales, le rythme et la décoration se simplifient et l'architecture s'uniformise : l'élan vertical est de plus en plus prononcé tandis que l'arc boutant, qui enjambe les bas-côtés pour transmettre la poussée de la voûte centrale, devient un organe essentiel. Son utilisation systématique permet à Chartres, la création régulière grâce à la voûte sexpartite et l'abandon du principe de piles alternées très marqué à Sens. C'est dans le domaine royal de la dynastie capétienne en pleine affirmation que le style trouve son expression la plus classique.
Pour cette période, on commence à connaître le nom des architectes, notamment grâce aux labyrinthes (Reims). Les maîtres d'œuvre rationalisent la production en ayant progressivement recours à la préfabrication des pierres de taille en carrière et à la standardisation des modules de maçonnerie. La mise au point des arcs-boutants permet de supprimer les tribunes qui jusqu'alors jouaient ce rôle. Les autres pays d'Europe commencent à s'intéresser à cette nouvelle forme architecturale comme en Angleterre à Canterbury et Salisbury ou en Espagne à Tolède et Burgos.

### Opposition du modèle chartrain et du modèle de Bourges

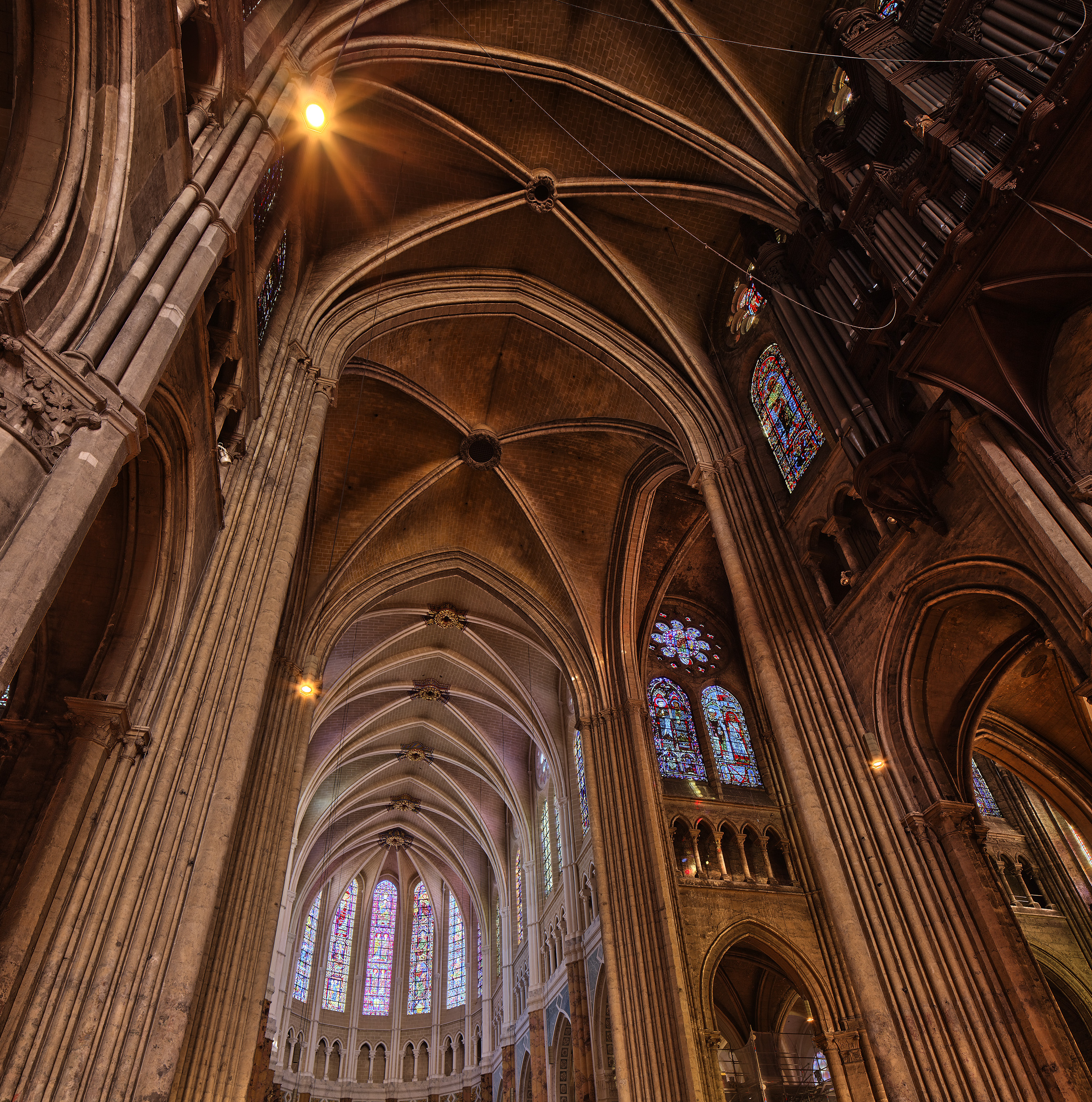
Cathédrale Notre-Dame de Chartres, nef et chœur (1194-1230).

Les historiens de l'art envisagent très tôt le projet ambitieux de la cathédrale Notre-Dame de Chartres comme étant le prototype du « gothique classique » : c'est le « modèle chartrain » où l'on va rechercher l'équilibre entre les lignes verticales et les lignes horizontales ainsi que la planitude des murs.
La construction de la cathédrale chartraine s'inscrit dès 1194 dans un contexte d'émulation générale faite d'échanges et de transferts d'expérience : rendu possible grâce au perfectionnement du contrebutement et à la meilleure maîtrise de la croisée d'ogives, on sacrifie les tribunes si caractéristiques des années 1140-1180. Le grand vaisseau adopte désormais une élévation à trois niveaux : grandes arcades, triforium et fenêtres hautes. De l'étagement sur un seul plan, on obtient une planitude nouvelle de la paroi murale.
La base des piliers se réduit par rapport à la cathédrale Notre-Dame de Noyon et le tore inférieur plus écrasé commence à déborder de l'aplomb du socle. La mise en place d'un nouveau type de pilier à quatre colonnes engagées va pouvoir créer une répétition à l'infini tout en augmentant visuellement l'élan vertical. Les grandes arcades en arcs brisés sont agrandies et profilées d'un méplat reposant entre deux tores sur des colonnes à supports engagés. Pour ne pas rompre l'élan des lignes verticales, les crochets des chapiteaux sont désormais remplacés par des bagues de feuillages appliquées à la corbeille. L'abandon du voûtement sexpartite au profit d'un voûtement quadripartite dit « barlong », est une grande innovation créant une ordonnance régulière obtenue par la suppression définitive de l'alternance des supports. Elle est pourtant subtilement rappelée en tant que motif décoratif, par la variation du dessin des piliers qui sont alternativement circulaires et octogonaux. Le triforium à quatre arcades brisées, soulignées par deux bandeaux profilés en amandes, devient ici continu, créant ainsi une « puissante horizontale ». Autre nouveauté, les murs ne devenant plus un soutien mais plutôt une clôture, les fenêtres hautes peuvent dorénavant occuper toute la largeur du mur développant ainsi l'espace réservé aux verrières : composées de deux lancettes géminées systématiquement brisées, ces fenêtres atteignent maintenant la même hauteur que les grandes arcades, amenant ainsi plus de lumière à l'édifice. Elles sont surmontées d'une grande rose à huit lobes qui permettent l'épanouissement de la technique du vitrail
La cathédrale gothique type présente une façade dite « harmonique », c'est-à-dire encadrée de deux tours symétriques. Sa composition extérieure reflétant ses dispositions intérieures, elle montre trois portails richement ornées ouvrant sur une nef et deux bas-côtés ou, exceptionnellement, comme à Bourges, cinq portails correspondant à cinq vaisseaux. Au-dessus, elle est percée d’une grande rose ou alors d’une immense verrière en tiers-point. Une galerie coupe horizontalement l’élévation ; ajourée de niches habitées par les statues des rois et prophètes de l’Ancien testament, elle est dite « galerie des rois ».
La façade harmonique parfaite est cependant assez rare. Si l’on compte celles à tours inachevées, dissymétriques ou terminées postérieurement à l'époque gothique, seule une quarantaine de cathédrales en Europe montrent une telle disposition. Cette façade constitue déjà la première page d’un gigantesque livre d’histoire religieuse, proposant au fidèles de découvrir l'Ancien Testament gravé dans la pierre des portails.
Cette « élévation à trois niveaux » ne sera pourtant pas reconnue comme un acte fondateur du gothique classique. C'est bien la transformation de la perception des volumes et de l'espace intérieur par la planitude des murs et par cet équilibre nouveau entre les lignes verticales et les lignes horizontales qui marquera une réelle avancée. L'esthétique définie aura une grande postérité. Le « modèle chartrain » sera non seulement repris à Reims et à Amiens mais également à l'étranger, en Angleterre d'abord, dans les cathédrales de Canterbury et Salisbury, puis en Espagne à Burgos et plus tard dans le Saint-Empire romain germanique, à la cathédrale de Cologne.

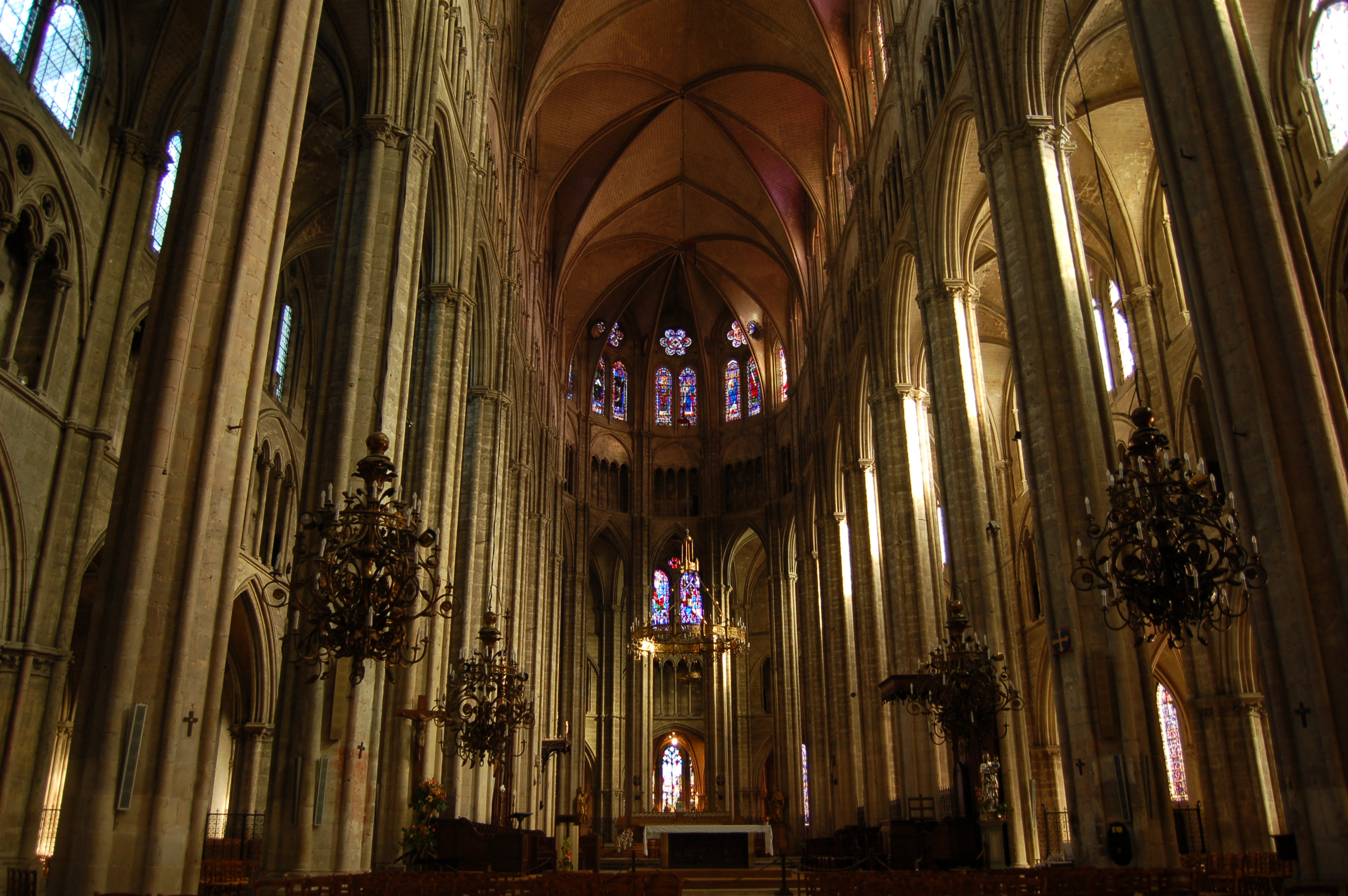
Cathédrale de Bourges, intérieur (1195-1230).

Face au « modèle chartrain », la cathédrale Saint-Étienne de Bourges, dès 1195, représente une autre esthétique : contrairement à la cathédrale de Chartres, les effets recherchés sont essentiellement des jeux de volumes avec une perspective longitudinale et un profil pyramidal.
Henri de Sully, archevêque de Bourges fait une donation au chapitre de la cathédrale de Bourges pour la construction d'un nouvel édifice. L'archevêque est frère d'Eudes de Sully, évêque de Paris, d'où une similitude de plan et d'élévation avec la cathédrale Notre-Dame de Paris. Si l'idée d'un double déambulatoire est reprise, le transept est ici supprimé, contribuant à la sensation d'unité de l'espace et de longueur de l'édifice, totalement dépourvu de l'axialité appuyée qui caractérise le « modèle chartrain ». Nouveauté de l'époque, toutes les moulures et les chapiteaux ont la même hauteur, avec deux diamètres seulement de colonnettes, quelle que soit leur position dans l'édifice. Si, comme à Chartres, les tribunes sont sacrifiées pour une élévation à trois niveaux, on reste pourtant fidèle comme à la cathédrale Notre-Dame de Paris, à la voûte gothique sexpartite, ce qui entraîne dans la nef centrale, l'adoption d'une alternance de piles faibles et fortes qui sera habilement dissimulée par la présence de huit colonnettes engagées sur un cylindre. Cette plasticité se maintiendra d'ailleurs en Bourgogne, à Saint-Étienne d'Auxerre ou à Notre-Dame de Dijon.
L'effet obtenu surprend aussi bien par l'absence de transept que par une ouverture visuelle sur le double bas-côté se prolongeant autour du chœur : en résulte une perspective longitudinale avec une impression d'immense espace intérieur libéré de tout cloisonnement et dont les volumes ouvrant les uns sur les autres entrent en totale opposition avec le « modèle chartrain » qui met surtout l'accent sur la hauteur et l'axe menant au chœur. On aboutit ainsi au profil pyramidal de la coupe transversale, les cinq nefs étant hautes respectivement de 9 mètres, 21,30 mètres et 37,50 mètres depuis les bas-côtés extérieurs jusqu'à la nef centrale. En complément, le modèle de Bourges offre une recherche nouvelle sur la lumière : les collatéraux intérieurs, dotés de triforiums, ont une élévation à trois niveaux et la disposition des nefs, chacune pourvue de fenêtres hautes, permet d'apporter un éclairage latéral s'additionnant à celui du sommet de la nef centrale et du chœur.
Malgré toutes ces innovations, le modèle de Bourges aura peu de postérité : il ne sera seulement repris qu'à Saint-Julien du Mans, remanié à Saint-Pierre de Beauvais et ne se retrouvera à l'étranger qu'à Sainte-Marie de Tolède.
| Ville bénéficiaire | Édifice                     | Début des travaux | Fin des travaux (gros-œuvre)    | Date de la consécration |
| ------------------ | --------------------------- | ----------------- | ------------------------------- | ----------------------- |
| Le Mans            | Saint-Julien du Mans        | 1158              | 1430                            | 1254                    |
| Soissons           | Saint-Gervais-Saint-Protais | 1176              | Deuxième moitié du XIIIe siècle | 25 avril 1479           |
| Chartres           | Notre-Dame de Chartres      | 1194              | vers 1220                       | 1260                    |
| Bourges            | Saint-Étienne de Bourges    | 1195              | 1230                            | 13 mai 1324             |
| Toul               | Saint-Étienne de Toul       | vers 1210         | 1497 (façade)                   | vers 1400               |
| Reims              | Notre-Dame de Reims         | 1211              | 1275                            | 1360                    |
| Amiens             | Notre-Dame d'Amiens         | 1220              | 1264                            | 1455                    |

## Le gothique rayonnant: 1230-1380

### LeXIIIesiècle: le siècle des cathédrales

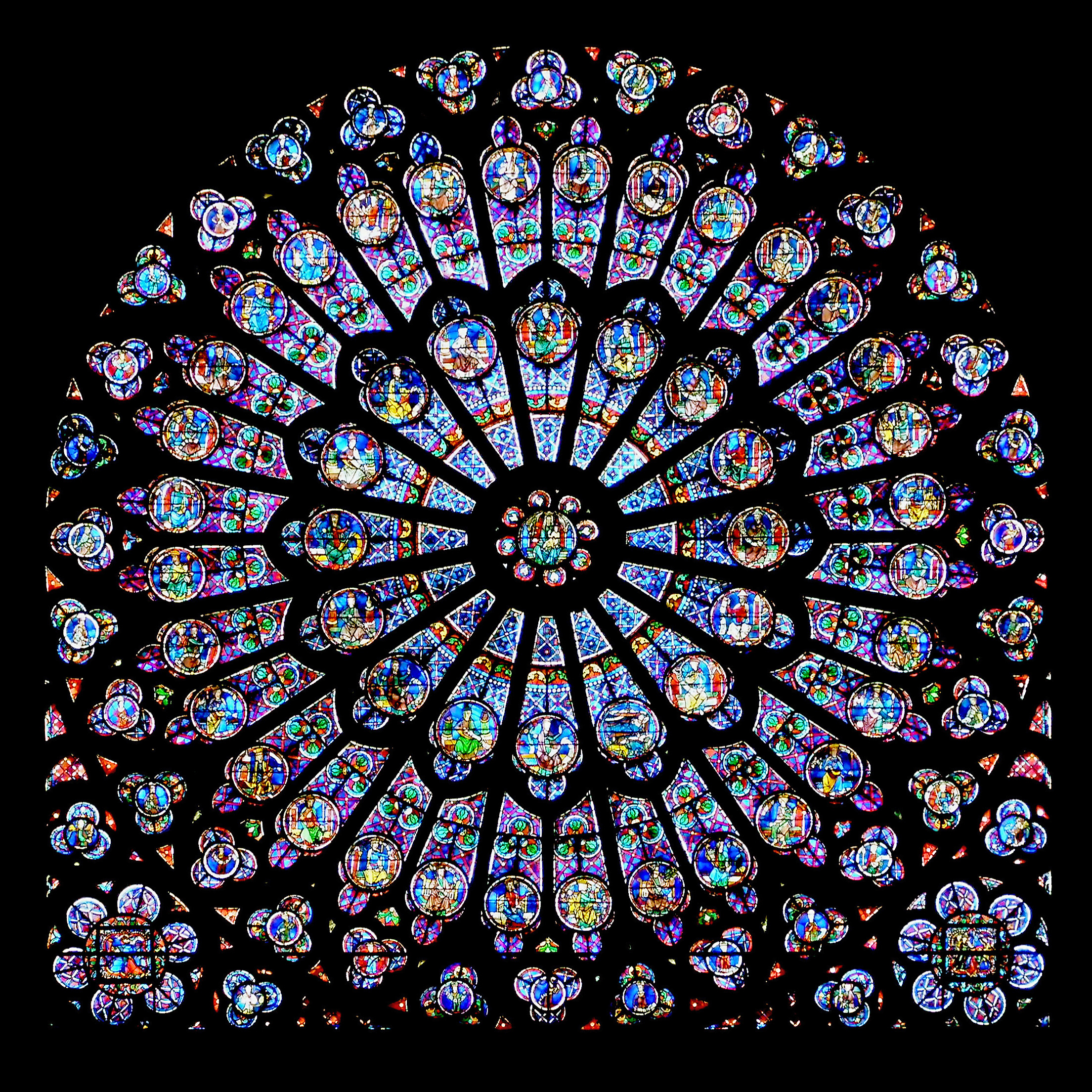
Rose de la façade nord de Notre-Dame de Paris.
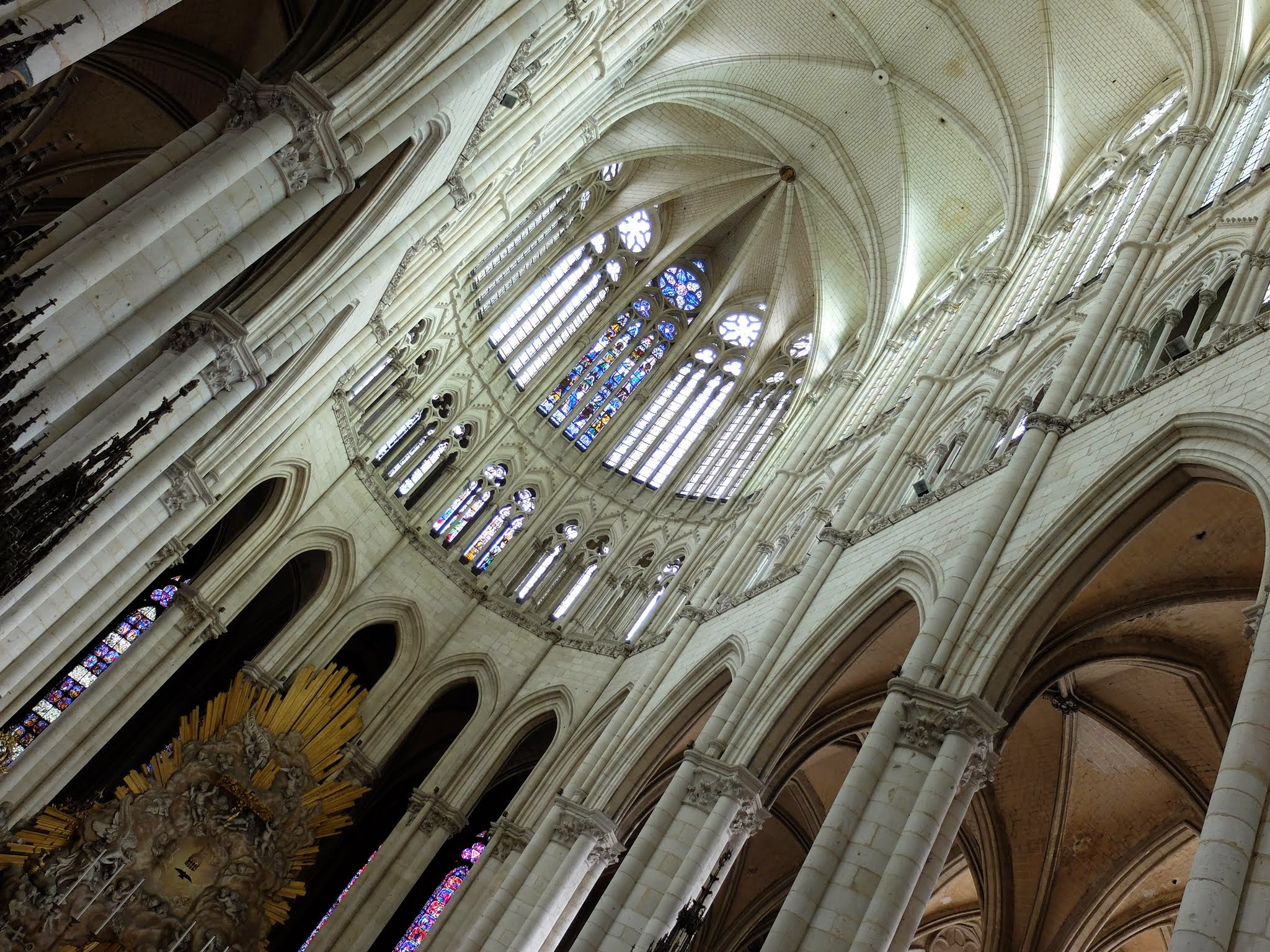
Chœur de la cathédrale d'Amiens.
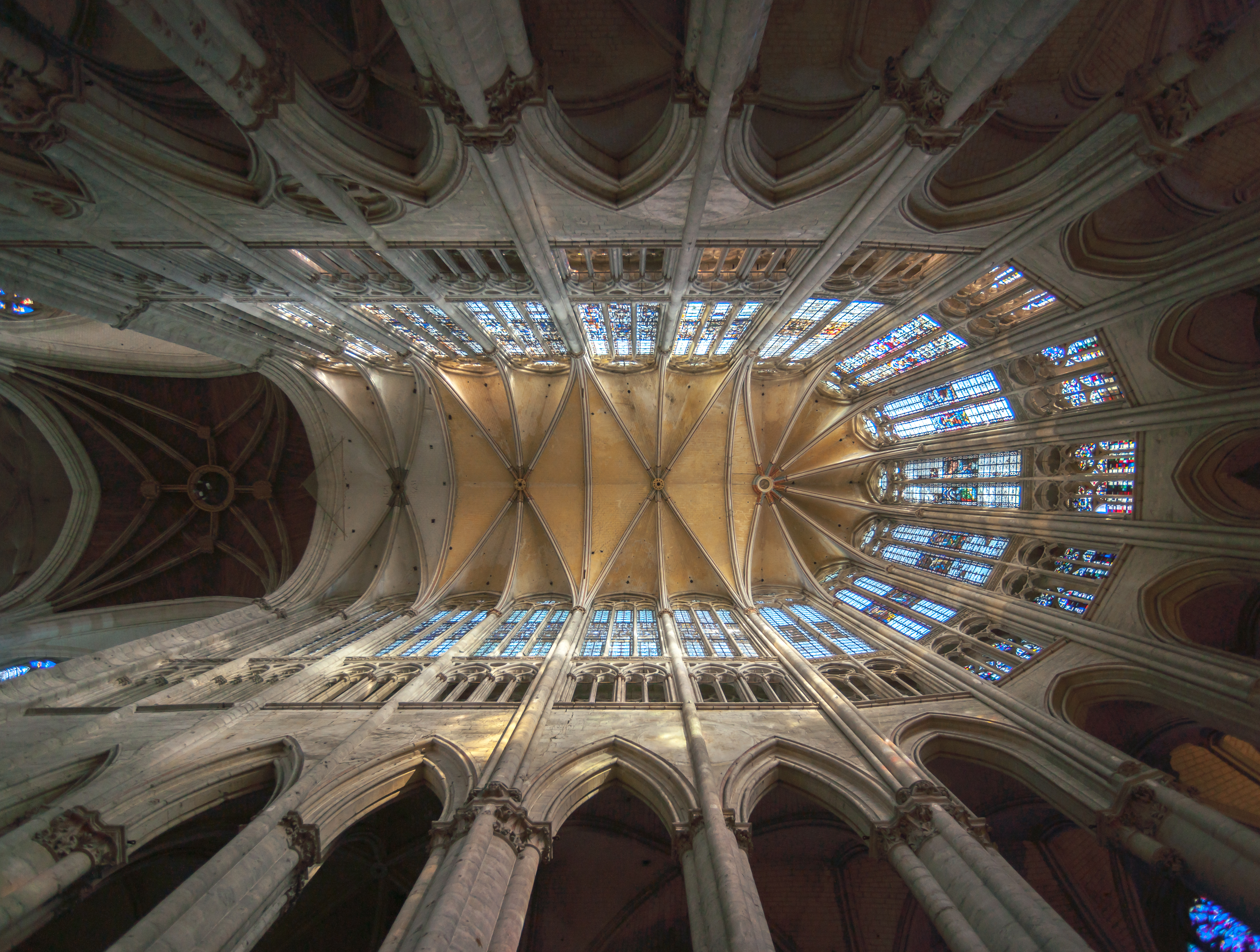
Chœur de Saint-Pierre de Beauvais.
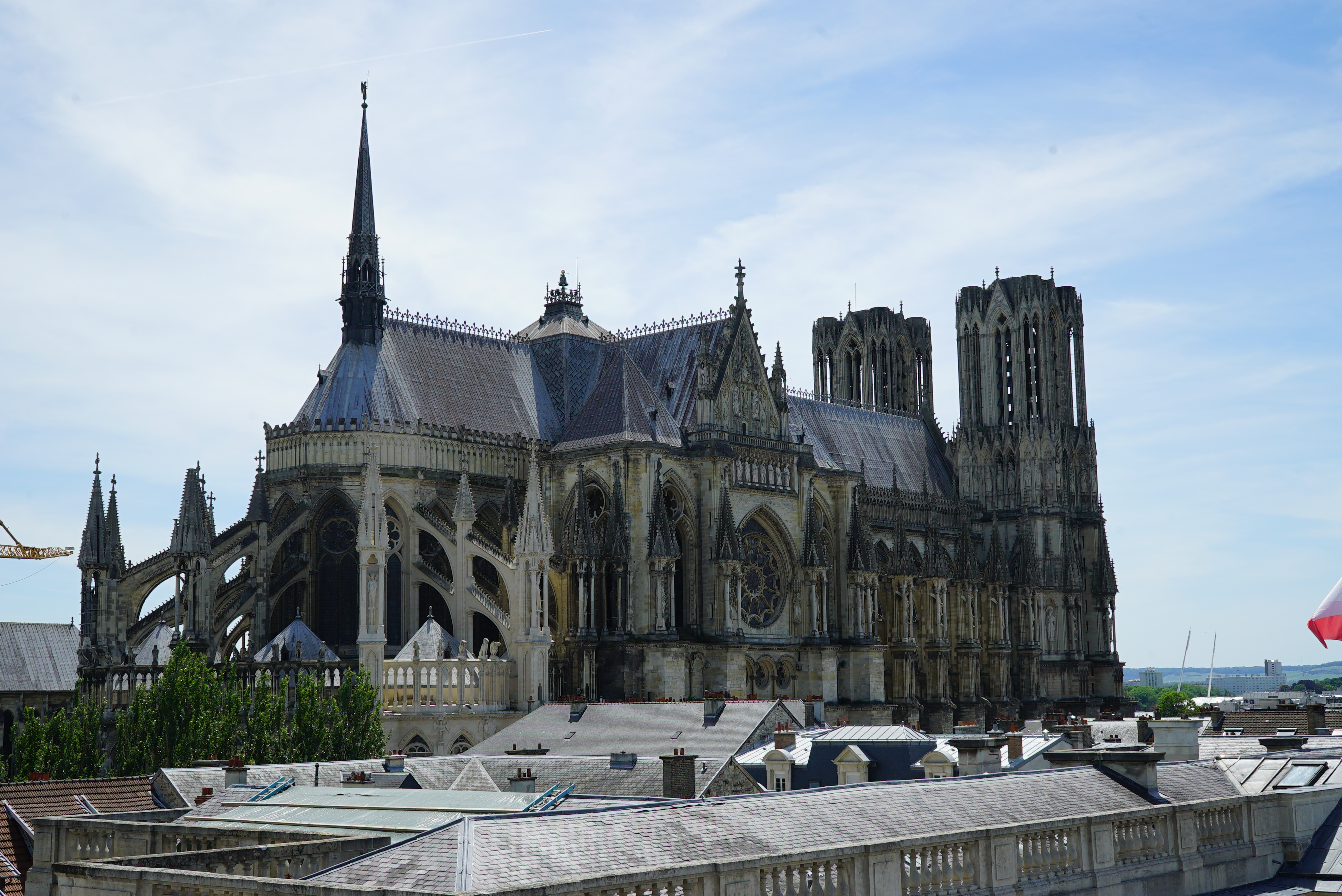
Cathédrale de Reims.

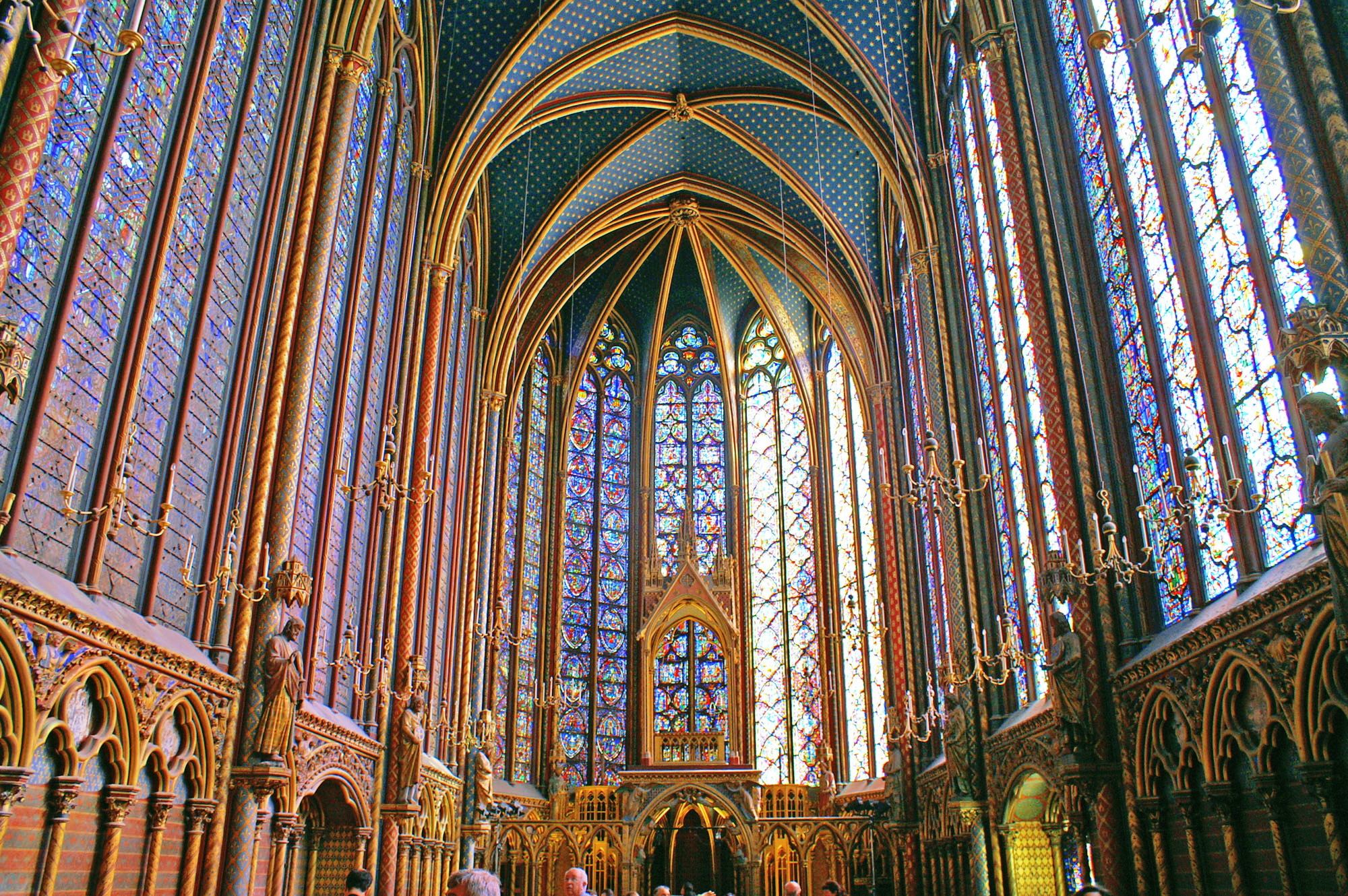
Sainte-Chapelle (Paris).
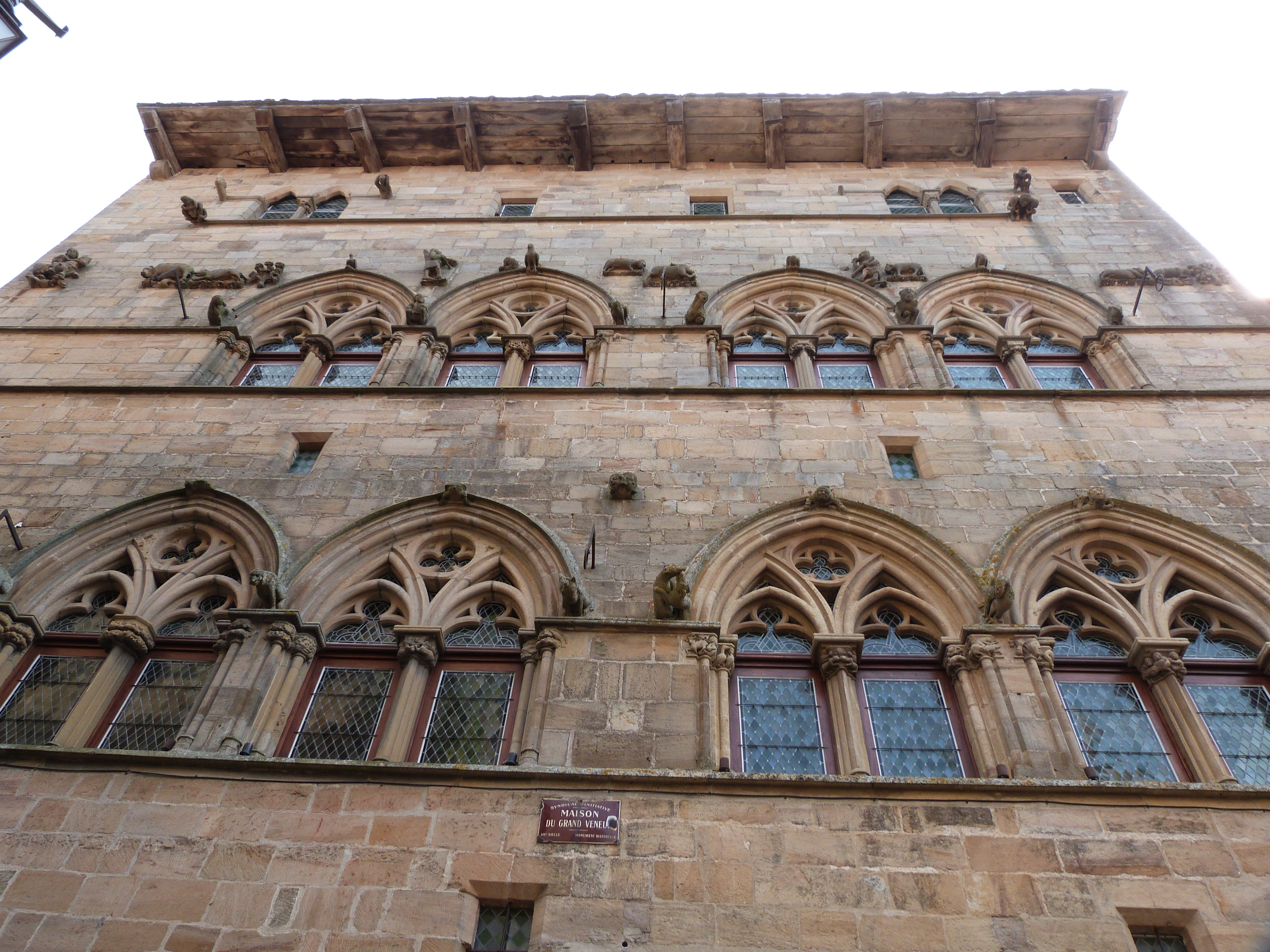
Maison du Grand Veneur (Cordes-sur-Ciel).
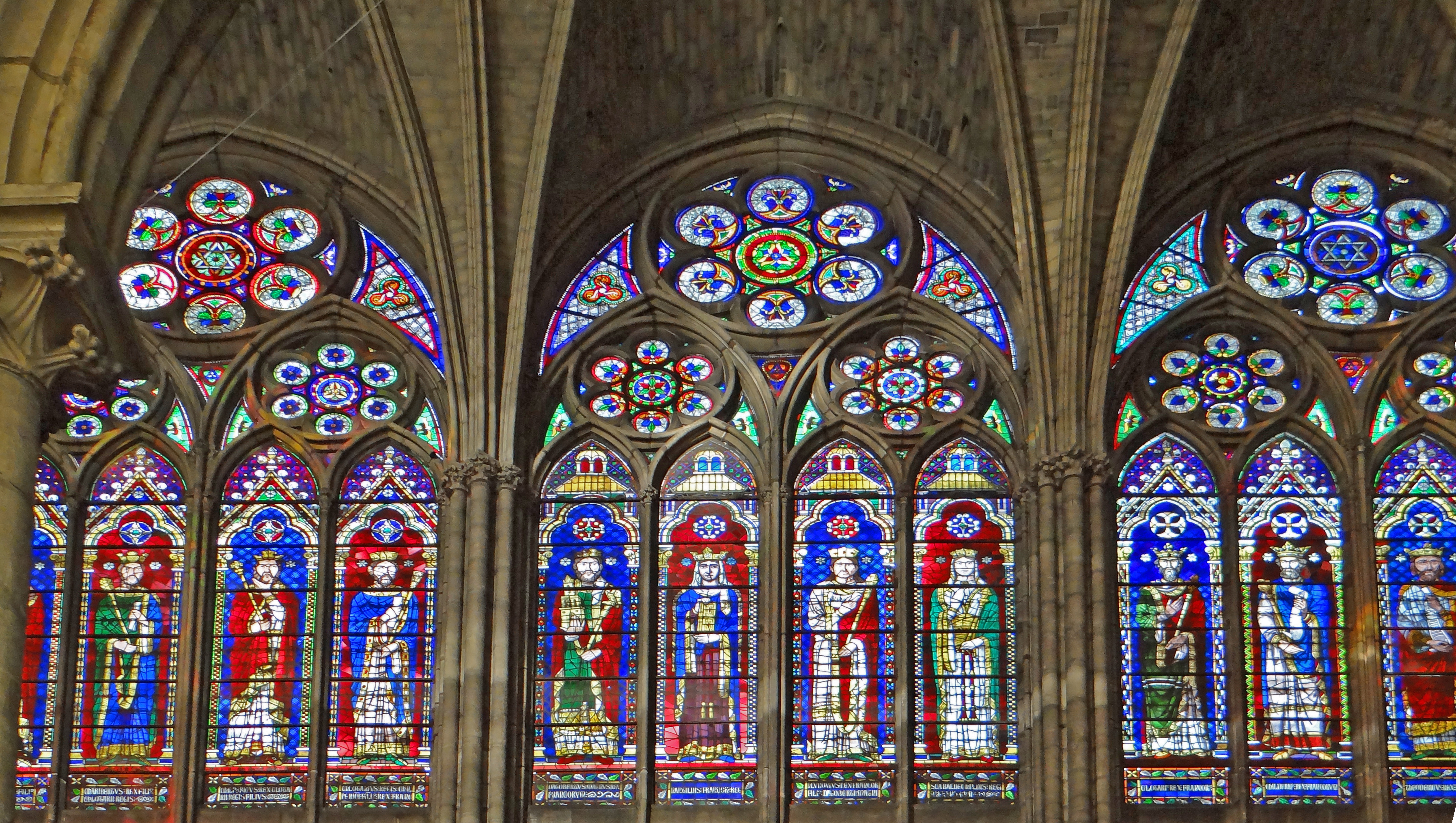
Nef de la basilique Saint-Denis.
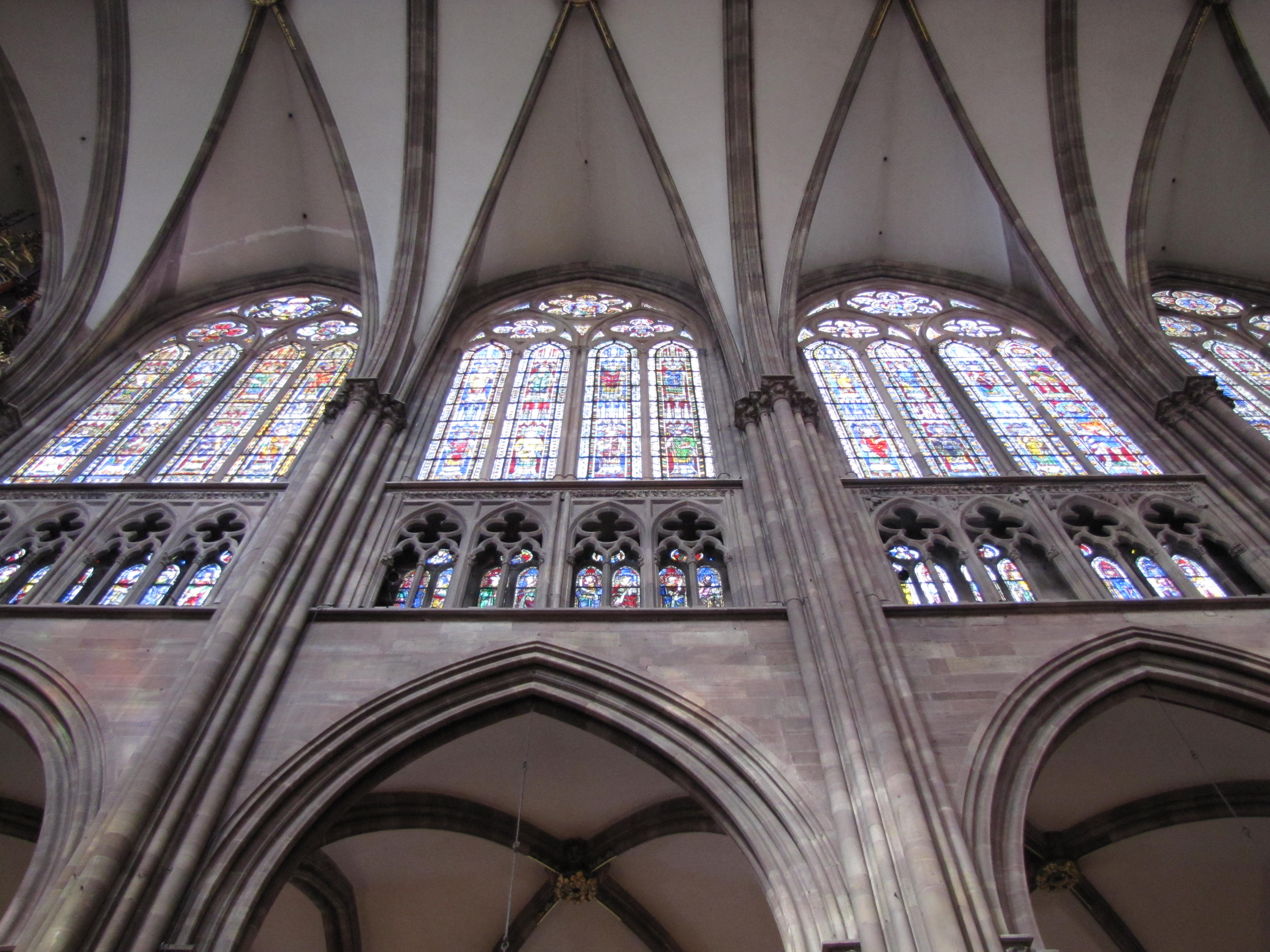
Nef de la cathédrale Notre-Dame de Strasbourg.

Encore une fois, ce style est né à Saint-Denis avec la réfection des parties hautes du chœur de l'abbatiale en 1231. Il s'impose réellement à partir des années 1240, notamment à la Sainte-Chapelle de Paris ; les édifices alors en chantier prennent immédiatement en compte cette nouvelle « mode » et changent partiellement leur plan. Le gothique rayonnant va se développer peu à peu jusqu'en 1350 environ, et se répandre dans toute l'Europe avec une certaine homogénéité. Des architectes français seront employés jusqu'à Chypre ou en Hongrie.
Les églises deviennent de plus en plus hautes. Sur le plan technique, c'est l'utilisation d'une armature de fer (technique de la « pierre armée ») qui permet des bâtiments aussi vastes et des fenêtres aussi grandes.
Les fenêtres s'agrandissent jusqu'à faire disparaître le mur : les piliers forment un squelette de pierre, le reste étant de verre, laissant pénétrer une lumière abondante. La surface éclairée est encore augmentée par la présence d'un triforium ajouré comme à Châlons. À Metz, la surface vitrée atteint 6 496 m2. Les fenêtres sont en outre caractérisées par des remplages d'une grande finesse qui ne font pas obstacle à la lumière, fondés sur l'exploitation de figures simples tracées au compas fournissant des figures lobées à trois, quatre, cinq découpes ou plus. La rose, déjà très utilisée auparavant, devient un élément incontournable du décor (Notre-Dame de Paris, transept ; façade de la cathédrale de Strasbourg).
On notera aussi une certaine unité spatiale : les piliers sont tous identiques ; la multiplication des chapelles latérales permet aussi d'agrandir l'espace de la cathédrale.
Le pilier est le plus souvent fasciculé, c'est-à-dire entouré de multiples colonnettes rassemblées en faisceau. Contrastant avec la tendance du pilier fasciculé, tout un groupe de cathédrales et grandes églises adoptent cependant des piles cylindriques à l'imitation de la cathédrale Saint-Étienne de Châlons.

### LeXIVesiècle: vers une rupture?

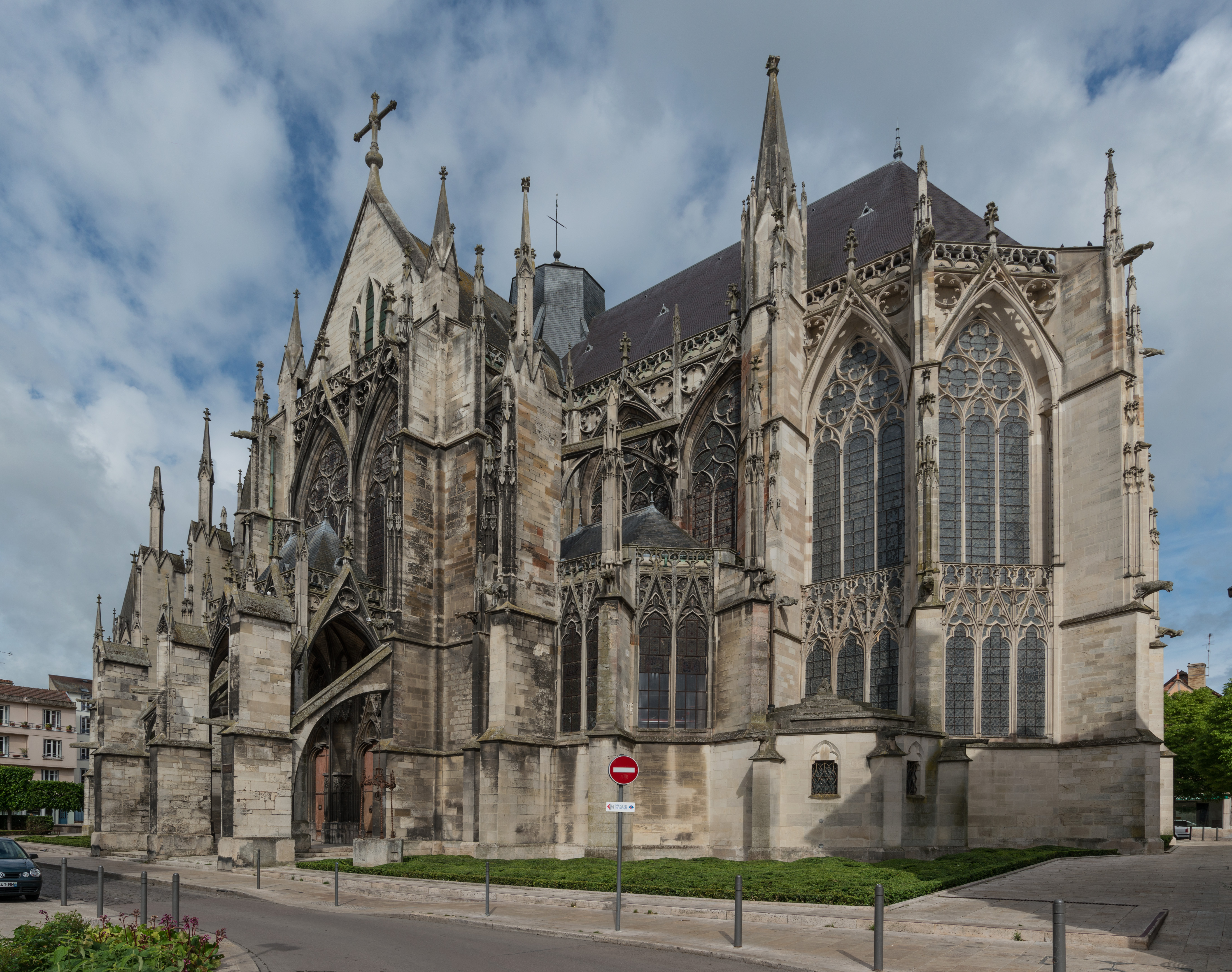
Basilique Saint-Urbain de Troyes.
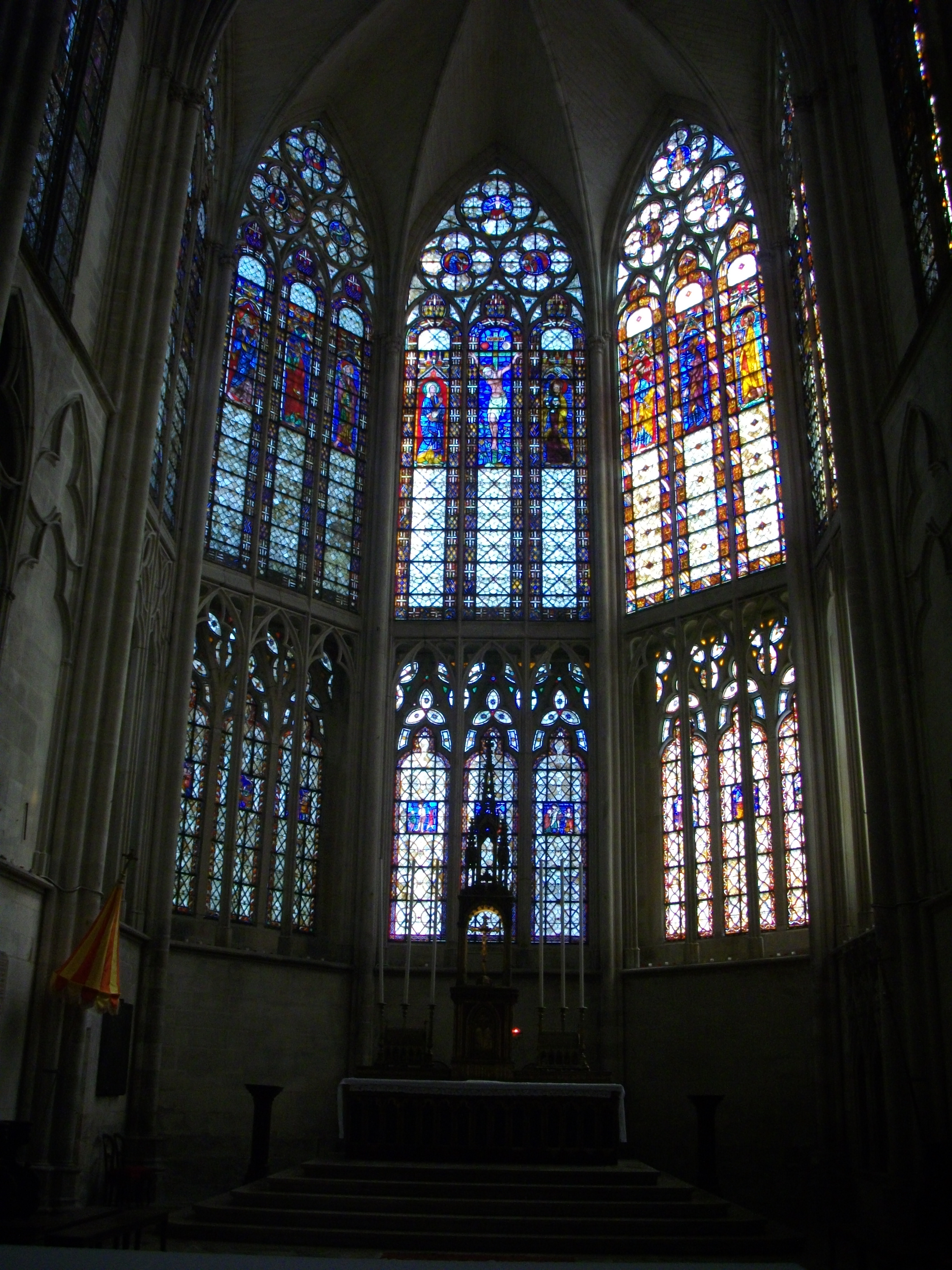
Cœur de la basilique Saint-Urbain de Troyes.
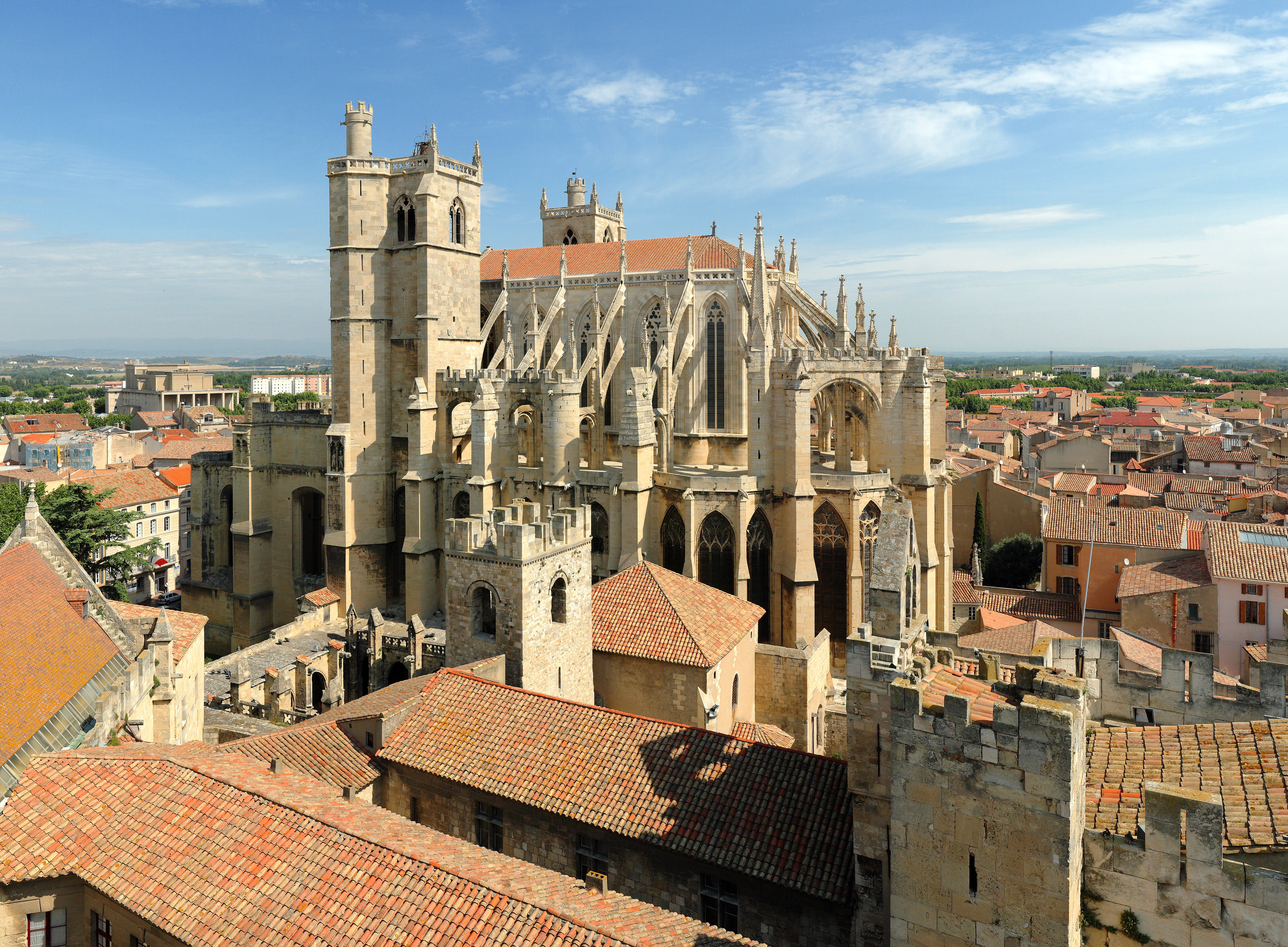
Cathédrale Saint-Just-et-Saint-Pasteur de Narbonne (1336-1354).
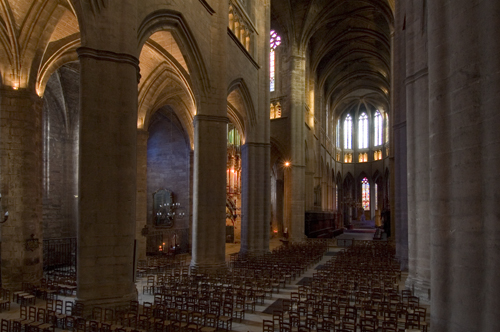
Cathédrale Notre-Dame de Rodez (1316-1386).
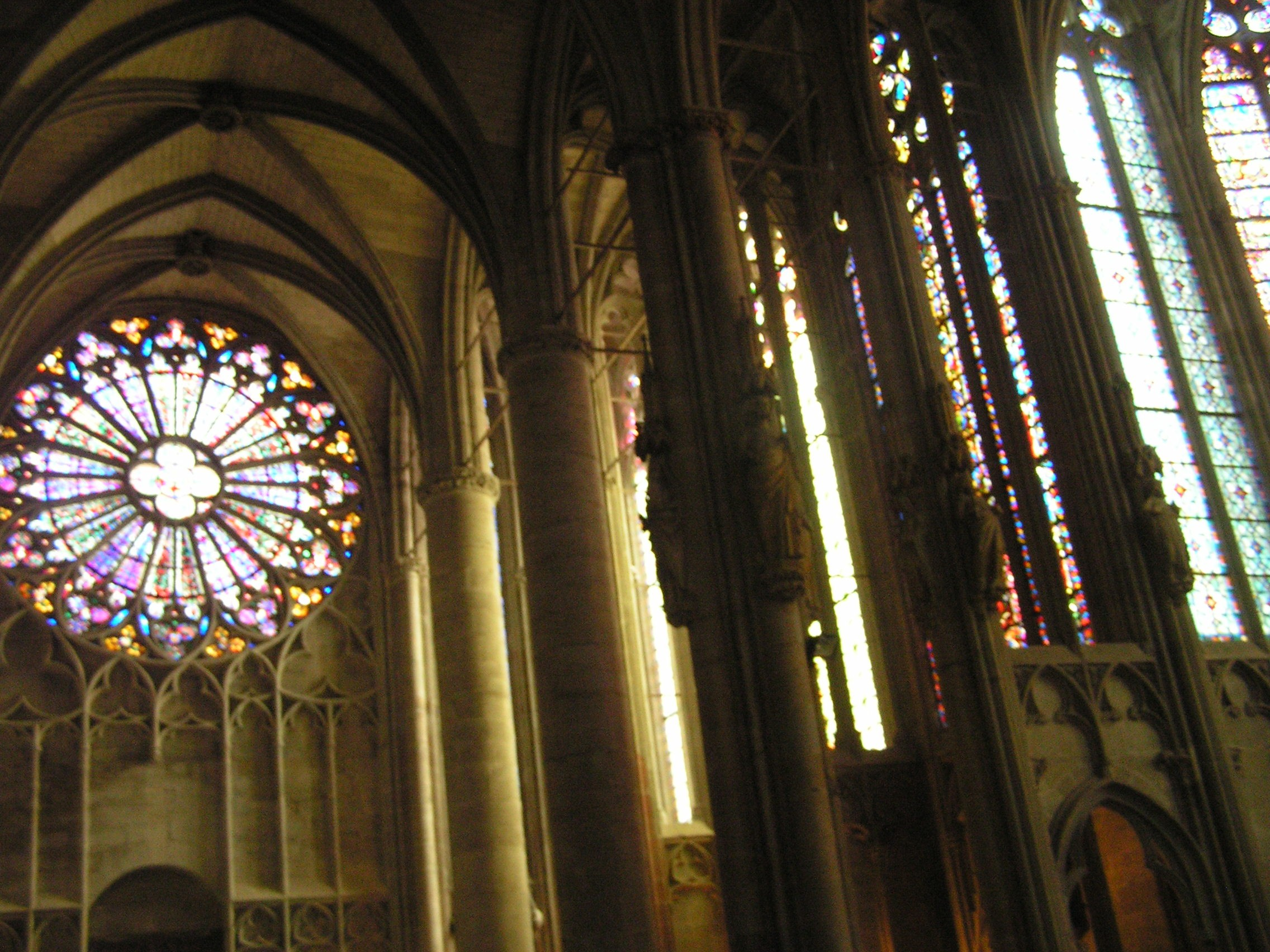
Transept de la cathédrale Saint-Nazaire de Carcassonne (vers 1330).
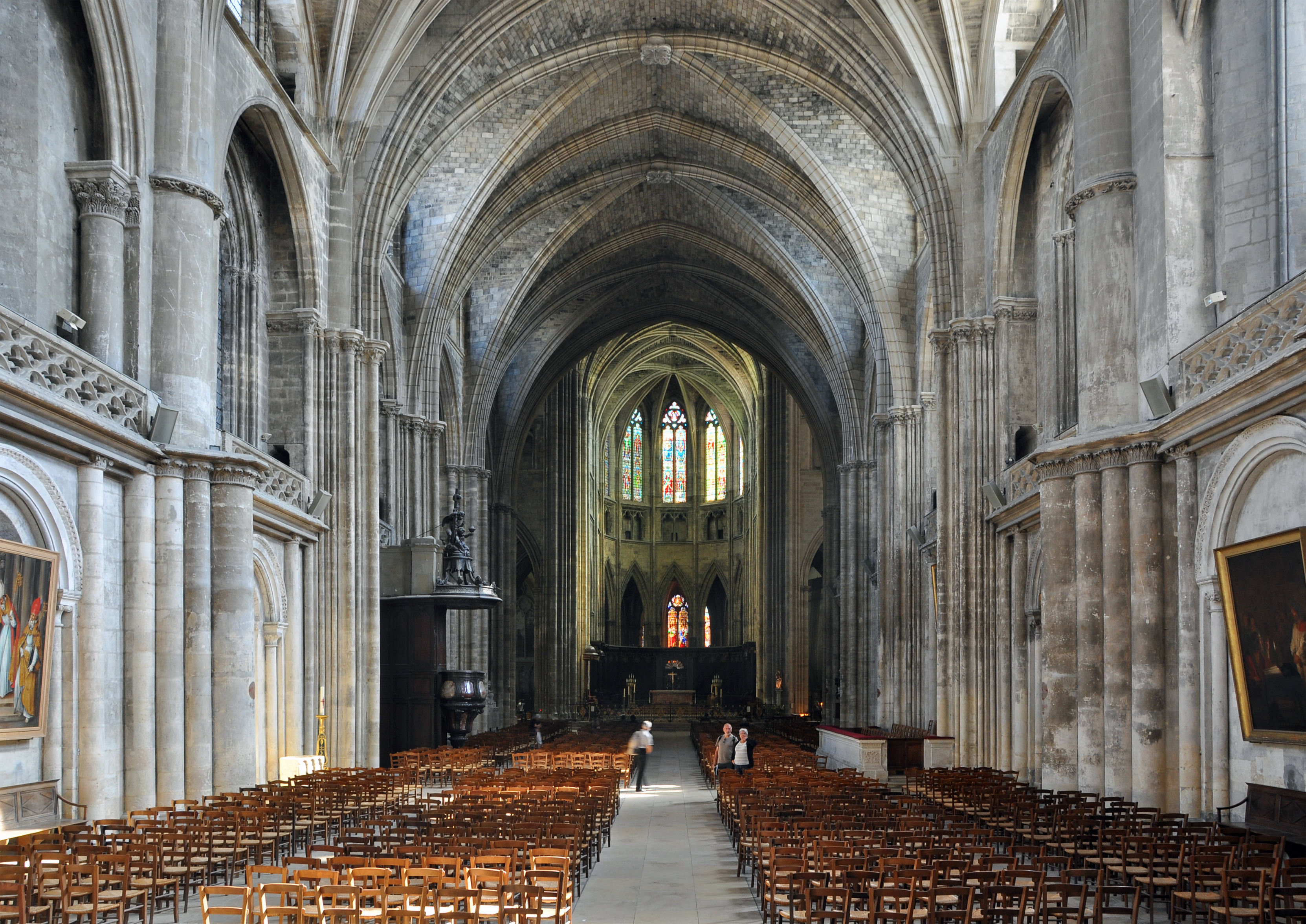
Cathédrale Saint-André de Bordeaux (Dès 1330).
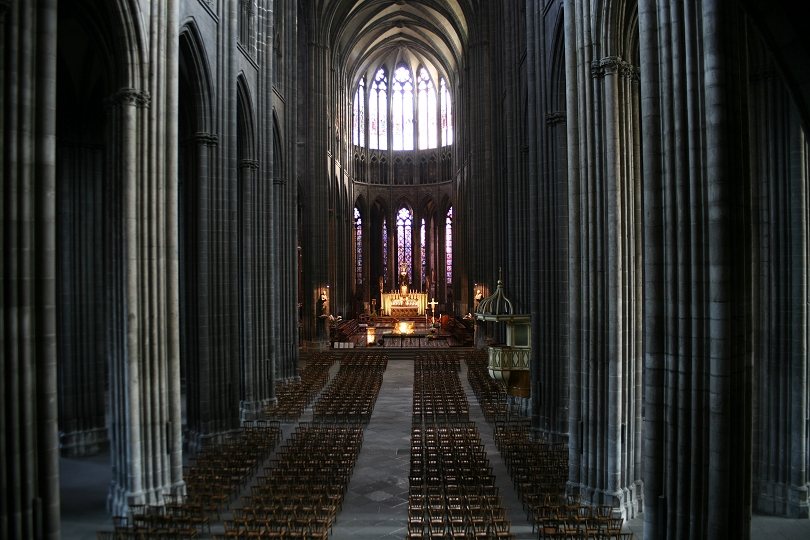
Cathédrale Notre-Dame-de-l'Assomption de Clermont (1248-1350).
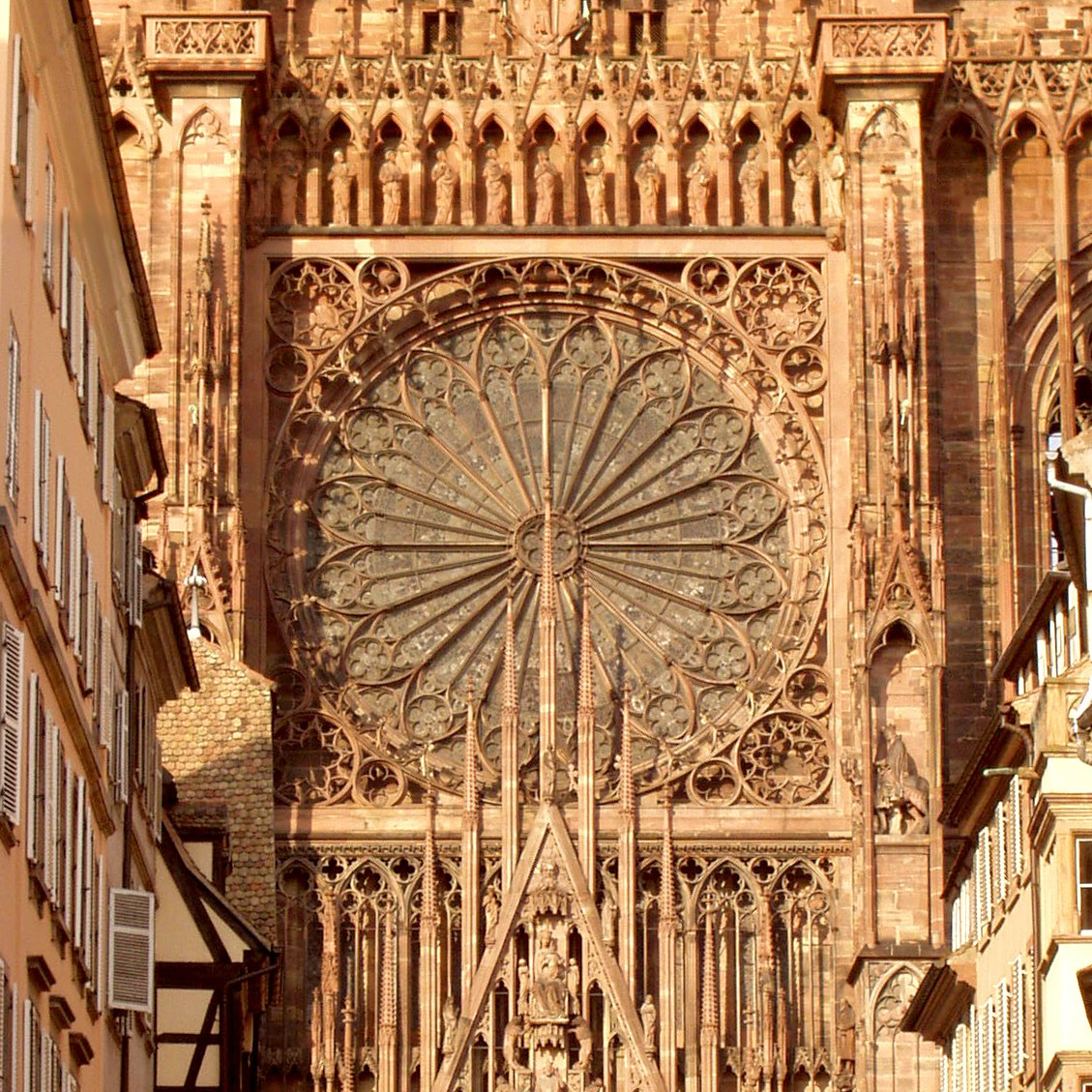
Façade de Notre-Dame de Strasbourg (1276-1439).

Le XIVe siècle est un siècle marqué par les problèmes économiques et une crise agricole liée au début du petit âge glaciaire. Divers troubles sociaux éclatent non seulement à Paris, avec les bourgeois menés par le prévôt Étienne Marcel mais également dans le monde paysan avec la Jacquerie ou dans les milieux artisanaux déjà structurés de la Flandre. À ceci s'ajoute la peste noire qui décime le tiers de la population européenne alors que la guerre de Cent Ans monopolise les financements et installe l'insécurité, ne favorisant plus les réalisations coûteuses. La frénésie de construction entamée au XIIIe siècle perd nettement de son souffle. Il y a d'ailleurs davantage de restaurations. On se contente souvent d'ajouter des chapelles entre les contreforts des bas-côtés : avec le développement de la devotio moderna, elles sont construites et décorées aux frais d'un donateur, d'une confrérie ou d'un particulier.

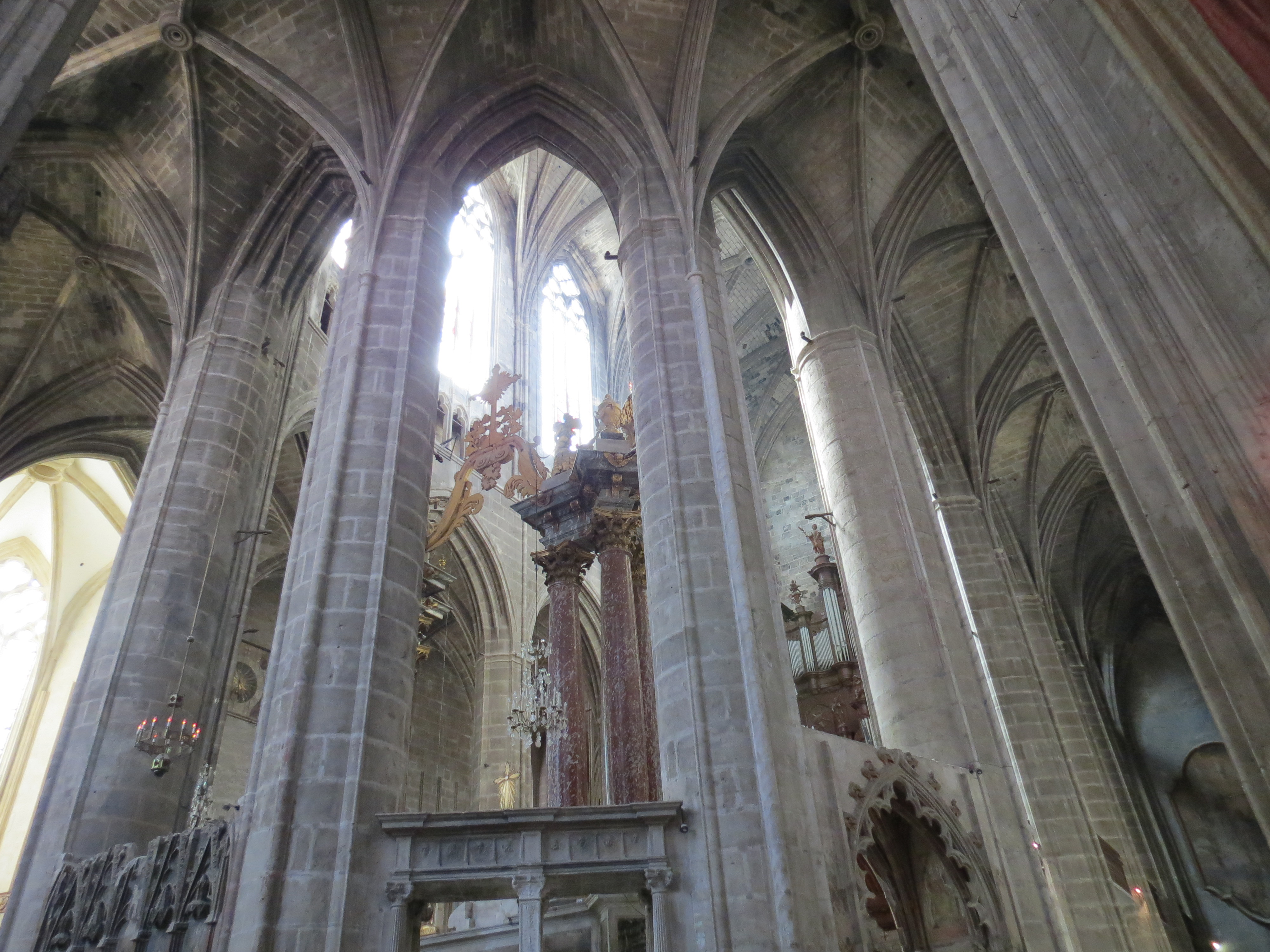
Disparition des chapiteaux dans le chœur de la cathédrale Saint-Just-et-Saint-Pasteur de Narbonne (1336-1354).

Les réalisations de cette époque sont encore qualifiées de « rayonnantes » sans que rien de précis ne vienne justifier cette appellation. Abandonnant l'art monumental, on note une miniaturisation dans la sculpture où les thèmes profanes se développent. On découvre le réalisme et la sculpture devient progressivement indépendante de son support. L'aspect purement décoratif est de plus en plus recherché et si l'esprit de raffinement l'emporte sur la simplicité robuste, l'évolution stylistique reste pourtant mesurée, sans doute liée à la baisse du nombre de constructions.
Le Midi semble plus créatif que les vieux foyers septentrionaux dont les édifices les plus marquants ont été élevés un siècle plus tôt : les réalisations de la famille de Jean Deschamps restent prépondérantes comme à Narbonne, Rodez, Carcassonne, Clermont ou Bordeaux. Au nord, des chantiers d'envergure se développent toutefois à Saint-Urbain de Troyes et sur la façade de la cathédrale de Strasbourg.
Certaines innovations qui seront importantes au siècle suivant, se font déjà jour : l'évolution générale se fait vers un évidement extrême des murs et le chapiteau étant progressivement abandonné, les nervures des voûtes viennent alors se prolonger directement dans les colonnettes des piliers (Saint-Just-et-Saint-Pasteur de Narbonne). Le désir de multiplier les lignes ascendantes conduit à diminuer le diamètre des colonnes engagées qui tendent à se confondre avec de simples moulures. La base des piliers dont la scotie est supprimée, prend à la fin de la période, l'allure d'une assiette renversée.
Le triforium ajouré en claire-voie, généralisé dès le milieu du XIIIe siècle, se voit réduit par l'espace croissant réservé à l'ouverture des fenêtres hautes. Cette évolution est visible dans la technique de l'arc-boutant : on s'aperçoit que les seules parties qui travaillent sont l'extrados qui transmet la poussée des voûtes et l'intrados qui la soutient. Les parties intermédiaires et les écoinçons, se voient ainsi de plus en plus évidés, ajourés de rosaces ou de trèfles à quatre lobes (basilique Saint-Urbain de Troyes).

## Le gothique international: l’âge des princes, 1380-1420

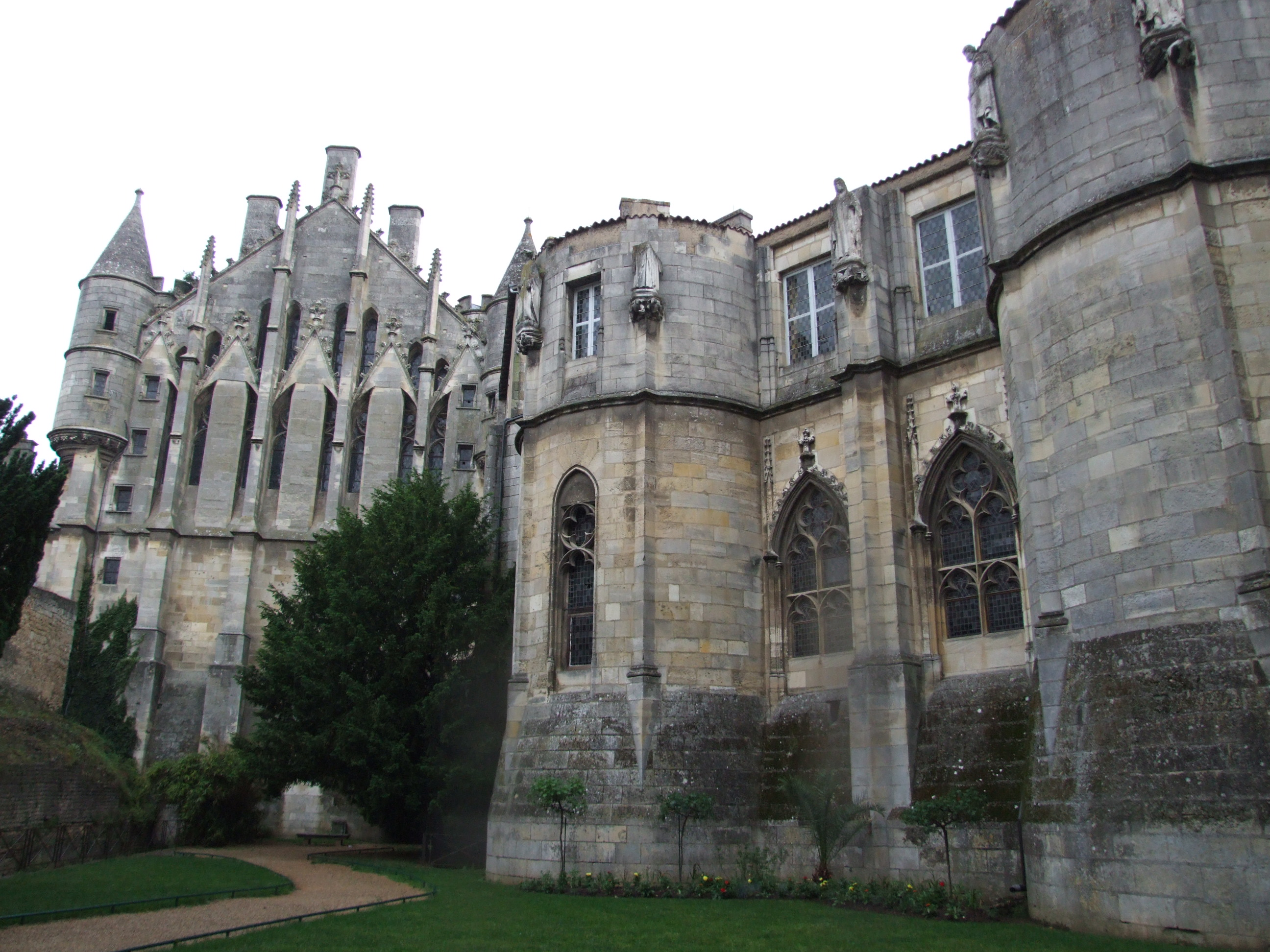
Tour Maubergeon et Grande salle, Palais comtal de Poitiers (1388-1416).
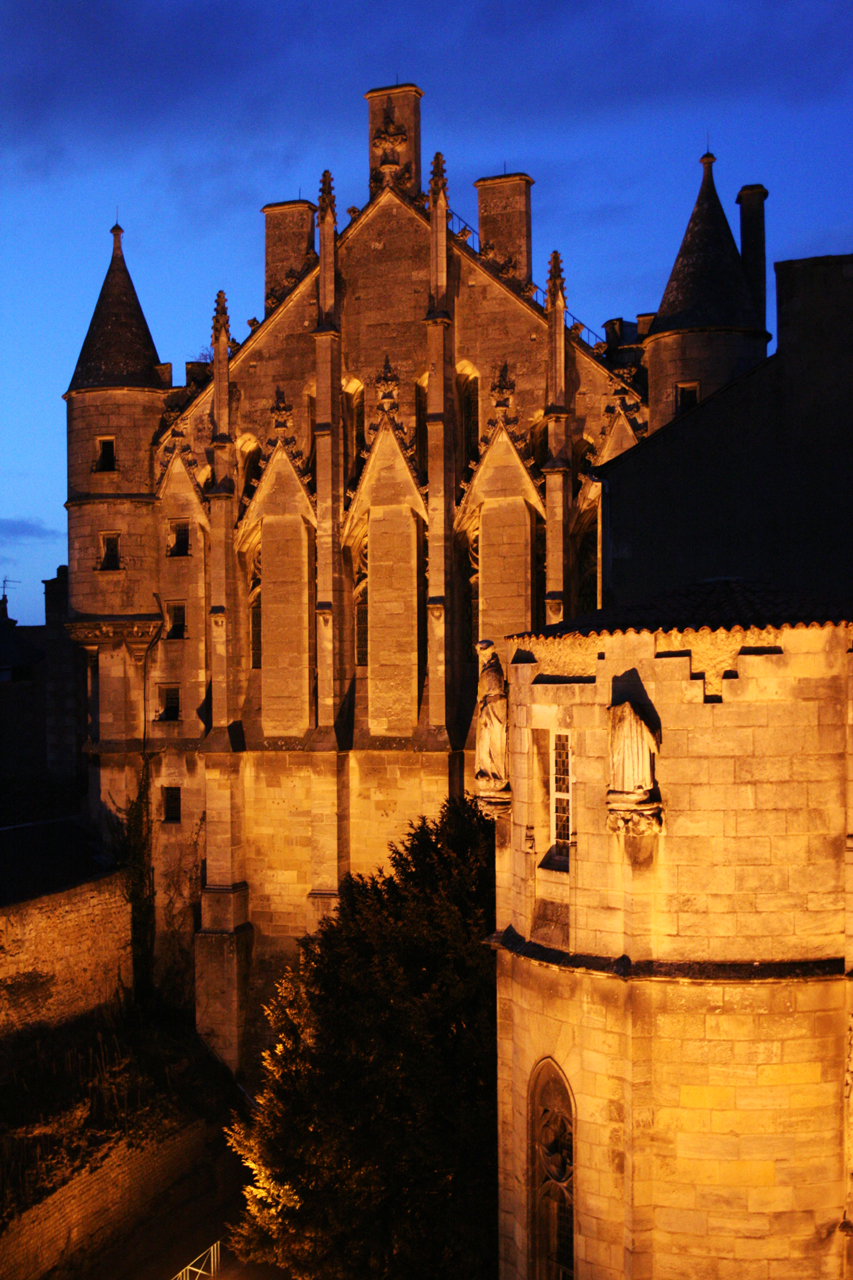
Palais comtal de Poitiers (1388-1416).
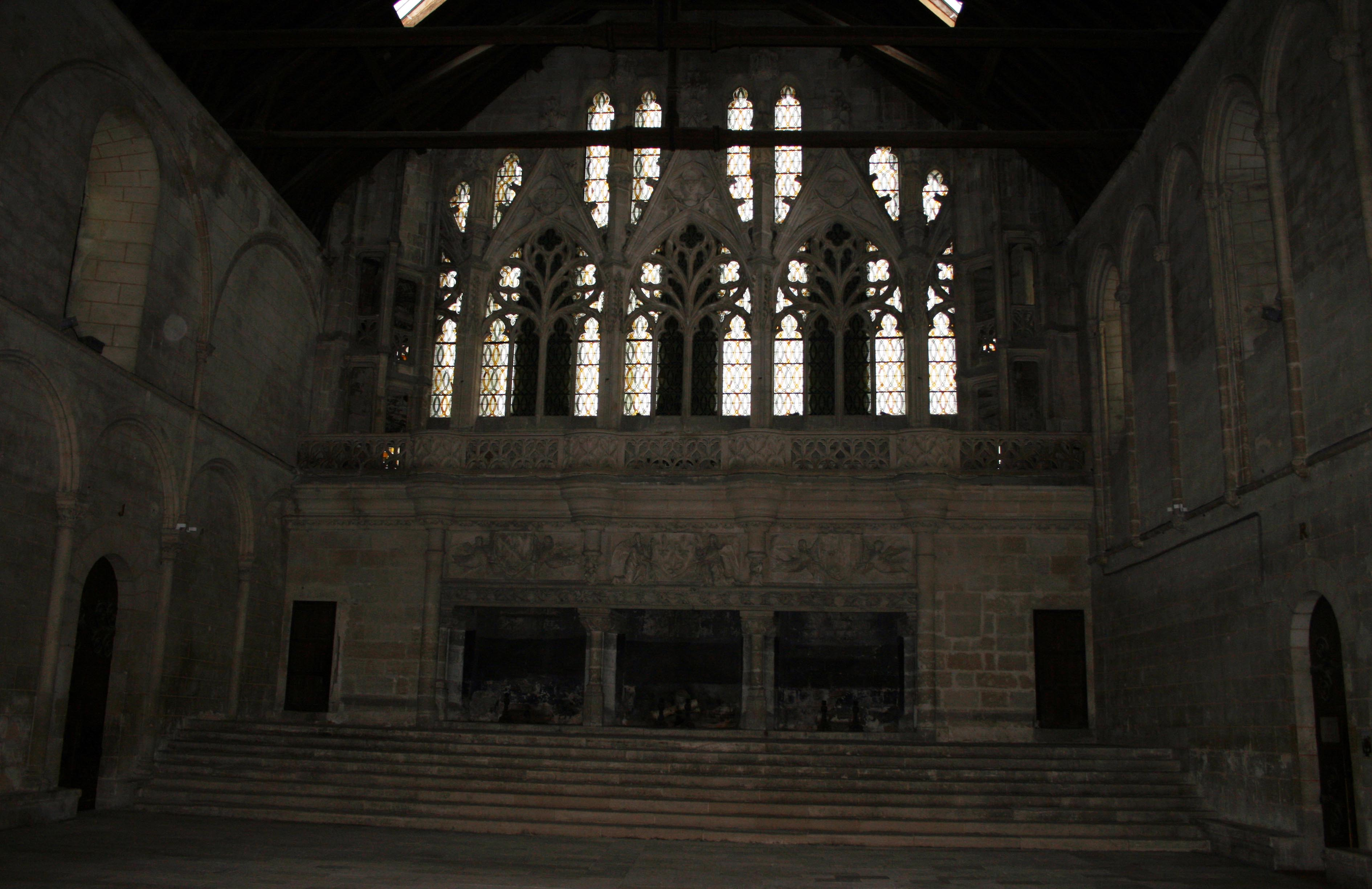
Salle de la belle cheminée, Palais comtal de Poitiers (1388-1416).
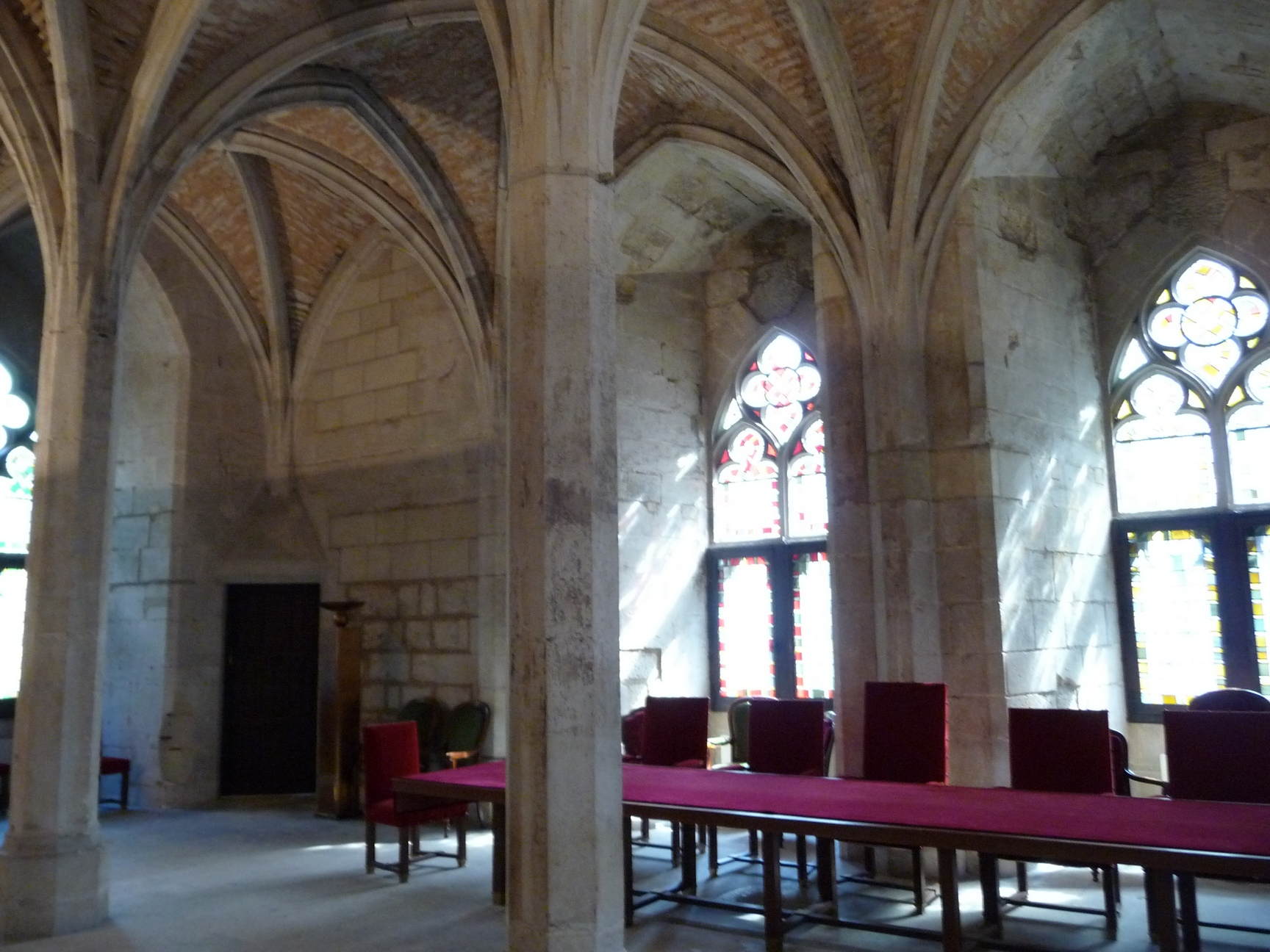
Palais comtal de Poitiers (1388-1416).
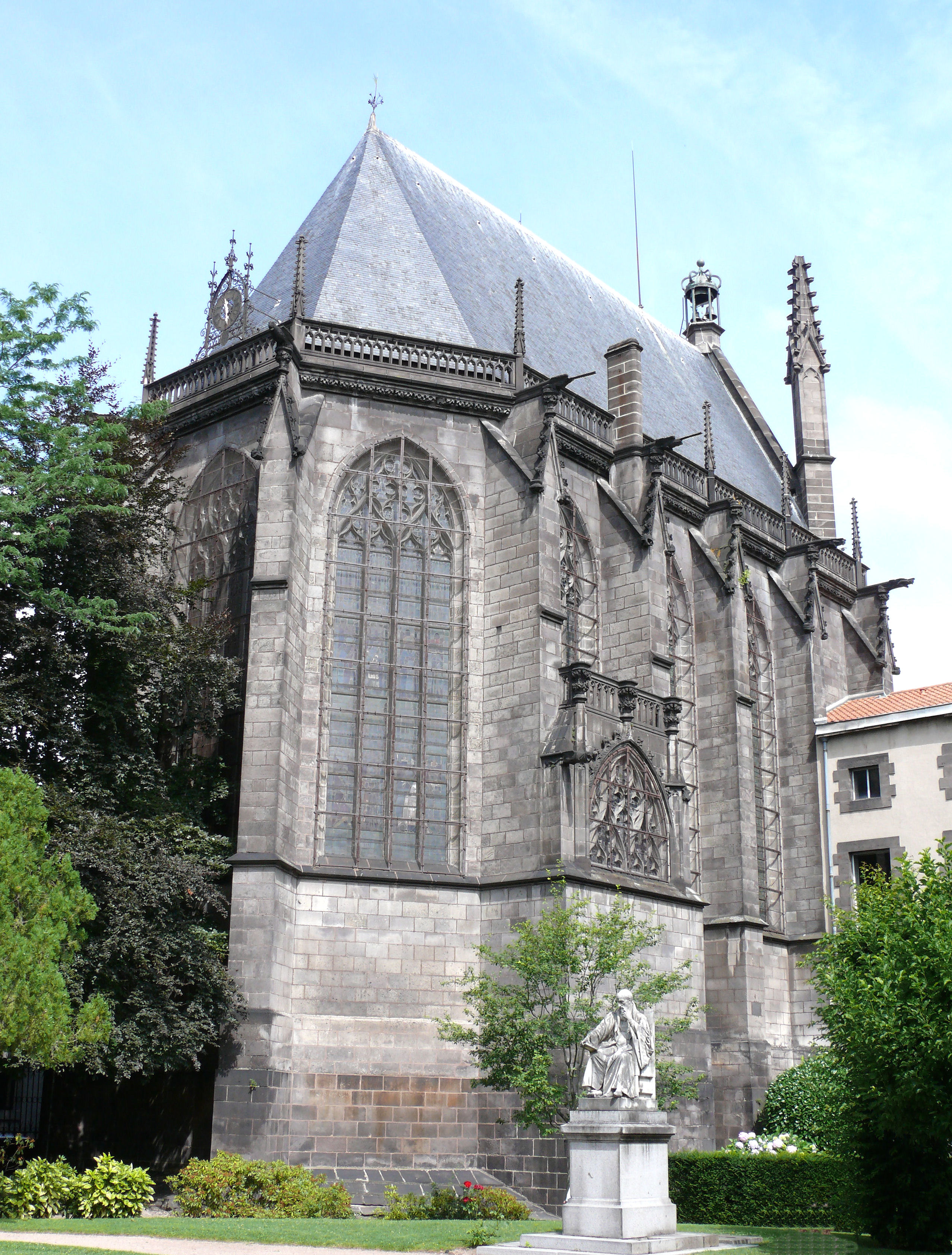
Sainte-Chapelle de Riom (1395-1403).
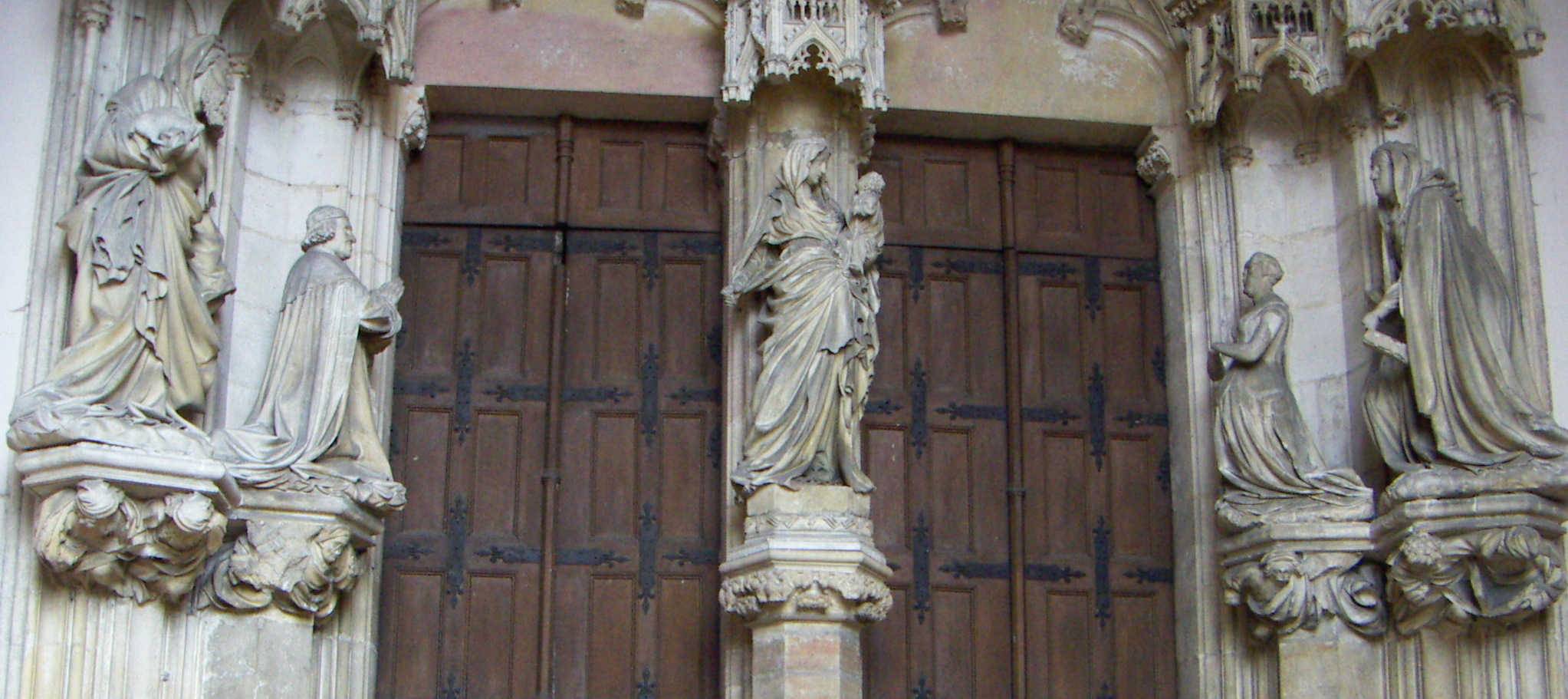
Chartreuse de Champmol (près de Dijon,vers 1400).
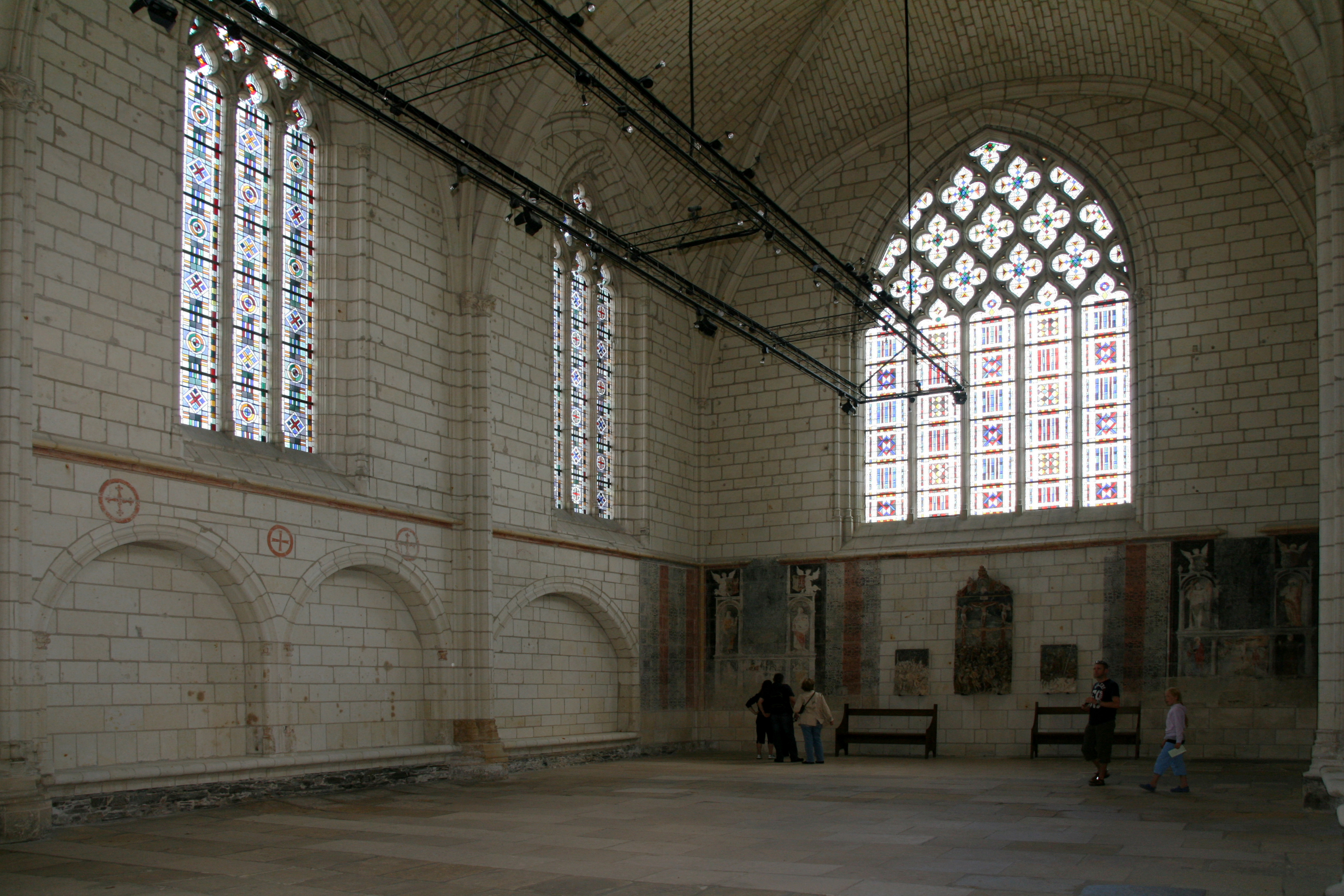
Chapelle, château d'Angers (1405-1413).
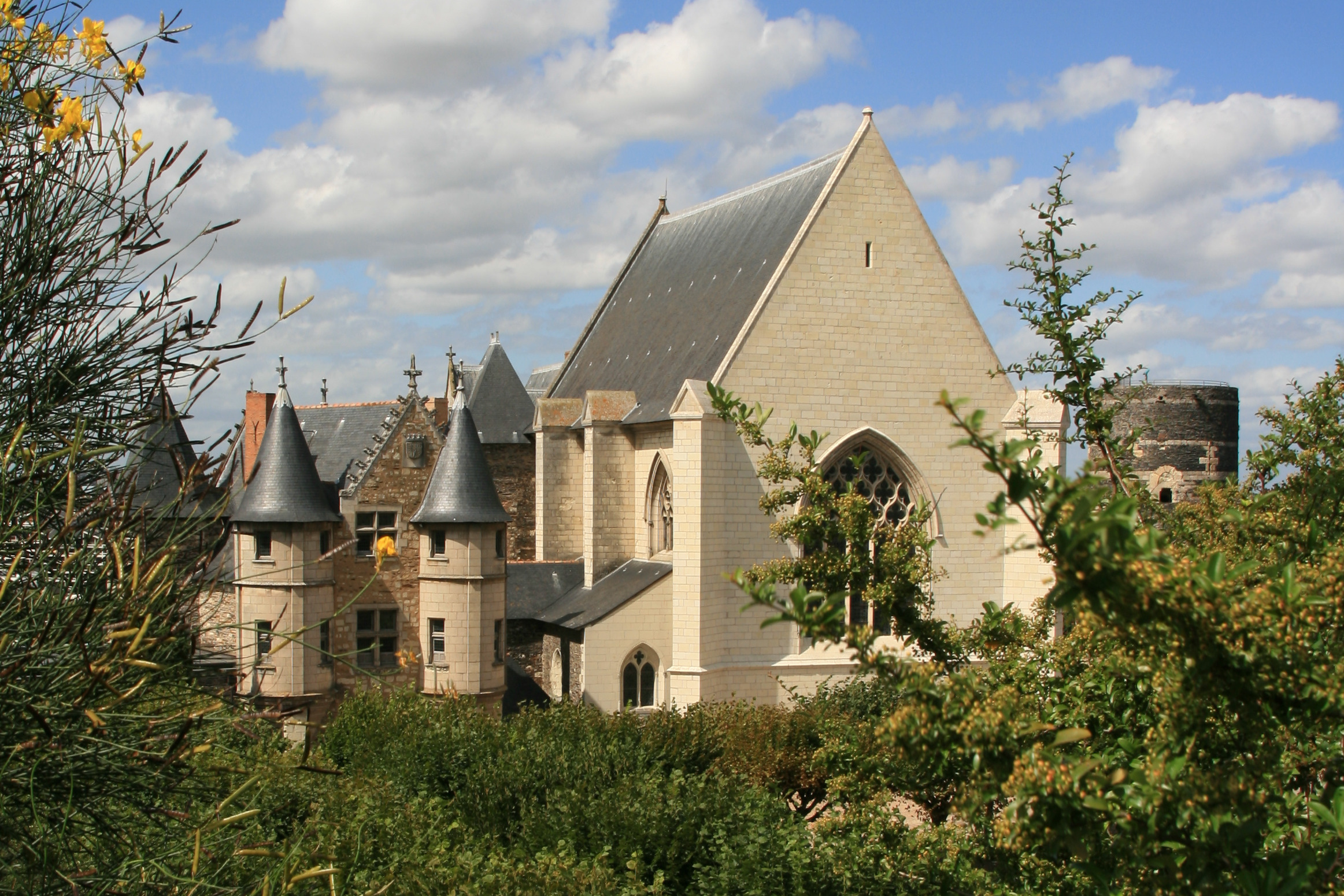
Chapelle, château d'Angers (1405-1413).

### Historique

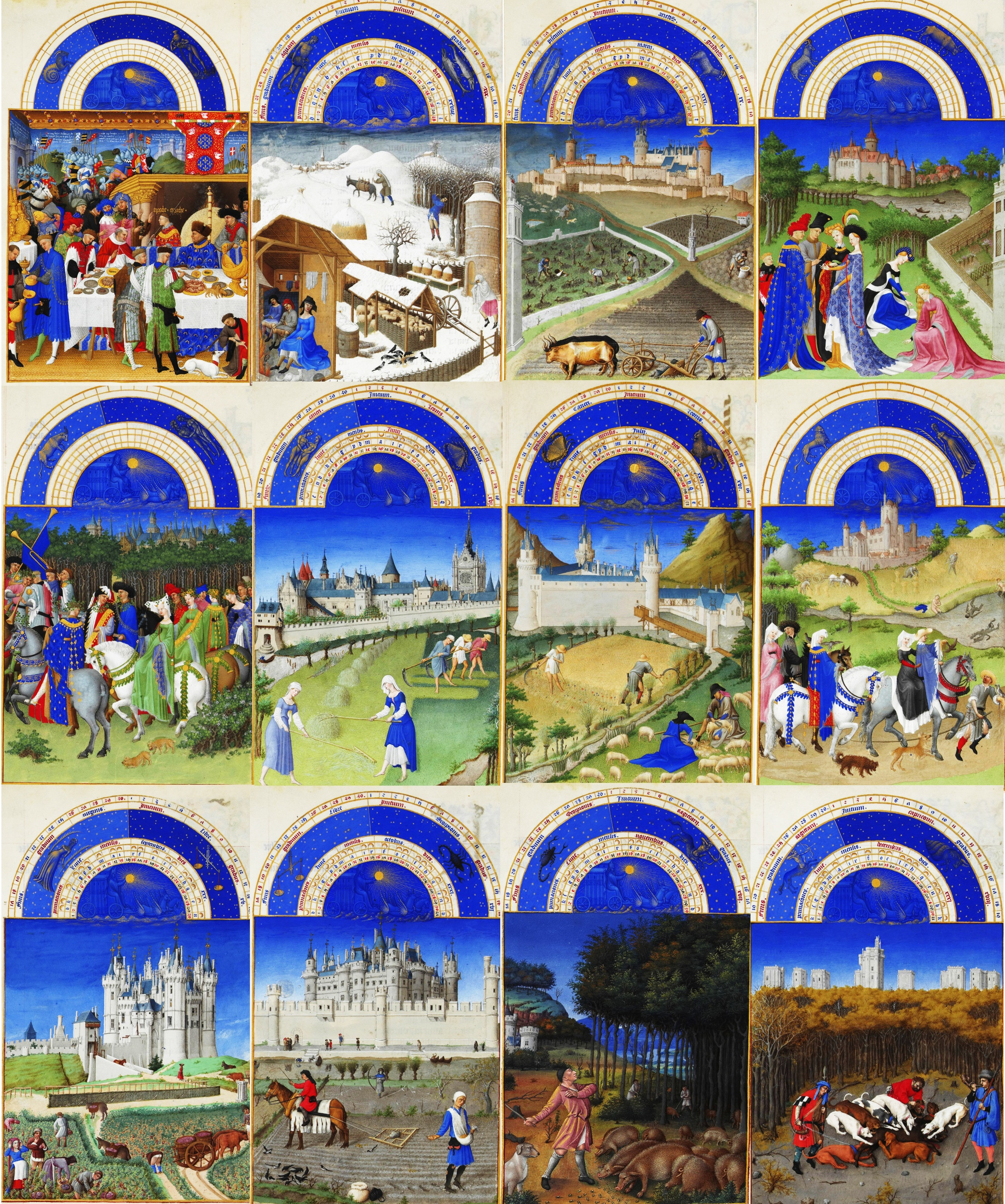
Les Très Riches Heures du duc de Berry (1412-1416, Chantilly).

Les conditions générales des années 1380-1420 n'apparaissent guère propices à un nouvel épanouissement. À la suite des famines et surtout des implacables épidémies de peste qui se sont succédé dès le milieu du XIVe siècle, s'est instaurée une véritable dépression démographique. S'y adjoint une instabilité politique : si les victoires de Charles V n'avaient plus laissé aux Anglais que la possession de cinq villes dans le royaume, les conflits de la guerre de Cent Ans reprennent de plus belle lorsqu'en 1392, son fils Charles VI donne des signes d'aliénation. Les grands ducs de France se disputent alors le pouvoir. Dès 1405, la guerre civile entre Armagnacs et Bourguignons est telle qu'elle conduit à l'intervention étrangère et au Traité de Troyes de 1420 par lequel, à peine conscient, le roi déshérita son fils Charles VII au profit du roi d'Angleterre Henri V.
Parallèlement, la crise pontificale qui touche le catholicisme aboutit au grand schisme d'Occident, divisant pendant quarante ans la chrétienté catholique en deux courants rivaux tout en laissant les fidèles sans véritable guide spirituel. Deux successions pontificales simultanées, l'une à Rome et l'autre à Avignon, provoquent alors une crise profonde du sentiment et de la pensée religieuse : malgré son élection, chaque tenant en titre étant qualifié d'antipape par ses adversaires.
Au milieu de cette tourmente, pourtant, un certain nombre de princes tels que les frères du roi, Jean de Berry, Louis d'Anjou et Philippe le Hardi se comportent en grands mécènes : au temps des souverains va succéder l'âge des princes. Se dressent alors de somptueuses résidences où la décoration souvent remarquable témoigne d'un progrès des aménagements intérieurs déjà esquissés sous Charles V.
Au cours de ce mouvement, les cours européennes les plus puissantes cherchent également à s'étonner les unes les autres à travers leurs constructions, dans le seul but d'affirmer leur pouvoir. Celui-ci impose une nouvelle esthétique en faisant appel à une génération d'artistes tous très jeunes. La mobilité d'architectes de renom, dont le prestige dépasse les frontières de la France, permet de diffuser en retour les innovations artistiques du temps, effaçant pour un temps, les spécificités nationales, créant ainsi un style international. Charles IV à Prague, les frères de Charles V, les papes à Avignon ou encore les Visconti à Milan, interviennent désormais directement sur l'activité artistique, d'où le terme de « style aristocratique ». Cette recherche nouvelle d'élégance précieuse annonce d'ailleurs les commandes futures de bourgeois enrichis au cours du XVe siècle. Dès cette époque, l'intervention du monde laïque commence d'ailleurs à déterminer les axes de l'évolution des formes qui deviennent tributaires des commanditaires.
Au cours de cette période, si l'architecture gothique, désormais au service de la propagande politique, reste fidèle aux formes du XIVe siècle, elle s'engage pourtant sur des voies audacieuses dont les éléments nouveaux, au rôle déterminant, seront pleinement exploités au siècle suivant.

### Les caractéristiques

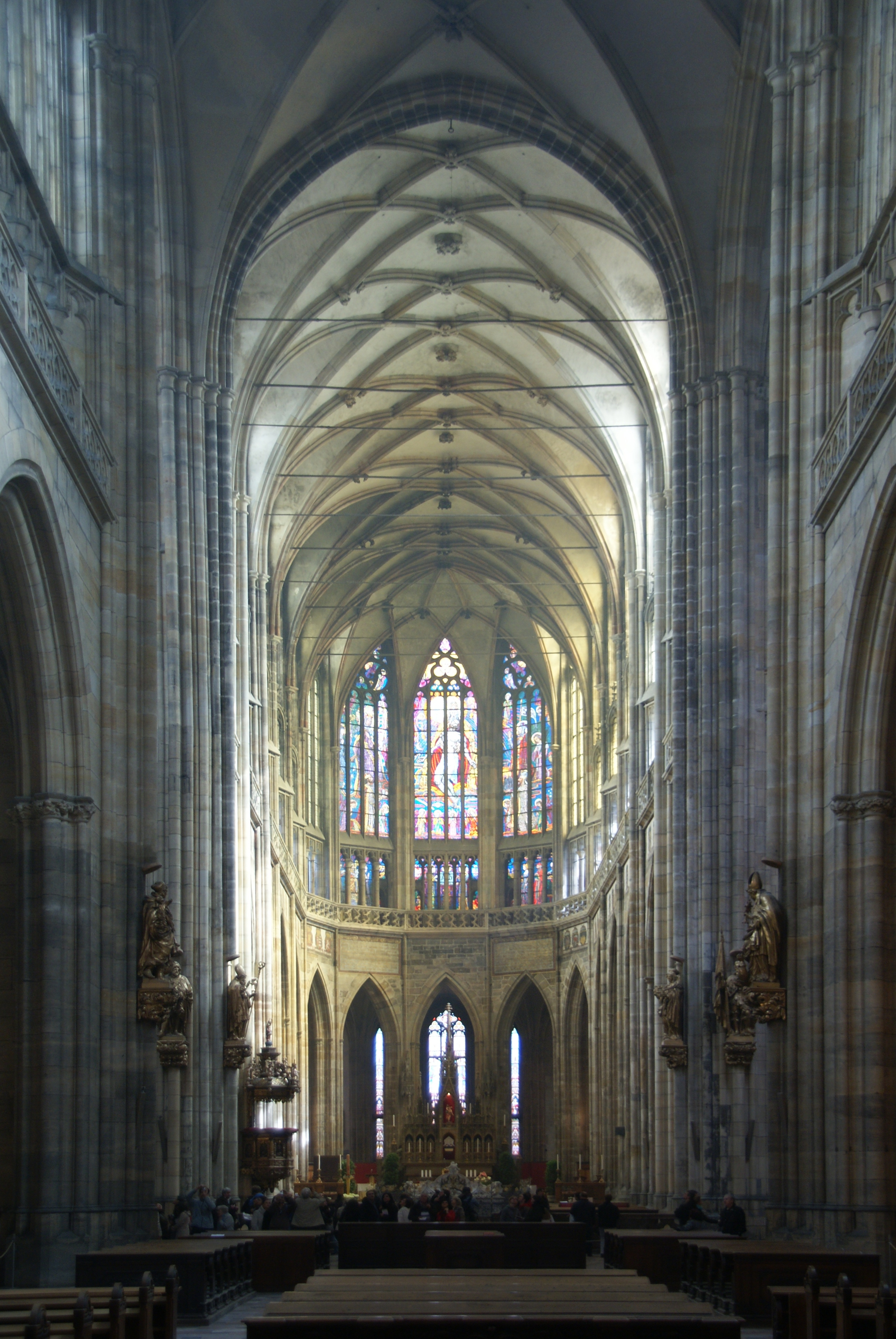
Chœur de la cathédrale Saint-Guy de Prague (1344-1420) par Mathieu d'Arras puis Peter Parler.

Entre la fin du XIVe et le début du XVe siècle, le gothique international est une phase transitoire de l'art gothique témoignant de la proximité de caractères présents dans l’art de régions parfois fort éloignées, de l’Europe occidentale. Pouvant s'exprimer à l'échelle d'une cité, c'est un art brillant pliant les formes traditionnelles de l'architecture au rythme d’une écriture souple, tout en privilégiant les courbes et le raffinement : art de cour, il témoigne du goût prononcé de la société princière pour les fastes et le cérémonial. Certains historiens de l'art ont parfois remis en doute son caractère international, préférant même le considérer, « à de nombreux égards, [comme] non réellement pertinent […] dans la mesure où il tend à aplanir les différences comme les détails de la transmission [artistique] », préférant désigner ce mouvement comme un style aristocratique, terme qui le définit également avec justesse.
La guerre de Cent Ans et le grand schisme d'Occident provoquèrent la désagrégation progressive du mécénat religieux et royal, si présents durant le Moyen Âge et qui tendait jusqu'alors à maintenir des écoles locales. Désormais, ce sont les princes qui s'attachent à leur service un nombre croissant d’artistes, d'architectes ou de sculpteurs portant alors le titre de « valet de chambre » de « l'hôtel du prince ». Celui-ci n’impliquait pas par lui-même de fonction particulière, mais indiquait que l'artiste possédait un rang et en recevaient une pension tout en restant libre de répondre aux commandes d'autres cours princières. Ces artistes étaient donc aussi hommes de cour et en adoptaient l’esprit et les mœurs. Nul doute que le raffinement de l’art de l’époque en ait été redevable. Les enluminures des Frères de Limbourg dans Les Très Riches Heures du duc de Berry de leur mécène Jean de Berry sont un reflet des constructions nouvelles de l'époque et de cette vie de cour partagée avec la société princière. La mobilité d'architectes de renom, dont le prestige dépasse les frontières de la France, permet de diffuser en retour les innovations artistiques du temps, avant que l'affirmation de systèmes corporatifs stricts du début du XVe siècle, ne réaffirment les spécificités nationales.
À Prague, l'Empereur Charles IV, qui avait opté dans un premier temps pour une conception française en faisant appel à Mathieu d'Arras, à la cathédrale Saint-Guy, y renonce, au profit d'une conception révolutionnaire. Peter Parler à la fin du XIVe siècle, abandonne le principe de la travée pour une conception unitaire du volume, affirmée par le dessin du triforium et surtout par le mode de couvrement. Cette dominante monumentale marque l'ensemble de la production. Elle apparaît avec netteté dans le domaine de la sculpture où l'on abandonne la formule éclatée de la première moitié du siècle pour accompagner à nouveau l'architecture (chartreuse de Champmol). La conséquence en est une conception plastique qui rejoint celle du début du XIVe siècle mais qui demeure originale.

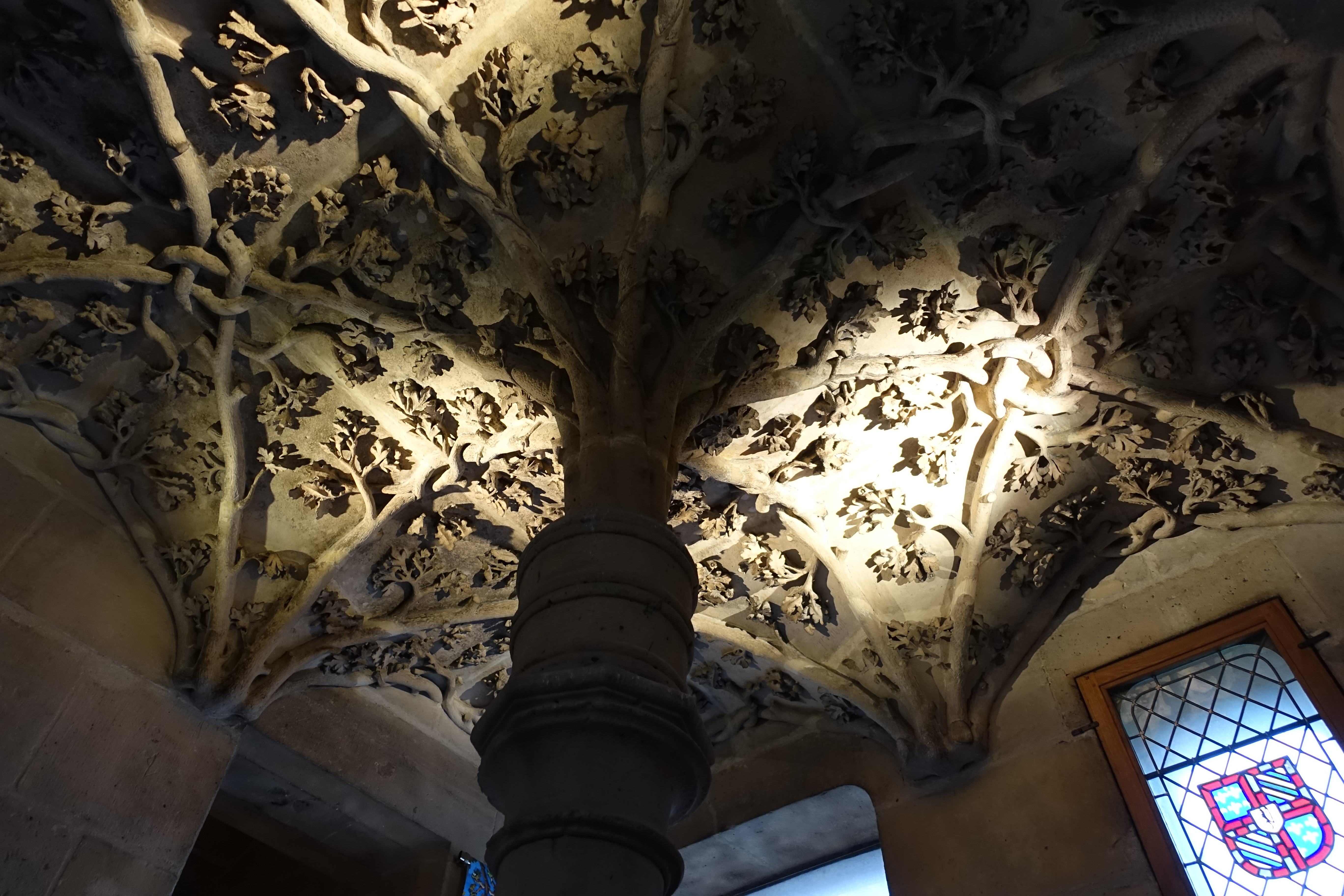
Tour Jean-sans-Peur, 1410, Paris.

Dès les années 1380, le mécénat de Jean de Berry, frère de Charles V le Sage, s'illustre par l'édification de bâtiments d'aspect monumental, déjà marqués par les débuts de l'art gothique flamboyant dont l'architecte Guy de Dammartin est un des initiateurs. Dans la Sainte-Chapelle de Riom, le remplage des fenêtres forme des courbes et des contre-courbes, articulées en soufflets et mouchettes, ce qui en fait l'un sinon le premier exemple ce nouveau style. Au palais des comtes de Poitiers, la reconstruction de la tour Maubergeon est l'occasion pour l'architecte d'adopter une traduction monumentale du nouveau style flamboyant afin de réaliser pour le prince, un édifice hautement symbolique, offrant à la ville l'image d'une tour à l'architecture raffinée et porteuse d’un message iconographique fort. Au premier étage, l'ancienne salle du sénéchal, transformée en une « salle à parer », manifeste cet abandon progressif des chapiteaux, réduit ici à de simples moulures. L'ogive peut pénétrer alors sans interruption dans la colonne qui la supporte. Les piliers octogonaux se modèlent d'arêtes à angles vifs, montant alors d'un seul jet depuis le sol jusqu'à se fondre dans les voûtes. Faisant le lien avec ces travaux, Jean de Berry fait reprendre le pignon sud de la « Grande salle » qui est en connexion avec la tour Maubergeon. On reconstruit l'estrade noble surmontée d'une triple cheminée monumentale créée pour l'occasion et composée d'un triple conduit extérieur détaché du mur. Ses dimensions monumentales, 10 m de long sur 2 m, manifestent de cette monumentalité recherchée à l'époque en provoquant l'étonnement. Guy de Dammartin avait déjà fait l'expérience de la même commande pour le pignon sud de la « Grande salle » du palais de Bourges. Cependant, alors qu'à Bourges la triple cheminée était couronnée d’une arcature aveugle, celle du palais des comtes de Poitiers est dominée par un ouvrage décoratif s'apparentant davantage à l'art de l'orfèvre qu'à celui du maître-maçon : s’opposant à la masse horizontale des trois cheminées, une triple arcature surmontée de gâbles se détache devant un grand fenêtrage de quatre jeux de lancettes formant une puissante source d’éclairage et comportant les mêmes soufflets et mouchettes qu'à la Sainte-Chapelle de Riom.
Dernier vestige de l'hôtel de Bourgogne, la tour tour Jean-sans-Peur, fut construite entre 1409 et 1411 à la demande du duc de Bourgogne, après l’assassinat de Louis Ier d'Orléans, frère cadet du roi Charles VI. À la suite de son accession au duché de Bourgogne, Jean sans Peur souhaite marquer symboliquement sa prise de pouvoir par la construction de cet hôtel, en réalisant un grand escalier à vis, inspiré de celui construit sous Charles V le Sage au Louvre. Typique de ce style aristocratique, les dernières innovations architecturales y sont utilisées au service de la propagande politique. L'élimination progressive du chapiteau, observé à Narbonne puis au palais des comtes de Poitiers, a favorisé peu à peu la comparaison entre la colonne et le tronc d'arbre dont les nervures évoqueraient des branches. Cette analogie qui s'exprime clairement dans le décor végétal de cette voûte d'escalier à vis, n'est pourtant pas gratuite puisqu'elle n'est reprise qu'à des fins héraldiques. Chaque plante représentée symbolise ainsi un membre de la famille de Bourgogne : si d'un pot central, partent des branches de chêne sur lesquelles grimpe du houblon, rejointes par des branches d'aubépine naissant des murs, le chêne ne représente rien d'autre que Philippe le Hardi, l'aubépine, sa femme Marguerite d’Artois et le houblon, Jean sans Peur leur fils.
Dans le mécénat de Louis d'Anjou, troisième frère de Charles V, si les mêmes tendances flamboyantes de Riom sont reprises au niveau des remplages de la chapelle du château d'Angers, la vraie nouveauté s'exprime lors de la reconstruction du château de Saumur, surnommé « château d'amour » par le roi René. Dans un contexte civil, la multiplication nouvelle des ornements de couronnement et le percement de fenêtres dans les courtines du château fort véhicule une notion inédite de luxe alors que l'abondance des ouvertures et des motifs architecturaux participe à la féerie du château. Déjà à la fin du XIVe siècle, cette propriété quasi-magique du palais largement ouvert sur l'extérieur était apparue lorsque Guillebert de Mets évoquait la fastueuse demeure parisienne de Jacques Ducy, alors clerc à la chambre des comptes.
La dominante monumentale marquant l'ensemble de la production artistique de l'époque dont la sculpture, apparaît avec netteté lorsque Philippe le Hardi, fait appel en 1383, au maître d'œuvre Claus Sluter pour réaliser près de Dijon le chantier de sa chartreuse de Champmol. Les quelques éléments sculptés qui nous sont parvenus, montrent cette volonté d'accompagner à nouveau l'architecture. Par ailleurs, la Vierge à l'enfant au pilier central du portail, reflète la tradition de l'époque sous influence flamande : jambe d'appui et jambe libre, drapé en volutes, sensation de tension, d'énergie et de « dialogue » entre la Vierge et son enfant.

## Le gothique flamboyant: 1420-débutXVIesiècle

### Galerie

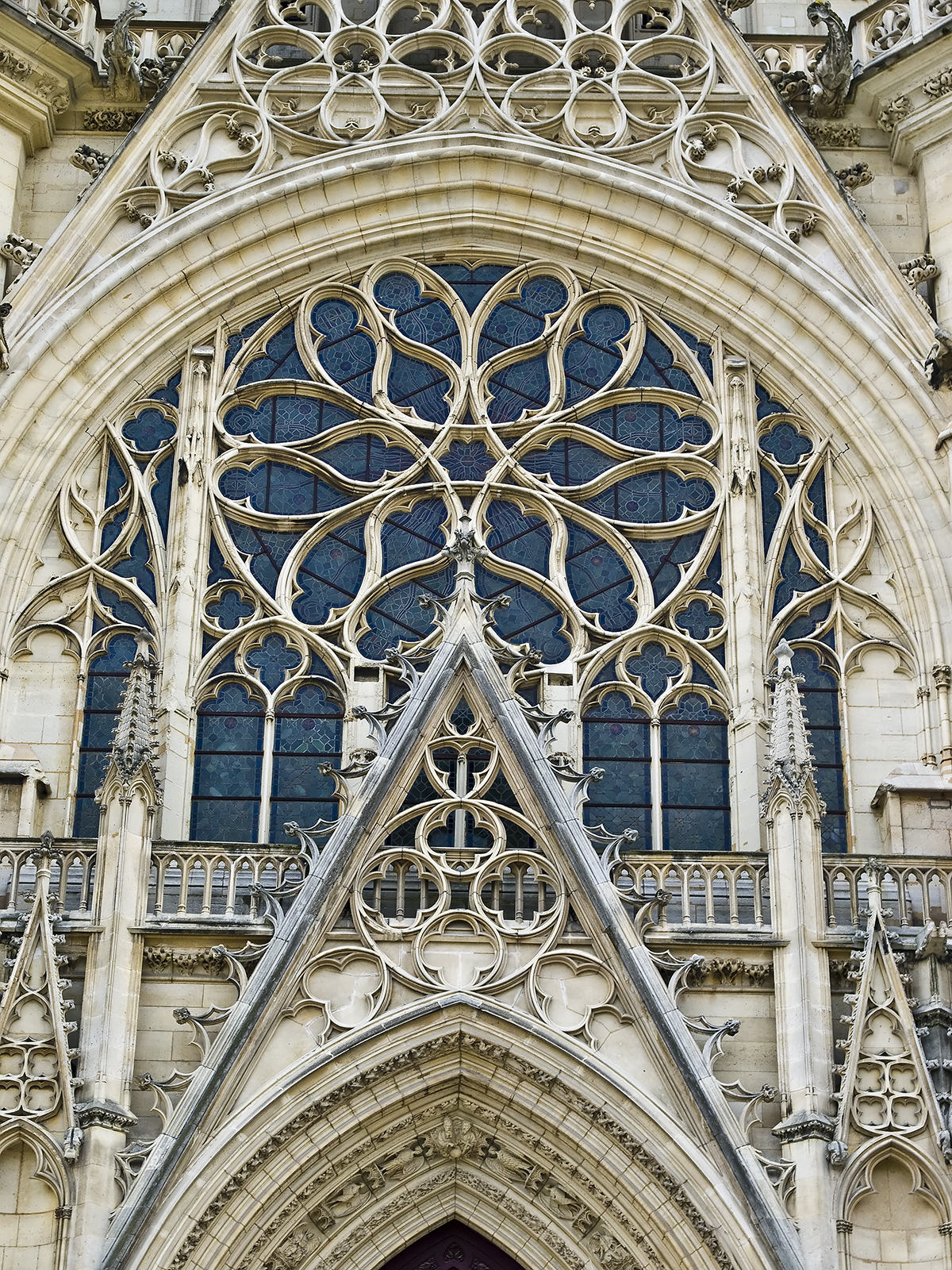
Sainte-Chapelle de Vincennes, façade achevée vers 1480.
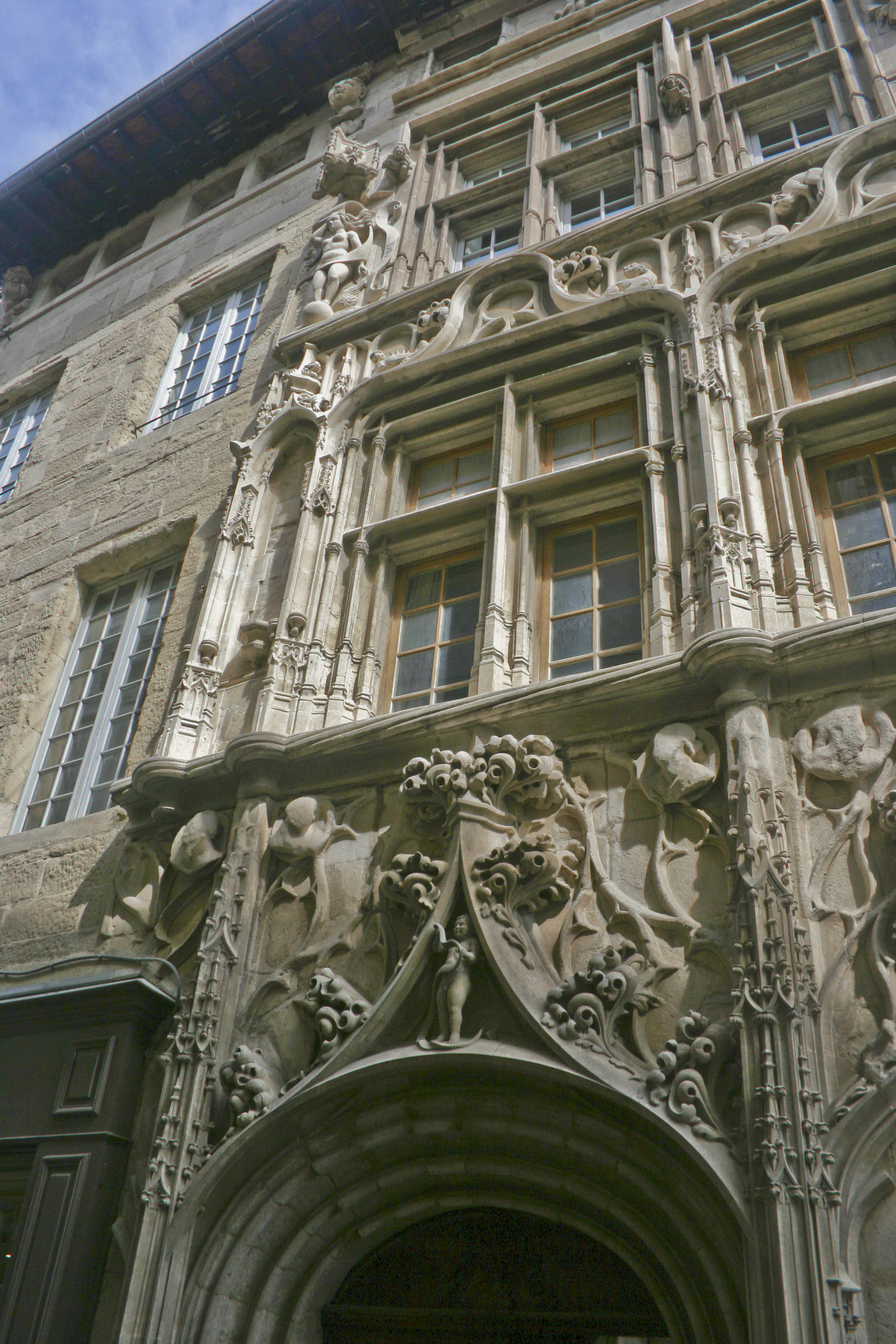
Maison des Têtes de Valence, (exemple tardif entre 1528 et 1532).
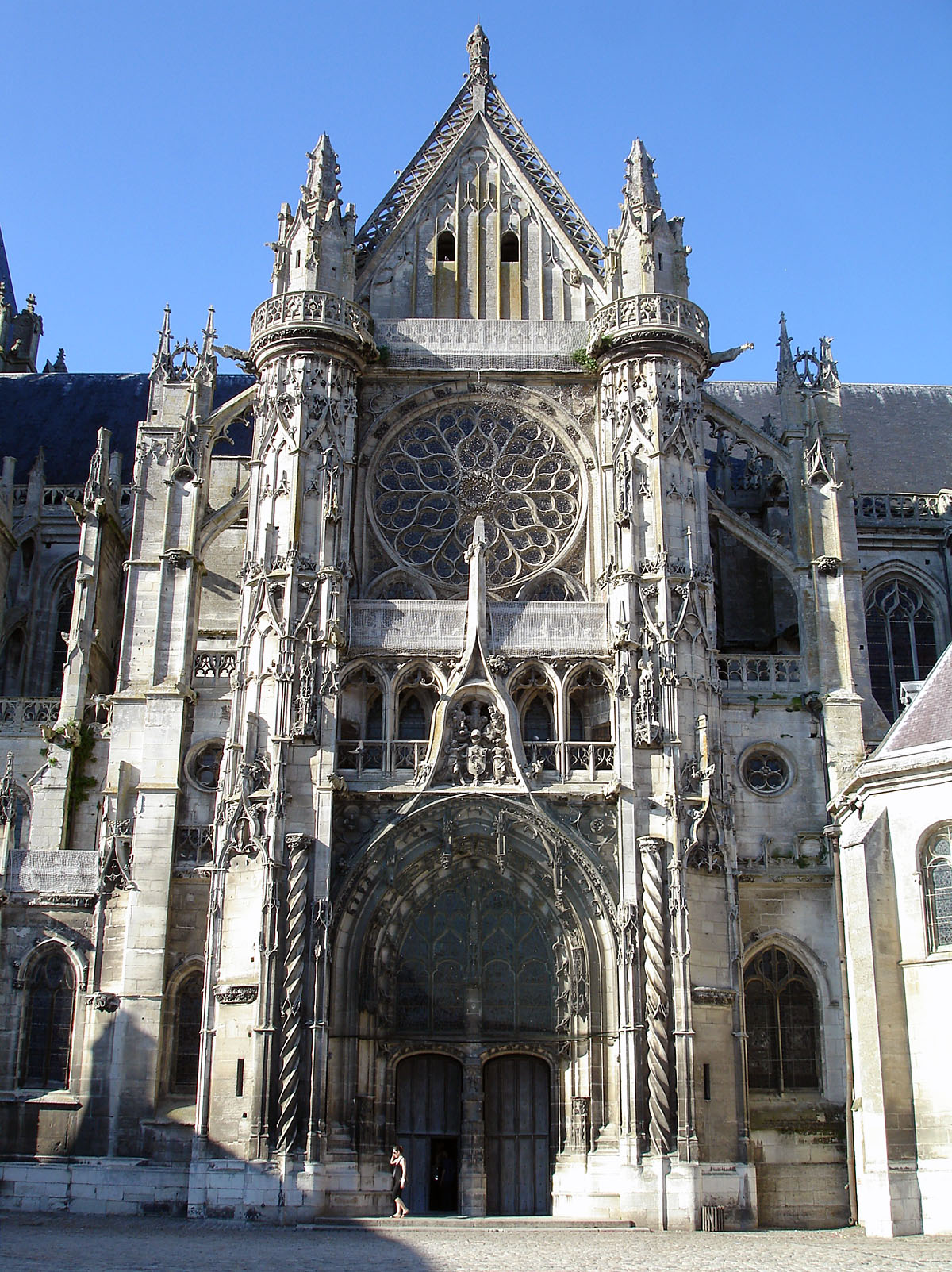
Croisillon sud, cathédrale de Senlis (1520-1538).
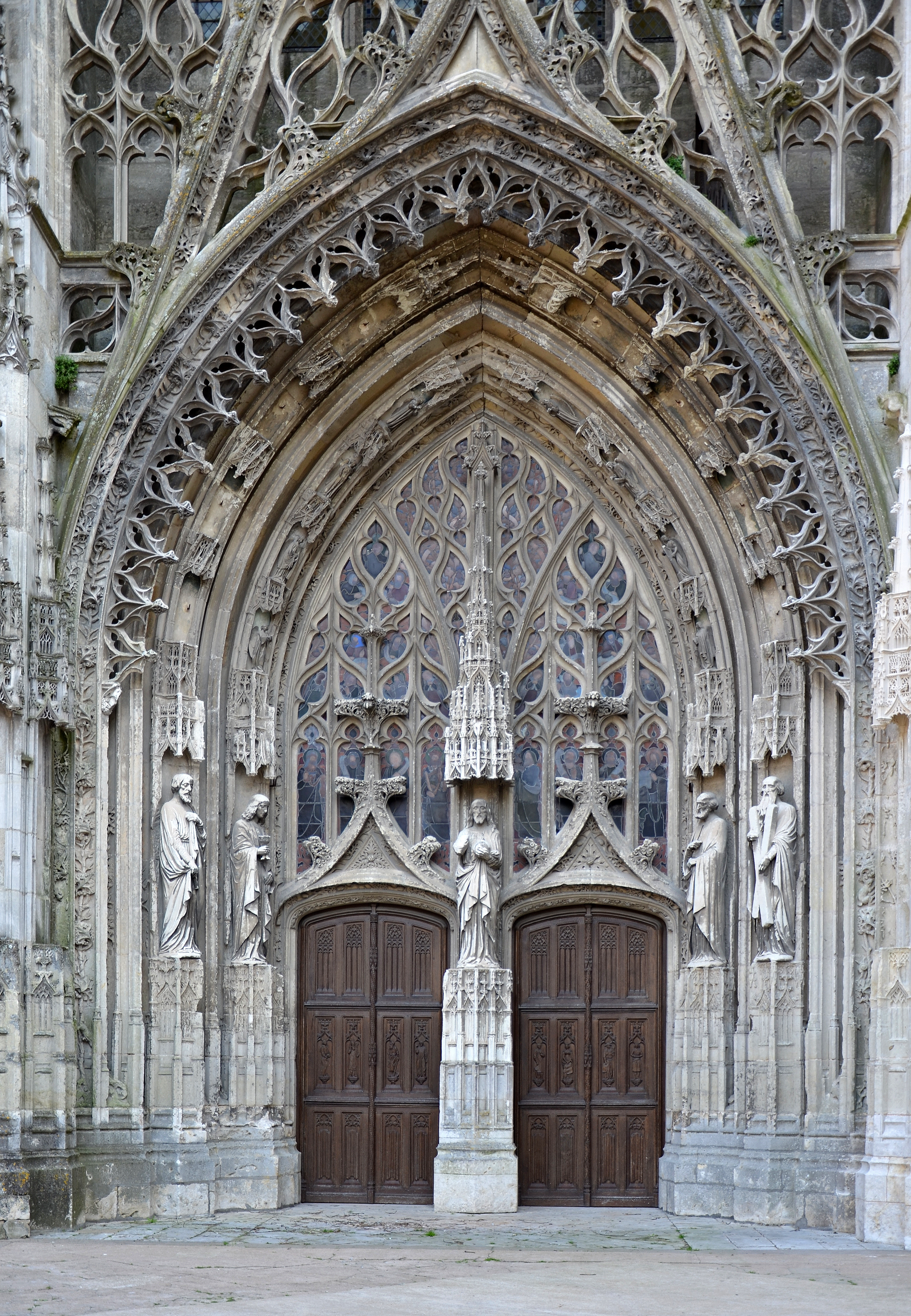
Église abbatiale de la Trinité de Vendôme, attribuée à Jehan de Beauce, en 1506.
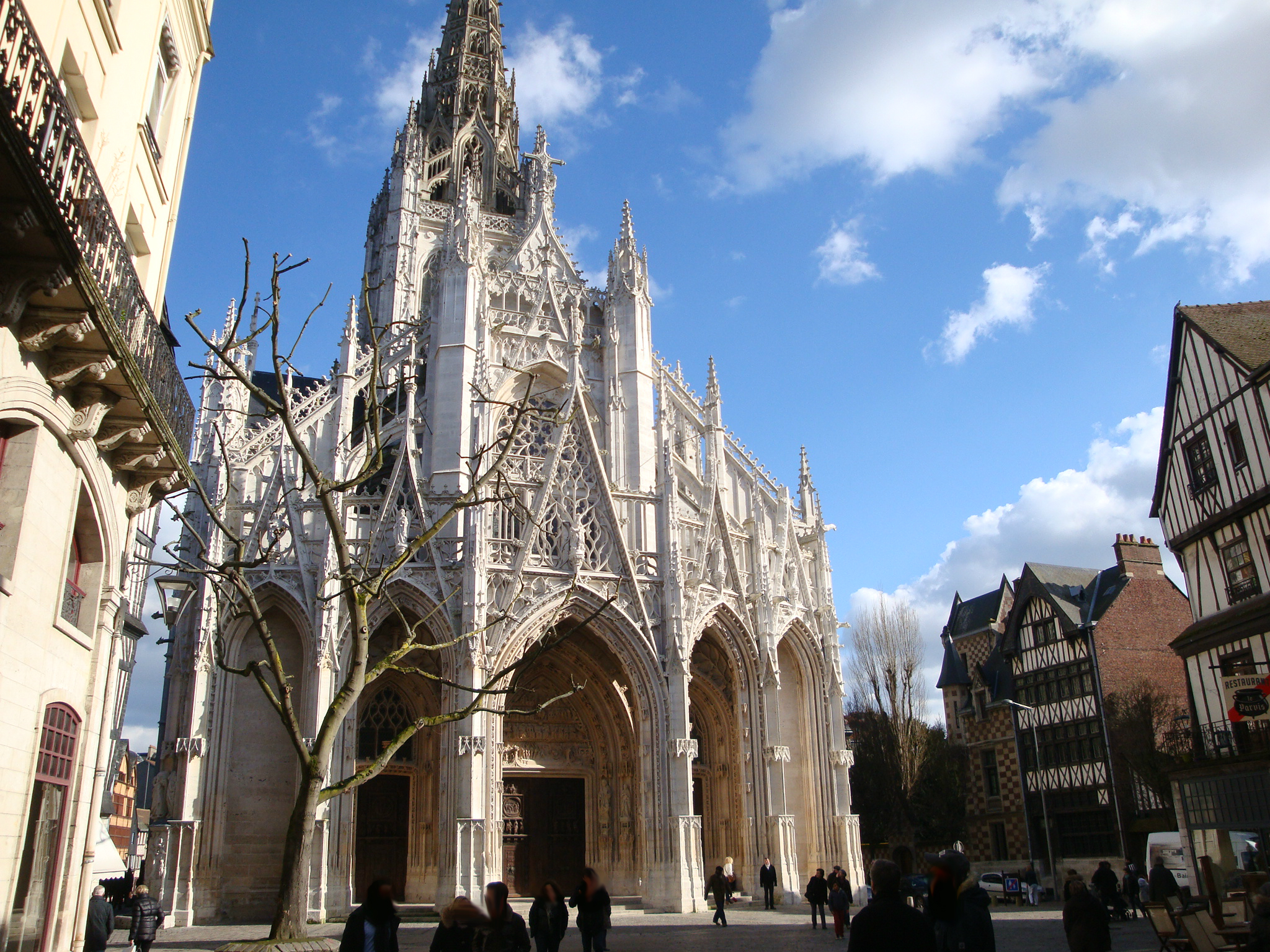
Église Saint-Maclou de Rouen, construite entre 1437 et 1517.
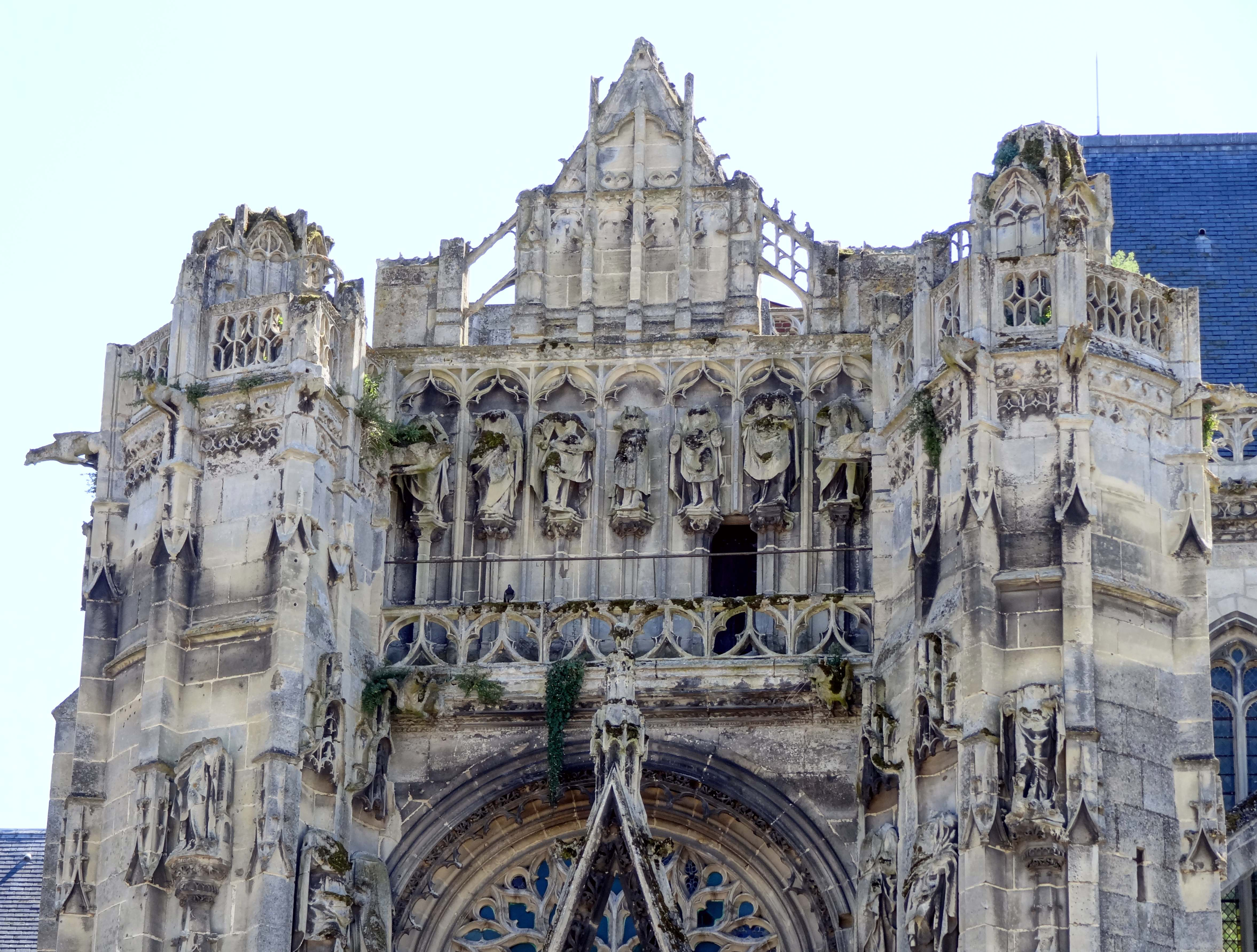
Transept de l'église Saint-Gervais-Saint-Protais de Gisors (début XVIe siècle).
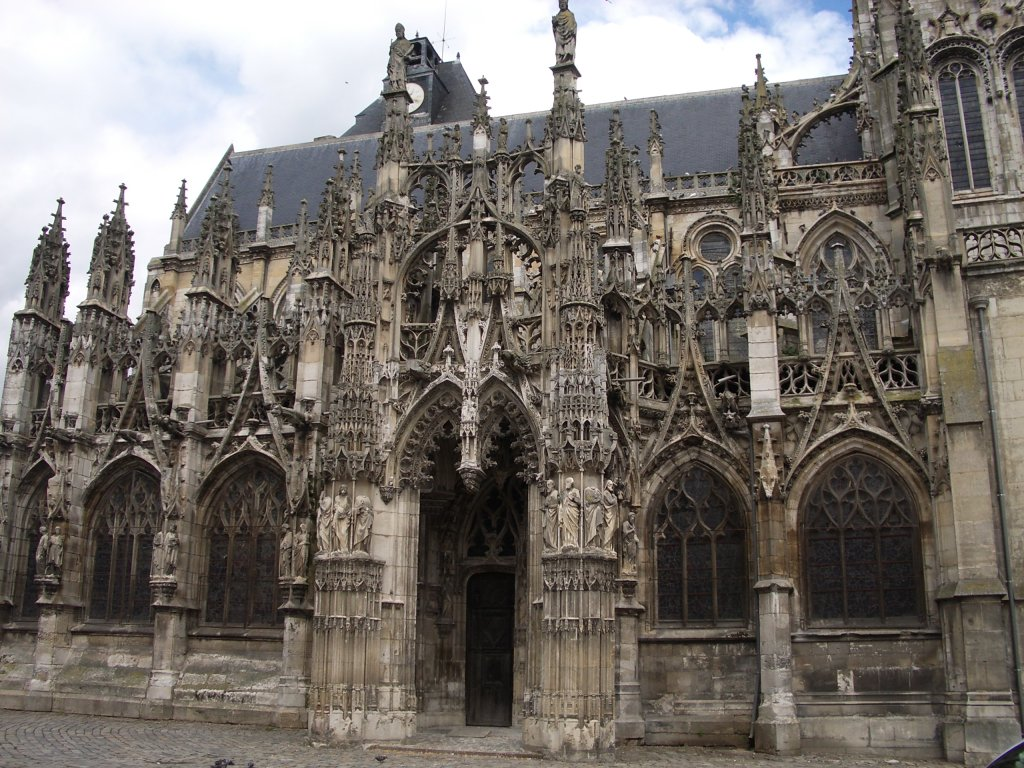
Église Notre-Dame de Louviers (vers 1506).
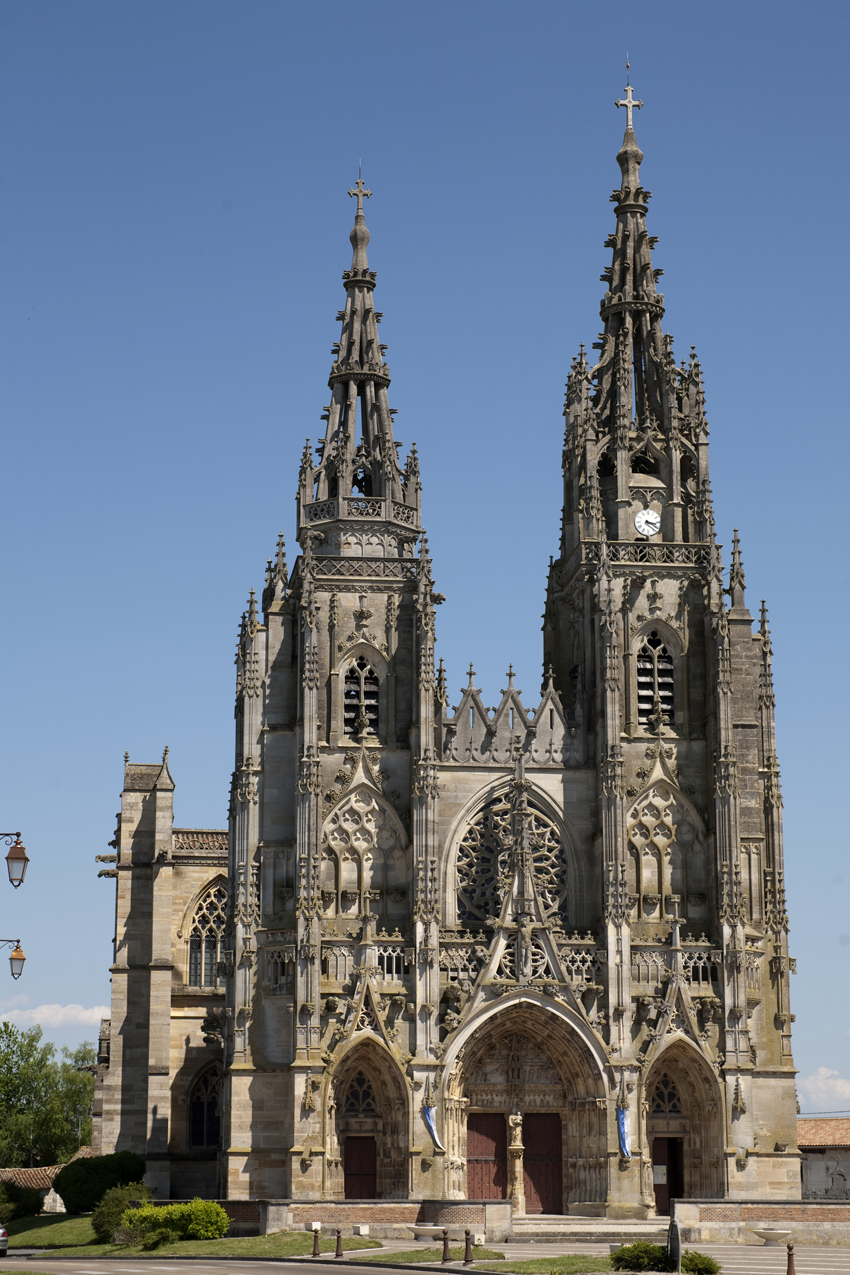
Basilique Notre-Dame de L'Épine (1406-1527).
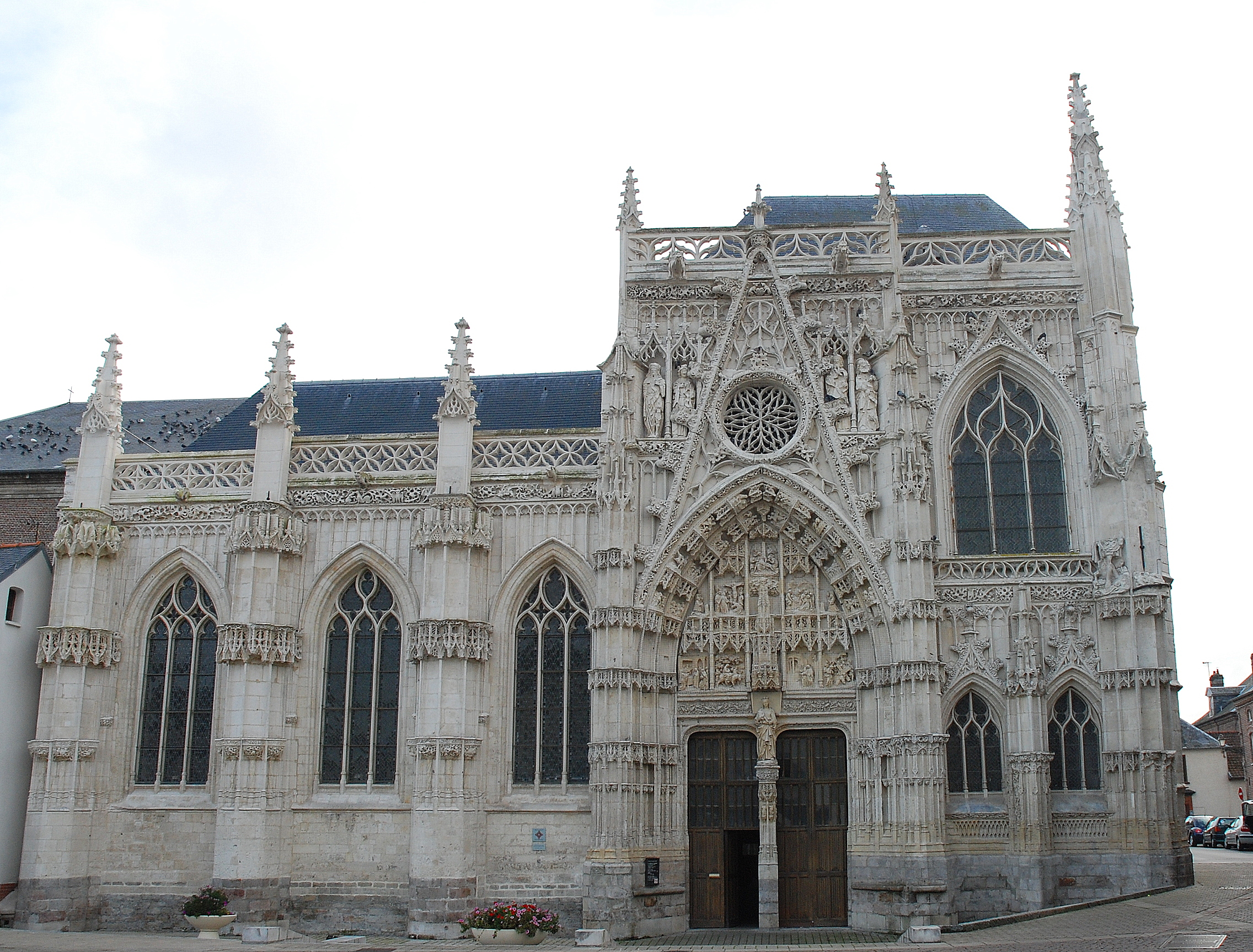
Chapelle du Saint-Esprit de Rue (XVe – XVIe siècles).
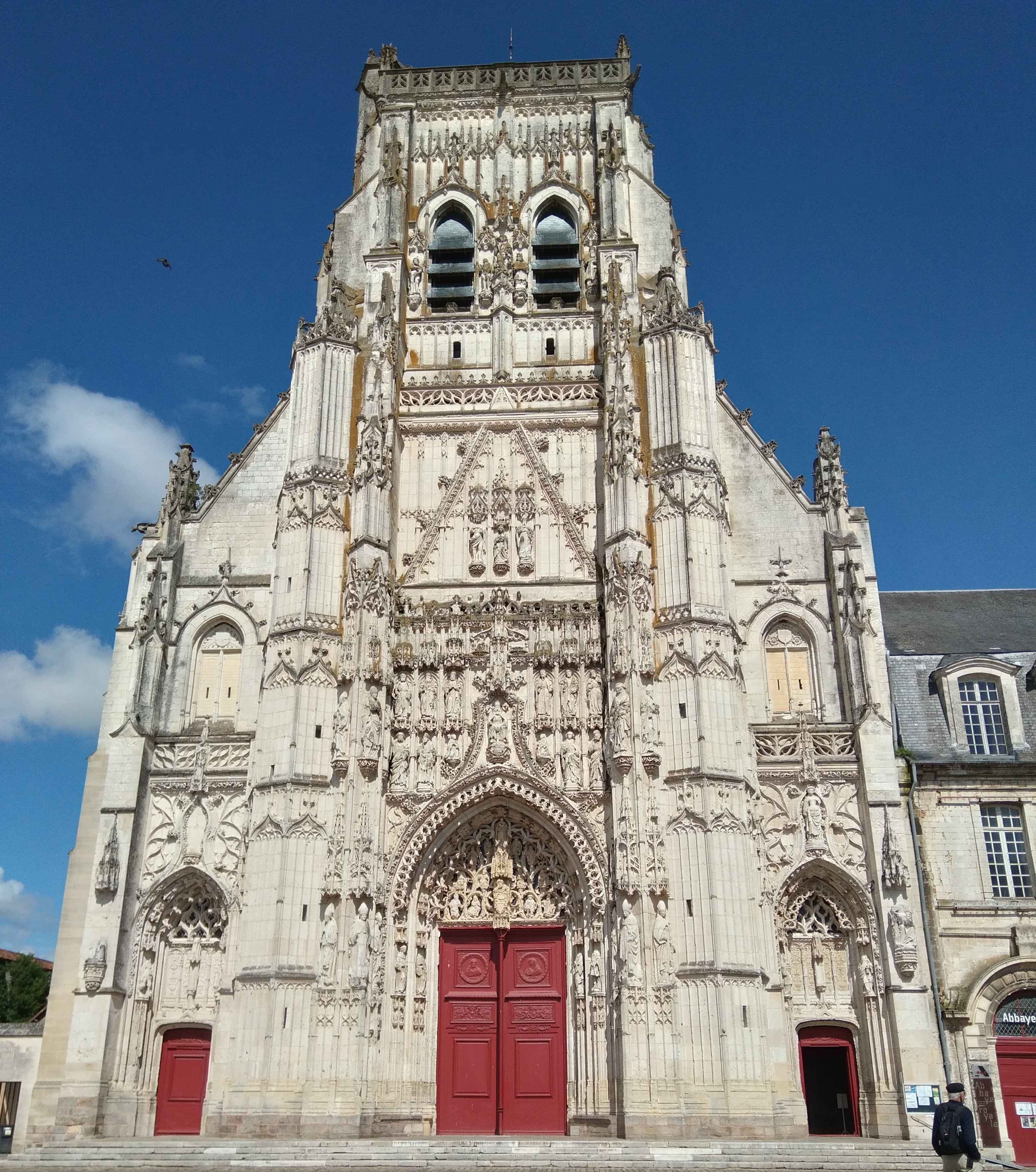
Abbatiale de Saint-Riquier (XVIe siècle).
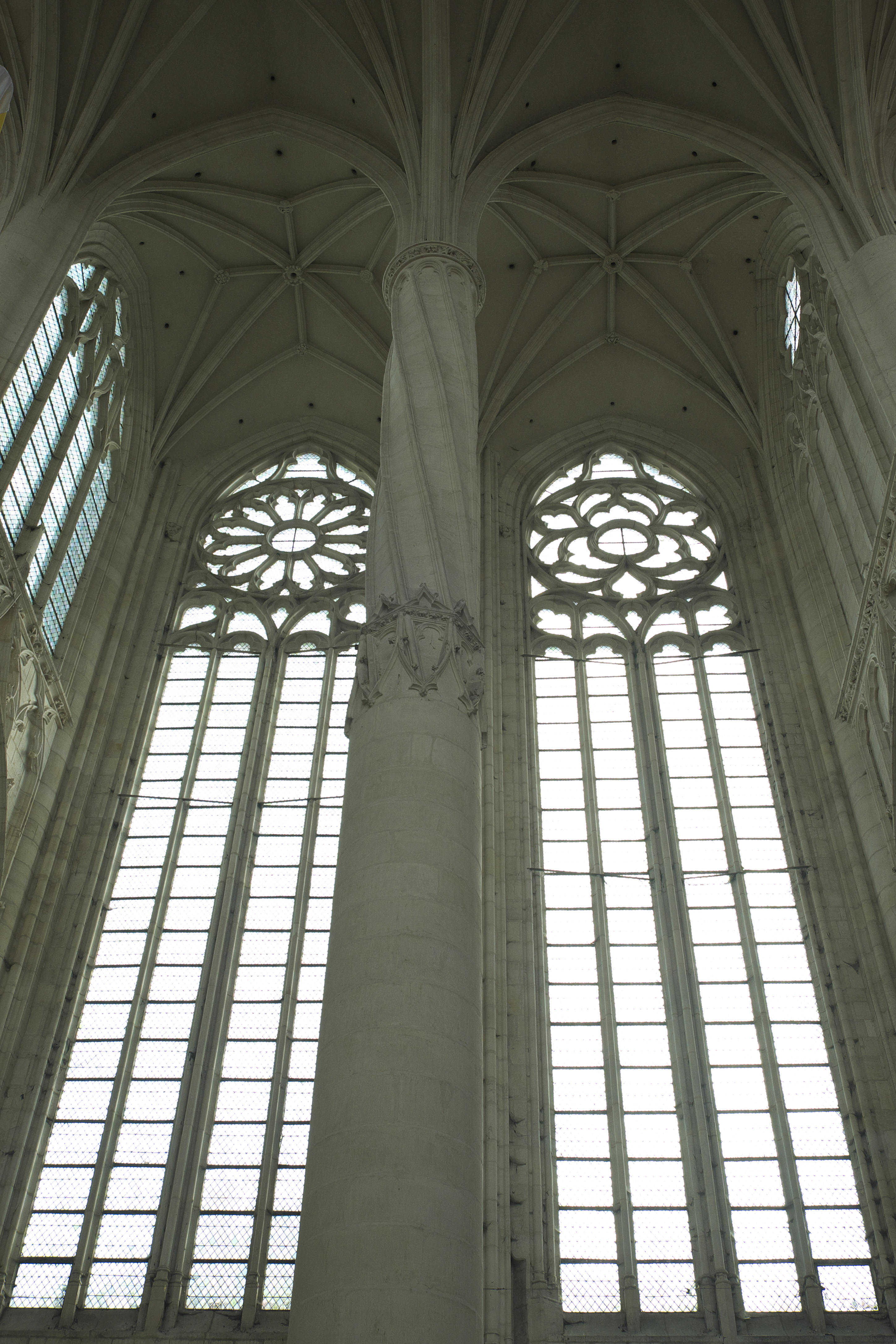
Bras sud, Basilique de Saint-Nicolas-de-Port (debut XVIe siècle).
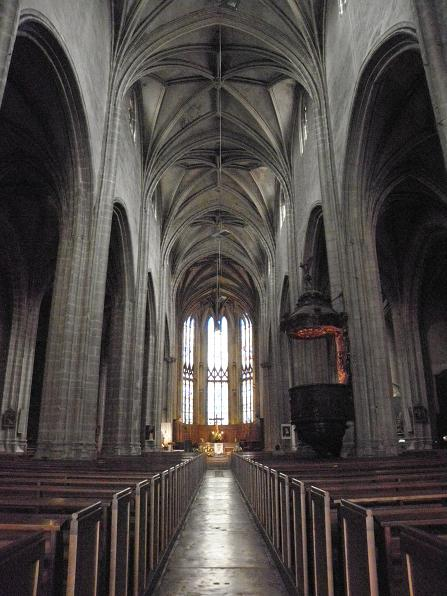
Cocathédrale Notre-Dame-de-l'Annonciation de Bourg-en-Bresse (vers 1505).
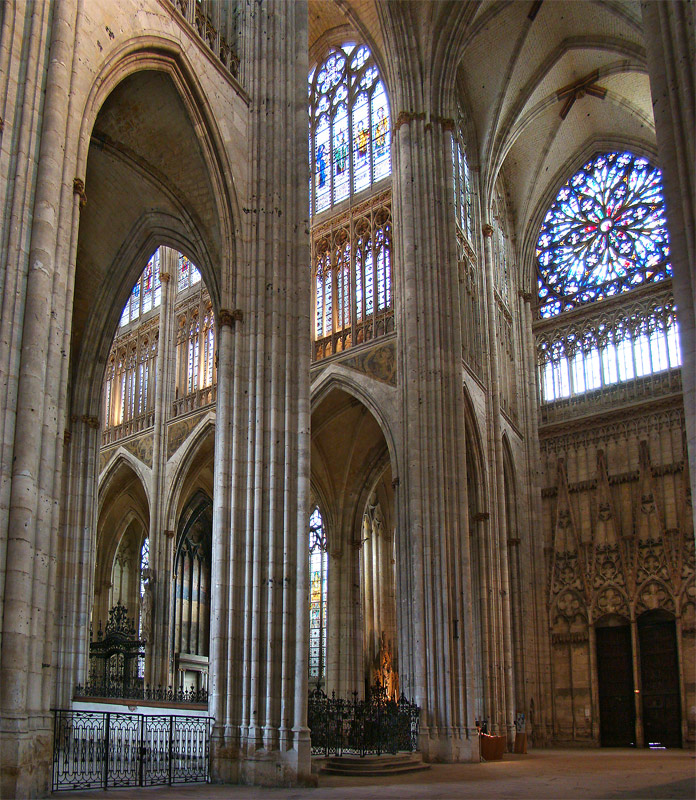
Saint-Ouen de Rouen (vers 1537).
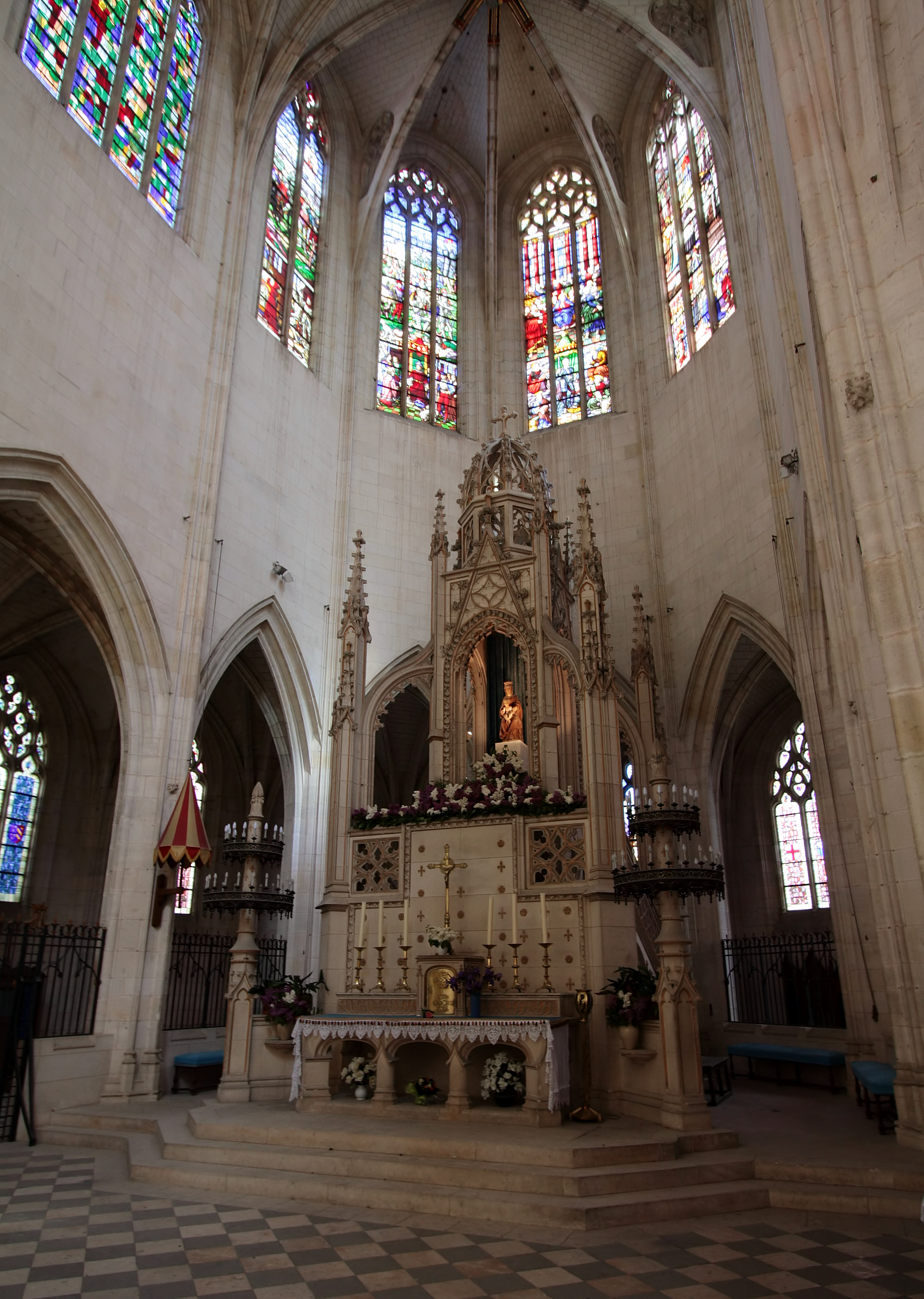
Basilique Notre-Dame de Cléry (1449-1485).
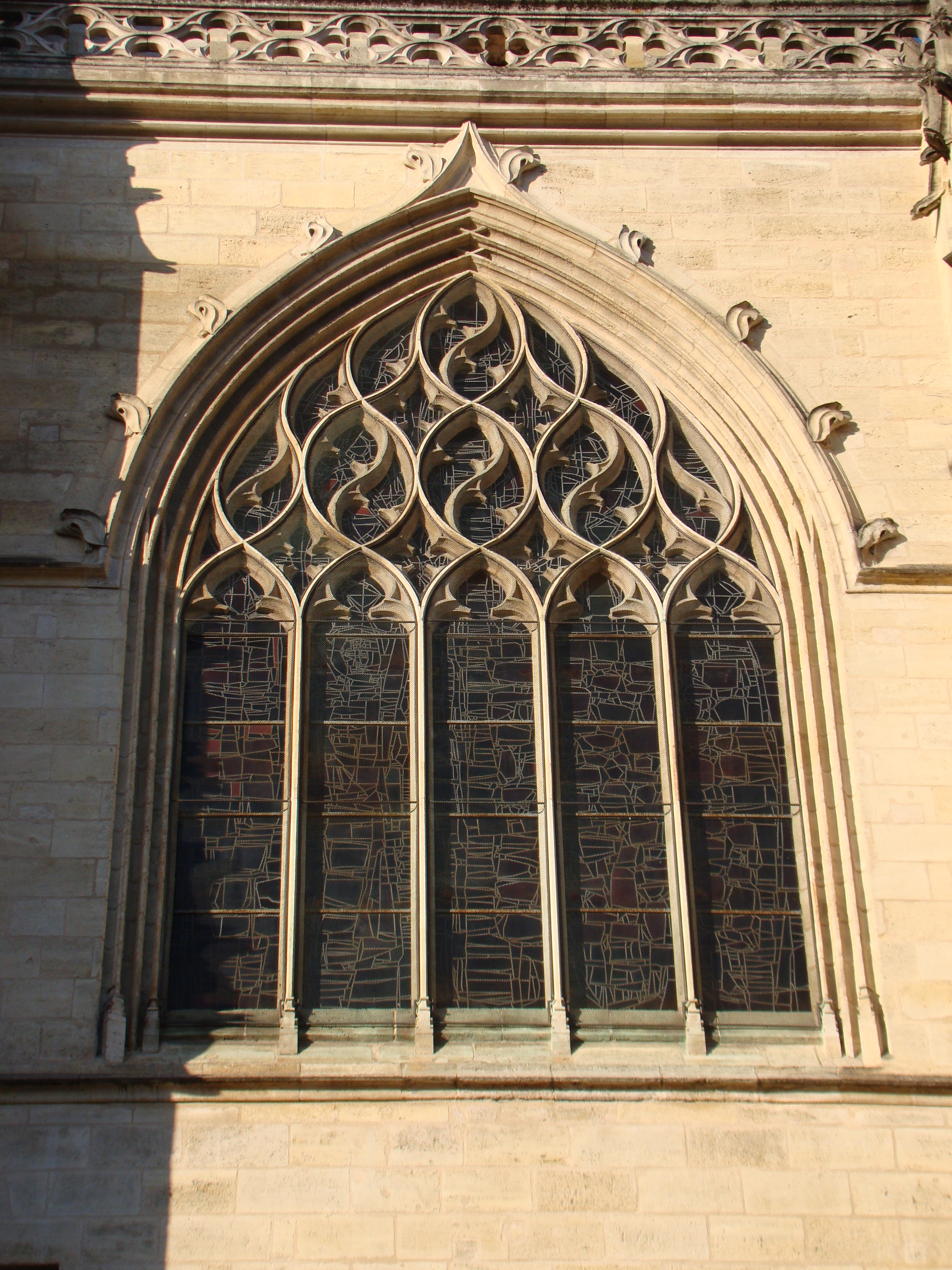
Basilique Saint-Michel de Bordeaux.
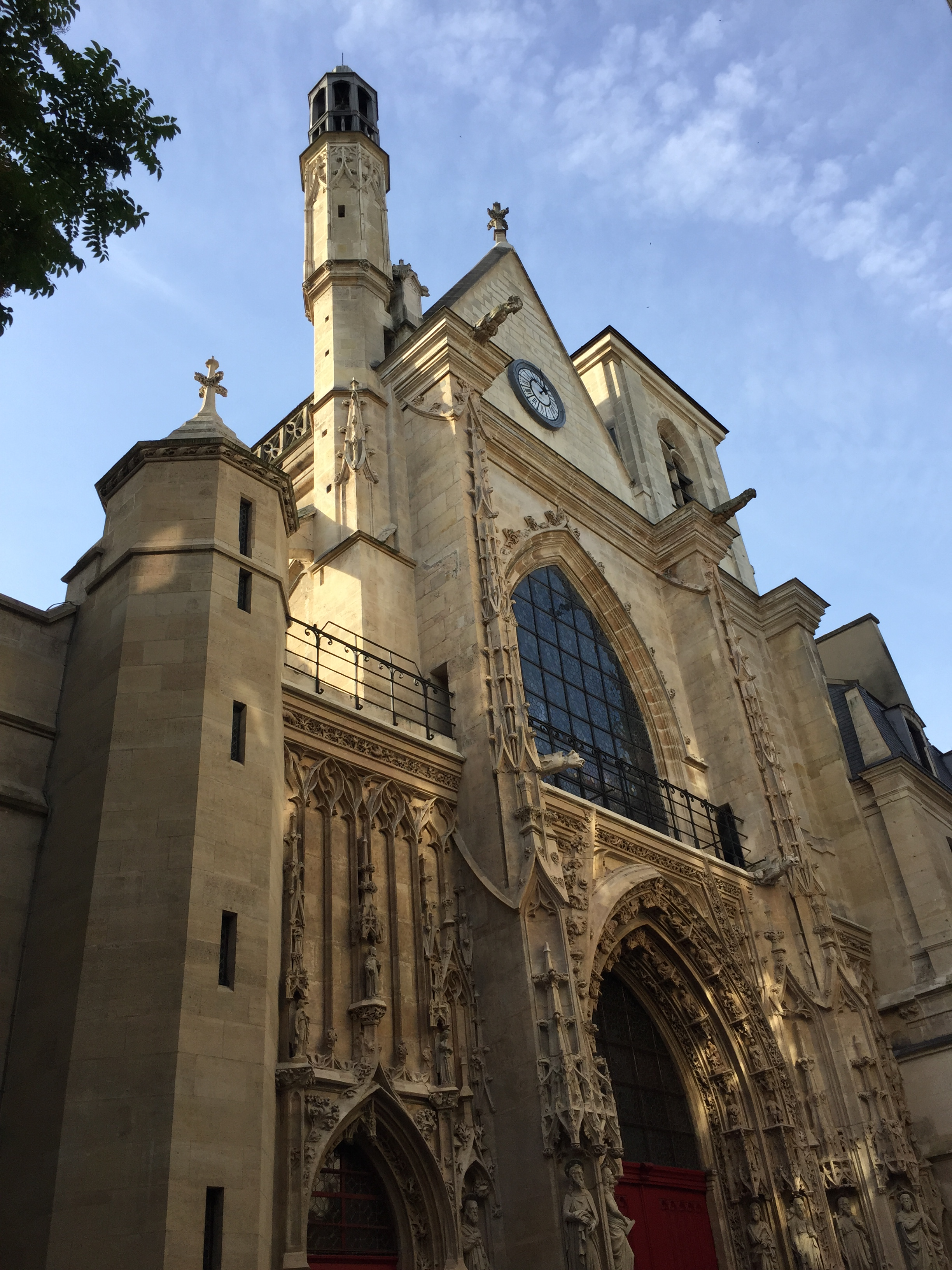
Église Saint-Merri (1500 à 1565) - Façade principale, rue Saint-Martin (Paris)

### Historique

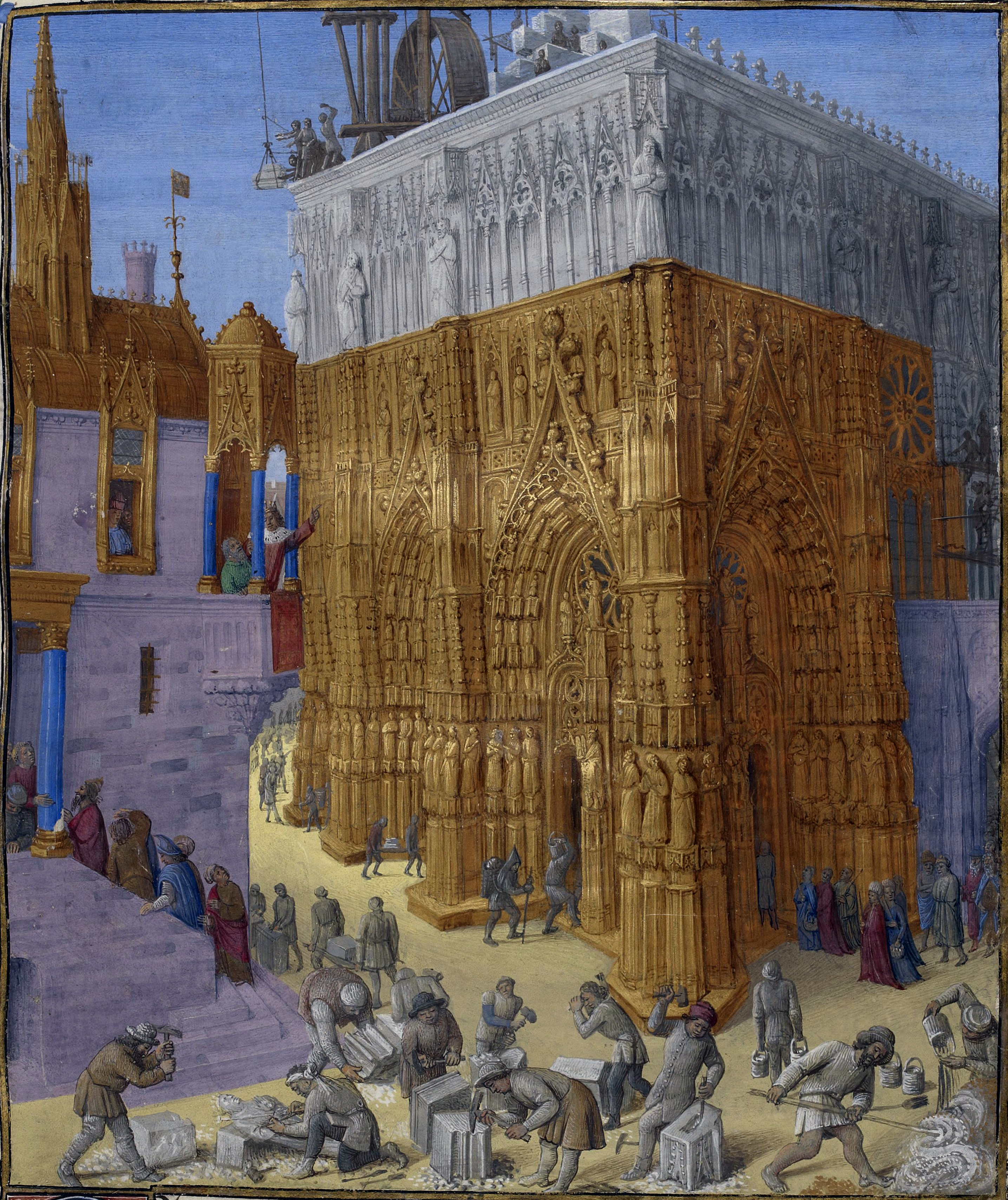
La construction du Temple par Jean Fouquet (vers 1420) : Dans ce chantier de la cathédrale, métaphore de l'édifice religieux en tant que Jérusalem céleste, des peintres sur un échafaudage, le long de la façade de droite entre les rosaces, terminent le revêtement polychrome.

À partir du XVe siècle, la reprise de l'activité artistique de chacune des grandes capitales européennes, se fait sentir dans tous domaines, avec cependant, une nette prédominance pour l'architecture. À nouveau, c'est elle qui retient l'attention générale en provoquant la réunion d'artistes tels que Jean de Beauce, les frères Grappin, Simon Moycet puis Martin Chambiges. Reprenant les innovations artistiques apparues lors du gothique international, l'affirmation des systèmes corporatifs stricts du début du XVe siècle, réaffirment dès lors les spécificités nationales.
En France, alors que le roi Charles VI meurt de sa folie, son fils Charles VII, ne peut se faire sacrer à Reims, alors sous contrôle anglais. Faute de soldats, il se retrouve d'ailleurs dans l'incapacité de reprendre le contrôle de la totalité du territoire et n'hérite en 1422, que d'un petit morceau du royaume de France, alors partagé en trois parties : Le duché du duc de Bedford qui règne depuis les terres anglaises, le duché de Bourgogne et le royaume dit « de Bourges » de Charles VII.
À la suite de l'intervention de Jeanne d'Arc, la tendance s'inverse pourtant. Après avoir délivré Orléans, assiégée par les Anglais, elle redonne de l'espoir et du courage aux partisans de Charles VII. Traversant les terres anglo-bourguignonnes, la chevauchée vers Reims permet au roi de confirmer sa légitimité en se faisant sacrer à Reims le dimanche 17 juillet 1429. Dès lors en position de force, Charles VII parvient, au cours du traité d'Arras de 1435, à renverser l'alliance entre les ducs de Bourgogne et de Bedford à son avantage. Dès 1444, il peut signer la trêve de Tours, première étape vers la fin de la guerre de Cent Ans qui s'achèvera à la bataille de Castillon en 1453. Son fils Louis XI lui succède en 1461, c'est un homme complexe et un fin diplomate qui saura imposer son pouvoir et régner sur un vrai royaume. Cependant, trop occupé à unifier la France, il ne sera pas un grand commanditaire, laissant les grands feudataires du royaume et quelques grands bourgeois, dont Jacques Cœur, assumer ce rôle.
Cette fin des hostilités avec l'Angleterre, amène à la reconstruction d'un pays meurtri. Elle touche les campagnes et les villes, dont les bâtiments, jusque-là de bois, sont désormais en pierre. Signe des temps, l'architecture des bâtiments est souvent monumentale : il y a une volonté affichée d'éblouir et de marquer la puissance urbaine retrouvée à cette époque par des emprunts au vocabulaire architectural des édifices religieux.
Le « gothique flamboyant » est plus un style qu'une période, le qualificatif « flamboyant » aurait été employé pour la première fois par Eustache-Hyacinthe Langlois, antiquaire normand, pour décrire les motifs en forme de flammes articulés en soufflets et mouchettes, se développant en nombre dans les remplages des baies, les rosaces ou sur les gâbles de l'époque.
Appelé parfois abusivement « gothique tardif » ou « gothique baroque », il est probablement apparu en Angleterre, avec des fenestrages flamboyants dès le milieu du XIVe siècle. En France, c'est à la Sainte-Chapelle de Riom, dans les années 1380, que Guy de Dammartin se fait l'un des initiateurs de ce nouveau style. On en voit également les prémices, à Paris, lors de l'édification, à la même époque, de Notre-Dame-de-Bonne-Nouvelle (reconstruite au XIXe siècle) et lors de la réalisation de la rose de la Sainte-Chapelle de Vincennes. La Champagne restée un temps en retrait, se plie au nouveau style lors de l'arrivée, vers 1450, de maîtres maçons tels que Florent Bleuet, actif à la cathédrale Saint-Pierre-et-Saint-Paul de Troyes et à la basilique Notre-Dame de L'Épine.
Historiquement, le style gothique flamboyant, aboutissant à la phase transitoire du Style Louis XII, peut être considéré comme la dernière manifestation d'un art du Moyen Âge, s'opposant d'une certaine manière au mouvement qui, amorcé dès le concours du dôme de Florence en 1418, distingue une école d'architecture proprement italienne, donnant lieu à la Première Renaissance.

### Caractéristiques

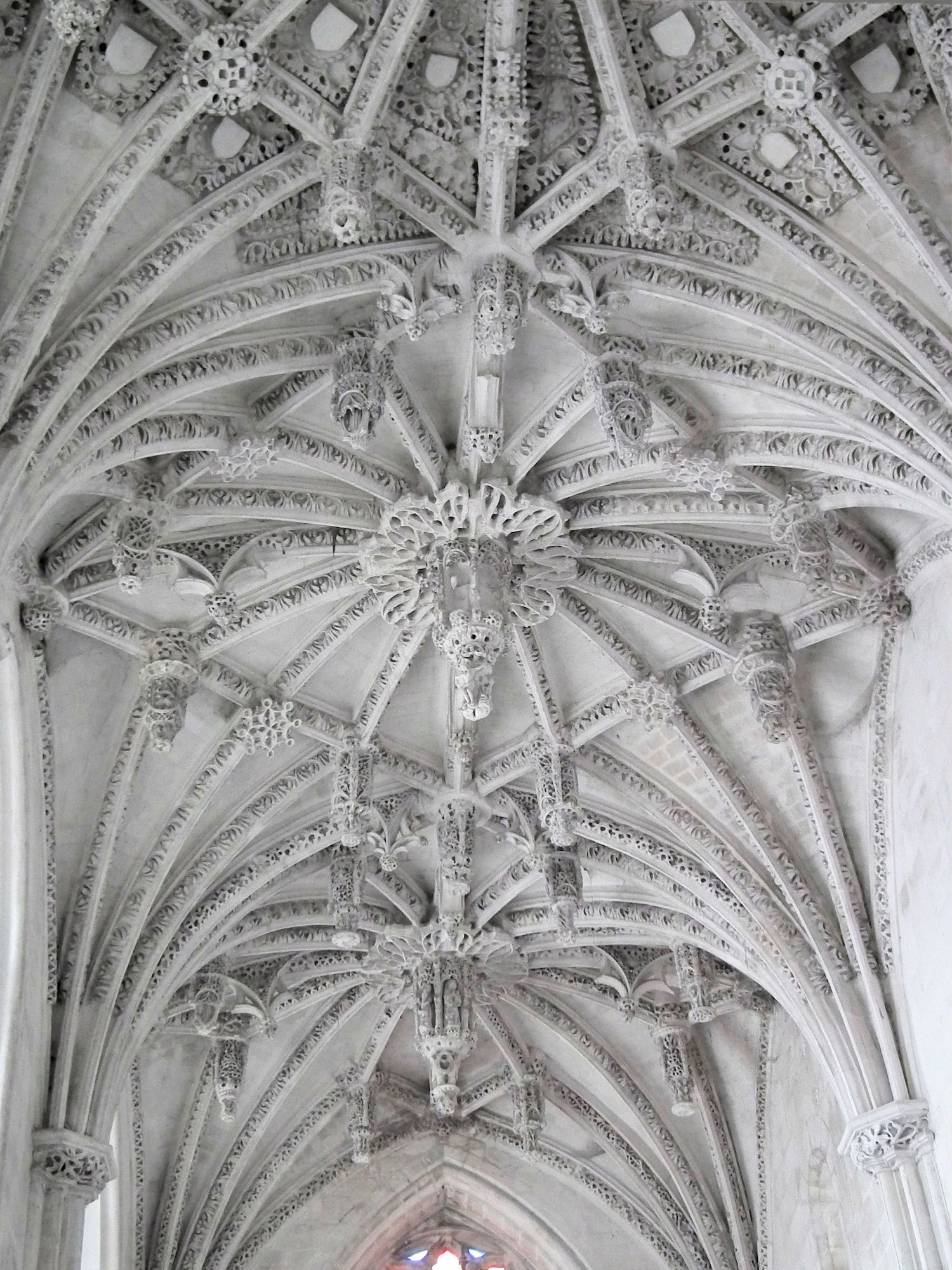
Voûtes de la chapelle du Saint-Esprit de Rue (vers 1515).

Par rapport à la période précédente, la structure des édifices reste la même ; mais leur décor évolue vers une ornementation exubérante, caractérisé par une grande virtuosité dans la stéréotomie (taille de la pierre). La technique de la « pierre armée » de la période rayonnante fait place à la « pierre taillée » : cela explique par exemple que les rosaces soient de dimensions plus modestes, même si elles se font plus aériennes reposant sur des structures plus légères comme dans la Sainte-Chapelle de Vincennes.
Les façades flamboyantes présentent la caractéristique d'être ouvragées sur plusieurs plans, dont la surcharge décorative, recouvrant les surfaces de leurs motifs va parfois jusqu'à étouffer la sculpture et diluer les lignes de l'architecture (Tour du Beurre à Rouen). Les motifs curvilinéaires, les arabesques développées en courbes et contre-courbes dominent désormais les remplages, en évoquant, comme disait Michelet « des flammes, des cœurs ou des larmes » (transept de l'église Saint-Gervais-Saint-Protais de Gisors). Parallèlement, la brisure des arcs s'assouplit, s'abaisse progressivement en anse de panier ou se redresse en accolade surmontés de gables comme dans les réalisations de Jean de Beauce à la Trinité de Vendôme, ou d'arcs en cloches (maison des Têtes de Valence, Croisillon sud, cathédrale de Senlis).
Le même esprit inventif présidant le style gothique flamboyant se manifeste dans les plans et les élévations des églises, tantôt à nef unique, tantôt à trois vaisseaux d'inégale hauteur, tantôt églises-halles.
À l'intérieur des édifices du XVe siècle : l’élévation est souvent réduite à deux niveaux. Les grandes arcades s’allongent encore, surmontées de triforiums soit aveugles (église Saint-Gervais-Saint-Protais de Gisors) ou alors incorporés en tant que claires-voies aux fenêtres hautes, dont ils ont les mêmes meneaux verticaux (Saint-Ouen de Rouen, cathédrale de Sées).

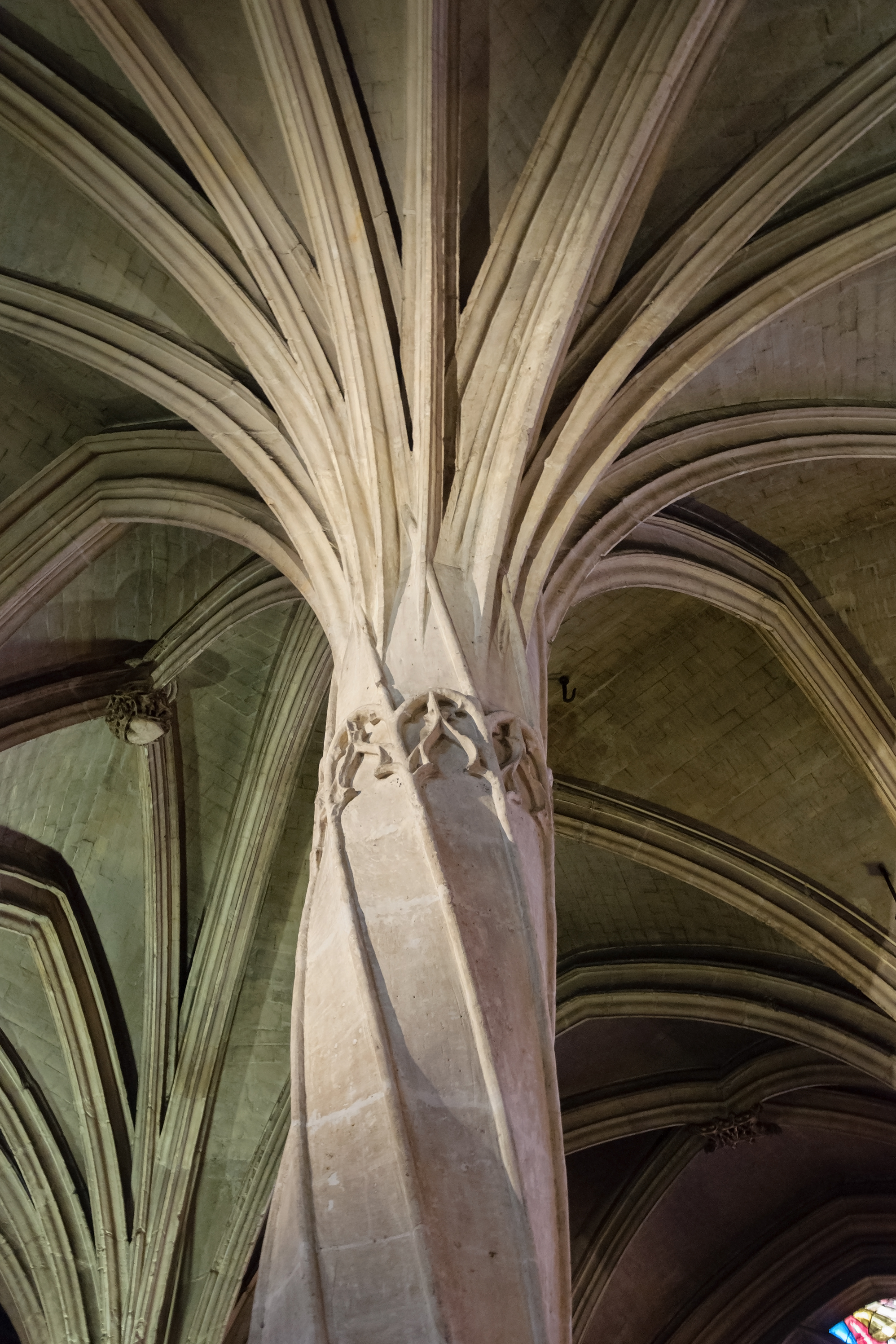
Chœur (1489-1495), église Saint-Séverin de Paris.

À partir d'une réflexion sur les monuments du XIIIe siècle, on aboutit à une remise en cause des recherches sur la transparence et sur la lumière et à un retour à la muralité (château de Vincennes) : S'il est vrai que les murs tendent parfois à disparaître en une immense verrière, à la suite de la dimension croissante des fenêtres à réseaux flamboyants (Bras Sud de la basilique de Saint-Nicolas-de-Port), ils peuvent également reprendre de l'importance entre les ouvertures pour permettre un éclairage diffus car la spatialité évolue désormais à travers une recherche de fusion entre les volumes et la lumière. Les grandes arcades qui ne récusent plus une certaine muralité, créent de ce fait, un espace intermédiaire qui permet par une ornementation et un éclairage différenciés, de définir des espaces sociaux et culturels privilégiés (co-cathédrale Notre-Dame-de-l'Annonciation de Bourg-en-Bresse, basilique de Saint-Nicolas-de-Port, basilique Notre-Dame de Cléry).
Les chapiteaux sont parfois réduits à des bagues décoratives, ou disparaissent, laissant les moulures de l'ogive pénétrer sans interruption dans la colonne qui la supporte (salle des gros piliers du Mont Saint-Michel). Les piliers qui se creusent, ondulent en spirales (cathédrale de Rodez) ou se modèlent d'arêtes à angles vifs, montent alors d'un seul jet depuis le sol en se fondant aux voûtes. Un type très répandu, notamment dans l'Est de la France, est le pilier rond lisse, de forme archaïque, sans chapiteau, et qui reçoit sur son fût les nervures à des niveaux différents. Cet épanouissement des nervures, apparu dès le gothique international, évoque l'image d'un palmier (pilier du chœur de l'église Saint-Séverin de Paris). Au XVIe siècle, on rencontre le pilier à quatre ressauts. En général, les multiples colonnettes qui flanquaient les piliers sont remplacées par des nervures prismatiques tendant à se fondre avec le mur tandis que leur base prend des formes diverses : buticulaires, torsadées ou encore évoquant la forme de flacons polygonaux.

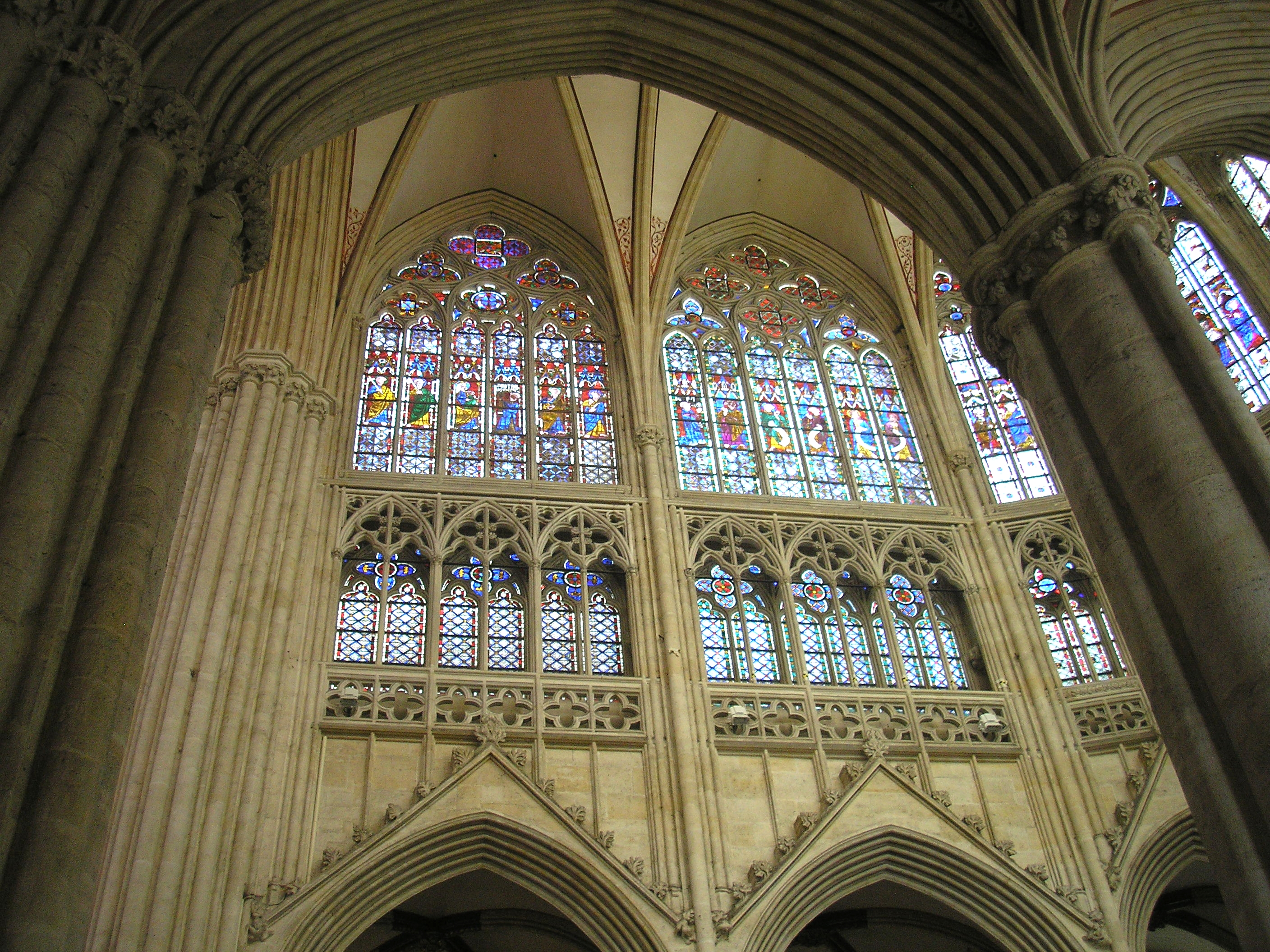
Cathédrale Notre-Dame de Sées, vers 1494.

La travée n’apparaît plus désormais comme l’élément fondateur du volume intérieur : Cette dominante monumentale marque l'ensemble de la production du XVe siècle. Elle apparaît avec netteté dans le domaine de la sculpture où l'on abandonne la formule éclatée des siècles précédents pour accompagner à nouveau l'architecture. Dès l'époque du gothique international, Peter Parler avait abandonné à Saint Guy de Prague, le principe de la travée pour une conception unitaire du volume, affirmée par le dessin du triforium et surtout par le mode de couvrement. La conséquence en est une conception plastique qui rejoint celle du gothique rayonnant mais qui demeure originale. Si la structure des voûtes sur croisée d'ogives ne disparaît pas comme en Angleterre, le couvrement se complique, avec l’apparition de liernes et de tiercerons. Les nervures alors se multiplient, s'entrecroisent, se recoupent avec une grande fantaisie, tout en s'enrichissant comme sur les voûtes de la chapelle du Saint-esprit de Rue, de clefs pendantes appelés cul-de-lampe, véritable prouesse technique (portail de Guillaume Le Roux à Notre-Dame de Louviers).
En France, les continuations de ce style qualifiées de « gothique tardif », aboutissent, dès 1495, à une phase transitoire appelée Style Louis XII, intégrant peu à peu des éléments italiens, dont l'aboutissement sera l'acceptation totale, vers 1530, de la Première Renaissance. Dans certaines régions pourtant, telles que la Lorraine, la Bretagne ou la Normandie, le style gothique flamboyant peut subsister jusqu'à la fin du XVIe siècle. Il est alors imputé à un certain traditionalisme, concernant tout particulièrement les éléments décoratifs, (basilique de Saint-Nicolas-de-Port ou Saint-Maclou de Rouen). Ses derniers feux ne s'éteindront d'ailleurs qu'au cours des XVIIe – XVIIIe siècles, dans un mouvement appelé le « Gothique des temps modernes » : c'est ainsi que la cathédrale Sainte-Croix d'Orléans qui, détruite en 1599 par les huguenots, sera reconstruite dans le style gothique flamboyant d'origine. On peut même citer, au début du XVIIIe siècle, un projet d'église pour les Célestins d'Orléans par Guillaume Hénault, en gothique flamboyant.
À la même époque, l'Angleterre développe une expression architecturale particulière, appelée gothique perpendiculaire. Apparu dès le milieu du XIVe siècle au cloître de Gloucester, ce courant du gothique est marqué par les réalisations de Thomas de Cambridge. Certaines régions germaniques, quant à elles, préfèrent se tourner vers un gothique particulièrement sobre, aux surfaces blanches subtilement fragmentées en formes géométriques polygonales. L'Albrechtsburg de Meissen, réalisé par Arnold de Westphalie, ainsi que de nombreux édifices de Slavonice, aujourd'hui en Tchéquie, expriment clairement cette nouvelle recherche.

### Exemples d'édifices flamboyants

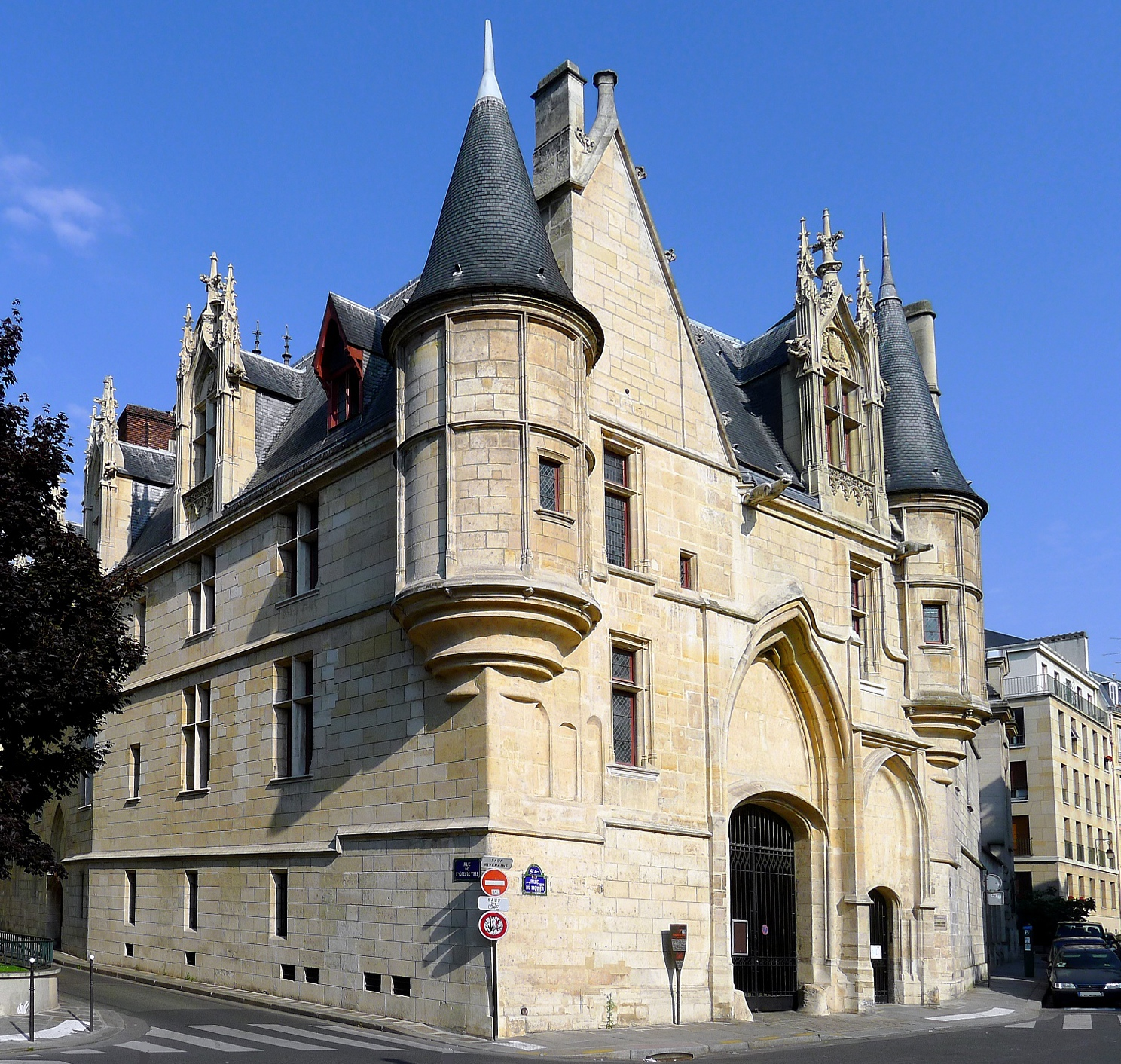
Hôtel des archevêques de Sens, construit dans le Marais, près de l'hôtel Saint-Pol, entre 1475 et 1519.

#### Édifices religieux

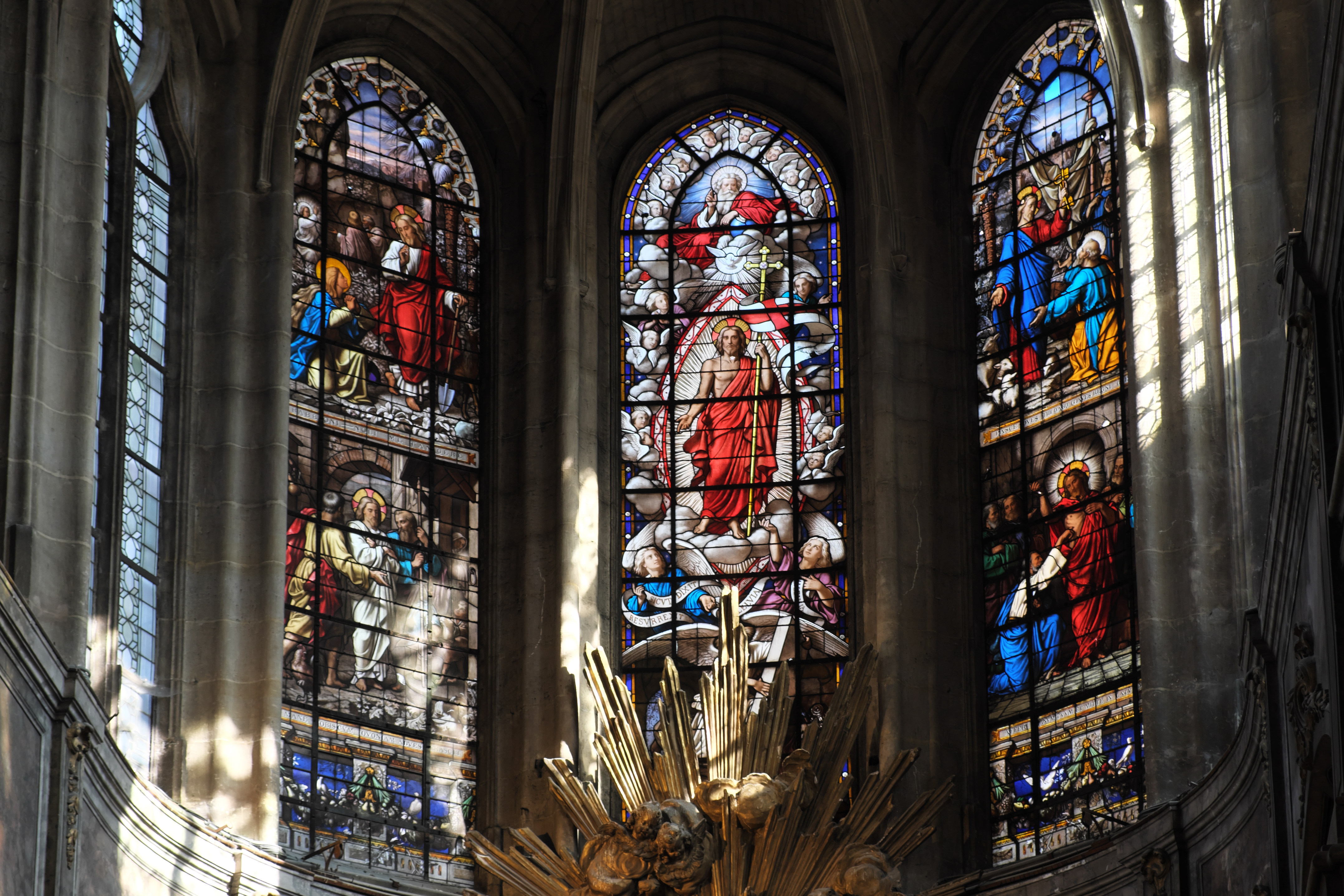
Gloire et vitrail du chœur de l'église Saint-Merri de Paris.

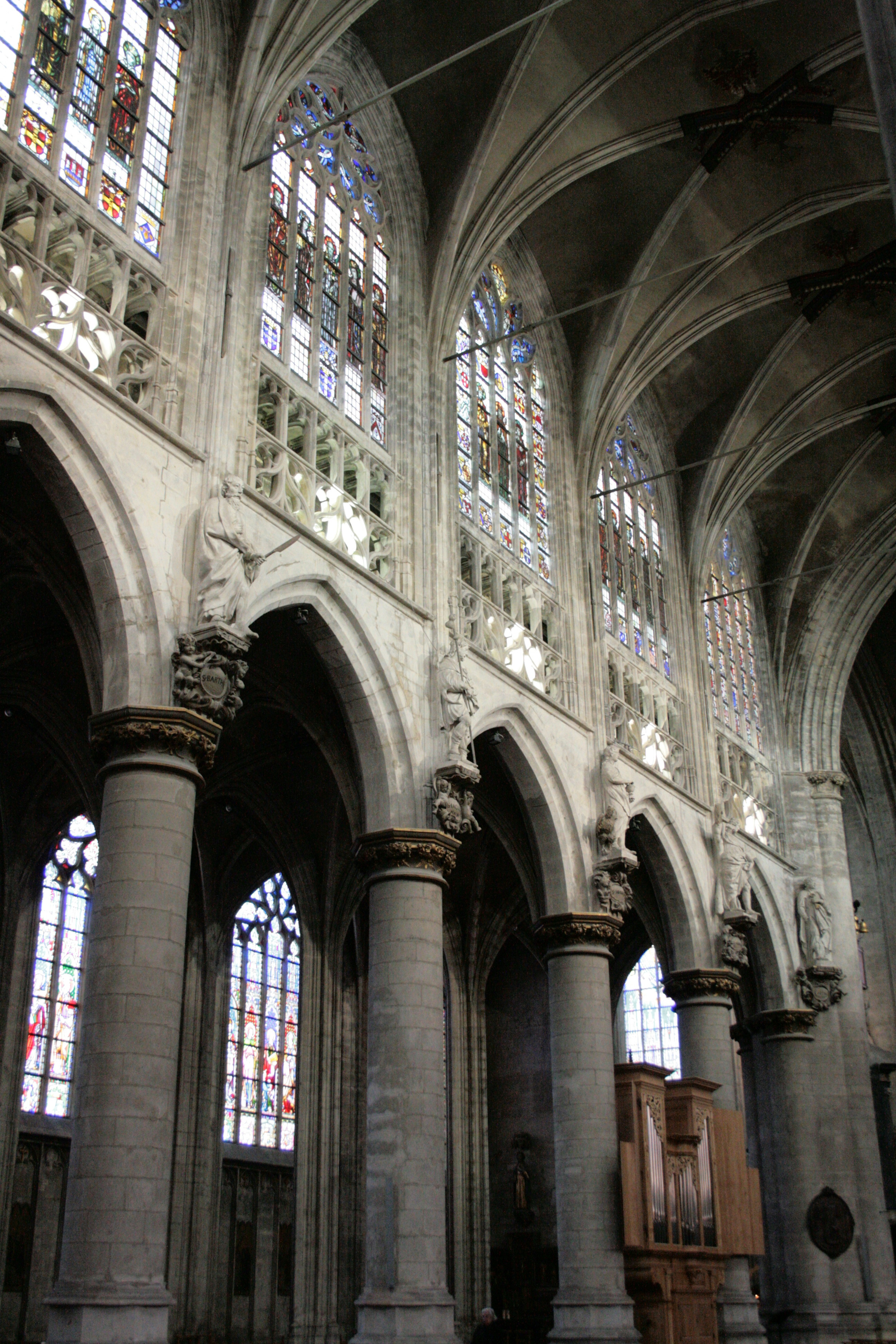
Église Notre-Dame du Sablon de Bruxelles : statues d'apôtres (1641-1646) dans la grande nef (début XVIe siècle).

- Abbeville (Somme), collégiale Saint-Vulfran ;
- Alençon (Orne), basilique Notre-Dame ;
- Amiens (Somme) :
  - église Saint-Germain-l'Écossais ;
  - église Saint-Leu ;
  - Saint-Riquier (Somme), abbatiale ;
  - Rue (Somme), chapelle du Saint-Esprit ;
- Argentan (Orne) :
  - église Saint-Martin ;
  - église Saint-Germain ;
- Auch (Gers), cathédrale Sainte-Marie (excepté la façade) ;
- Beauvais (Oise) :
  - transept de la cathédrale Saint-Pierre ;
  - chœur et chapelles de l'église Saint-Étienne ;
- Blois (Loir-et-Cher), église Saint-Saturnin ;
- Bordeaux (Gironde), basilique Saint-Michel ;
- Bourg-en-Bresse (Ain), église Saint-Nicolas-de-Tolentin de Brou ;
- Bruxelles, église Notre-Dame du Sablon de Bruxelles ;
- Compiègne (Oise), église Saint-Antoine ;
- L'Épine (Marne), basilique Notre-Dame (façade) ;
- Folleville (Somme), Église Saint-Jacques-le-Majeur-et-Saint-Jean-Baptiste ;
- Limoges (Haute-Vienne), cathédrale Saint-Étienne, portail Saint-Jean ;
- Louviers (Eure), église Notre-Dame ;
- Nantes, cathédrale Saint-Pierre et Saint-Paul ;
- Paris :
  - église Saint-Séverin ;
  - église Saint-Merri ;
  - Tour Saint-Jacques, clocher de l'ancienne église Saint-Jacques de la Boucherie ;
- Rouen (Seine-Maritime) :
  - cathédrale Notre-Dame (en partie) ;
  - église Saint-Maclou (en partie) ;
  - abbatiale Saint-Ouen ;
- Saint-Nicolas-de-Port (Meurthe-et-Moselle), basilique Saint-Nicolas ;
- Sens (Yonne), transept sud de la cathédrale Saint-Étienne ;
- Thann (Haut-Rhin), collégiale Notre-Dame ;
- Toul (Meurthe-et-Moselle), façade de la cathédrale ;
- Tours, cathédrale Saint-Gatien ;
- Vendôme (Loir-et-Cher), façade de l'abbaye de la Trinité[52] ;
- Vincennes (Val-de-Marne), Sainte-Chapelle du château.

#### Édifices civils
- Audenarde, hôtel de ville ;
- Beaune (Côte-d'Or), hospices ;
- Beauvais (Oise), ancien palais épiscopal ;
- Bourges (Cher), palais Jacques-Cœur ;
- Compiègne, hôtel de ville ;
- Noyon, hôtel de ville ;
- Paris, hôtel de Cluny ;
- Paris, hôtel des archevêques de Sens ;
- Rouen, palais de Justice.

## Le styleLouisXII: transition entre art gothique et Première Renaissance, 1495-1530

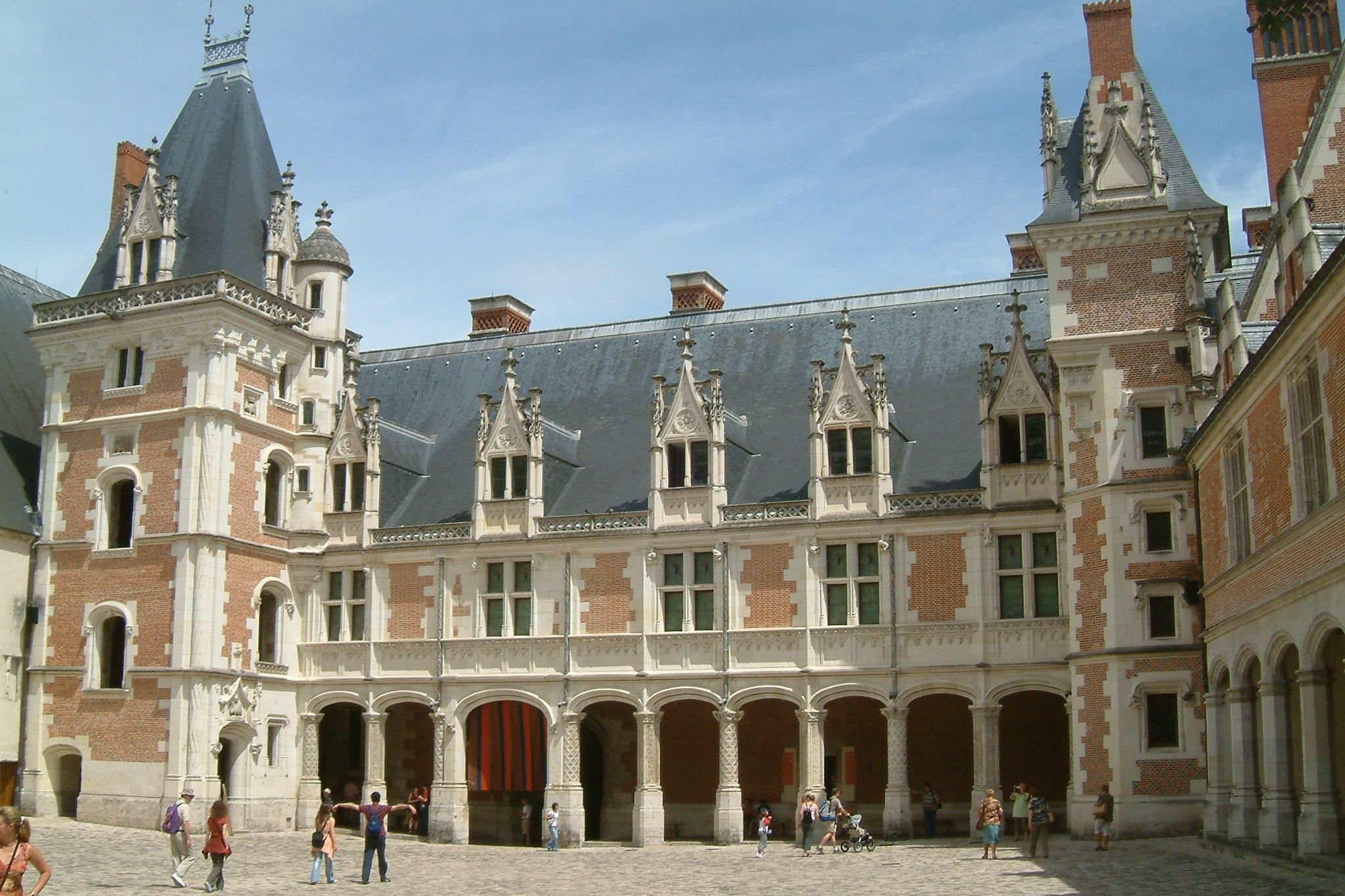
Aile Louis XII du château de Blois (1498-1503).
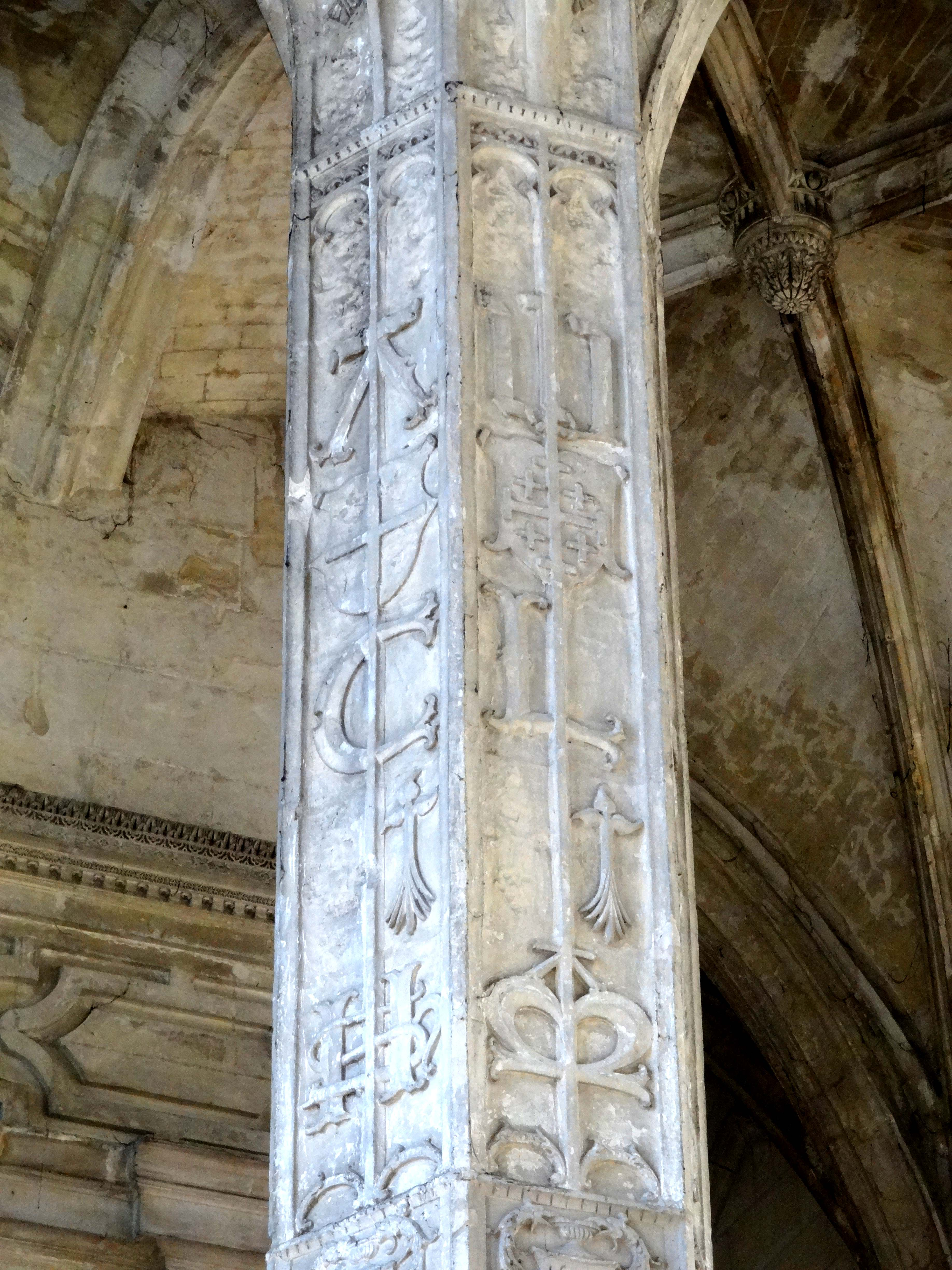
Le pilier Saint Jacques (église Saint-Gervais-Saint-Protais de Gisors, début XVIe siècle).
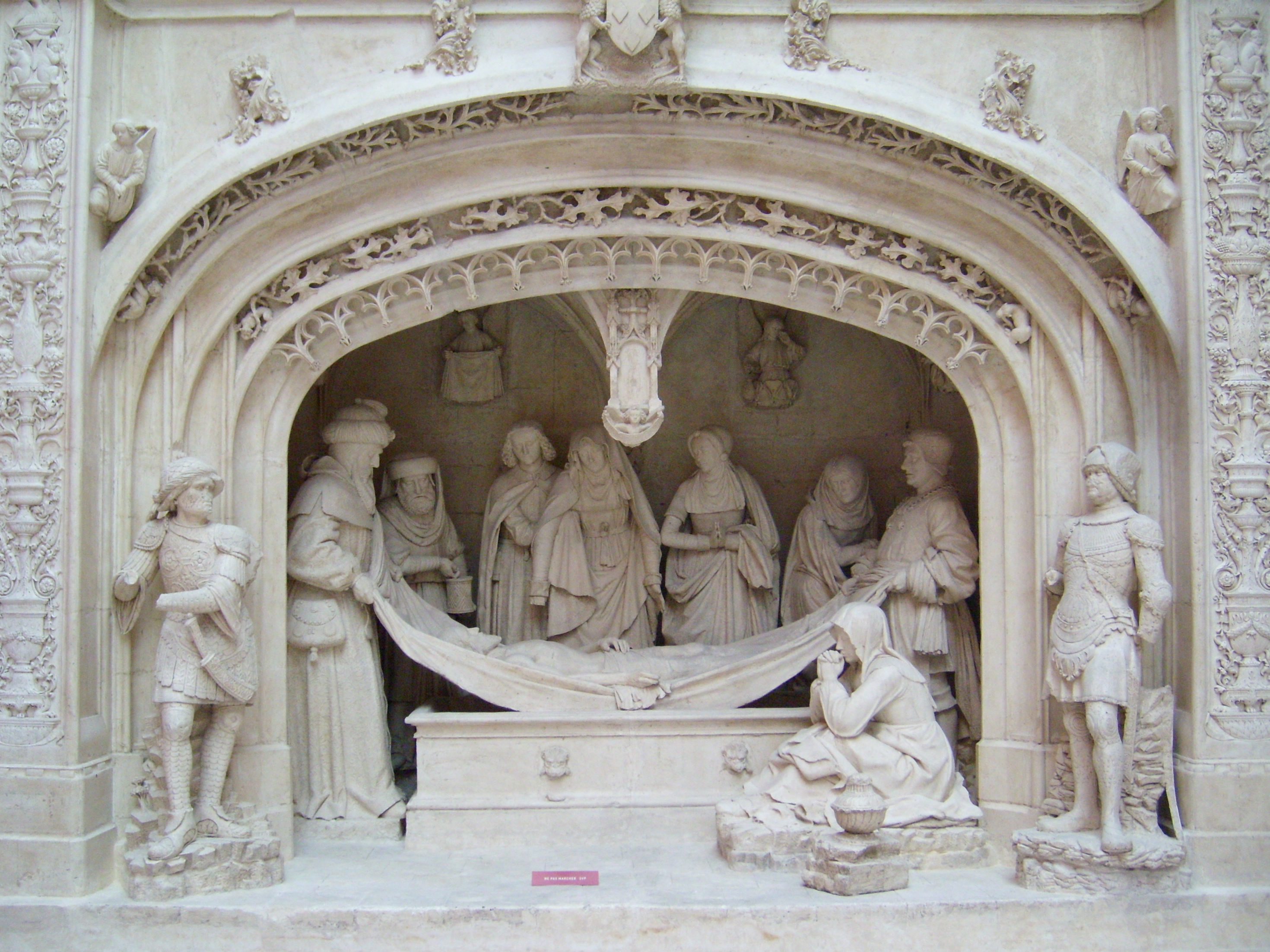
Mise au tombeau du Christ de l'abbaye de Solesmes, moulage dans les collections de la Cité de l'architecture et du patrimoine
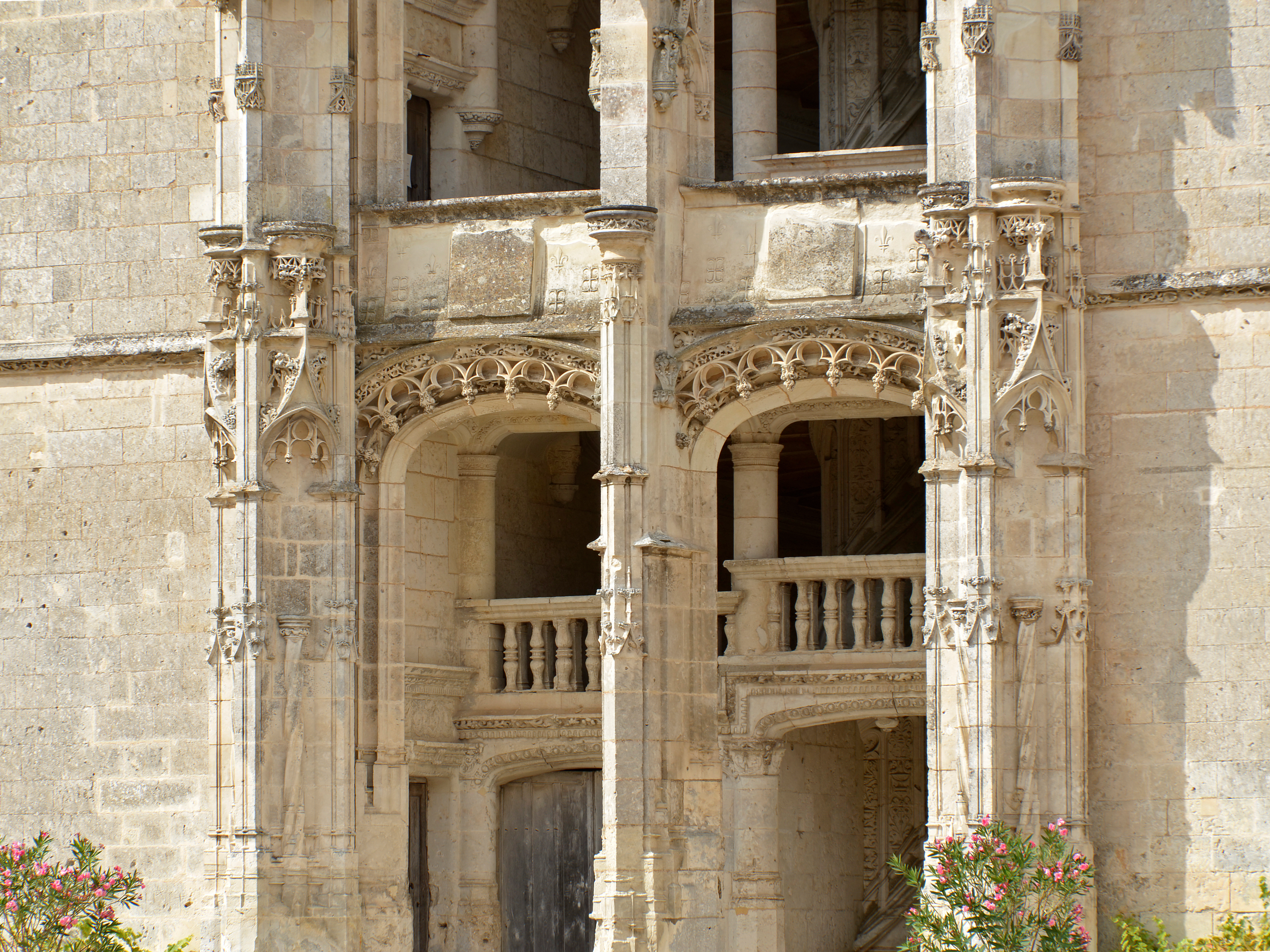
Escalier de l'aile Longueville du château de Châteaudun (1491-1518).
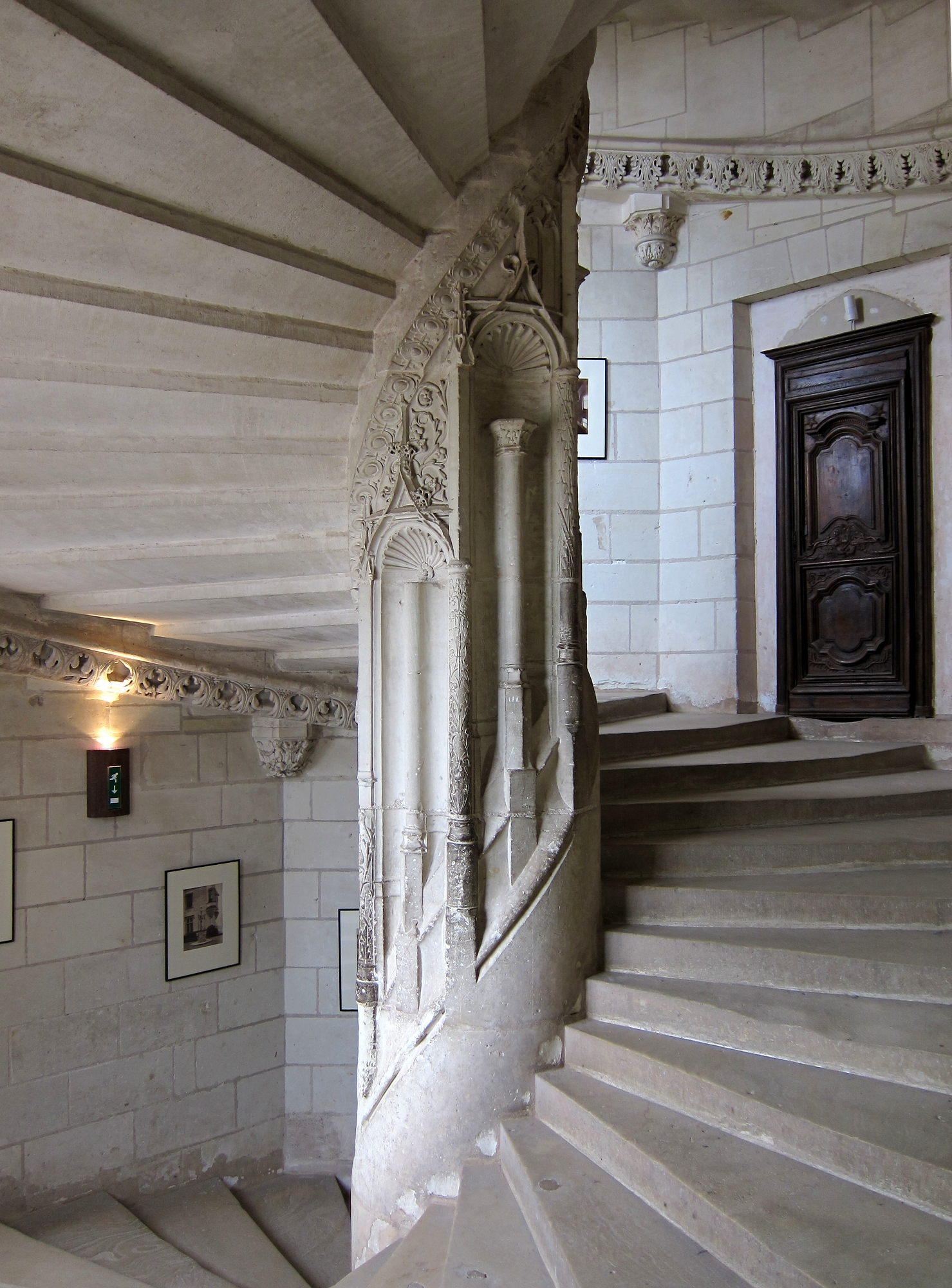
L'escalier, château de Chaumont-sur-Loire (1498-1510).

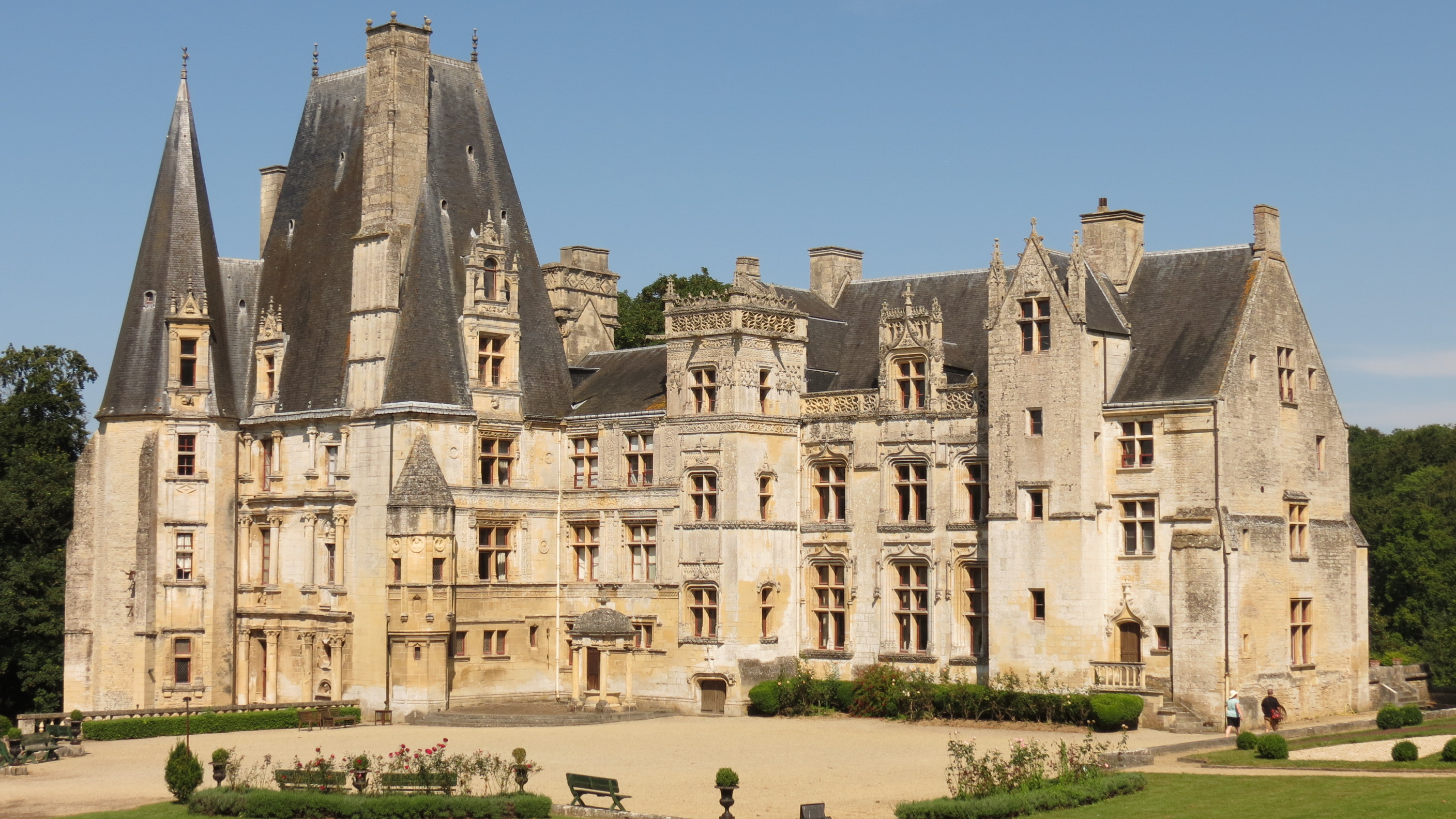
Partie centrale du château de Fontaine-Henry (vers 1500).
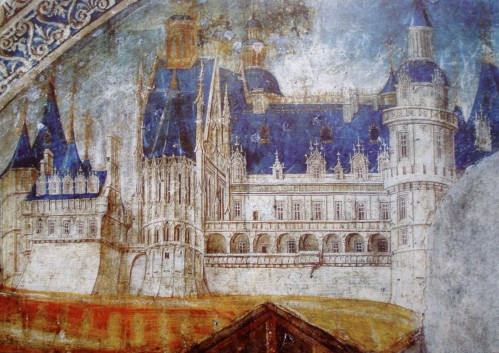
Château de Gaillon (1506-1509).
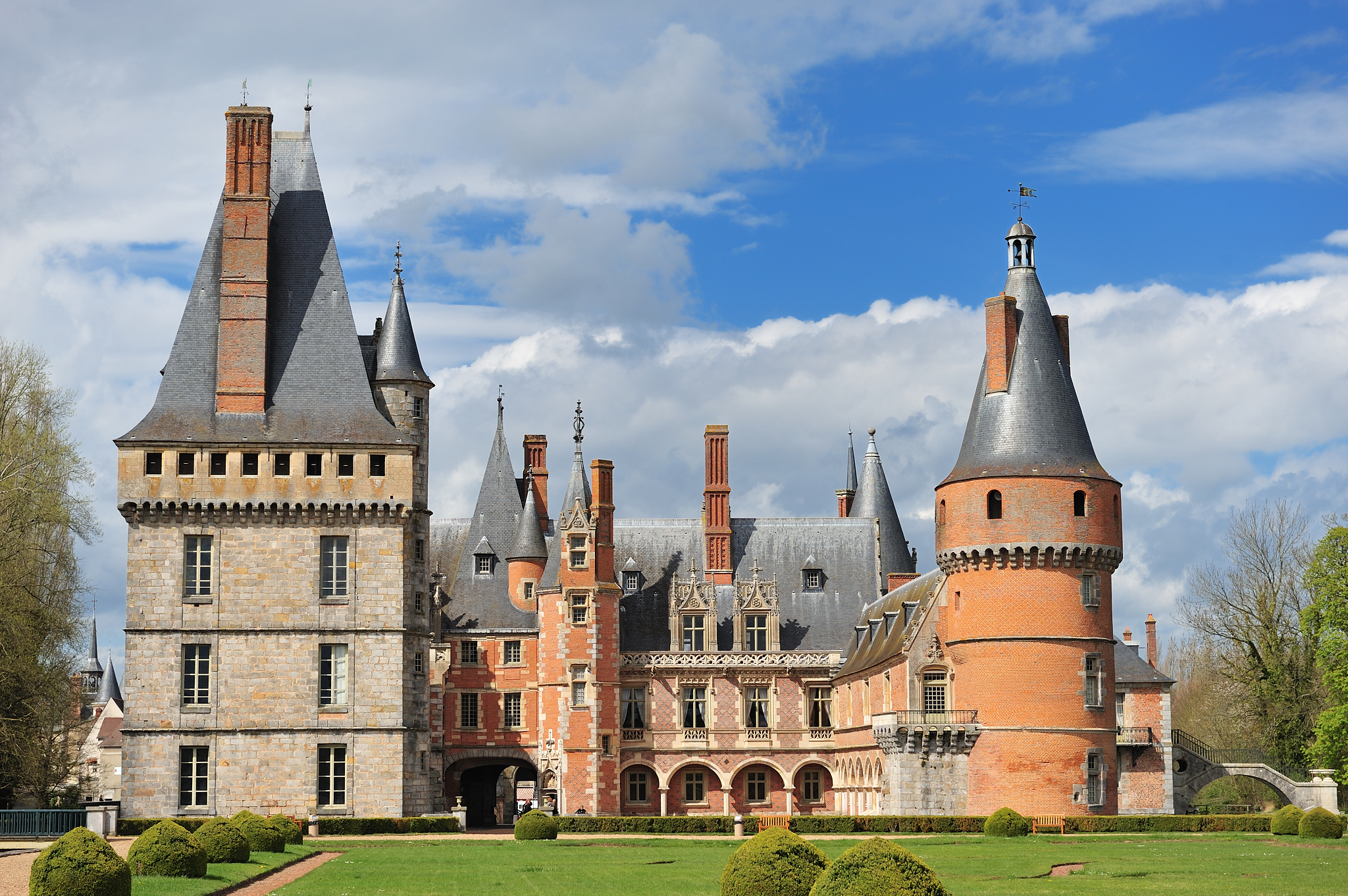
Château de Maintenon (1505).

Le style Louis XII (1495 à 1525/1530), est un style de transition, un passage très court entre deux époques éblouissantes, la période Gothique et la Renaissance. Il qualifie une époque où l'art décoratif partant de l'arc ogival et du naturalisme gothique s'acheminera vers le plein cintre et les formes souples et arrondies mêlés de motifs antiques stylisés typiques de la Première Renaissance : il y a encore beaucoup de gothique au château de Blois, il n'y en a plus au tombeau de Louis XII à Saint-Denis.
Dès 1495, une colonie d'artistes italiens fut installée à Amboise et travailla en collaboration avec des maîtres maçons français. Cette date est généralement considérée comme étant le point de départ de ce nouveau mouvement artistique. D'une façon générale, la structure reste française, seul le décor change et devient italien. Il serait regrettable pourtant de déterminer ce nouveau style au seul apport italien : Des relations existent entre la production architecturale française et celle du plateresque espagnol et l'influence du Nord, surtout d'Anvers est notable aussi bien dans les arts décoratifs que dans l'art de la peinture et du vitrail.

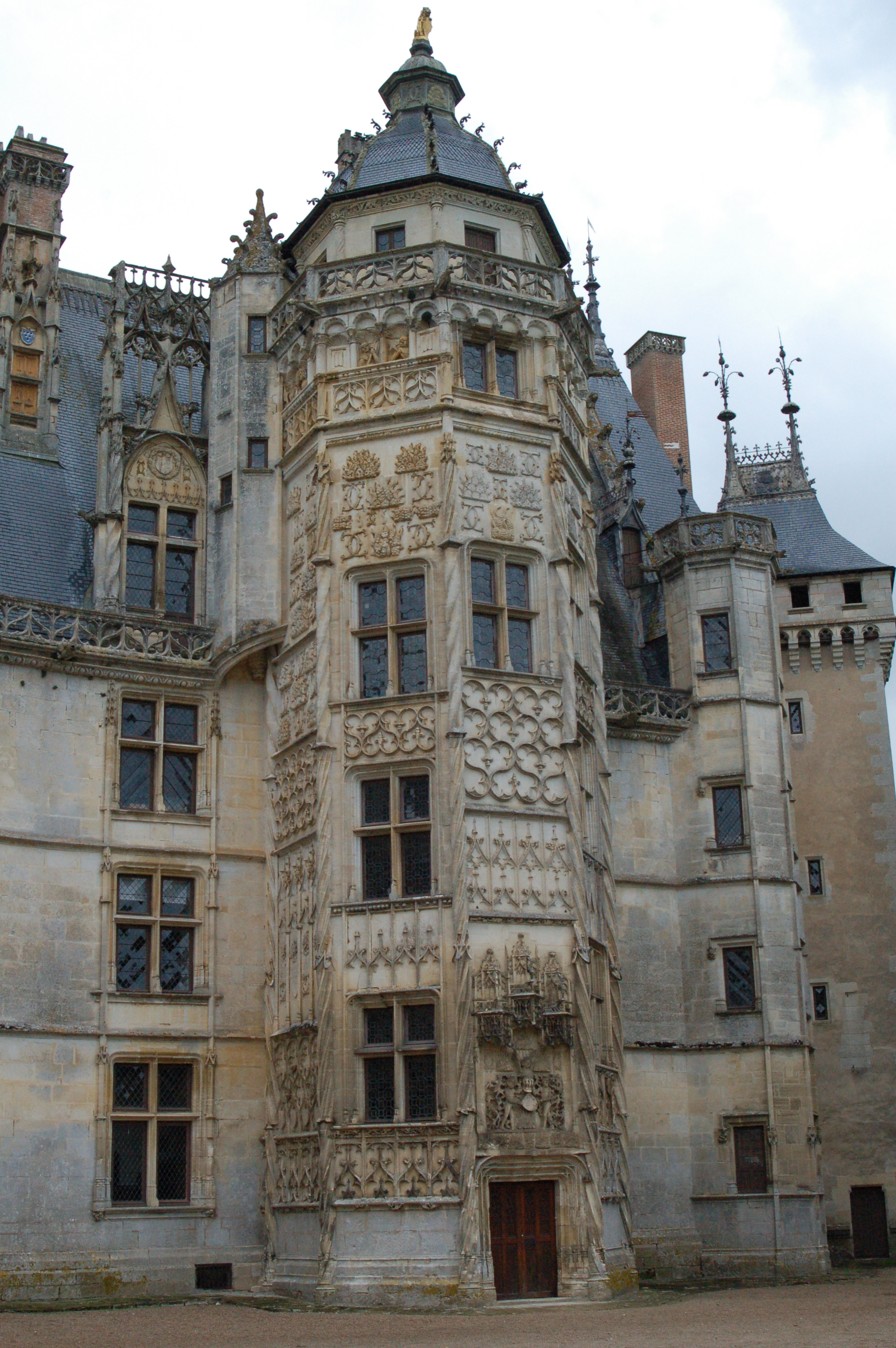
Corniche Renaissance à oves sur le logis et « tempietto » surmontant la « tour du lion » (Meillant, vers 1510).

Les limites du style Louis XII sont assez variables, en particulier lorsqu'il s'agit de la province en dehors du Val de Loire. Outre les dix-sept années du règne de Louis XII (1498-1515), cette période comprend la fin du règne de Charles VIII et le commencement de celui de François Ier, faisant débuter le mouvement artistique en 1495 pour le faire s'achever vers 1525/1530 : l'année 1530 correspondant à un véritable tournant stylistique, qui faisant suite à la création par François Ier, de l'École de Fontainebleau, est généralement considérée comme la pleine acceptation du style Renaissance,. Dans les travaux décoratifs de la fin de la période de Charles VIII, on observe une tendance bien marquée à se séparer de l'arc ogival pour se rapprocher du plein cintre. L'influence des réalisations de Bramante à Milan pour Ludovic Sforza est perceptible dans la partie inférieure de l'aile Charles VIII au château d'Amboise : Si la partie supérieure du bâtiment est gothique, la façade du promenoir des gardes présente telle une loggia, une série d'arcades en plein cintre qui marque des travées rythmées de pilastres lisses. En général, les formes ornementales n'ont déjà plus la gracilité particulière de l'époque ogivale, le rythme des façades s'organise de façon plus régulière avec la superposition des ouvertures en travées et la coquille, élément important de la décoration Renaissance, fait déjà son apparition. Cette évolution est particulièrement perceptible au château de Meillant dont les travaux d'embellissement voulus par Charles II d'Amboise débutent dès 1481 : si la structure est restée pleinement médiévale, la superposition des fenêtres en travées reliées entre elles par un cordon à pinacles, annonce le quadrillage des façades sous la Première Renaissance. De même, on remarque l'entablement à oves classique surmonté d'une balustrade gothique et le traitement en Tempietto de la partie haute de l'escalier hélicoïdal avec sa série d'arcatures en plein cintre munies de coquilles.
Si à la fin du règne de Charles VIII, l'apport d'ornements italiens viennent enrichir le répertoire flamboyant, il y a désormais sous Louis XII toute une école française qui s'ouvre à l'Italie avec de nouvelles propositions, établissant ainsi les principes d'un style de transition.

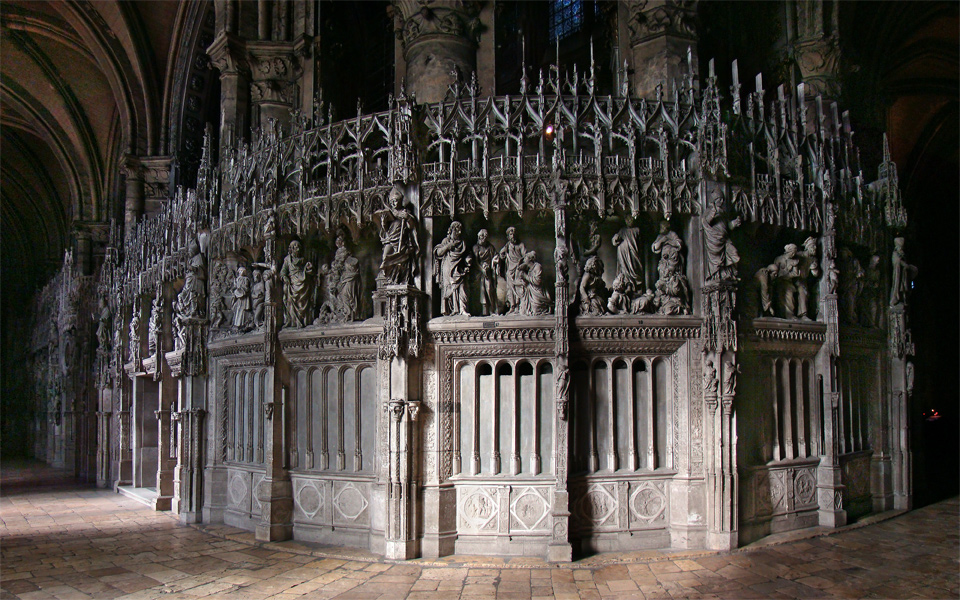
Éléments italiens dans l'encadrement et le soubassement de la claire-voie (1513-1529), clôture de chœur de la cathédrale Notre-Dame de Chartres.

En sculpture l'apport systématique d'éléments italiens voire la réinterprétation « gothique » de réalisations de la renaissance italienne est manifeste au Saint sépulcre de Solesmes où la structure gothique reprend la forme d'un arc de triomphe romain flanqué de pilastres à candélabres lombards. Les feuillages gothiques désormais plus déchiquetés et alanguis comme à l'hôtel de Cluny de Paris, se mêlent à des tondi avec portraits d'empereurs romains au château de Gaillon.
En architecture, l'utilisation de la « brique et pierre », pourtant présente sur les édifices dès le XVIe siècle, tend à se généraliser (château d'Ainay-le-Vieil, aile Louis XII du château de Blois, l'hôtel d’Alluye de Blois). Les hauts toits à la française avec tourelles d'angles et les façades à escalier hélicoïdal font perdurer la tradition mais la superposition systématique des baies, le décrochement des lucarnes et l'apparition de loggias influencées de la villa Poggio Reale et du Castel Nuovo de Naples sont le manifeste d'un nouvel art décoratif où la structure reste pourtant profondément gothique. La propagation du vocabulaire ornemental venu de Pavie et de Milan a dès lors un rôle majeur tout en étant ressentie comme l'arrivée d'une certaine modernité.
Dans cet art en pleine mutation, les jardins deviennent plus importants que l'architecture : l'arrivée à Amboise d'artistes italiens dont Pacello da Mercogliano fut à l'origine sous Charles VIII de la création des tout premiers jardins de la Renaissance française grâce à de nouvelles créations paysagistes, l'installation d'une ménagerie et des travaux d'acclimatation agronomique conduites à partir de 1496 aux « Jardins du Roy » alors situés au sein du domaine royal de Château-Gaillard. En 1499, Louis XII confia la réalisation des jardins du château de Blois à la même équipe qui fut engagée par la suite par Georges d'Amboise pour réaliser des parterres sur différents niveaux sous son château de Gaillon.
Le style Louis XII montre que l'on veut désormais autant étonner les Français que les Italiens : c'est à partir de la fantaisie avec laquelle sont incorporées les nouveautés italiennes dans les structures encore toutes médiévales françaises que naîtra vers 1515/1520 la Première Renaissance.

## Dès 1530, déclin de l'art gothique face à la Renaissance

Église Saint-Eustache de Paris (1532-1633)
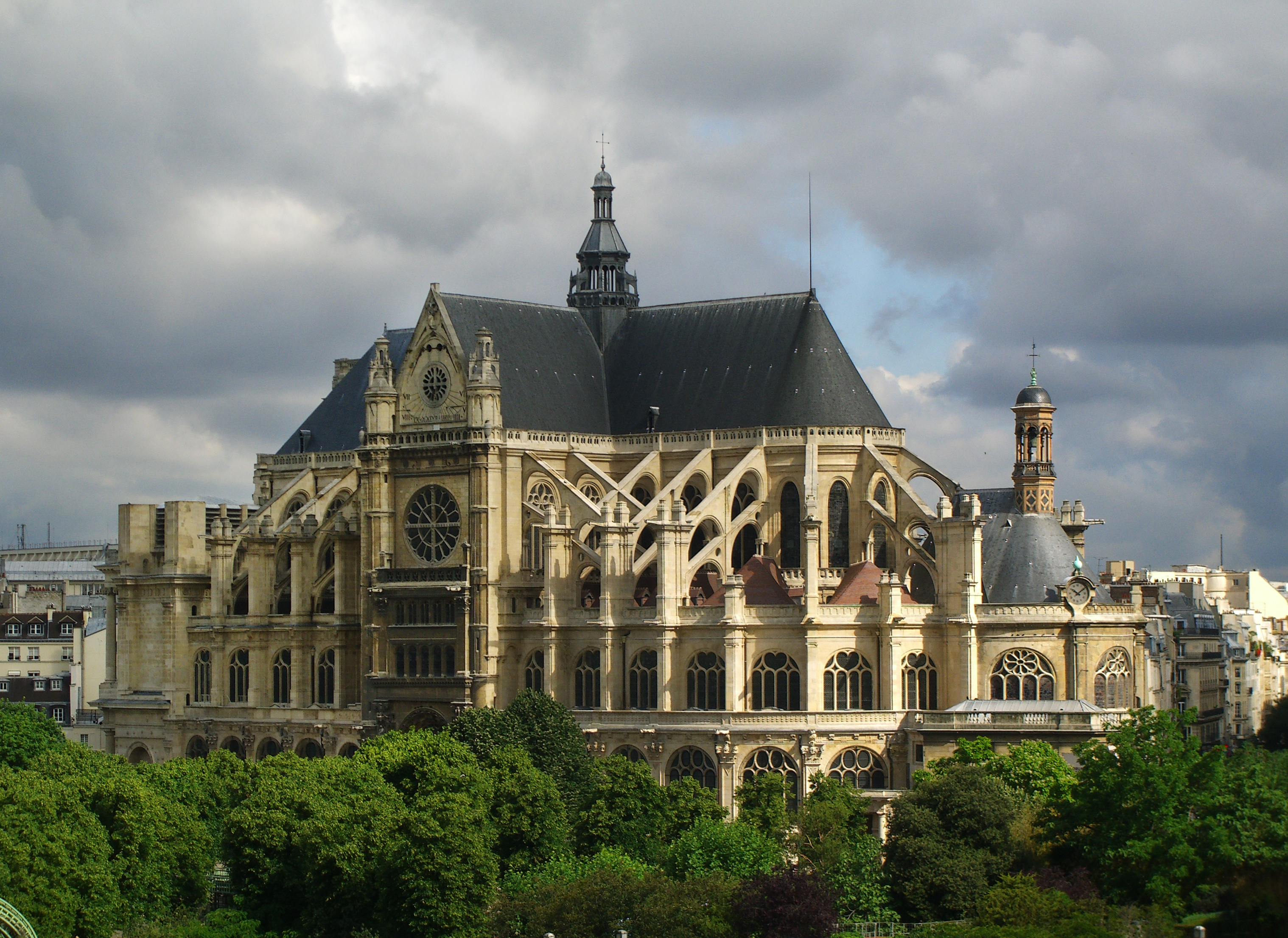
Structure gothique mais ornementation Renaissance.
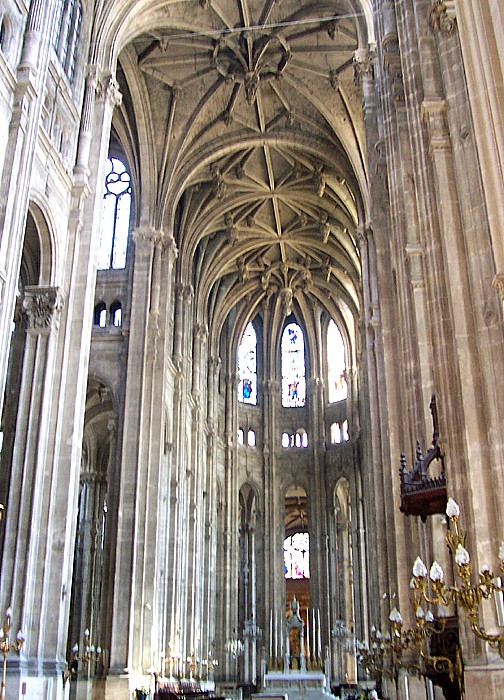
Architecture hybride de la nef.
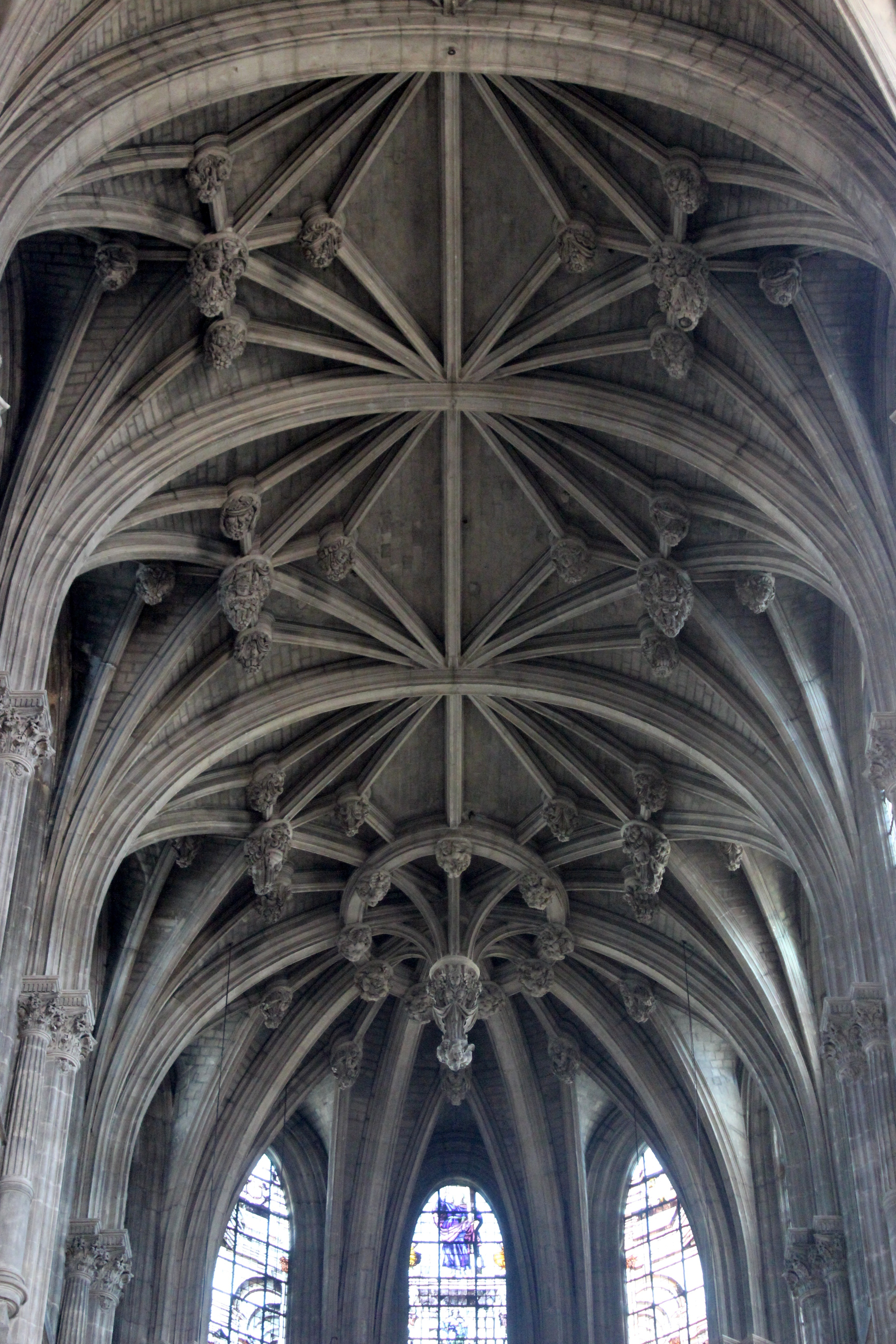
Voûte flamboyante sur arcs en plein cintre.
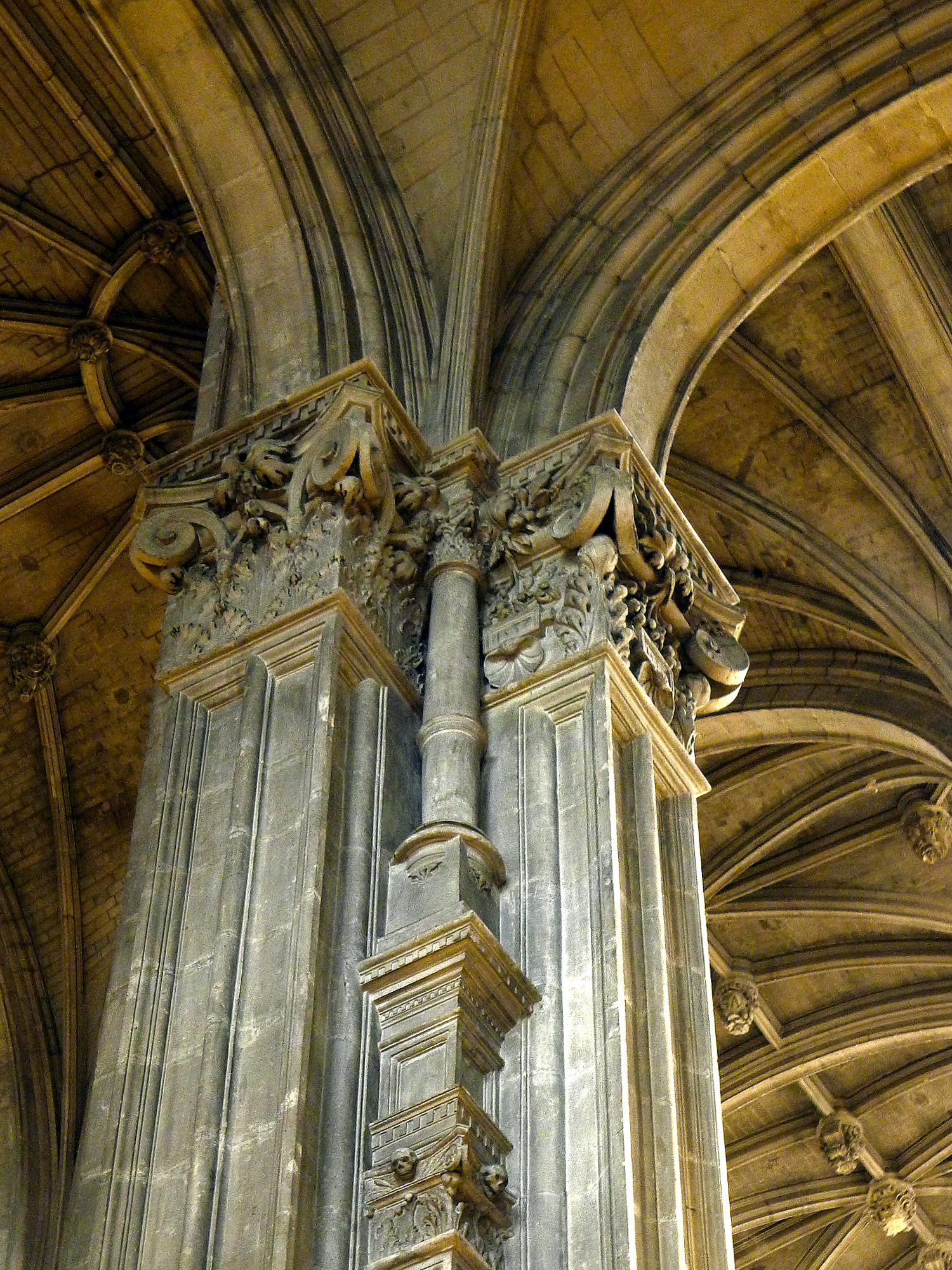
Piliers Corinthiens sur structure gothique.

Cathédrale Notre-Dame du Havre (1575-1610)
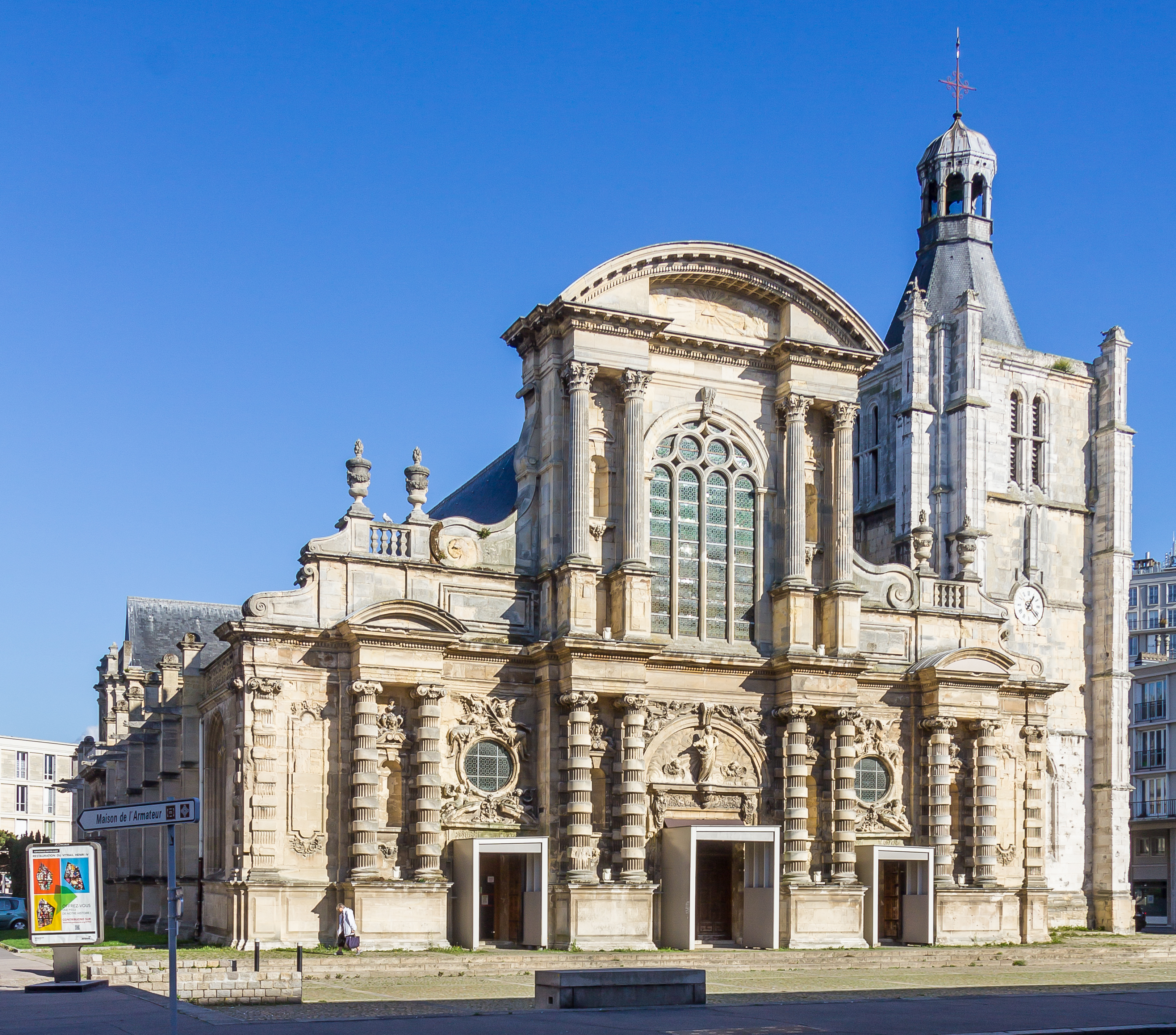
Façade principale.
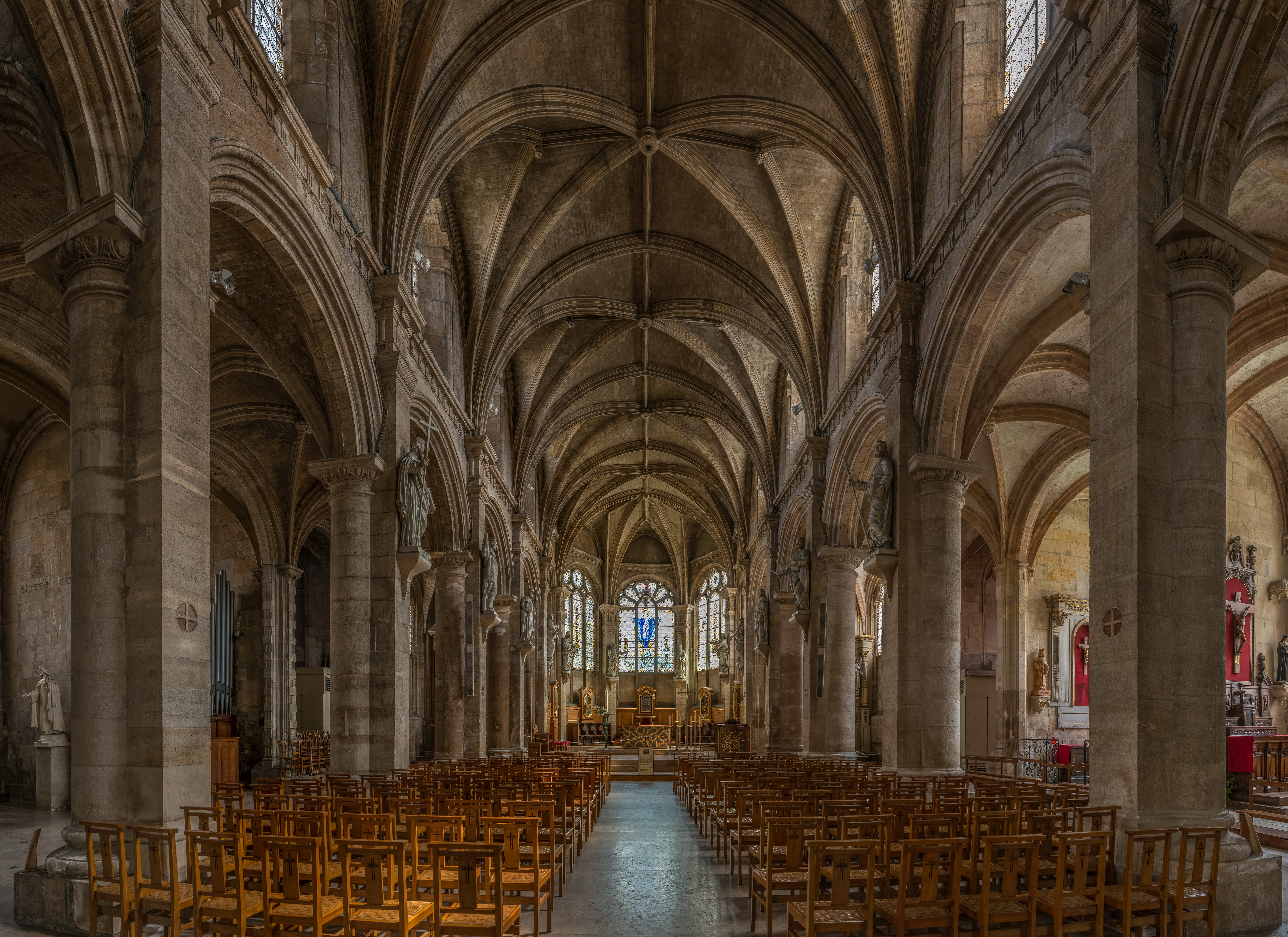
Nef (1575-1610).
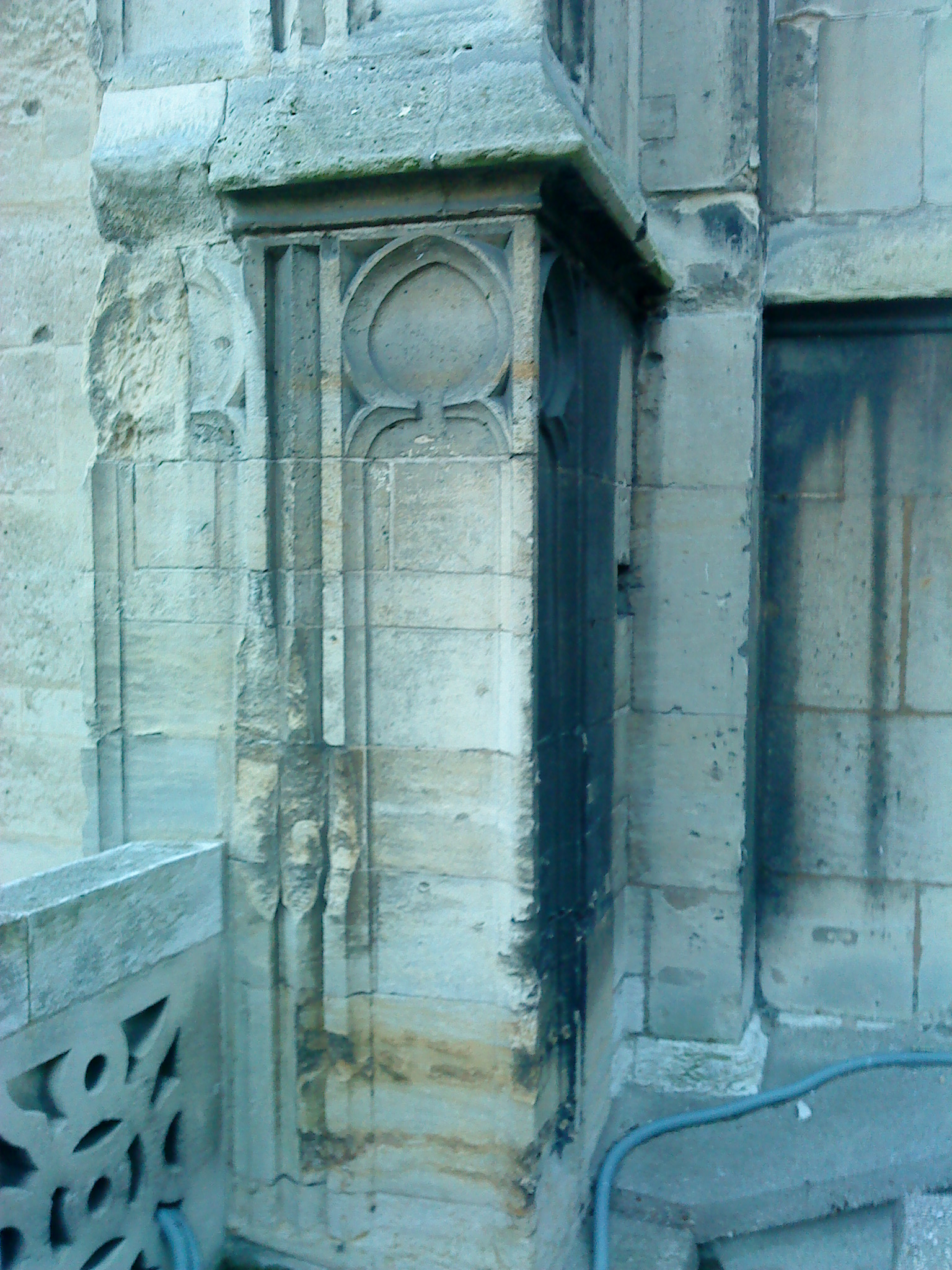
Contreforts de la tour (1540).
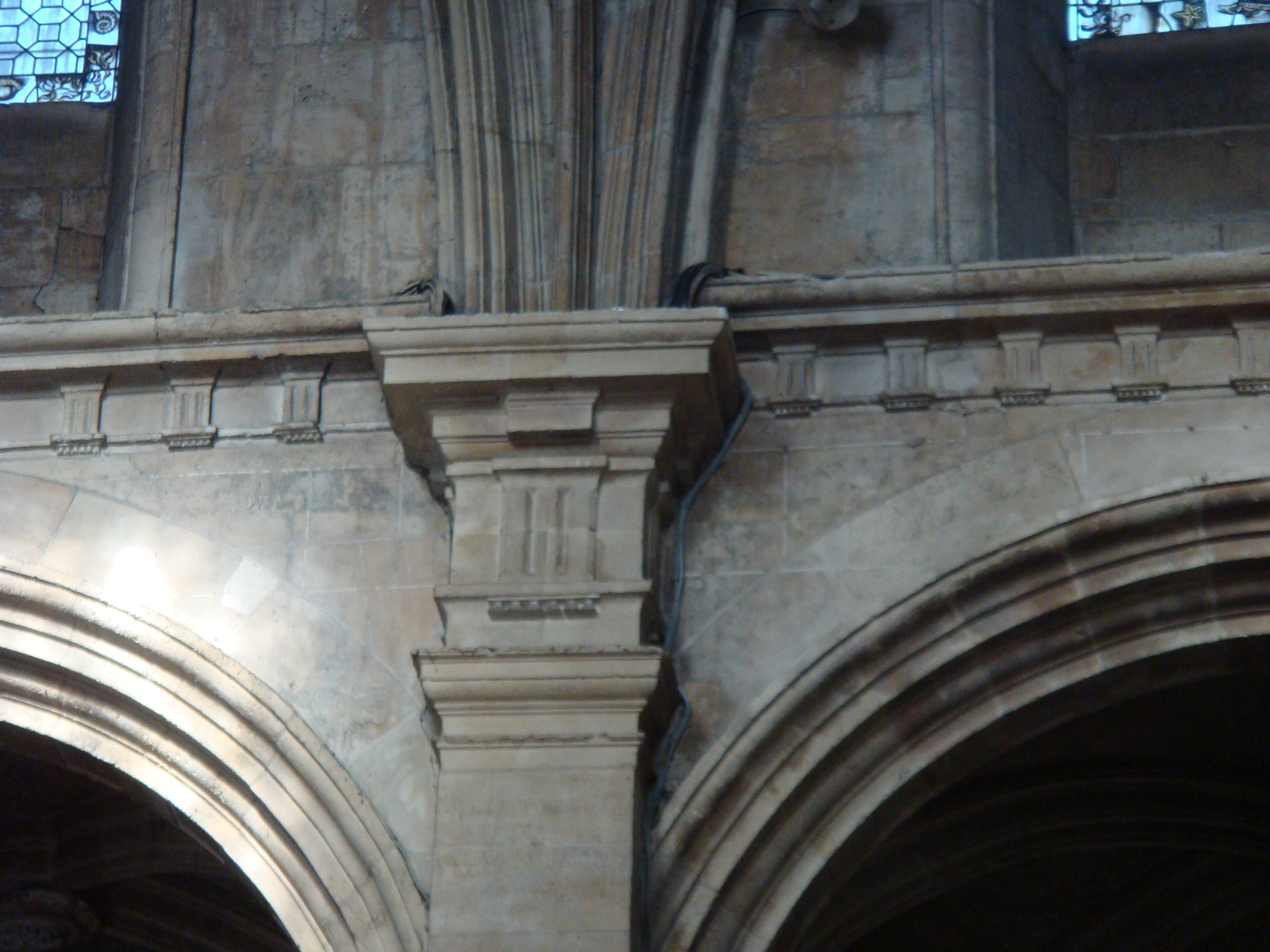
Architecture hybride à pilastres de style dorique et corniche à triglyphes, surmontés de croisées d'ogives (1575-1610).

Alors que les humanistes de la Renaissance souhaitent un retour aux formes classiques héritées de l'Antiquité, exprimant à leurs yeux un modèle de perfection, le terme « gothique » est employé pour la première fois, par Giorgio Vasari afin de désigner en 1550, avec une connotation péjorative l'art médiéval : il donne ainsi la paternité de ce style, aux peuples Goths dont les armées barbares dirigées par Alaric avaient envahi la péninsule italienne puis pillé Rome en 410.
Dans ce contexte, les recherches décoratives « baroque » de la fin du style gothique flamboyant, se voient opposées à la mesure toute classicique apparue un siècle plus tôt à Florence. Pour autant, les exubérantes dentelles de pierre de Saint-Maclou de Rouen restent bien contemporaines des réflexions antiquisantes de la chapelle des Pazzi de Florence et Léonard de Vinci meurt alors que s'achève seulement la façade flamboyante de la Trinité de Vendôme.

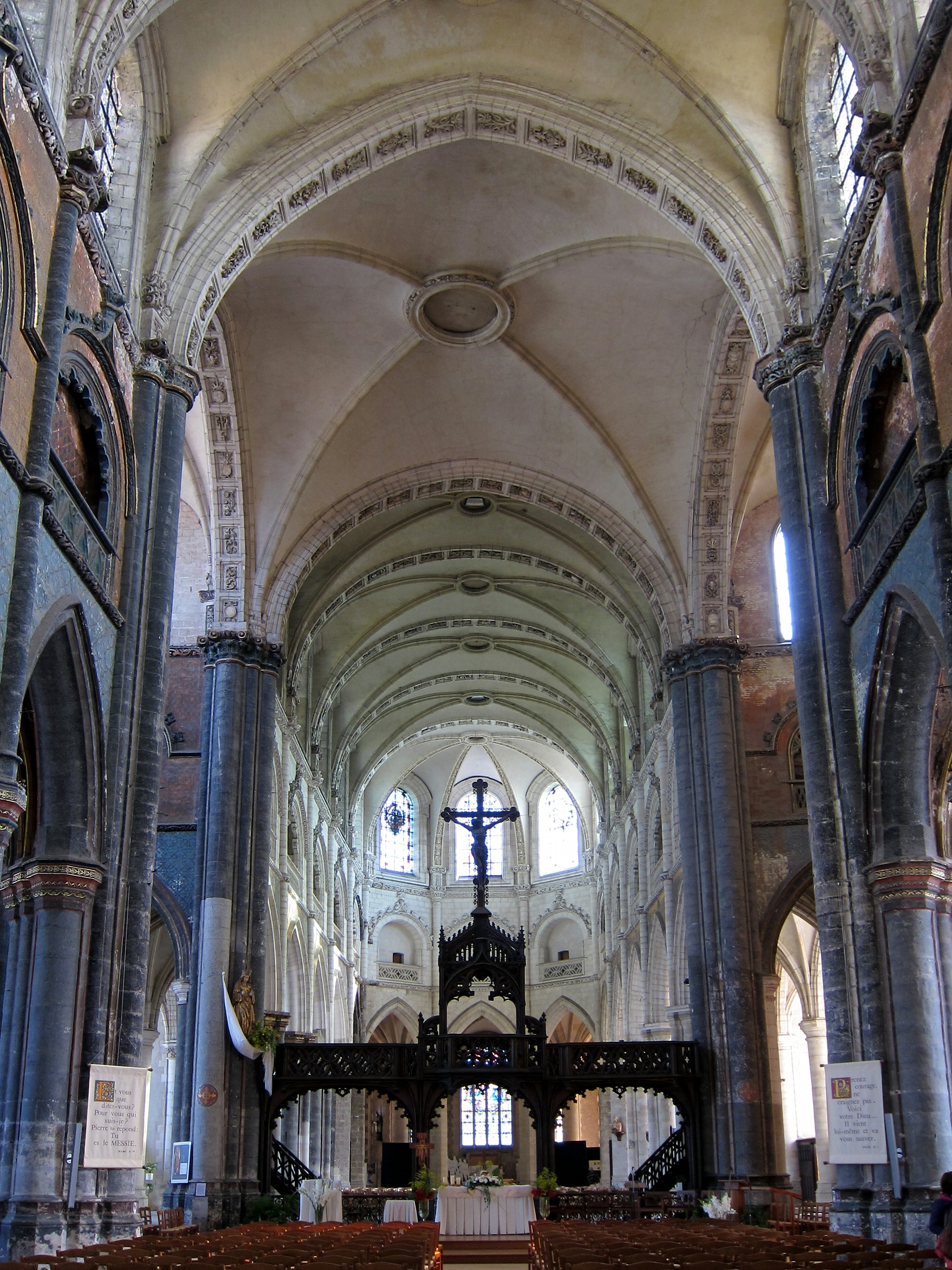
Collégiale Saint-Pierre d'Aire-sur-la-Lys, la nef (1492-1634) : abandon progressif du style gothique dans les parties hautes, même si les croisées d'ogives perdurent.

C'est pourquoi il serait caricatural de résumer le début du XVIe siècle comme l'opposition de deux univers artistiques que tout sépare : une recherche de synthèse est même opérée en France au cours de la phase transitoire du style Louis XII, renouvelant la structure médiévale grâce aux apports italiens. Loin d'être un exemple isolé, ce phénomène s'illustre jusqu'en Italie même, où le chantier de la cathédrale de Milan prolonge à l'envi le décor gothique jusqu'au seuil du XVIIe siècle. C'est d'ailleurs presque à regret que les raffinements gothiques des palais vénitiens (ex. : la Ca d'oro) cèdent face à la Renaissance.
Si l'art gothique ne meurt pas immédiatement, à l'arrivée des premiers artistes italiens à Amboise en 1495 il n'en donne pas moins des signes de décadence. Malgré quelques beaux succès dans la première moitié du XVIe siècle, le processus transitoire du Style Louis XII, impose peu à peu les formes de la Première Renaissance. À partir des années 1515 les formes gothiques se diluent alors progressivement dans le decorum italien : c'est ainsi qu'à l'église Saint-Eustache de Paris, une ornementation classicisante vient masquer la structure gothique. Si à l'exemple de la cathédrale du Havre ou de la collégiale d'Aire-sur-la-Lys, certains édifices achevés à la fin du XVIe siècle subissent de plein fouet les influences de l'art de la Renaissance, ils n'en restent pas moins gothiques par leur architecture.
Malgré ces survivances, le coup fatal est donné en 1526 avec la création par François Ier de l'École de Fontainebleau : cette nouvelle vague d'artistes italiens, plus nombreux qu'auparavant, a une grande influence sur l'art français en créant une véritable rupture du fait des innovations de ces artistes, aussi bien dans la décoration intérieure que dans l'application plus savante des ordres antiques en architecture. Les architectes qui, à l'époque du style Louis XII et de la Première Renaissance, sont des maîtres-maçons traditionalistes et pleins de verve, deviennent à partir des années 1530 des savants et des lettrés. Parmi les plus célèbres, on peut citer Philibert Delorme, Pierre Lescot, Jean Bullant, Jean Goujon, etc. S'opère alors un véritable tournant stylistique, généralement considéré comme la pleine acceptation de la Renaissance, préférant la beauté des lignes à la richesse de l'ornementation.
Le dédain pour l'art gothique va alors croissant car on ne comprend plus ses formes. Son rejet est tel qu'on projette même de détruire la cathédrale Notre-Dame de Paris pour la remplacer par un nouvel édifice plus moderne. Si la Révolution empêche ce projet de se concrétiser, elle provoque pourtant la vente et l'abandon des biens de l'Église, ce qui entraîne la disparition à jamais de nombreux chefs-d'œuvre de l'architecture gothique, dont la plus grande partie sont des abbayes mais aussi plusieurs cathédrales comme Notre-Dame-en-Cité d'Arras, Notre-Dame de Cambrai ou la Notre-Dame-et-Saint-Lambert de Liège en Belgique.

## Le gothique des temps modernes:XVIIeetXVIIIesiècles

Cathédrales Saint-Just-et-Saint-Pasteur de Narbonne et Saint-Pierre-et-Saint-Paul de Nantes
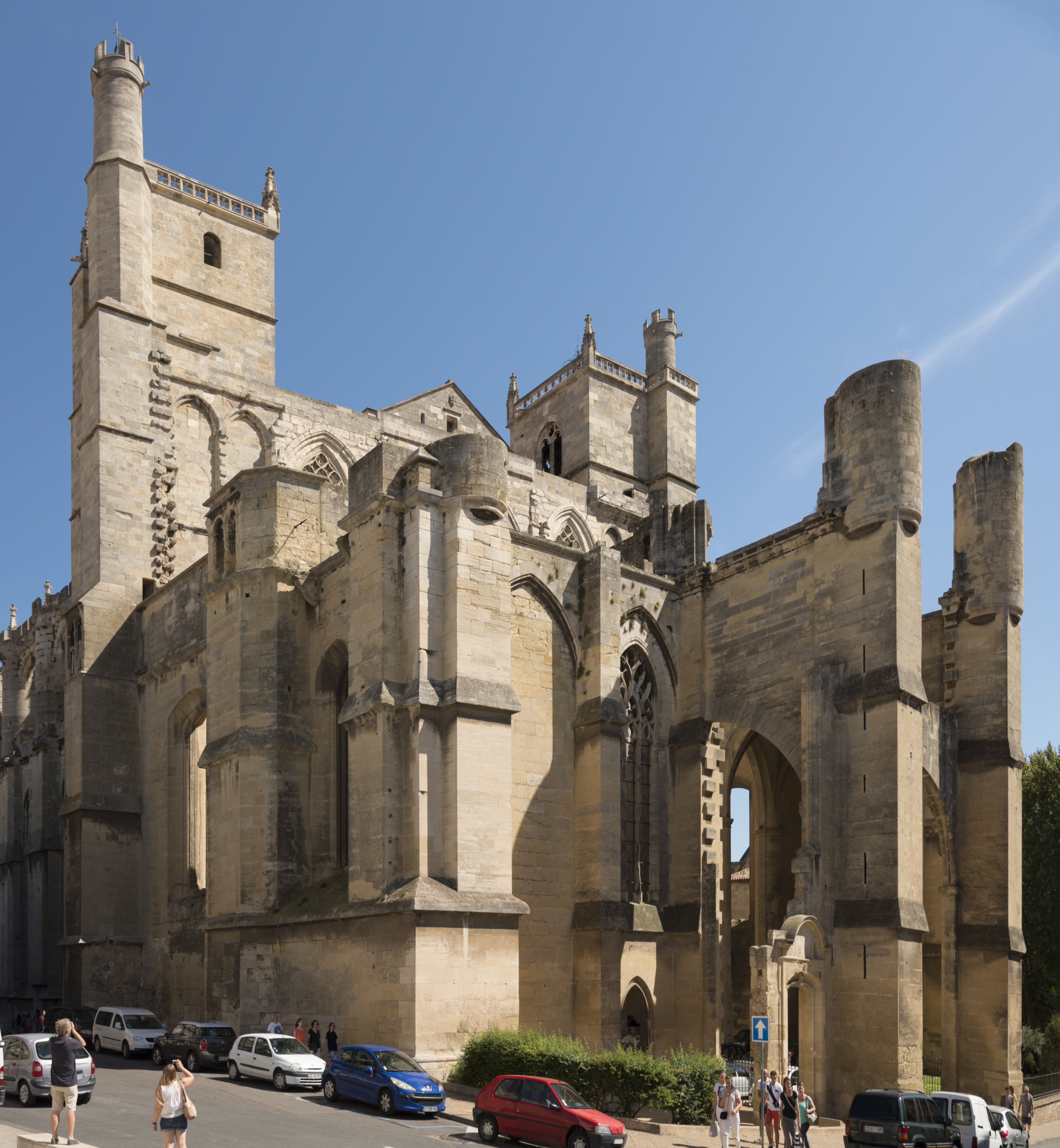
Narbonne, nef amorcée début XVIIIe siècle.
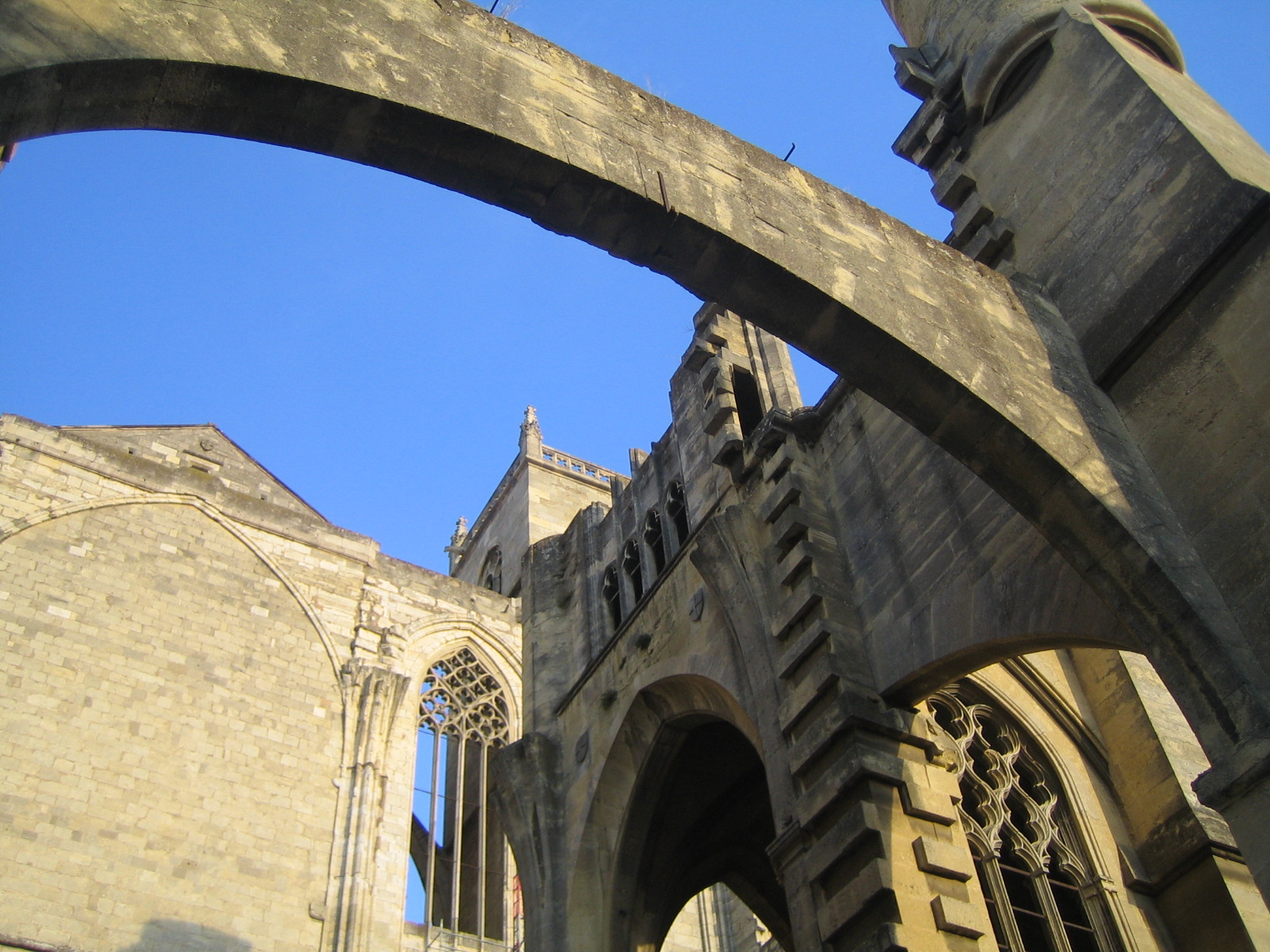
Narbonne, élévation de la nef inachevée, début XVIIIe siècle.
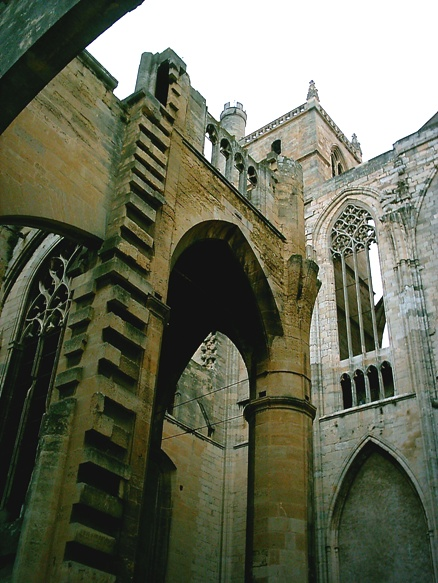
Narbonne, élévation de la nef, début XVIIIe siècle.
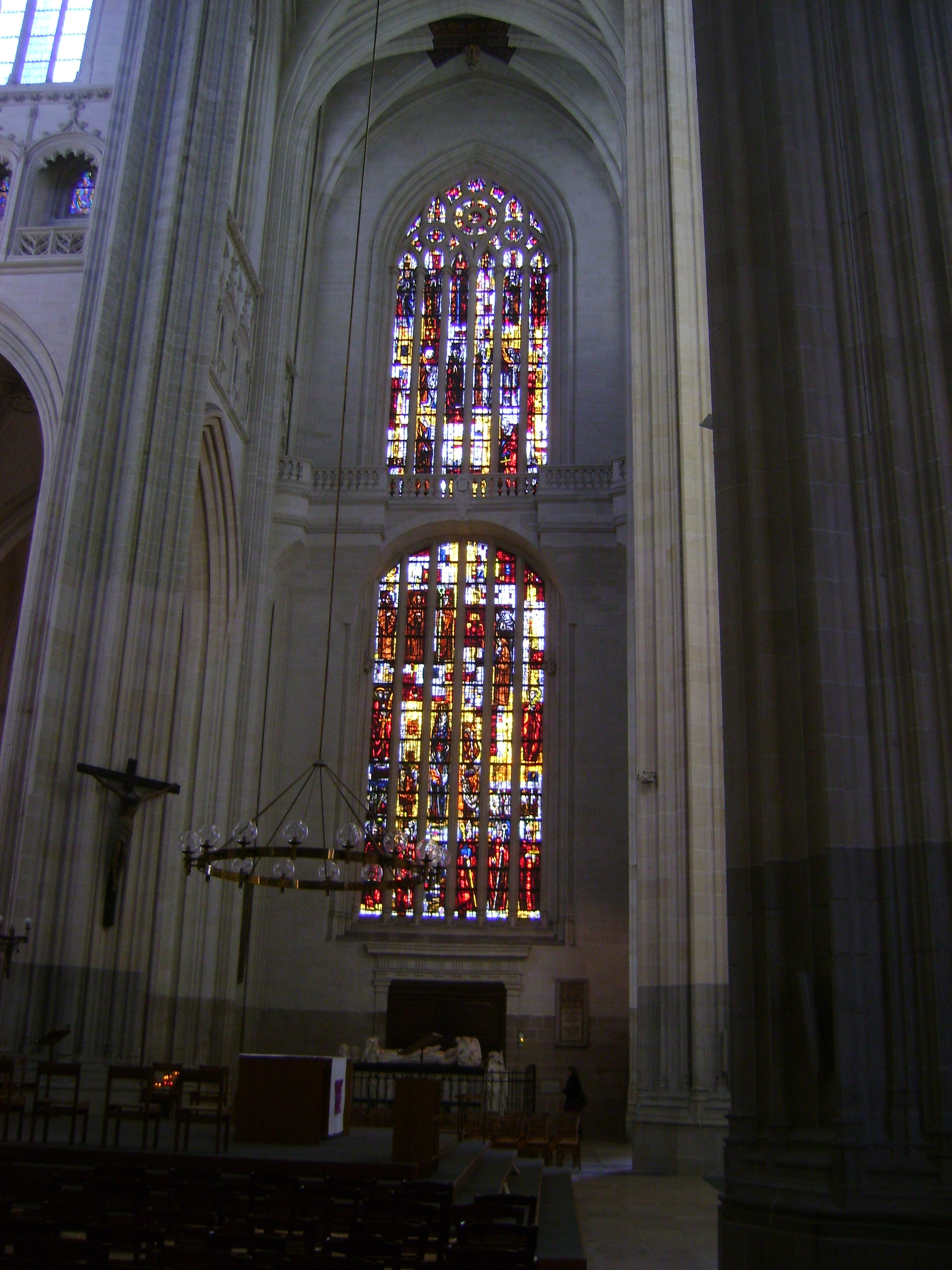
Nantes, élévation du bras sud, XVIIe siècle.
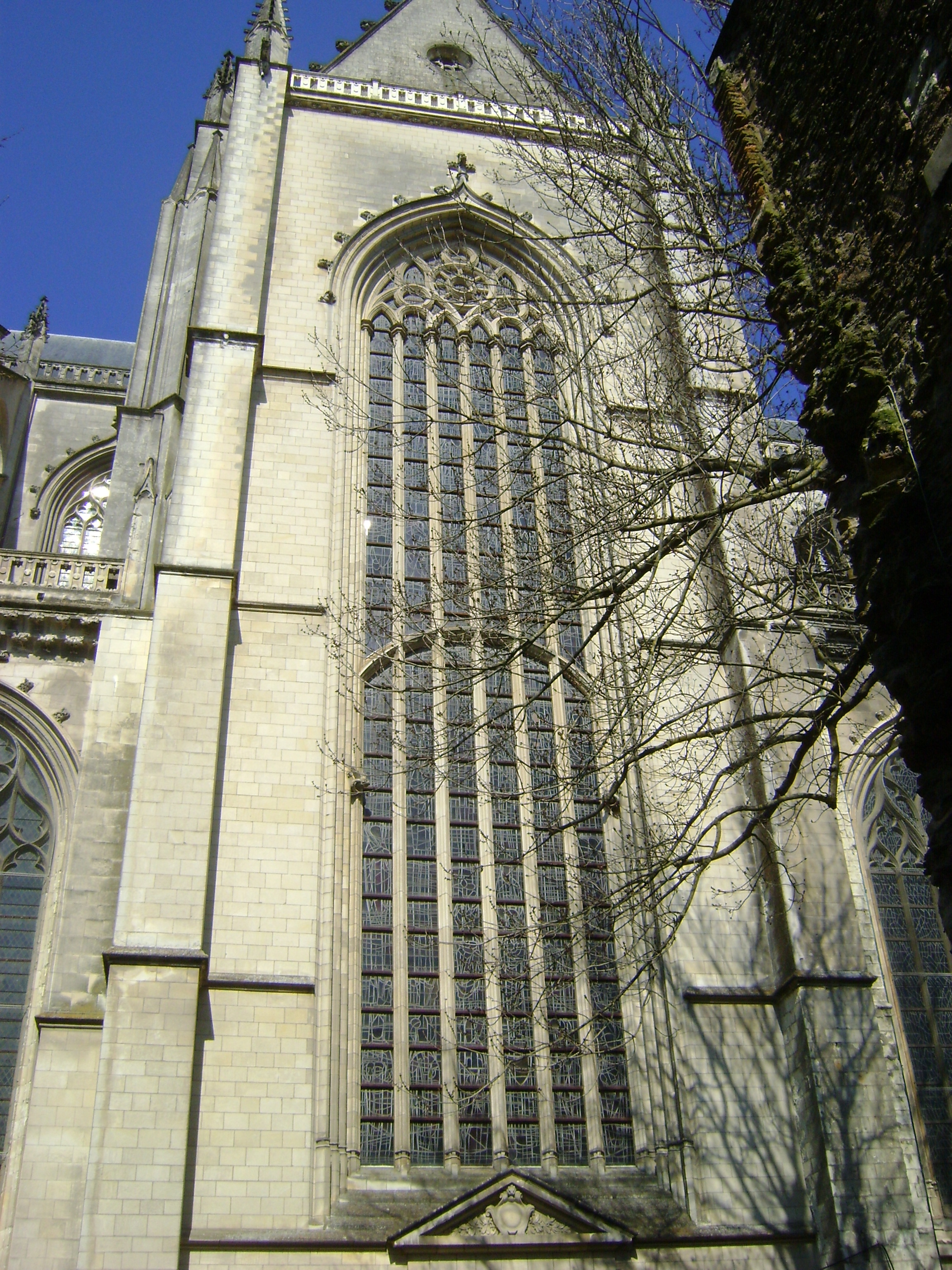
Nantes, façade du bras sud, XVIIe siècle.
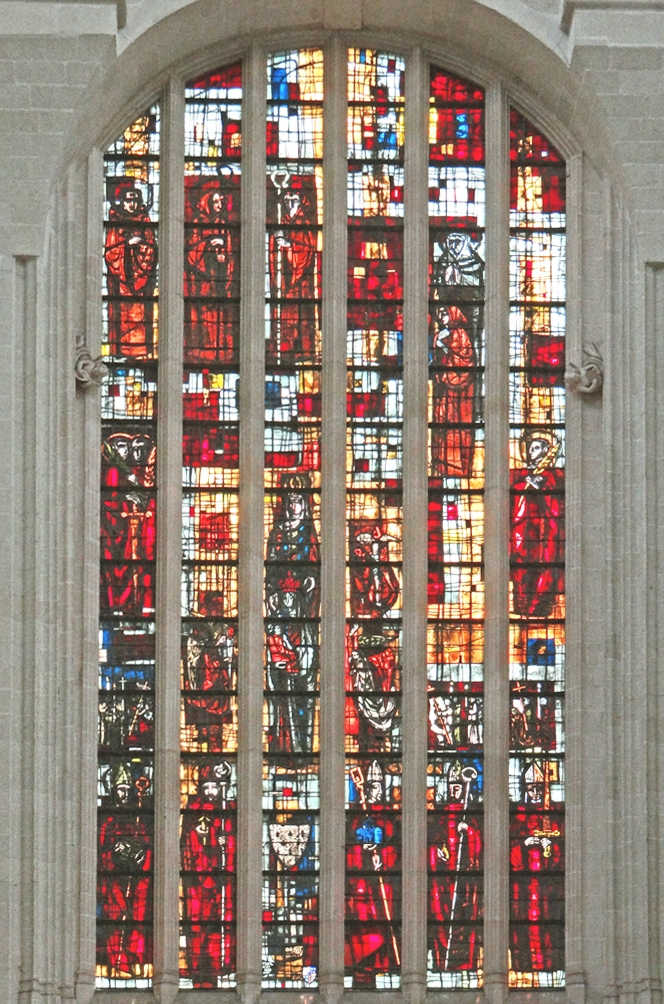
Nantes, remplace du croisillon sud, XVIIe siècle.

Cathédrale Sainte-Croix d'Orléans
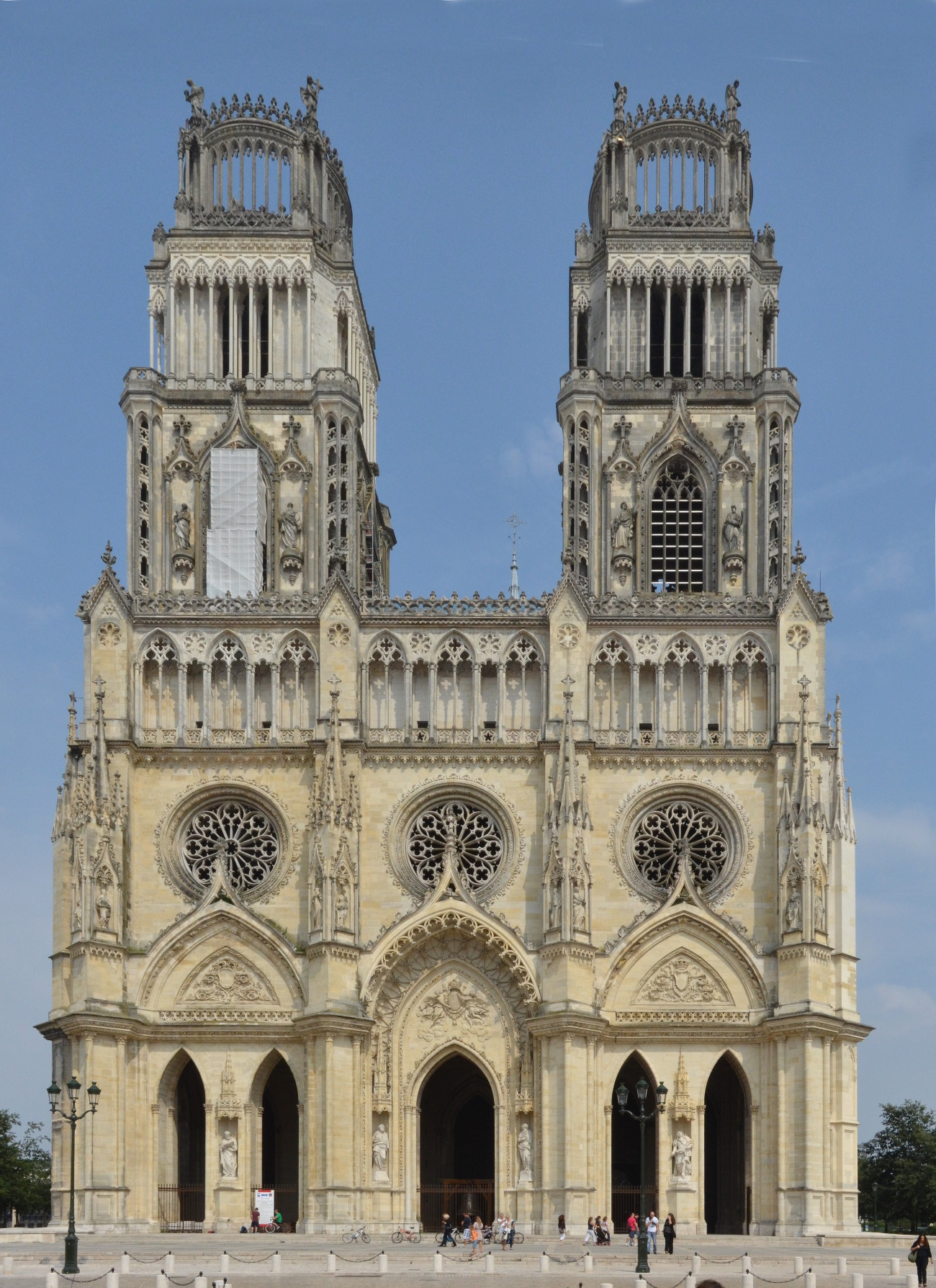
Façade, (XVIIIe – XIXe siècles).
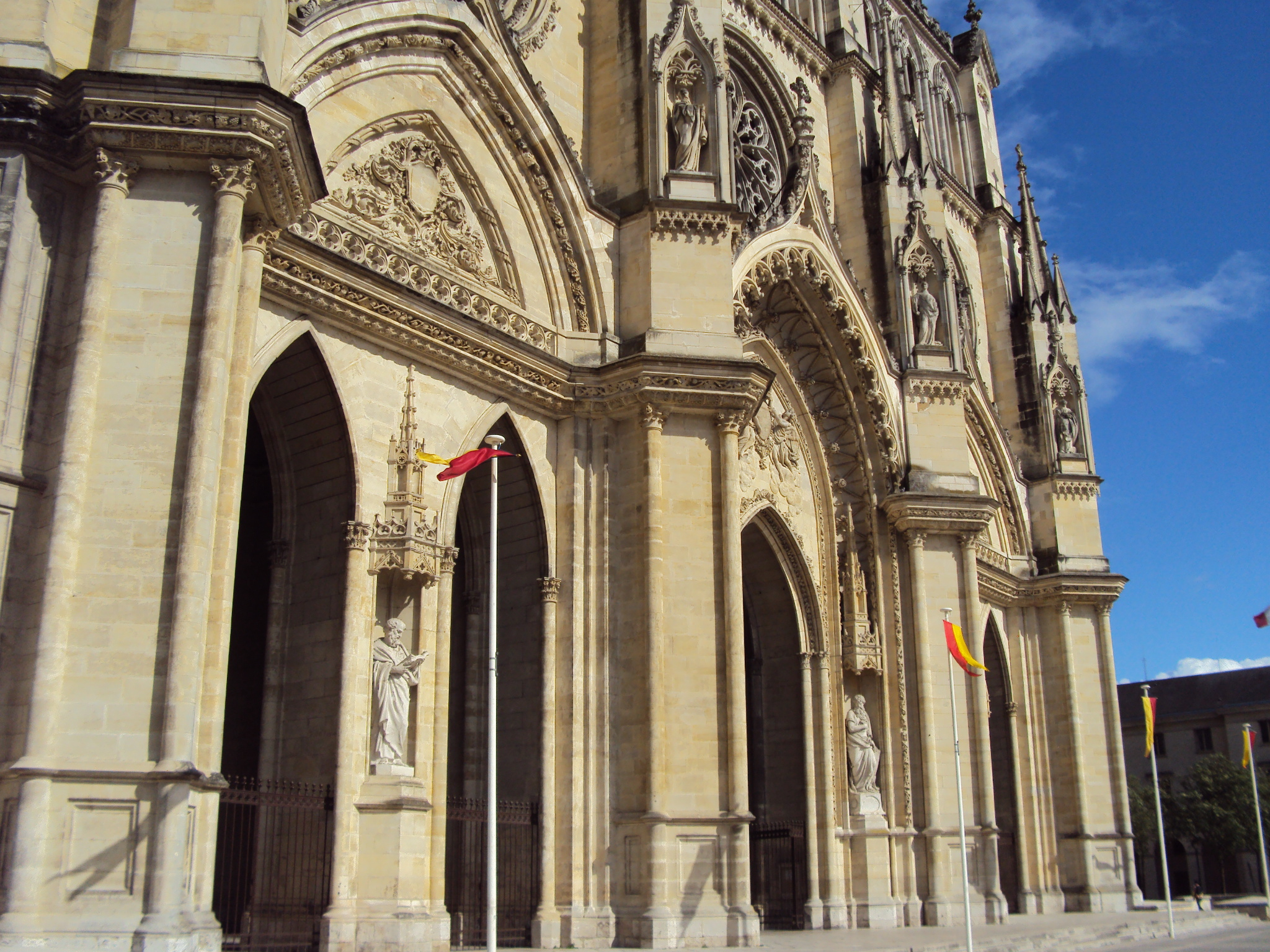
Portail à festons d'inspiration médiévale (XVIIIe siècle-XIXe siècle).
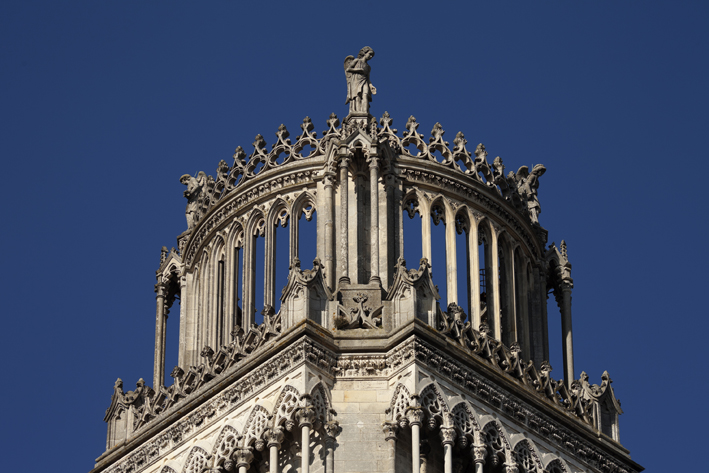
Sommet d'une des tours gothiques.
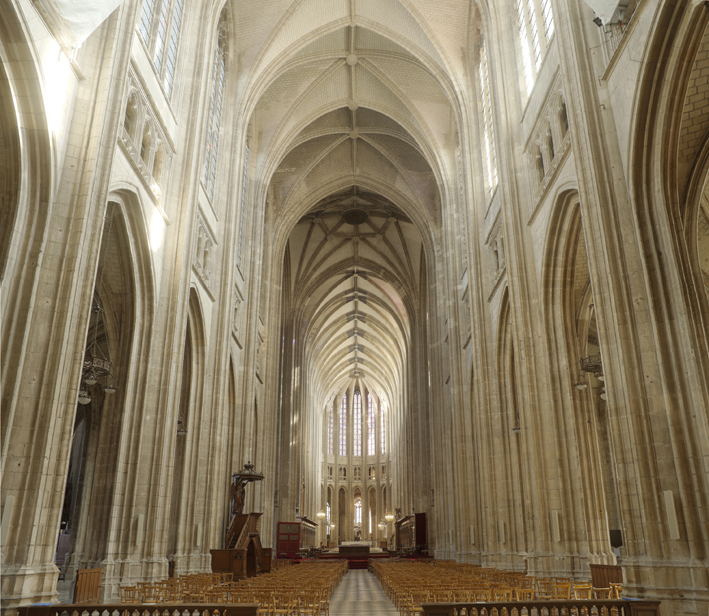
Nef (XVIIe siècle).

Les réalisations de style gothique aux XVIIe et XVIIIe siècles sont surprenantes, incongrues et dérangent nos habitudes de classifications. Durant cette période pourtant, il arrive en milieu rural qu'une église ou qu'une petite chapelle soient édifiées dans un style gothique tardif : Citons pour exemples la chapelle Saint-Samson de Trégastel, dont le chantier entrepris à la fin du XVIe siècle, ne sera achevé que vers 1630, ou encore au début du XVIIIe siècle, le projet de Guillaume Hénault pour les Célestins d'Orléans en style gothique flamboyant. La survivance de ce style est alors imputée à un certain traditionalisme, pour ne pas parler d'archaïsme. Mais en milieu urbain, où les constructeurs ont le choix et connaissent ce qui se fait de mieux, le choix de bâtir dans un style gothique démodé paraît plus surprenant. Si les chantiers de cette période font souvent suite aux destructions survenues lors des guerres de religion, le recours presque systématique au style gothique paraît curieux. Représentant trois exemples majeurs de cette tendance, les cas des cathédrales de Narbonne, de Nantes et d'Orléans peuvent nous apporter une réponse à cette interrogation.

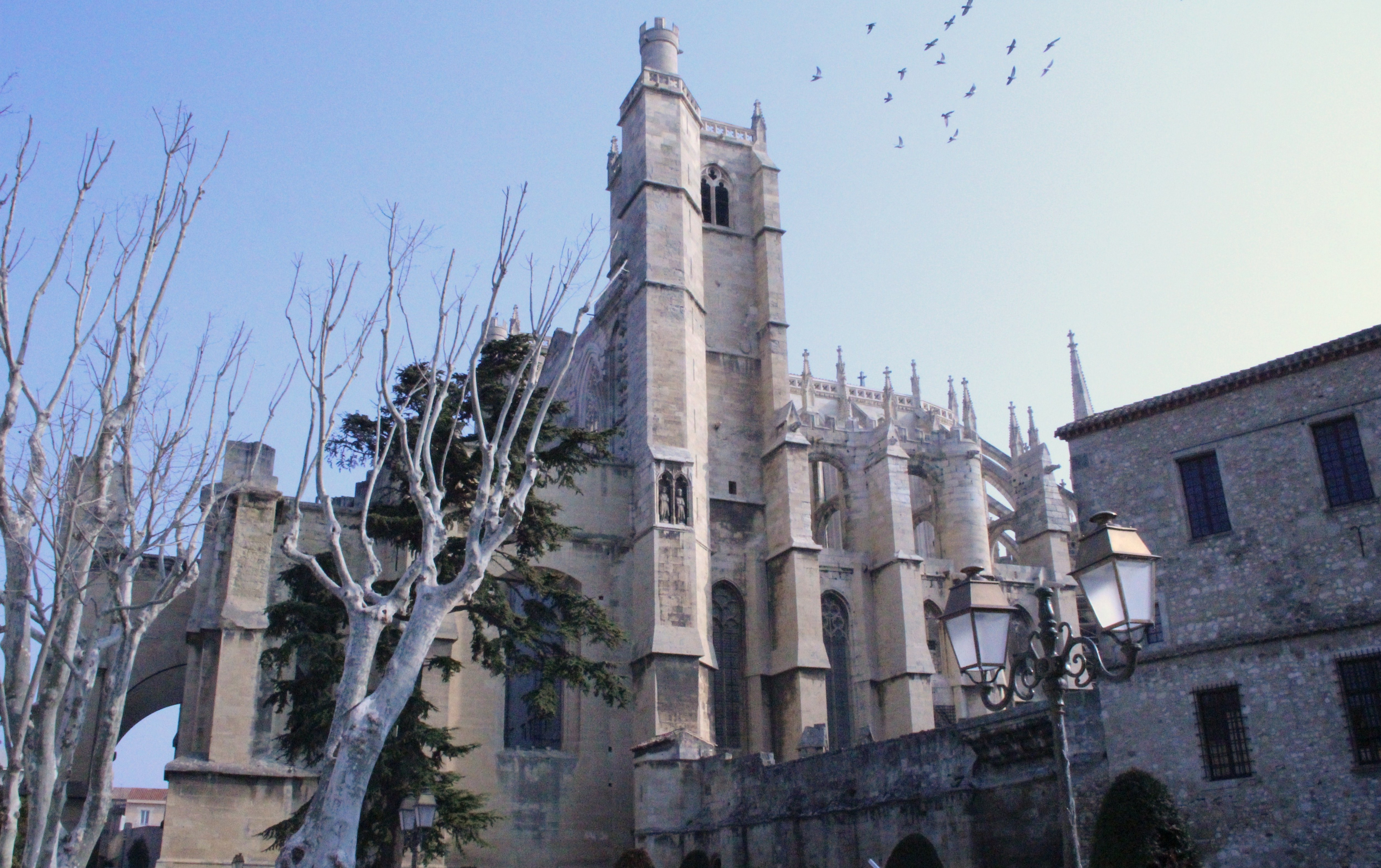
Cathédrale de Narbonne, le transept, amorcé au début XVIIIe siècle.

À la cathédrale Saint-Just-et-Saint-Pasteur de Narbonne, les travaux se poursuivent normalement jusqu'en 1340 mais quand il devint nécessaire pour les achever d'abattre une partie des remparts, les édiles de la ville bloquèrent le projet. Ajouté à la Grande Peste et au manque de moyens, cette décision provoque un tel ralentissement que la construction est finalement abandonnée en 1587, date de la consécration. C'est en 1708 seulement que sous la volonté de l'archevêque Charles Le Goux de la Berchère de nouveaux travaux sont entrepris dans une tentative d'achèvement de l'édifice. Un projet grandiose prévoyait l'édification d'une nef gothique à neuf travées surmontée d'un dôme à la croisée des transepts, indiquant la volonté de suivre certains usages contemporains. Après la mort de l'archevêque en 1719, les travaux sont continués par son successeur mais faute de financements suffisants, restent en suspens, malgré une reprise entre 1839 et 1842. Les restes de ces réalisations forment aujourd'hui la cour Saint Eutrope. Lors de la reconstruction au début du XVIIIe siècle, on reprend les piliers cylindriques du chœur gothique en plus massifs afin de supporter les voûtes de la future nef. La décoration est toutefois différente. La sculpture du Moyen Âge, passée de mode est modifié par des moulures classicisantes : dans le chœur, de fines colonnettes allègent les piliers, au contraire dans la nef du début du XVIIIe siècle, elles sont remplacées par des pilastres classiques très peu saillants. Par ailleurs, le traitement du triforium à quatre ogives est beaucoup plus sec que celui du chœur gothique du XIVe siècle, conformément à ce qui se pratiquait aux XVIIe et XVIIIe siècles dans les moulurations des arcs brisés. Si l'élévation à trois niveaux et surtout la forme pentagonales des chapelles au voûtement en croisées d'ogives et aux arcs brisés, indiquent une volonté de continuité avec le reste de l'édifice, en revanche, certains éléments n'appartiennent plus au vocabulaire architectural ou décoratif gothique : baie en linteau en forme d'arc, pilastres excessivement plats, corniches de forme classique, chapiteaux ioniques et fronton en plein cintre, etc. Cette fidélité au style gothique médiéval et l'application d'éléments de style classique contemporain, définissent ainsi ce gothique du XVIIe – XVIIIe siècle.

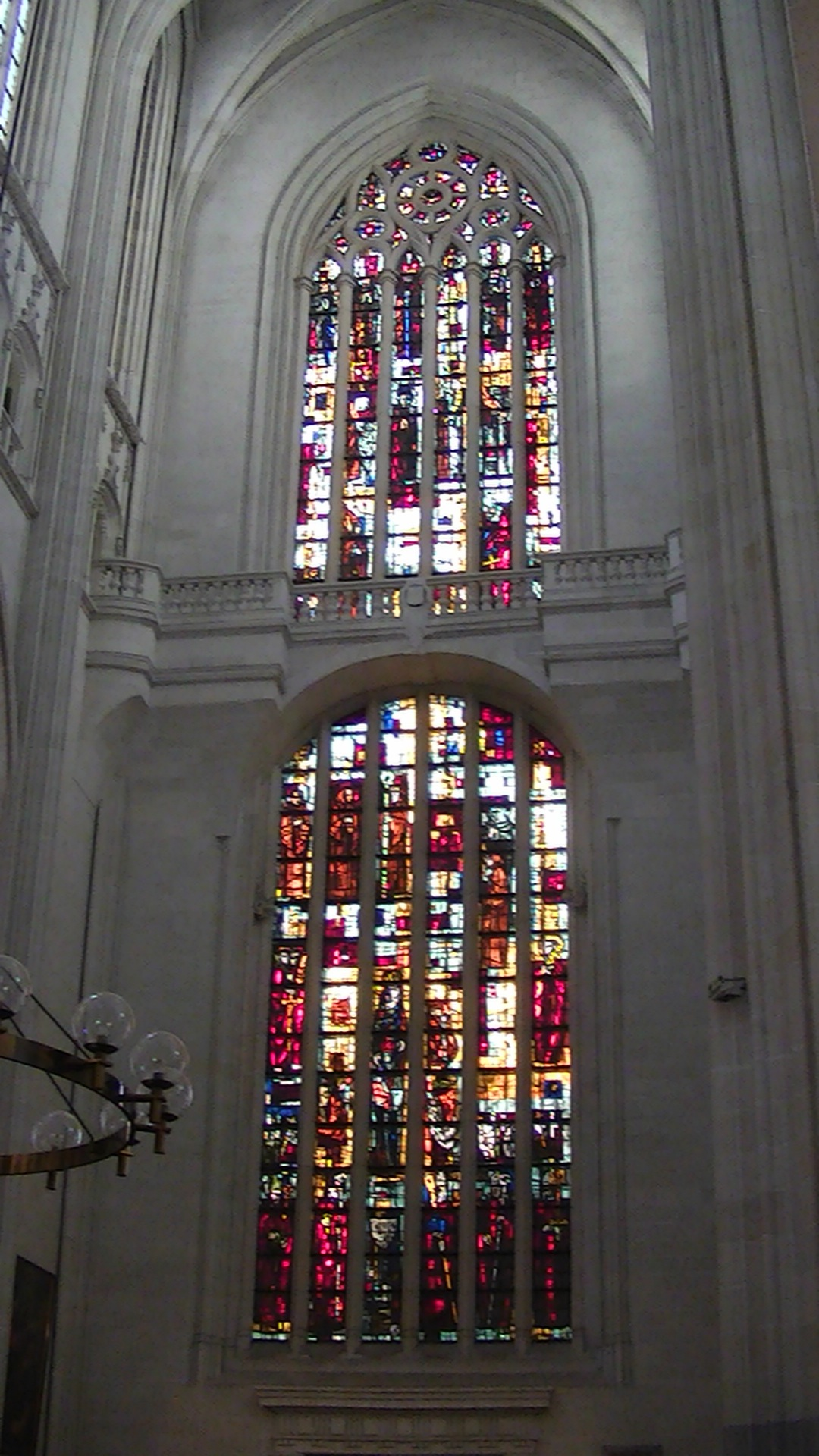
Fidélité au gothique mais placage d'éléments classiques, XVIIe siècle, bras sud de la cathédrale de Nantes.

À la cathédrale Saint-Pierre-et-Saint-Paul de Nantes, si la façade est achevée dès la fin du XVe siècle, puis les tours en 1508, la nef et les collatéraux resteront inachevés à partir du début du XVIe siècle, laissant un chantier ouvert. Pour autant, les travaux sont repris dans le bras sud du transept, en plein cœur du XVIIe siècle, dans une volonté de poursuivre les croisées d'ogives à arcs-boutants de la nef, et de respecter son ornementation gothique. Un projet d'achèvement du XVIIe siècle (dont il reste une maquette) envisageait même de poursuivre ce style, en ajoutant un transept au nord ainsi qu'un chevet court, adossé aux remparts. L'édifice ne sera toutefois achevé que dans le courant du XIXe siècle. Une fois encore, à Saint-Pierre-et-Saint-Paul de Nantes, les réalisations du XVIIe siècle n’altèrent en rien ni la qualité, ni la cohérence du gothique initial, même si, comme à Narbonne, on note une interprétation classicisante des sculptures médiévale lors des réalisations modernes de l'édifice.

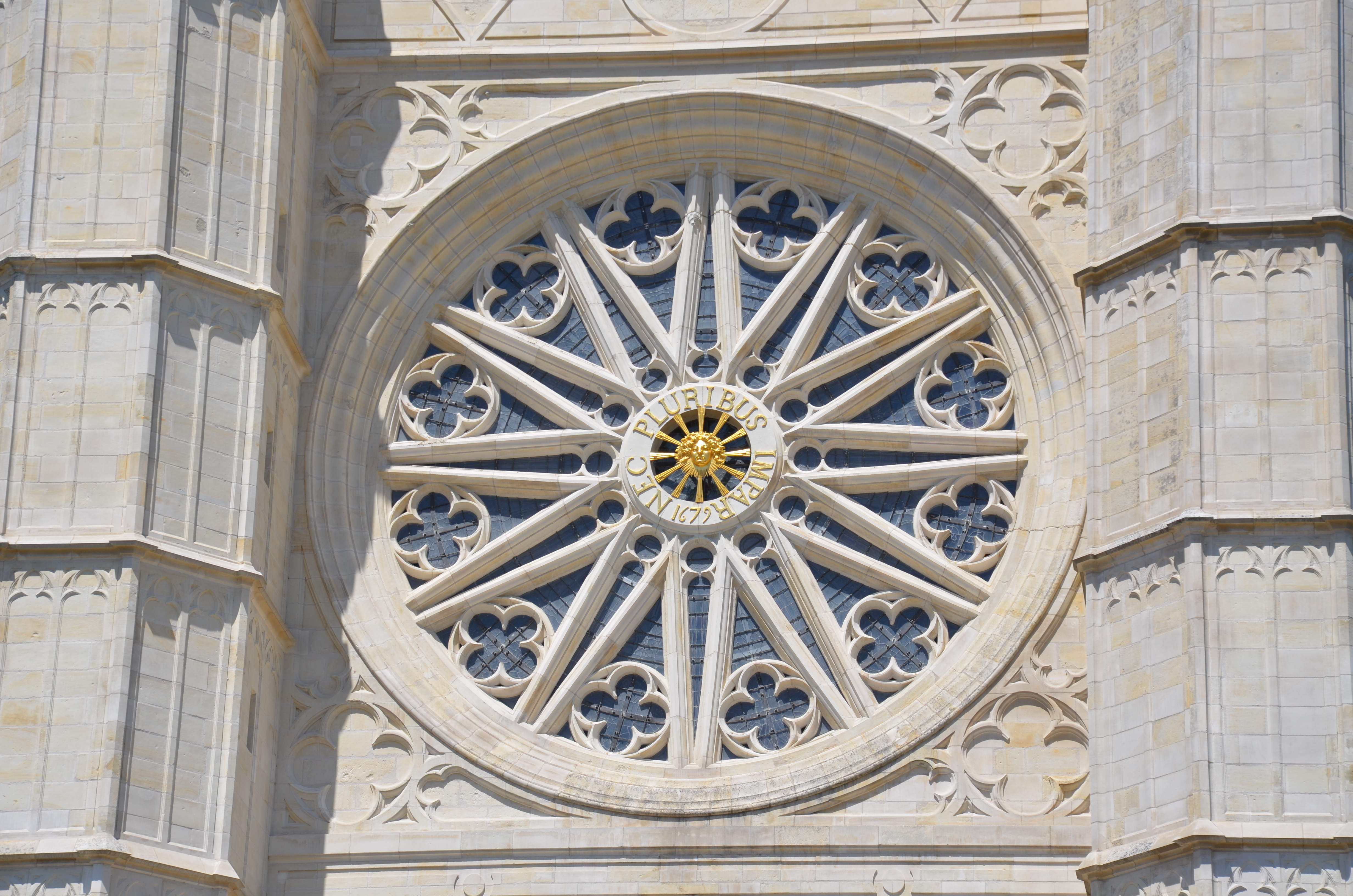
Devise latine de Louis XIV, fin XVIIe siècle, transept sud de la cathédrale d'Orléans.

Durant la deuxième guerre de religion, un petit groupe de huguenots fanatiques, s'introduit dans la cathédrale médiévale Sainte-Croix d'Orléans au cours de la nuit du 23 au 24 mars 1568 et fait sauter les quatre piliers de la croisée des transepts. Les piliers s'effondrent, entraînant le clocher, la sphère de cuivre le surmontant, les voûtes du chœur, et la nef. Seules restent intactes les chapelles absidiales rayonnant autour du chœur, ainsi que les deux premières travées de la grande nef. Des travaux de déblaiement et d'aménagement provisoires seront effectués rapidement. Le 2 juillet 1598, le roi Henri IV revient de Bretagne, après avoir signé l'édit de Nantes qui va mettre fin aux guerres de religion. À Orléans, il promet de lancer, aux frais de l'État, la reconstruction de la cathédrale en style gothique. Il scelle la première pierre le 18 avril 1601, en apposant une plaque sur un des piliers subsistants. Le 18 avril 1601, le roi et la reine Marie de Médicis posèrent la première pierre du nouvel édifice. Le chœur est terminé en 1623. En 1627, on jette les fondations du transept gothique qui sera achevé en pleine époque baroque, en 1636. Le transept nord est achevé en 1643, et le transept sud en 1690. Leurs façades à l'élévation classicisante, comportent alors la marque du Roi Soleil, introduisant l'art moderne de l'époque dans l'édifice de style gothique flamboyant. Son portrait et sa devise Nec pluribus impar figurent également, avec la date d'achèvement de 1679, au centre de la rosace située au-dessus du portail du transept sud. La devise peut se traduire par : « Il suffirait à [gouverner] plusieurs [royaumes] ». L'architecte Étienne Martellange y œuvra au XVIIe siècle, suivi au XVIIIe siècle par Jacques V Gabriel qui créa les stalles et la clôture du chœur et Louis-François Trouard. En 1739, commence l'édification du portail « gothique » occidental surmonté des deux tours, en prolongement de la grande nef. La vieille façade romane, qui a survécu à toutes les destructions est pourtant démolie. La nouvelle réalisation, jusqu'à la base des tours, est terminée en 1773. Les deux premiers étages des tours sont construits durant les dix années suivantes, alors qu'il faut renforcer le portail qui menace de s'effondrer. La Révolution suspend les travaux, il ne manque à l'édifice « gothique » que ses deux tours. On ne reprend finalement les travaux qu'en 1817. Le roi Charles X inaugure l'achèvement des travaux le 8 mai 1829, pour le 400e anniversaire de la levée du siège des Anglais, par Jeanne d'Arc et son armée : un perron monumental mêlant festons d'inspiration gothique et éléments néo-classique prend place devant la cathédrale, parallèlement à la percée de la nouvelle rue Jeanne d'Arc et à la création du grand parvis de la cathédrale.
On peut conclure avec ces trois exemples pris à Narbonne, Nantes et Orléans, que la volonté de continuer les édifices dans le style gothique initial, même avec des aménagements au goût du jour, a pu vouloir affirmer la continuité de l'église, dans des régions très marquées par le protestantisme, à travers la cathédrale, édifice majeur et symbolique du monde catholique. Du reste, l'architecture gothique devient dès cette époque, sous l'influence d'historiens et d'architectes tels que Soufflot, le symbole même de l'église en France. On peut citer l'opinion de Montesquieu qui pourtant n'aimait pas ce style : « Il semble que le gothique convienne mieux aux églises qu'une autre architecture, la raison m'en paraît de ce que le gothique n'étant pas en usage, il est plus différent de notre manière de bâtir des maisons ; de façon que le culte de Dieu semble plus distingué des actions ordinaires ». De même l'architecte bordelais Jean-Baptiste Lartigue ayant conçu en 1776 un projet de façade gothique pour la cathédrale de sa ville, appuya son choix par les considérations suivantes : « Nos temples gothiques offrent par leur légèreté apparente et par leur élévation prodigieuse, des beautés que l'on ne retrouve ni à Saint Roch, ni à Saint-Sulpice, ni dans les églises modernes du genre grec : Ici notre esprit admire…, mais dans les églises gothiques, c'est l'âme qui est émue ».

## AuXIXesiècle, le romantisme réhabilite le gothique: le néo-gothique

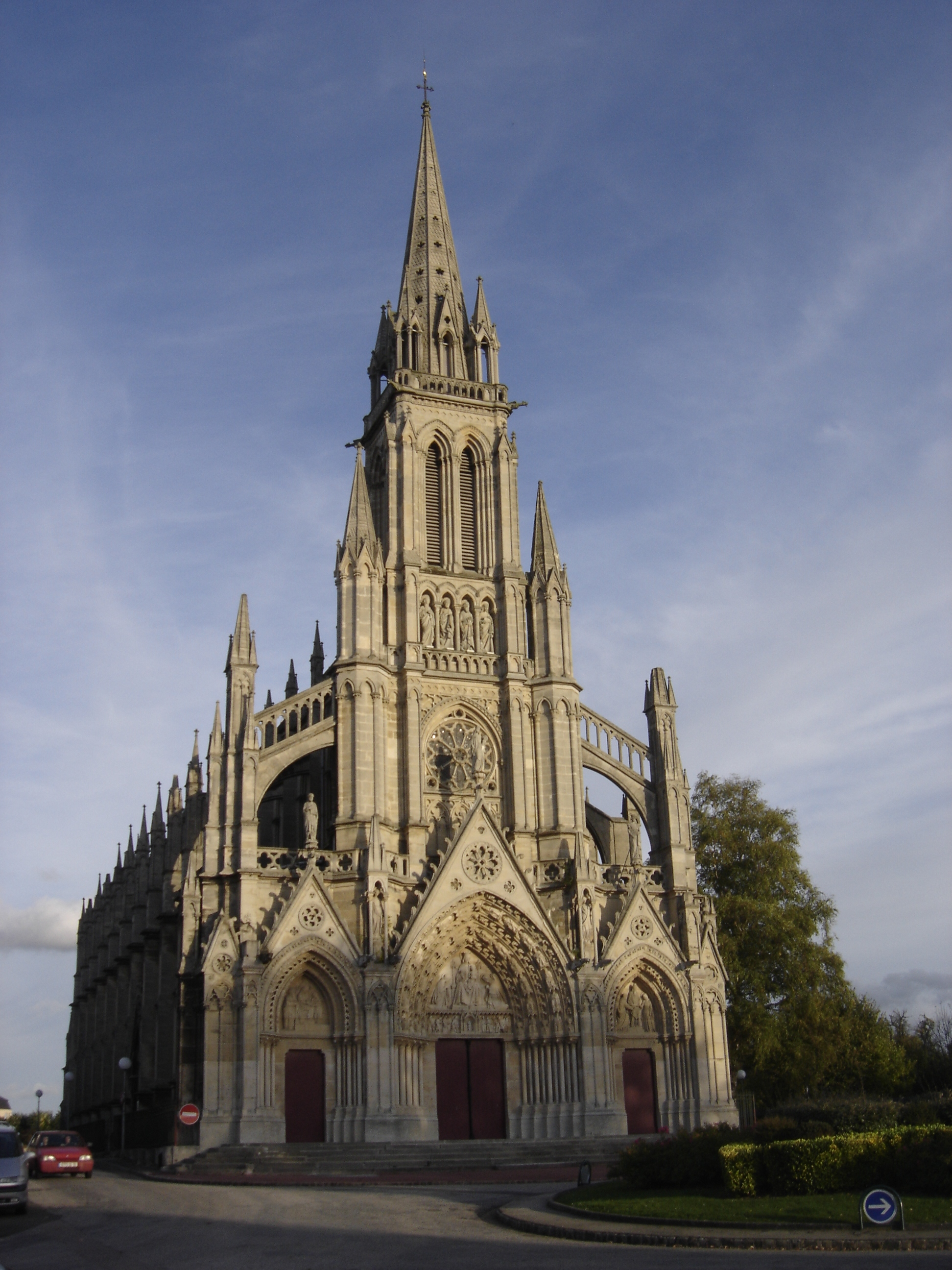
Basilique Notre-Dame de Bonsecours (1840-1844).
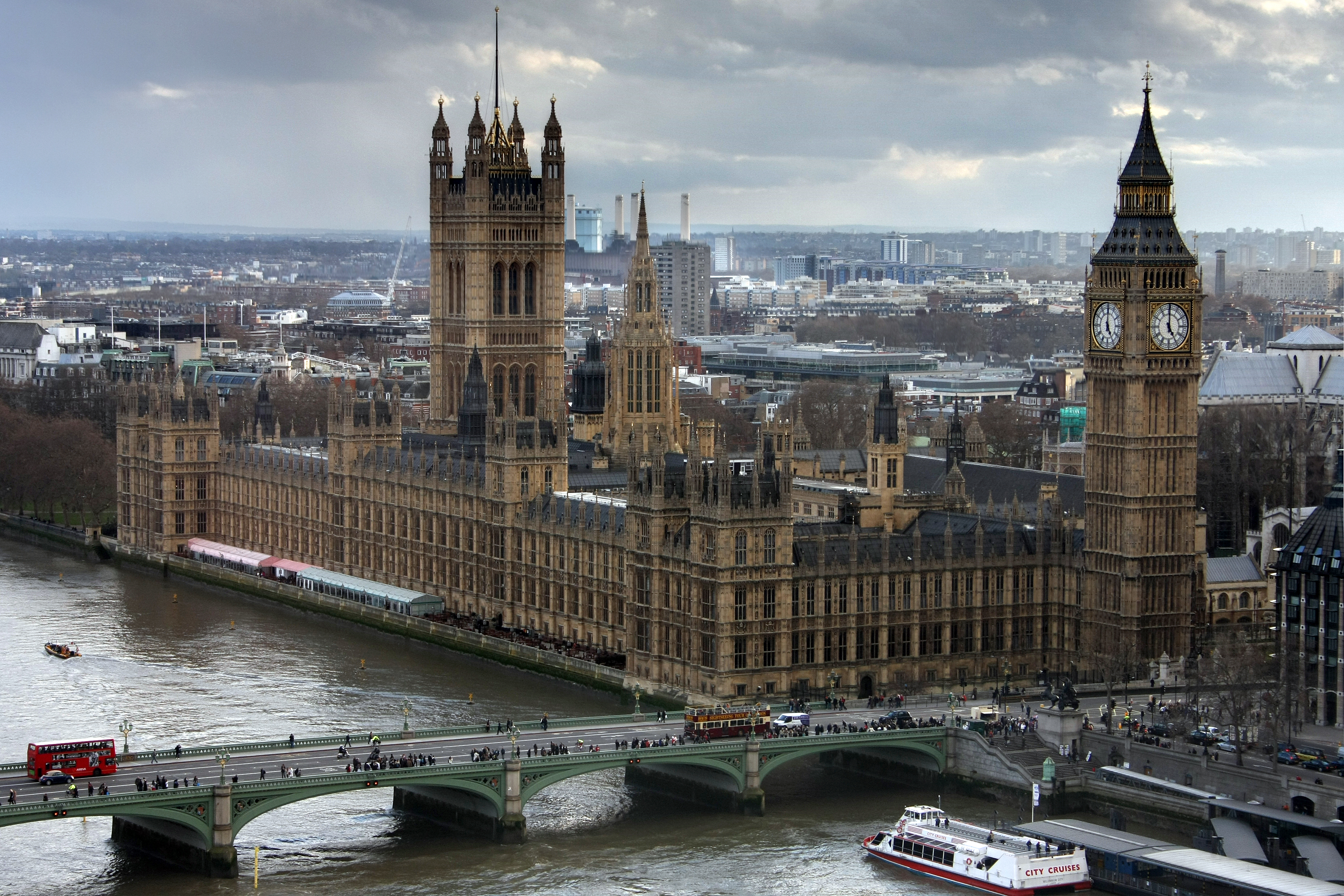
Palais de Westminster de Londres (1840-1860).
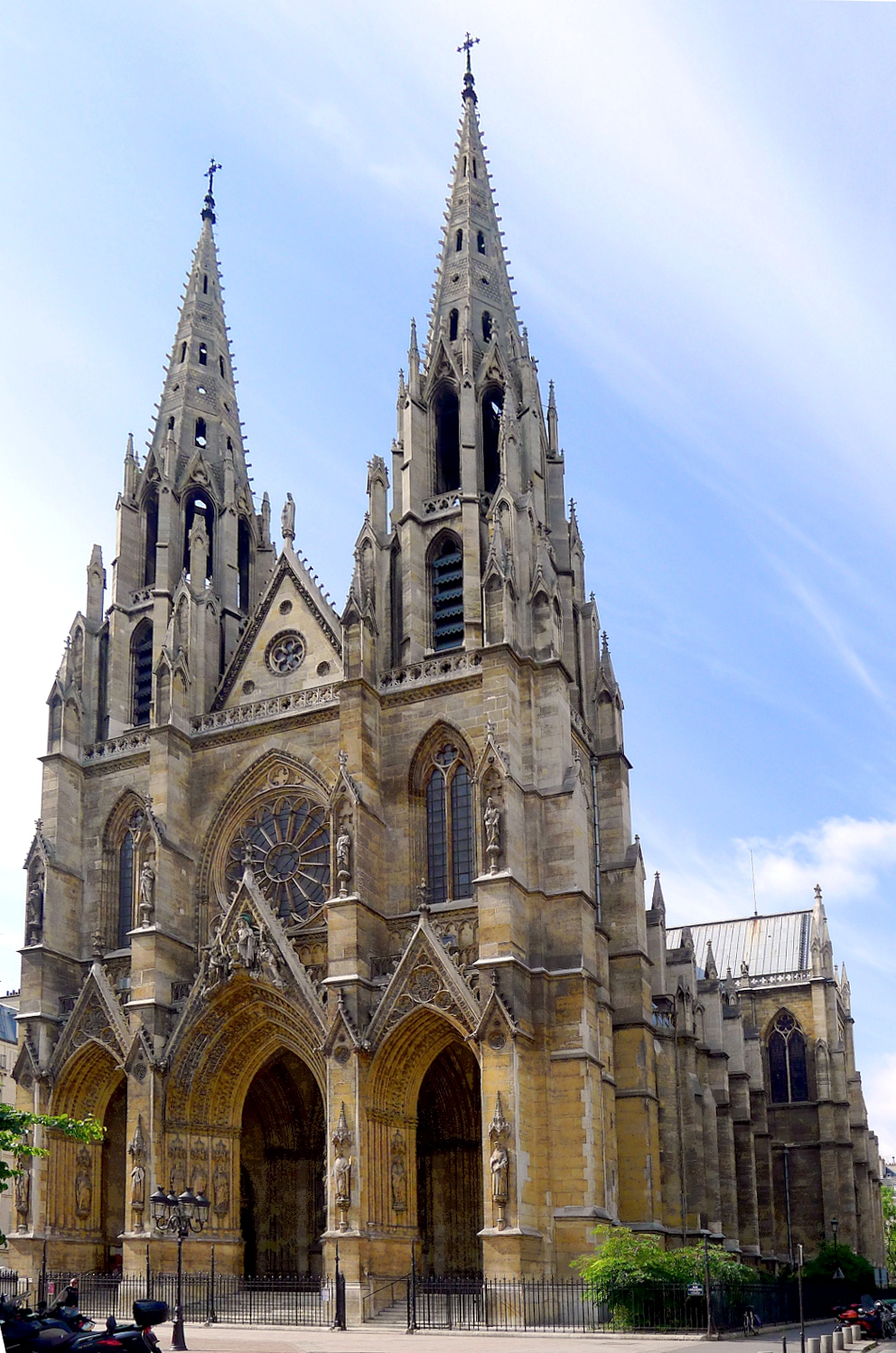
Basilique Sainte-Clotilde de Paris (1846-1857).
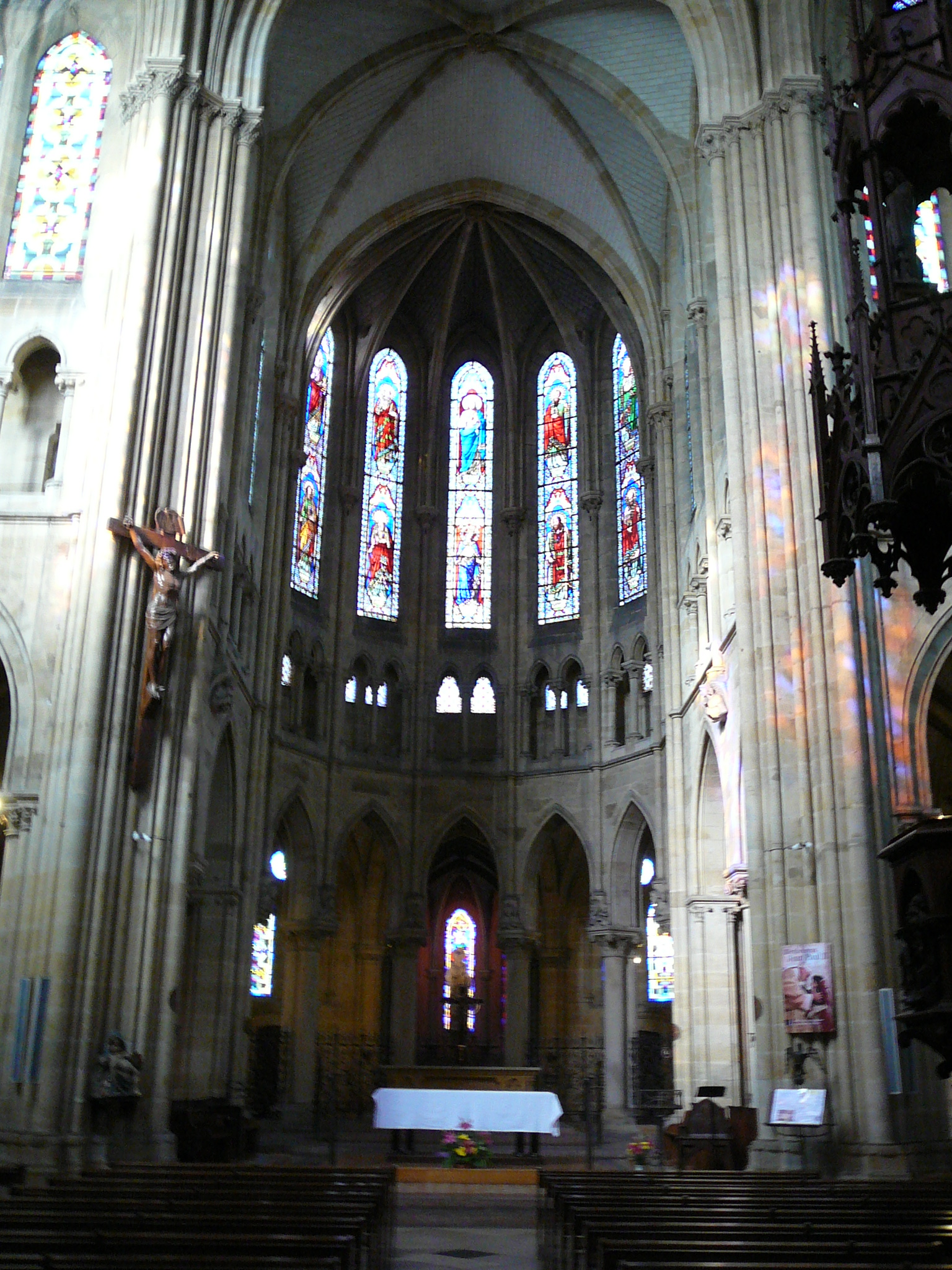
Élévation dans l'église du Sacré-Cœur de Moulins (1844-1881).
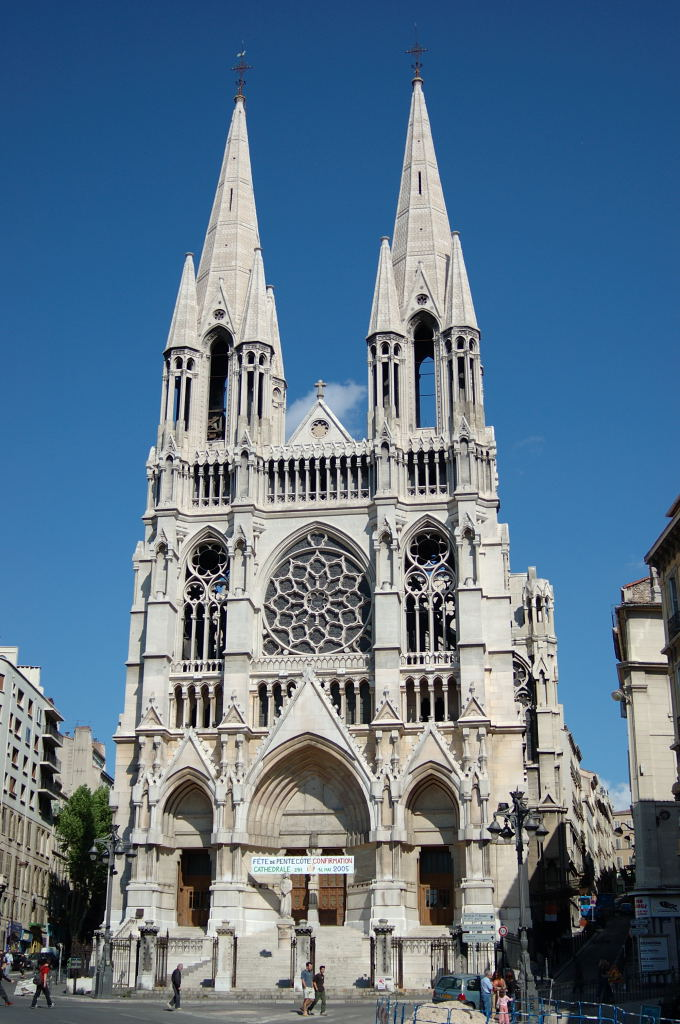
Église Saint-Vincent-de-Paul de Marseille (1855-1886).
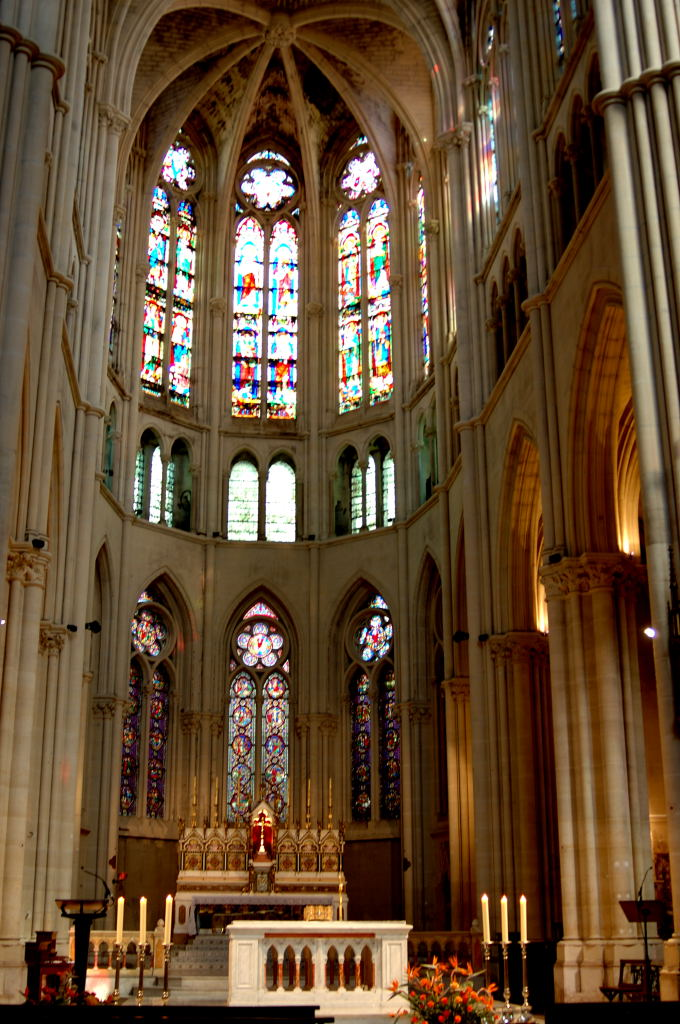
Saint-Vincent-de-Paul de Marseille (1855-1886).
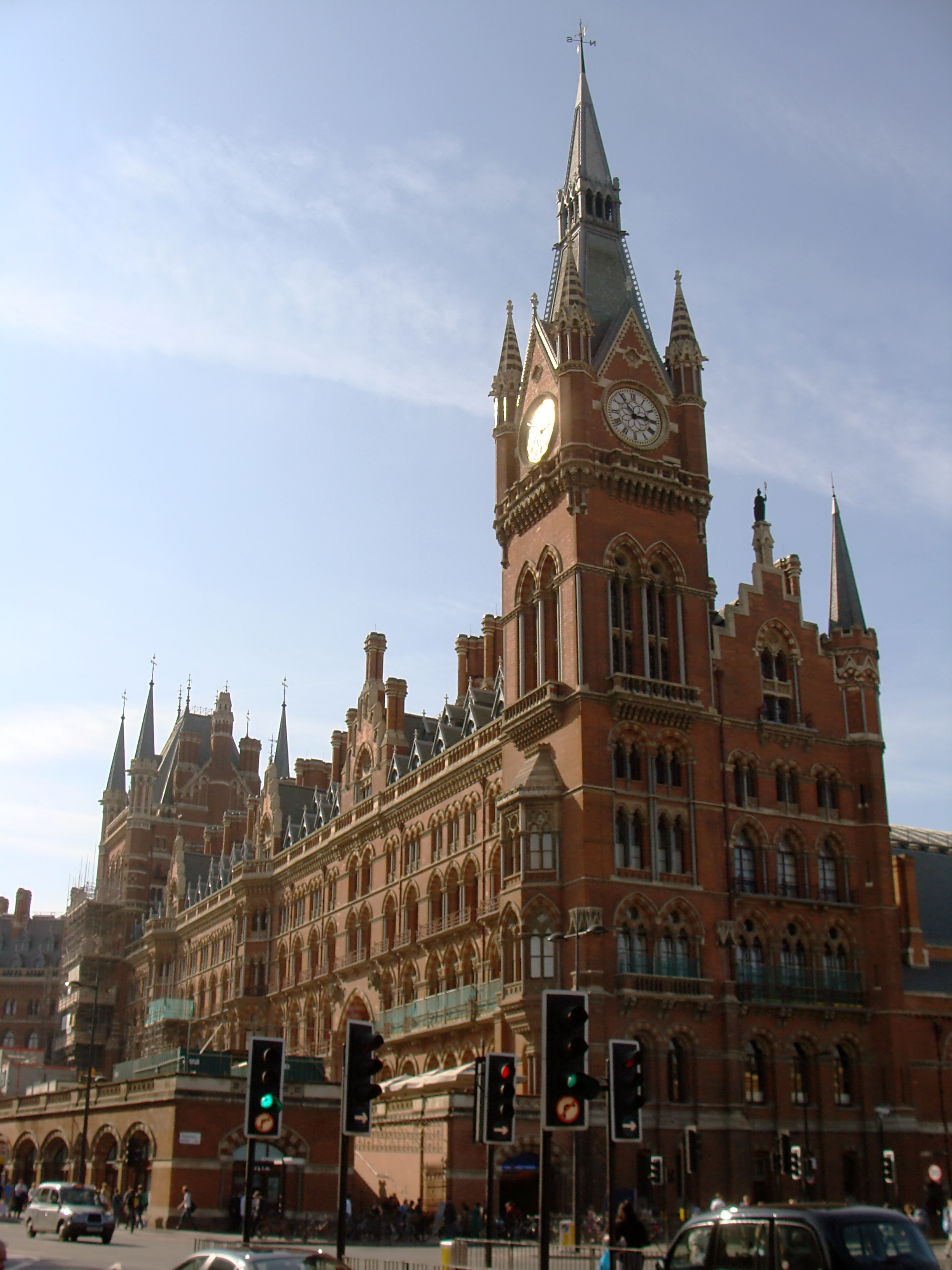
Gare de Saint-Pancras de Londres (1868-1873).
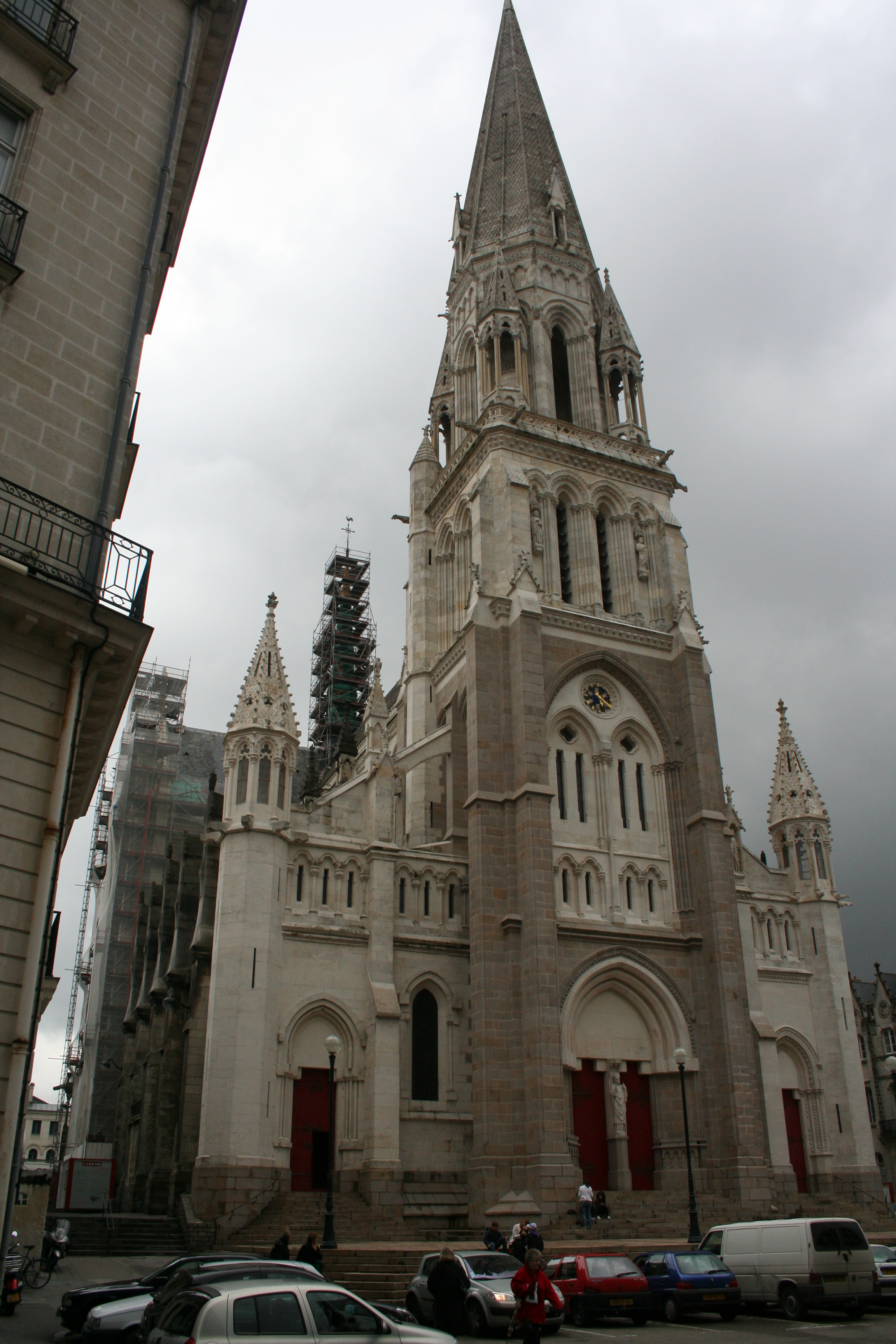
Basilique Saint-Nicolas de Nantes (1869-1882).
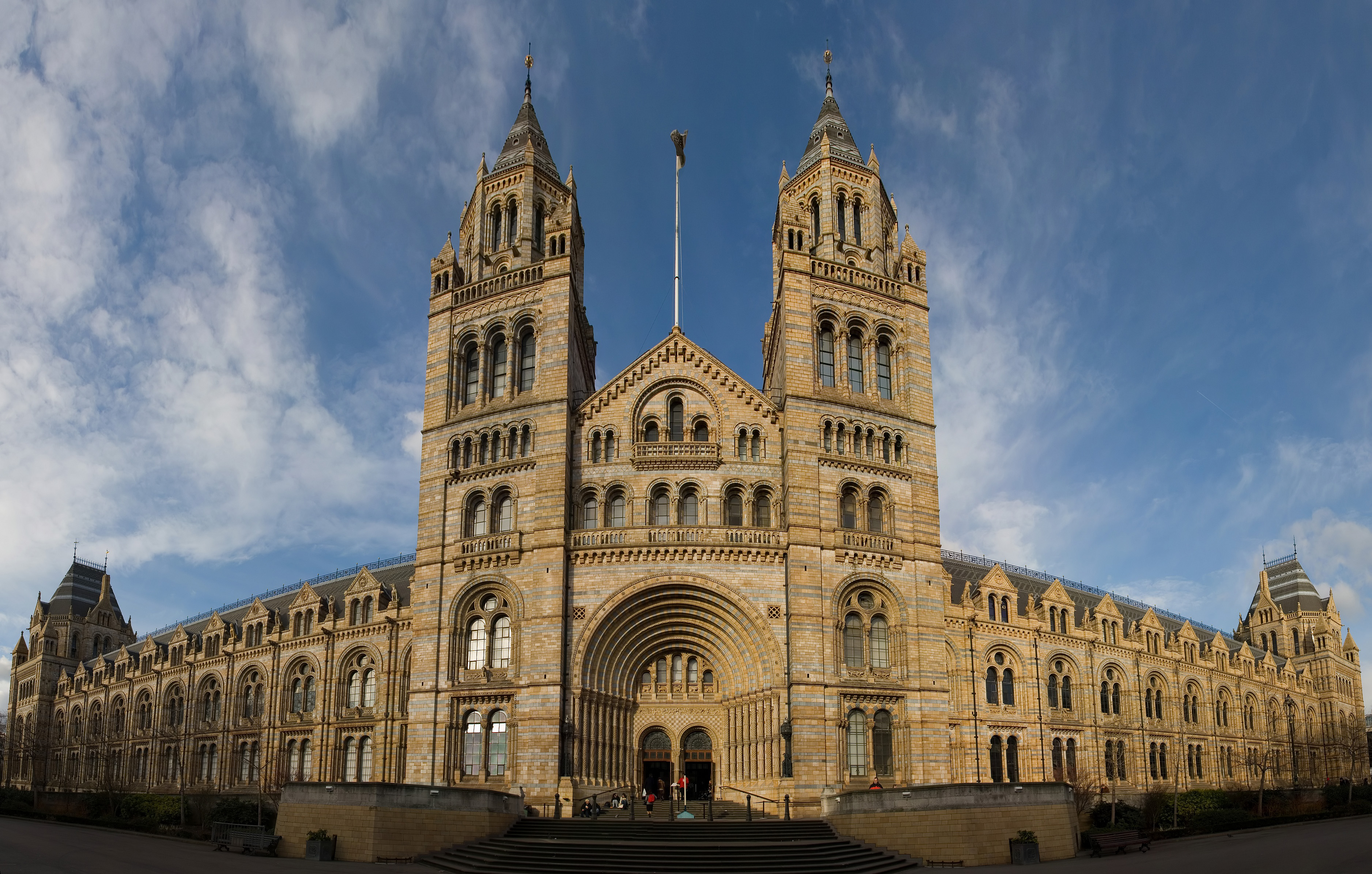
Musée d'histoire naturelle de Londres (1873-1880).
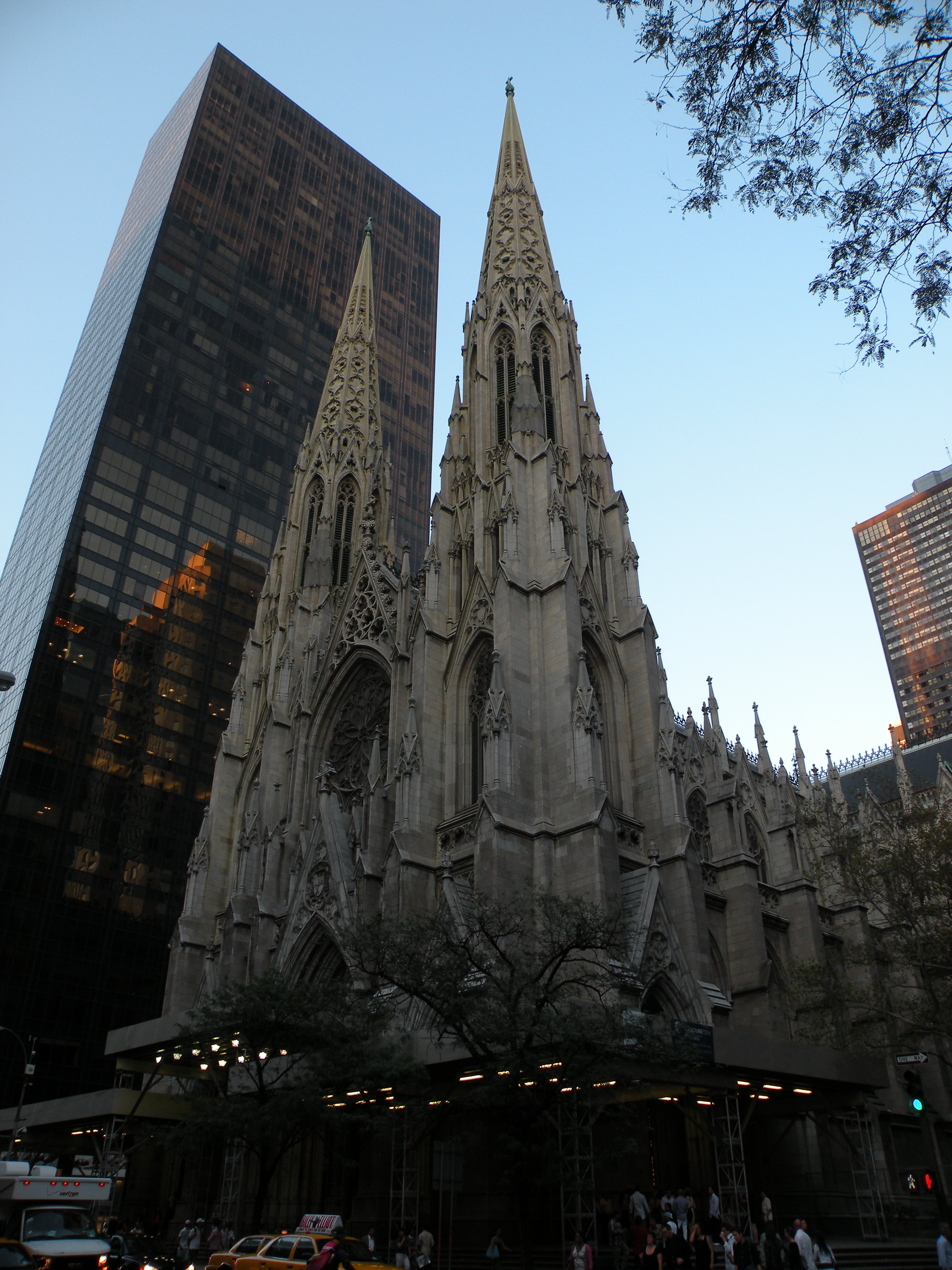
Cathédrale Saint-Patrick de New York (1885-1888).
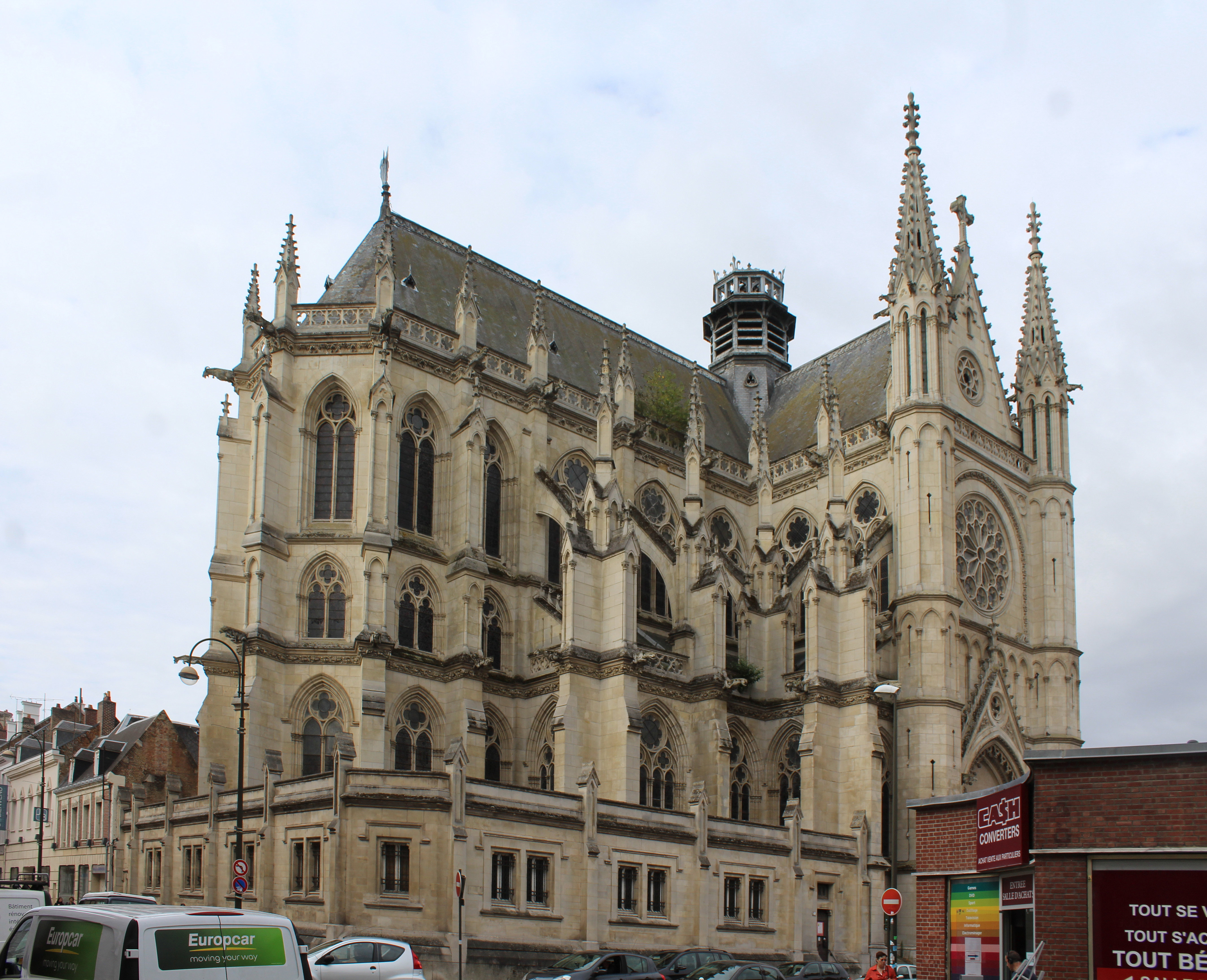
Église Saint-Rémi d'Amiens (1889-1891).
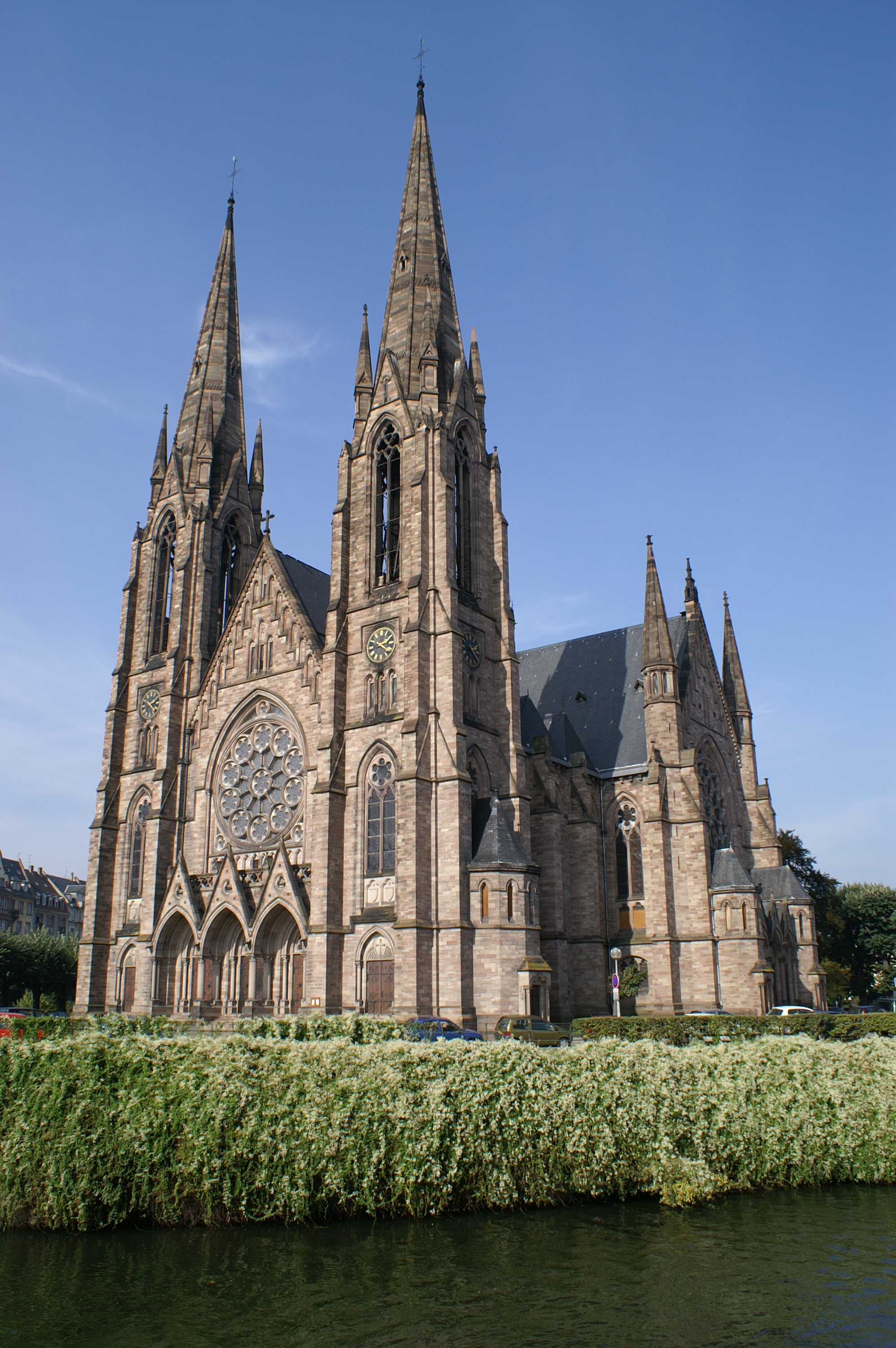
Église Saint-Paul de Strasbourg (1892-1897).
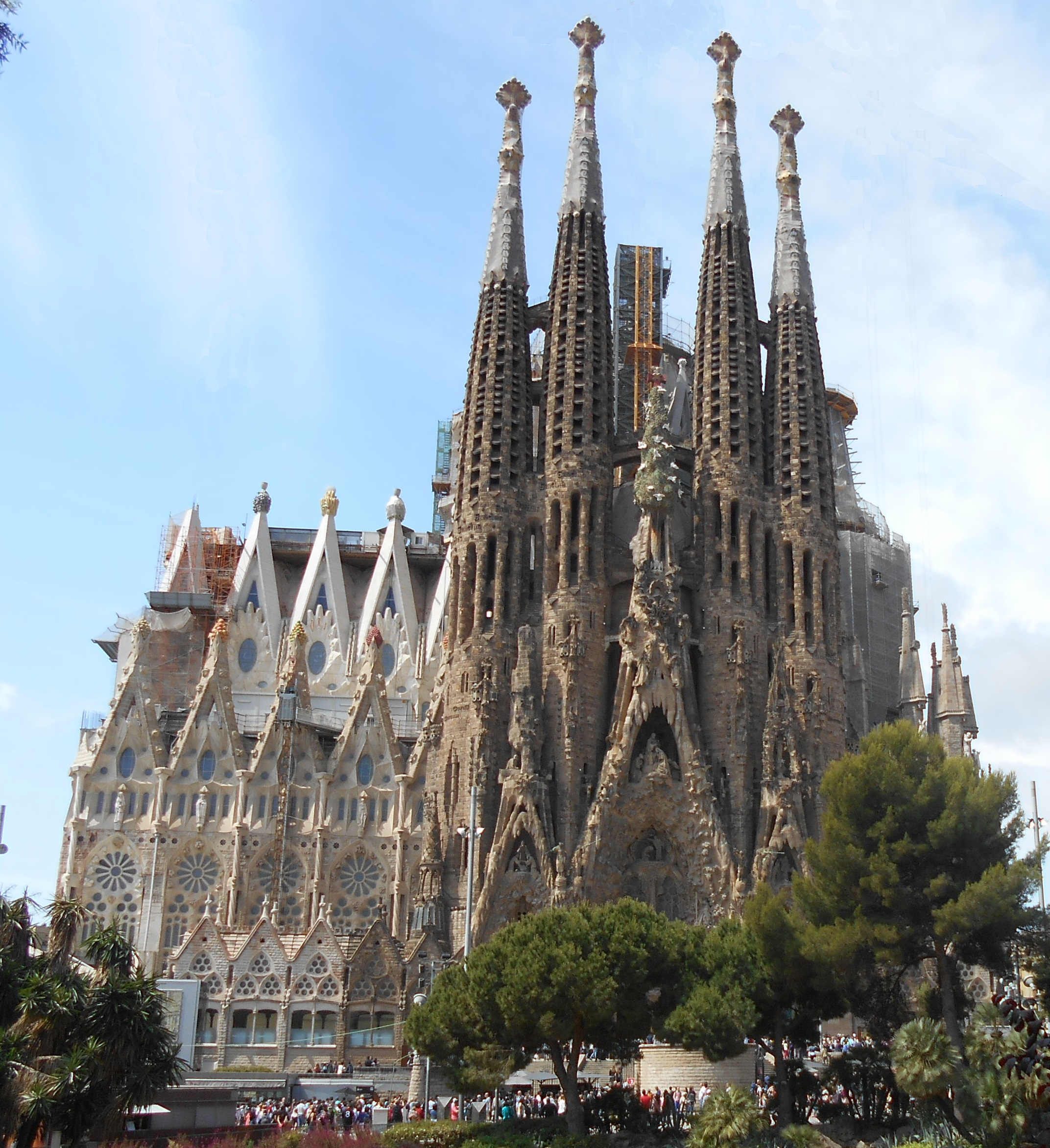
Sagrada Família de Barcelone (1882-non achevée).

La construction d'édifices caractéristiques de l'architecture gothique n'avait pas complètement cessé au XVIe siècle, tant en Angleterre (à Oxford), qu'en France (à Tours) ou en Italie (à Bologne). En Angleterre, l'architecte baroque Christopher Wren construisit la Tom Tower pour le collège de Christ Church (Oxford) et son étudiant Nicholas Hawksmoor ajouta les tours occidentales à l'abbaye de Westminster, toutes en style gothique en 1722.

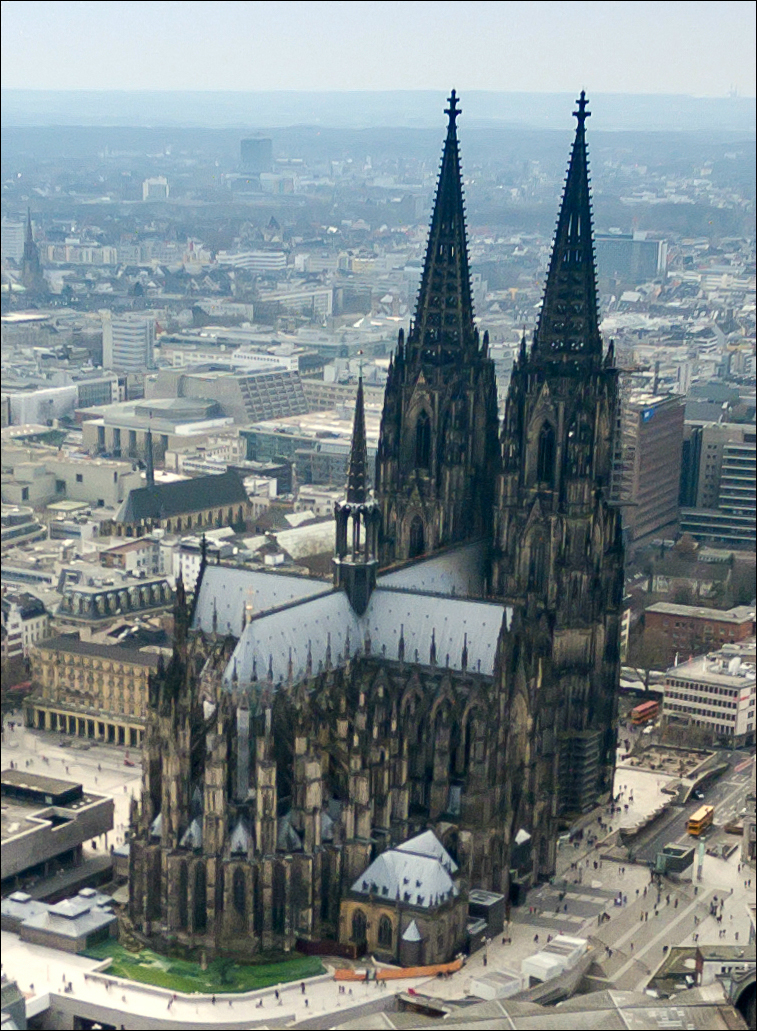
La cathédrale de Cologne, commencée aux XIIIe siècle (chœur) et XIVe siècle (façade) puis continuée au XIXe siècle en respectant les plans précis du Moyen Âge.

Lorsqu'au XVIIIe siècle naquit le mouvement romantique, l'intérêt pour l'ensemble du Moyen Âge, y compris l'architecture gothique, se développa et ce mot perdit sa connotation négative. Des amateurs comme Horace Walpole créèrent des demeures avec détails « gothick ». Le roman de Victor Hugo, Notre-Dame de Paris relance l'intérêt pour les cathédrales d'Île-de-France.
S'inspirant des travaux de recherche de Jean-Baptiste Antoine Lassus et d'Eugène Viollet-le-Duc, de nombreux édifices, notamment religieux, imitent le style médiéval : à Paris un exemple fameux est l'église Sainte-Clotilde. Dès 1840, la basilique Notre-Dame de Bonsecours près de Rouen, inaugure l'ère des églises néogothiques, suivie de peu à Nantes par l'église Saint-Nicolas. Suivent, entre autres, le Sacré-Cœur de Moulins, l'église Saint-Vincent-de-Paul (Réformés-Canebière) à Marseille, l'église Saint-Paul de Strasbourg, etc., sans oublier, notamment, la finition de cathédrales jamais achevées comme à Moulins et surtout à Clermont-Ferrand avec ses hautes flèches.
En Allemagne, la cathédrale de Cologne est un cas particulier, elle fut terminée de 1842 à 1880 en suivant le projet médiéval. La nef, dont la base avait été construite au Moyen Âge, fut terminée en élévation sur le modèle du chœur, comme elle était prévue à l'origine, idem pour le transept. La très haute façade occidentale à deux tours fut construite en respectant scrupuleusement un grand plan sur parchemins (de 4,05 m de hauteur) très précis du projet d'origine, datant du XIVe siècle et parvenu exceptionnellement jusqu'à nos jours. De cette façade, la plus ambitieuse jamais entreprise au Moyen Âge, seule la tour sud avait été commencée jusqu'à 50 m de hauteur sur des fondations de 14 m de profondeur. Atteignant désormais 157 m de hauteur et construite en pierre jusqu'aux fleurons des deux sommets, la cathédrale de Cologne est devenue pour un temps la plus haute construction de l'humanité lors de son achèvement en 1880, telle que l'avaient conçu et rêvé les bâtisseurs médiévaux. Elle dépassa ainsi la flèche néogothique en structure métallique de la cathédrale de Rouen (151 m), avant d'être dépassée elle-même en 1890 par une autre flèche néogothique en pierre, celle de l'église principale d'Ulm (161 m). En revanche, en l'absence de plan, les deux façades du transept ont dû être inventées au XIXe siècle mais en s'inspirant des éléments de la façade occidentale afin d'assurer au mieux l'unité et l'harmonie de l'édifice.
Les innovations techniques permettant aux constructions de s'affranchir de certaines contraintes qui dictaient leur forme, une nouvelle architecture réinterprète son patrimoine historique et, après le néo-classique, le néogothique fait son apparition, particulièrement en Angleterre suivie par les États-Unis dans les années 1840. Ce style était utilisé pour les bâtiments nouveaux comme les gares (gare de Saint-Pancras à Londres), les musées (musée d'histoire naturelle de Londres, Smithsonian Institution) et le palais de Westminster. À la suite d'Oxford, ce style connaît un grand succès dans les universités américaines, telles que Yale.
Le succès du néo-gothique se prolongea jusqu'au début du XXe siècle dans de nombreux gratte-ciel, notamment à Chicago et New York. En Europe, le monument le plus célèbre s'inspirant de l'héritage gothique tout en s'en démarquant très nettement dans le style organique propre à Gaudi est probablement la Sagrada Família à Barcelone (Espagne).

## Les différentes formes locales
Au XIIe siècle, les innovations de l'architecture du premier art gothique, apparues simultanément à Saint Denis et à Chartres, sont en fait contemporaines de l'apogée de l'art roman et même, dans certaines régions (sud-est de la France et Saint-Empire Romain Germanique) légèrement antérieures à la grande floraison romane. Ainsi, observe-t-on un grand décalage entre la préciosité des formes gothiques, en Île-de-France et dans certaines zones de l'Europe où la nouvelle esthétique s'impose ponctuellement, et la résistance plus ou moins forte de régions entières à toute innovation. Il est d'ailleurs parfois difficile d'apprécier une transition nette entre roman et gothique tant ils coexistent ou se mêlent.
D'une façon générale, l’architecture gothique tend à effacer progressivement les particularismes locaux, d’ailleurs moins marqués durant l’époque précédente. Il est encore facile de rattacher la plupart des églises « ordinaires » à des écoles régionales mais les cathédrales, constructions hors normes échappent le plus souvent aux influences locales. En effet, les bâtisseurs de plus en plus qualifiés se déplacent de chantiers en chantiers sur des distances parfois importantes et diffusent dans l’ensemble des provinces une architecture directement inspirée des grands édifices dressés dans le domaine royal des capétiens.
Les cathédrales gothiques se divisent plutôt schématiquement en deux grandes familles; séparées par une ligne théorique reliant Bordeaux à Lyon, celles du Nord sont généralement prestigieuses et souvent avant-gardistes, tandis que celles du Sud sont relativement austères et peut être plus « provinciales ». Mais cette division reste effectivement théorique et un certain nombre de cathédrales occitanes y échappent.

### En France

#### Le gothique angevin (milieuXIIesiècle- milieuXIIIesiècle)

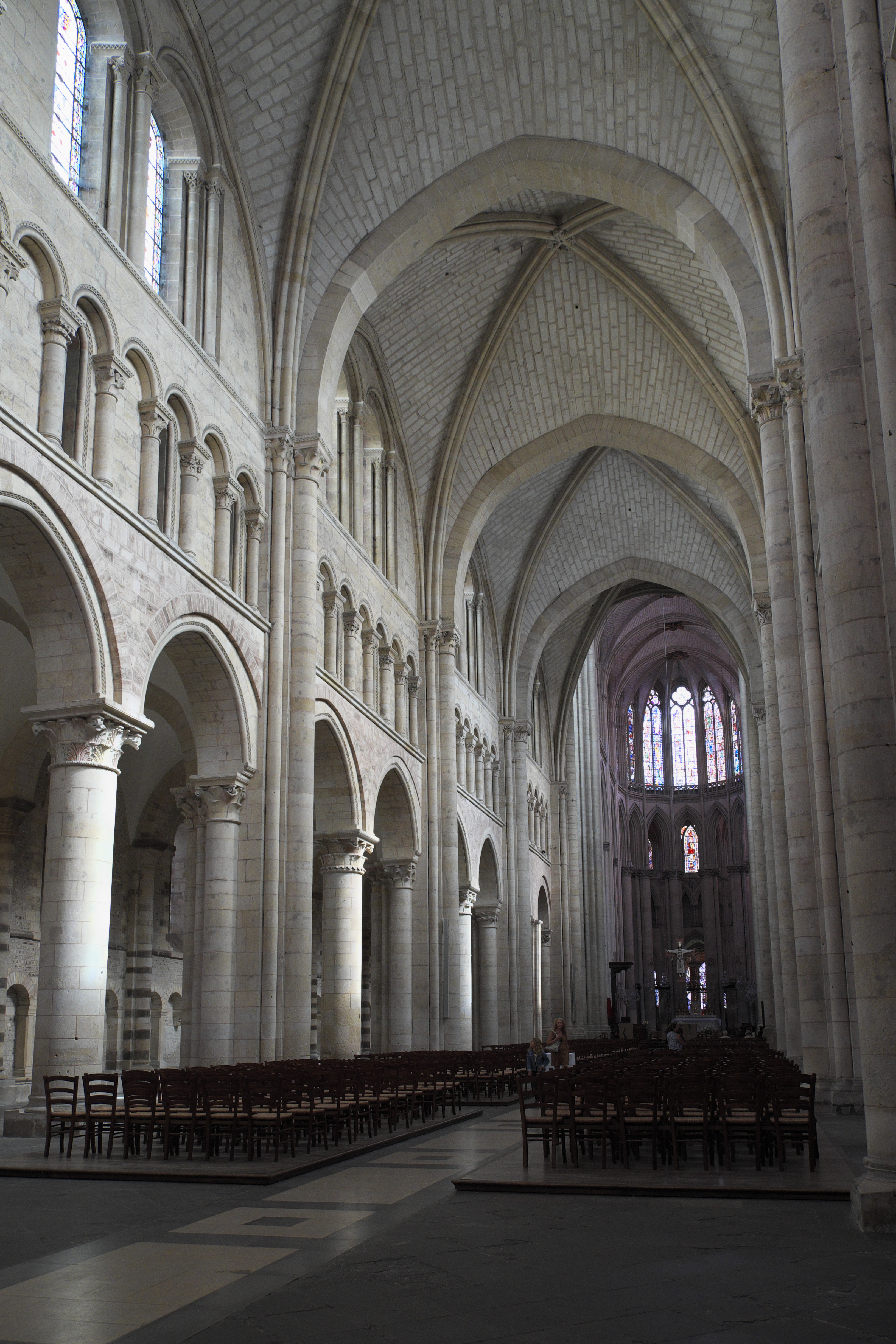
Nef de la cathédrale Saint-Julien du Mans (1220).
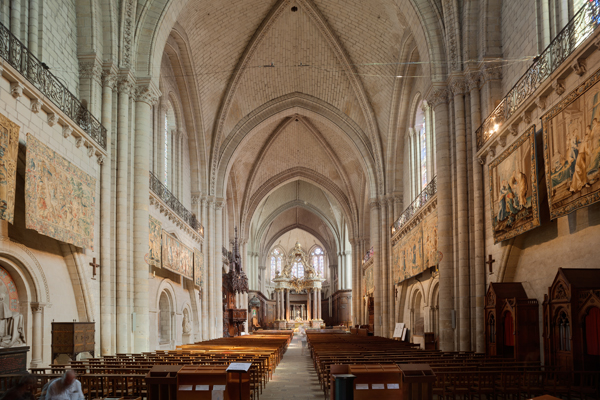
Cathédrale Saint-Maurice d'Angers (1250).
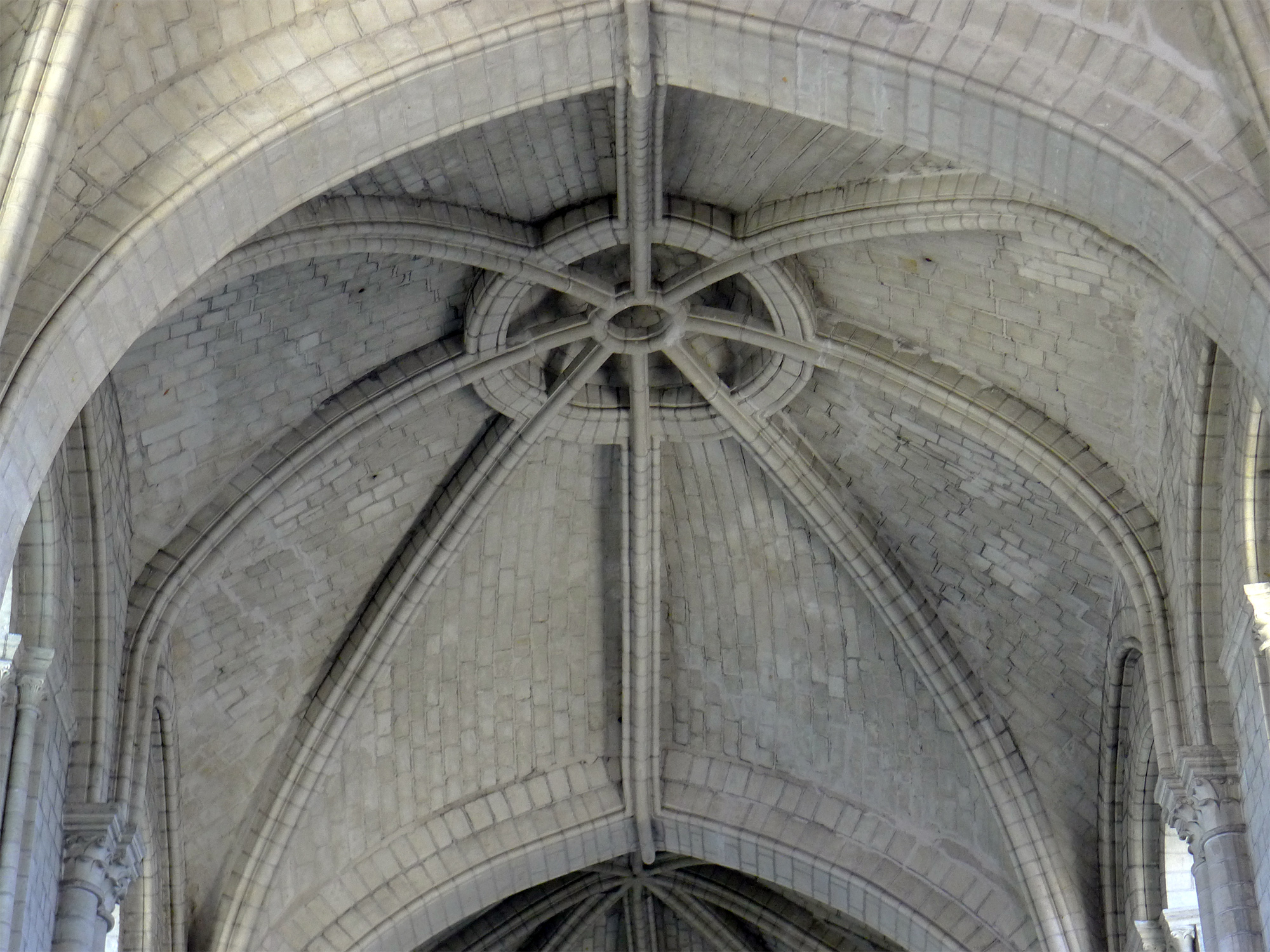
Voûtes de l'église de la Trinité d'Angers (fin XIIe siècle).
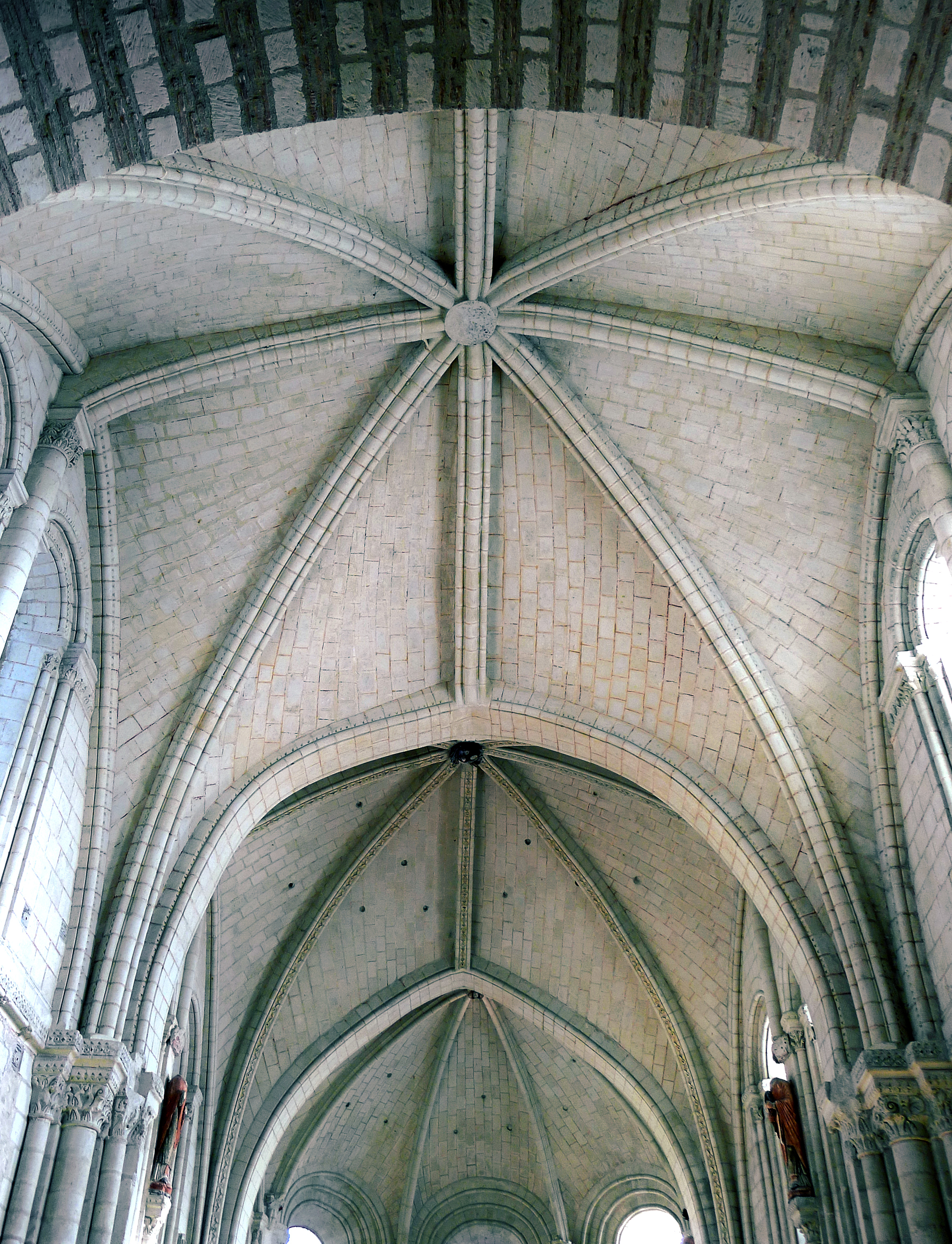
Voûtes de église Saint-Martin d'Angers (fin XIIe siècle).
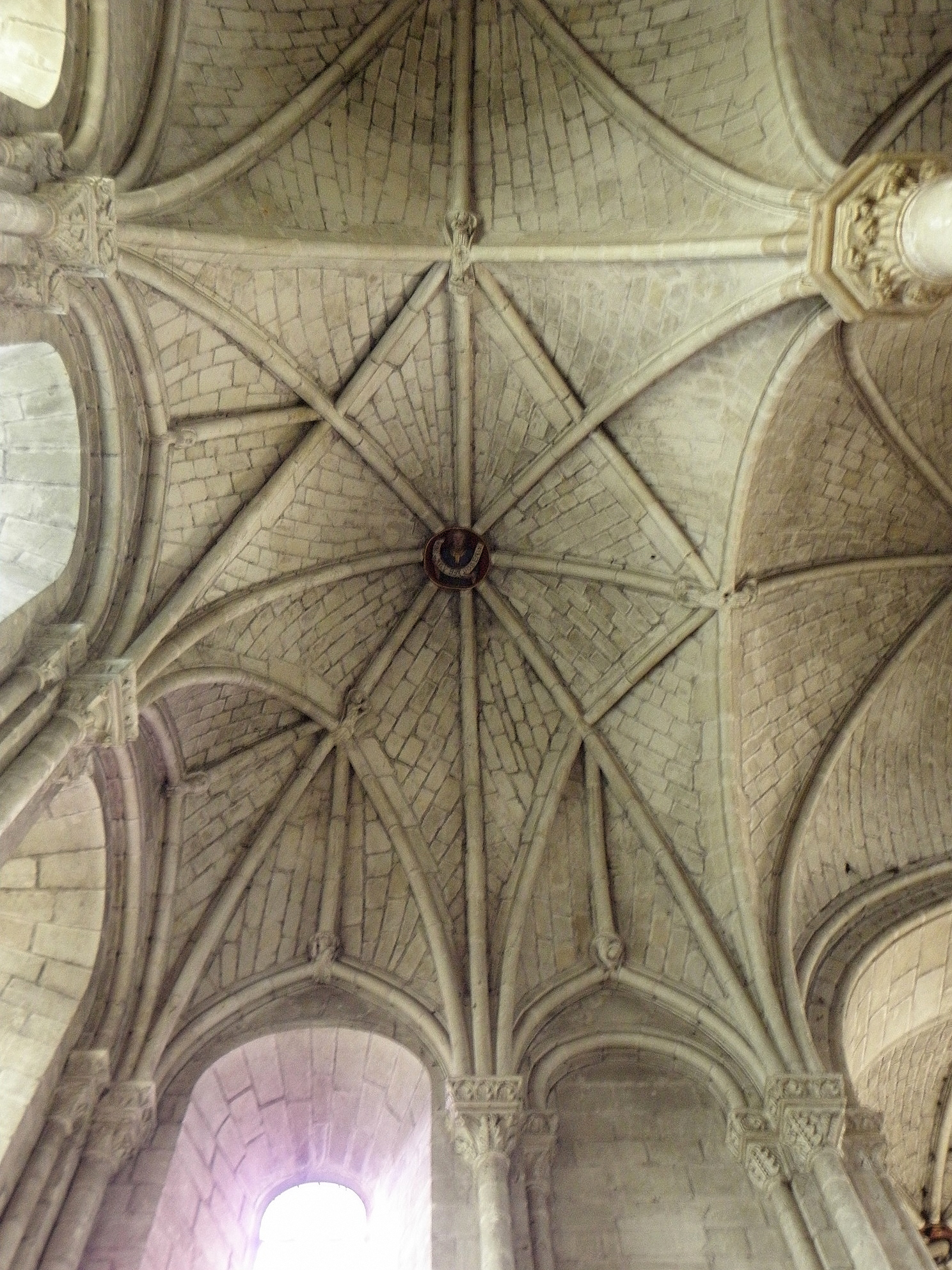
Chœur de l'abbatiale Saint-Serge d'Angers (1210-1215).

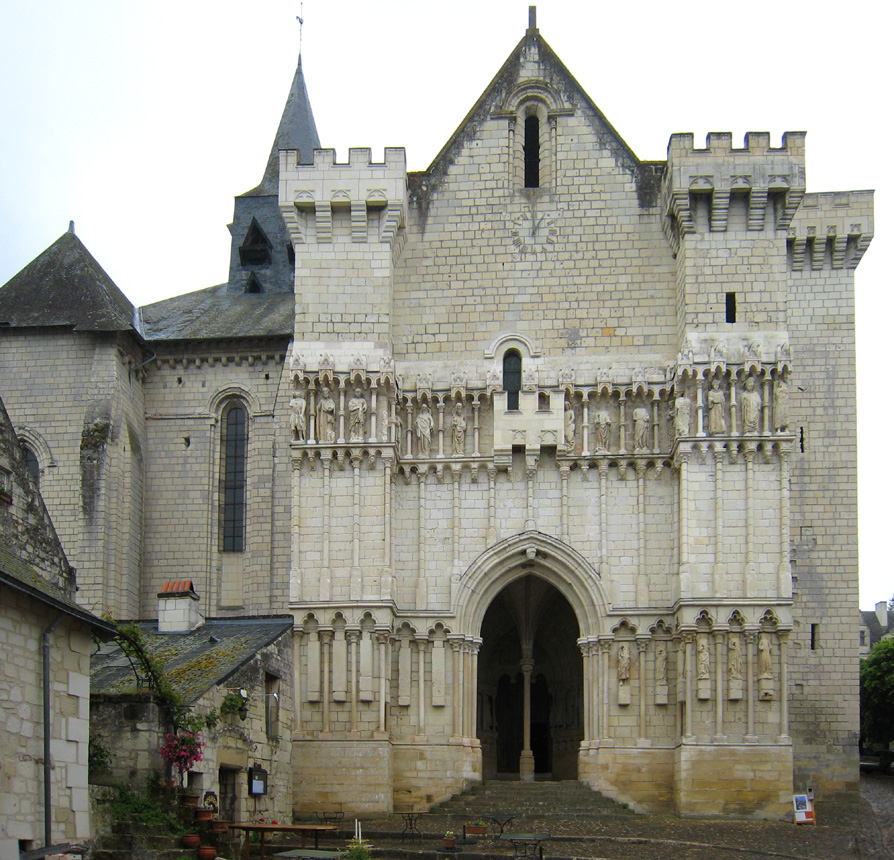
La façade de collégiale Saint-Martin de Candes (1175-1250).
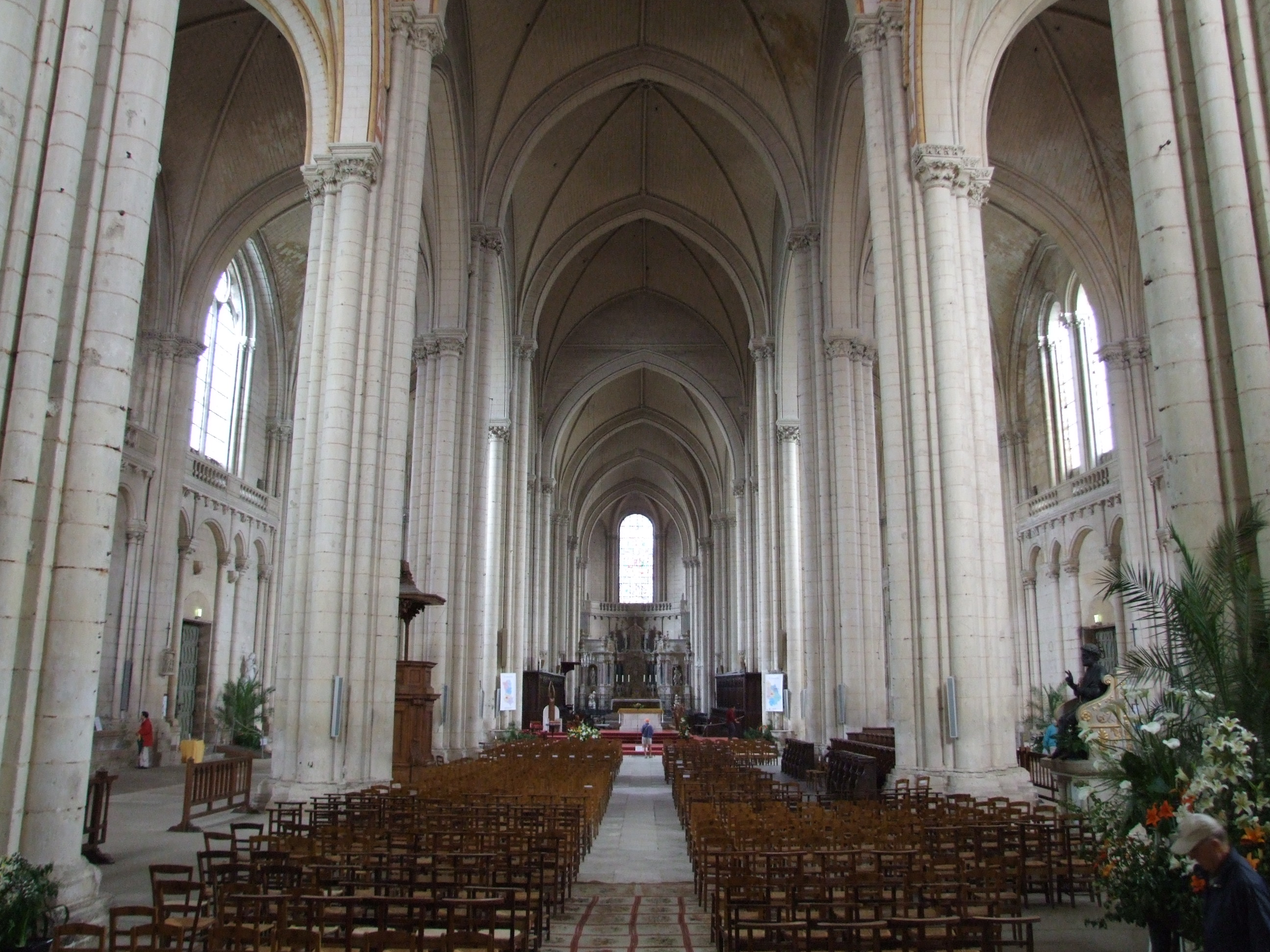
Nef de cathédrale Saint-Pierre de Poitiers (1160-1379).
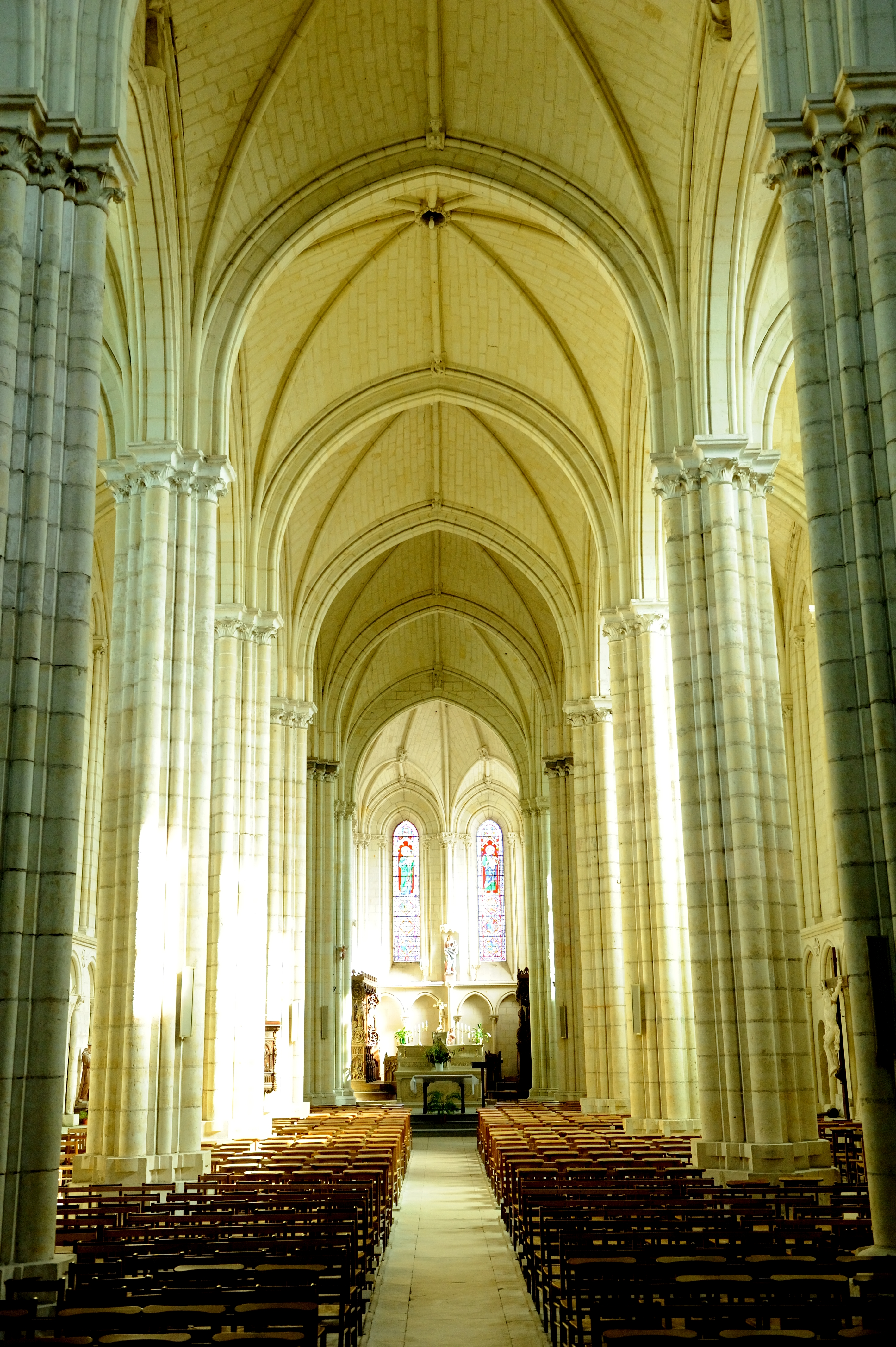
Nef de la collégiale du Puy-Notre-Dame (1250).
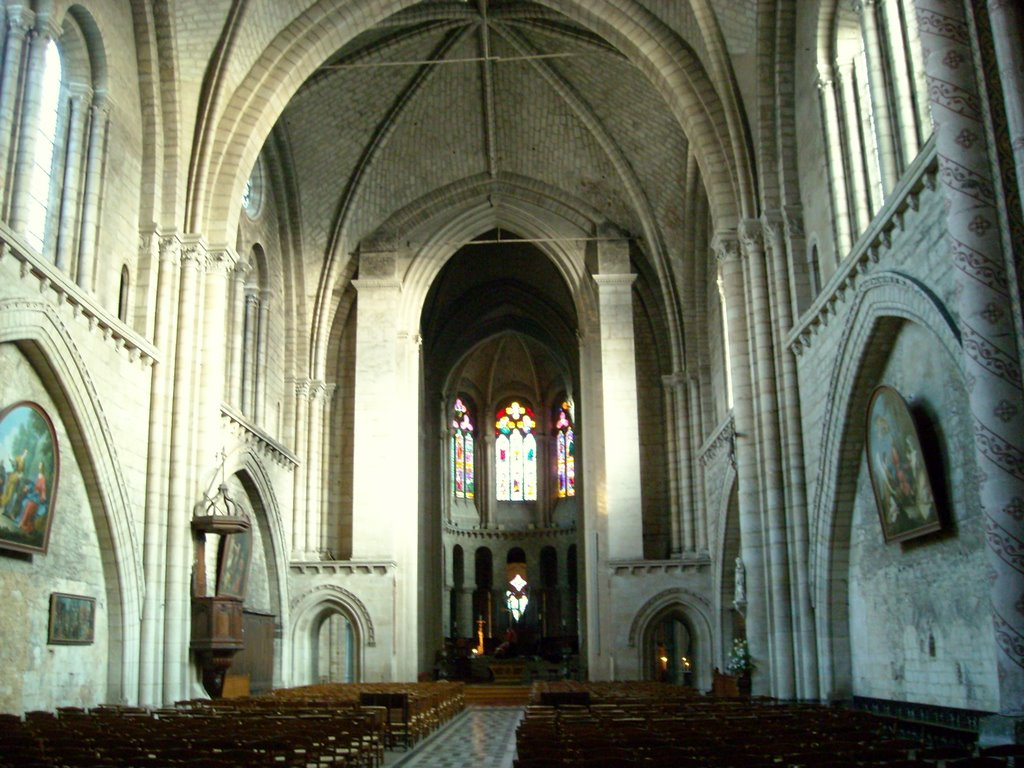
Nef de l'église Notre-Dame de la Couture du Mans (1180-déb XIIIe siècle).

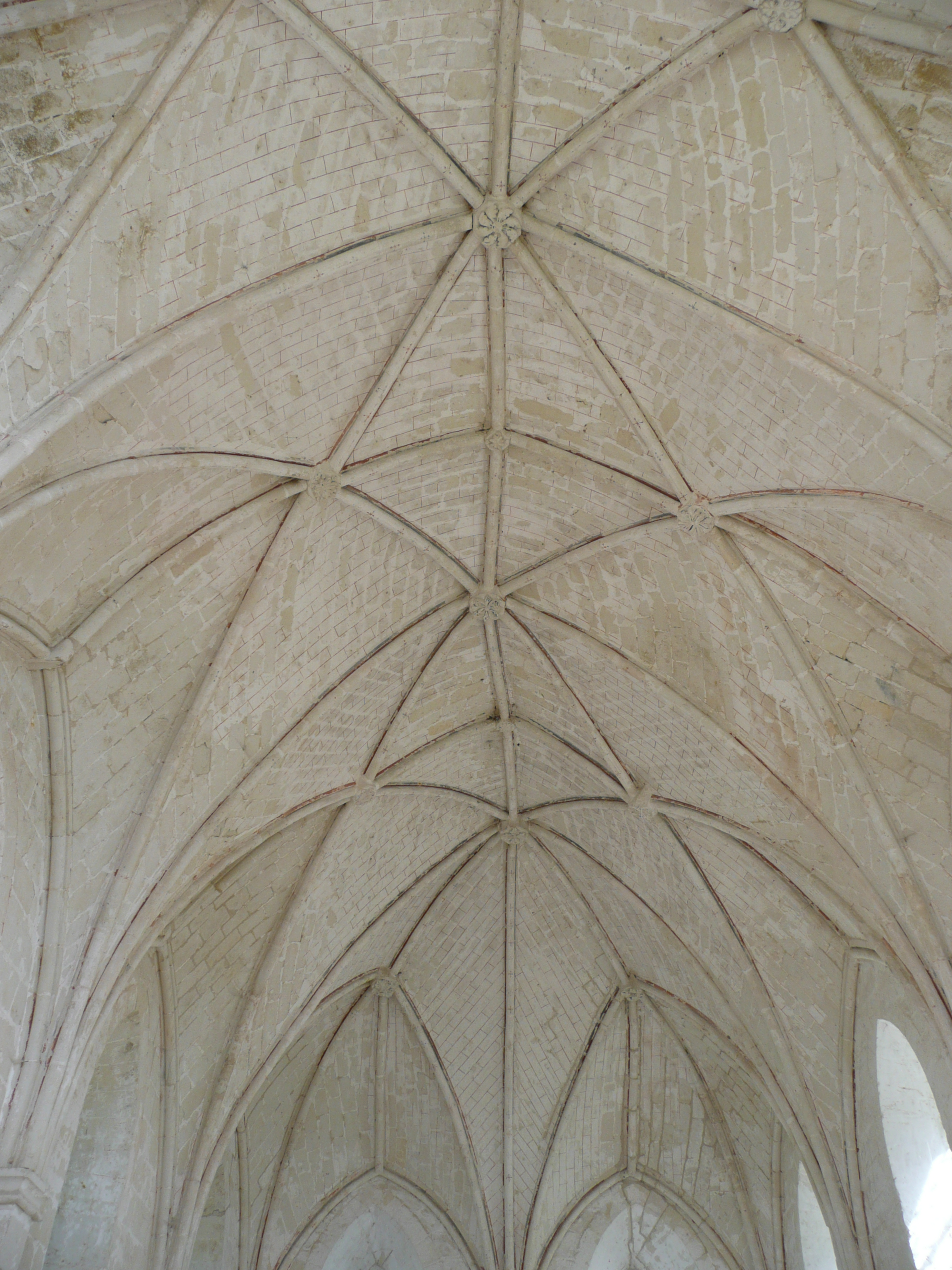
Voûtes de l'abbaye de la Boissière de Dénezé-sous-le-Lude (1212).

La naissance de l’architecture gothique dénommée « angevine » s’est produite dans le même temps que celle de l’Île-de-France (opus francigenum). Elle est liée à un contexte politique particulier, celui de l'apogée atteint par la dynastie française des Plantagenêt. Placée aux portes du conflit franco-anglais qu'illustrent à leur manière la brillante cour poitevine d'Aliénor d'Aquitaine et la bataille de Poitiers, cette province est durant la période gothique au carrefour d'influences multiples, dont la cathédrale Saint-Pierre de Poitiers, un des édifices les plus méconnus de la première génération gothique, témoigne à merveille. Le gothique angevin s’est ainsi répandu en Anjou, en Touraine, en Limousin, en Poitou, en Aquitaine, dans le Maine et jusque dans le royaume de Naples et de Sicile, où la maison d'Anjou-Sicile va régner pendant plus de deux siècles, depuis Charles Ier d'Anjou au XIIIe siècle jusqu'au roi René au XVe siècle. Contrairement à l'Île-de-France, ce style d'architecture se caractérise par des façades à portail unique. La plupart du temps, les édifices à nef unique, conservent dans leur élévation le principe traditionnel des bas-côtés aussi élevés que la nef, décloisonnant l'espace intérieur supprimant par là même, tribunes et triforium. Sur les murs, les retombées des voûtes ont été réduites à de fines colonnettes engagées offrant peu de saillie. Parfois, comme dans la nef de la cathédrale du Mans ou dans l'église Notre-Dame de la Couture du Mans, des statues venaient souligner l'amorce des ogives des voûtes, selon une innovation décorative dite « angevine » qui, en réalité, niait la logique épurée de l'élévation de l'avant-nef de Saint-Denis. Quant au chevet des églises, il ne comporte presque jamais d'arcs-boutants : on peut citer le cas de la cathédrale Saint-Pierre de Poitiers dont le chevet est composé d'un simple mur vertical de près de 50 mètres de haut.
Ce sont surtout les voûtes qui distinguent le style gothique angevin. Apparu dès le milieu du XIIe siècle, leur système de voûtement est une combinaison d'influences du renouveau gothique (voûte d'ogives) et de l'architecture romane de l'ouest de la France (églises à files de coupoles comme la cathédrale Saint-Front de Périgueux ou la cathédrale Saint-Pierre d'Angoulême). Les ogives y ont un profil puissant, parfois composé d'un méplat entre deux tores ou plus rarement d'un seul et très gros tore comme à Mareuil. Lancées sur un plan simple proche du carré ou couvrant un espace barlong, les croisées d’ogives angevines présentent un profil très bombé, sous l'effet du plein cintre des ogives héritées des traditions romanes (la clef de voûte est sensiblement plus haute de trois mètres que les doubleaux et les formerets), se différenciant ainsi des voûtes plus plates d'Île-de-France (clef de voûte au même niveau que les doubleaux et les formerets). Leur poussée plus verticale fait qu'elles n'ont pas besoin d'être contrebutées par des arcs-boutants, de simples contreforts suffisent. Les croisées d'ogives ont toujours les arcs diagonaux redivisés par des liernes, de manière à retrouver des secteurs identiques. C'est ainsi que les voûtes angevines sont la plupart du temps armées de huit nervures qui rayonnent autour d'une clef de voûte ronde. De cette manière, les états d'avancement de construction peuvent se réaliser sans coffrage suivant les dimensions. Ce type de voûtement à nervures multiples concerne en Anjou une quarantaine d'édifices. Dès le XIIIe siècle, apparaissent des nervures encore plus nombreuses et plus gracieuses retombant sur les hautes colonnes rondes, comme à l'abbaye Saint-Serge d'Angers.

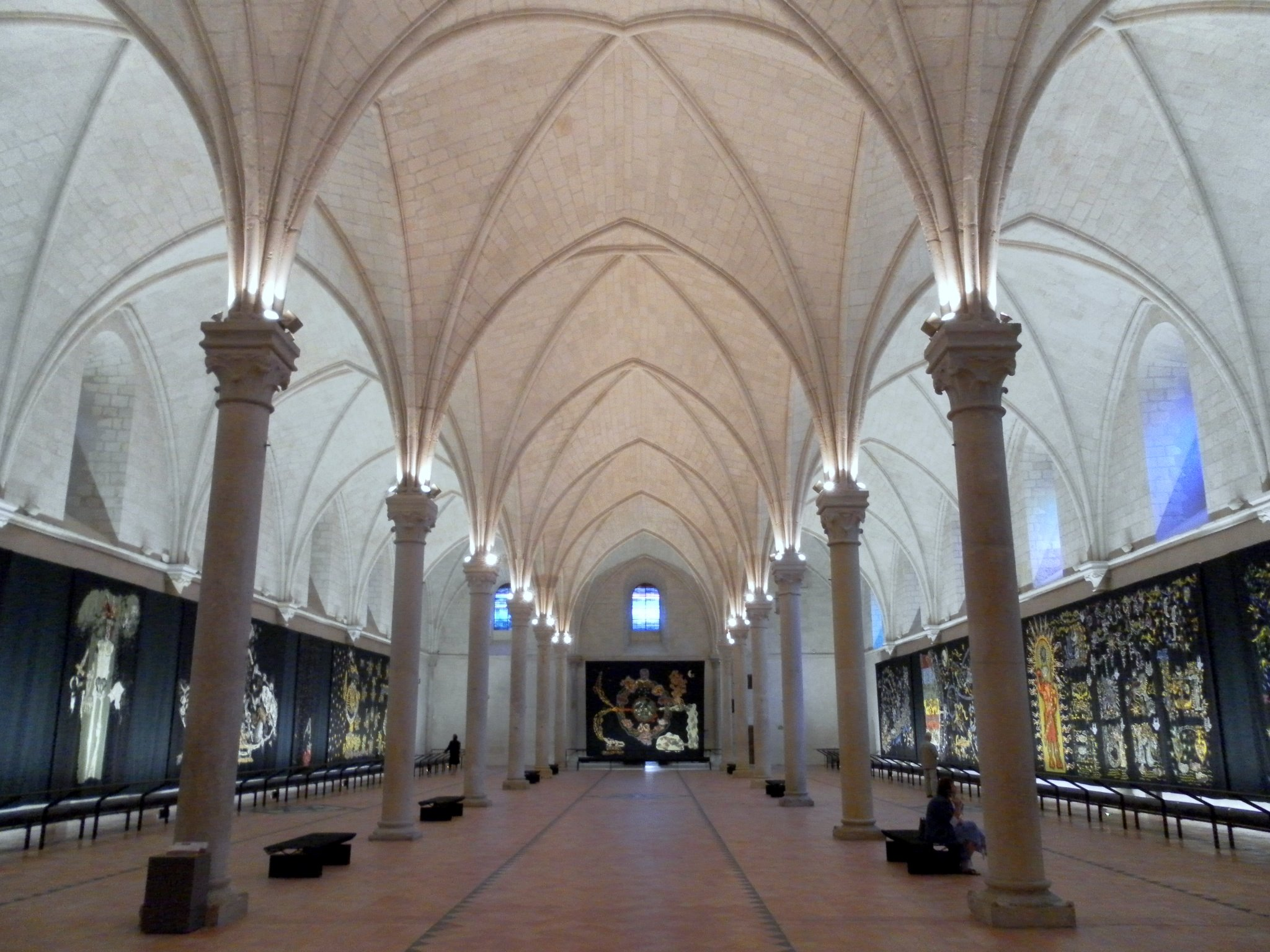
Voûtes de la grande salle des malades, ancien hôpital Saint-Jean d'Angers (1188).

Parmi les plus beaux exemples de voûtes angevines peuvent être cités la cathédrale Saint-Maurice d'Angers, la collégiale Saint-Martin d'Angers, la collégiale Saint-Martin de Candes et l'ancien hôpital Saint-Jean d'Angers, actuel musée Jean-Lurçat.
À Poitiers, Aliénor d’Aquitaine fit construire dans le palais des comtes de Poitiers, la magnifique « salle du Roi » ou « salle des pas perdus », à la fin du XIIe siècle. Le rattachement définitif de la province au domaine royal ne met nullement un terme à la créativité des maîtres d'œuvre mais un nouveau courant se manifeste et s'impose au moins pour les grands édifices. L'influence du gothique du Nord se fait déjà ressentir dans la tentative de surhausser la nef de la cathédrale de Poitiers et la création des trois portails sculptés en façade mais les expressions les plus courantes de l'introduction du style francilien se manifeste dans l'apparition de remplages rayonnant dans les baies et par l'abandon des voûtes d'ogive bombées. Les vestiges du mécénat du duc Jean de Berry sont là pour en témoigner ; tandis qu'à travers le reste de la province, une chaîne de villes moyennes, telles Loudun, Thouars, Bressuire, Parthenay ou Fontenay-le-Comte, reconstruisent bon nombre de leurs églises dans le style gothique. Plus au sud, de puissantes abbayes, comme Charroux, Saint-Maixent, Maillezais et Notre-Dame des Fontenelles, introduisent largement aux XIIIe et XIVe siècles l'architecture nouvelle dans la reconstruction partielle ou totale de leur abbatiale.
Parmi les édifices religieux de style gothique angevin, à Naples, l'on peut citer la Basilique Sainte-Claire de Naples, l’église San Domenico Maggiore et la basilique San Lorenzo Maggiore.

#### Le gothique normand (fin duXIIesiècle- début duXIIIesiècle)

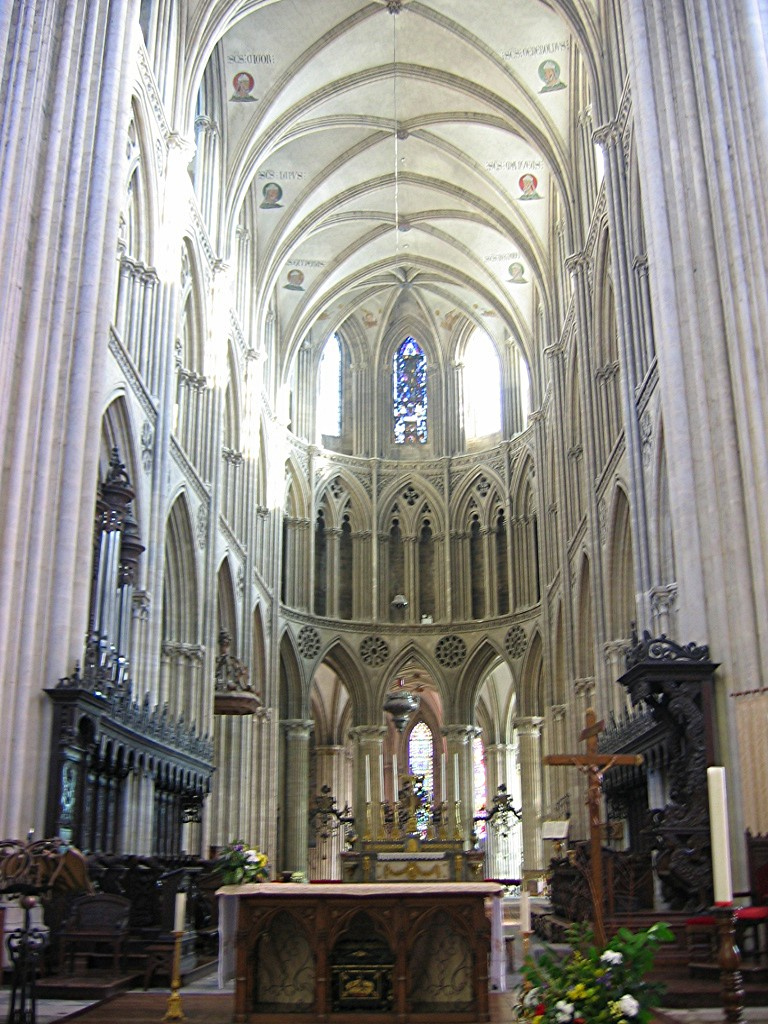
Cathédrale de Bayeux (vers 1230).
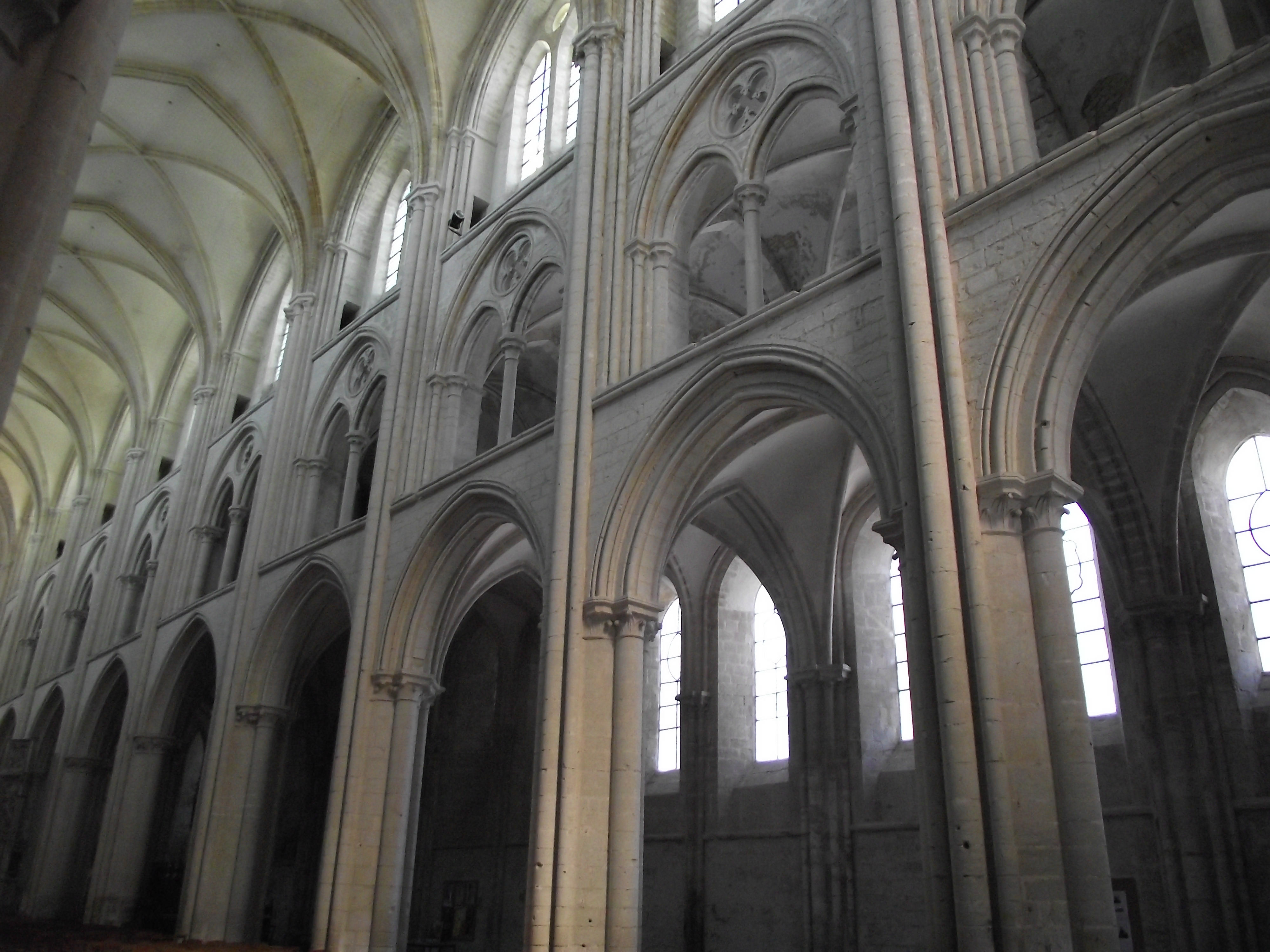
Nef de l'Abbatiale de Fécamp (1187-1228).
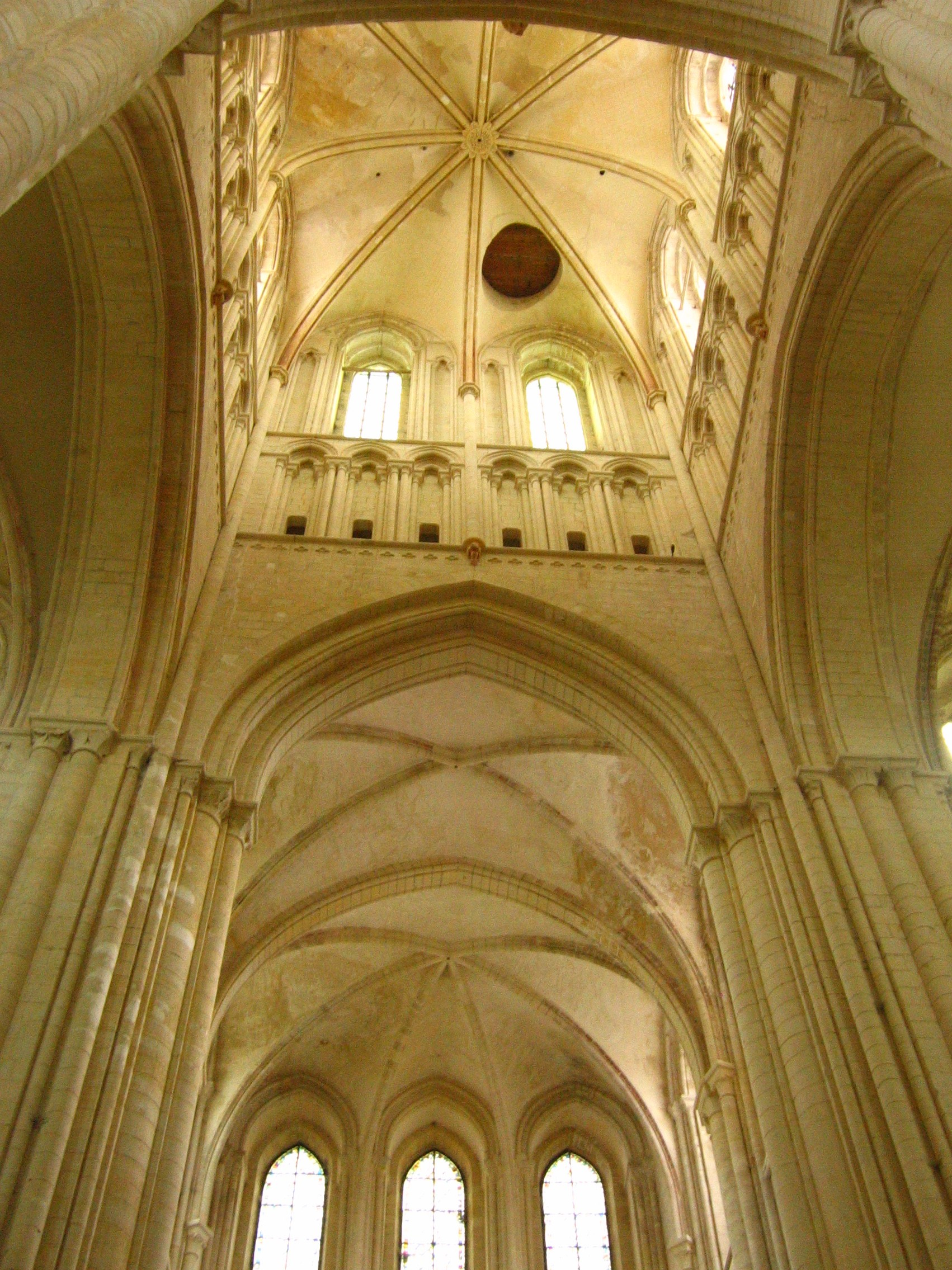
Tour-lantere de l'Abbatiale de Fécamp (65m).
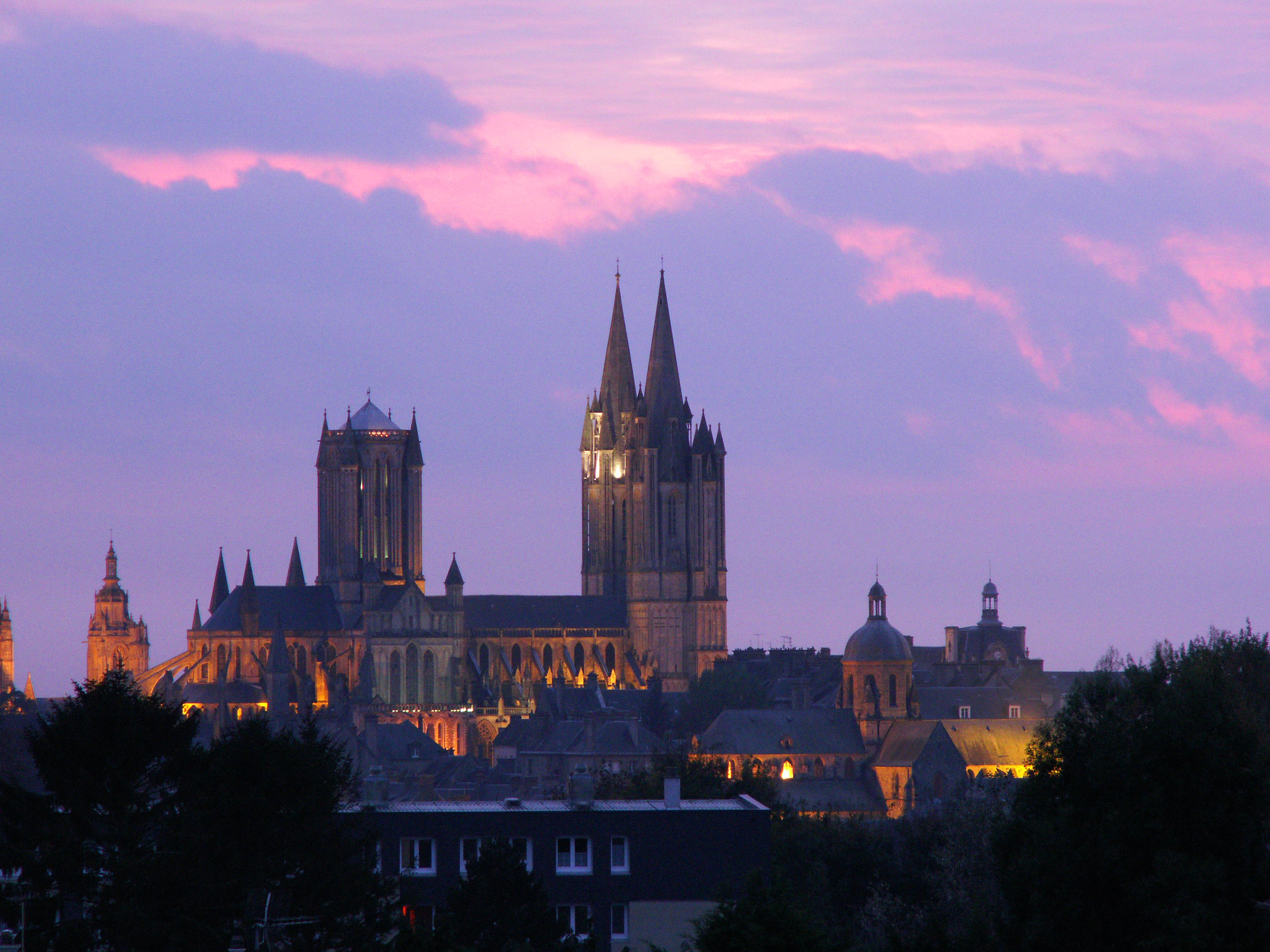
Cathédrale de Coutances (1180-1270).
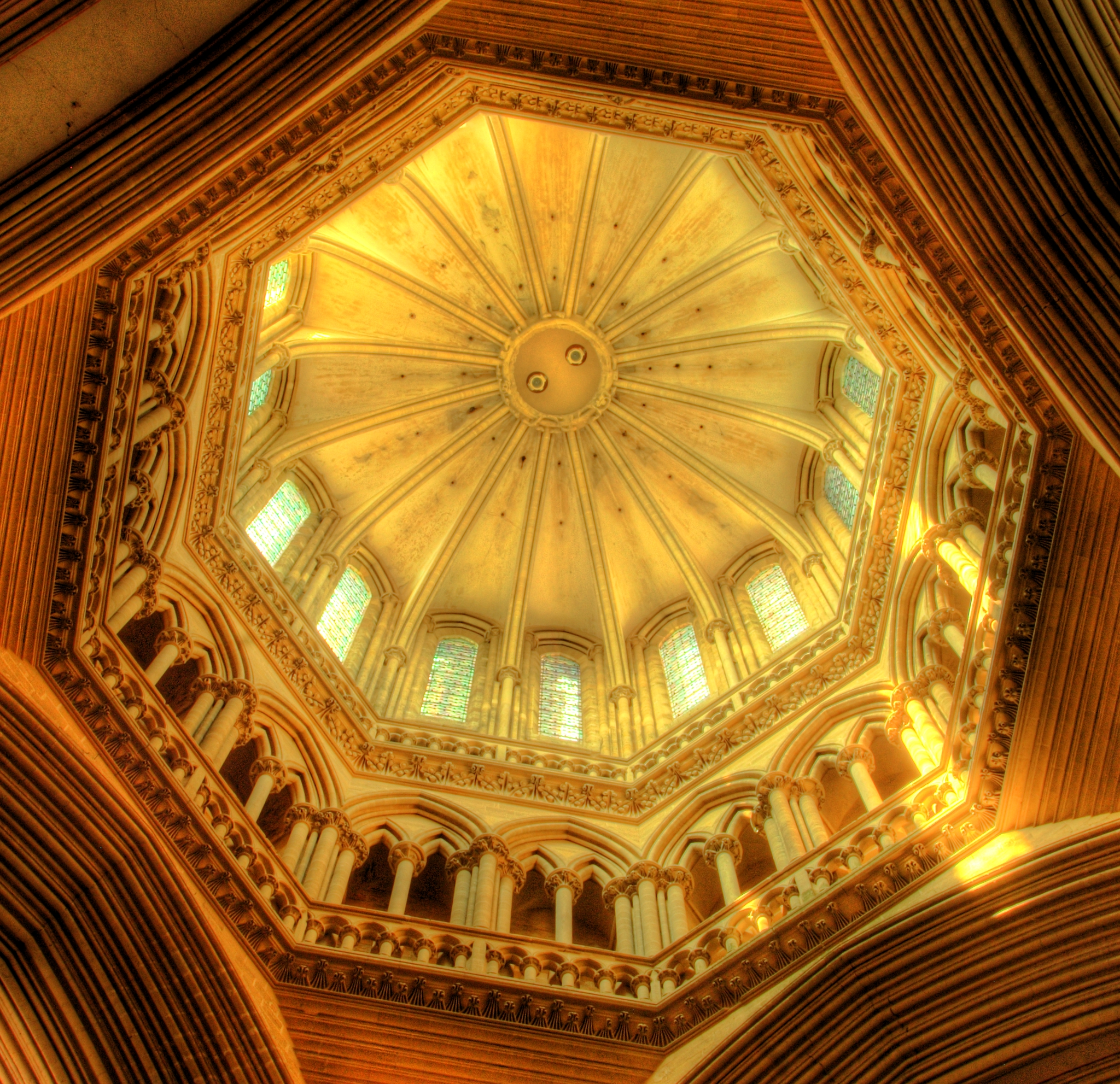
Tour-lanterne de la Cathédrale Notre-Dame de Coutances (1180-1270).
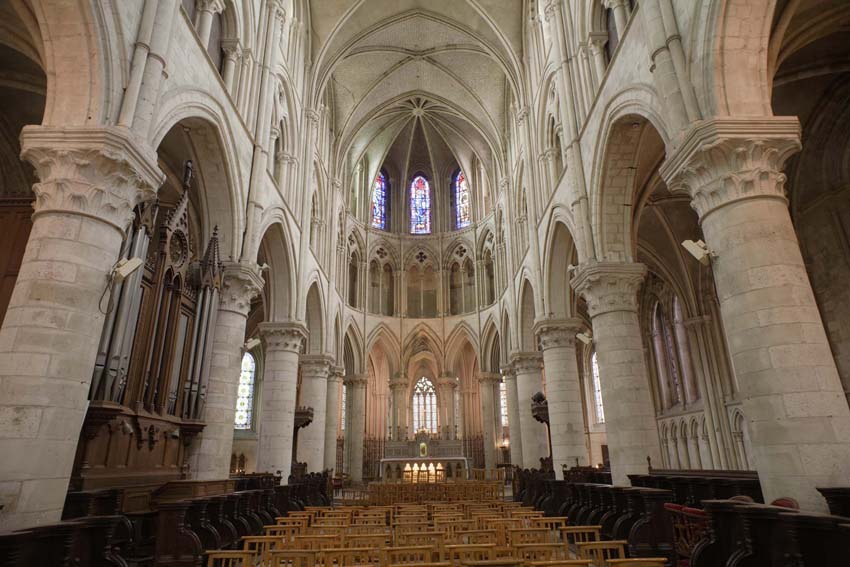
Cathédrale de Lisieux (vers 1223).
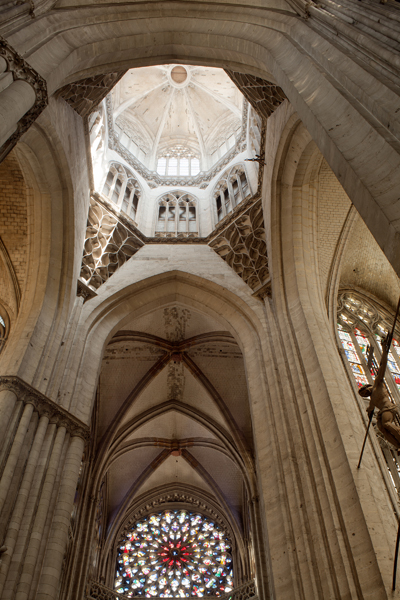
Tour-lanterne de la Cathédrale d’Évreux (XIIIe siècle).
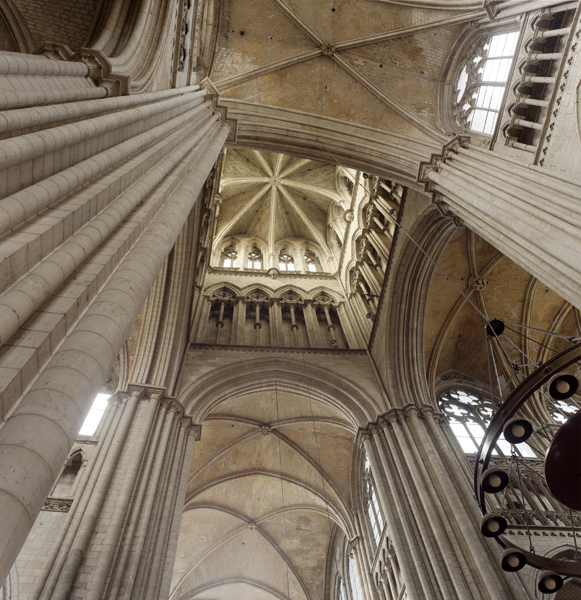
Tour-lanterne, Cathédrale de Rouen (XIIIe siècle).
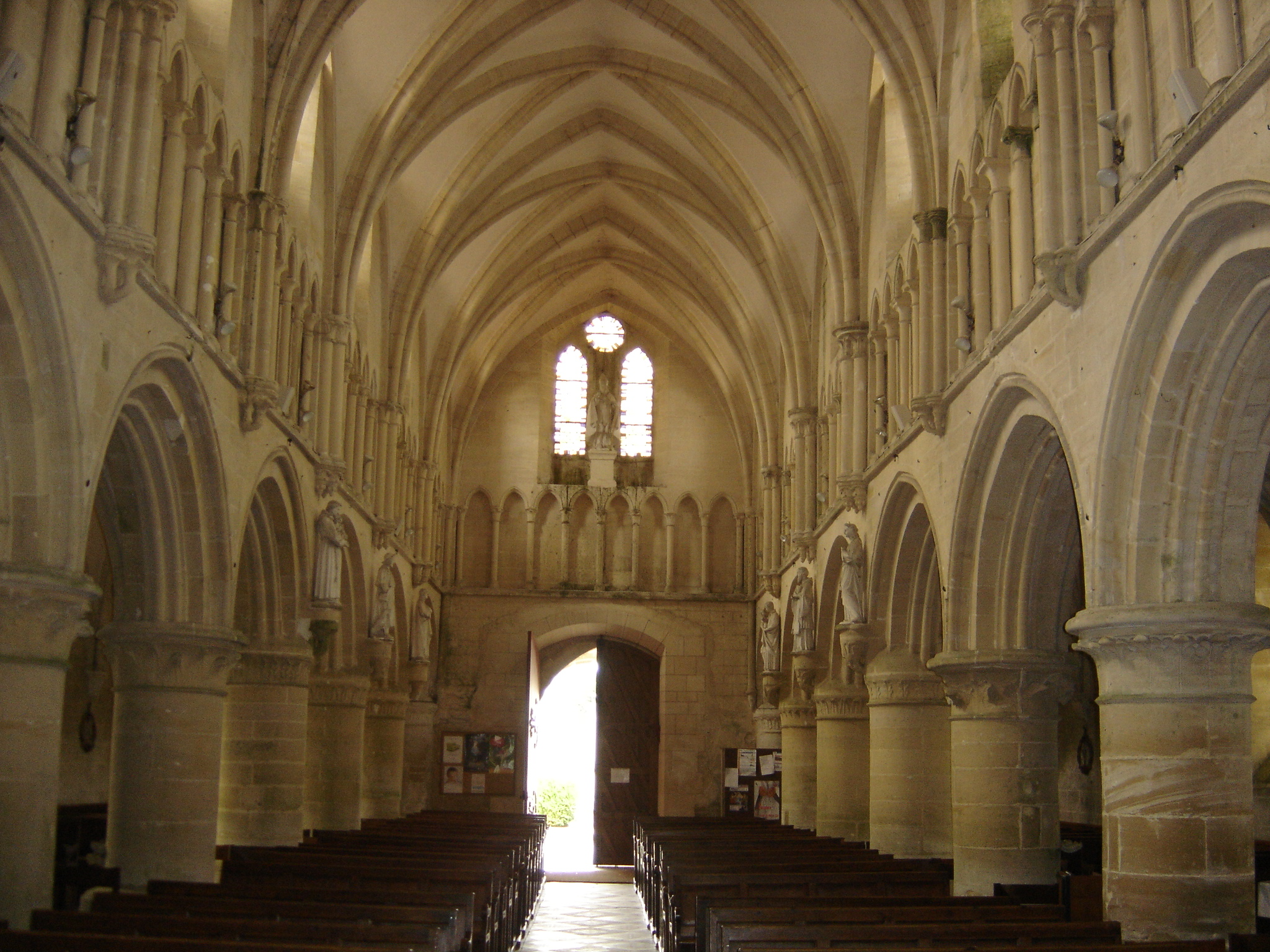
Saint-Martin de Langrune-sur-Mer (1298).
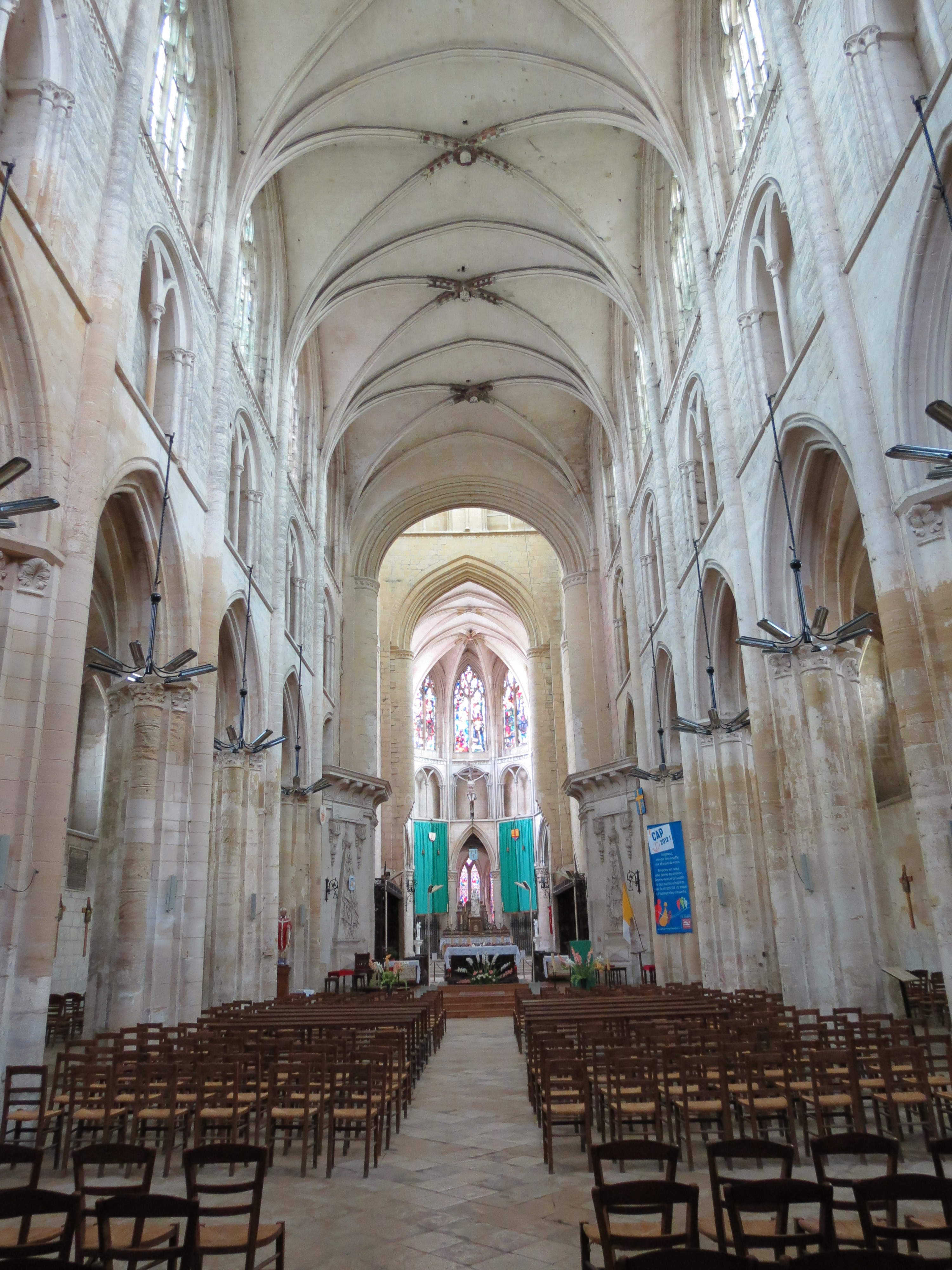
Abbaye de Saint-Pierre-sur-Dives (XIIIe siècle).

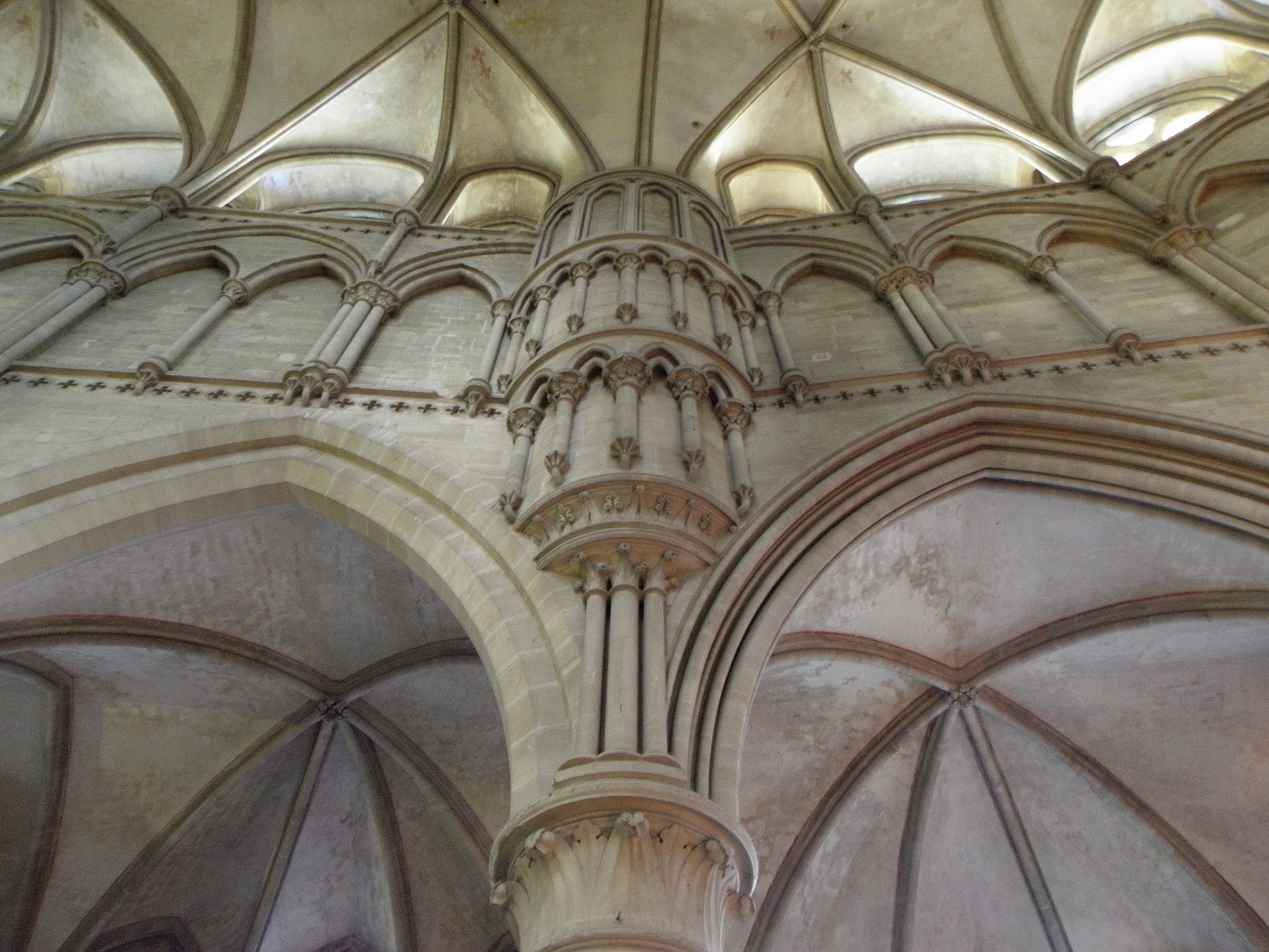
Voûtes du déambulatoire de Notre-Dame de Coutances.

La duché de Normandie des Plantagenêts, avec ses prélats Normands, est très tôt associée au mouvement gothique dont le premier exemple apparaît dans la nef de la cathédrale de Lisieux (1167-1174). Cette précocité s’explique par le commanditaire de l'ouvrage, l'évêque Arnoul de Lisieux. Prélat de premier plan, il découvre les nouveautés architecturales du gothique naissant lorsqu'il se rend à la consécration de la Basilique Saint-Denis le 11 juin 1144. Ses bonnes relations avec l'abbé Suger, l'incita sûrement à faire appel à un maître d’œuvre français.
À la suite de ses victoires face à Jean sans Terre, Philippe-Auguste annexe le territoire au domaine royal en 1204 : L'influence de l'art gothique francilien survient alors rapidement dans l'architecture militaire : depuis Paris, la forteresse médiévale du château du Louvre — devenu palais du Louvre à la Renaissance — inspire non seulement les donjons de Rouen et de Lillebonne mais aussi les tours Talbot de Falaise et du château de Gisors.
Pour autant, les éléments traditionnellement normands résistent dans l'architecture religieuse, tout particulièrement en Basse-Normandie, où l'on se contente le plus souvent d'adapter les procédés architecturaux nouveaux aux édifices de l'époque romane. En effet, jusqu'au deuxième quart du XIIe siècle, un grand nombre d'églises avait leurs nefs couvertes de charpentes ; c'est alors qu'elles reçurent des voûtes gothiques sur croisées d'ogives. Hérités de cette époque, les plans des églises ont souvent une ampleur remarquable avec un transept très saillant, tandis que l'utilisation d'un type de voûte surbaissée, encadrée par des arcs en plein cintre, rend la pesée si forte qu'elle nécessite des murs très épais.

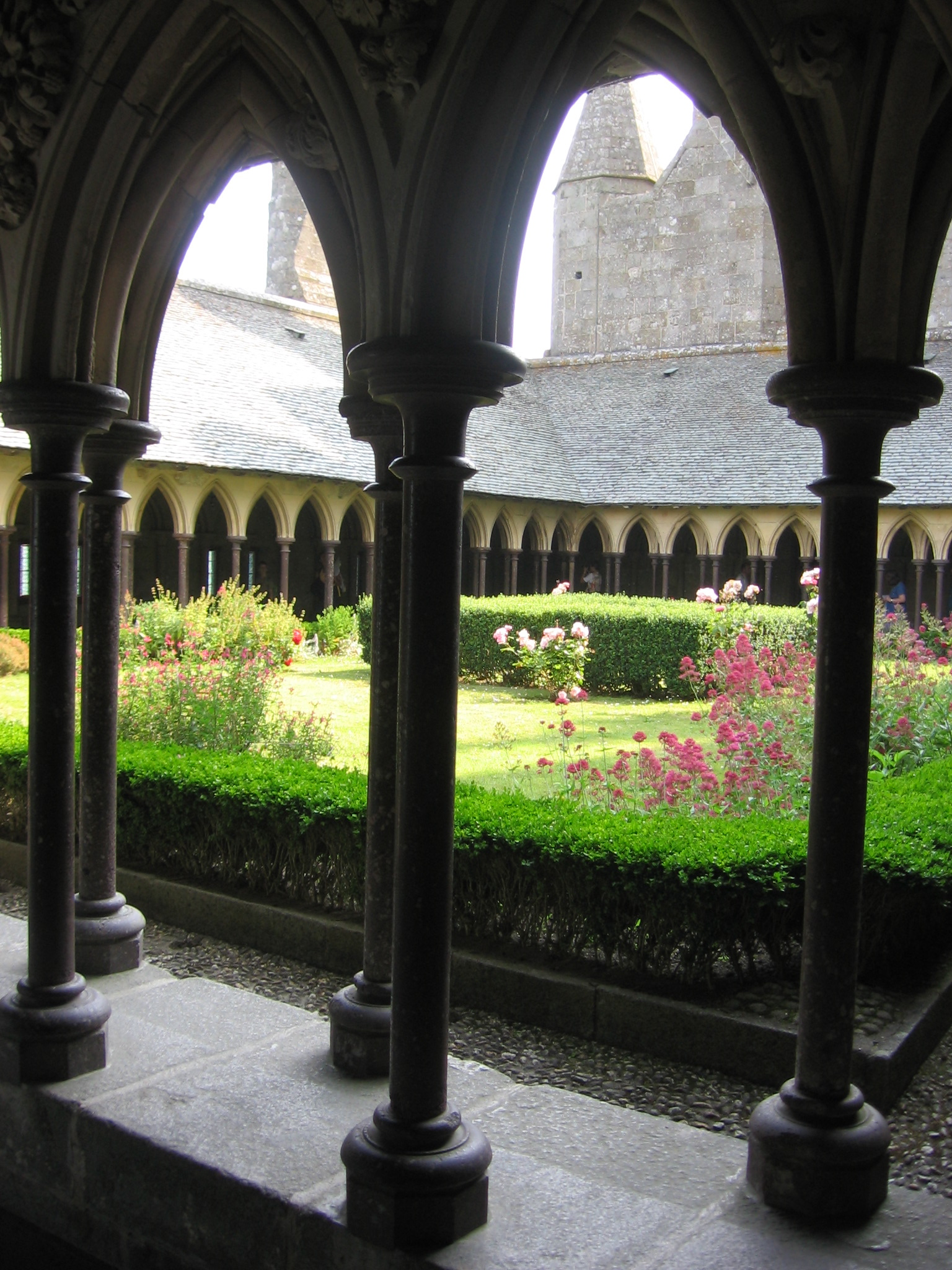
Le cloître de la « merveille » du mont Saint-Michel (1225-1228).

Le chœur de l'abbatiale Saint-Étienne de Caen est le premier édifice construit après la fin du duché (1204). Néanmoins, les survivances normandes sont toujours visibles dans la nef : la coursière (galerie de circulation au niveau des fenêtres hautes) et la largeur de la nef centrale sont typiquement normands. La reconstruction du chœur de la cathédrale de Bayeux (vers 1230) respecte également cette tradition normande : arcs brisés très aigus, tympans ajourés de trèfles, voussures, absence de statues, lumière.
Le cloître de la Merveille du mont Saint-Michel reconstruit dans le style architectural normand, avec tailloirs des chapiteaux circulaires, écoinçons en pierre de Caen, motifs végétaux, est achevé en 1228.
À Coutances, la reconstruction de la nef précède celle du chœur (vers 1220-1235). Ces deux parties de l'édifice sont de style normand : les chapiteaux à tailloir circulaire évidé, les arcs élancés et leur modénature accentuée sont des signes évidents de la résistance au style gothique français. De même, la tour-lanterne est une spécificité normande. Le style régional apparaît aussi sur la façade de la cathédrale, qui offre des lignes verticales vertigineuses.
L'extrémité du chœur de la cathédrale de Lisieux édifiée au XIIIe siècle, révèle également un revirement par rapport à la nef de style francilien. Le maître d’œuvre, différent du temps d'Arnoul de Lisieux, imposa le style gothique normand : les colonnes qui composent les arcades sont doubles, les tailloirs prennent une forme circulaire ou polygonale, des trilobes percent les murs. Surtout, le style gothique apparaît beaucoup plus évolué et élancé : un triforium remplace les fausses tribunes de la nef, les arcades se resserrent, les colonnes s'affinent, les moulurations se perfectionnent.

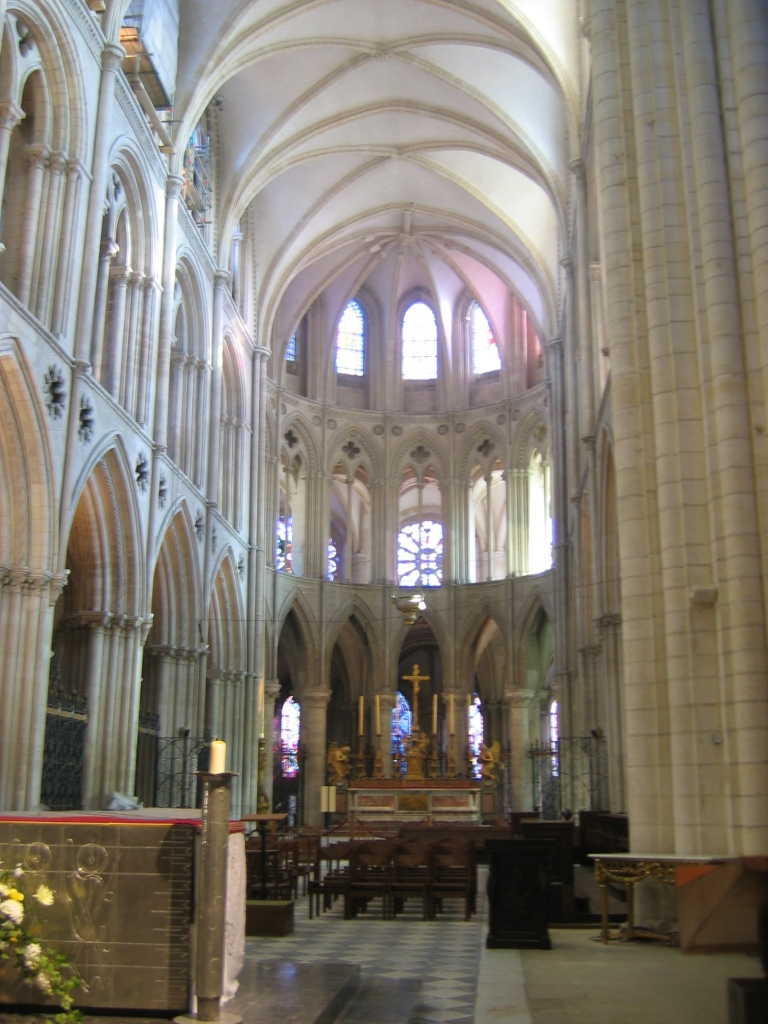
Église Saint-Étienne de Caen (controverse des XIIIe siècle ou alors de 1316 à 1344).

Dans l'ensemble, toutes les cathédrales normandes sont construites sur un même plan qui comporte une nef, des bas côtés simples, un transept, des chapelles rayonnantes ouvrant sur le déambulatoire. La chapelle de la Vierge, disposée dans l'axe de l'église, est une véritable petite église annexée à la grande (abbaye de la Trinité de Fécamp). Les églises rurales sont composées d'une nef terminée par un chevet plat comme on peut en trouver en Angleterre. Le caractère le plus frappant de ce style d'architecture est la brisure très aiguë des arcs en lancette, surtout dans les chœurs, portails et clochers tandis que les croisées d'ogives sont presque toujours réalisées sur plan barlong. Ces dispositions seront conservées dans les monuments du gothique rayonnant auquel appartiennent Saint-Ouen de Rouen, Saint-Pierre de Caen (bien que le chœur soit du XVIe siècle) et dans les édifices du gothique flamboyant : Saint-Maclou de Rouen, Caudebec-en-Caux, Notre-Dame de Saint-Lô, le chœur de l'église abbatiale du Mont-Saint-Michel, Saint-Jacques de Lisieux, Saint-Jacques de Dieppe, Notre-Dame d'Alençon, les deux églises Saint-Martin et Saint-Germain d'Argentan.
Les différences portent sur des détails d'exécution, comme la construction de chapelles latérales entre les contreforts de la nef ou les piliers losangés à nervures continuant celles de la nef, les arcs- boutants doubles et à double volée (Saint-Ouen) ou encore l'arc quint-point que l'on trouve au XVIe siècle dans la piscine de l'abbaye de Saint-Wandrille. Ce qui caractérise surtout l'école de Normandie à toutes les époques du gothique, ce sont les clochers, remarquables par la hauteur des flèches et des clochetons ; les plus belles flèches sont celles de Saint-Étienne de Caen, de Notre-Dame de Coutances, de Bayeux, de Secqueville-en-Bessin, de Saint-Pierre-sur-Dives, de Langrune, de Bernières et de Saint-Pierre de Caen.
Toutes ces grandes églises ont un caractère commun, de la croisée du transept s'élève presque toujours une tour-lanterne très ajourée et souvent richement ornée : si ces tours-lanternes sont très répandues en Europe depuis l'époque romane, c'est véritablement avec le gothique normand et anglo-normand qu'elle a pris le plus d'ampleur et où sa présence s'est montrée la plus régulière. Presque toujours conçue pour être la plus haute tour de l'église, elle dépasse dans la plupart des cas, les deux flèches de la façade harmonique occidentale, même si l'état d’achèvement de certains édifices n'a pas toujours permis d'atteindre ce but (il manque souvent la partie sommitale). On la retrouve au XIIIe siècle, dans de nombreuses églises normandes telles que Saint-Martin de Langrune-sur-Meret, Saint-Ouen de Rots, Notre-Dame d'Étretat et Notre-Dame-des-Labours de Norrey-en-Bessin, dans de nombreuses abbayes dont la Trinité de Fécamp et Saint-Pierre-sur-Dives et dans presque toutes les cathédrales de la province dont la cathédrale de Lisieux, de  Notre-Dame de Coutances, de Rouen ou d'Évreux. La cathédrale de Sées n'en comporte pas, mais elle était prévue à l'origine.
Cette architecture a grandement influencé l'art gothique en Angleterre, où la présence d'une tour centrale est la règle. On la retrouve également en Espagne, à la cathédrale de Burgos, en Suisse à la cathédrale de Lausanne ou encore dans le gothique scaldien des Flandres. En France, la Picardie et l'Artois, semblent les régions les plus perméables à l'influence normande, notamment par l'adoption du chevet plat et de la tour lanterne à Notre-Dame de Laon tandis que les cathédrales aujourd'hui disparues de Cambrai ou d'Arras (non achevée) s'ornaient d'une tour centrale à l'intersection de leurs croisillons.

#### Le gothique méridional

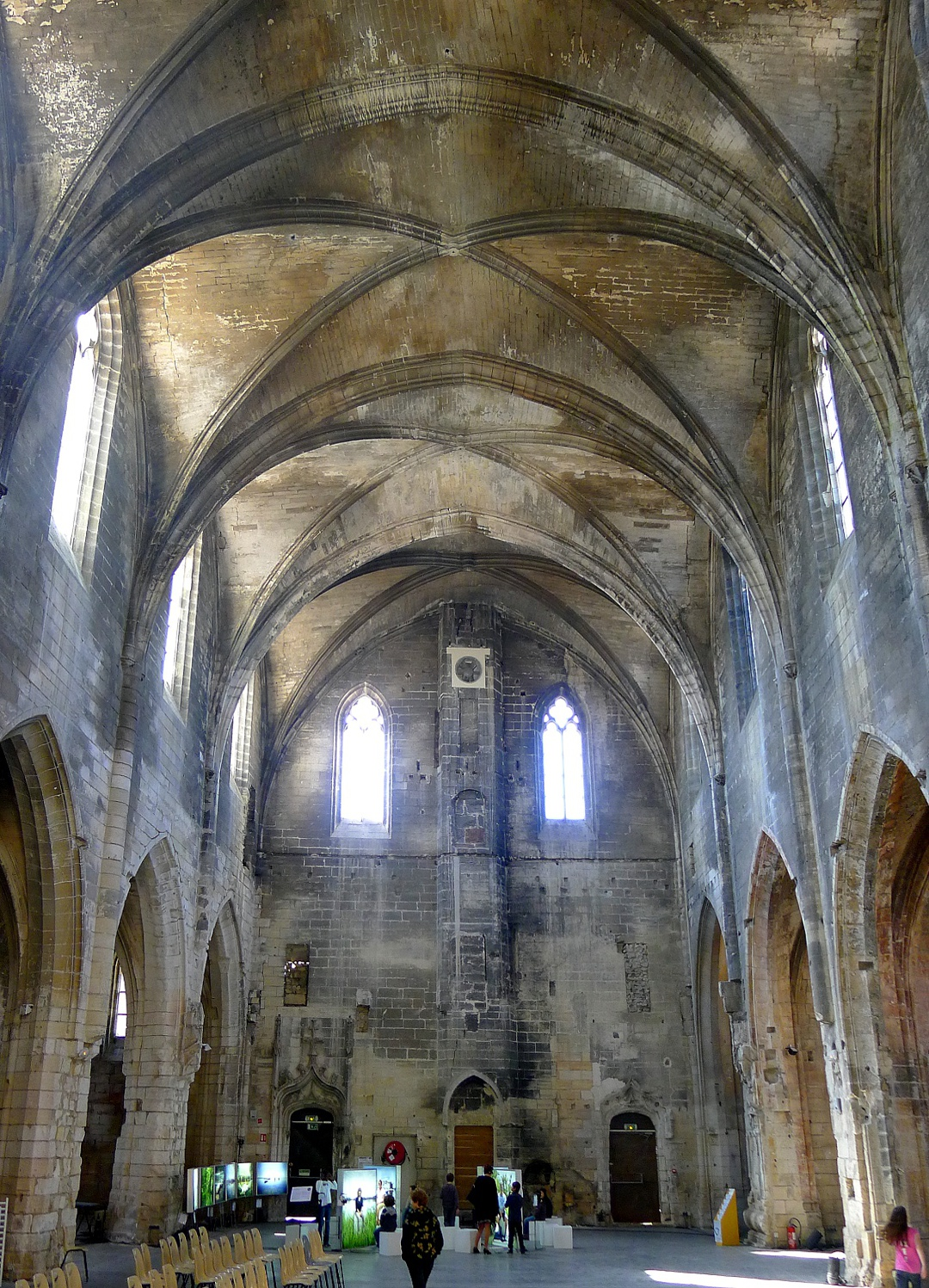
Église des Dominicains d'Arles (1448-1499).
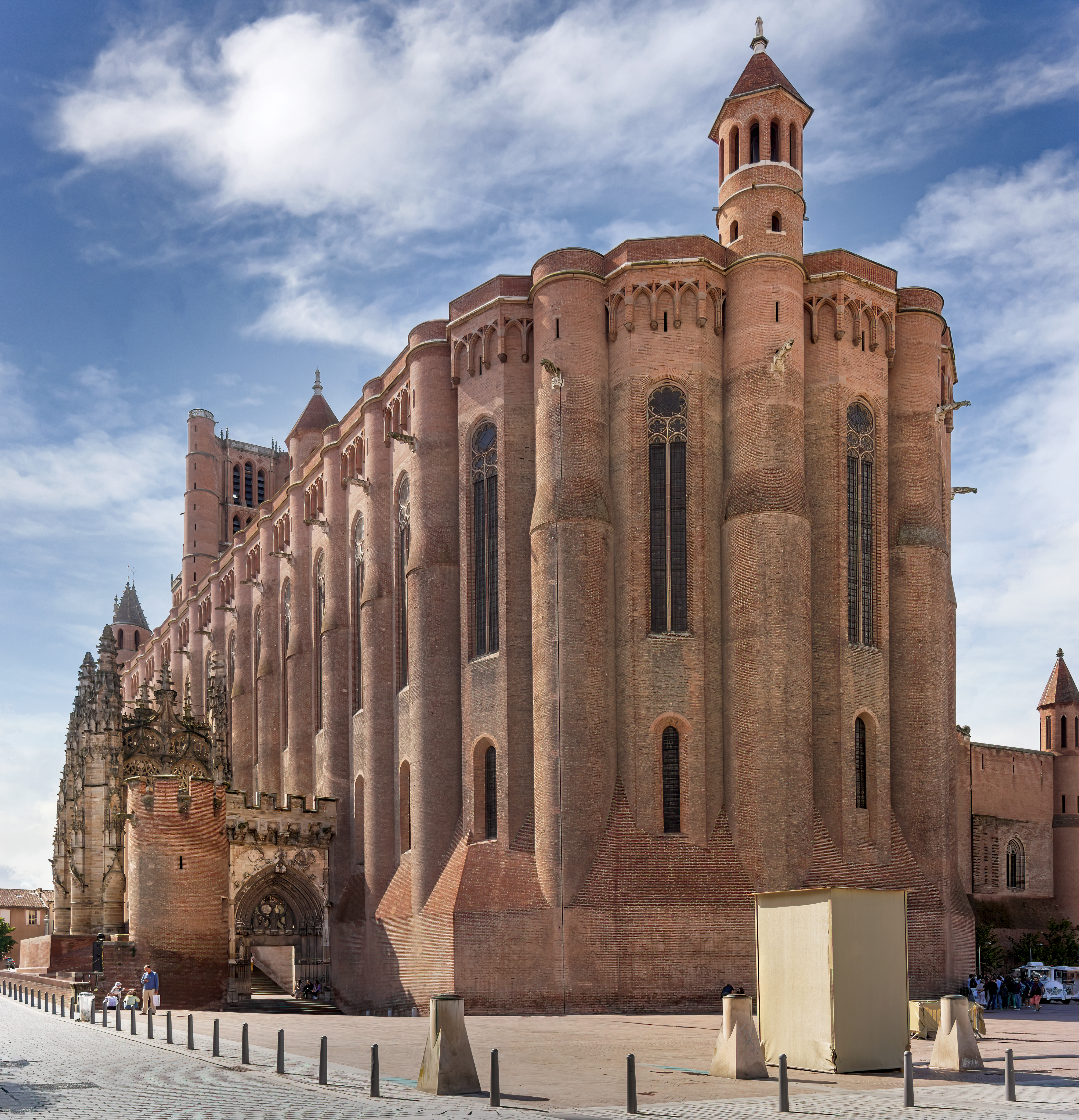
Chevet de la cathédrale Sainte-Cécile d'Albi (1282 à 1480).
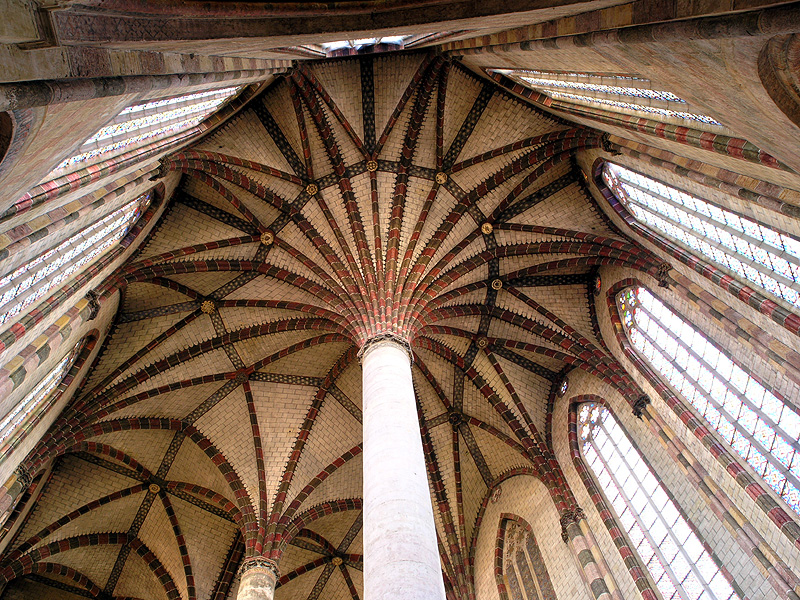
Chœur des Jacobins de Toulouse (1275-1315).
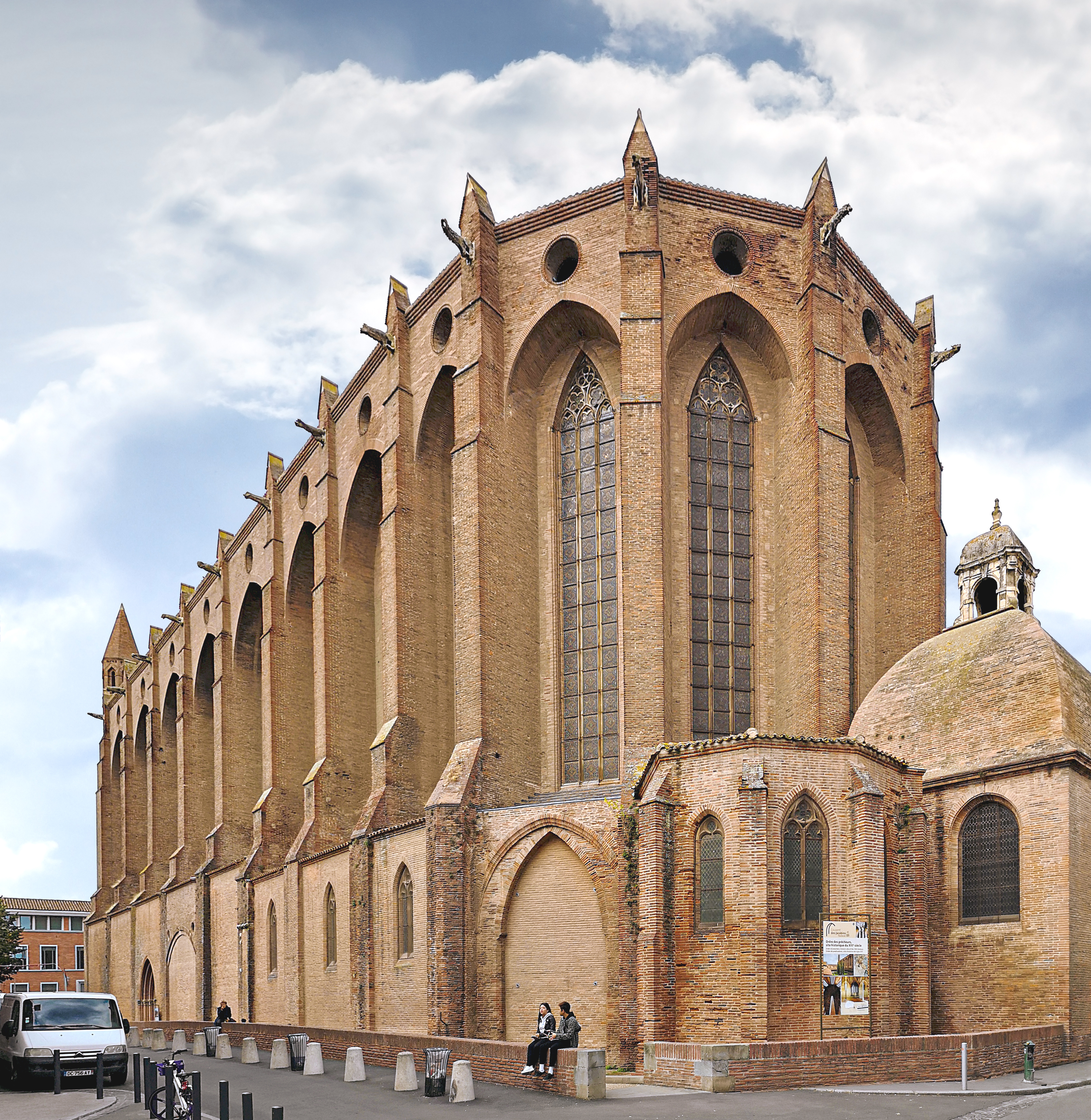
Abside des Jacobins de Toulouse (1275-1315).

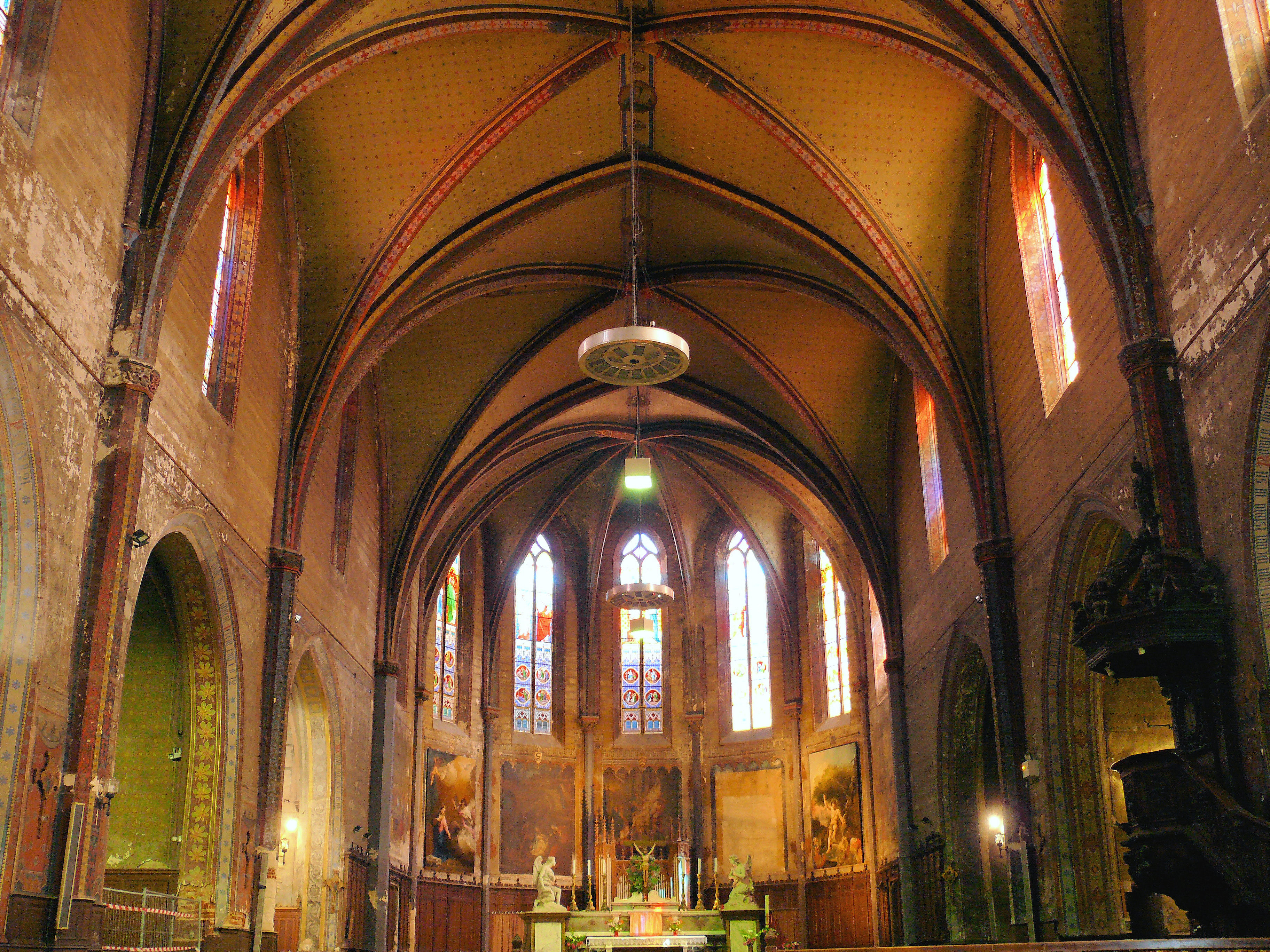
Église Saint-Jacques de Montauban (XIIIe siècle).
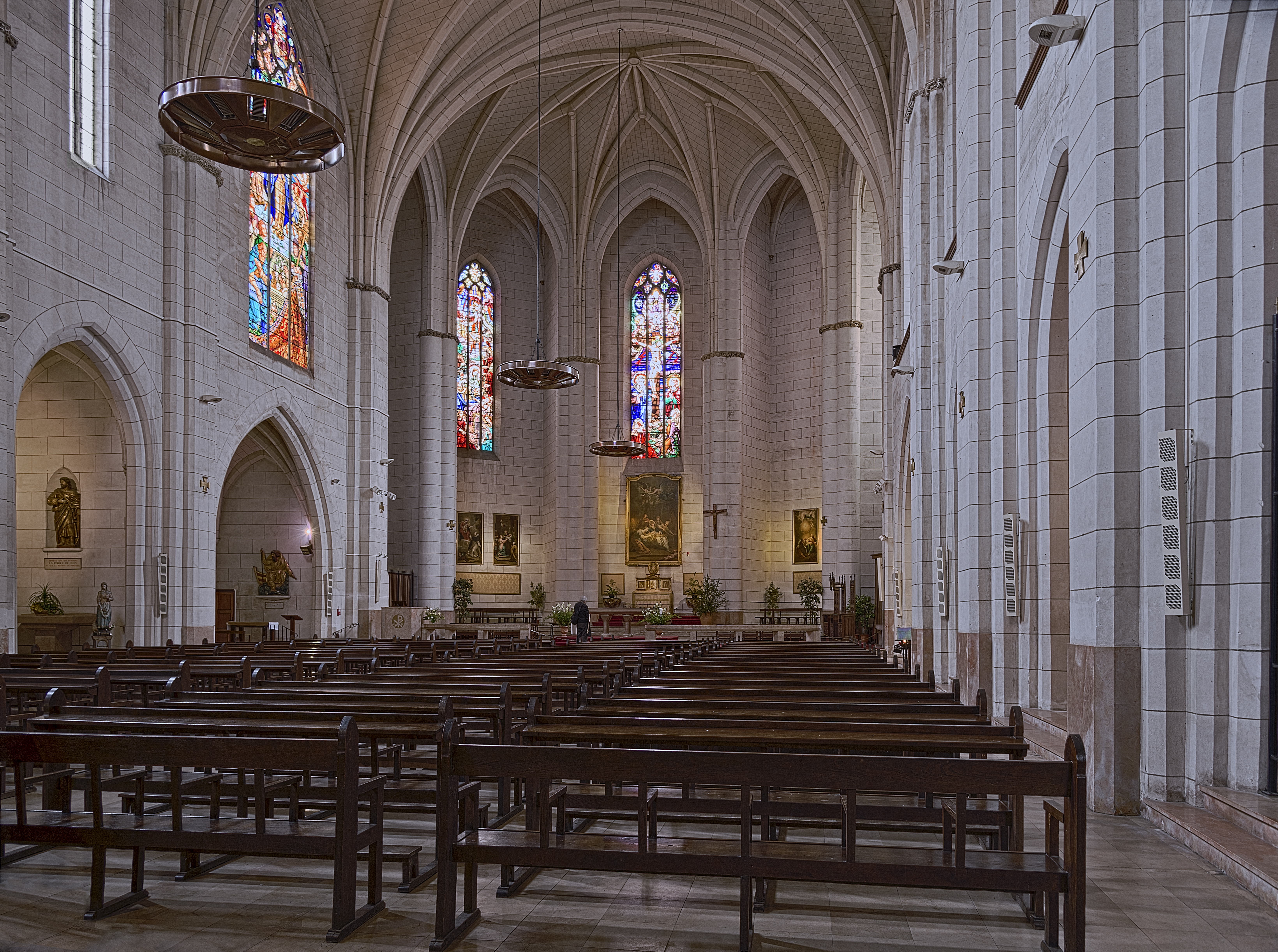
Église Notre-Dame de la Dalbade (vers 1480).
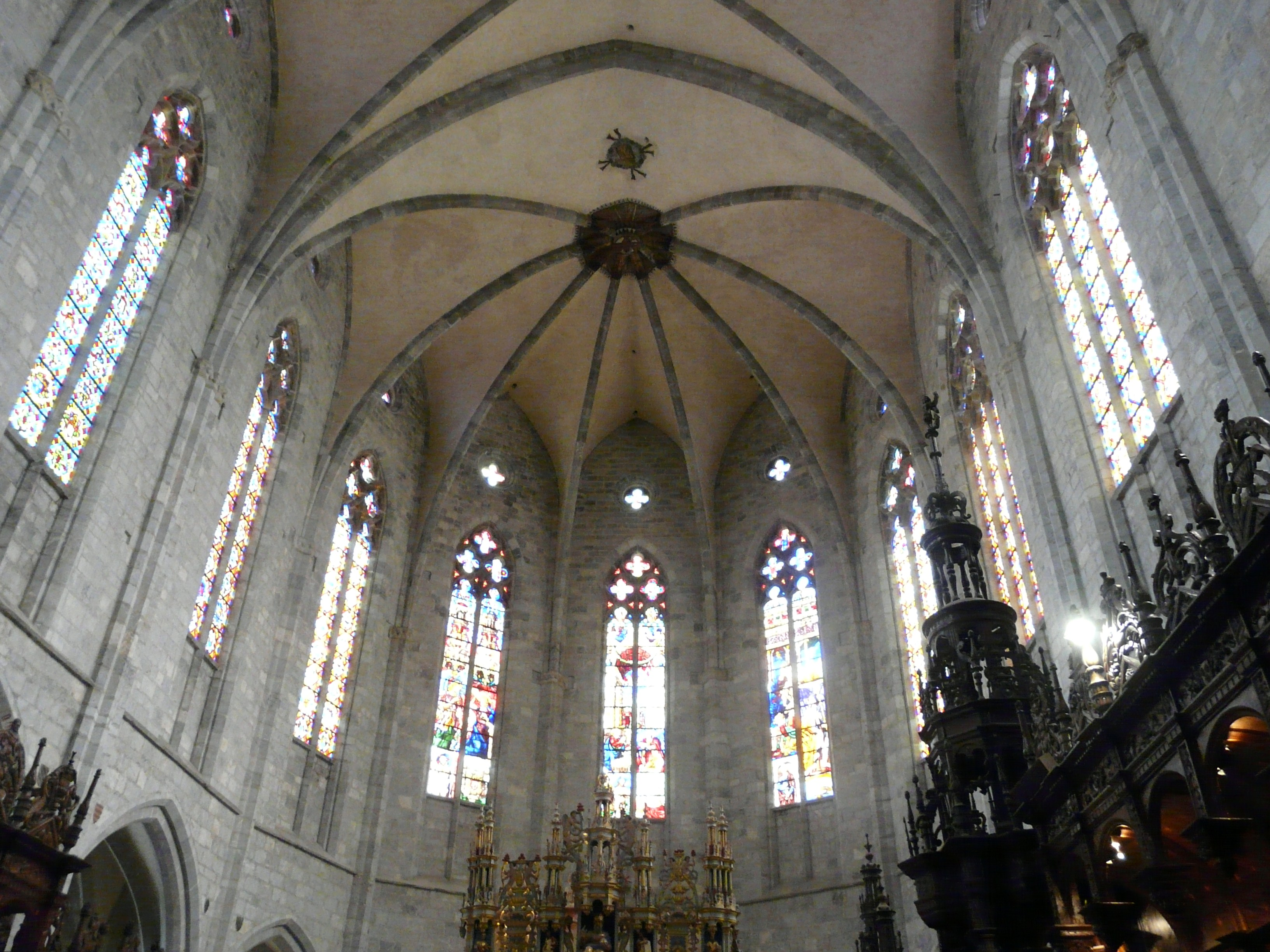
Chœur de la cathédrale Notre-Dame de Saint-Bertrand-de-Comminges (1304-1352).
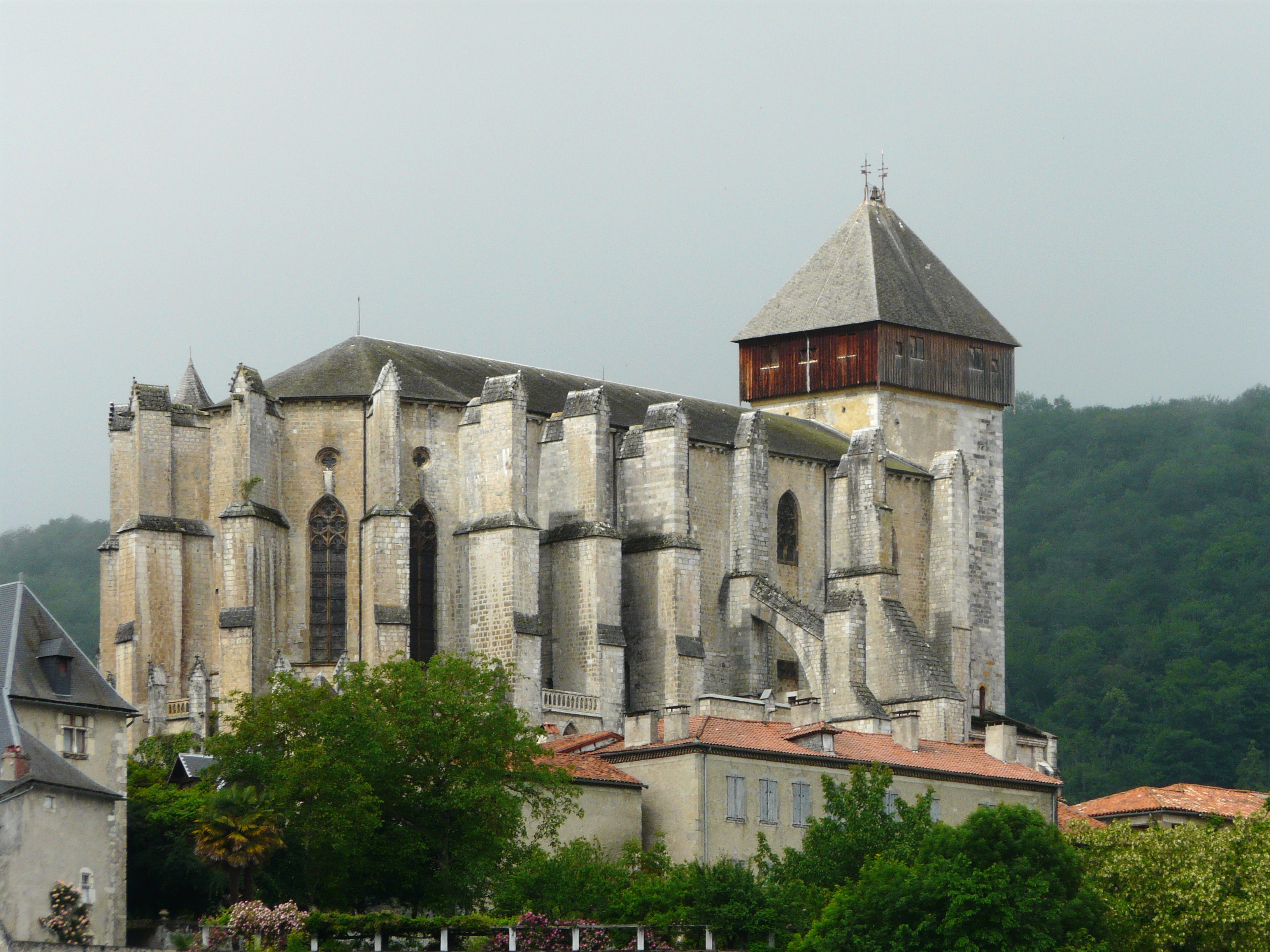
abside de la cathédrale Notre-Dame de Saint-Bertrand-de-Comminges (1304-1352).

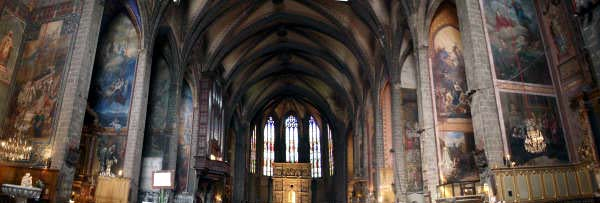
Montage photographique de l'intérieur de la cathédrale saint Jean Baptiste de Perpignan avec vision d'ensemble des peintures murales de Jacques Pauthe (1866-1874).

Le gothique méridional, également appelé gothique toulousain, ou encore gothique languedocien, désigne un courant de l'architecture gothique développé dans le Midi de la France, principalement dans les régions où se développa le catharisme et qui eurent à subir la répression religieuse et militaire venue du Nord. Les régions concernées sont donc les départements actuels de la Haute-Garonne (Toulouse), le Tarn (Albi), le Tarn-et-Garonne (Montauban), l'Ariège, le Gers, l’Aude, les Pyrénées-Orientales, l'Hérault, ainsi que ponctuellement dans d'autres départements limitrophes. Une autre partie, adjacente, de l'autre côté des Pyrénées, concerne l'Aragon et la Catalogne, avec des similitudes mais des origines différentes marquées par l'influence mudéjare.

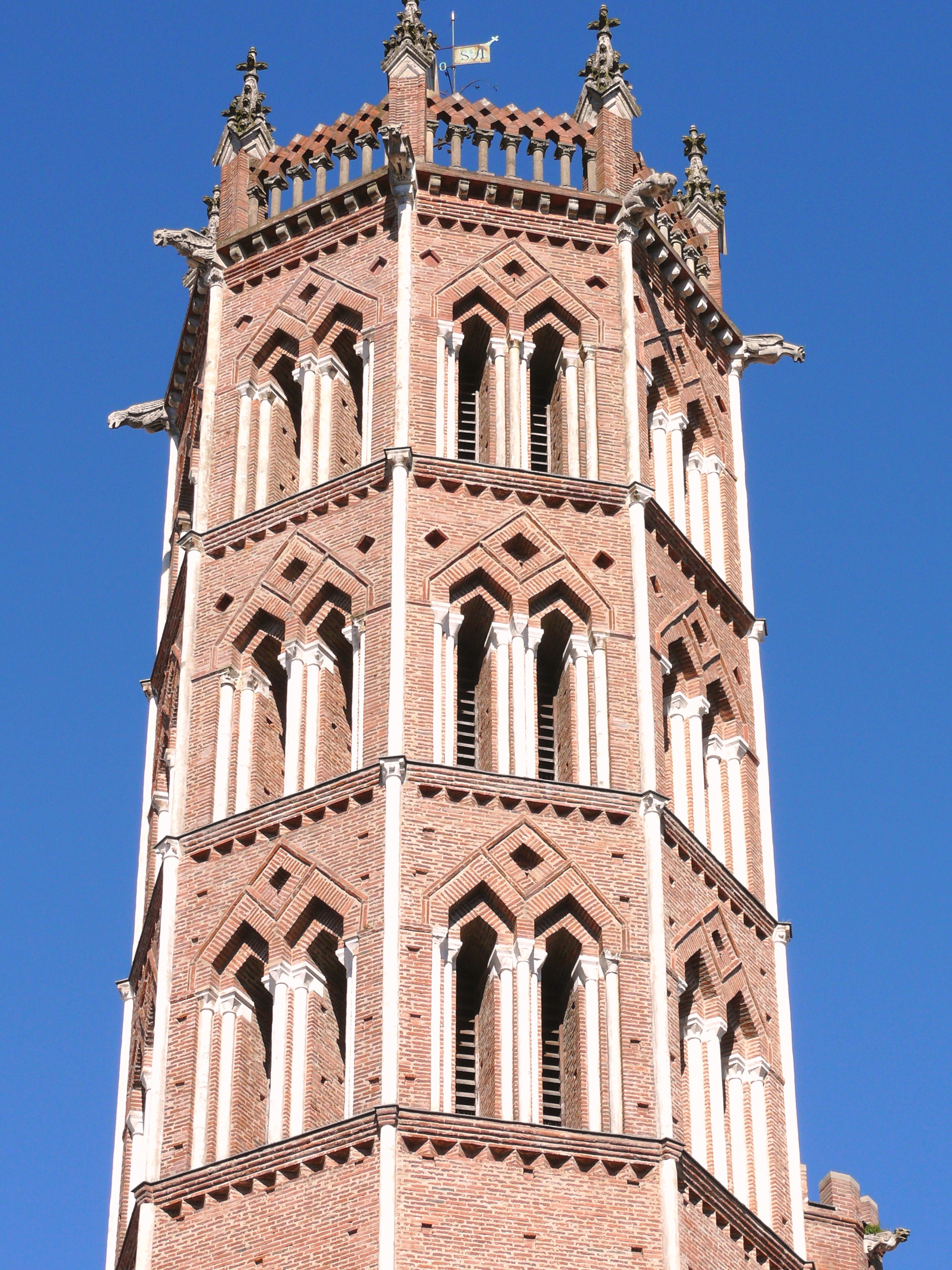
Clocher de la cathédrale Saint-Antonin de Pamiers.

Après l'éradication politique de l'aristocratie cathare lors de la croisade des albigeois (1209-1229), il restait à reconquérir les esprits. Outre la mise en place de l'Inquisition, la « reprise en main » par la hiérarchie catholique donna lieu à de nombreuses constructions ou reconstructions d'édifices religieux mais aussi civils. Le clergé cathare, dont « les parfaits », avait tant combattu le luxe de l'Église catholique romaine que l'on mit dès lors l'accent sur un style architectural plus austère et plus dépouillé que dans le Nord du royaume de France.
Le gothique Méridional s’afficha ainsi comme un art militant, pensé comme une arme majeure de l’Église dans son combat contre la dissidence cathare ; il retournait contre cette dernière son parti-pris d’austérité et il offrait à la prédication un espace approprié.
Le gothique méridional se caractérise par une expression architecturale marquée par une grande austérité et une forte muralité. Les édifices prennent souvent un aspect militaire et défensif avec l'utilisation de contreforts à la place d'arcs-boutants. Après l'épisode cathare, la reprise en main des fidèles passe par le prêche (d’où la fondation par Dominique de Guzmán de l'ordre des Frères prêcheurs). Pour cela, on privilégie la nef unique, qui favorise l'acoustique et place tous les fidèles sous le regard du prédicateur. La nef est bordée de chapelles latérales, logées entre les contreforts et surmontées des grandes baies étroites permettant un éclairage réduit (exemples : cathédrale Sainte-Cécile d'Albi, cathédrale Saint-Fulcran de Lodève, cathédrale Saint-Pierre de Montpellier). Toutefois, la présence d'une nef unique n'est pas nécessairement liée à cette volonté mais peut l'être à d’autres considérations, ou à une nef unique préexistante. À l’inverse, la très large nef des Jacobins de Toulouse se trouve divisée par une rangée de piliers mais n'en constitue pas moins une seule entité.
Beaucoup d'édifices de ce style ne possèdent pourtant pas de bas-côtés et sont couverts par des charpentes reposant sur des arcs diaphragmes (église Notre-Dame-de-l'Assomption de Gruissan).

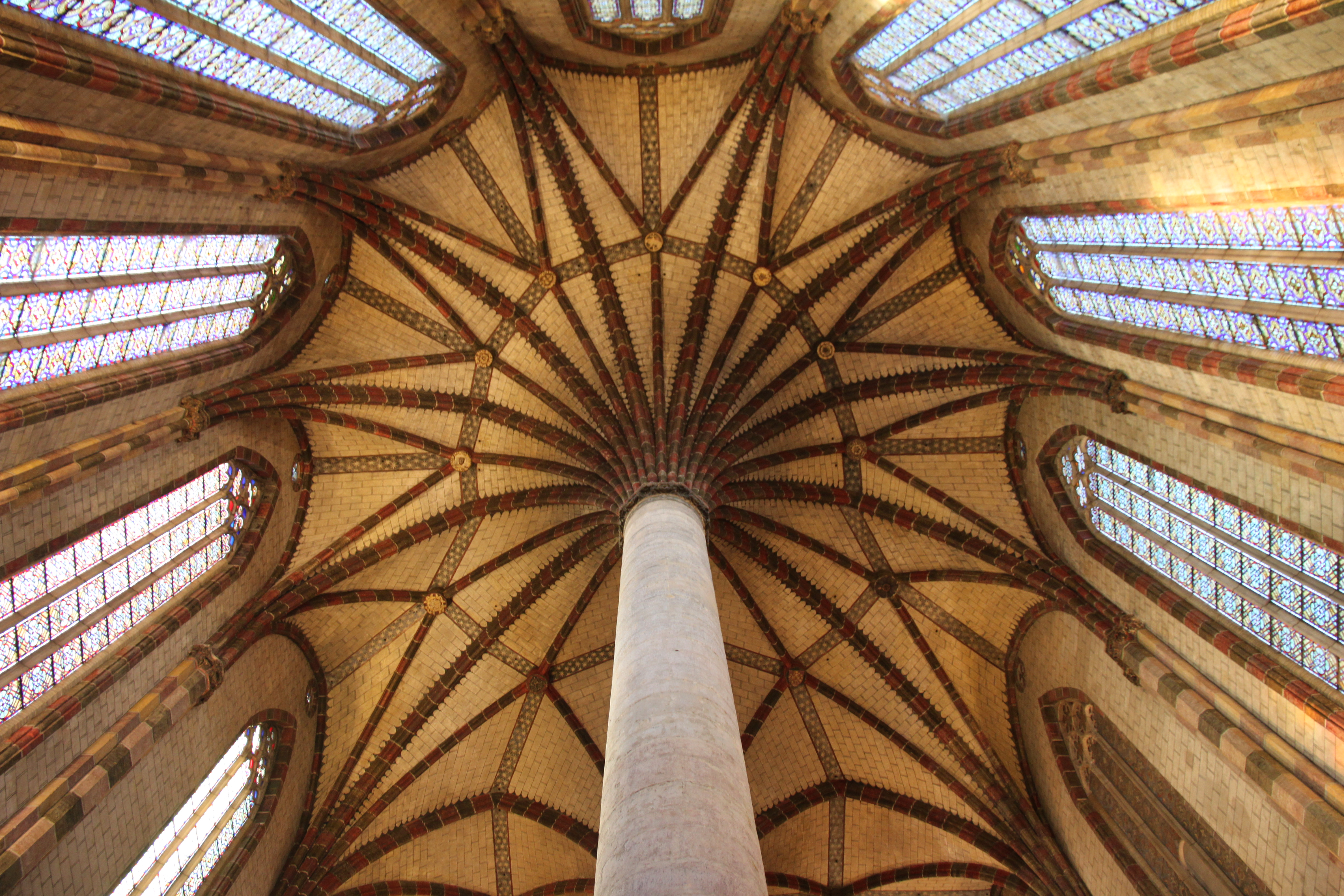
« Palmier » de l'église des Jacobins de Toulouse, 1292, 28 mètres sous clef.

La nef ancienne (début du XIIIe siècle) de la cathédrale de Toulouse marque la naissance du gothique méridional. L'évêque Foulques la conçut comme un défi monumental et spirituel à la dissidence cathare. Deux éléments structurels fondamentaux concourent alors à définir le gothique toulousain : la nef unique et la croisée d'ogives, entraînant la construction d'une voûte d'ampleur inaccoutumée dans le Midi (19 mètres de largeur). La nef de la cathédrale de Toulouse participe aussi du dépouillement inspiré par saint Bernard en se caractérisant par l'absence de décor sculpté. De ce bâtiment novateur édifié entre 1210 et 1220, dont il reste trois travées sur les cinq d'origine, découleront les recherches architecturales menées dans les couvents mendiants de Toulouse et qui culmineront au couvent des Jacobins de Toulouse et à la cathédrale d'Albi.
L'église du couvent des Jacobins de Toulouse fut considérée comme la plus belle église dominicaine de l'Europe chrétienne par le pape Urbain V, qui lui attribua les reliques du grand penseur dominicain Thomas d'Aquin, en 1369. Elle mesure 80 mètres de long sur 20 mètres de largeur et 28 mètres de hauteur, créant un volume intérieur impressionnant. La difficulté de voûter deux vaisseaux de largeur inégale entraîna après 1275 la mise en place d'une file de colonnes cylindriques définissant deux nefs identiques dans les travées droites de l'abside. La greffe d'une abside unique, de plan polygonal, sur une église à deux vaisseaux donna naissance à une voûte étoilée dont l'organisation complexe anticipa de plus d'un siècle sur le gothique flamboyant. La tradition désigne ce chef-d’œuvre du nom de « palmier » car les nervures jaillissent du fût lisse de la colonne comme des palmes.

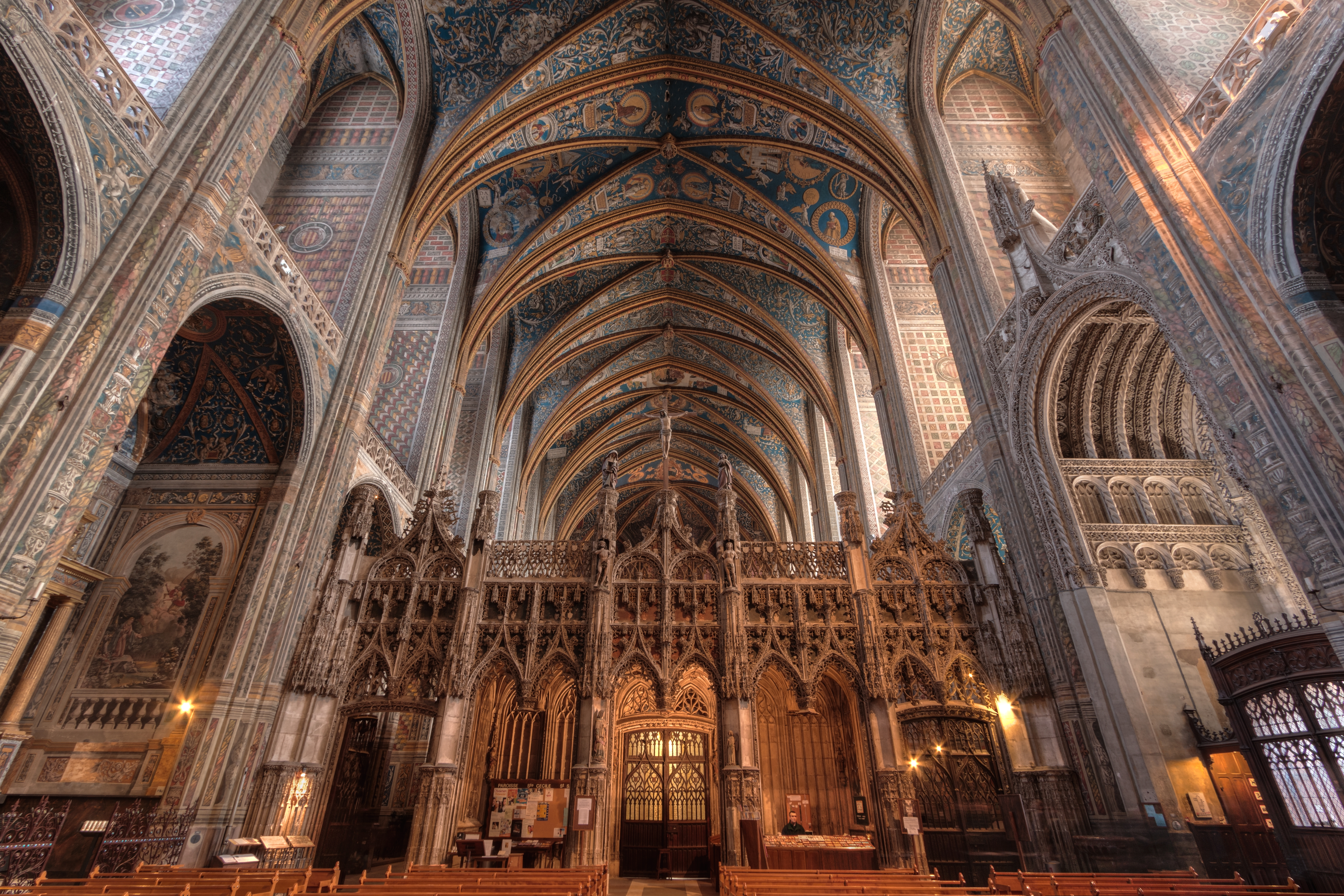
Nef de la cathédrale Sainte Cécile d'Albi (1282 à 1480).

La cathédrale d'Albi revêt un caractère exceptionnel dans la sphère du gothique méridional. En effet, si elle relève par essence d'une expression du gothique bien différente de celle des grandes cathédrales du nord (Chartres, Reims ou Bourges), elle n'en reste pas moins un « unicum » au sein même de sa famille. La hauteur de sa voûte, 30 mètres, ne lui permet pas de rivaliser avec les géantes du nord comme Beauvais ou Amiens (respectivement 46 et 42 mètres) mais s'inscrit totalement dans la moyenne des grands édifices du gothique rayonnant (32 mètres pour Strasbourg, 30 pour Soissons et Auxerre, 28 pour Rouen). Ces proportions s'apparentant au gothique septentrional démarquent la cathédrale d’Albi des principales églises du gothique méridional. En effet, aucun autre vaisseau ne dépasse une soixantaine de mètres de longueur (cathédrales de Lavaur, Saint-Bertrand de Comminges, Lodève, Augustins de Toulouse, Saint-Jacques de Montauban) à l'exception du couvent des Jacobins de Toulouse et de Saint-Jean-Baptiste de Perpignan. La hauteur maximale des voûtes de ces églises culmine à 28 mètres à Saint-Bertrand de Comminges et aux Jacobins mais la hauteur moyenne se situe entre 20 et 25 mètres (Notre-Dame de la Dalbade, couvent des Augustins de Toulouse, cathédrales de Lavaur, Lodève, églises de la ville basse de Carcassonne). En somme, il apparaît que les proportions uniques de Sainte-Cécile correspondent à celles d’une grande cathédrale gothique du nord appliquées à une architecture d’esprit méridional.
Toute construction utilisant de préférence le matériau local, le gothique méridional des régions de Toulouse, Montauban, Albi fait appel majoritairement à la brique foraine qui est devenue un de ses signes distinctifs. Les bâtisseurs ont utilisé des techniques adaptées à ce matériau, comme l'arc en mitre typique du « gothique toulousain ». La brique se prête à des compositions décoratives géométriques, en revanche il y a peu de sculptures intégrées à l'architecture. Selon le type d'argile employée, les briques peuvent être moulurées ou arrondies par abrasion. Certains édifices utilisent la pierre avec parcimonie pour créer des contrastes de couleurs. Les régions voisines placées sous cette influence mais où domine la pierre ont souvent repris le même vocabulaire architectural.
Si on applique essentiellement le terme de gothique méridional à des édifices de culte, églises et cathédrales, les principes de leur architecture peuvent se retrouver dans des bâtiments servant à d’autres usages : sobriété de la construction, absence ou limitation de la décoration sculptée, aspect massif, éléments de défense. On peut citer entre-autres certains hôtels particuliers et le musée Saint-Raymond, à Toulouse et le palais de la Berbie d'Albi.

### Les écoles en France

#### Île-de-France

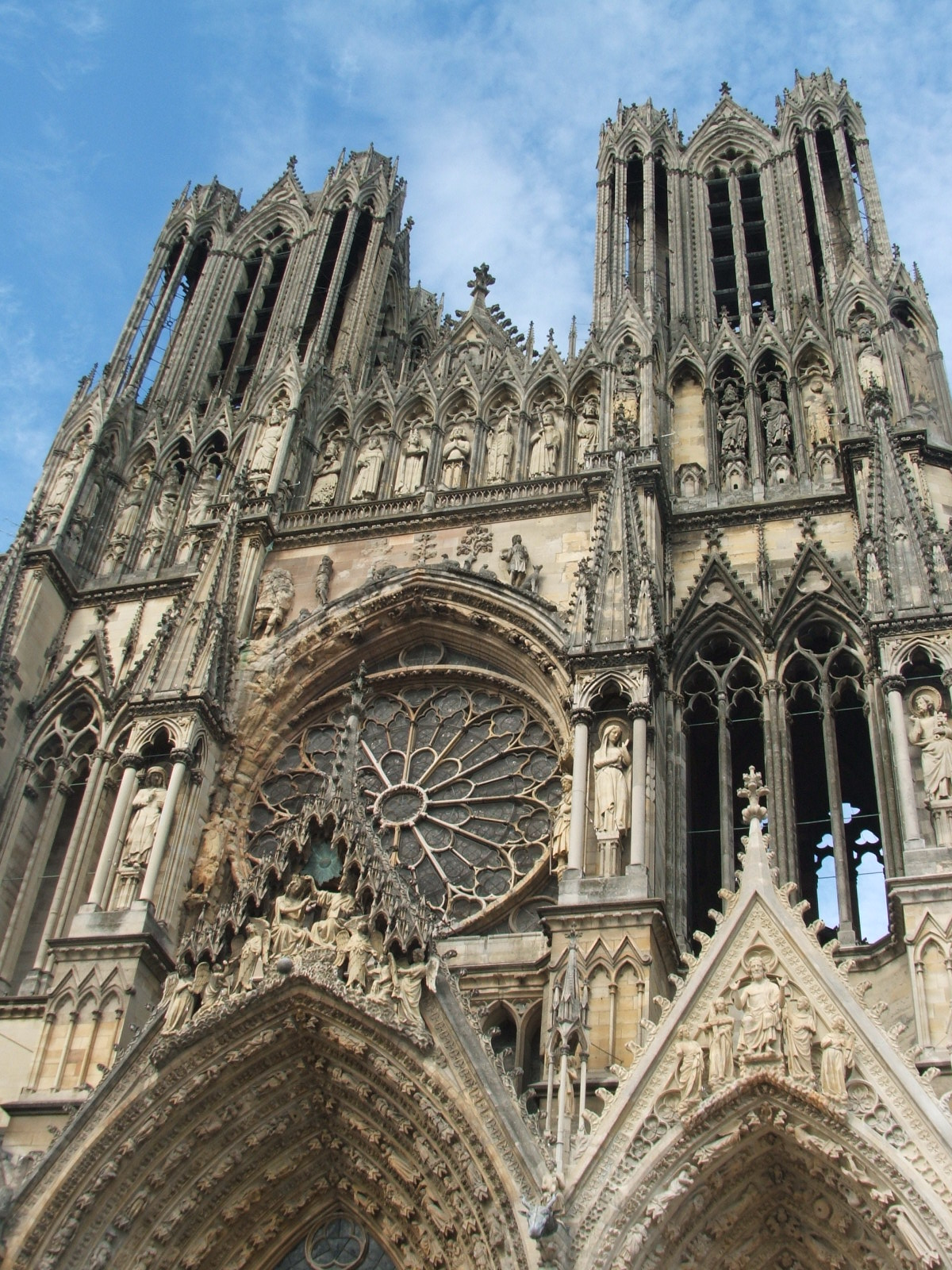
Façade de la cathédrale de Reims.

Berceau de l'art gothique, l'école d’Île-de-France couvre aussi l'Artois et la Picardie et impose ses formules à l'ensemble du territoire français. Référence à la fois nationale et européenne, elle inspire en France des monuments d’une grande audace, dont les caractères sont ceux de l’architecture gothique en général. Elle concerne les cathédrales de Senlis, Noyon et Beauvais, Sens, Bourges, Chartres, Amiens, Tours, Paris et Strasbourg.

#### Champagne
Elle emprunte à la Bourgogne son système de chêneaux couvrant un passage intérieur, à la Normandie ses arcs à lancettes, à la Rhénanie ses tours à quatre pignons. On lui attribue volontiers la disposition peu commune des chapelles rayonnantes ouvrant sur le sanctuaire par trois arcades, qu’on observe dans la cathédrale de Soissons. Les cathédrales de Laon, Reims et Troyes relèvent de cette école.

#### Bourgogne
Cette école reste fortement attachée à la tradition romane, dont elle conserve de nombreux éléments, tels des voûtes d’arêtes couvrant les bas-côtés, tours lanternes, portails en plein cintre, corniches à modillons, l’abondance du décor sculpté, etc. Elle connaît un grand rayonnement entre le Sud et l’Est de la France, entre Vienne et Strasbourg. Elle offre de belles cathédrales comme Auxerre, Dijon, Nevers, qui, bien que très influencées par celles de Champagne et d’Île-de-France, n’en reproduisent pas la démesure. Ainsi, la cathédrale de Lyon, pourtant primatiale des Gaules, montre-t-elle des dimensions particulièrement modestes.

#### Normandie
Les cathédrales normandes s’étirent souvent sur plus de 100 m de long. Leurs murs épais et les voûtes peu élancées, héritage de l’époque romane, expliquent le peu d’ampleur des arcs-boutants. Leurs façades sont assez semblables : de vastes porches couvrent d’importants portails, au-dessus, une grande baie en tiers-point remplace la rose habituelle. La composition est encadrée de tours dont la verticalité est accentuée par de longues et étroites baies en lancettes. Le gothique normand affectionne particulièrement les tours, tours lanternes et flèches, avoisinant souvent les 70 m. En dehors des portails, la statuaire y est rare, l’ornementation intérieure consistant essentiellement dans l’emploi d’abondants motifs géométriques, de lignes architecturales verticales et d’arcs suraigus.
L’école normande a produit les cathédrales de Bayeux, Rouen, Coutances. La Bretagne, d’abord inspirée par l’architecture angevine, passera au XIIIe siècle sous influence normande: on rattache ainsi à l’école normande les cathédrales bretonnes de Quimper, Saint-Brieuc et Saint-Malo.

#### Sud-Ouest
Cette école est caractérisée par ses voûtes d’ogives fortement bombées, appelées voûtes Plantagenêt qui évoquent les coupoles romanes. Les murs, souvent doublés d’arcatures, restent épais et les ouvertures étroites. L’arc-boutant n’est jamais employé, on lui préfère le contrefort massif. Les plans les plus courants sont à nef unique sur le modèle roman du Périgord et de l’Angoumois, et à trois nefs de hauteur sensiblement égale sur le modèle poitevin. Cette école aux caractères locaux fortement marqués couvre les provinces de l’Anjou, du Maine et du Poitou, et déborde largement sur la Touraine voir sur l’Auvergne. Les cathédrales d’Angers et de Poitiers en sont les deux plus importantes manifestations.

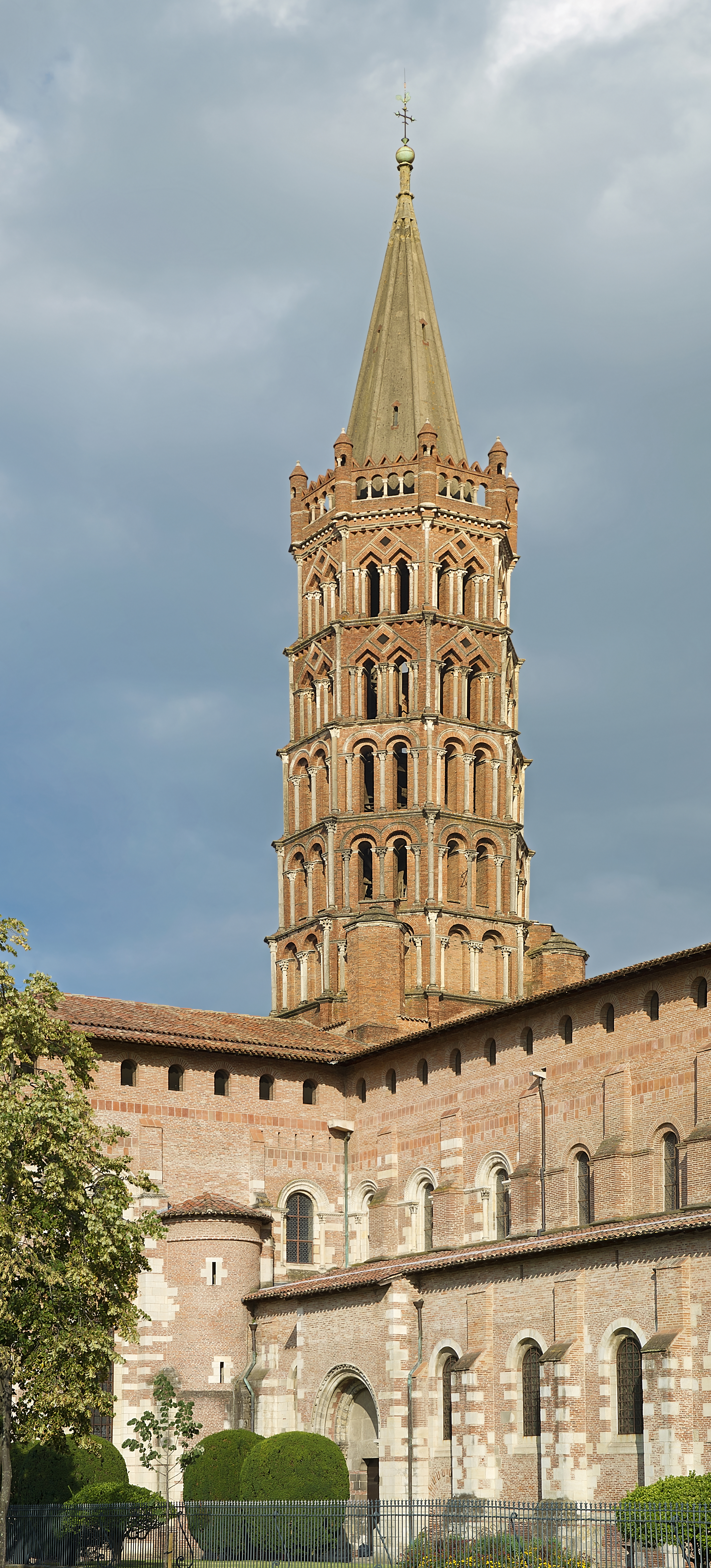
Clocher « toulousain » de la basilique Saint-Sernin à Toulouse

.

#### Midi
L'usage commun de la brique et de la tuile, l’étroitesse des fenêtres, l’emploi fréquent de l’arc en mitre sont les traits les plus caractéristiques de l’architecture méridionale. Mais le plus singulier demeure le clocher « toulousain » qui trouve son modèle dans le célèbre clocher de Saint-Sernin à Toulouse : adaptés à la construction en brique, ses différents niveaux forment une pyramide qui surmonte la ville.
Les églises méridionales montrent une nef unique ou deux vaisseaux d’égale hauteur. Aux arcs-boutants on préfère des contreforts très saillants, entre lesquels on établit souvent de hautes chapelles latérales. Cette école régionale s’étend sur un vaste territoire, comprenant la Provence, le Languedoc et la Catalogne. Elle produit une quantité de cathédrales : Carpentras, Toulouse, Montpellier, Aix-en-provence, Clermont-Ferrand et la plus célèbre, Sainte-Cécile à Albi.

## L'architecture gothique hors de France

### En Angleterre
Contrairement au reste de l'Europe, le gothique anglais s'est développé en trois phases. On distingue le gothique « primaire », le gothique « curvilinéaire » et le gothique « perpendiculaire ».

#### Le gothique primaire

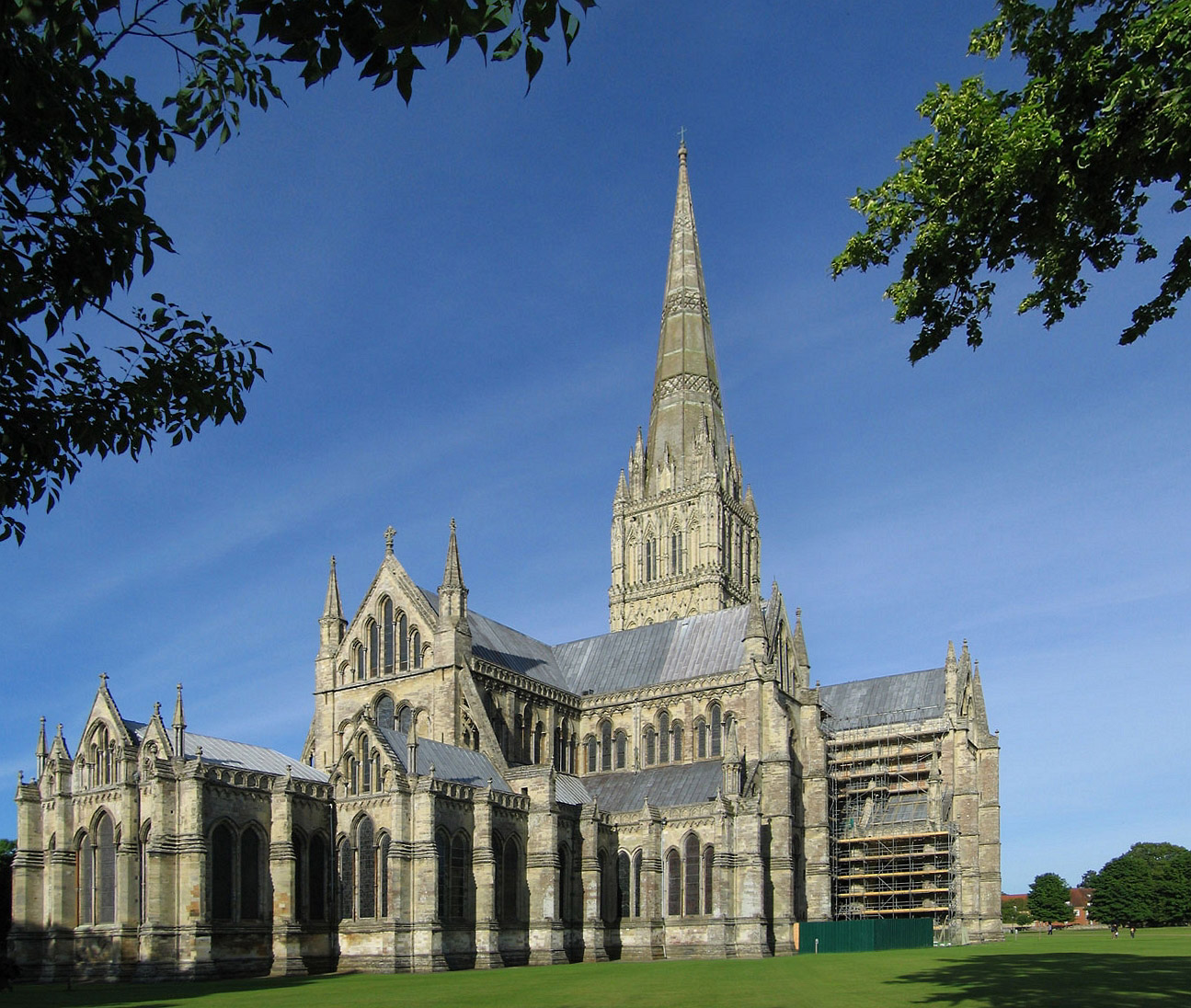
Cathédrale de Salisbury, exemple de style gothique primaire.

Le gothique primaire (ou « Early English gothic ») se développe du XIIe siècle jusqu'en 1250.

##### Caractéristiques
Le développement le plus important et caractéristique de la période du gothique primaire est l'utilisation de l'ogive aussi bien pour la nef que pour des portes et des fenêtres. Les fenêtres cintrées sont étroites par rapport à leur hauteur et sont sans entrelacs. Bien que l'ogive équilatérale soit le plus souvent utilisée, l'ogive en lancette se retrouve fréquemment et est une grande caractéristique du style. Au lieu d'être massif, les piliers sont composés de minces tiges individuelles entourant un pilier central. Des entrelacs avec des trèfles à trois ou quatre feuilles sont introduits dans les rosaces présentes dans la nef et dans le transept. Les feuillages qui ornent les chapiteaux sont d'une grande beauté et s'étendent aux tympans, aux bossages, etc. Dans les tympans, des arches, des travaux héraldiques sont occasionnellement rencontrés.

##### Exemple notables
La cathédrale de Salisbury est un superbe exemple de ce style.

#### Le gothique curvilinéaire
Il commence vers 1250 et va durer un siècle environ. Le gothique curvilinéaire (ou « decorated style ») se distingue par des baies gothiques très travaillées. Elles comprennent des meneaux qui séparent les différentes parties de la fenêtre. À l'intérieur du bâtiment, les colonnes sont plus fines et plus élégantes que celles du gothique primaire.
Certains auteurs divisent le decorated style en deux périodes : tout d'abord le geometric, caractérisé par des fenêtres aux remplages verticaux en lancettes, puis le curvilinear, qui correspondrait au gothique flamboyant, avec des remplages en mouchettes et soufflets.[réf. nécessaire]

##### Caractéristiques
Le « decorated style » est caractérisé par ses entrelacs de fenêtres. Les fenêtres sont divisées par des meneaux parallèles étroitement espacés. Sur la partie supérieure de la fenêtre, les meneaux se ramifient et se croisent pour former des entrelacs comprenant souvent des trèfles à trois ou quatre feuilles. Le style curvilinéaire était d'abord géométrique puis fluide en raison de l'omission des cercles dans les entrelacs. Cette évolution des entrelacs est souvent utilisée pour délimiter les deux périodes : « geometric » et « curvilinear ».
Les intérieurs de cette période comportent souvent de hautes colonnes aux formes plus élancées et plus élégantes qu'au style précédent. Les voûtes deviennent plus complexes grâce à une augmentation du nombre de nervures.

#### Le gothique perpendiculaire

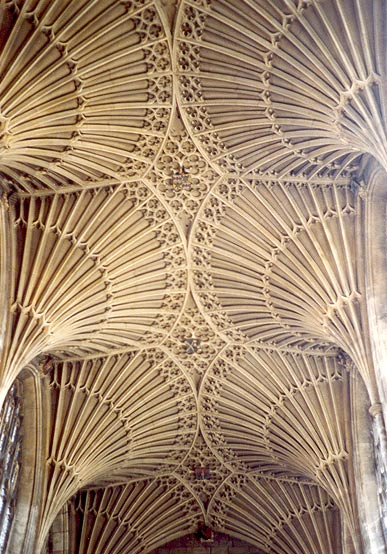
Voûtes en éventail de l'abbaye de Bath.

Typiquement britannique, le gothique perpendiculaire voit le jour vers 1340, lors de la transformation du chœur de la cathédrale de Gloucester et de la construction de son cloître.
Ce style se caractérise par une redéfinition des volumes intérieurs et des masses extérieures. De grandes baies distribuent largement la lumière dans les salles et les nefs, suivant des lignes horizontales et verticales qui sont à l'origine du terme « perpendiculaire ». Apparaissent également les voûtes en éventail (en anglais : fan vaults) qui cassent le verticalisme des lignes architecturales, créant un effet dynamique très décoratif. Ces voûtes sont particulièrement remarquables dans la chapelle Henri-VII de l'abbaye de Westminster, l'abbaye de Bath, la cathédrale de Peterborough et King's College Chapel de Cambridge. À l'extérieur, les arcs-boutants sont parfois supprimés.
Abandonné vers 1520, le gothique perpendiculaire connaît un certain regain dans la seconde moitié du XVIIIe siècle, tel le palais de Westminster vers 1850.

### En Belgique et aux Pays-Bas

#### Le gothique brabançon
Le style gothique brabançon est une variante que l'on retrouve dans plusieurs monuments situés sur le territoire du Brabant historique, c'est-à-dire en Belgique (provinces de Brabant et d'Anvers) ainsi qu'au sud des Pays-Bas (province de Brabant-Septentrional), et dans les régions avoisinantes. Né au XIIIe siècle sous l'influence du gothique français, le gothique brabançon ne tarde pas à acquérir des caractéristiques propres.

#### Le gothique tournaisien
Le gothique tournaisien (parfois appelé gothique scaldien) est un style architectural gothique primitif ou romano-gothique de transition, typique de l'ancien comté de Flandre.

#### Le gothique mosan
Le gothique mosan est le nom d'un style local de l'architecture gothique qui s'est développé dans la principauté de Liège du XIIIe au XVIe siècle.

### Dans le Saint-Empire romain germanique et l'État de l'ordre Teutonique

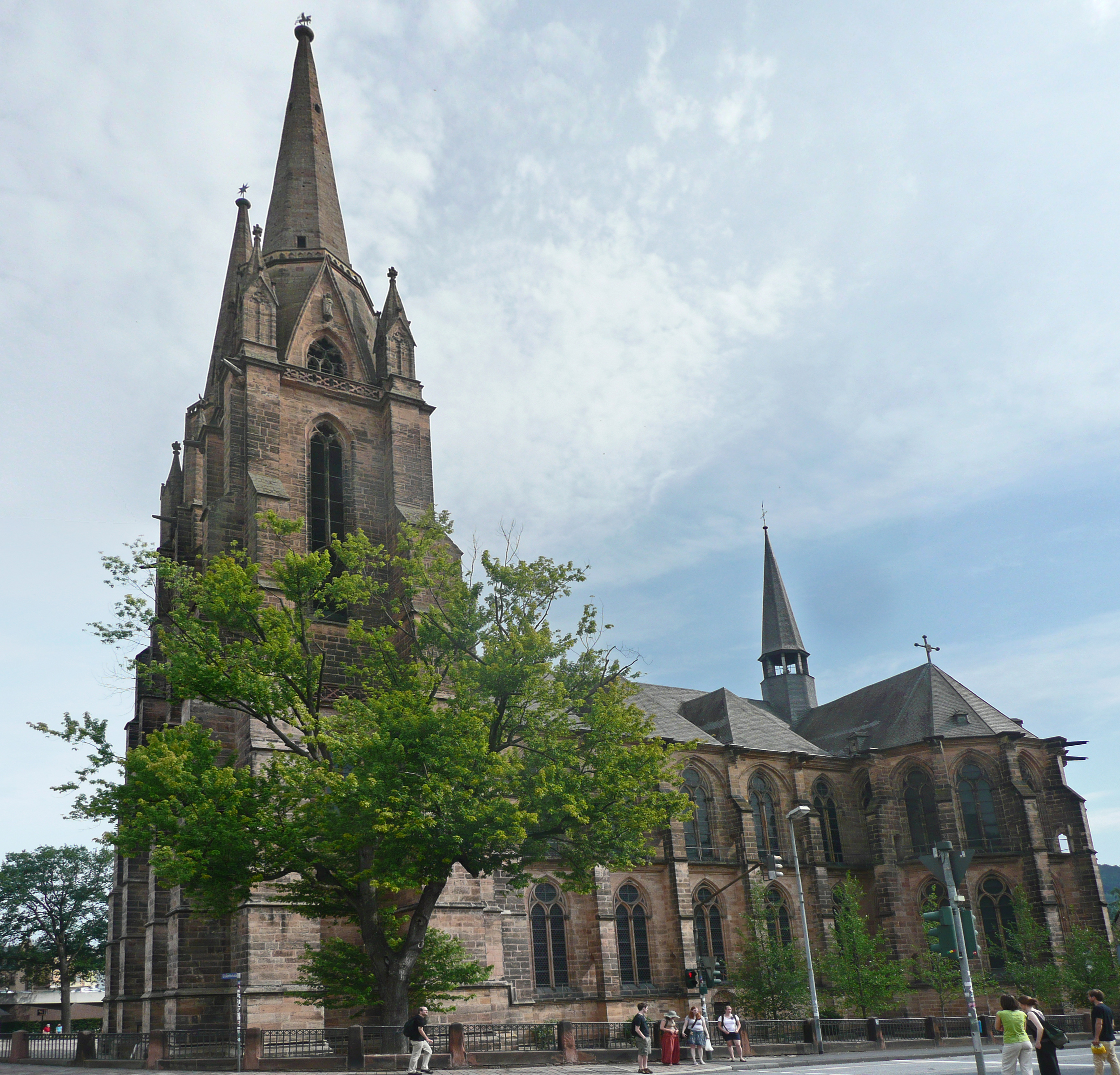
Église Sainte-Élisabeth de Marbourg (église-halle de pierre).

#### Le gothique rhénan
S'inspirant du plan roman-rhénan hérité des cathédrales ottoniennes à deux chevets, cette forme architecturale, bien que souvent abandonnée à la période gothique, se retrouve dans certains édifices — principalement en Lorraine —, mais également dans les régions voisines, comme l'Alsace, la Champagne-Ardenne ou encore la Franche-Comté.
C'est le cas :
- à la cathédrale Saint-Étienne de Toul, avec deux tours de part et d'autre du chœur - sans déambulatoire - et deux tours occidentales, d'influence française ;
- à la cathédrale Notre-Dame de Verdun, dont la structure date de l'an 990 ;
- à l'abbatiale de Bouzonville, dont l'abside centrale est encadrée par deux tourelles de chevet[72] ;
- à la basilique Saint-Vincent de Metz[73] ainsi que la cathédrale Saint-Étienne, dont deux tourelles contre le déambulatoire rappellent le style rhénan ;
- à Notre-Dame-en-Vaux, à Châlons.

Par ailleurs, le gothique rhénan a conduit plus tard à la construction de flèches audacieuses, comme celle de la collégiale Saint-Thiébaut de Thann, ou celles de la cathédrale Notre-Dame de Strasbourg. Ces tours dotées d'une flèche sont typiques de l'architecture germanique.

#### LeSondergotik

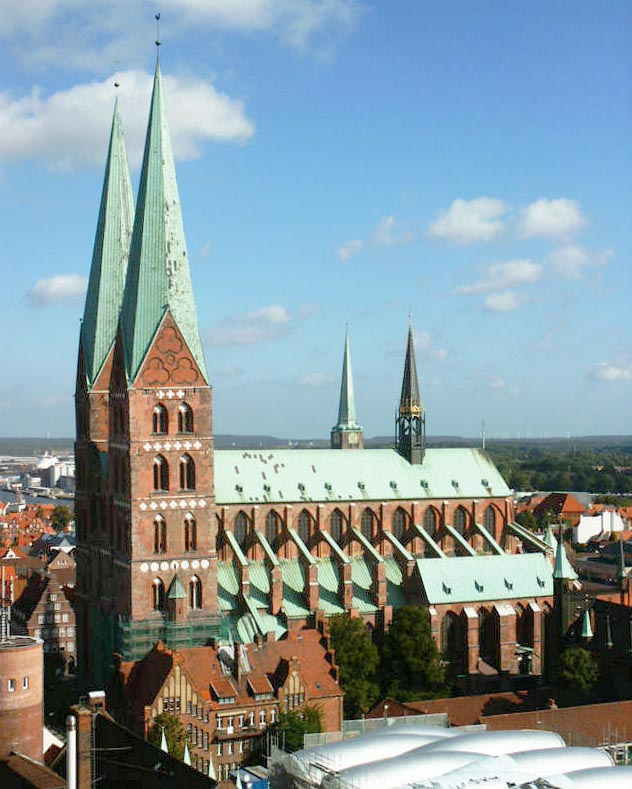
Église Sainte-Marie de Lübeck (briques, structure et plan basilical).

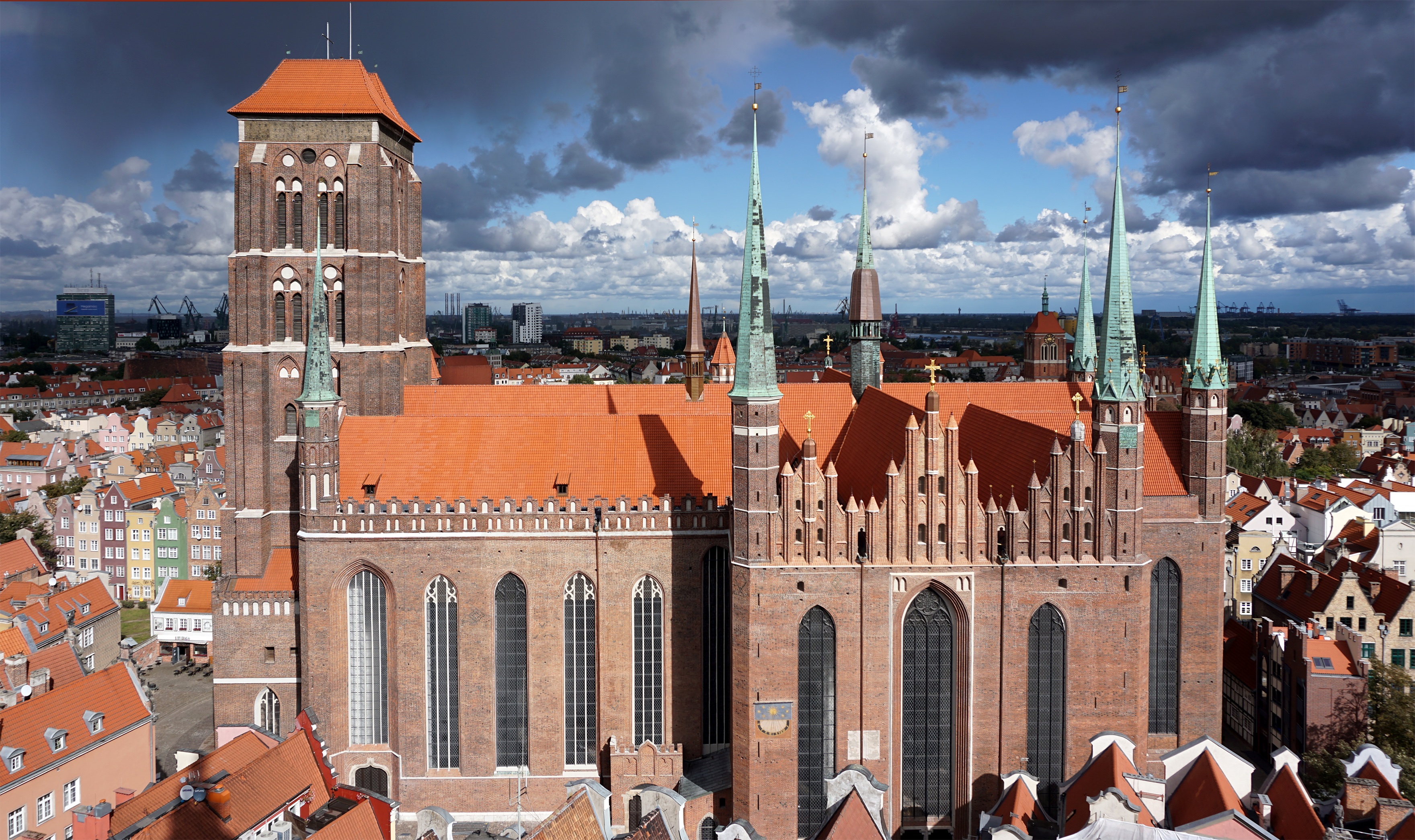
Église Sainte-Marie de Gdańsk (église-halle de briques).

Ce terme fut créé par Kurt Gerstenberg en 1913 dans un contexte politique de confrontations nationalistes. Aujourd'hui il est controversé. Il s'applique à trois types d'édifices distincts, individualisés, mais qui peuvent aussi être une combinaison des deux ou trois types suivants :
- Église-halle ;
- Églises de l'ordre cistercien et des ordres mendiants ;
- Gothique de brique allemand septentrional[74].

De nombreux édifices religieux allemands ont adopté le style gothique et certaines de ses réalisations dans les pays germaniques sont des œuvres d'art exceptionnelles, comme : la cathédrale de Cologne (au plan inspiré de celui d'Amiens), l'église principale d'Ulm (plus haute flèche néo-gothique en pierre du monde; légalement toujours une paroisse ordinaire), la collégiale de Fribourg-en-Brisgau (cathédrale depuis 1821/1827), les cathédrales de Ratisbonne, de Vienne (Autriche), de Prague (Bohême), etc., toutes construites dans un style peu différencié de celui que l'on trouve en France.

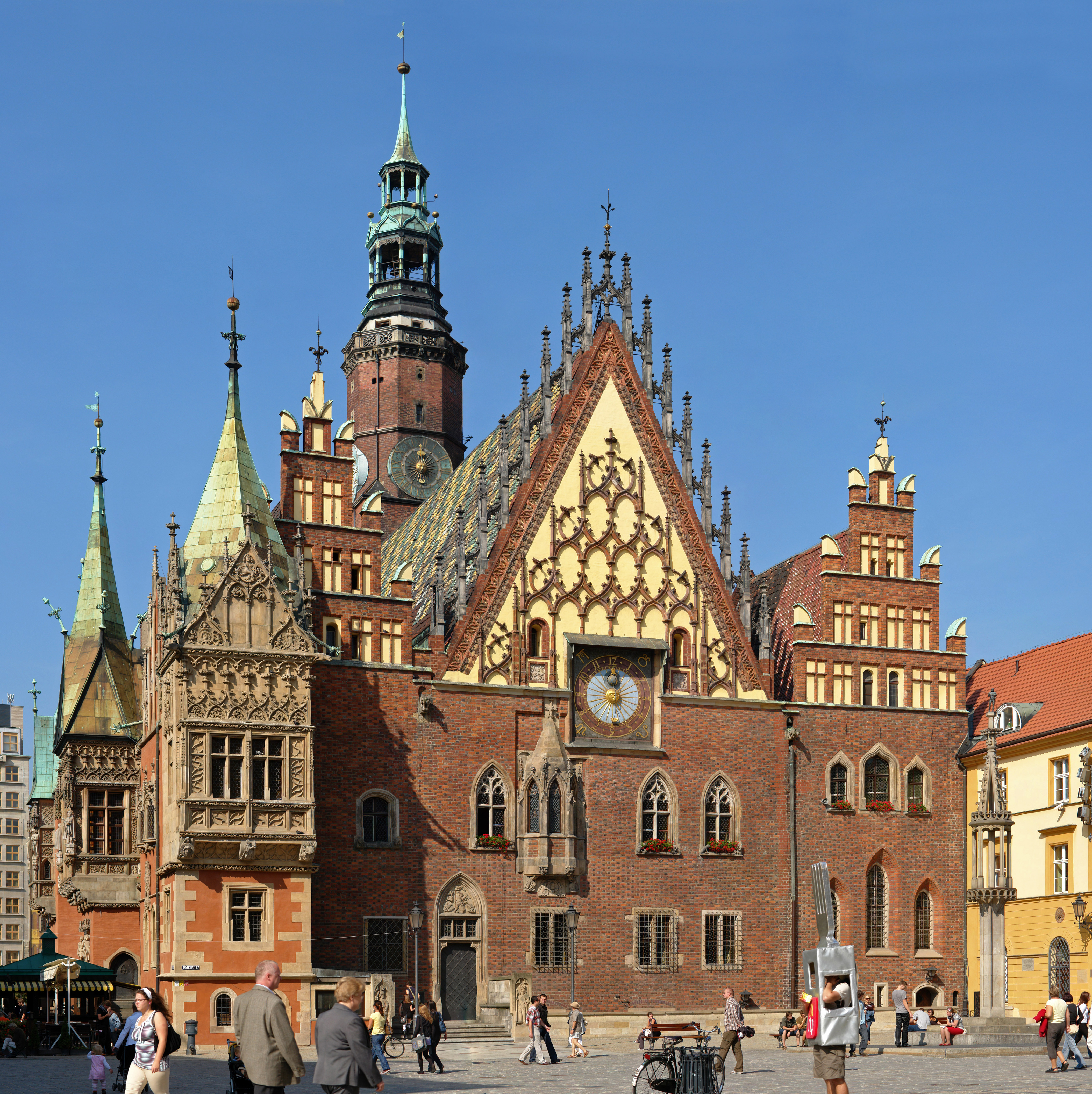
Hôtel de ville de Wrocław.

Dans le Nord de l'Allemagne, en Pologne, et dans les régions autour de la mer Baltique, dans les villes hanséatiques ou influencées par elles, la pierre fait place à la brique, ce qui limite fortement l'emploi de motifs sculptés : c'est le Backsteingotik, le gothique de brique que l'on trouve notamment à Lübeck (par ex. l'église Sainte-Marie et la Holstentor), à Stralsund (par ex. l'hôtel de ville), à Gdańsk (par ex. l'église Sainte-Marie), Malbork (la forteresse teutonique de Marienbourg, à Toruń (par ex. la maison natale de Nicolas Copernic), ou encore à Riga en Lettonie. L'Église Sainte-Marie de Lübeck a un plan basilical, l'église Sainte-Marie de Gdańsk est une des églises-halle les plus vastes.
L'église-halle comprend en général une nef et des bas-côtés de hauteur égale. Il y a aussi des églises-halles construites en pierre, notamment en Westphalie. De même, ce type d'église se rencontre fréquemment dans l'extrême Nord de la France ainsi qu'en Flandre et aux Pays-Bas. La cathédrale Notre-Dame de Munich et l'église Saint-Martin de Landshut, en Allemagne du sud, sont des églises-halles gothiques, édifiées en grande partie en brique.

#### Le gothique cistercien
Les principes bernardiens de la simplicité, définis dans l'art cistercien bourguignons, sont ensuite exportés, notamment en Allemagne, Pologne et Italie, et maintenus dans la plupart des édifices durant toute l'époque gothique. Ils se caractérisent notamment par l'absence d'arcs-boutants.

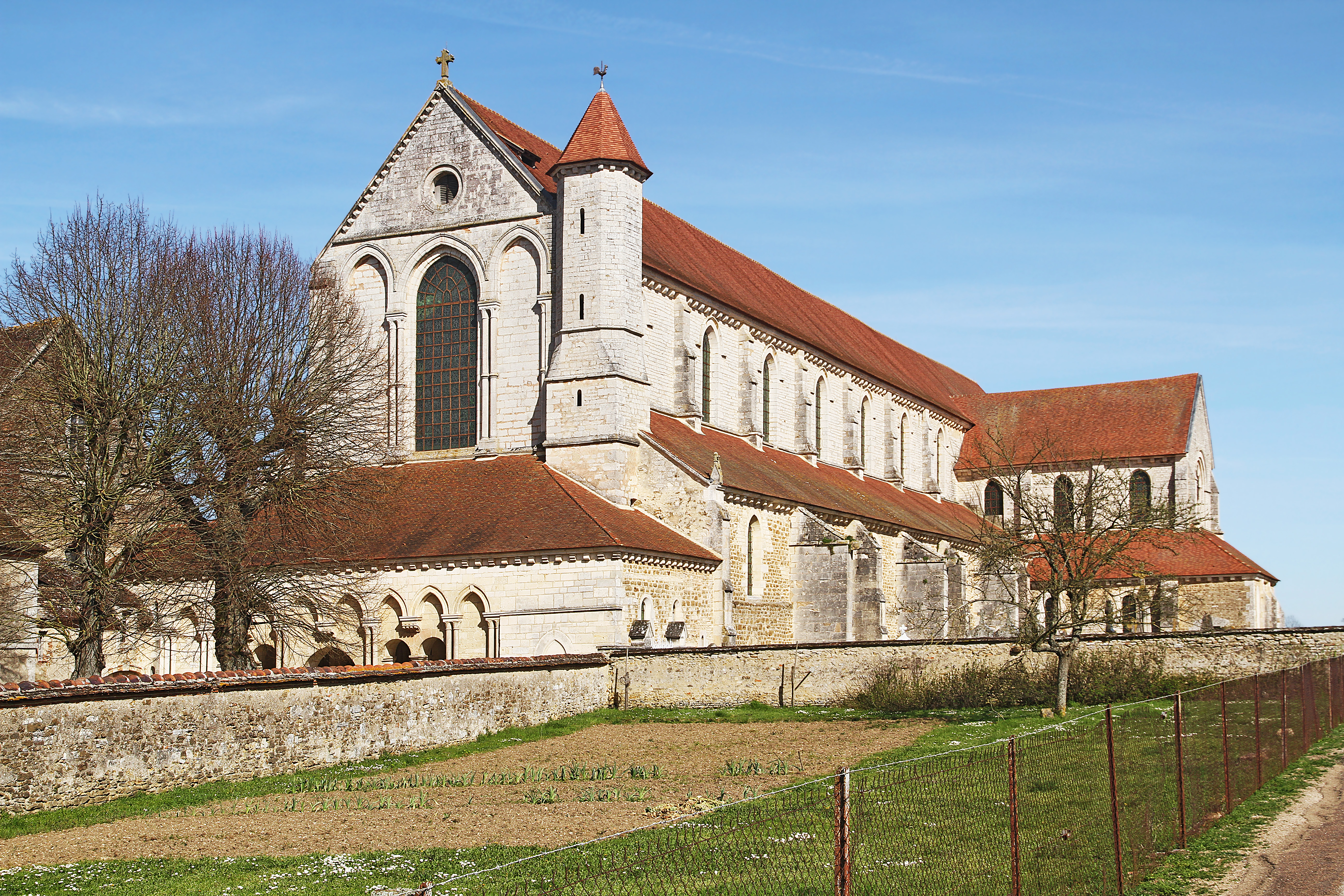
Abbatiale cistercienne de Pontigny, première phase 1138–1160
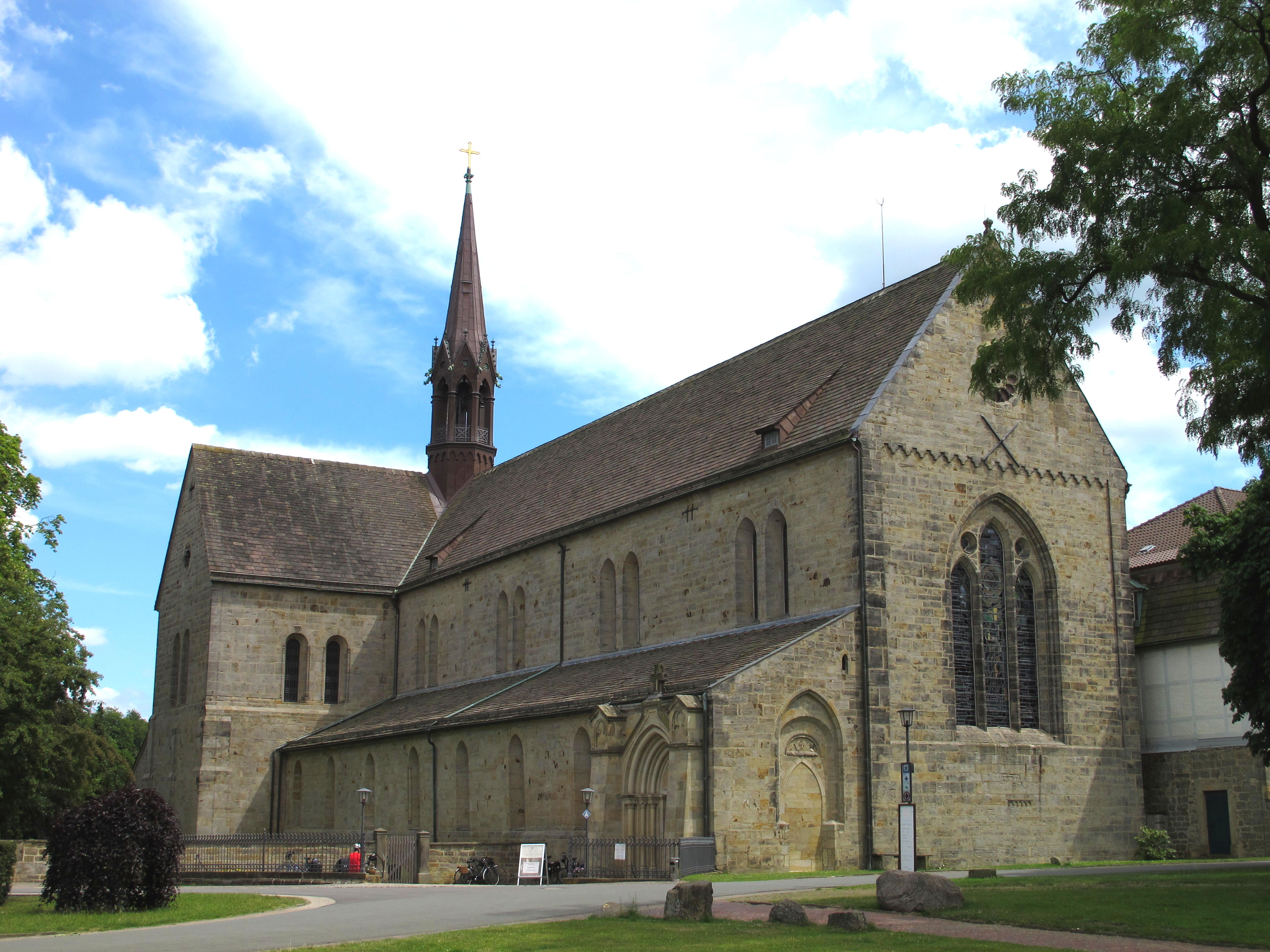
Abbatiale cistercienne de Loccum, 1230/40–1280
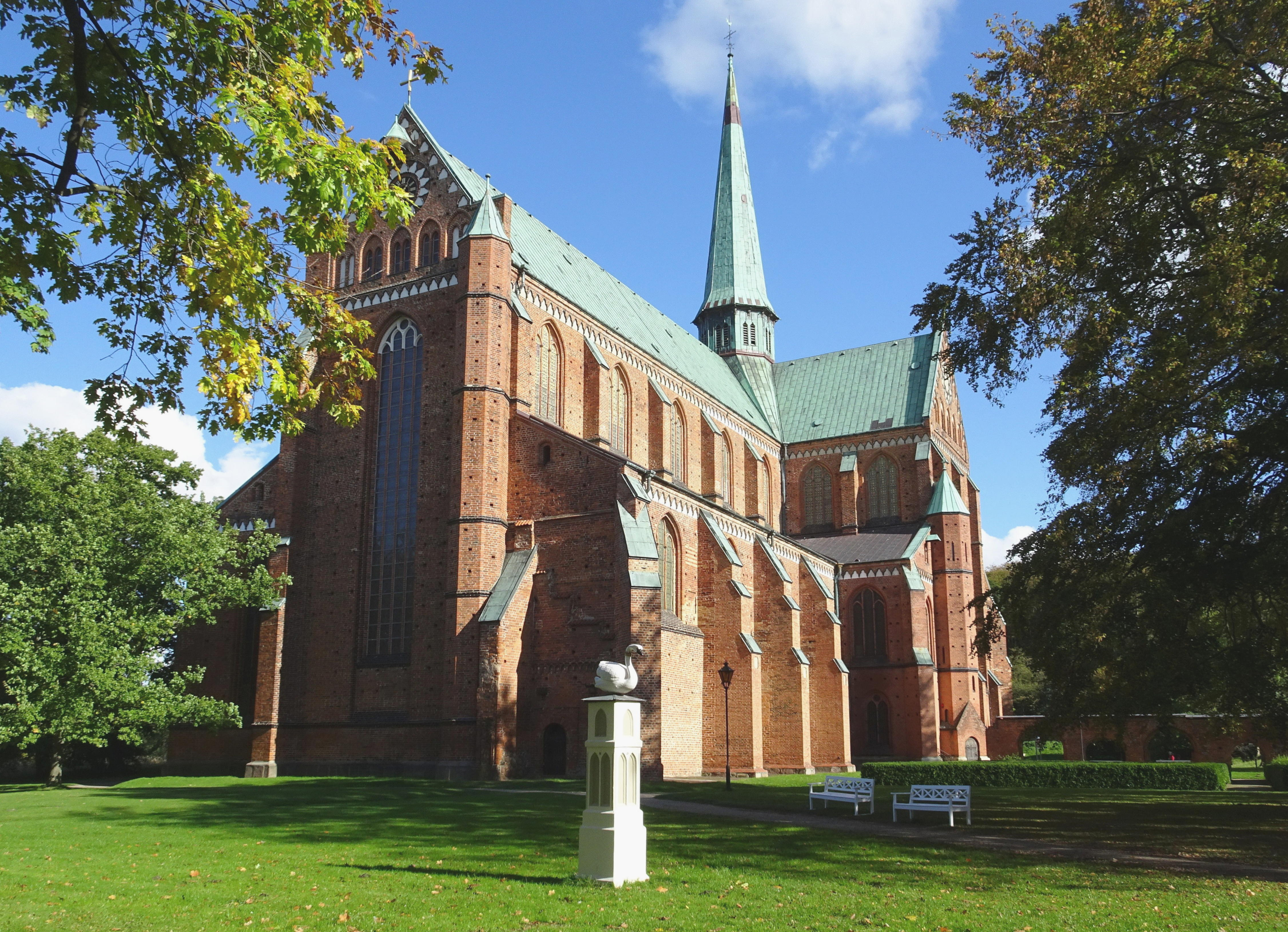
Abbatiale cistercienne de Doberan, 1291–1300/1368

#### Autres
- La cathédrale Saint-Maurice-et-Sainte-Catherine de Magdebourg, à l'emplacement d'une cathédrale datant de 937, est commencée en 1208 par l'archevêque Albert de Käfernburg, qui avait étudié à Paris et à Bologne. Cette basilique est la première grande église gothique (sauf les voûtes romanes du déambulatoire) en Allemagne, et la seule cathédrale gothique allemande de pierre, qui fut achevée (comme cathédrale) aux temps médiévaux.
- L'église principale d'Ulm a une esthétique « rhénane », mais la plupart des murs sont de brique.
- La basilique Saint-Ulrich-et-Sainte-Afre d'Augsbourg est une construction de brique, mais tout crépie. Et elle n'est pas d'une copie des exemples françaises.
- Des pseudo-basiliques comme :
  - Saint-Jacques (Sankt Jacobi) d'Einbeck
  - Sainte-Marie de l'Assomption (Mariä-Himmelfahrtskirche) à Bad Königshofen im Grabfeld, Bavière septentrionale.
- Les nombreuses églises-halle d'esthétique « rhénane », comme l'église Sainte-Élisabeth de Marbourg et l'église Saint-Lambert de Münster

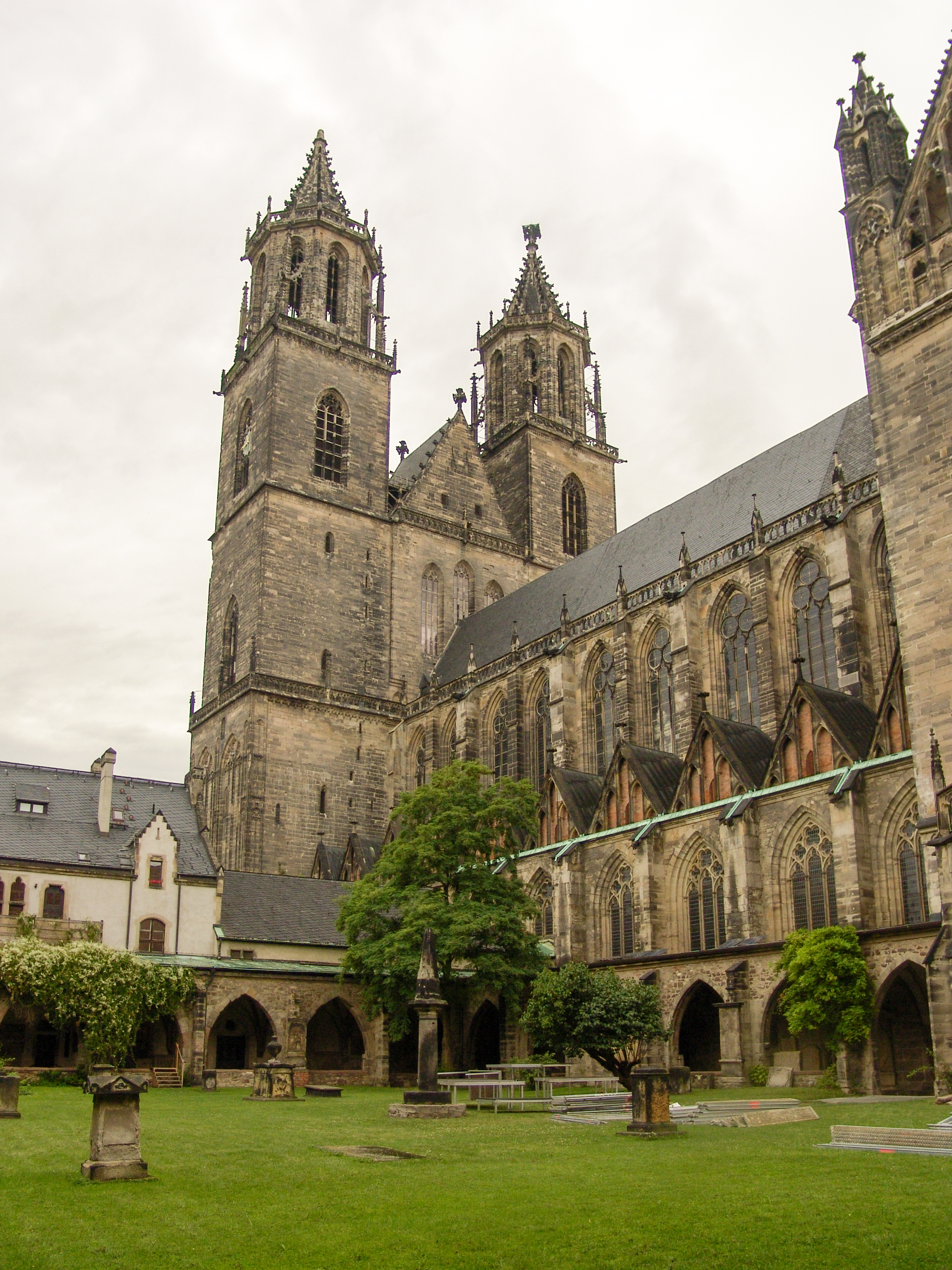
Cathédrale de Magdebourg
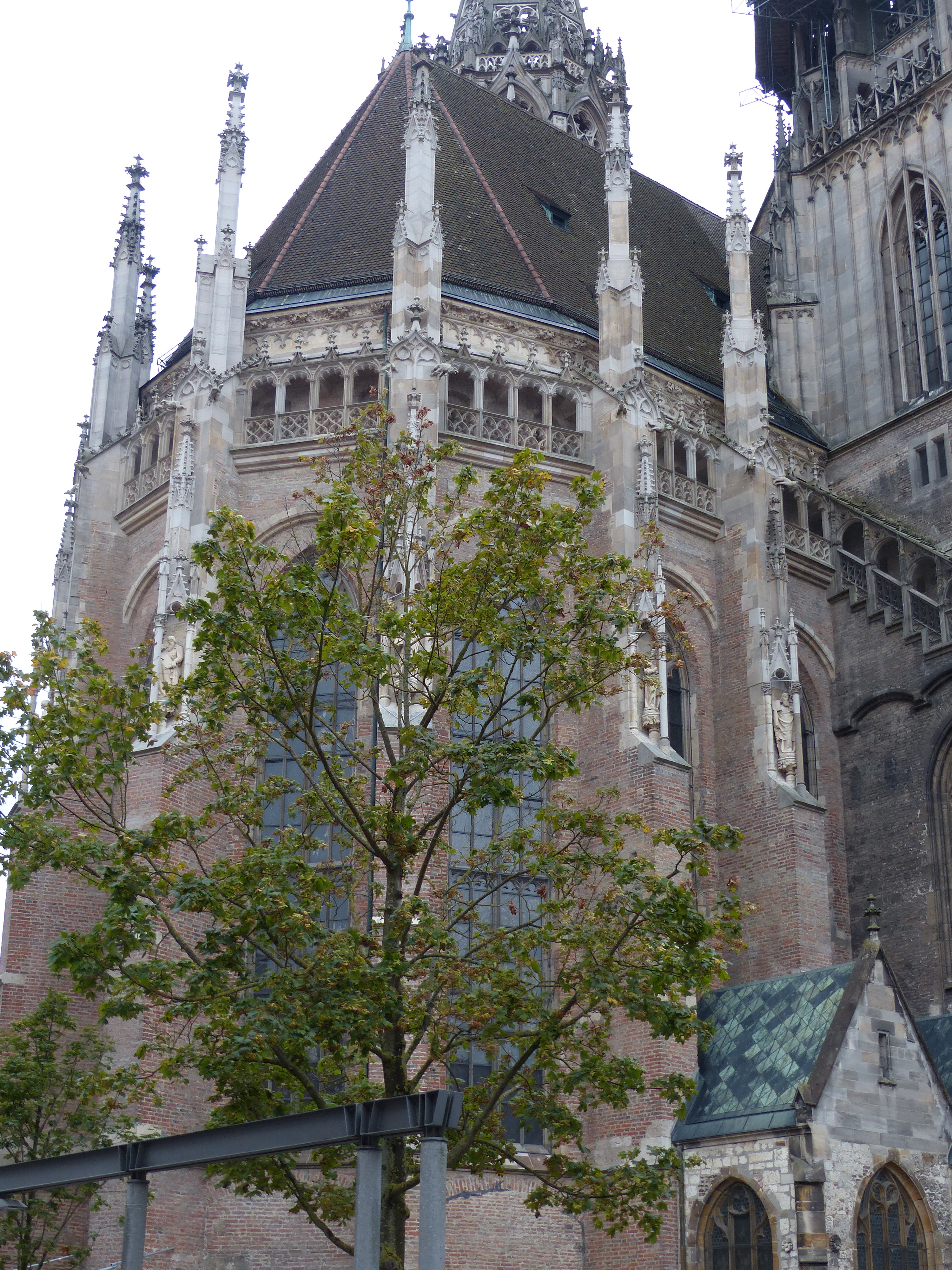
Chœur de l'église principale d'Ulm
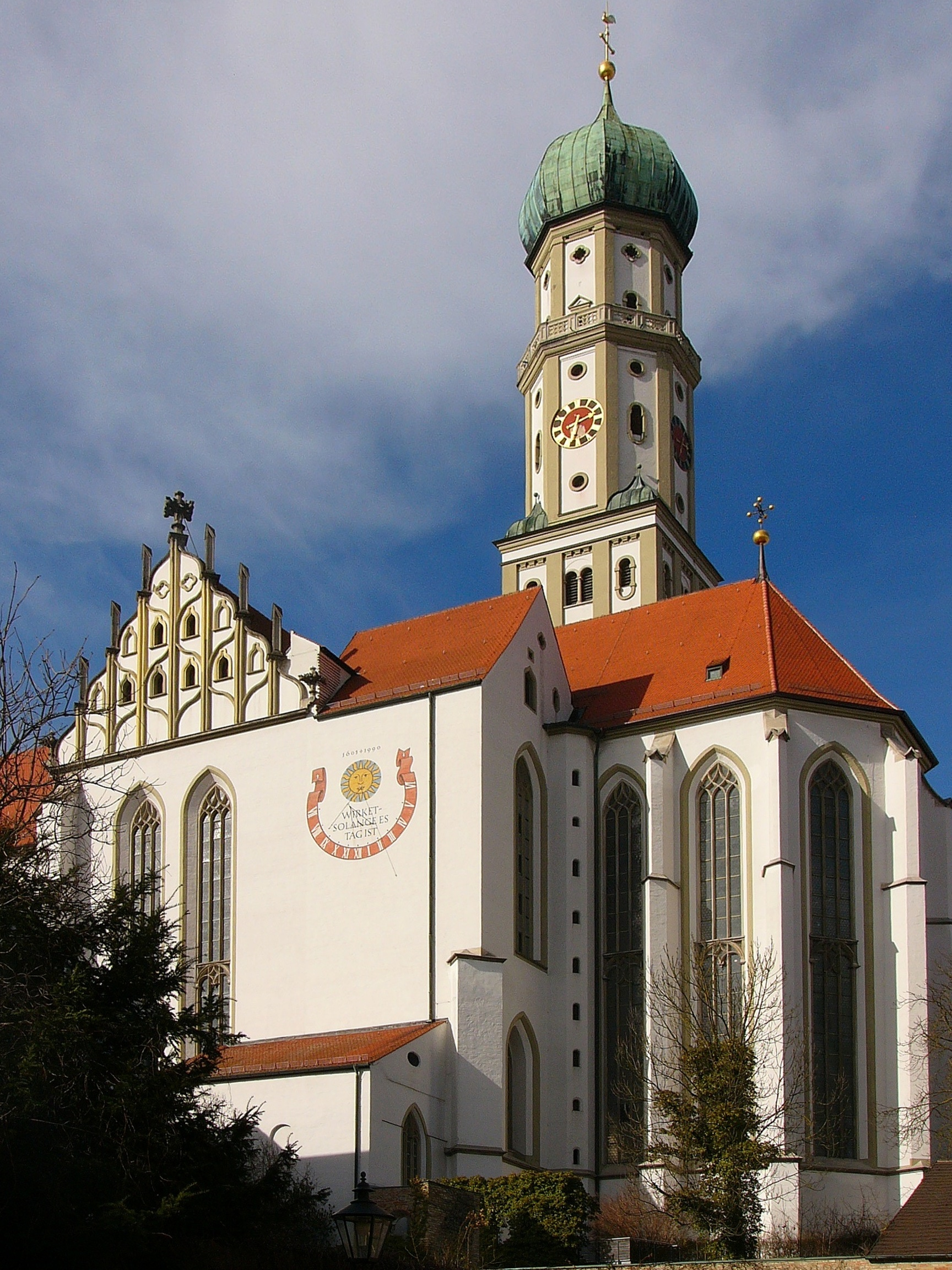
Saint-Ulrich-et-Sainte-Afre d'Augsbourg
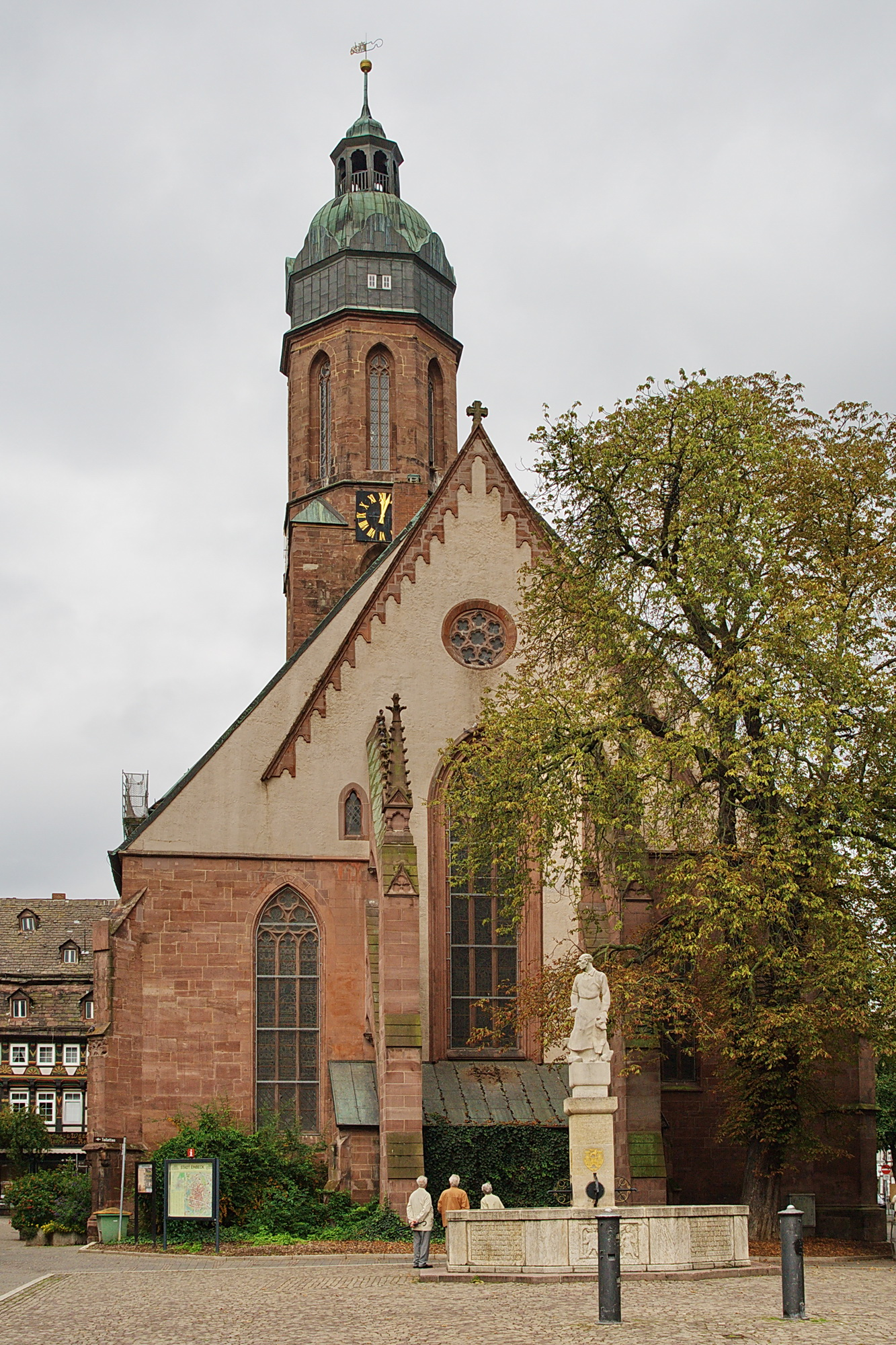
St-Jacques d'Einbeck
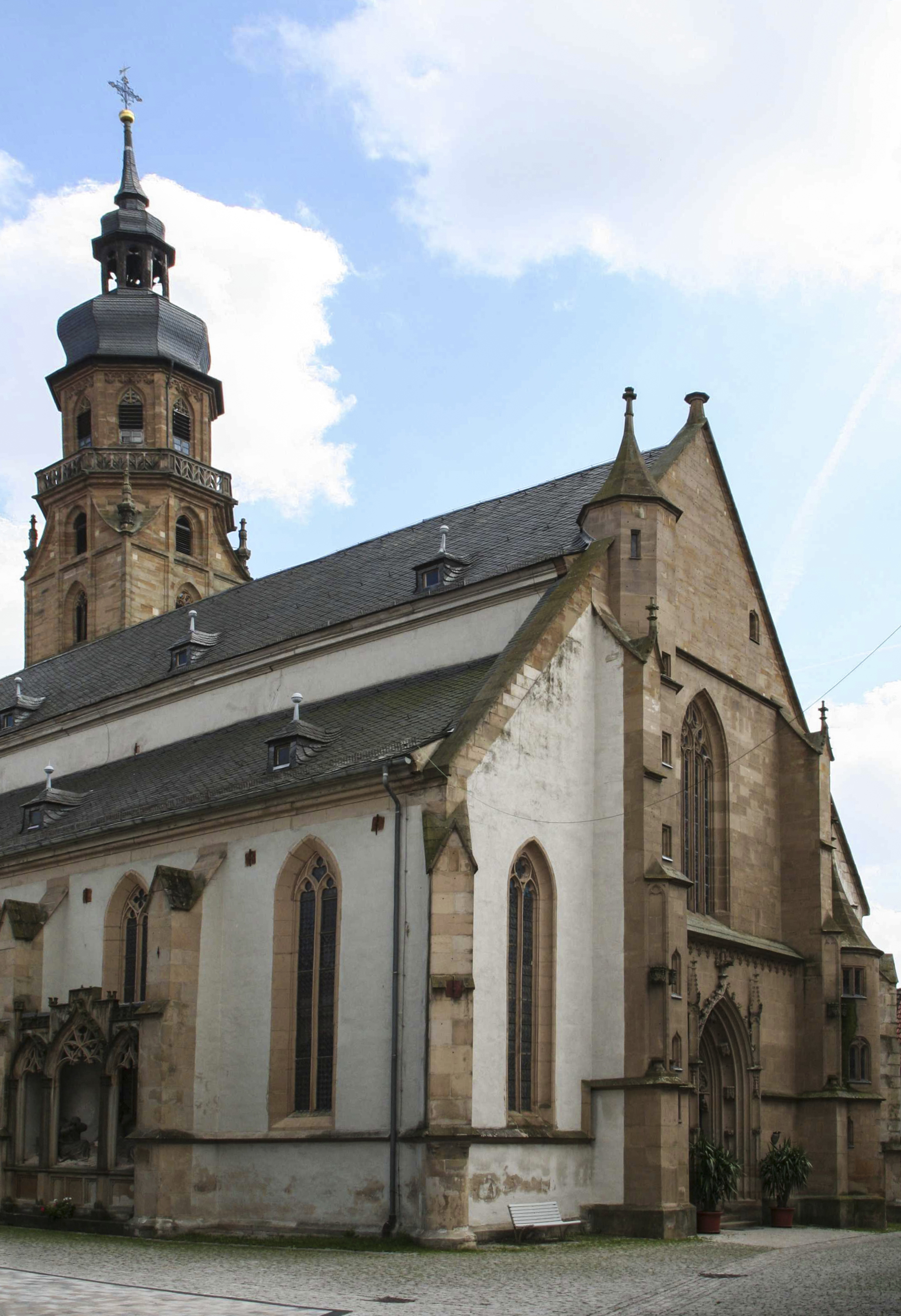
Ste-Marie de Koenigshofen

### En Italie

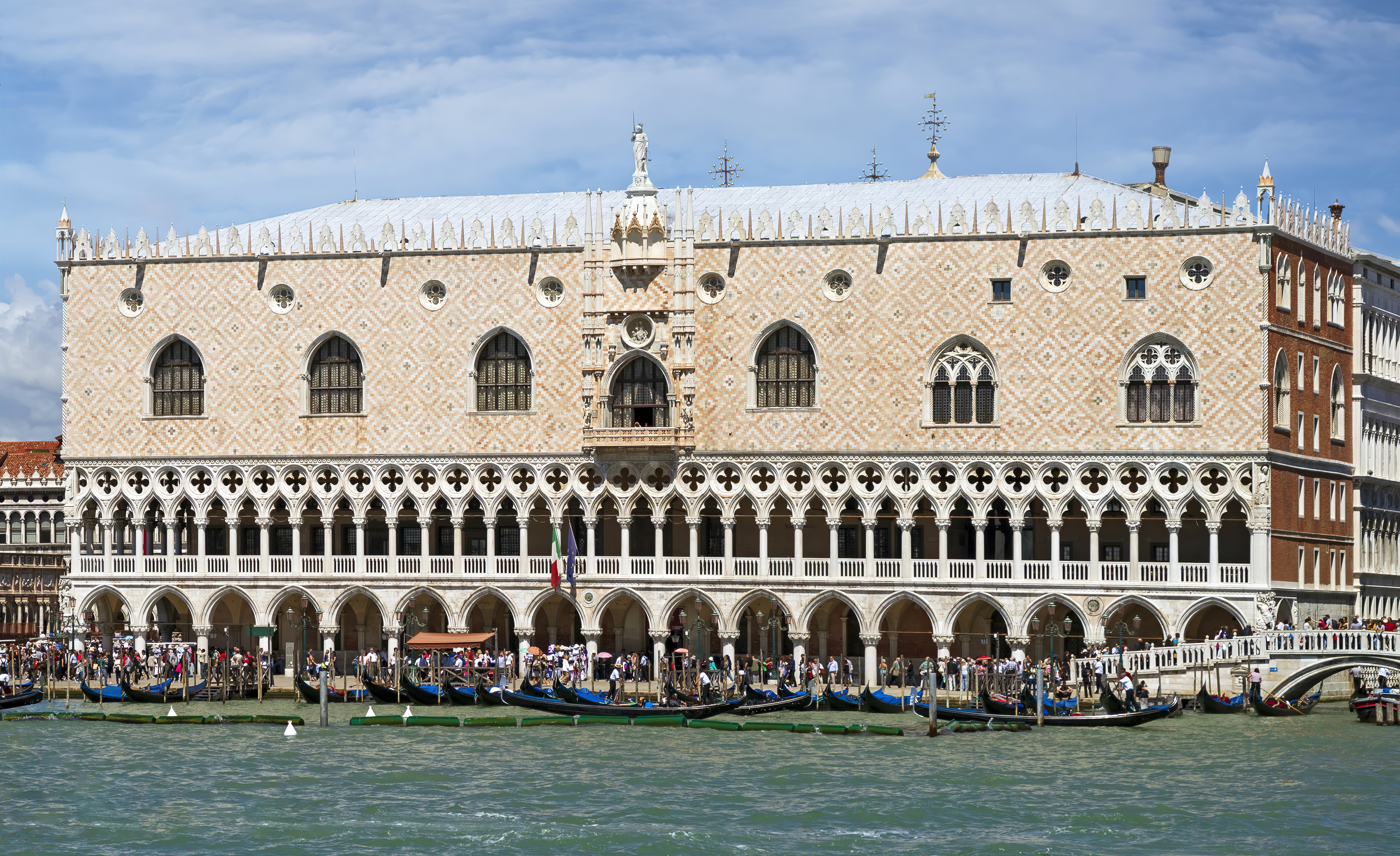
Palais des Doges de Venise, Architecture gothique vénitienne.
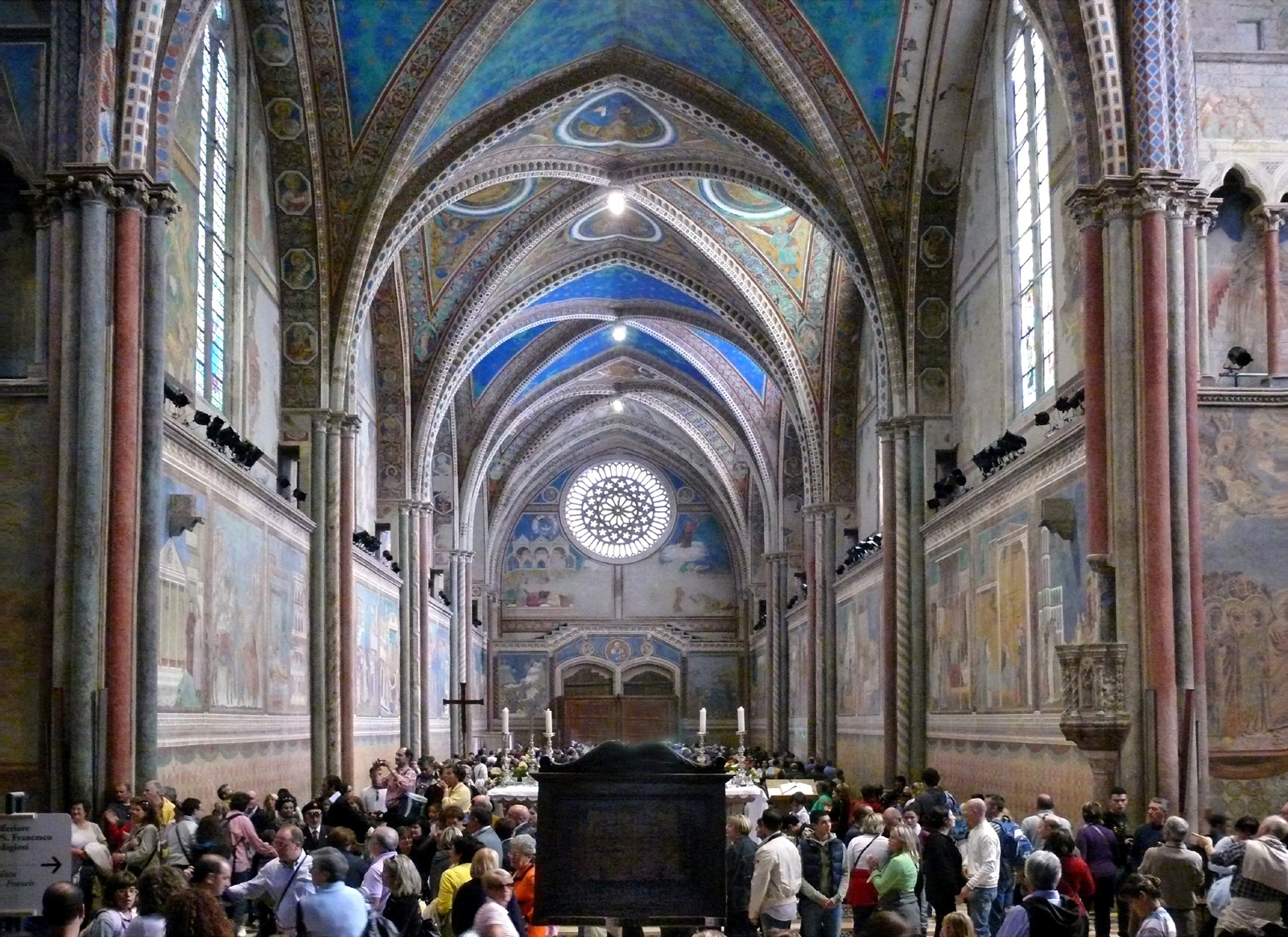
Église supérieure de la basilique Saint-François d'Assise, gothique.
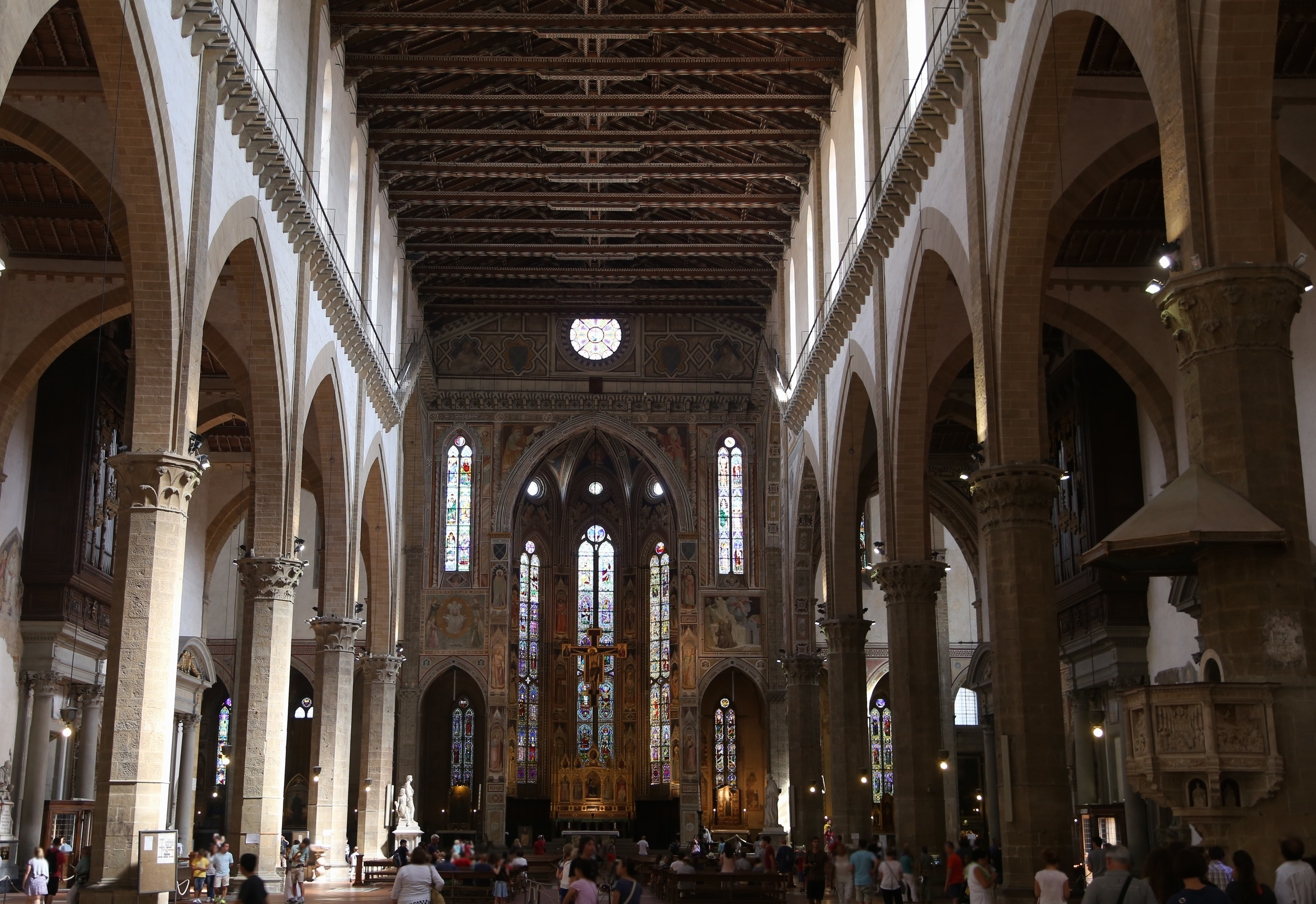
Basilique Santa Croce de Florence, gothique en dépit des plafonds horizontaux.
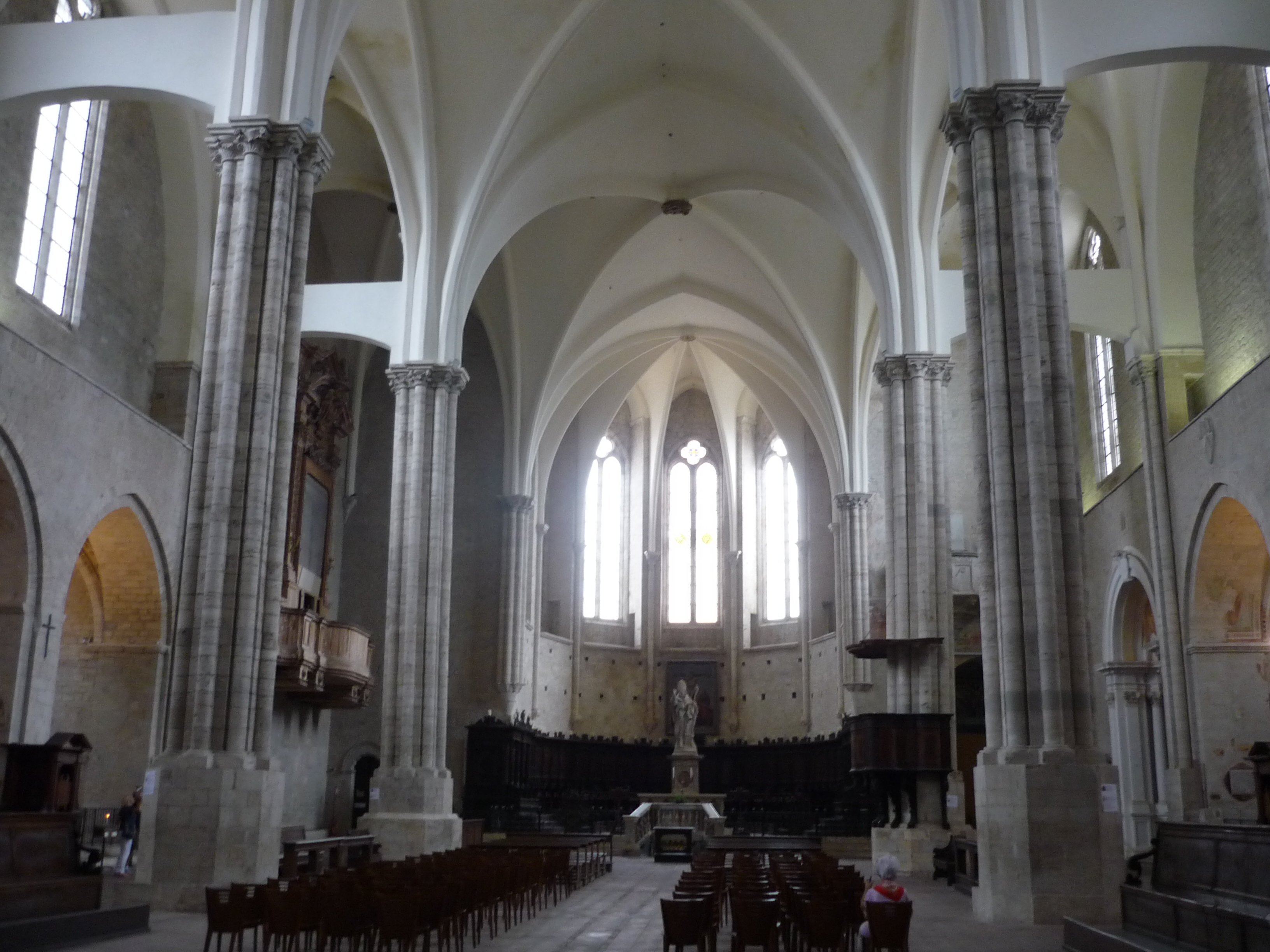
église de San Fortunato de Todi (it) (1292-1450).
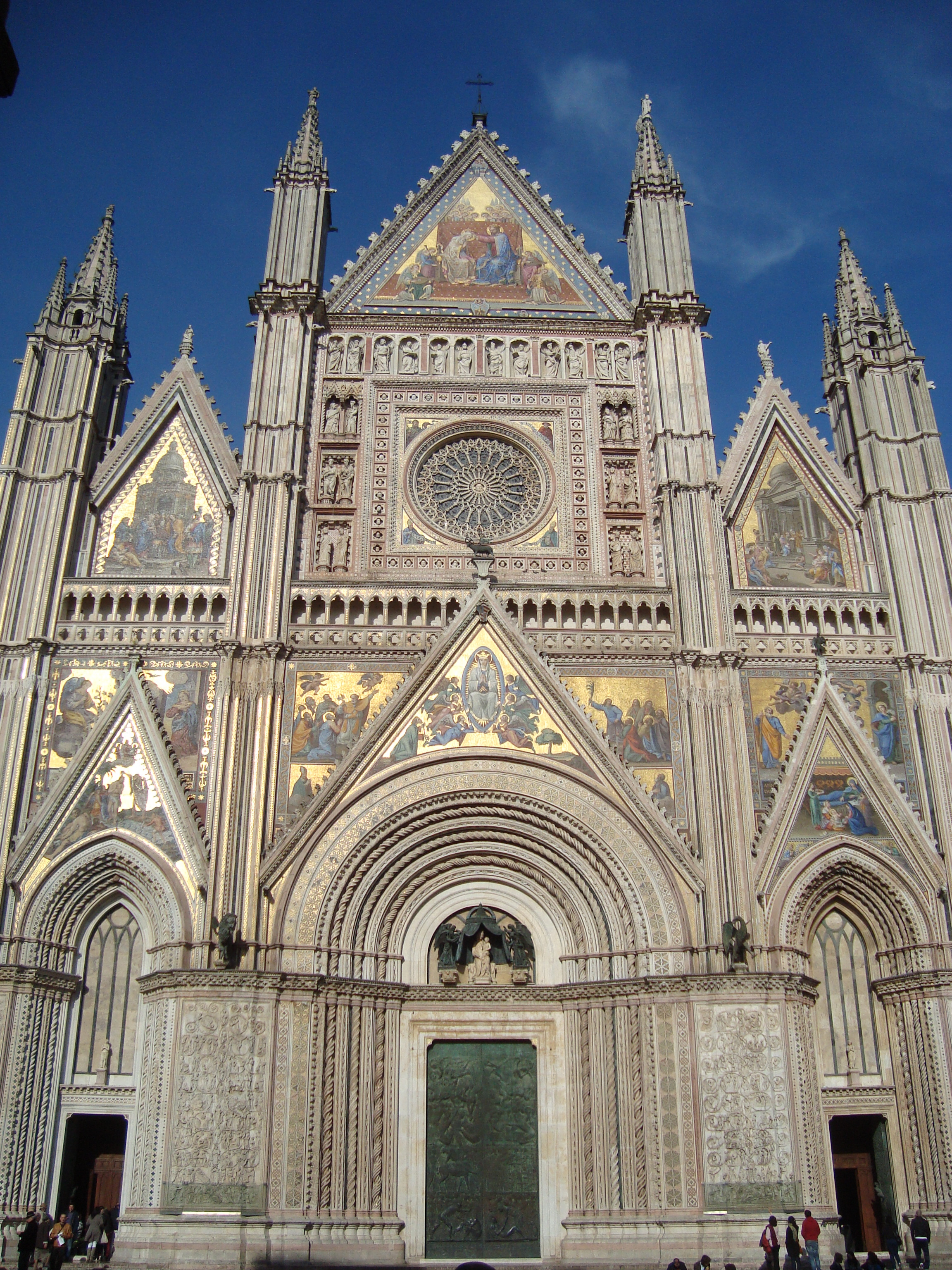
Cathédrale d'Orvieto (1290-1408).
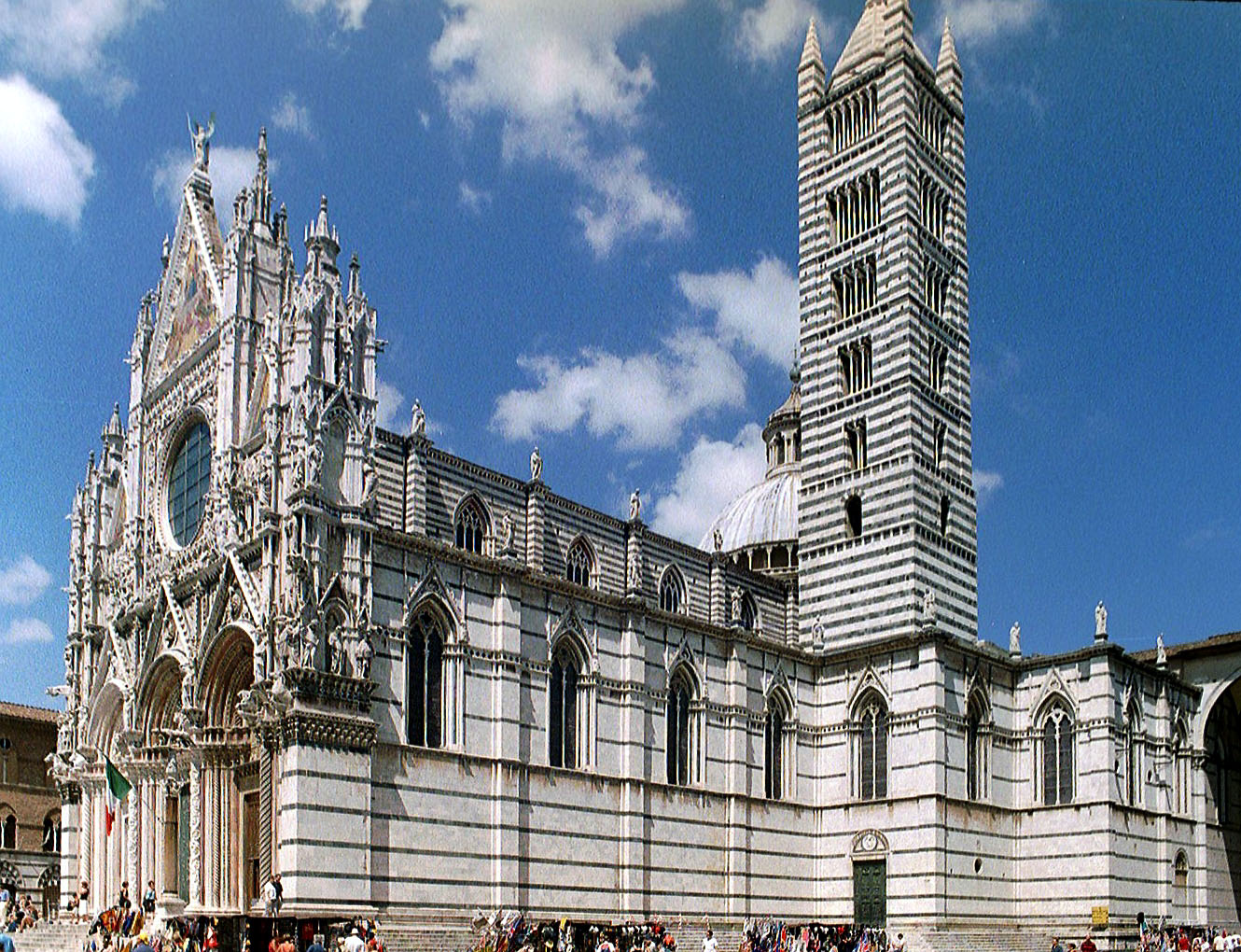
Cathédrale de Sienne (1227-1376).
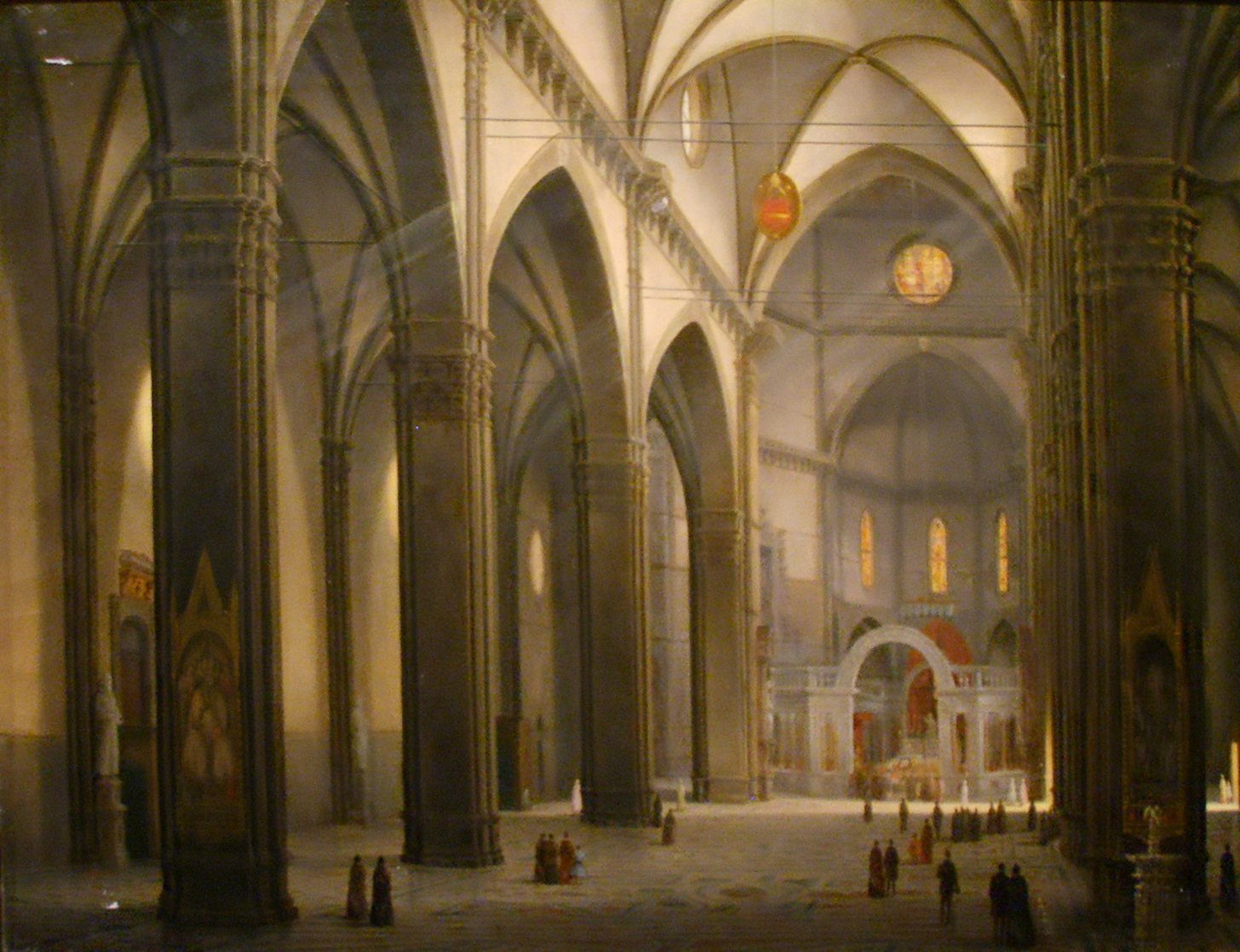
Cathédrale Santa Maria del Fiore de Florence : nef du gothique tardif, coupole de la Renaissance.
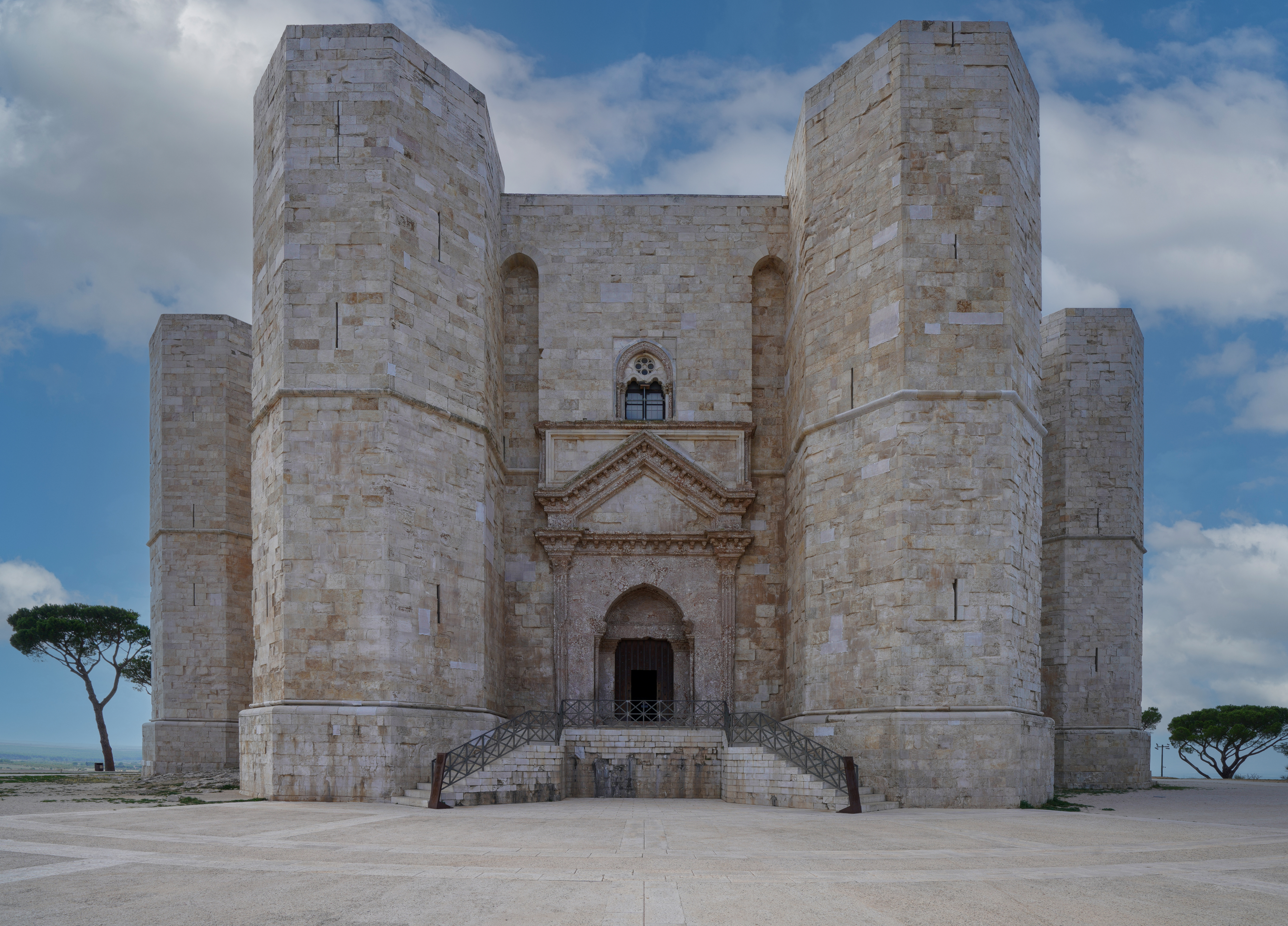
Castel del Monte, gothique et pré-Renaissance, avec l'intérieur d'un palais luxueux
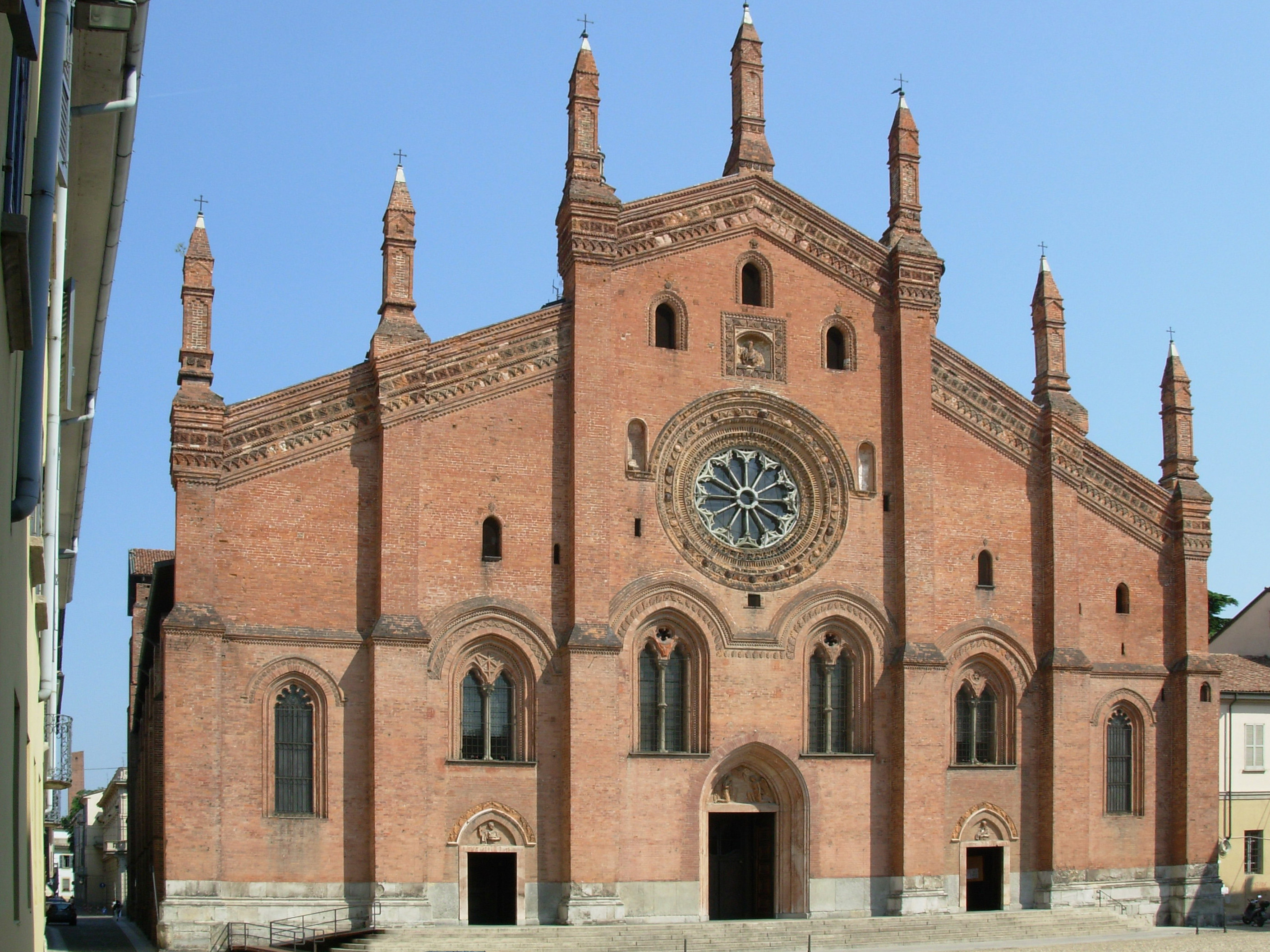
Santa Maria del Carmine à Pavie, façade caractéristique d'une église italienne gothique et de brique
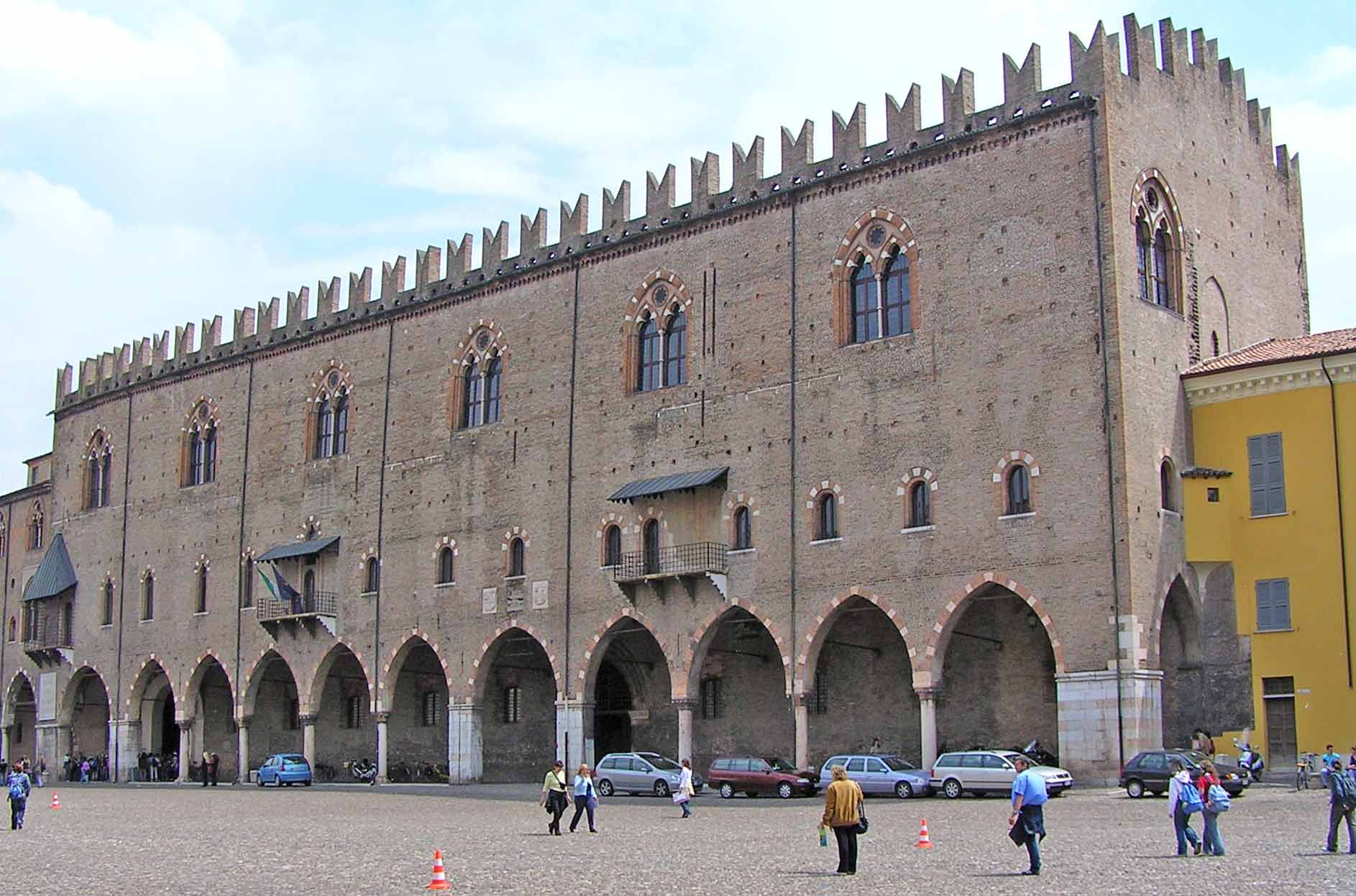
Palais ducal de Mantoue
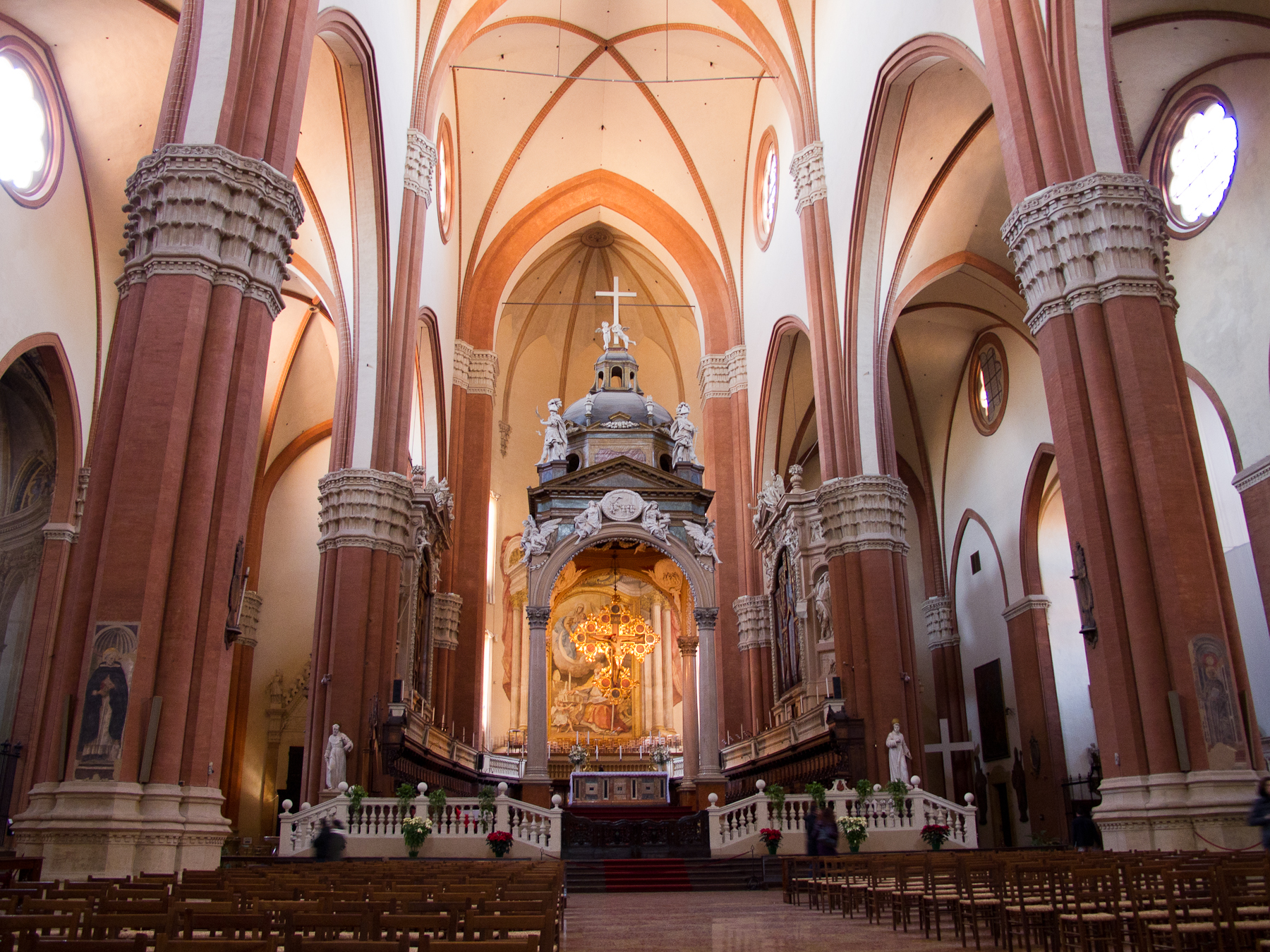
Basilique San Petronio à Bologne, la plus grande église gothique de brique du monde

#### Historique

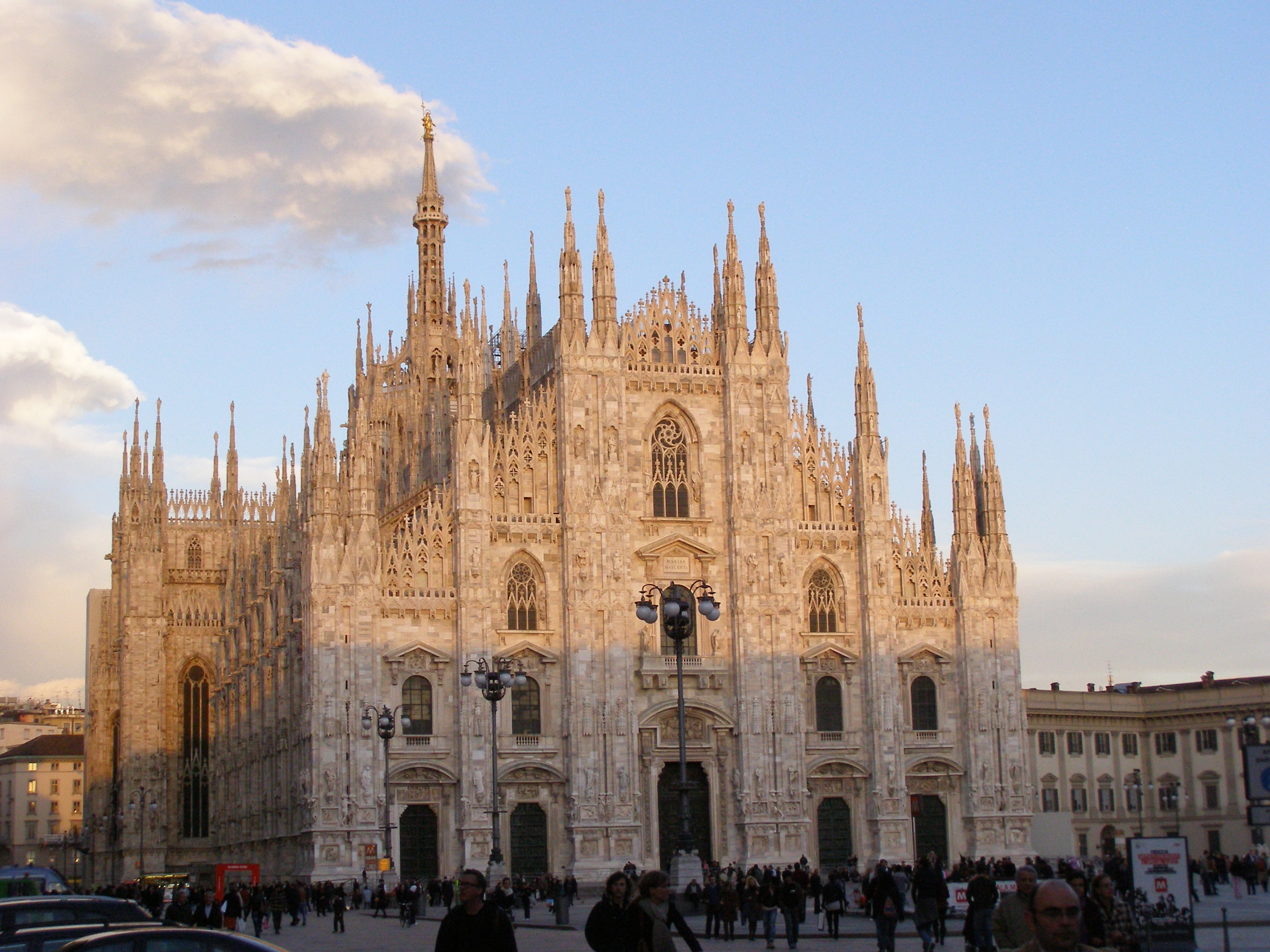
Cathédrale de Milan.

Dès le XIIIe siècle, dans le Nord de l'Italie, les gouvernements locaux s'affranchissent de la tutelle du Saint-Empire romain Germanique avec l'effusion de nouvelles idées (Dante). L'émergence de cités-états provoque leurs sensibles développements urbains avec l'apparition de constructions civiles importantes (Palazzo vecchio de Florence).
Contrairement à la France, où s'affirme un pouvoir Royal central, les villes italiennes ont un développement autonome et deviennent rivales (Florence et Sienne).
Dans le Sud de la péninsule, la maison française d'Anjou-Sicile va régner pendant plus de deux siècles, depuis Charles Ier d'Anjou au XIIIe siècle jusqu’au roi René au XVe siècle. Même si, sous cette influence, le style gothique angevin s’est répandu dans les royaumes de Naples et de Sicile, la référence impériale romaine reprise au compte du roi Frédéric II de Sicile, se révèle dans le moindre détail des éléments de bon nombre d'édifices qui s'éloignent alors du style gothique d'origine.
Puisque l'art gothique venu du nord de l'Europe n'a jamais été entièrement intégré par l'Italie, quelques historiens de l'art considèrent la seule cathédrale de Milan comme monument religieux véritablement gothique de ce pays.

#### Caractéristiques

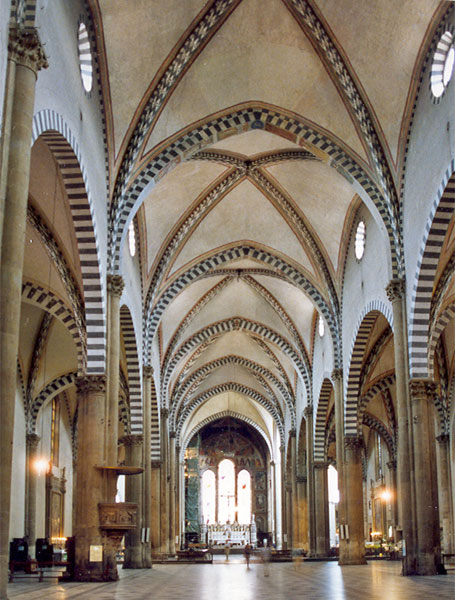
Basilique Santa Maria Novella de Florence).

Apparentés à l'abbaye française de Fontenay (Bourgogne), les Cisterciens introduisent dès la fin du XIIe siècle, les premiers éléments gothiques (abbaye de la Fossanova). Ils sont suivis par les ordres mendiants tels que les franciscains (Saint-François d'Assise, Santa Croce de Florence) et les dominicains (Santa Maria novella de Florence). Mais les usages des ordres mendiants et la tradition italienne marque un net infléchissement de l'art français.
SI l'on retrouve bien le parti cistercien dans la juxtaposition de chapelles non communicantes de part et d'autre de l'abside à trois baies (importance de la trinité), la nécessité de l'accueil des fidèles et l'importance du prêche, provoquent l'élargissement des arcades et l'amincissement des piles afin de décloisonner l'espace et ainsi de ne pas différencier la nef des collatéraux. Cette volonté d'ouverture sur les bas-côtés et d'élargissement des travées va à l'encontre du développement des lignes ascendantes et de la hauteur croissante des voûtes recherchés par le gothique français.
Du fait des traditions paléochrétiennes, on préfère les charpentes aux voûtes (basilique Santa Croce de Florence). En règle générale, l'arc-boutant est pour ainsi dire inconnu, rendus inutiles par les voûtes bombées d'influence angevine qui permettent ainsi de simplifier les solutions d'équilibre matériel. Les clochers, isolés de l'édifice, sont de hautes tours rectangulaires (cathédrale de Florence). Le décor n'est pas, comme en France, intimement lié à la structure. Certains édifices, comme les cathédrales de Sienne ou d'Orvieto, intègrent bien des éléments décoratifs empruntés à l'art gothique, mais ce n'est souvent qu'un placage de marbres ou de terres cuites de couleurs. L'extérieur n'est d'ailleurs pas toujours l'expression de l'intérieur. Ainsi, à Orvieto, il y a trois pignons en façade alors que la toiture est plate. De même, l'élan ascensionnel des cathédrales françaises est nié par le jeu de polychromie horizontale des assises blanches et noires alternées hérité de la tradition italienne romane (baptistère de Florence).
La coupole renvoie aux prototypes romans (cathédrale de Pise) ou au Poitou français. Le Dôme de Florence, marquant le début de la Renaissance, est l'édifice le plus justement célèbre : son profil est d'une admirable élégance ; il repose sur un tambour octogone ajouré.
La cathédrale de Milan produit un certain effet grâce aux nombreux pinacles dentelés de sa toiture, mais l'éclairage reste insuffisant.
L'architecture civile mérite l'attention : les palais municipaux avec leur immense tour crénelée sont de beau caractère. À Venise, les palais ont un fenestrage flamboyant très original appelé « gothique fleuri » que l'on ne rencontre nulle part ailleurs.

#### Gotico angioano

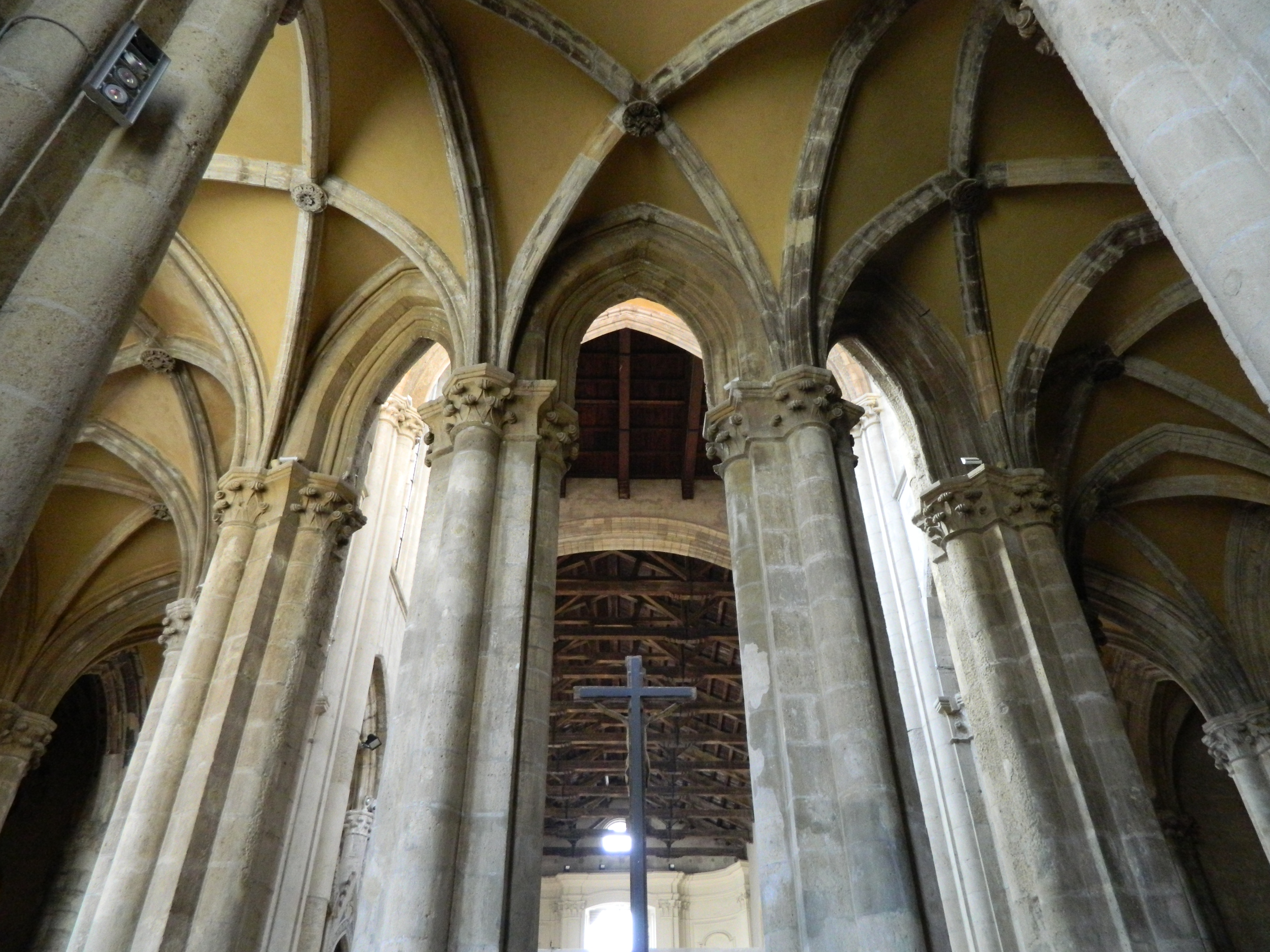
San Lorenzo Maggiore à Naples, chœur et déambutaloire à la mode française, nef à la mode italienne avec charpente ouverte.

Le Gotico angioano a peu de connexions au gothique angevin de l'ouest de la France.
Allié aux papes Urbain IV et Clément IV, Charles d'Anjou, frère de Louis IX, s'installe comme roi de Naples et de Sicile et développe un mélange de traditions italiennes et d'influences du domaine royal français qui est appelé Gotico angioano en italien.

### En Espagne

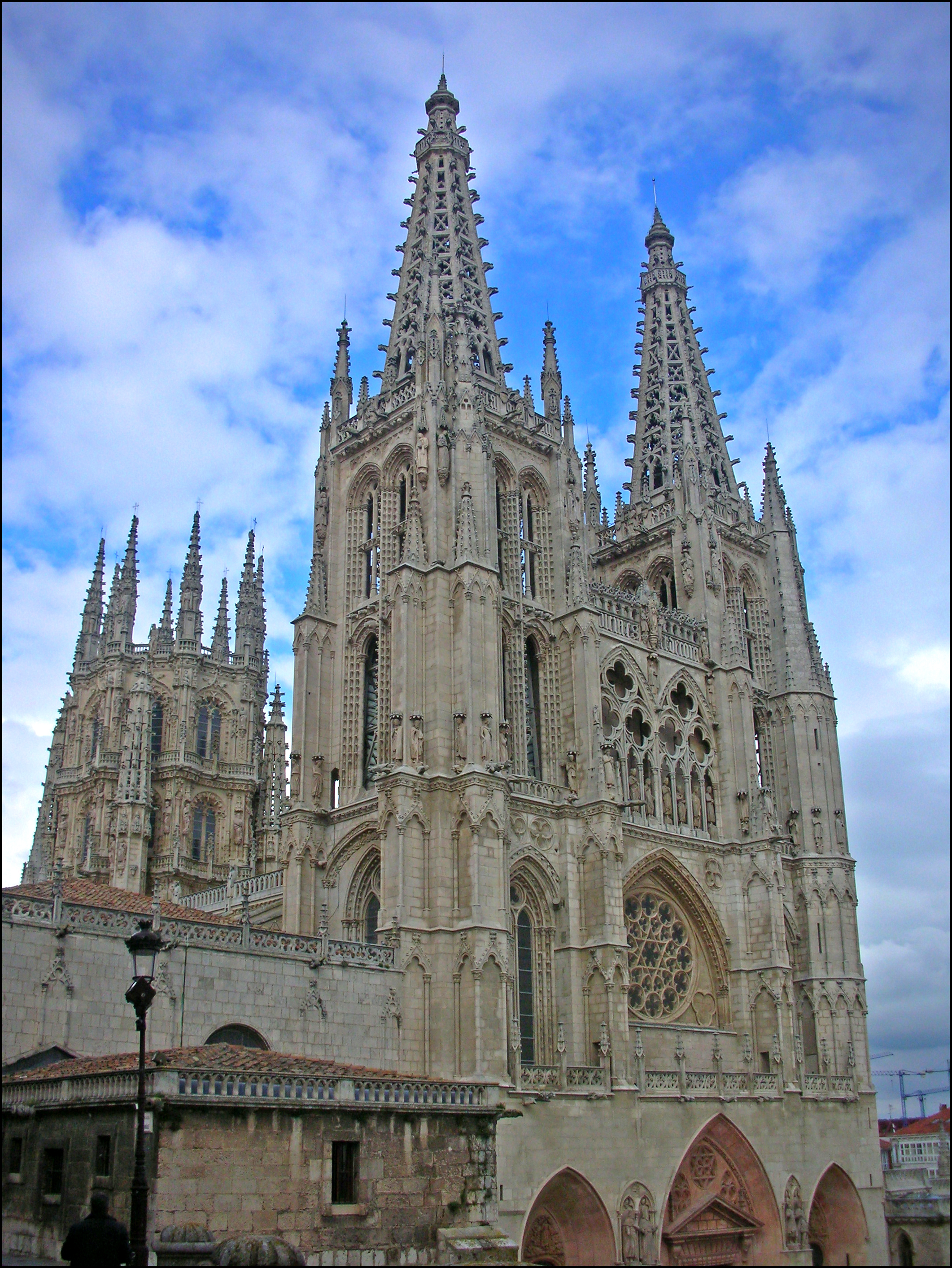
Cathédrale de Burgos.

À Séville, le monumental minaret de la mosquée - désaffecté depuis la Reconquista - s'est vu flanqué d'une cathédrale gothique tardive qui restera la plus vaste du monde. Ses dimensions impressionnantes ont été autorisées par un allègement dû à l'absence de charpente permise par une faible pluviosité. Les cathédrales du nord de la péninsule (à Burgos, León) sont des transpositions de l'art gothique français. La cathédrale de Palma de Majorque se caractérise par un volume intérieur exceptionnel et des voûtes reposant sur des piliers extrêmement élancés.

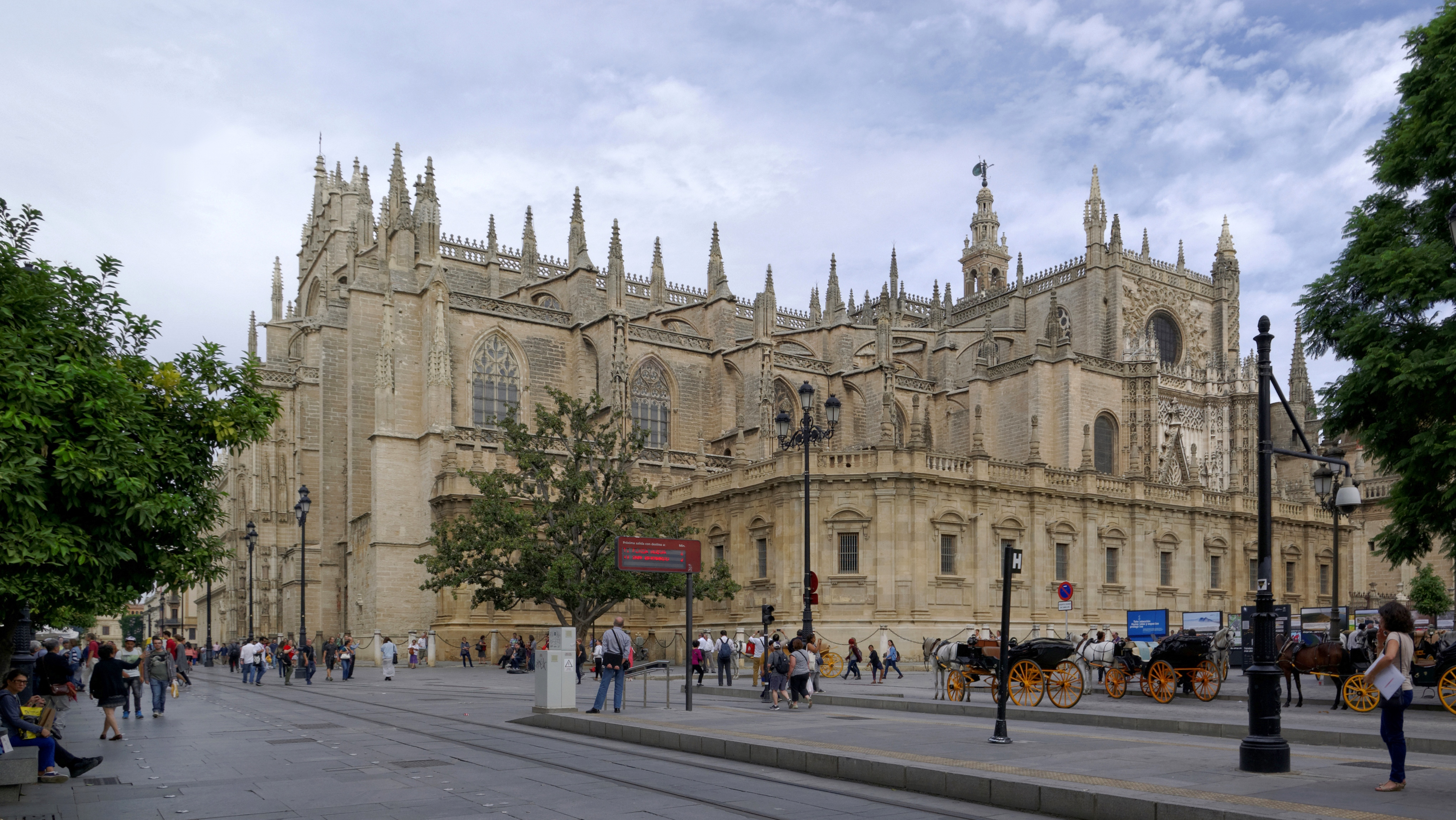
cathédrale de Séville, la plus vaste cathédrale gothique du monde.

À partir de 1480 et jusqu'à 1520 se développe le style plateresque (plateresco en espagnol). C'est un style architectural de transition entre l'art gothique et la Renaissance. La première phase du style plateresque est également appelée « gothique hispano-flamand », ou encore « style isabélin » ou « des Rois catholiques », car il s'est développé dans les pays de la couronne de Castille, sous le règne des « Rois catholiques », Isabelle de Castille et Ferdinand d'Aragon. Les formes du gothique flamboyant sont encore dominantes, et les éléments Renaissance restent peu utilisés ou de façon mal comprise (selon les canons de la Renaissance artistique). On retrouve la prédominance des motifs héraldiques et épigraphiques. L'un des traits de décoration les plus marquants est l'utilisation récurrente des symboles du joug, des flèches et de la grenade, qui font directement référence aux deux monarques espagnols. On retrouve également le motif des boules pour décorer les édifices. Le style isabélin est particulièrement bien représenté par les œuvres des architectes Enrique de Egas, Juan de Álava ou encore Diego de Riaño.
Honoré de Balzac rend hommage au style gothique espagnol, particulièrement à celui de la première cathédrale de Cadix, à l'origine gothique. « L'église, due aux libéralités d'une famille espagnole couronne la ville. La façade hardie, élégante, donne une grande et belle physionomie à cette petite cité maritime. N'est-ce pas un spectacle empreint de toutes nos sublimités terrestres que l'aspect d'une ville dont les toits pressés, presque tous disposés en amphithéâtre devant un joli port, sont surmontés d'un magnifique portail à triglyphe gothique, à campaniles, à tours menues, à flèches découpées ? ».

#### Premier gothique (XIIesiècle)

##### Exemples notables
- Cathédrale d'Ávila ;
- Cathédrale Sainte-Marie-et-Saint-Julien de Cuenca ;
- Monastère royal de las Huelgas de Burgos.

#### Gothique rayonnant (XIIIesiècle)

##### Exemples notables
- Cathédrale Sainte-Marie de Burgos ;
- Cathédrale de León ;
- Cathédrale Sainte-Marie de Tolède ;
- Palais royal d'Olite.

#### Gothique mudéjar
Ce style résulte de la rencontre des styles chrétiens et musulmans à partir du douzième siècle dans la péninsule ibérique.

##### Caractéristiques
Le style mudéjar est caractérisé par l'utilisation principale de la brique. Les formes géométriques typiquement islamiques dominent et apparaissent sur les murs et le sol par des carrelages complexes. On utilise la céramique. L'utilisation du bois pour les toits est caractéristique de ce style, ils sont plats et couverts de nombreux motifs géométriques. On retrouve aussi le stuc peint.

### Au Moyen-Orient
Né à l'époque des Croisades, l'art gothique a laissé quelques témoignages inattendus dans les pays du Levant, comme à Chypre où les cathédrales latines de Nicosie (cathédrale Sainte-Sophie de Nicosie) et Famagouste (mosquée Lala Mustapha Pacha) furent ensuite converties en mosquées.

## Le chantier de la cathédrale

### La motivation
Entre le XIe siècle et le XIIIe siècle, l’Occident connaît une prospérité économique régulière qui s’exprime par une forte croissance démographique. Celle-ci est particulièrement sensible dans les villes : lieux d’échange, de commerce et de rencontre, elles attirent les populations et concentrent les richesses. Cette population toujours plus nombreuse, que ne peut contenir la cathédrale romane devenue exiguë, explique généralement la dynamique du chantier gothique. Mais parfois, l’ouverture du chantier cathédral doit beaucoup à la rivalité des évêques ou des chanoines, chacun désirant surpasser son voisin par une cathédrale plus majestueuse, plus haute, plus vaste et surtout gothique.
Quelles qu'en soient les motivations et aussi démesuré soit-il, le nouveau projet sera d’autant plus facilement accueilli par la population qu’elle aussi, tout comme le clergé, participera à une émulation générale portée à son paroxysme le jour de l’inauguration. Pour l’occasion l’évêque ne manque pas d’inviter les prélats des diocèses voisins : ils viendront souvent accompagnés de leurs architectes attitrés, qui pourront s’inspirer de l’œuvre achevée, ce qui explique une certaine parenté entre beaucoup de cathédrales contemporaines.

### Le financement
Aucun chantier cathédral ne peut être envisagé sans un financement à long terme car les travaux dureront à l’ordinaire plusieurs décennies : que les fonds viennent à manquer, le chantier s’arrêtera quelques mois voire des années. Parfois, écrasées pendant plusieurs générations sous le poids de leurs dettes, certaines cités, comme Beauvais, devront laisser leurs cathédrales inachevées ou reconsidérer avec plus de modestie leur projet initial. Ce financement, qui mobilise d’importants capitaux, implique un montage complexe, intégrant plusieurs sources de revenus, que doit gérer le chapitre, c’est-à-dire l’assemblée des chanoines ou la fabrique, constituée de chanoines et de personnalités civiles.

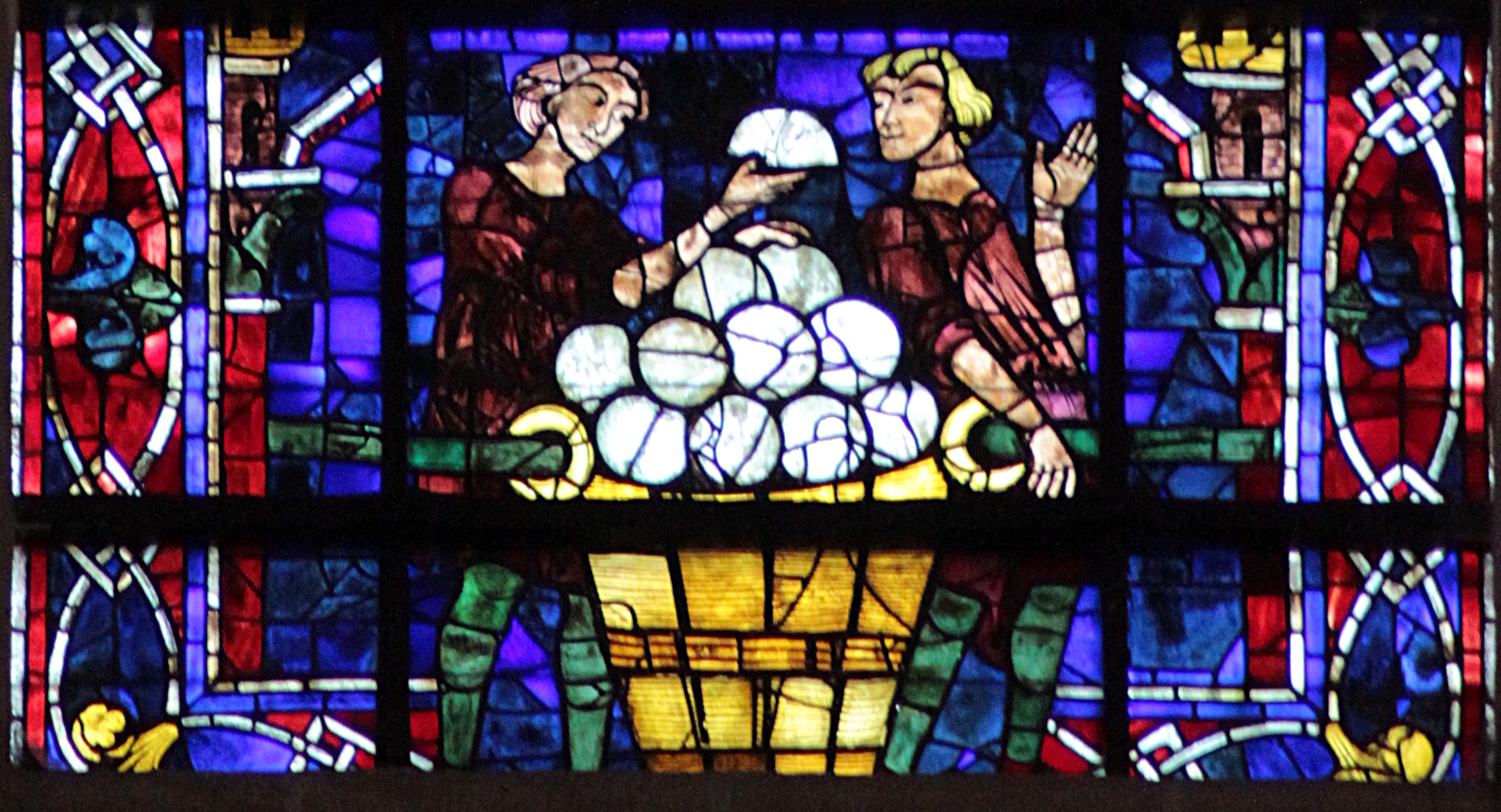
Cette représentation de boulangers sur un vitrail atteste que cette corporation s'est montrée généreuse (cathédrale de Bourges).

Maître d’ouvrage, le chapitre des chanoines s’occupe de la gestion des ressources et de la bonne marche des travaux. Il finance les expropriations nécessaires à l’établissement de la future cathédrale, règle l’achat des matériaux et leur acheminement, rémunère la main-d’œuvre et l’architecte qu’il a choisi. Les dépenses sont considérables : aussi la préoccupation première est-elle la recherche d’argent, qui devra alimenter le chantier par un flot si possible continu.
Les chanoines sont souvent les premiers à consacrer une bonne partie de leurs revenus personnels à la cathédrale, et l’évêque doit suivre : Maurice de Sully finance ainsi son chantier de Paris. Des ressources régulières, telles qu’impôts, dîmes, taxes, peuvent aussi être affectées à la bonne marche du chantier. Mais aussi importants soient-ils, ces fonds suffisent rarement. Pour faire rentrer l’argent dans les caisses, évêques et chanoines organisent des quêtes et recueillent des dons qui sont parfois en nature : chevaux, ânes, bœufs qui serviront aux charrois; veaux, moutons, volailles, vin, bière qui nourriront les bâtisseurs ; bijoux, colliers, bracelets et médailles qui seront convertis en monnaie, plus négociable. Ils sollicitent les particuliers à chaque instant de leur vie quotidienne en disposant des troncs non seulement dans les églises mais aussi dans les boutiques et un peu partout dans la cité. Même les plus modestes apportent leur contribution : à défaut de quelques pièces de monnaie, ils pourront toujours offrir une ou plusieurs journées de travail comme manœuvres bénévoles. Quant aux riches seigneurs, ils consacreront une partie de leurs revenus ou de leur patrimoine, contre le privilège très envié de se faire ensevelir sous le dallage de la cathédrale.
Les reliques peuvent participer de façon significative au financement des travaux : déjà exposées dans la cathédrale en construction, elles y attirent des pèlerins d’autant plus nombreux et généreux que la réputation de celles-ci est grande. Souvent, des quêteurs promènent ces reliques en procession à travers les diocèses voisins, faisant la promotion de l’édifice à construire et recueillant au passage les offrandes.
Quand la générosité faiblit, l’argent manque : chanoines et évêques doivent faire preuve d’imagination pour relancer la prodigalité populaire. Ils autorisent, par exemple, moyennant aumônes, la consommation de beurre pendant le carême : les fameuses « tours de beurre » des cathédrales de Bourges ou de Rouen doivent leur nom à cette pratique. Autre ressource encore, les indulgences, c’est-à-dire l’effacement partiel ou total des fautes à la suite d’actes pieux tels que des prières, jeûnes, pèlerinages mais surtout aumônes. Elles se développent particulièrement au milieu du XIIIe siècle, dans le seul but de renflouer le budget de la fabrique. À Bordeaux, l’archevêque Bertrand de Got, devenu pape sous le nom de Clément V, en fera bénéficier son ancien diocèse en 1307 et en 1308.
C’est souvent par rivalité avec la ville voisine que la cité médiévale s’attache à construire. Il arrive parfois que la générosité de certains riches donateurs cherche à faire excuser une fortune dont l’origine n’est guère conciliable avec les préceptes chrétiens. Les corps de métiers qui généreusement financent l’installation de quarante-cinq verrières dans le déambulatoire de Chartres n’en sont pour autant pas moins intéressés : en même temps qu’une œuvre pieuse, ils se font, à la manière de nos mécènes contemporains, une prestigieuse promotion commerciale puisqu’en admirant les splendides vitraux, les fidèles ne pourront ignorer leurs noms et leurs activités. Mais cette générosité intense est aussi en grande partie désintéressée puisque suscitée par la ferveur de tout un peuple.

### L'architecte

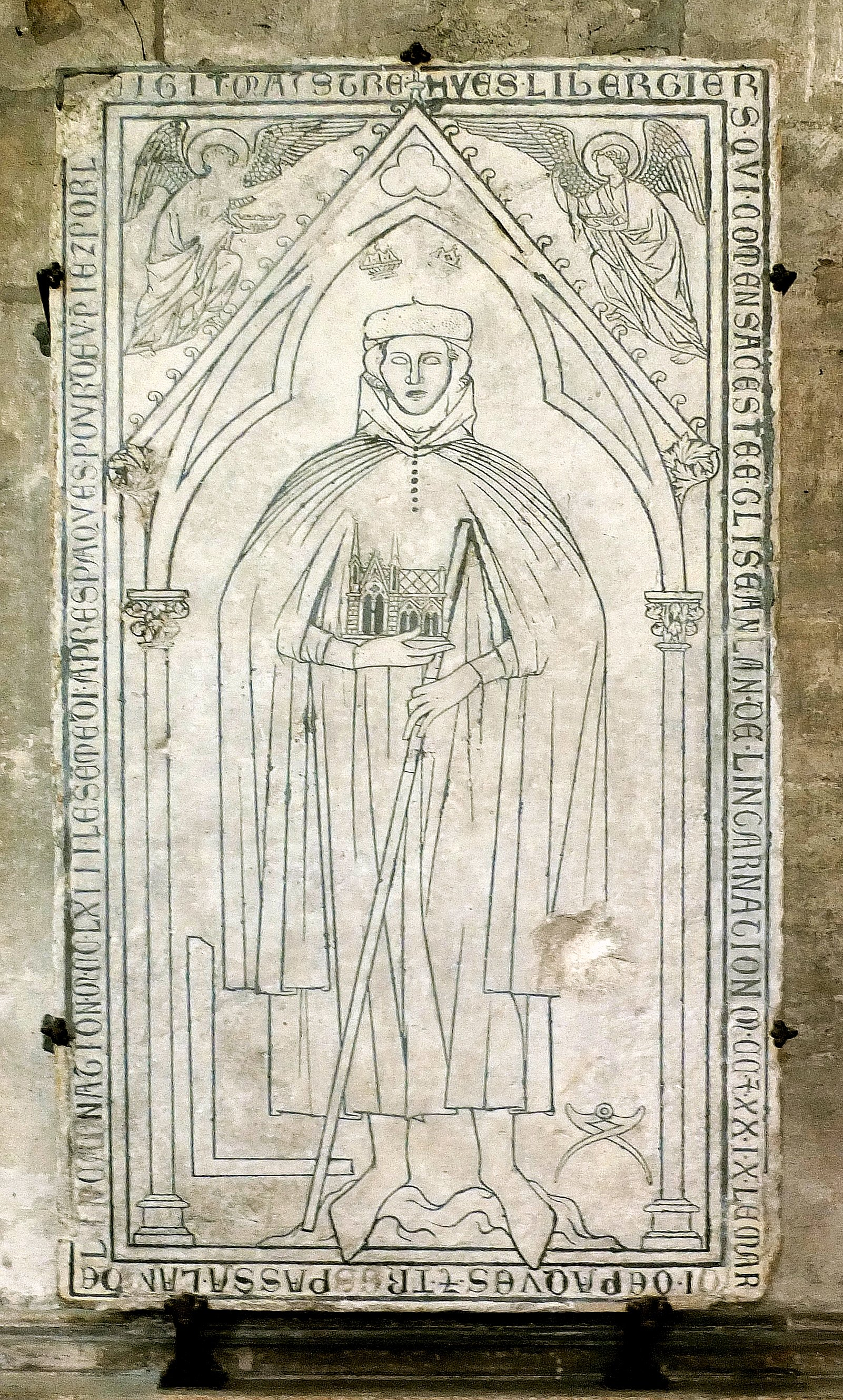
Plaque tombale d'Hugues Libergier dans la cathédrale de Reims.

Souvent, à l'époque romane, l'architecte était un maître maçon qui travaillait de façon plus ou moins empirique, aux côtés de ses compagnons tailleurs de pierre dont il se distinguait par l'expérience et un sens de la coordination plus grand. Mais la construction d'une cathédrale est un chantier complexe : l'importance des travaux, la cohérence de l'édifice, son haut niveau de technicité impliquent un savoir important. Le maître maçon devient alors architecte et ingénieur, et son statut évolue considérablement vers la fin du XIIe siècle.
Sortant de l'anonymat où il était cantonné durant l'époque romane, l'architecte gothique grave fréquemment son patronyme sur la pierre tombale ou sur le labyrinthe, il signe ses contrats, ses plans, ses livres de comptes, etc. Il devient donc plus facile d'apprécier son rôle dans le chantier d'une cathédrale. Maître d’œuvre, l'architecte gothique doit gérer l'organisation et l'économie du chantier. Il dirige les travaux, choisit les matériaux, coordonne les corps de métiers et paye les ouvriers. Concepteur, il traduit en formes, en volume et en espaces un concept théologique proposé par l'évêque ou le chapitre des chanoines. Avec précision, de l'ensemble au détail, il dessine les plans et les élévations de sa cathédrale pour les soumettre à leur approbation. Ingénieur, il lui faut évaluer la résistance des matériaux, le poids des voûtes et des couvrements, apprécier l'interaction des forces dans les structures de la cathédrale, prévoir les lignes de pression qui détermineront la disposition des organes de butée, imaginer aussi les procédés ou les machines qui lui permettront de mener à bien son chantier.
Enfin, outre ces compétences technologiques, l'architecte doit posséder de solides connaissances théologiques, littéraires et philosophiques pour comprendre et discuter le projet avec les commanditaires, le plus souvent des prélats lettrés. Dans ce contexte, l'architecte gothique apparaît donc doué d'une culture bien supérieure à celle du maître maçon formé sur le chantier roman. Ne participant plus dès lors aux travaux manuels, l'architecte devient un homme d'exception. En fonction de sa réputation, il peut négocier lui-même un salaire élevé et des avantages en nature, comme des vêtements en harmonie avec son statut social, un logement gratuit, de la nourriture pour sa famille et ses serviteurs et parfois même une exemption d'impôts.
Ce statut privilégié peut être générateur de tensions entre le maître d'ouvrage et l'architecte, surtout lorsque celui-ci est réputé et se voit confier la direction de plusieurs chantiers simultanés : Gautier de Varinfroy collabore ainsi à la construction des cathédrales de Meaux et d'Evreux, Martin Chambiges à celles de Sens, Troyes et Beauvais. De ce fait, il ne peut être durablement présent sur chacun de ses chantiers, et ses absences auront des répercussions sur le déroulement des travaux. Les commanditaires s'emploieront alors à rédiger des contrats plus rigoureux, interdisant à l'architecte de diriger un autre chantier en dehors du diocèse sans l'autorisation de son évêque ou de son chapitre, ou d'entreprendre plusieurs chantiers en même temps. Mais ces contrats continueront à garantir aux intéressés des salaires et des avantages importants.

### Les plans et les modèles
À la différence de l'église romane souvent construite de façon empirique, la cathédrale gothique est une œuvre dont la complexité ne supporte pas une telle approche : aux plans d'édifices romans tracés directement, grandeur réelle, sur un sol préalablement nivelé, l'architecte gothique oppose des projets planifiés et subtils, ou intervient la géométrie, l'optique, etc.
Pour visualiser l'œuvre à entreprendre et convaincre les maîtres d'ouvrages pour qui il travaille, il a souvent recours aux maquettes, en papier mâché, bois, plâtre ou pierre : elles montrent à échelle réduite une partie ou l'intégralité du futur édifice. Autre moyen de visualiser l'œuvre projetée, les dessins d'architectures, qui précisent élévations, façades et détails architecturaux. Ce type de monument est aujourd'hui rare, car réalisé sur de coûteux parchemins qu'on grattait par la suite pour les réutiliser. Les plus anciens dessins d'architectures connus en France sont ceux relatifs à la cathédrale de Strasbourg qui datent de 1250. Un carnet d'architecte médiéval nous est également parvenu, celui du picard Villard de Honnecourt, réalisé vers 1230. bien qu'incomplet, il comporte 33 feuillets de parchemins recouverts de dessins à la plume : l'architecte y traite de mécanique, de géométrie, de trigonométrie pratique; il y reproduit des détails d'architecture observés lors de ses visites à Chartres et Reims ; il y fait également figurer des ornements, des esquisses de machines de guerre et d'appareils de levage, particulièrement utiles sur les chantiers des cathédrales : on y remarque aussi de nombreux croquis du corps humain.
Ces maquettes et dessins suffisent certes aux commanditaires, mais ne peuvent répondre aux besoins pratiques des différents corps de métiers. L'architecte exécute donc à leur intention d'autres documents pour préciser ses intentions. Outre des dessins techniques, dont beaucoup disparaîtront à l'issue du chantier, des épures représentent, grandeur réelle, un détail architectonique, un fragment de l'édifice en construction, afin de fournir aux tailleurs de pierre ou aux charpentiers le modèle à exécuter. Ces épures sont peu onéreuses car le plus souvent tracées dans des matériaux réutilisables (plâtre ou terre argileuse): on peut donc les recommencer, les compléter ou les corriger autant de fois que nécessaire. D'autres sont durablement gravées sur les dalles ou les murs de l'édifice.
Plans, dessins, esquisses ou épures sont le plus souvent tracés et conservés dans une salle réservée à l'architecte : c'est la « chambre aux traits », dont on connaît l'existence à Rouen et Paris. Avec les gabarits et les môles qui, découpés dans le bois, donnent le profil grandeur réelle d'une base, d'une ogive, d'une nervure ou d'un arc, ces documents graphiques constituent l'indispensable mémoire du chantier et ils permettent, malgré l'étalement prévisible des travaux dans le temps, une relative homogénéité dans l'architecture de la cathédrale.

### Les métiers sur le chantier

#### Métiers de la pierre
Sur le chantier de la cathédrale se côtoient des groupes d'ouvriers aux compétences variées, ou prédominent traditionnellement les métiers liés à la pierre et au bois. Chacun de ces groupes, parfois rivaux même si leur activité est coordonnée par le maître d'œuvre, possède sa loge et ses coutumes. Si humble qu'on l'oublie également, le mortelier ou « gâcheur de mortier » est représenté sur pratiquement toutes les miniatures, au pied de l'édifice gothique. Il faut dire que sa tâche, aussi ingrate soit-elle, ne souffre pourtant d'aucun amateurisme: pour éviter les effondrements et leur lot d'accidents parfois mortels, pour assurer la longévité de la cathédrale, ce modeste ouvrier doit préparer un matériau fiable.

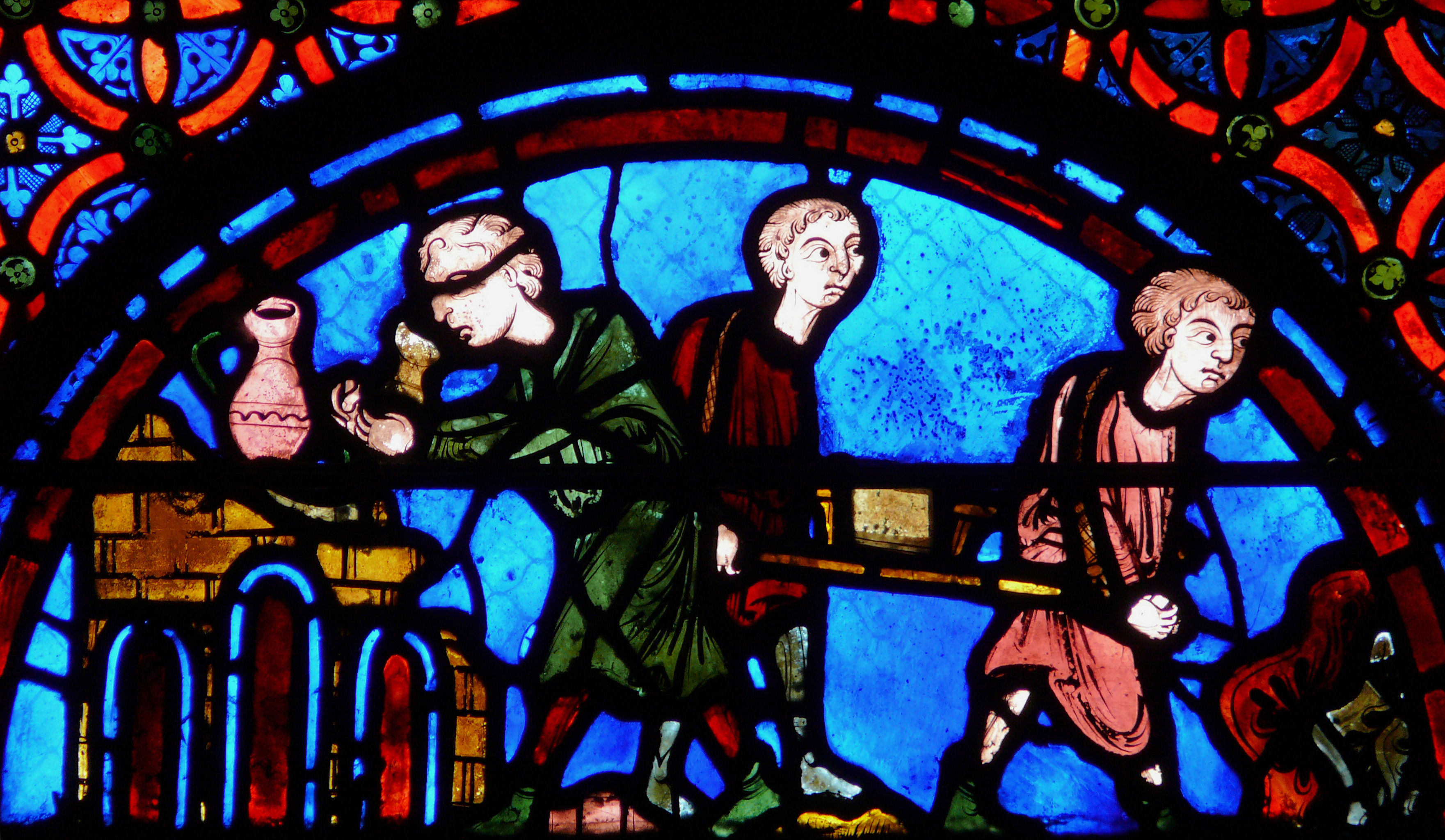
Scène de chantier : porteurs transportant une pierre sur une sorte de civière et potier au travail. Détail du vitrail du Mauvais Riche (cathédrale de Bourges).

Sculpteurs (ou imagiers) et tailleurs de pierre semblent constituer un groupe unique. En effet, il n'est guère possible d'établir une distinction très franche entre ces deux spécialités : les miniatures gothiques montrant un chantier cathédral intègrent généralement les sculpteurs à l'équipe des tailleurs de pierre et les livres de compte des cathédrales, d'une précision pourtant scrupuleuse, se contentent de consigner des gages légèrement supérieurs pour les sculpteurs, admettant tacitement une compétence particulière pour mettre la pierre « en image ».
Les tailleurs de pierre ne sont pas présents sur le chantier de la cathédrale seulement : sur le site même de la carrière, ils peuvent constituer des ateliers spécialisés qui dégrossissent les blocs de pierre et produisent des éléments se prêtant à la fabrication en série. Pierres de parement, tambours de colonnes, moulures, claveaux, remplages, seront ainsi préparés à l'aide de gabarits, puis transportés sur le chantier et définitivement posés par les maçons dans la cathédrale. Ce procédé, réduisant d'une part le volume de pierre à transporter vers le chantier et d'autre part celui des déchets à évacuer, diminuait considérablement les frais de charroi, mais il ne pouvait convenir aux sculptures ornementales trop fragiles pour supporter sans dommages un acheminement souvent chaotique. Le sculpteur travaille donc son bloc de pierre au pied de la cathédrale, souvent guidé dans ses gestes par un dessin, un modèle ou même une maquette en plâtre. À la différence du maçon dont l'activité cesse avec l'arrivée du mauvais temps, le sculpteur peut exercer son art l'hiver, abrité dans sa loge, si les comptes de la fabrique permettent de le rémunérer à l'année.
La sculpture, ayant trouvé sa place dans la cathédrale, ne prendra sa valeur définitive qu'après l'intervention du peintre imagier, qui applique sur la pierre des couleurs vives, dont la plupart sont codifiées à partir du XIIe siècle, conséquence de la diffusion des règles de l'héraldique : le jaune symbolise l'intelligence, la grandeur, la vertu; le blanc est associé à la pureté, la droiture, la sagesse; le noir évoque la tristesse mais aussi la volonté; le vert se rattache à l'espérance, la liberté, la joie; le rouge est la couleur de la charité et de la victoire; le bleu symbolise le ciel, la fidélité, la persévérance et le pourpre la souveraineté. Le spectateur moderne quant à lui n'a bien souvent qu'une vision partielle de cette sculpture gothique, les tympans, piédroits, chapiteaux et beaucoup de statues ayant perdu leur polychromie d'origine.

#### Métiers du bois

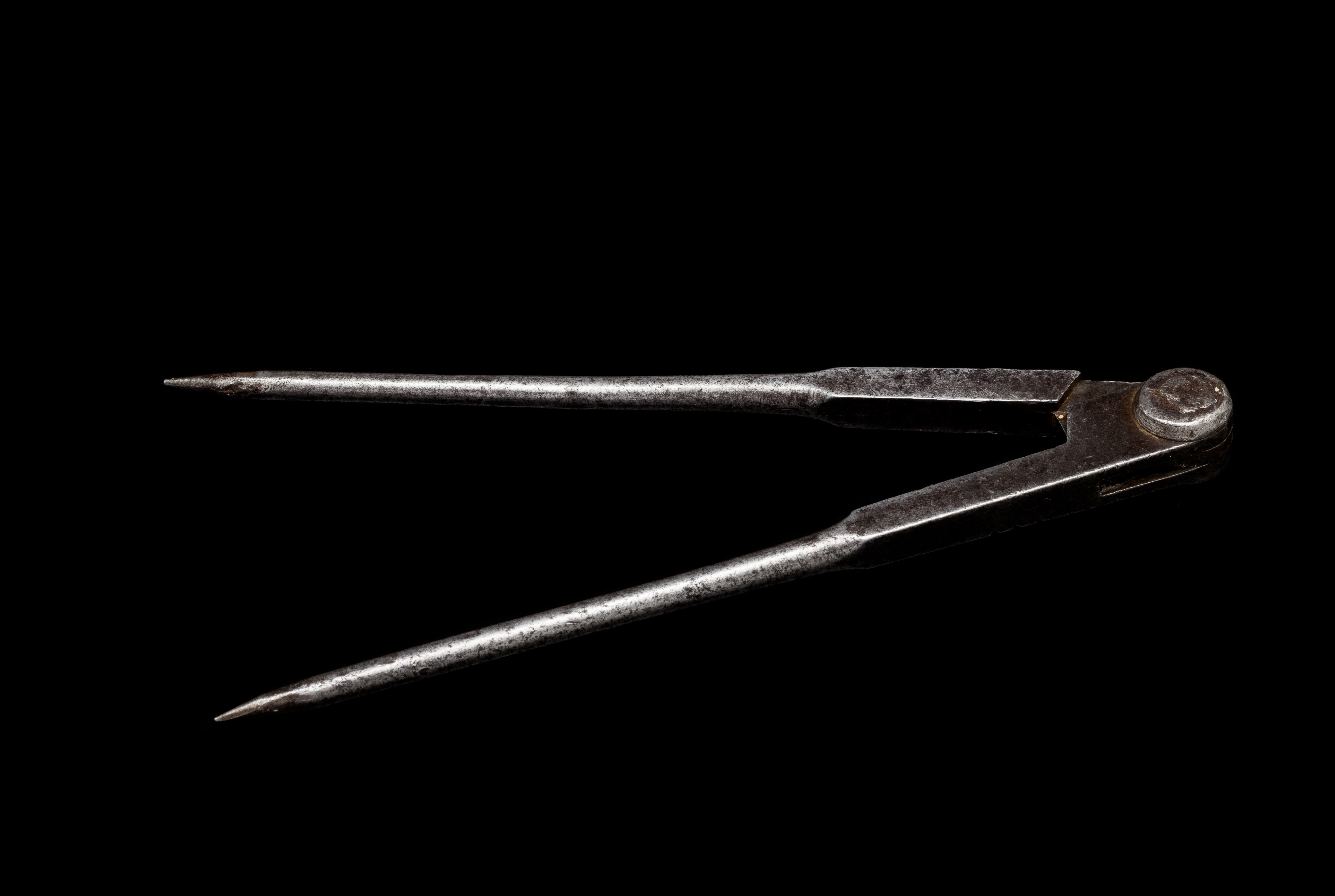
Compas de charpentier

Comme les tailleurs de pierre, les charpentiers constituent une catégorie d'ouvriers relativement privilégiée. Longtemps considérés comme les maîtres incontestés des chantiers, ils ont dû cependant s'incliner devant la suprématie des métiers de la pierre, qui, avec la généralisation des voûtes à partir du XIe siècle, avaient soustrait de la vue des fidèles leurs charpentes jusqu'alors apparentes. Ces deux corporations se disputeront, jusqu'à la fin du XIXe siècle et parfois violemment, le titre de « seigneurs du compagnonnage », mais n'en demeureront pas moins étroitement liées, le travail des uns dépendant largement de celui des autres.
À la tête des métiers du bois, le maître charpentier intervient du début à la fin du chantier. Véritable technicien, il conçoit avec l'architecte des engins de levage qui prendront appui sur les murs en construction puis sur les charpentes dès qu'elles auront été levées. Il dresse encore les échafaudages qui permettront aux ouvriers de travailler dans les parties hautes de l'édifice, ainsi que les solides cintres de bois qui soutiendront voûtes et arcs pendant le temps nécessaire à leur réalisation et au séchage du mortier. Mais l'œuvre majeure des charpentiers reste la charpente que les couvreurs s'empressent d'habiller de plomb et d'ardoises. Ces charpentes spectaculaires sont des ouvrages d'une très haute technicité, dont les assemblages et les forces qui s'y combinent rappellent la charpente navale et témoignent de liens parfois étroits entre charpentiers de marine et charpentiers de cathédrales. D'ailleurs, dans les régions de forte tradition maritime, comme la Normandie ou la Bretagne, les charpentiers étaient à la fois constructeurs de navires et de charpentes d'églises.

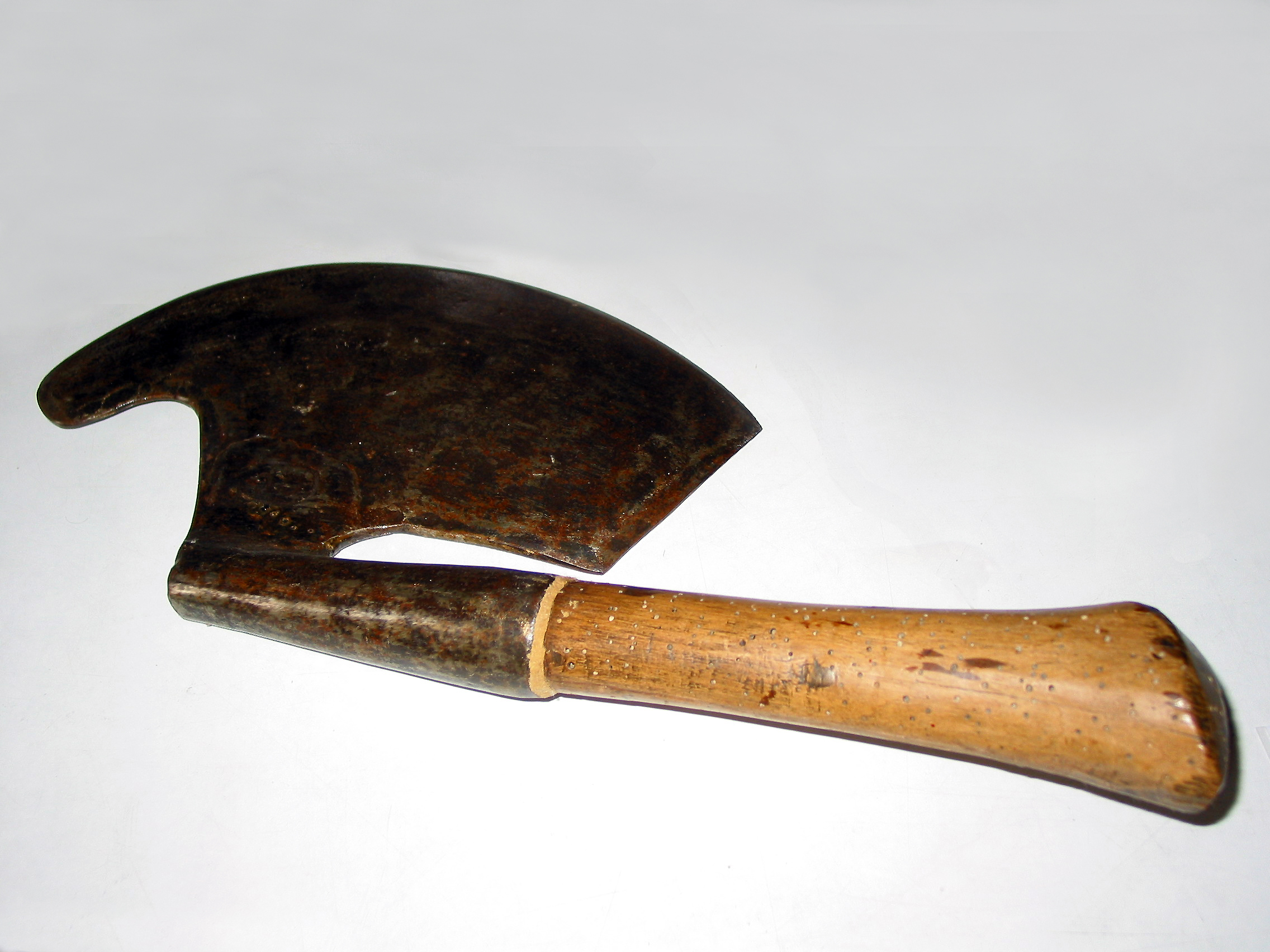
Doloire de charpentier.

Les charpentiers ont besoin pour leurs travaux de belles pièces de bois, si possible bien sec, et en grande quantité. Mais un tel approvisionnement, idéal, aurait supposé un stock constant, immobilisé de longues années pour le séchage, ainsi qu'un fonds de roulement important. Peu de fabriques pouvant s'offrir un tel luxe, les charpentiers se contentent la plupart du temps de bois vert, ce que confirme l'analyse des dates d’abattage, de transport et d'ouvrage consignées dans les livres de compte du chantier. Cet usage quasi général de bois vert est sans conséquences majeures pour la fabrication des cintres, des coffrages, des échafaudages ou des appareils de levage qui sont des ouvrages éphémères. Mais appliqué aux charpentes, il cause un gauchissement parfois important de certaines pièces et l'imperfection de certains assemblages: ces défauts apparaissant plus ou moins longtemps après la fin des travaux, découlant donc non pas d'une technique mal maîtrisée par les charpentiers mais d'une grande difficulté à s'approvisionner en bois d'œuvre de qualité. Pour leur part, les menuisiers n'ont besoin pour leurs travaux, que de petites pièces de bois, ou bois « menu ». Les huisseries qu'ils fabriquent ne souffrant d'aucune modification ou gauchissement pour rester parfaitement ajustées, ils veilleront à ne travailler que du bois parfaitement sec. Longtemps, sous la tutelle des charpentiers, les couvreurs ne gagneront leurs propres statuts et leur indépendance qu'en 1321. Mais les deux corps de métiers resteront très étroitement associés, l'un réalisant les assemblages que l'autre habillera, suivant les régions, de plomb, d'ardoise ou de tuile. Ce sont les couvreurs encore qui mettent au point le réseau d'évacuation des eaux pluviales : ils dissimulent des rigoles sur le faîte des murs et des gouttières dans les contreforts, ils répartissent autour de l'édifice les fameuses gargouilles de pierre que réaliseront les sculpteurs.

#### Métiers du fer
Complémentaires des deux précédents métiers, les plombiers sont spécialisés dans la réalisation des crêtes et épis de faîtage. Ils rivalisent d'habileté pour réaliser les somptueux ouvrages de plomb repoussés au marteau et ciselés, qui ornent les parties hautes de la cathédrale. Ils préparent également les lourdes feuilles de plomb qui serviront à étancher la toiture. Impliqués de façon permanente dans la construction de la cathédrale, du début à la fin du chantier, les forgerons sont le plus souvent sédentaires. Ils fabriquent, réparent ou affûtent la quasi-totalité des outils du chantier, dont ils augmentent l'efficacité et le rendement en travaillant des aciers de plus en plus résistants. Ils forgent des clous de toutes sortes en quantité phénoménale et les fers indispensables aux multiples animaux de trait. On oublie très souvent qu'ils sont aussi présents au cœur même de l'édifice, fabriquant des chaînages de fer qui, scellés dans la maçonnerie, renforceront les murs, des tirants qui contiendront la poussée des voûtes, des ferronneries qui soutiendront les vitraux.

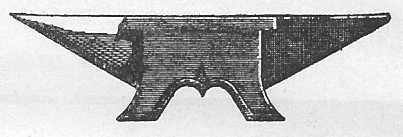
Enclume de serrurier.

La confection des grilles ouvragées, des peintures de portes et de toute la ferronnerie ornementale revient aux serruriers de fer. Ces spécialistes conçoivent et fabriquent encore les serrures et leurs clefs qui muniront les portes et protégeront l'accès aux trésors et aux reliques de la cathédrale. La technique de construction gothique visant à supprimer les pleins, c'est-à-dire les murs, laisse peu de place à la peinture monumentale. Les peintres, qui jouaient durant l'époque romane un rôle majeur dans l'ornementation intérieure, voient leur champ d'intervention se réduire progressivement, même s'il leur reste encore l'immense surface des voûtes à mettre en couleur. Inversement, le travail des verriers augmente avec l'agrandissement des verrières et des rosaces.

## Techniques utilisées dans l’architecture gothique
L’architecture romane a remplacé l’idée de la basilique charpentée par celle de la basilique voûtée qui nécessite des murs d’appui épais, le plus souvent renforcés par des contreforts accolés de place en place.
L’architecture gothique amène une solution aux problèmes de forces que connaît l’art roman. Par ce changement, on peut alors édifier des parties beaucoup plus hautes, plus légères et plus lumineuses. En effet, l’arc brisé, la croisée d'ogives et l’arc-boutant permettent d’équilibrer efficacement les forces tout en allégeant la structure et en permettant l’ouverture de larges baies. Ainsi, les murs épais de l’architecture romane sont remplacés par des piles et des murs bien plus allégés dans l’architecture gothique. Une église gothique est un monument éminemment structuré et planifié. Les concepts physiques sur lesquels repose l’architecture gothique ne seront toutefois théorisés qu’à partir du XVIe siècle[réf. nécessaire].
Les constructions de cathédrales dites gothiques se démarquent des autres par leur chantier de construction. Les historiens ont remarqué que pour réaliser de tels édifices en si peu de temps (80 ans pour la cathédrale de Laon (1155-1235) ou 90 ans pour celle de Reims (1211-1300)), ces chantiers devaient fonctionner un peu comme des laboratoires modernes: il s’y concentrait des talents, de la main d'œuvre, des ressources et de l’argent. À Chartres, l'évêque Thierry a établi la première école cathédrale, une des premières écoles en Europe où l'on a étudié des phénomènes naturels. De même, dans cette école, de nombreux artisans ont pu poursuivre leur formation, et mêler arts et travaux.
Ce développement et le partage des connaissances ont poussé les artisans à se spécialiser dans un domaine. Ainsi, ceux qui avaient les connaissances les plus importantes sont devenus architectes, tandis que d'autre, moins formés, devenaient maçons et exécutaient les plans des architectes. Avant que s'établisse cette distinction, les maçons réalisaient à la fois la planification et la construction d’un édifice. Simplement, ils ne pouvaient se spécialiser dans aucun des deux domaines car ils faisaient les deux.
La distinction entre maçon et architecte, encore valable aujourd'hui, a permis au style architectural gothique d’évoluer rapidement grâce à la possibilité de se spécialiser dans un domaine spécifique. Au milieu du XIIIe siècle, on a pu remarquer, notamment lors de la construction de la cathédrale de Chartres, que la science et les techniques ne faisaient qu'un. De même, certaines connaissances et compétences étaient uniquement connues des maçons et d'autres artisans. Ainsi, les compétences utilisées à l’époque ne sont plus connues aujourd’hui et ont en quelque sorte disparues.
Néanmoins, en 1568, Philibert de l’Orme décrivait le style architectural gothique comme « l’art moderne de la voûte ». Même si la phrase est courte, elle partage implicitement tout le savoir-faire et les compétences développés à partir du milieu du XIIe siècle. Cette capacité à construire des édifices structurellement complexes avec le système de voûtes et d'arcs boutant, sans les outils de constructions moderne dont on dispose aujourd’hui[pas clair]. Cela a été permis grâce au développement de la stéréotomie, à l’évolution des compétences et aux partage des connaissances, éléments qui ont permis aux artisans maçons de se spécialiser en architecte.

### L'ogive
L'une des caractéristiques de l'architecture gothique est le transfert de la pression exercée par la voûte du mur vers des arcs. Le roman a pratiqué en fin de période la voûte d'arêtes, l'arête étant déterminée par l'intersection de deux voûtes; certaines de ces arêtes étaient déjà brisées. Ce système transférait déjà une partie de la pression de la voûte vers les piliers où aboutissaient les arêtes. Les pierres formant l'arête étaient cependant difficiles à travailler, les arêtes étaient souvent irrégulières. Dans un premier temps, on eut l'idée d'habiller ces arêtes de pierres travaillées séparément pour régulariser le tracé. Presque simultanément, on s'aperçut que l'alignement de pierres pouvait servir non seulement de décoration, mais aussi de support à la voûte elle-même. On les appela ogifs, puis ogives.[réf. nécessaire]

### L’arc-boutant
L'arc-boutant est un étai formé d'un arc en maçonnerie qui contrebute la poussée latérale des voûtes en croisées d'ogives. Il reprend non seulement la fonction des contreforts de l'architecture romane, mais permet aussi de limiter la force des vents et de la pluie sur les fenêtres hautes. Il comprend un ou plusieurs arcs clavés et une ou plusieurs culées chargés de pinacles. D'abord simple, c'est-à-dire un seul arc enjambant le bas-côté, l'arc-boutant ne tardera pas à comporter deux niveaux, l'un épaulant la poussée de la voûte, l'autre la poussée de la charpente et de la toiture.
Lorsque l'édifice est doté de bas-côtés doubles, sa nef centrale est épaulée suivant le même principe mais avec deux volées et une culée intermédiaire. La culée est un organe d'épaulement dont la masse s'oppose à la poussée oblique des voûtes, tandis que sa hauteur rythme la cathédrale d'une verticalité propre à l'architecture gothique.
Enfin, il est souvent associé au système d'évacuation des eaux de pluie de la toiture, en portant sur leur sommet la rigole qui conduit les eaux de pluie vers les gargouilles comme pour la première fois à la cathédrale d'Amiens.

### L'arc brisé (longtemps appelé «en ogive»)
Arc dont la courbe inférieure est formée à partir de deux segments d'arcs symétriques s’appuyant l’un sur l’autre.

### La culée
Contrefort massif maçonné supportant les arcs-boutants, la culée est généralement couronnée par un pinacle. Petite pyramide effilée sur plan carré ou polygonal, il n'est pas qu'une simple fantaisie ornementale: son but premier est de charger la culée pour « verticaliser » la ligne des pressions obliques émanant des grandes voûtes et transmises par la volée.

### Le pinacle
Les pinacles sont des petits édicules au sommet des arcs-boutants. Parfois en plomb et de forme pyramidale de base polygonale (ou simplement une flèche ou pointe), ils servent en premier lieu à augmenter la masse des arcs-boutants pour améliorer l’équilibre des forces issues des murs. Ils sont parfois ajourés et ornés de fleurons servant de couronnement, ajoutant donc une fonction décorative.

### Le triforium
Galerie, souvent voûtée, ouverte sur l'intérieur et aménagée latéralement au-dessus des bas-côtés de la nef d’une église. Comme les arcs-boutants, le triforium fait partie des éléments qui contrebutent les poussées des voûtes. Il n'a aucune fonction liturgique ou de circulation dans l'édifice.

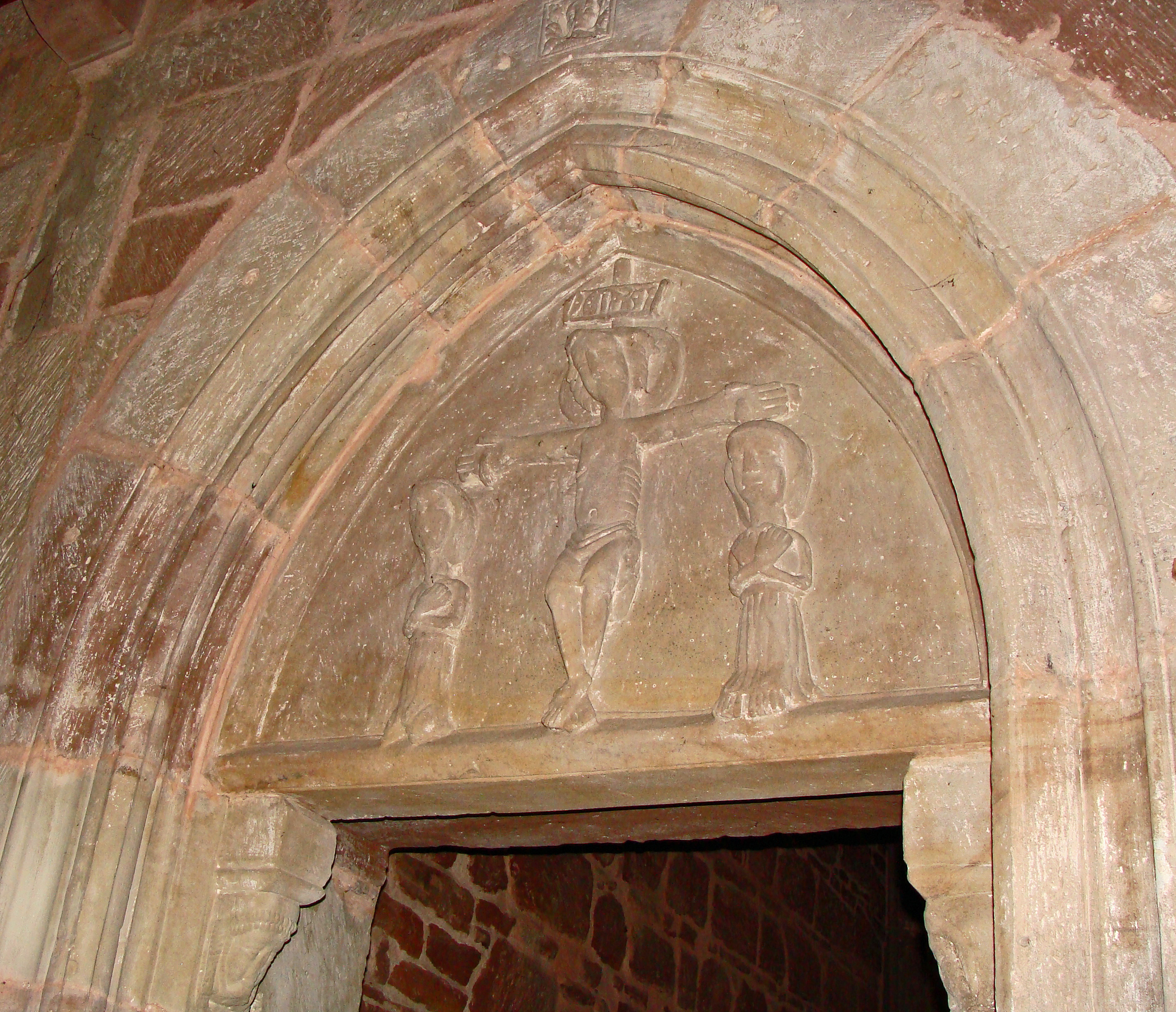
Tympan gothique de la chapelle Sainte-Croix de Forbach.

### Le tympan
Le tympan est la surface verticale d'un fronton remplissant le carré délimité par les corniches, ou la partie verticale d'un portail, comprise entre le linteau et un arc plein-cintre ou une voûte d'ogive. Il est surmonté par des archivoltes.
Il est souvent utilisé pour présenter un bas-relief en façade des églises d’architecture gothique.

### Genèse de la croisée d’ogives

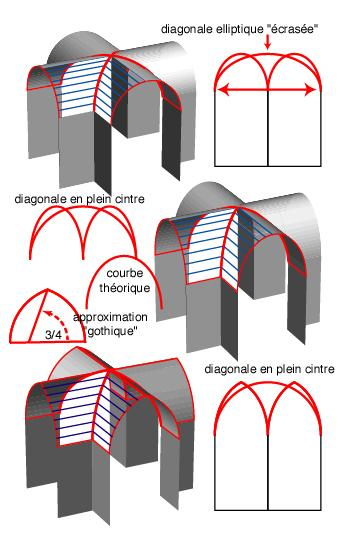
Genèse de la croisée d’ogives.

Si l'arc en plein cintre donnait satisfaction pour la construction d’une nef simple munie d’une voûte dite en berceau, il convenait mal à la croisée du transept et de la nef. Il en résultait, aux diagonales de l’intersection, des arcs elliptiques aplatis beaucoup plus fragiles. L’effondrement de la coupole de l’église Sainte-Sophie à Constantinople avait illustré ce problème.
La solution fut de réserver la robustesse des arcs en plein cintre aux diagonales de la croisée, ce que l’on appelle une croisée d’ogives (les ogives étant les nervures en plein cintre qui se croisaient à leur clé). La projection orthogonale de cette croisée selon l’axe de chacune des nefs donne alors une demi-ellipse posée dans sa hauteur, très résistante en son sommet. Par chance, il existe une bonne approximation de cet arc pour cette époque où, sur le chantier, à défaut de bons moyens de calcul et de mesures précises, il vaut mieux recourir à des tracés simples à exécuter[réf. nécessaire] : il s’agit d'un arc brisé composé de deux arcs de cercle centrés respectivement au premier et au troisième quart de la distance à franchir.
Cette approximation est souvent observable à une légère déformation de la voûte de la croisée à l'endroit où elle se raccorde aux nefs.

### Décoration
Il y a de grandes portes, les édifices sont à la fois hauts et fins, il y a des flèches souvent pointues et ciselées, des vitraux nombreux et colorés, représentant des scènes très complètes des évangiles, il y a des rosaces sur la façade des cathédrales, des statues sur des colonnes contre les murs à l'extérieur. Il y a aussi des sculptures, des gargouilles et des anges.

#### Les vitraux
Le style roman permettait des ouvertures limitées et des jeux de contraste entre ombre et lumière.
Au nord, ce parti pris structurel rendait probablement les bâtiments très sombres. Des ouvertures plus grandes ont dû être envisagées pour laisser pénétrer la lumière. Mais l'arc en plein cintre ne permet pas de percer des ouvertures suffisamment grandes pour la luminosité tant recherchée par l'art gothique, sans risquer d'affaiblir les murs. Les forces latérales appliquées aux murs sont très importantes et on ne peut envisager d’élever la voûte sans renforcer les murs pour contrebuter la poussée résultante. Il faut néanmoins nuancer cette vision de l'église romane relativement sombre, opposée à l'église gothique baignée de lumière.
L'arc brisé et la croisée d'ogives permettent d'équilibrer les forces sur des piles. Les murs n’ont donc plus à supporter le poids de la structure et peuvent alors être ouverts vers l'extérieur. La lumière devient donc suffisamment abondante pour que les peintres-verriers puissent jouer à la colorer par des vitraux. Ces derniers ne laissent rien voir de l'extérieur mais laissent entrer la lumière. Cependant, l'expression « cathédrale de lumière » est à nuancer : les vitraux qui filtrent la lumière naturelle ont tendance à assombrir les églises et cathédrales d'autant plus que la fumée des bougies et des encens encrassent les murs et vitraux qui se colmatent et s'opacifient au cours des siècles (vitraux lixiviables) ; le clergé du XVIIe siècle et surtout du XVIIIe siècle qui recherche plus de clarté privilégie ainsi les vitreries claires aux bordures décoratives et les vitraux en grisaille qui rendent les églises moins sombres. Les vitraux sont censés être édifiants pour les fidèles et représentent bien souvent des scènes bibliques, la vie des saints ou parfois même la vie quotidienne au Moyen Âge, constituant une véritable « Bible des pauvres ». Ils sont considérés comme de véritables supports imagés, à la façon d'une bande dessinée, pour le catéchisme des fidèles supposés n'avoir alors qu'à lever les yeux. En réalité, cette conception utilitariste de l'art médiéval est fausse, les vitraux existant comme œuvres d'art par elles-mêmes, car certaines verrières étaient trop hautes pour être lisibles, leurs scènes bien souvent trop petites et souvent situées à hauteur d'œil n'étaient pas interprétables (à l'exception des grands classiques qu'étaient la Nativité, l'Assomption, etc.) par les fidèles (le catéchisme originel ne s'adressant pas aux fidèles, mais aux prêtres).
Au-delà de la représentation iconographique, c'est aussi pour toute la symbolique de la lumière que l'on avait recours aux vitraux durant le Moyen Âge, et plus particulièrement pendant la période dite gothique. Selon Vitellion, intellectuel du XIIIe siècle, on distingue deux sortes de lumières : la lumière divine (Dieu) et la lumière physique (la manifestation de Dieu). Les vitraux étaient alors chargés de transformer la lumière physique en lumière divine, autrement dit de faire entrer la présence divine dans la cathédrale.
Toujours dans la mentalité médiévale, on associait le sombre ou l'absence de lumière au Malin[réf. nécessaire]. Ainsi, quand un fidèle entrait dans la cathédrale, il se sentait protégé du mal par Dieu et cela grâce à la luminosité des vitraux. On retrouve une explication du lien entre Dieu et la lumière dans la Bible, dès le livre de la Genèse (1, 4-5) : « Dieu vit que la lumière était bonne et Dieu sépara la lumière des ténèbres… ». Cette métaphore se trouve en de nombreux versets, par exemple en l'évangile selon saint Jean 3, 19 : « La lumière est venue dans le monde et les hommes ont mieux aimé les ténèbres que la lumière, parce que leurs œuvres étaient mauvaises ».
Le contexte historique dans lequel cette théologie de la Lumière s'est mise en place est décrite dans l'œuvre de l'historien Georges Duby (plus particulièrement dans son livre Le Temps des cathédrales, Gallimard, 1976, p. 121-162).

« Je suis la lumière du monde ; celui qui Me suit ne marche point dans les ténèbres, mais il aura la lumière de la vie. »

— Évangile selon Jean, VIII, 12
En outre, la lumière provenant des vitraux a pour but de délimiter un microcosme céleste au cœur de l'église.

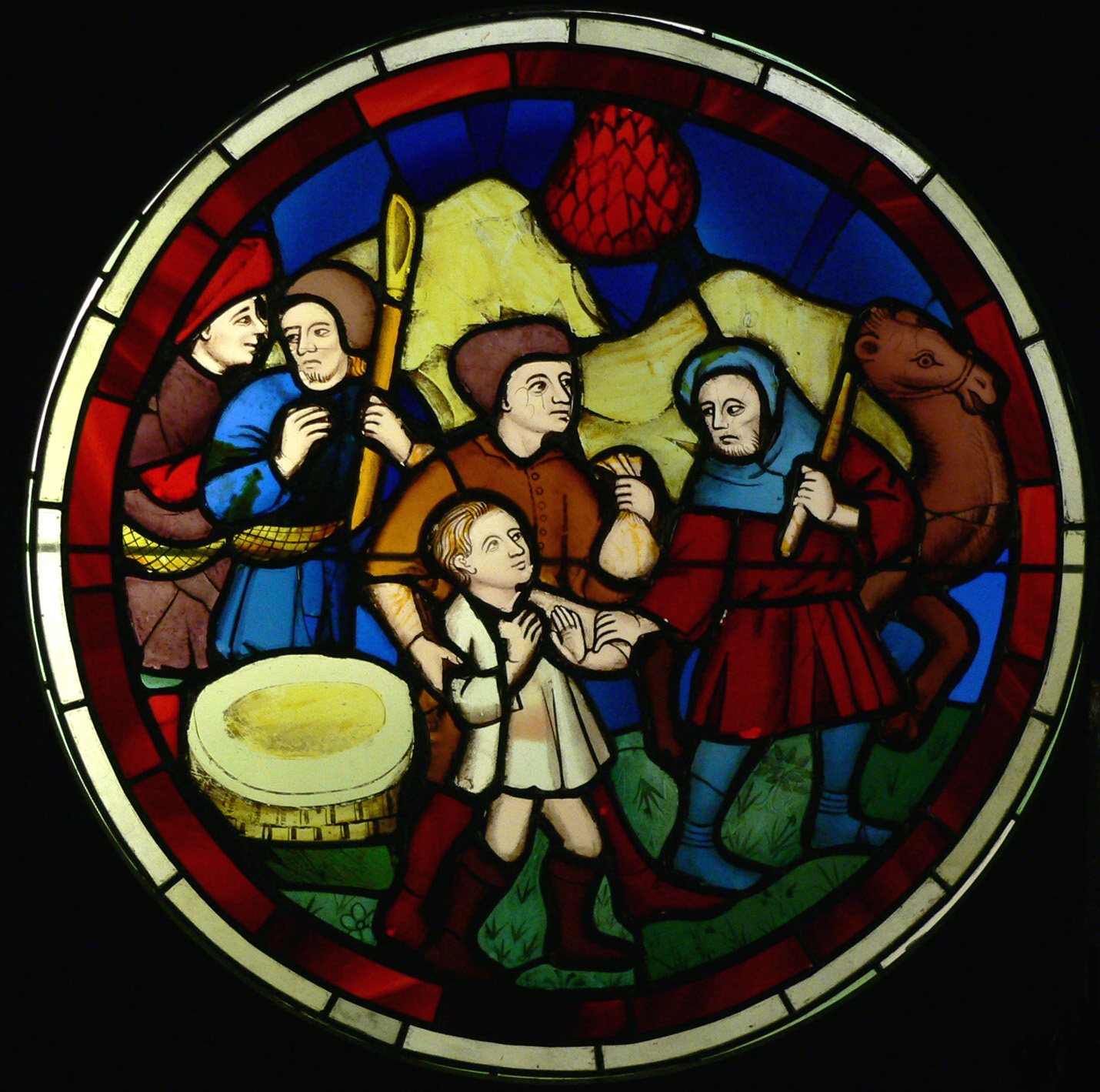
Détail d'un vitrail de la Sainte-Chapelle de Paris.
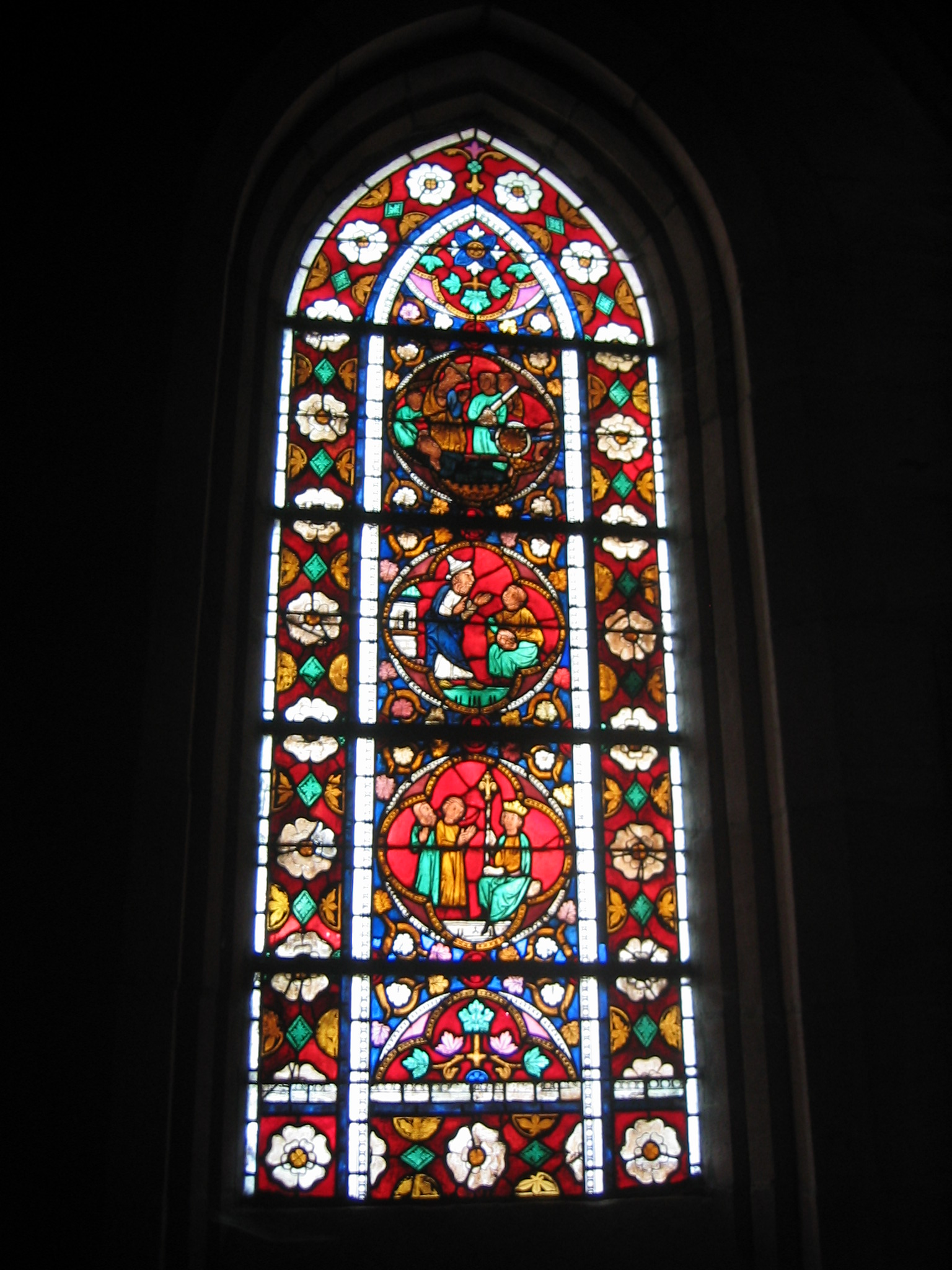
Vitrail dans une baie de la cathédrale de Saint-Dié-des-Vosges.
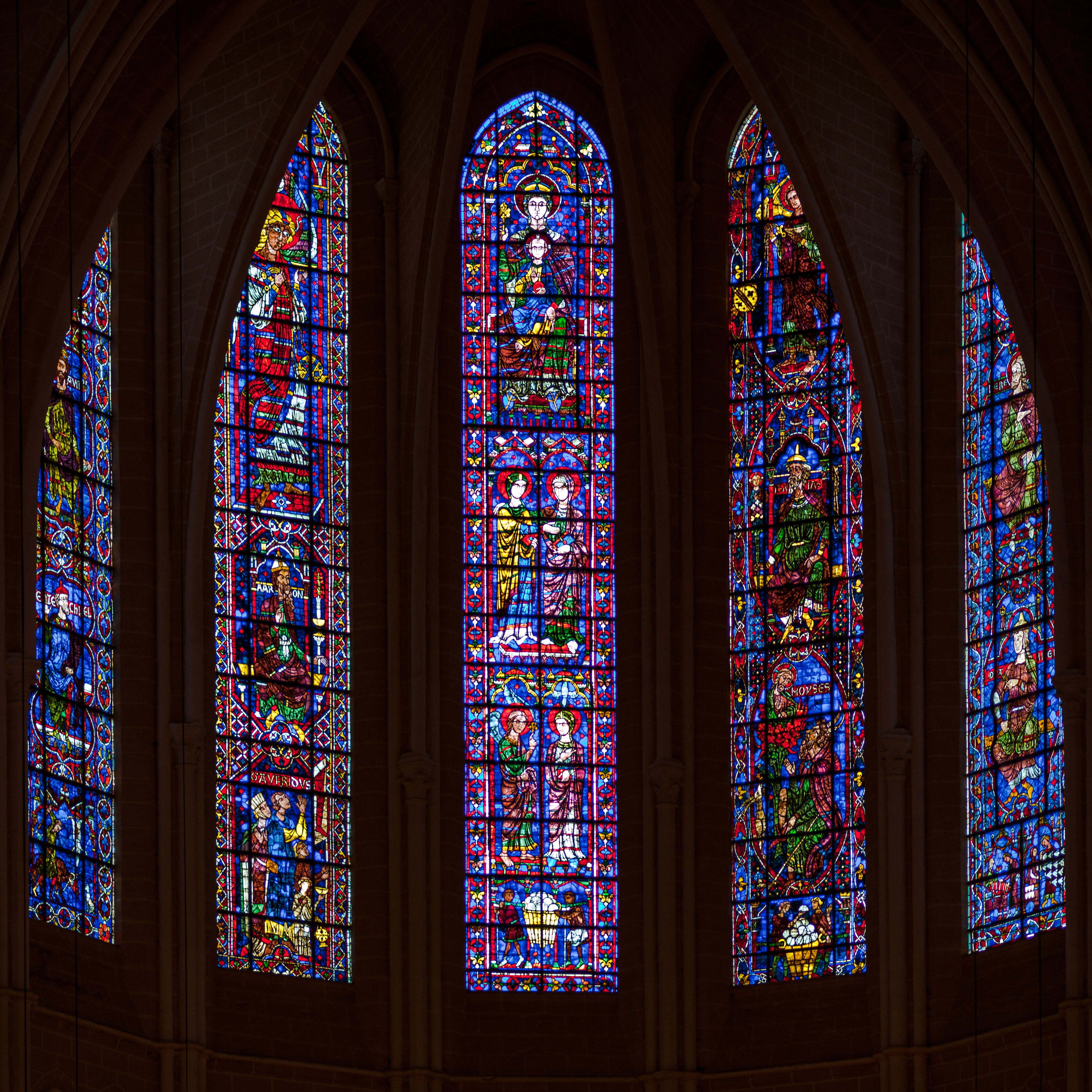
Ensemble de vitraux à Notre-Dame de Chartres.
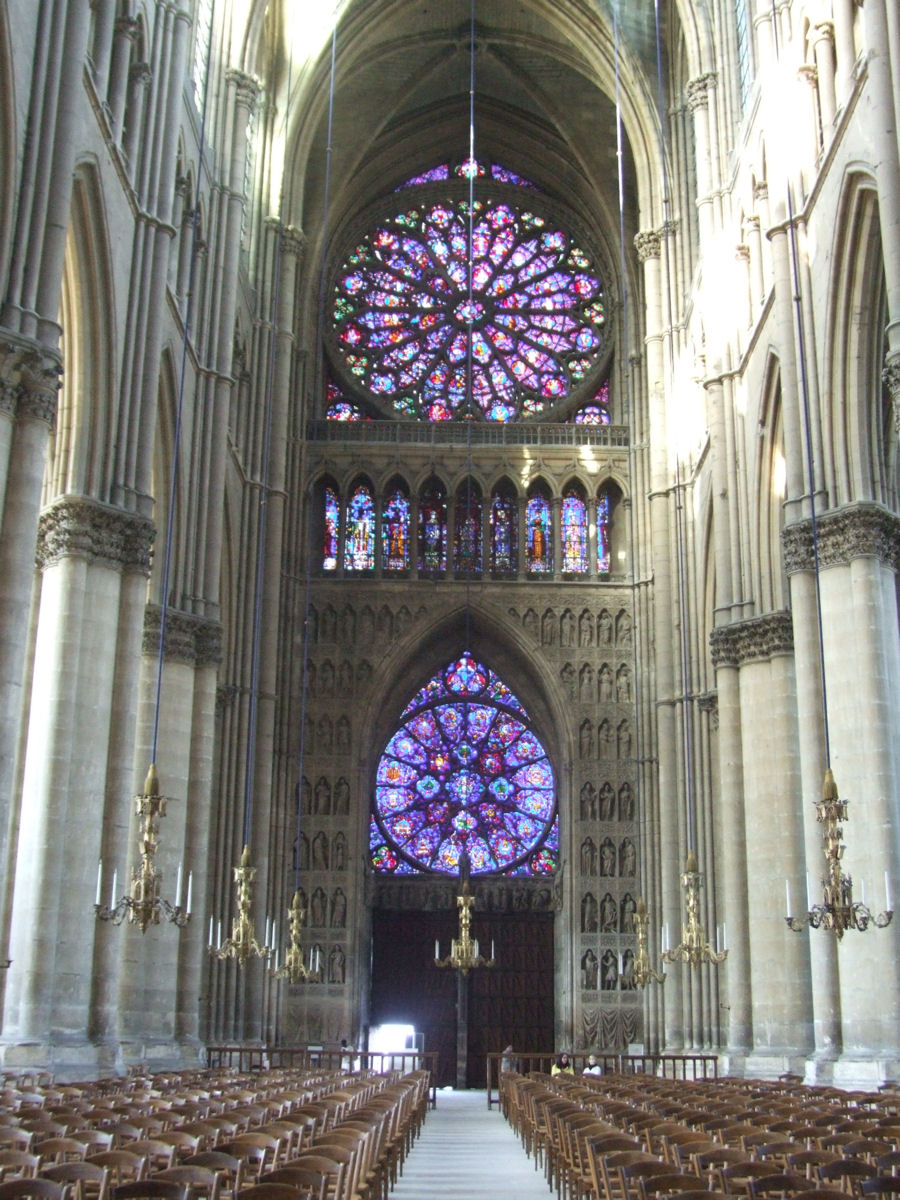
Double rosace de la cathédrale de Reims, typique de l'art de la lumière du gothique.
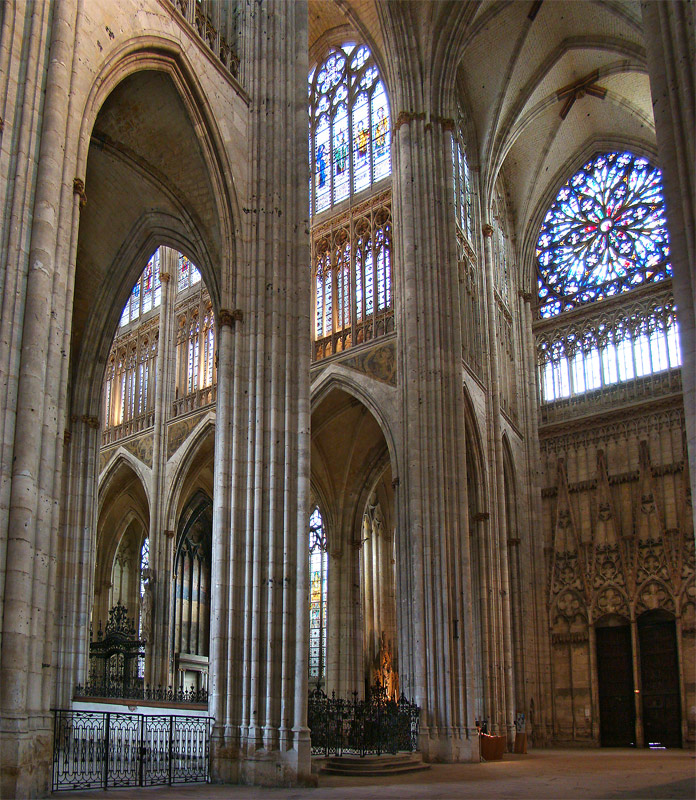
Église abbatiale Saint-Ouen de Rouen. Trois niveaux de verrières dans la nef et le chœur.

### Le fer

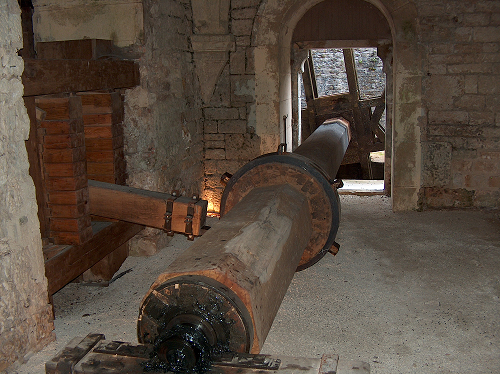
Reconstitution du marteau hydraulique de l'abbaye de Fontenay.

L'utilisation du marteau hydraulique, développé par les moines cisterciens de l'abbaye de Fontenay en 1220, permet de fabriquer des barres de plus de 3 cm d'épaisseur (ce que ne pouvaient pas faire les forges à bras) et augmente fortement la productivité. Il devient alors possible de produire les dizaines de tonnes de fer nécessaires à la construction d'une cathédrale (tirants, chaînages, barlotières des vitraux).